# Romanische und frühgotische Chorumgänge
In der Hoch- und Spätgotik entstand eine große Anzahl von Umgangschören. Zumeist sind sie mit großen Maßwerkfenstern ausgestattet, was ihre Stilzuordnung erleichtert.
Aus Romanik und Frühgotik gibt es nur eine beschränkte Anzahl von Umgangschören. Mit der Stilzuschreibung tun sich selbst Fachleute manchmal schwer. Dazu tragen die nicht sehr großen Fenster ohne Maßwerk bei, die manchmal noch etwas ungelenk gestalteten Gewölbe, Gestaltungsformen, die schon in der Romanik verwendet wurden, aber mit dem Aufkommen der Gotik nicht verschwanden. Der zeitliche und geografische Rahmen von Innovationen wird nicht von allen Autoren in gleichem Maße berücksichtigt. Auch stören sich manche Autoren bei frühgotischen Bauten an unvollständigen Verwendungen des gotischen Formenkanons, die sie bei späteren Bauten als bauherrenspezifisch (z. B. Zisterzienserkirchen) oder regionale Besonderheiten hinnehmen müssen.
Anmerkung: Wo es keinen deutschen Artikel gibt, ist unter dem Kürzel (CC) die Commons-Kategorie (engl. Category) mit Bildern und zusätzlichen Links verlinkt.

## Übersicht
Als Kriterium der Abgrenzung gegen die nicht dargestellte Hochgotik wurde genommen, dass die Fenster der Chorumgänge noch kein ausgereiftes Maßwerk haben, oder in ihrer Erstausstattung noch nicht hatten.
Innerhalb der jeweiligen Gruppe sind die Umgangschöre soweit möglich in der Reihenfolge ihrer Bauzeiten eingetragen.
In der Übersicht in Klammern verzeichnete Gebäude sind wegen Ersatz oder grundsätzlicher Veränderungen der Umgänge in Hoch- oder Spätgotik zwar mit Stichworten beschrieben, aber nicht mit einer Galerie dargestellt.
Romanik:
Michaelis, Hildesheim • 
St-Benoît-sur-Loire • 
St-Philibert, Tournus • 
Bois-Sainte-Marie • 
Maria im Kapitol, Köln • 
St-Savin-sur-Gartempe • 
Conques • 
(Victor et Couronne, Ennezat) • 
N.D. la Grande, Poitiers • 
Montierneuf • 
Ste-Radegonde, Poitiers • 
St John’s im Tower • 
St-Eutrope, Saintes • 
Veauce • 
Chauvigny • 
Cunault • 
St-Martin, Chartres • 
St-Hilaire, Melle • 
St-Saturnin • 
St-Sernin, Toulouse • 
St-Gildas, Rhuys • 
Loctudy • 
Cluny III • 
Paray-le-Monial • 
Airvault • 
Notre-Dame, Poissy • 
Fontevraud • 
St-Nectaire • 
N.D. du Port, Clermont-Ferrand • 
St. Godehard, Hildesheim • 
Onze Lieve Vrouwe, Maastricht • 
Lausanne (1. Chorumgang)
Übergang von der Romanik zur Gotik:
Morienval • 
St-Jouin-de-Marnes • 
Sens • 
St-Martin-des-Champs, Paris • 
St-Germain-des-Prés, Paris • 
St-Germer-de-Fly • 
Vézelay • 
Basler Münster • 
Heisterbach • 
Roskilde • 
Ebrach • 
Riddagshausen
Frühgotik:
Saint-Denis • 
Mantes-la-Jolie • 
Senlis • 
Noyon • 
St-Leu-d'Esserent • 
Saint-Remi, Reims • 
Notre-Dame de Paris • 
Lisieux • 
Canterbury • 
Pontigny • 
N.D.-en-Vaux, Châlons • 
Limburg • 
Lausanne (2. Chorumgang) • 
Notre-Dame de Chartres • 
Soissons • 
Bourges • 
Magdeburg • 
Bayeux • 
Marienstatt • 
Tours

## Romanik
St. Michael, Hildesheim
- Kryptenumgang frühes 11. Jh.

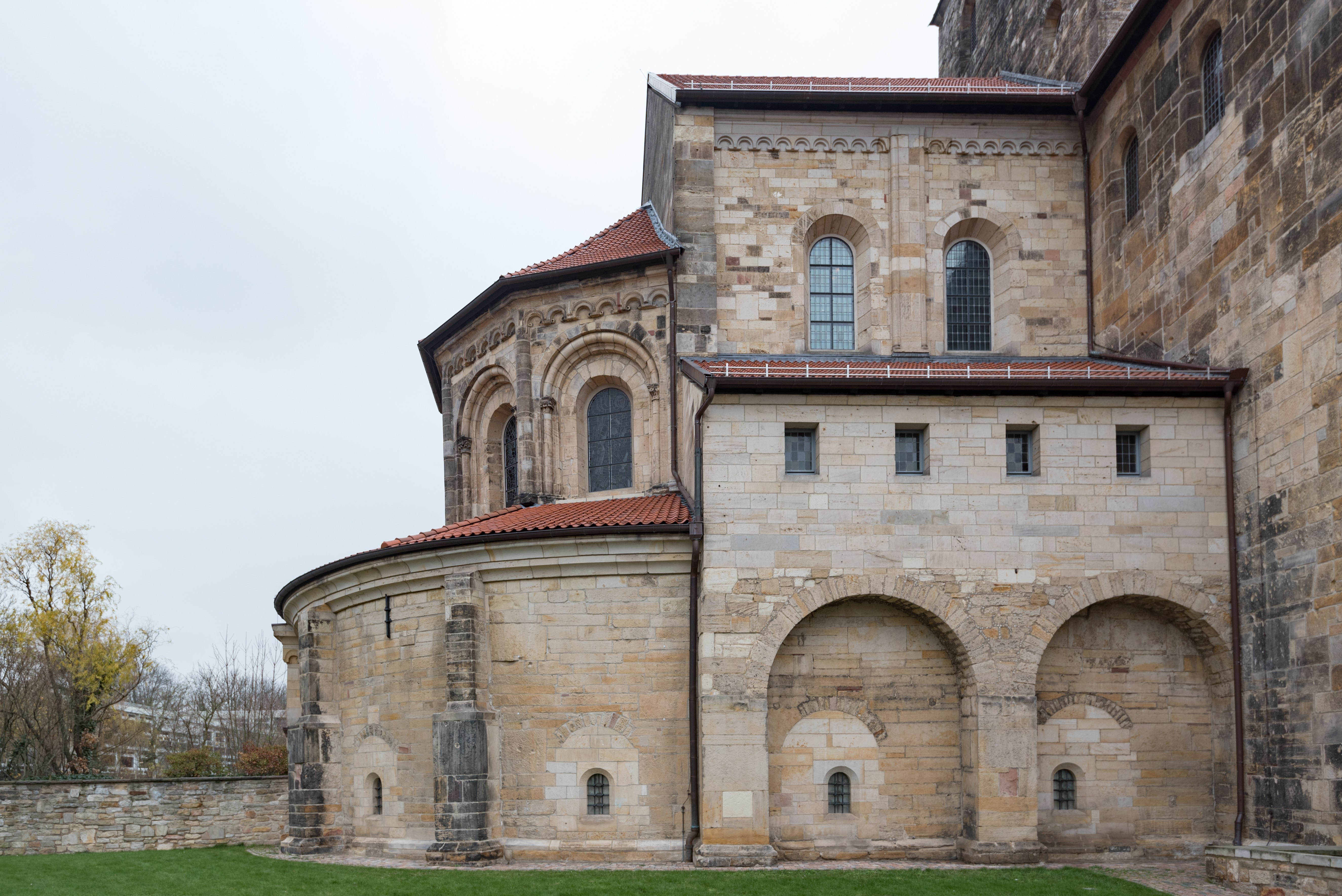
Chor mit Apsis und Kryptenumgang
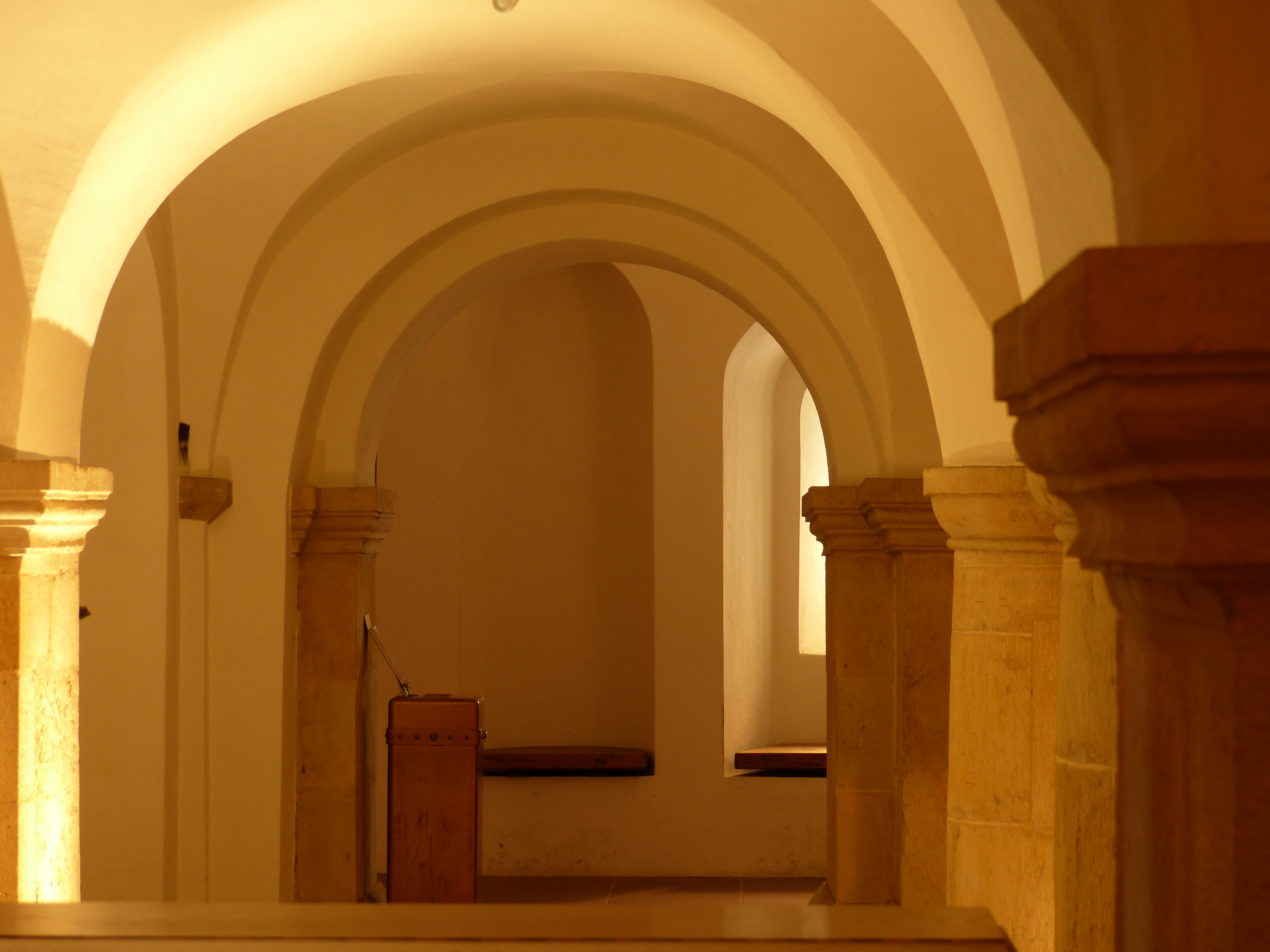
Blick aus der Krypta in den Umgang
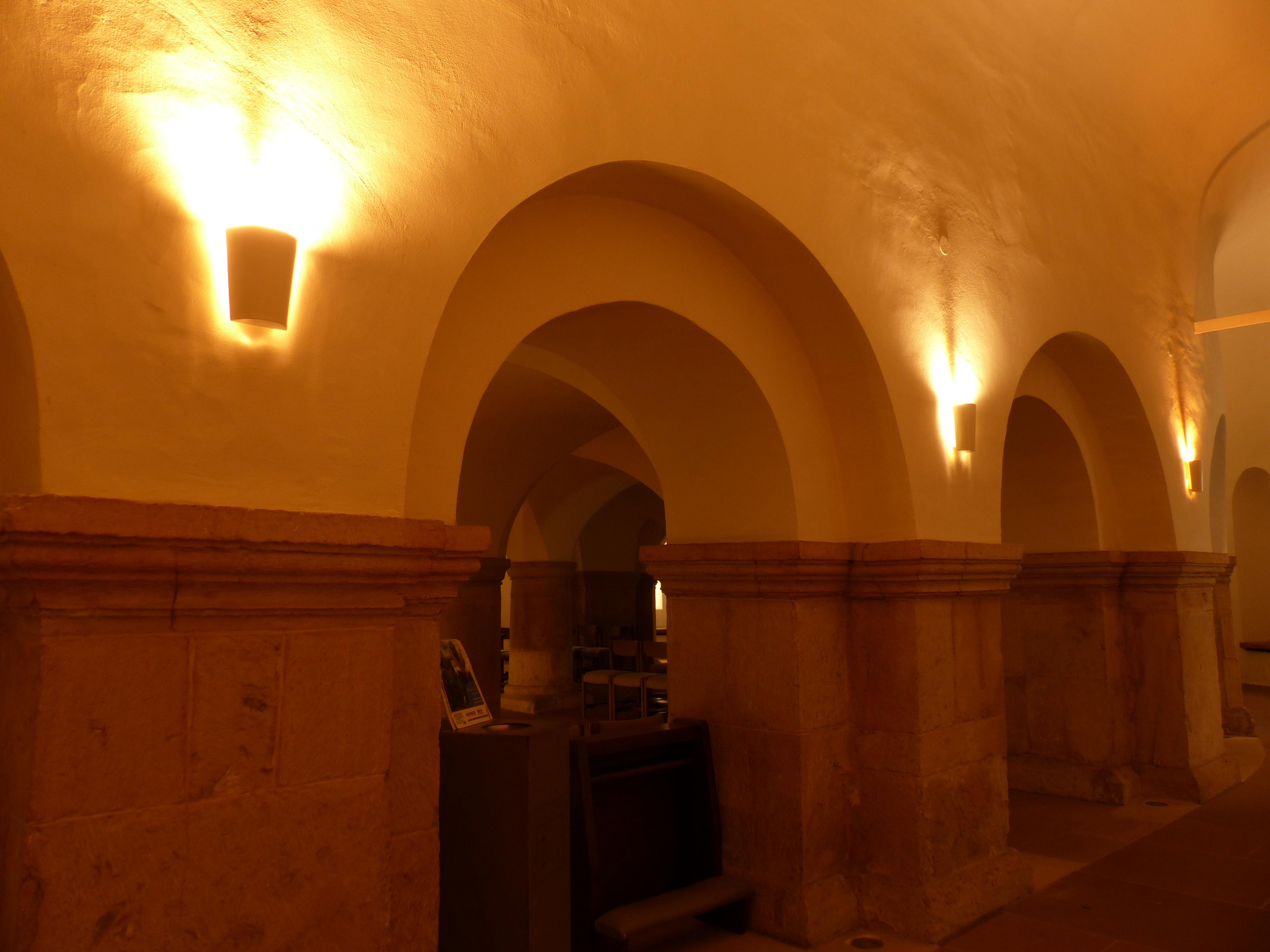
Blick aus dem Umgang in die Krypta
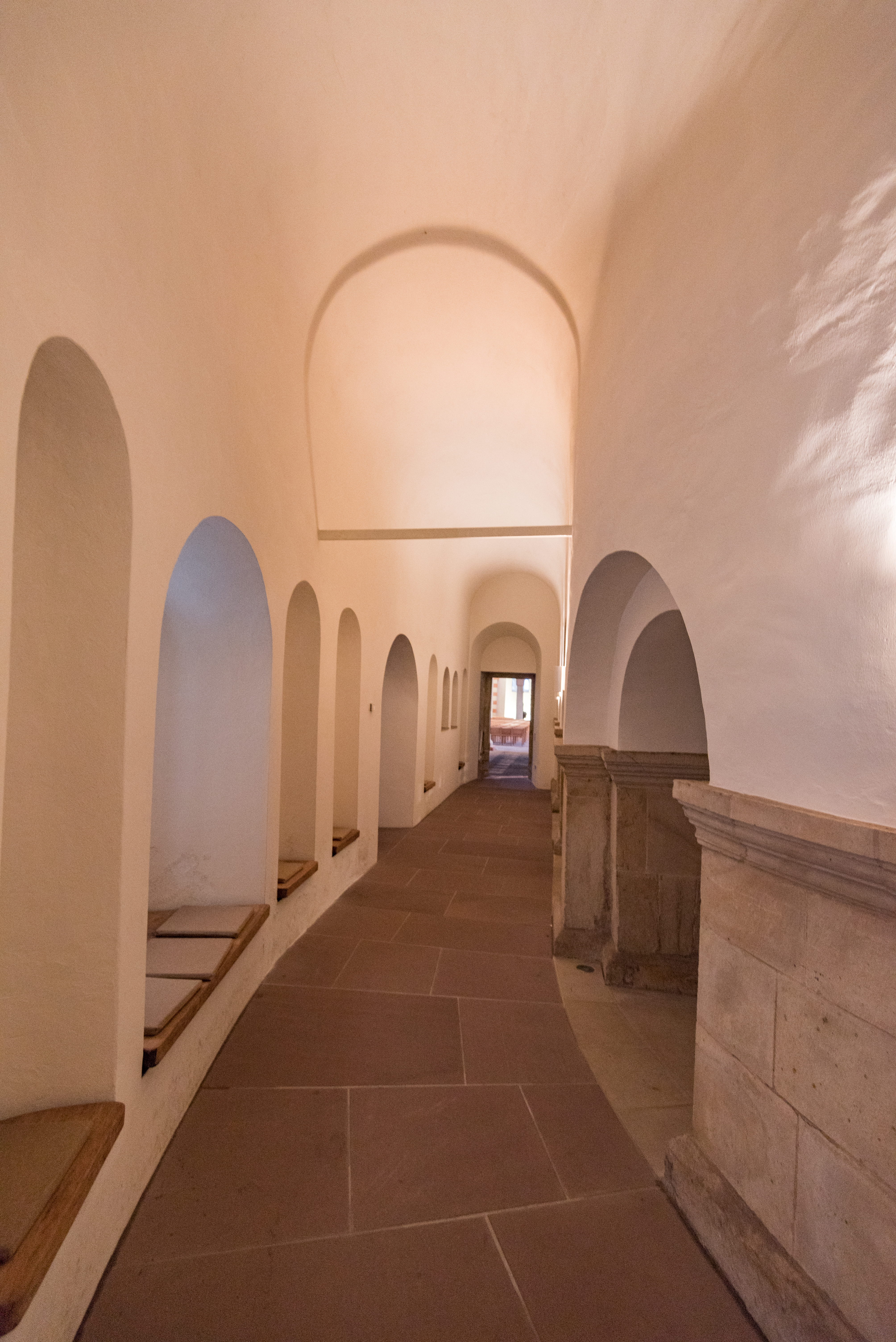
Kryptenumgang mit Tonnengewölbe

Benediktinerkirche (CC) von Saint-Benoît-sur-Loire
- Département Loiret, 40 km OSO von Orléans
- Chor mit Chorumgang über Krypta mit Kryptenumgang
- Chor 1020–1072, geweiht 1108
  - Binnenchor Tonnengewölbe mit Gurtbögen
  - runder Chorschluss, ungegliederte Halbkuppwl
  - runder Umgang, Kreuzgratgewölbe mit Gurtbögen
  - rund schließende Radialkapellen
- Langhaus 1150–1218,
  - Seitenschiffe nach Schema von Cluny III: spitzbogige Arkaden, spitzbogige Kreuzgratgewölbe, Rundbogenfenster
  - Mittelschiff gotisch: spitzbogige Kreuzrippengewölbe, spitzbogige Obergaden
- Datensatz POP

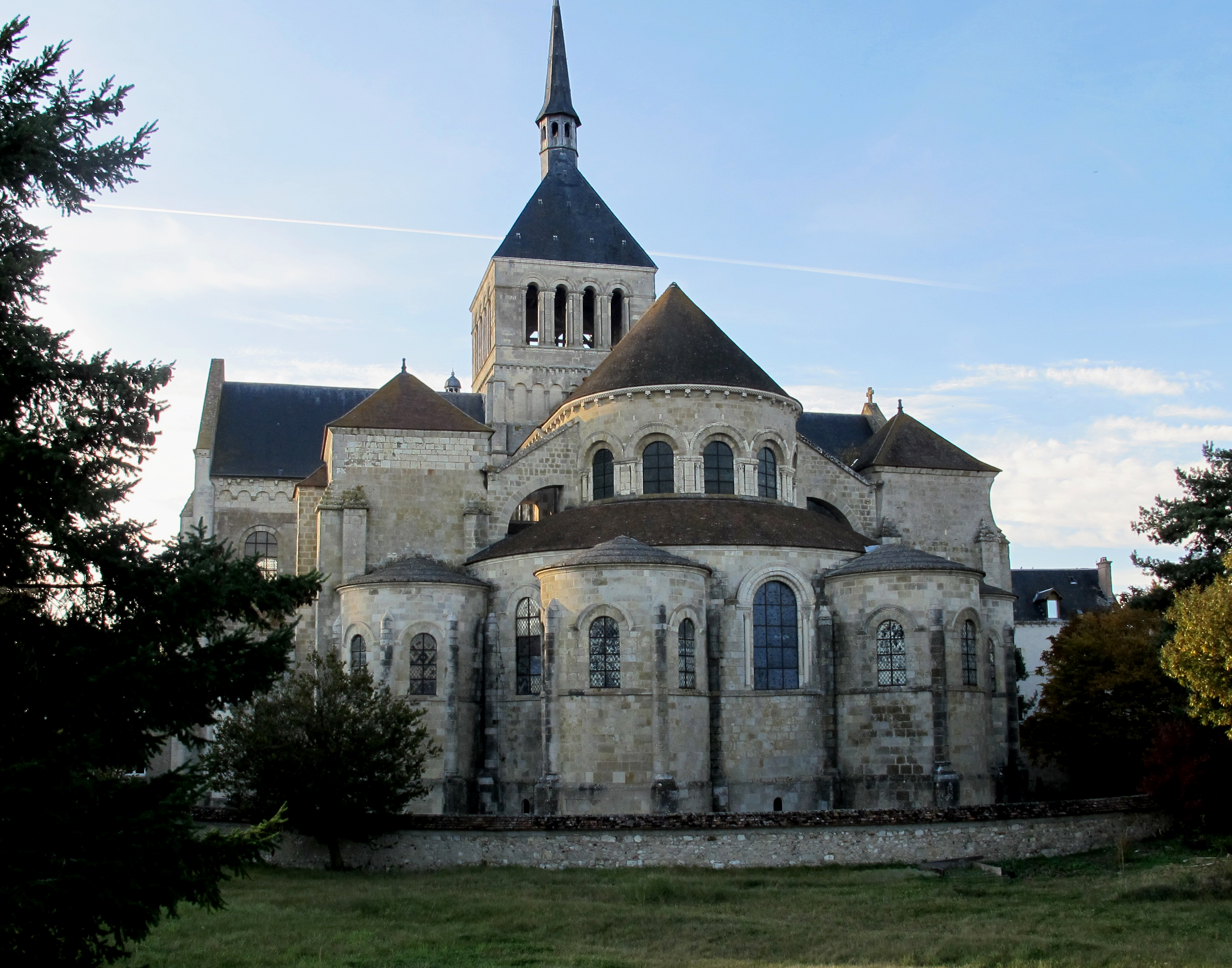
Ostansicht
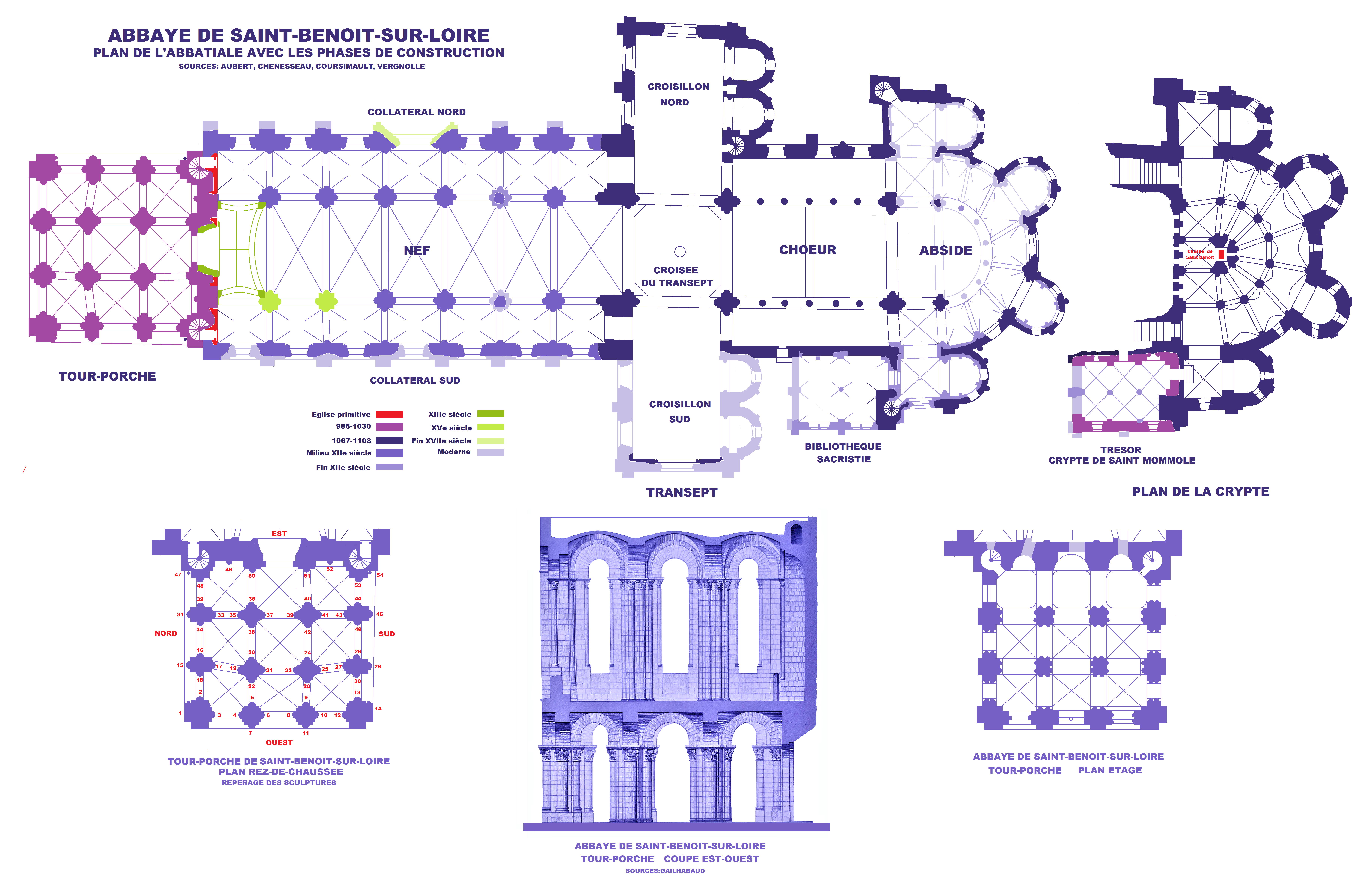
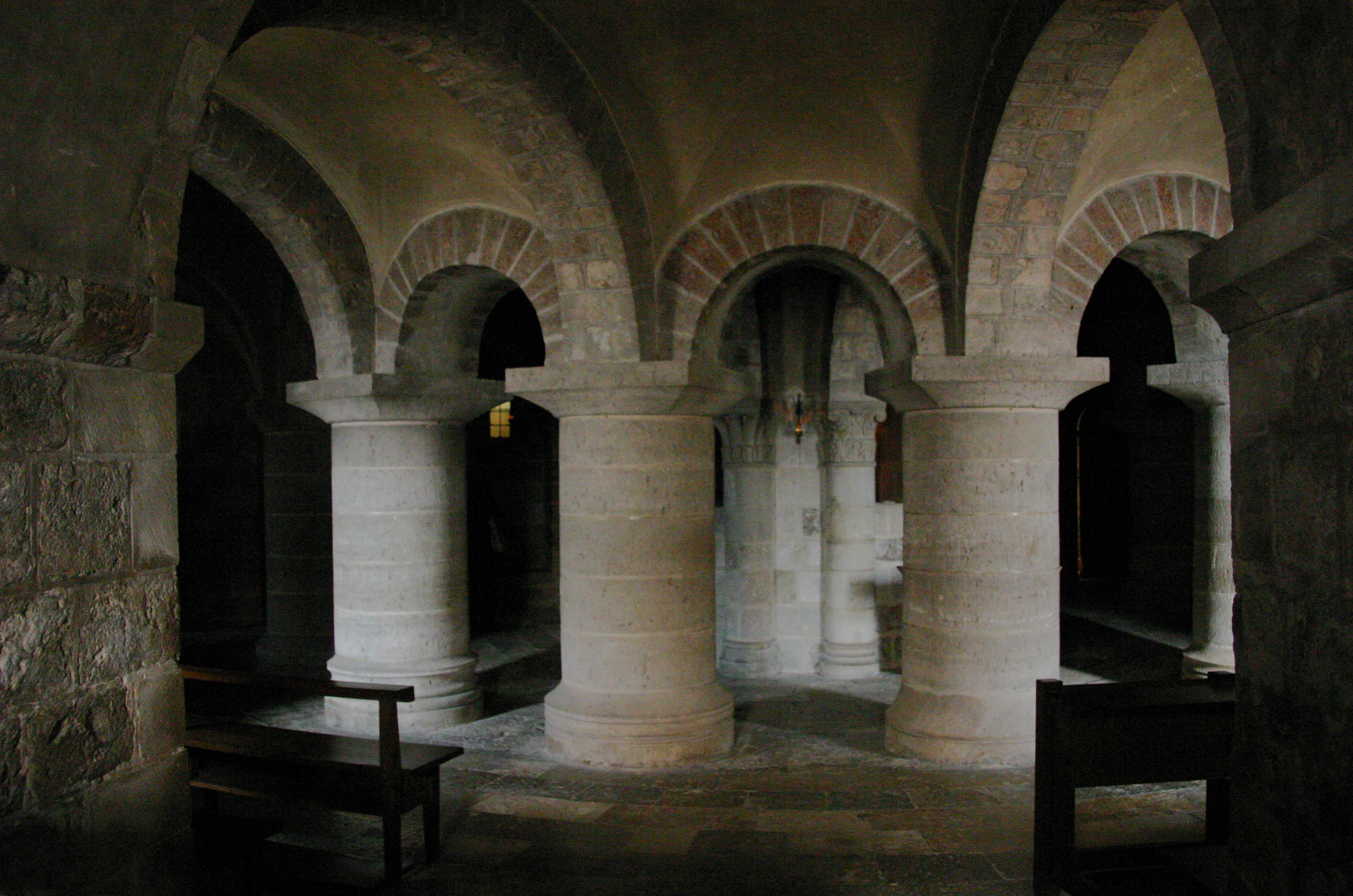
Kryptenumgang
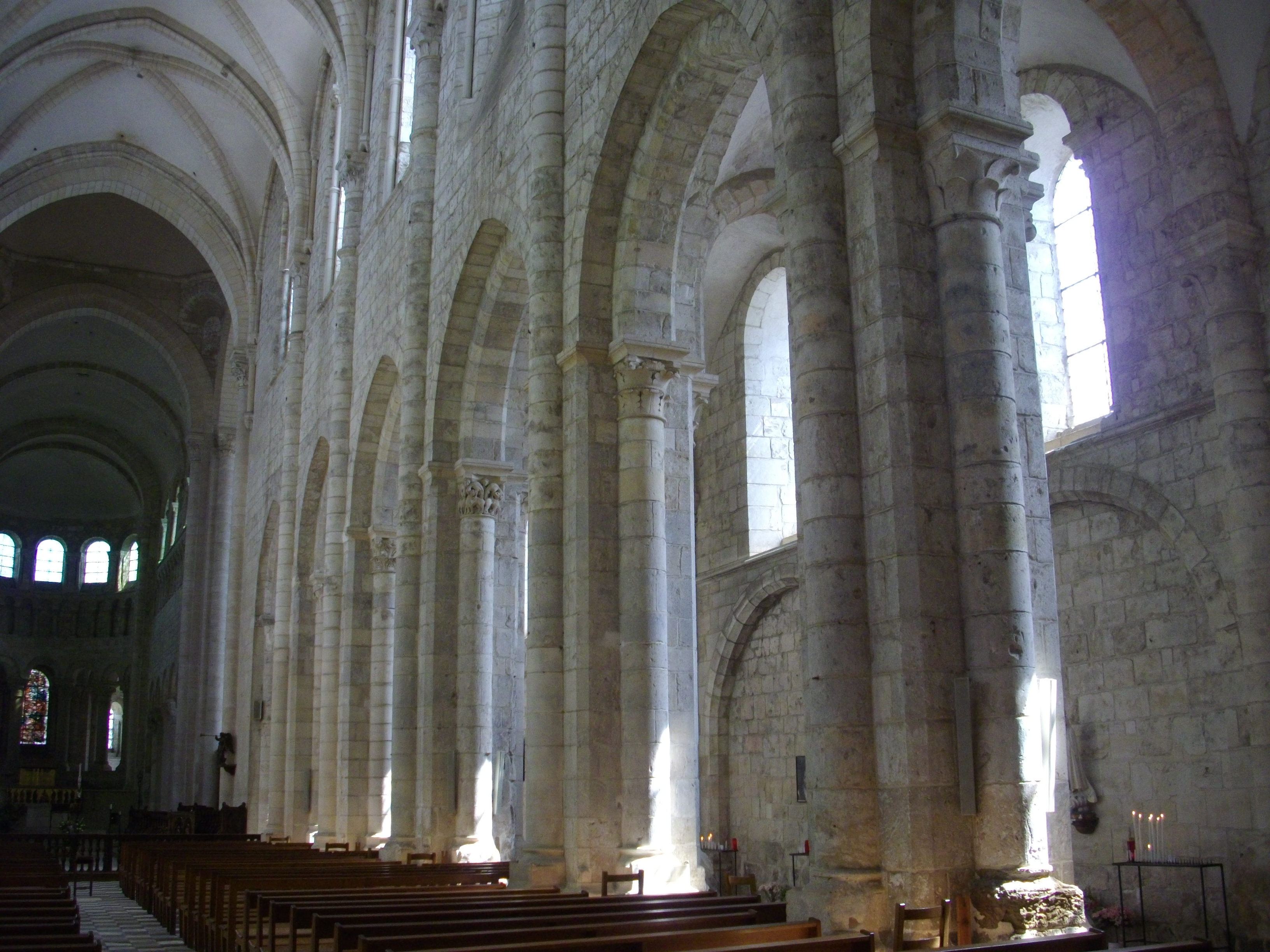
Langhaus im Übergangsstil

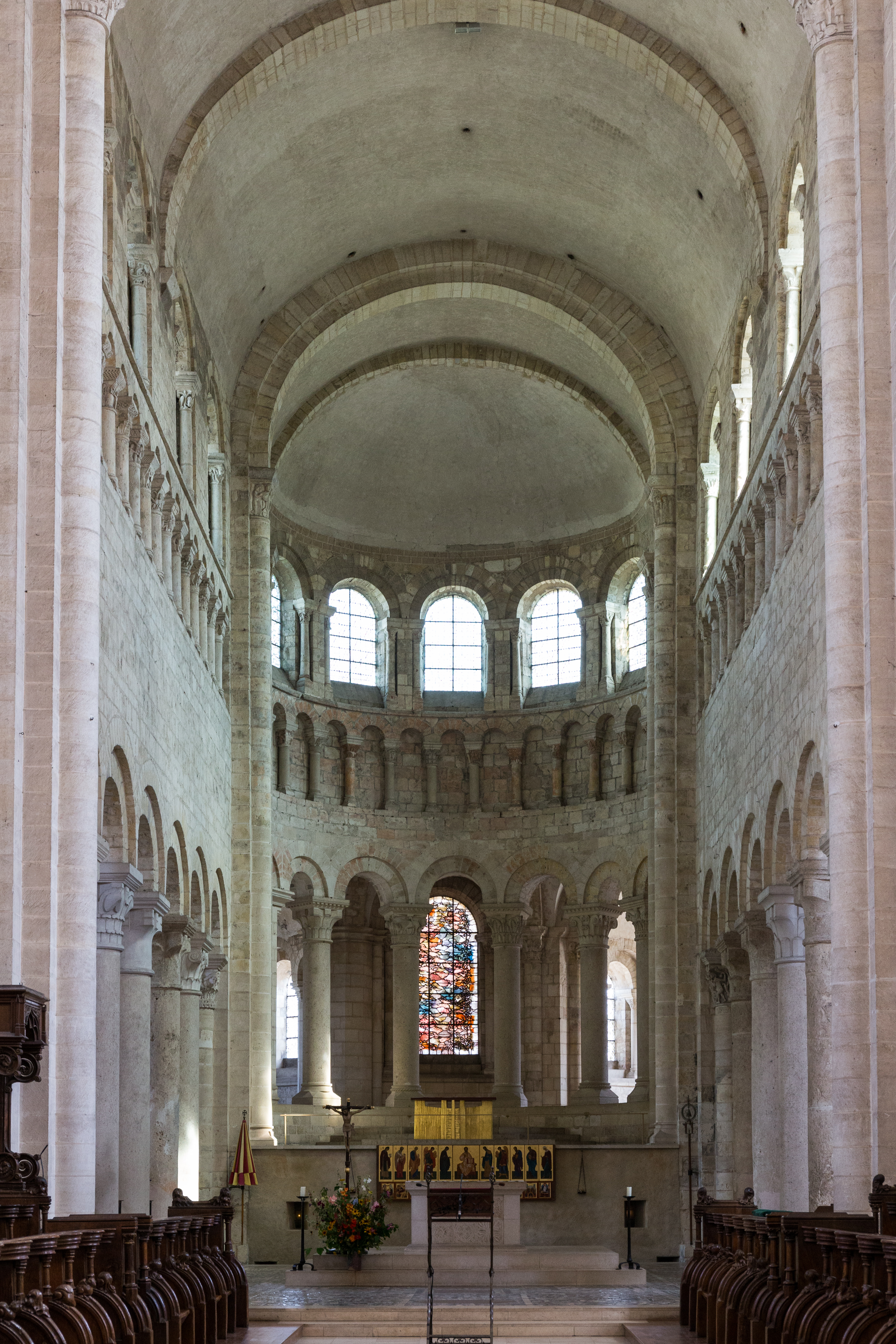
Chor axial
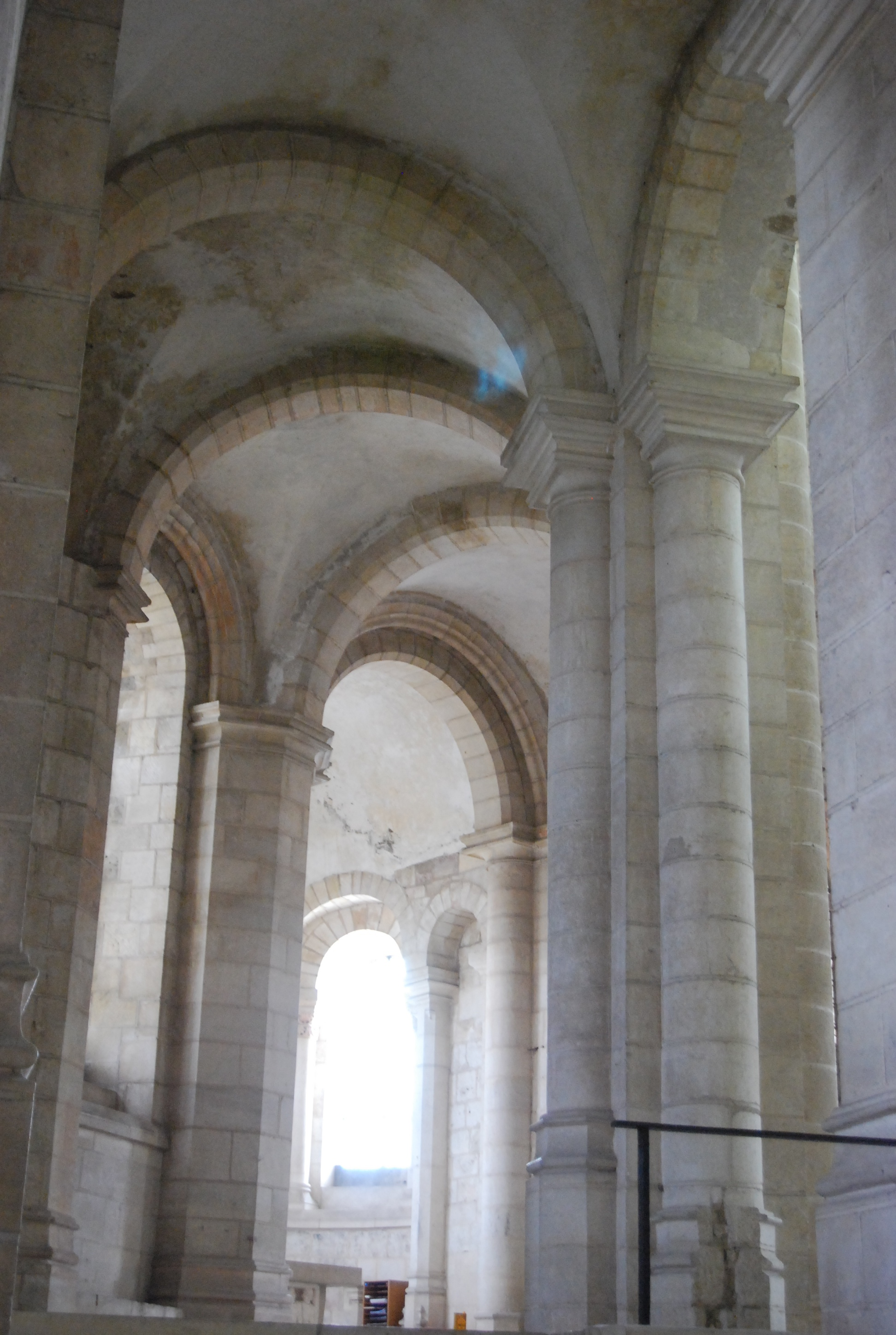
Chorumgang
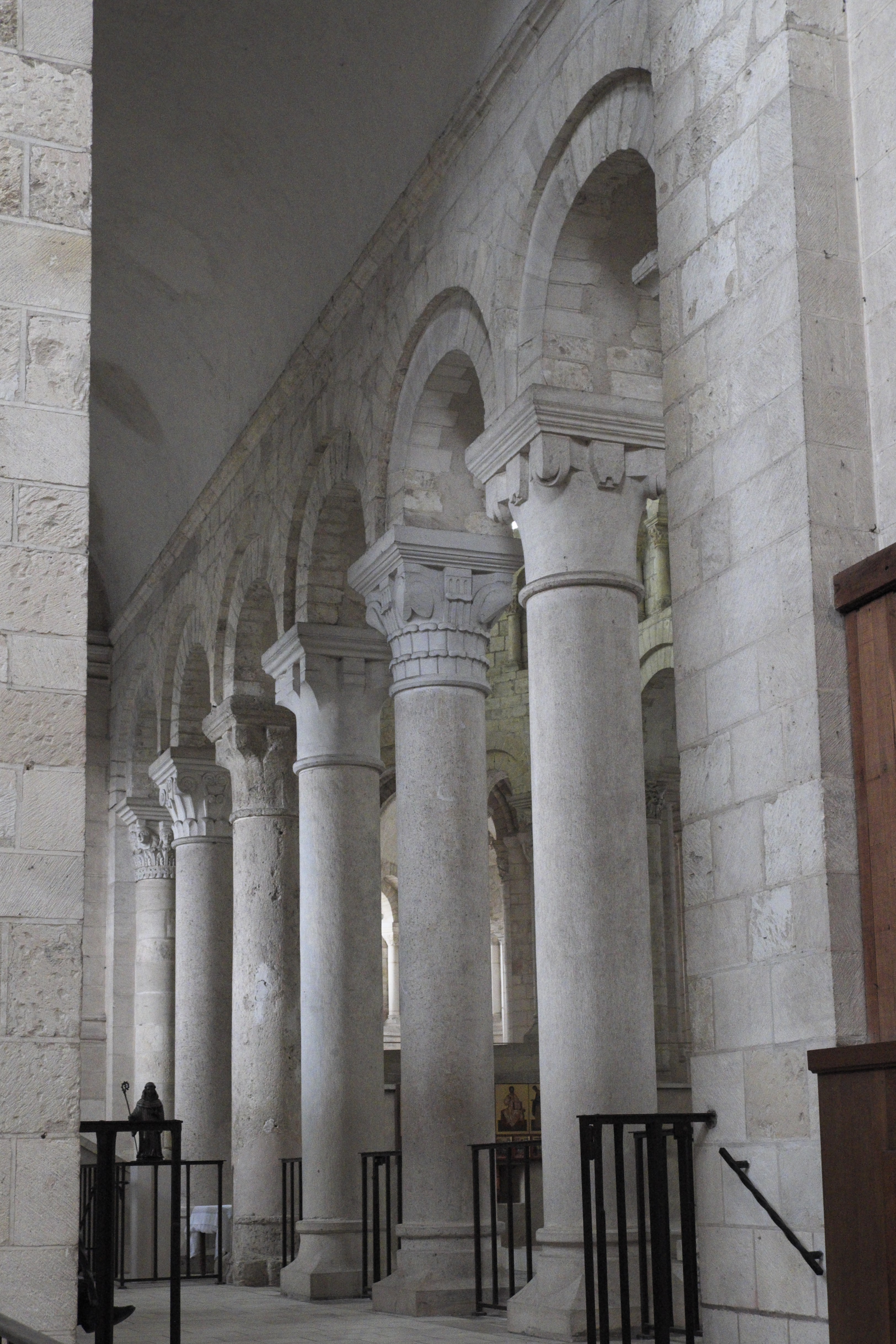
Seitenschiff des Chors
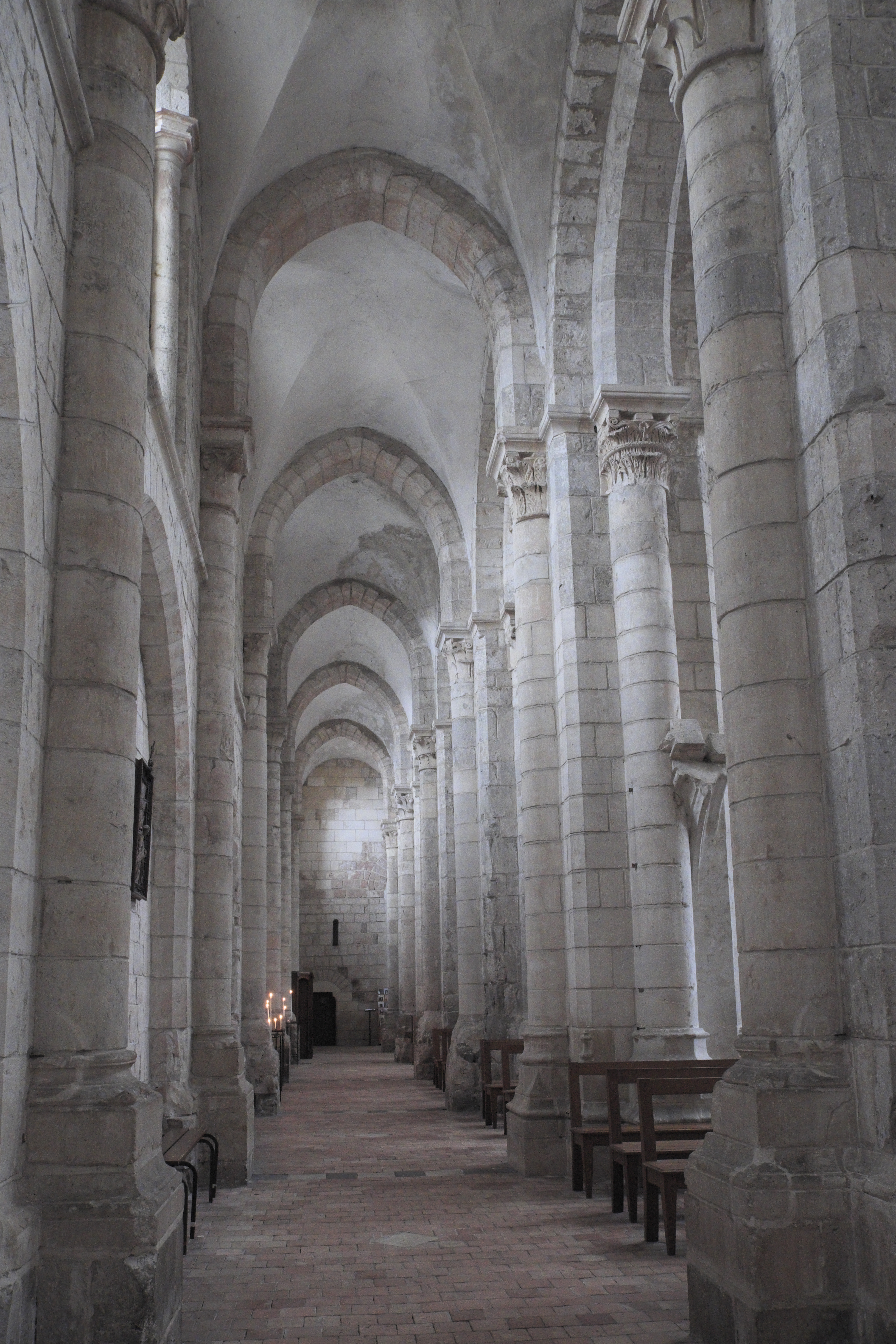
Seitenschiff des Langhauses
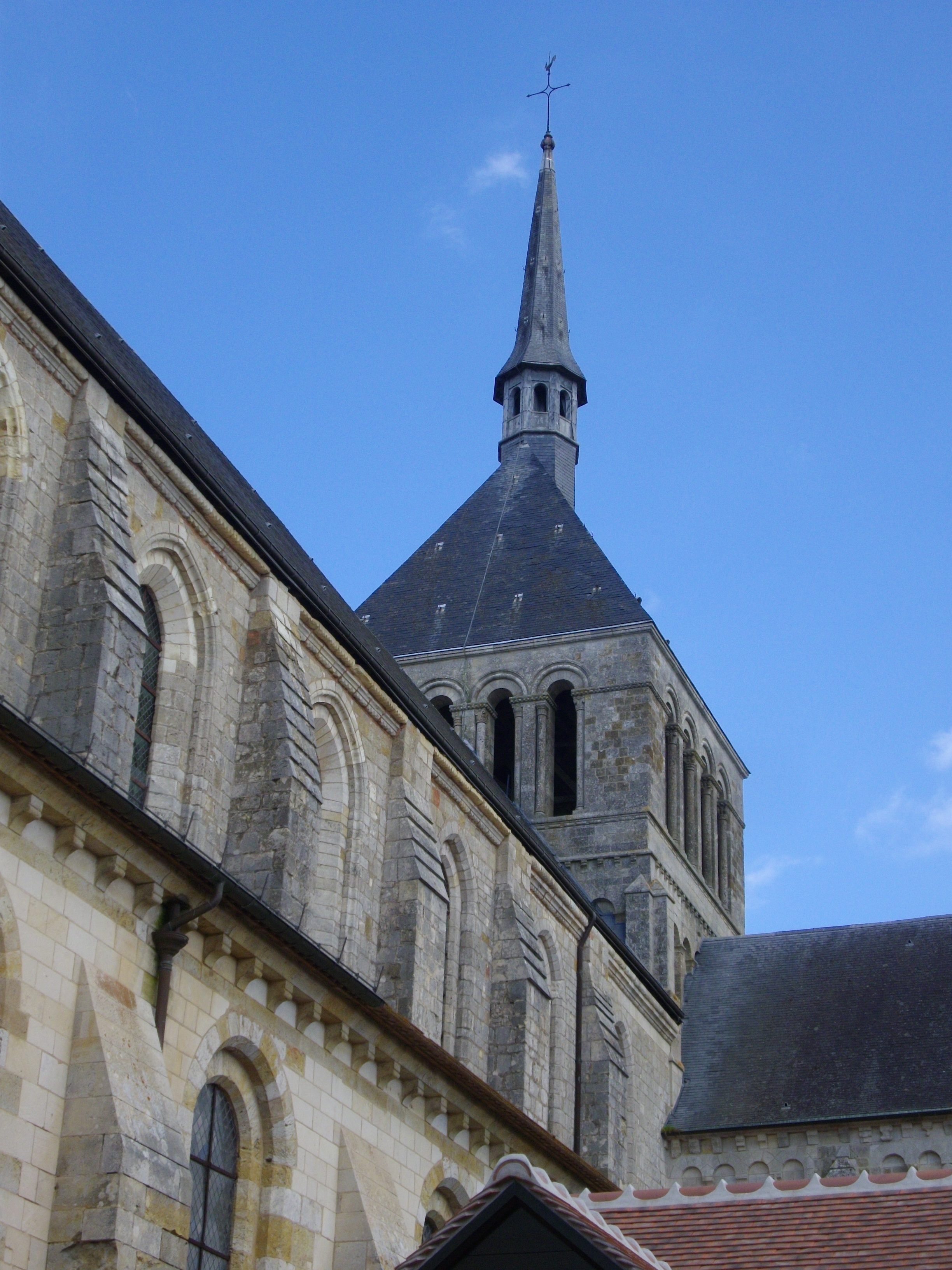
Langhaus

Benediktinerkirche St-Philibert, Tournus
- an Westufer der Saône im Burgund
- 1020–1120
- runder Chorschluss, runde Außenwand des Umgangs mit gekrümmtem Tonnengewölbe
- eckige Radialkapellen

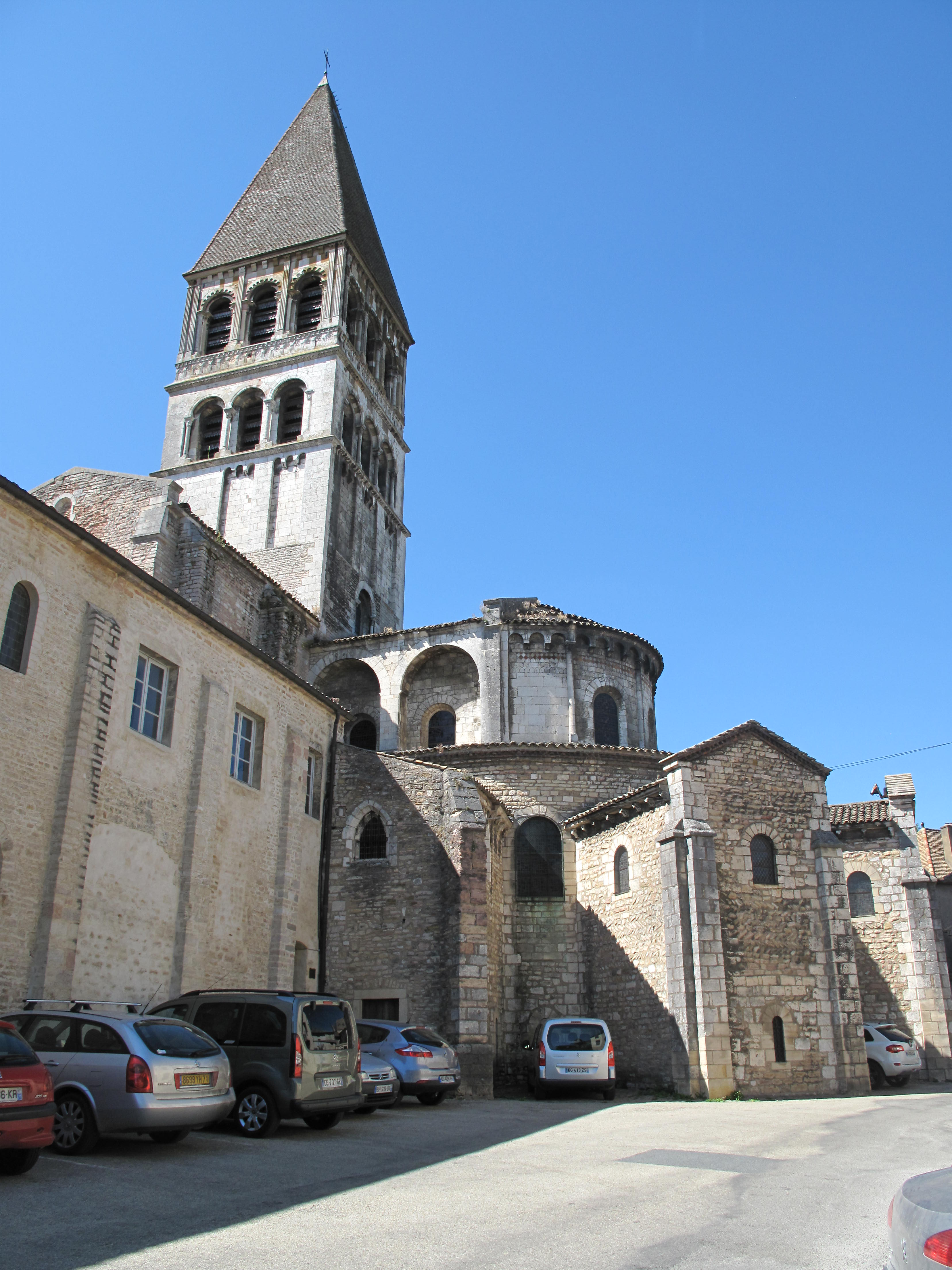
Umgangschor und Kapellen
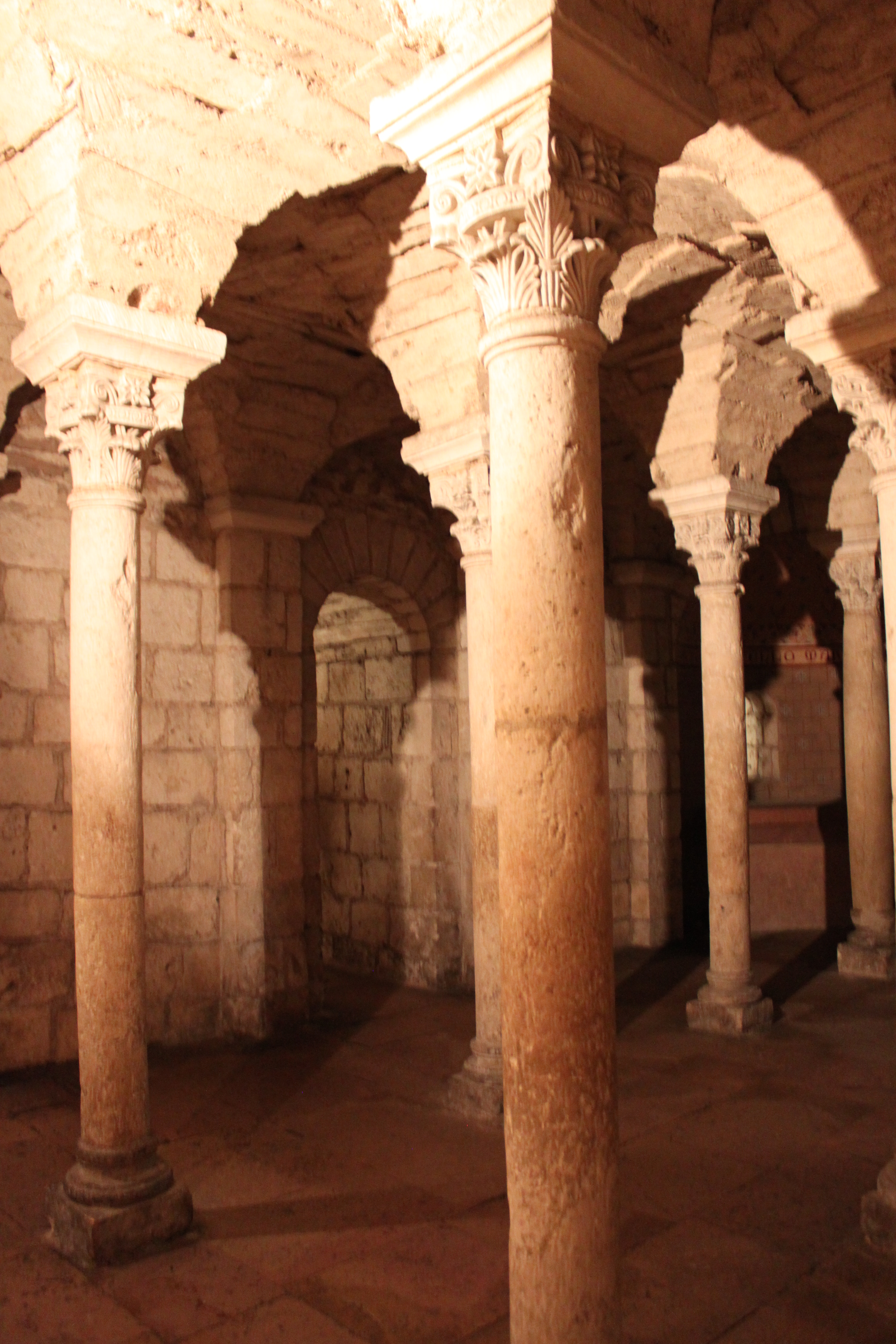
Hallenkrypta
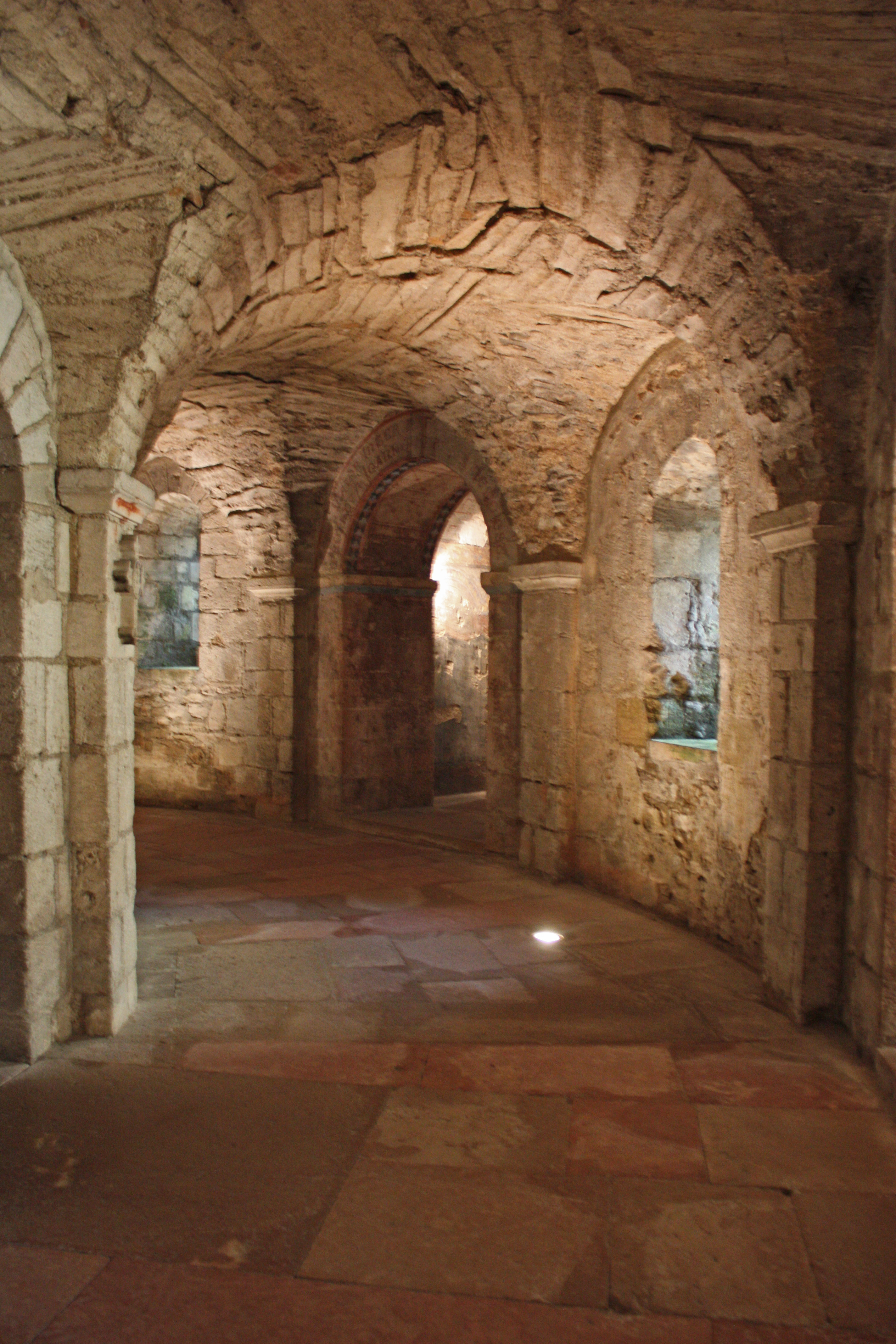
Kryptenumgang
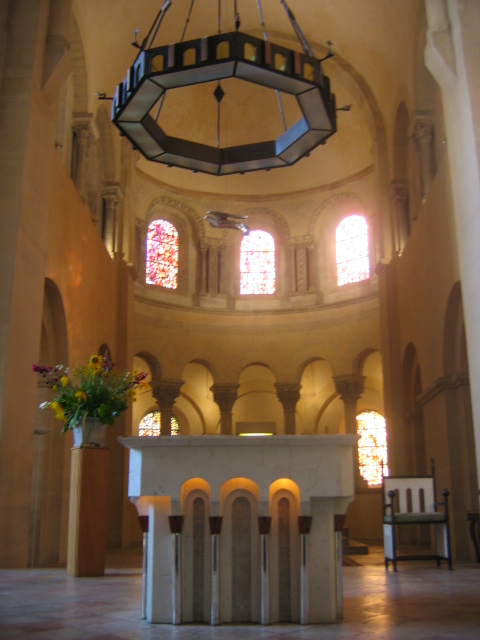
Chor und Chorumgang
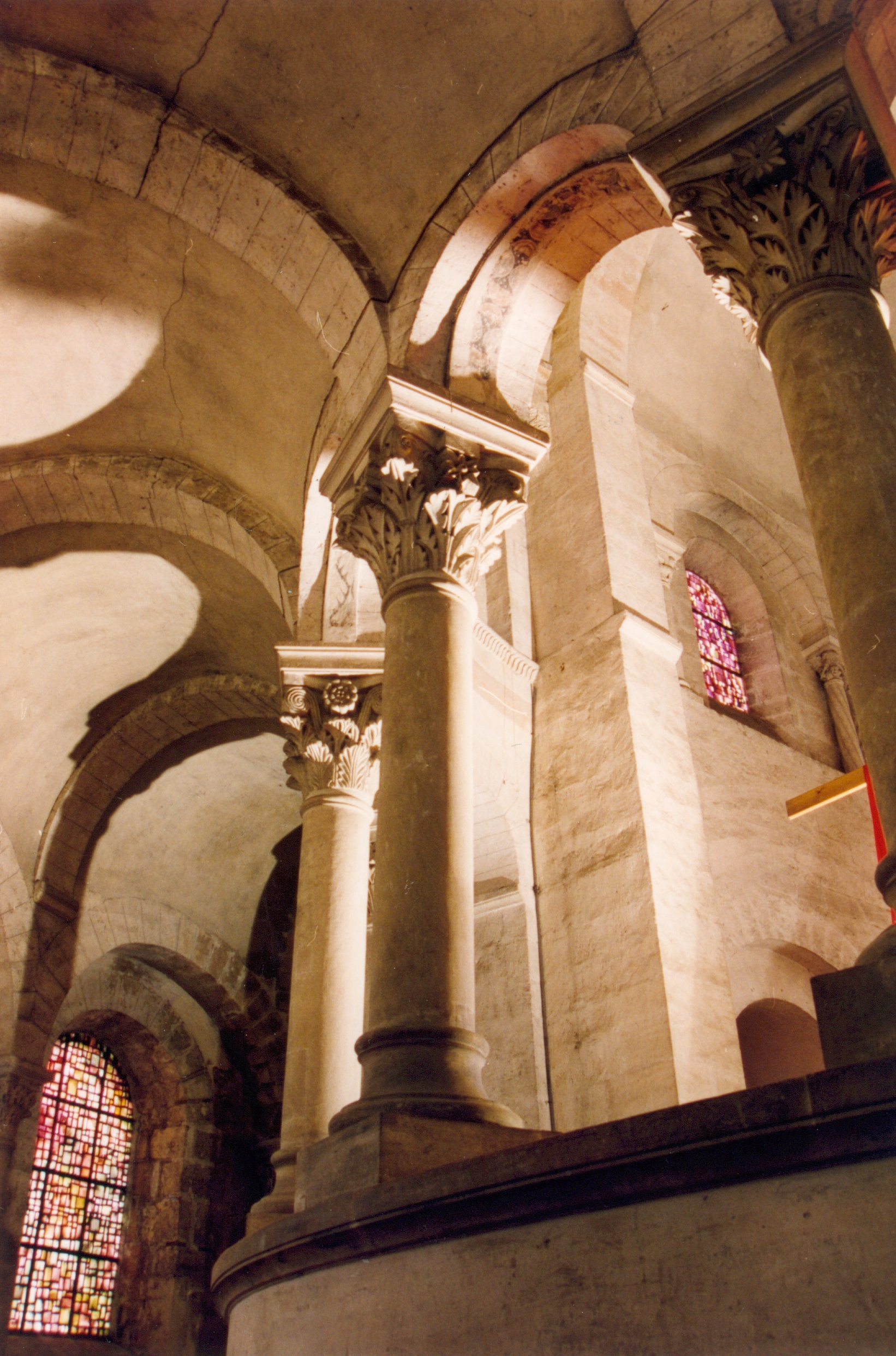
Arkade des Chormgangs

Notre-Dame-de-la-Nativité (CC) in Bois-Sainte-Marie
- Département Saône-et-Loire, hist. Herzogtum Burgund
- Chor um 1050
- Umgang mit gekrümmter Stichkappentonne zwischen rundem Chorschluss und runder Außenwand

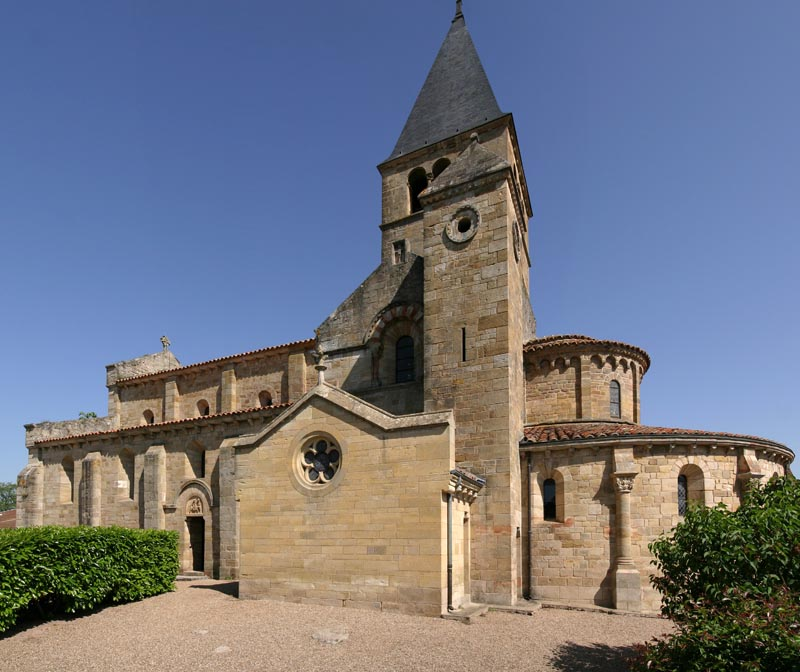
Gesamtansicht
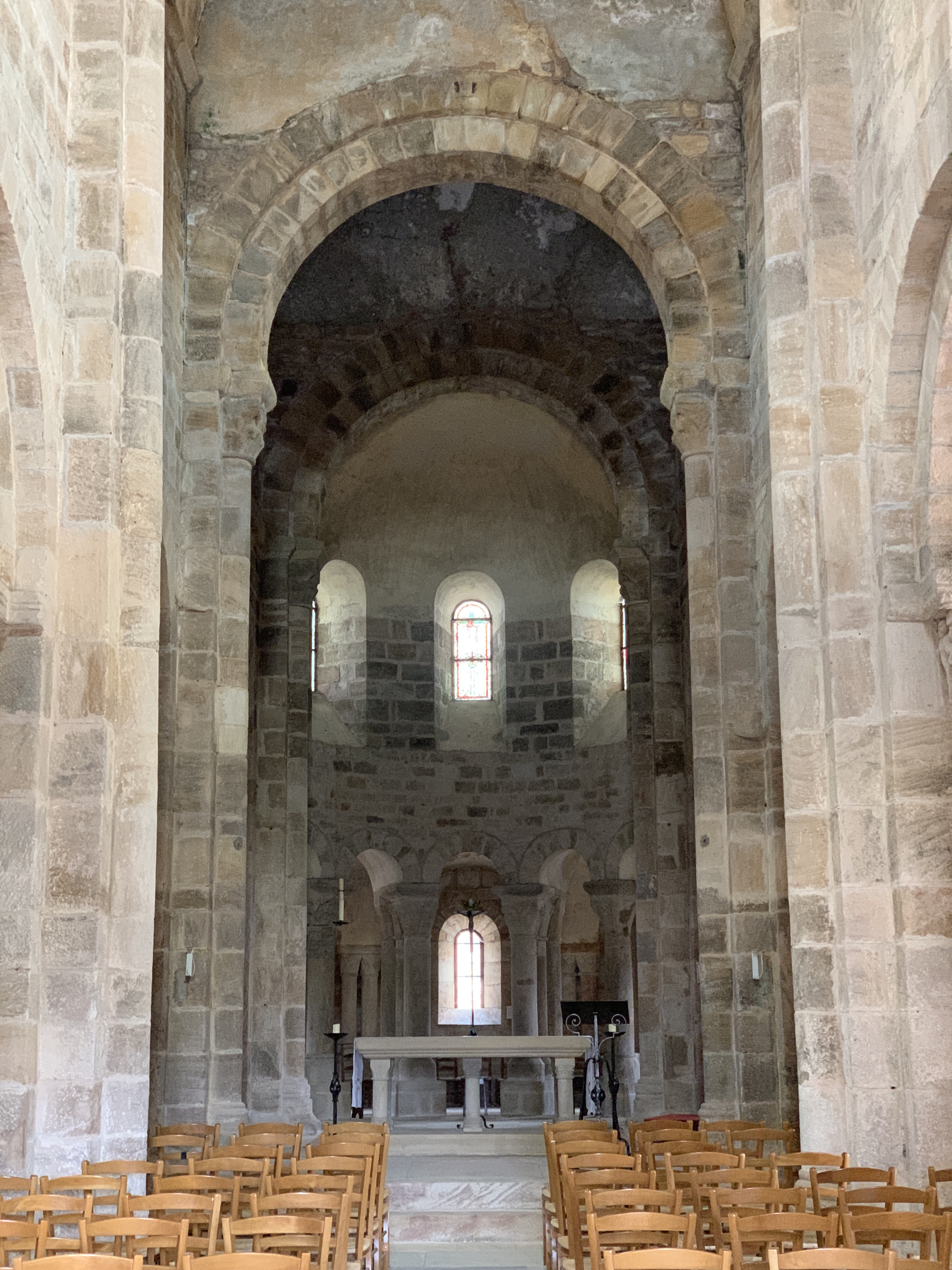
Blick durch die Vierung in den Chor
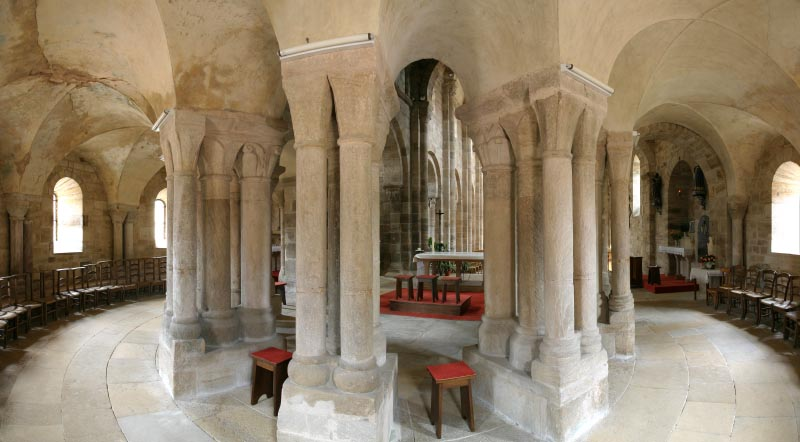
Chorumgang und Chor

St. Maria im Kapitol, Köln
- Krypta (ohne Umgang!) ab 1040
- Altarweihe (Chor mit Umgang) 1065,
- Einwölbung der Konchen Mitte 12. Jh.,
- Erhöhung der Obergadenwände und Einwölbung des Mittelschiffs 1240
- Konchen und ihre Umgänge mit runden Außenwänden,
  - Konchen mit ungegliederten Halbkuppeln,
  - Umgänge mit dur Gurtbögen getrennten Kreuzgratgewölben

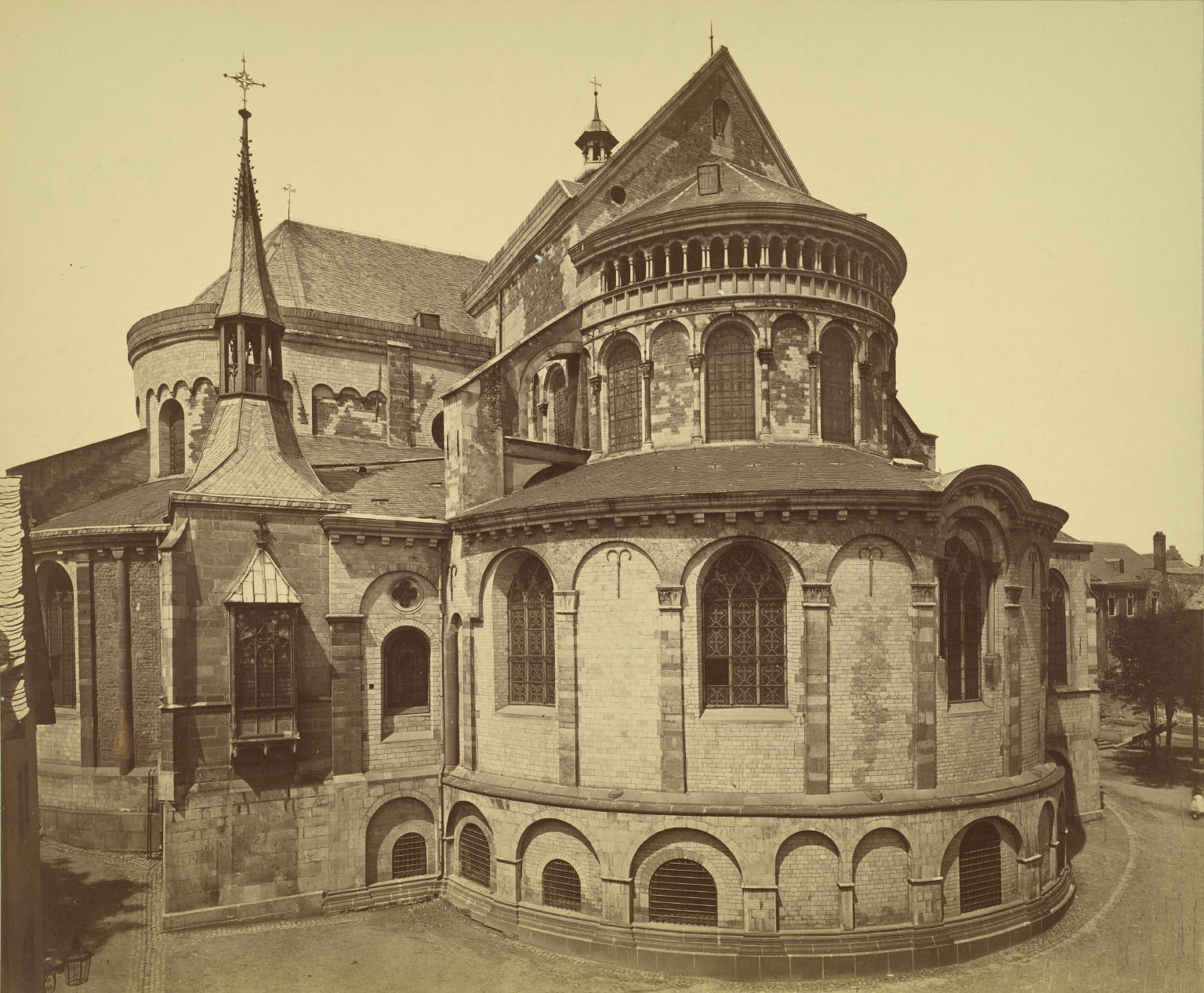
Chor mit Hauptkonche von außen, divergente Wandgliederung von Chorumgang und Kryptenumgang
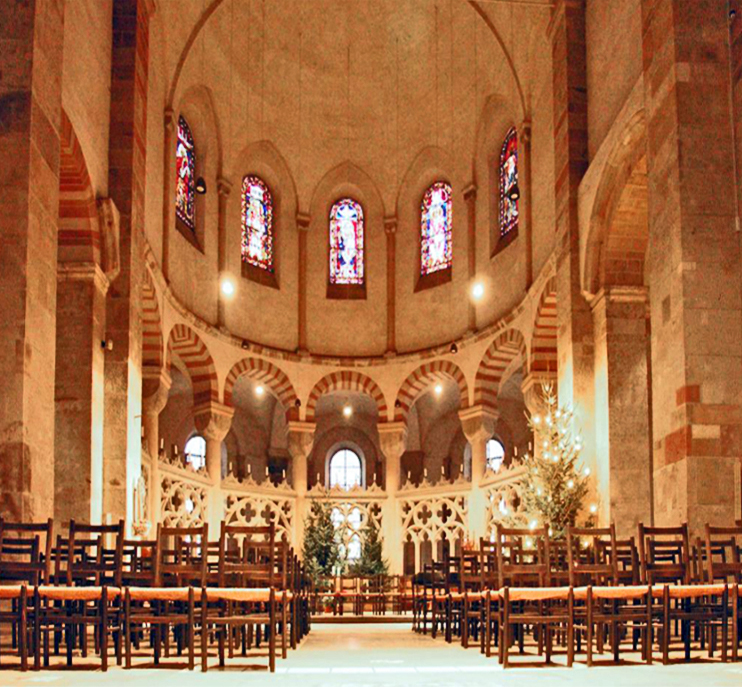
Hauptkonche mit Umgang
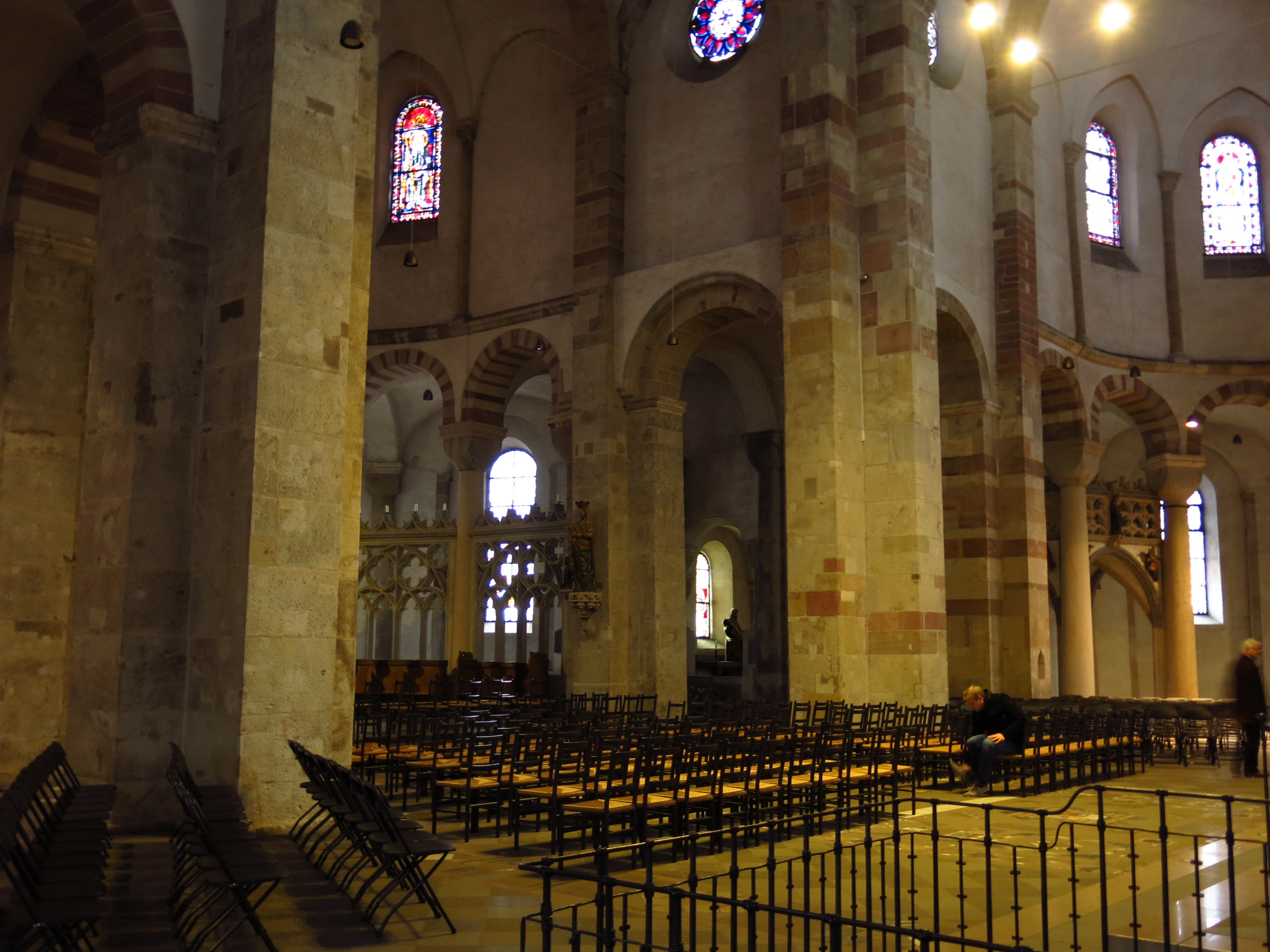
Hauptkonche und Südkonche mit Umgängen

Abtei Saint-Savin-sur-Gartempe
- Poitou, heute Département Vienne
- 1040–1090
- Hallenkirche,
- Binnenchor und Umgang außen und innen polygonal, Radialkapellen rund
  - Binnenchor mit polygonaler aber ungegliederter Halbkuppel
  - Umgang mit umlaufender Stichkappentonne
  - Kapellen mit ungegliederten Halbkuppeln

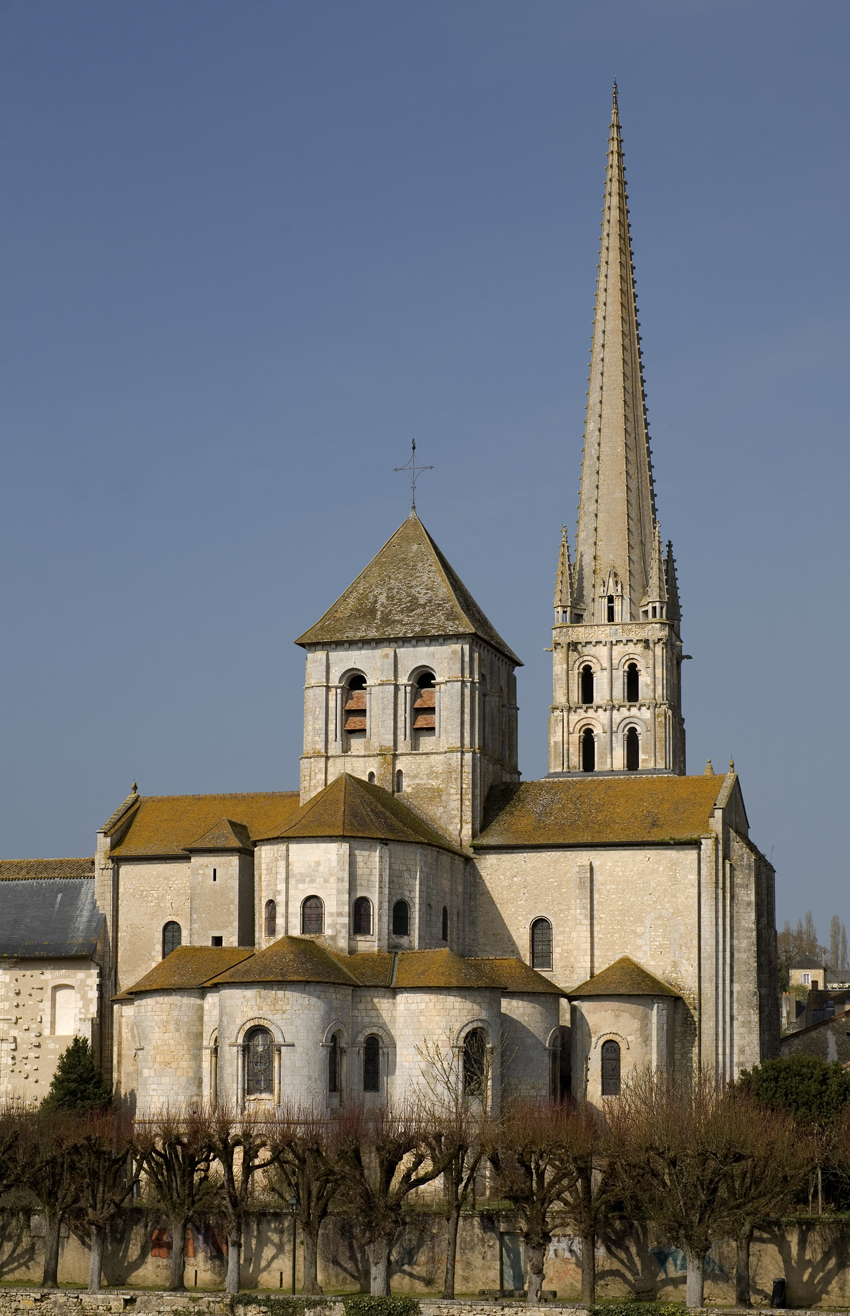
Ostansicht
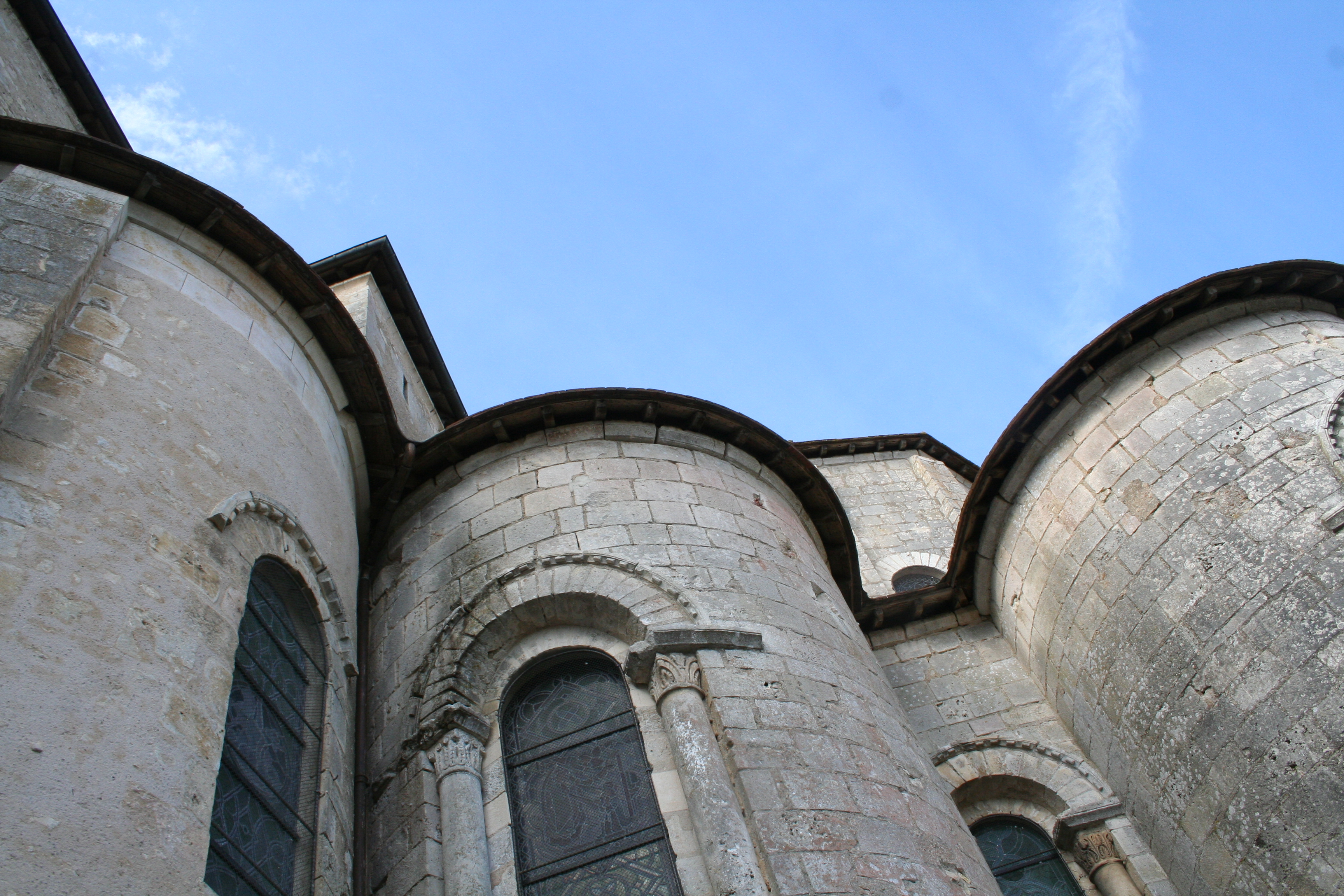
Kapellen und Ecke des Binnenchors
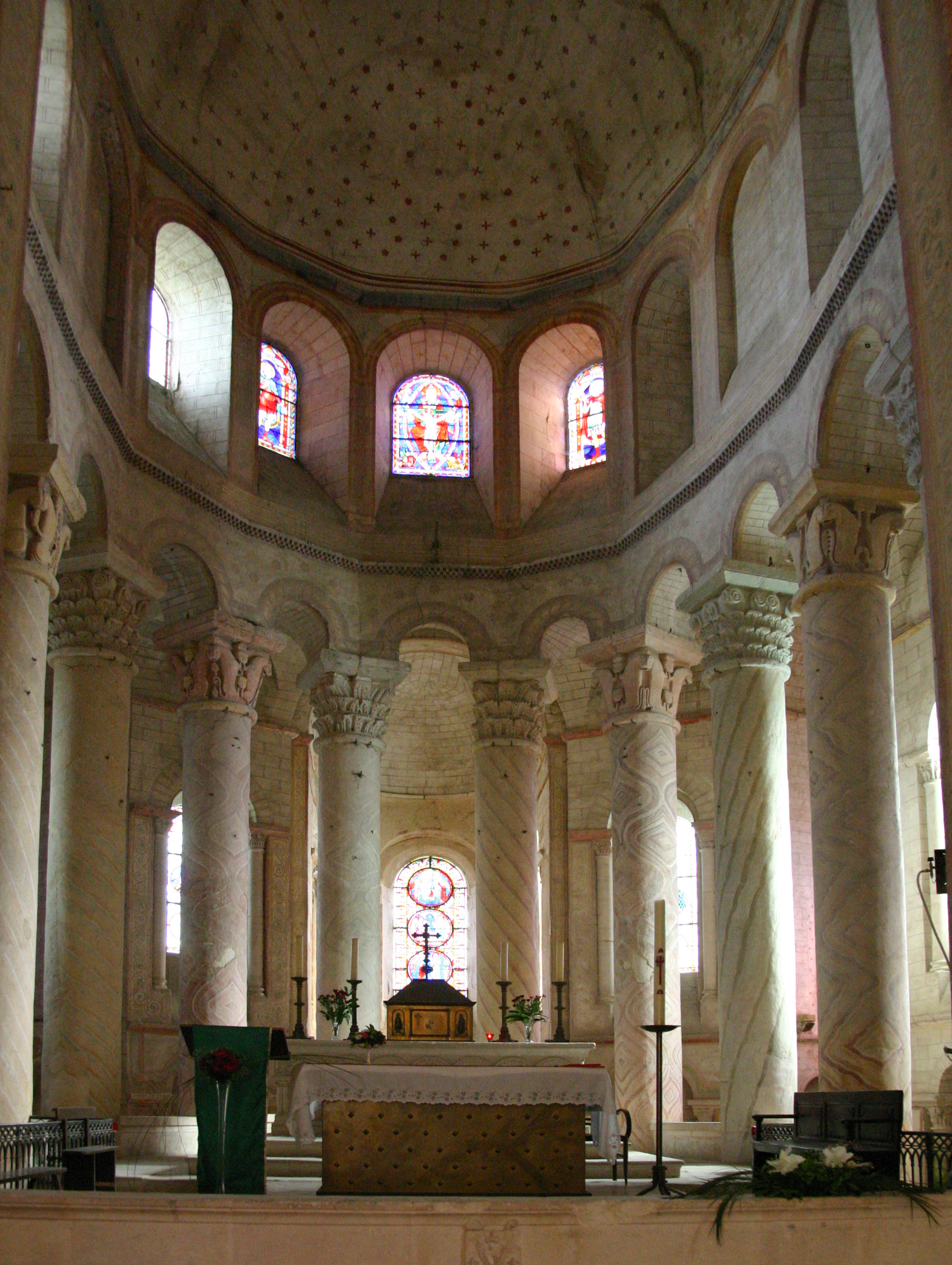
Chorhaupt
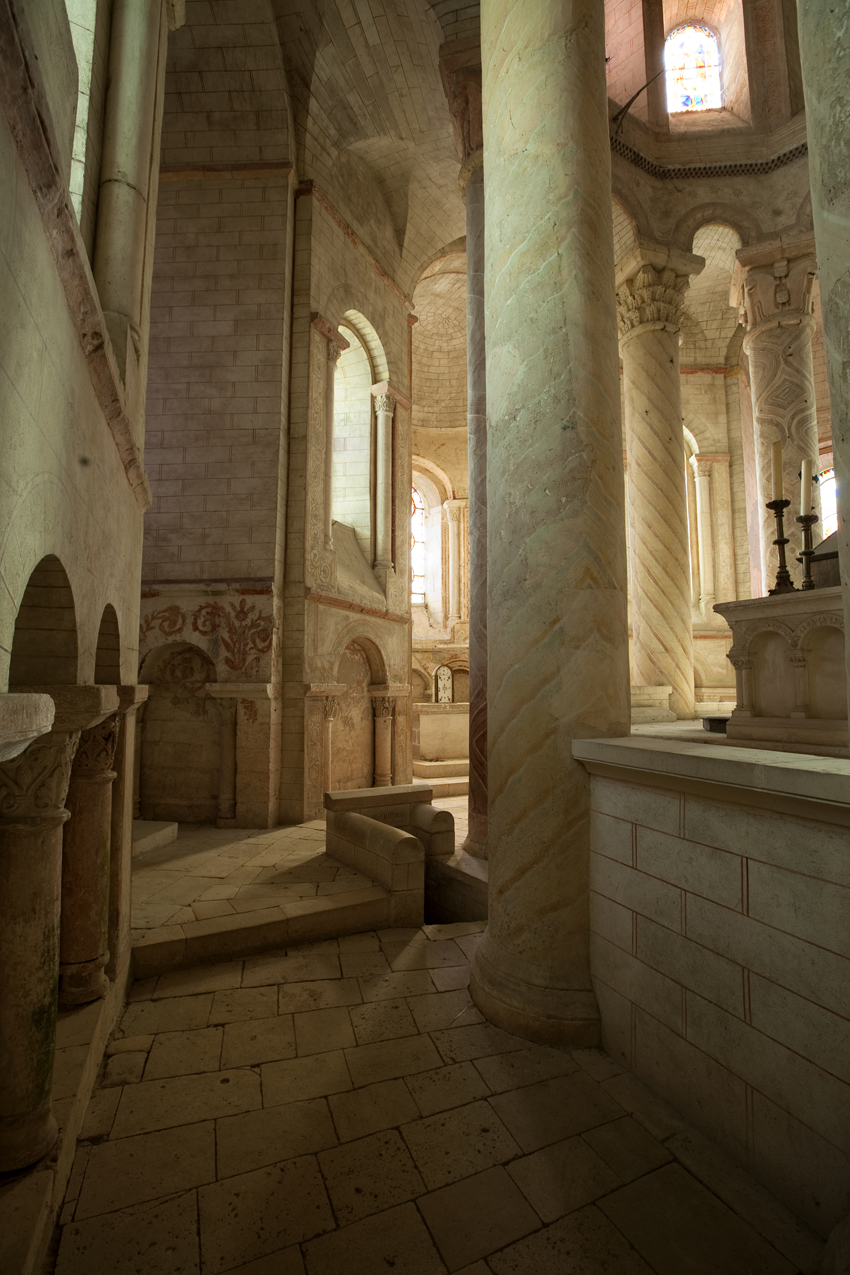
Umgang

Ste-Foy, Conques

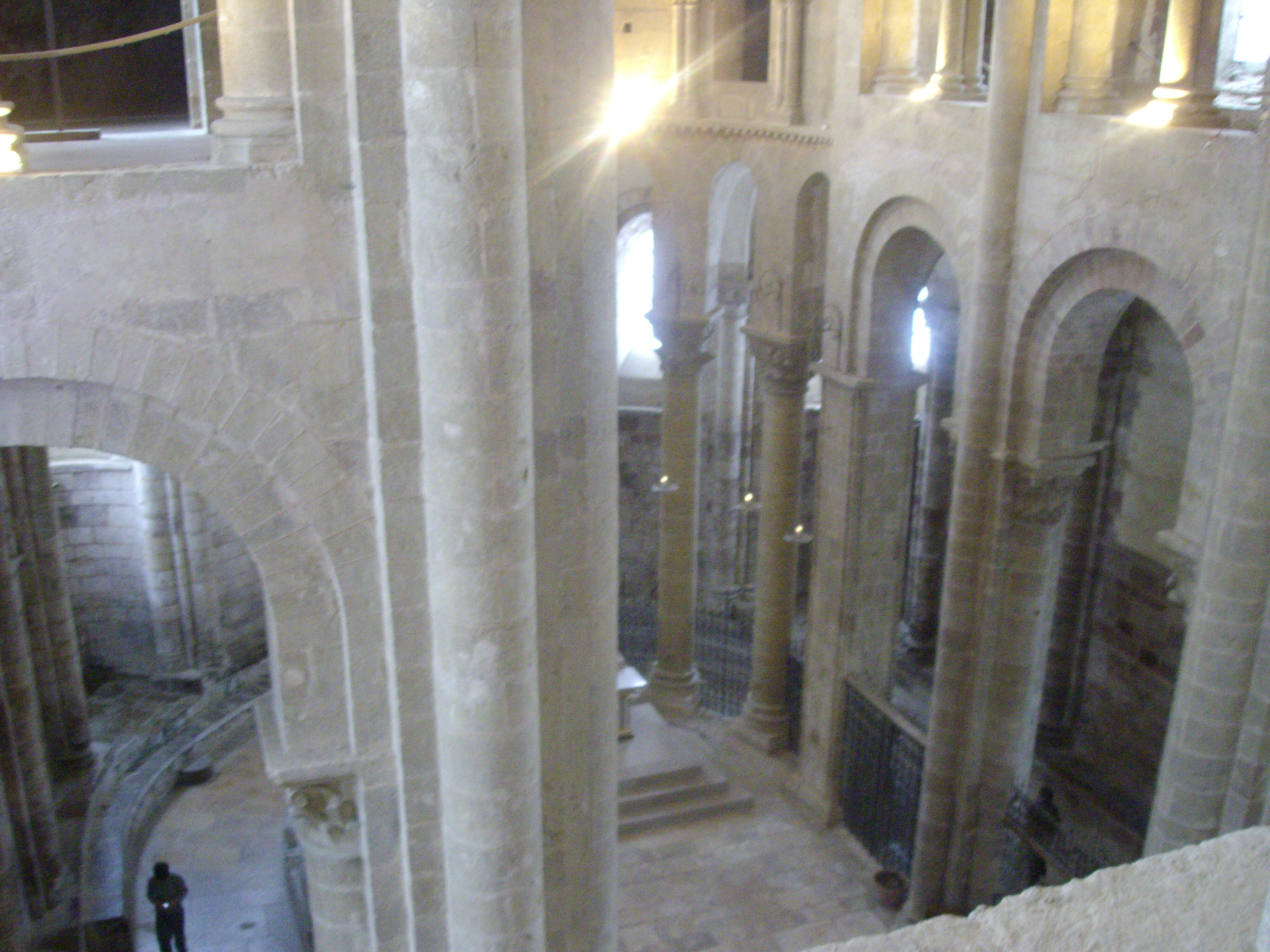
Blick: Empore → Chorumgang

- Département Aveyron, südliches Zentralmassiv
- Bauphasen:[1]
  - 1031–1065 untere Teile des Binnenchors, Umgang mit Kapellen,
  - 1065–1087 Ausdehnung nach Westen,
  - 1087–1107, Emporen der Kirche und Kreuzgang
  - 1087– ca. 1125, wahrscheinlich Abschluss der Einwölbung
- Chor, Umgang und Kapellen schließen rund
  - Langhaus-Mittelschiff mit durch Gurtbögen gegliedertem Tonnengewölbe
  - Binnenchor mit ungegliederter Halbkuppel
  - Chorumgang mit Kreuzgratgewölben
  - Chorempore mit Halbtonne

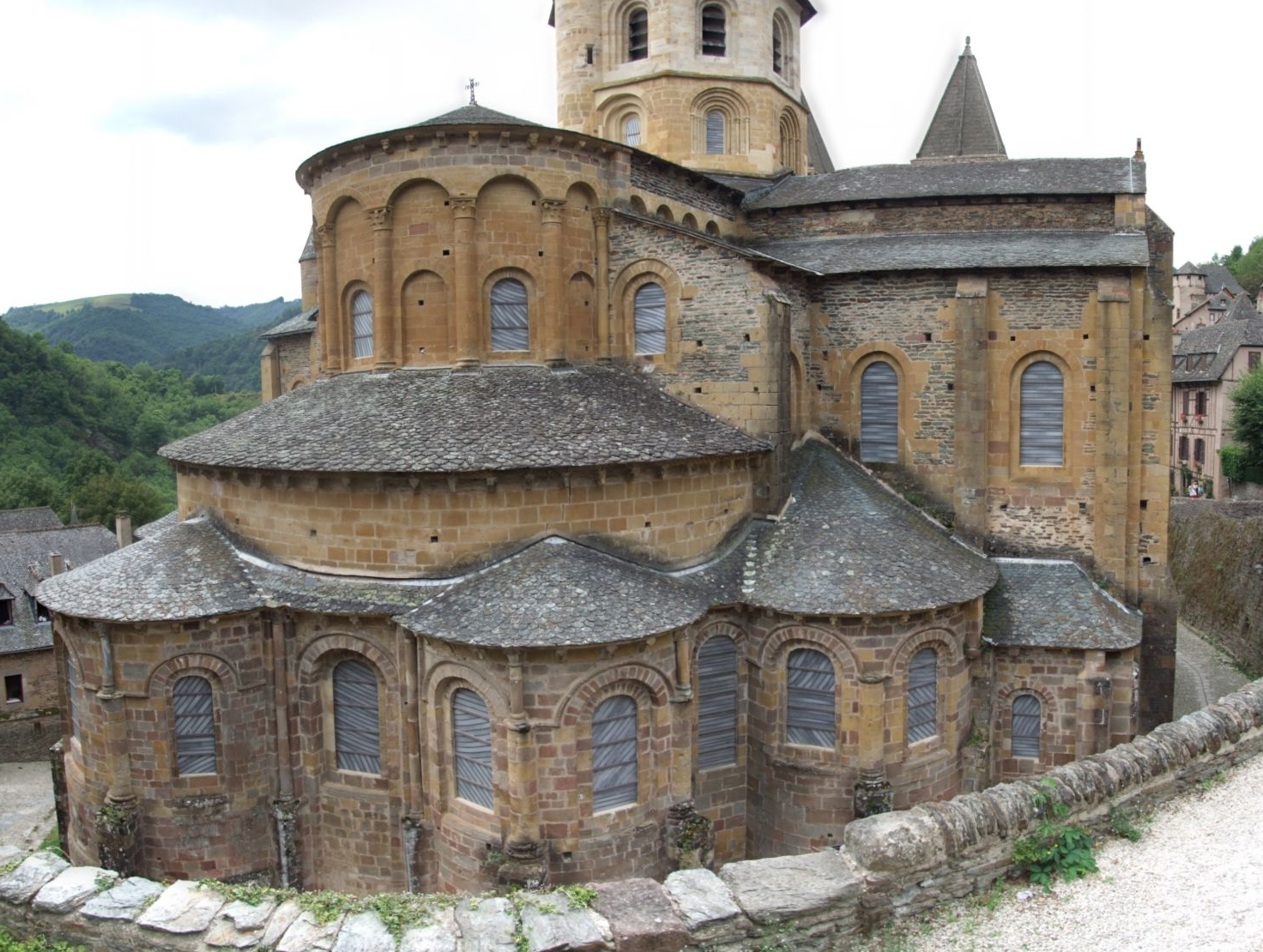
Außenansicht
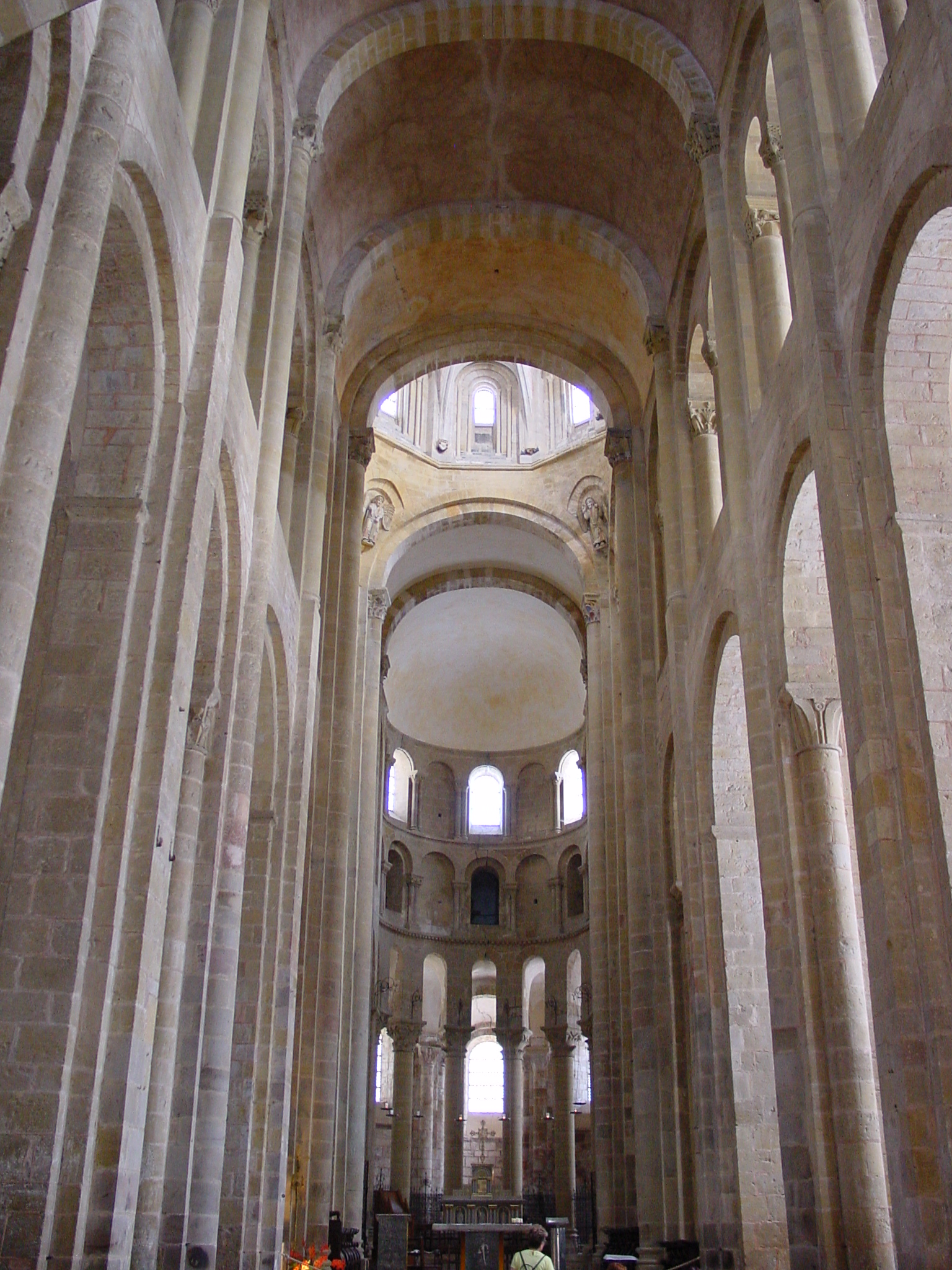
Vierung und Chor
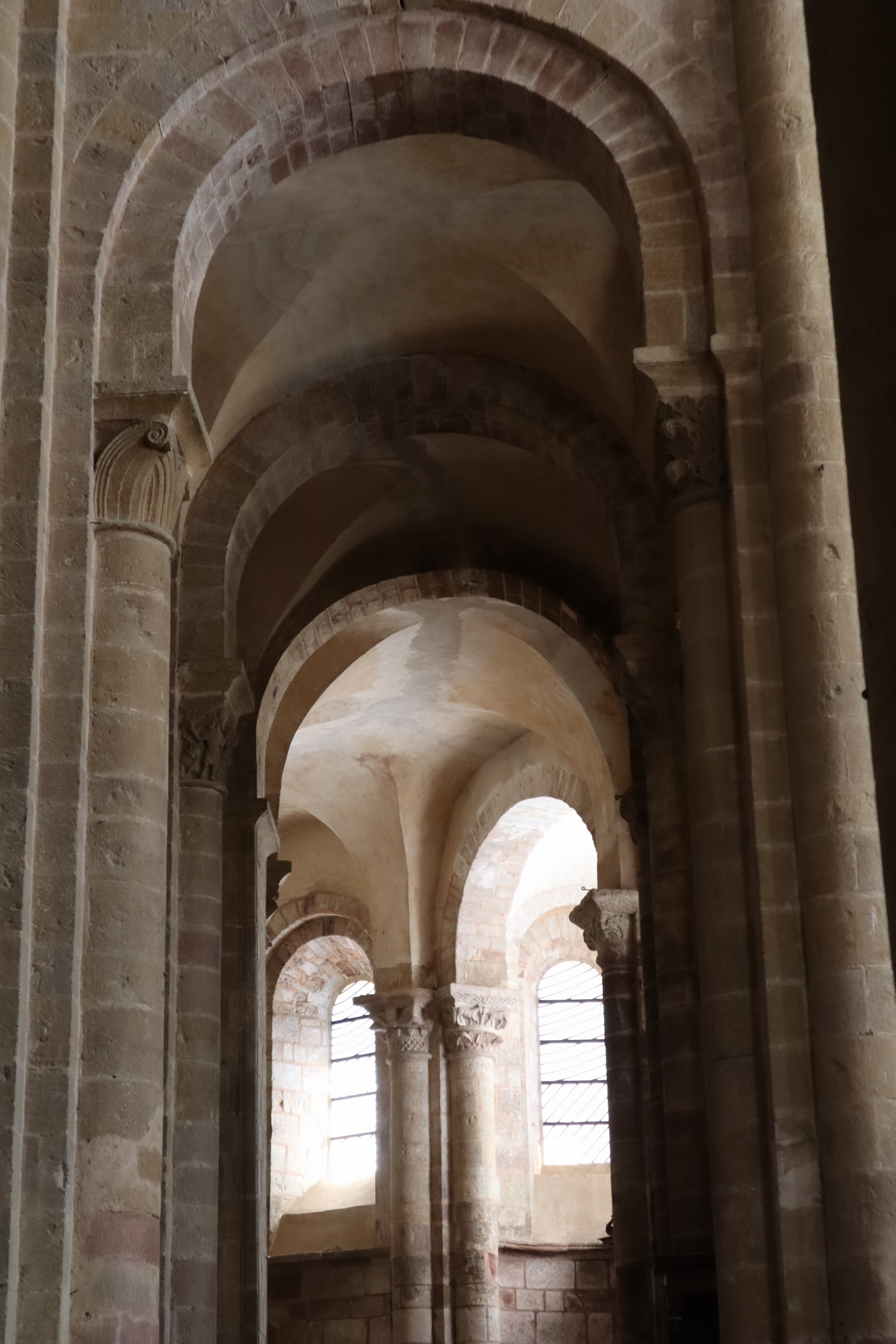
Chorumgang
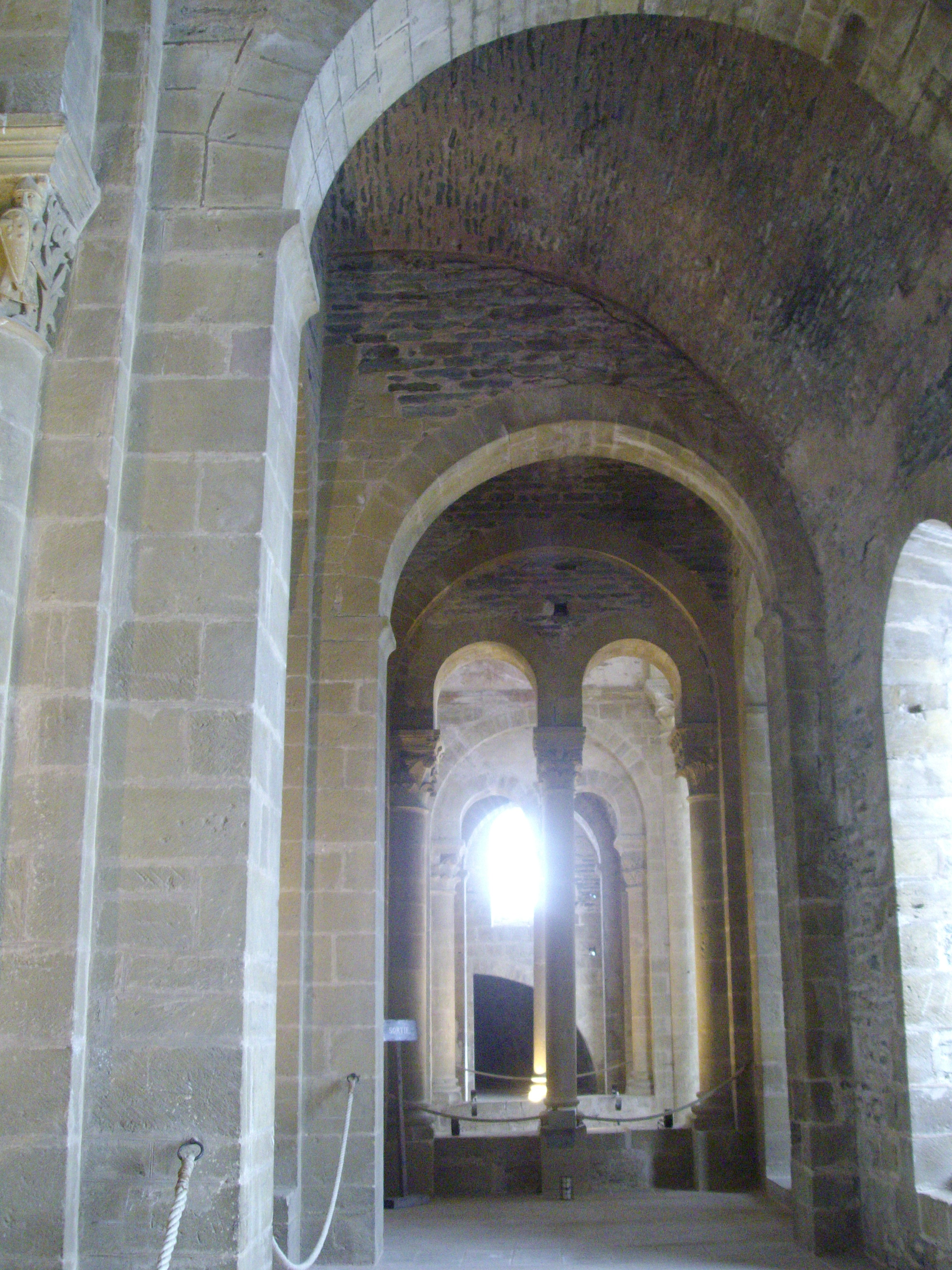
Halbtonne über Empore

Saint-Victor et Sainte-Couronne in Ennezat
- Département Puy-de-Dôme, Zentralmassiv
- romanischer Umgangschor zw. 1060 und 1100, im 13. Jh. gotisch ersetzt

Notre-Dame la Grande, Poitiers
- 1086 geweiht
- Pseudobasilikaler Umgangschor
  - Binnenchor, ungegliederte Tonne mit Halbkuppel schließt rund
  - Außenkontur des Umgangs polygonal, Kreuzgratgewölbe ohne Gliederung durch Gurte
  - Radialkapellen rund
- Kirche im frühen 12. Jh. nach Westen verlängert

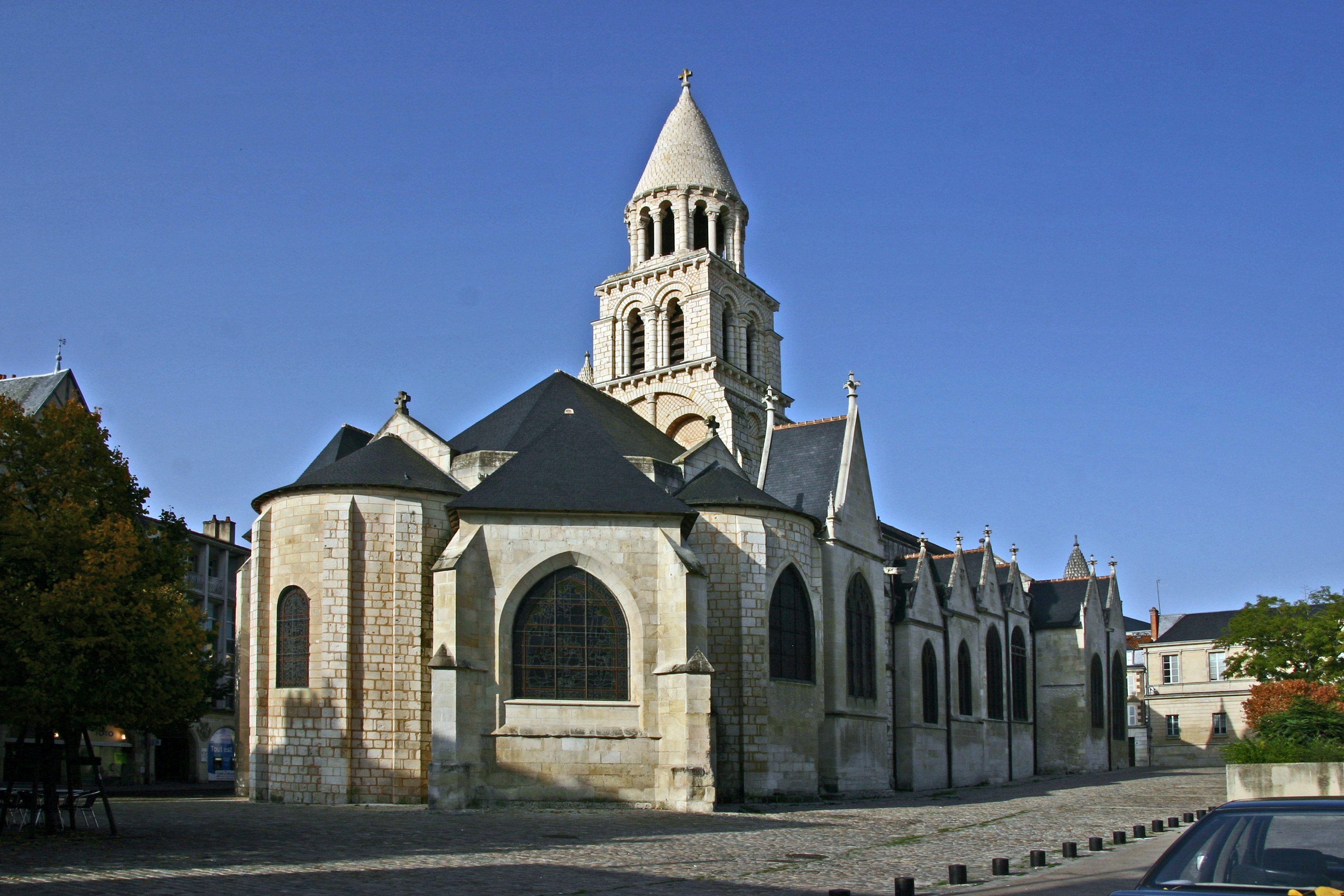
Außenansicht: pseudobasilikaler romanischer Umgangschor mit gotischen Kapellenanbauten
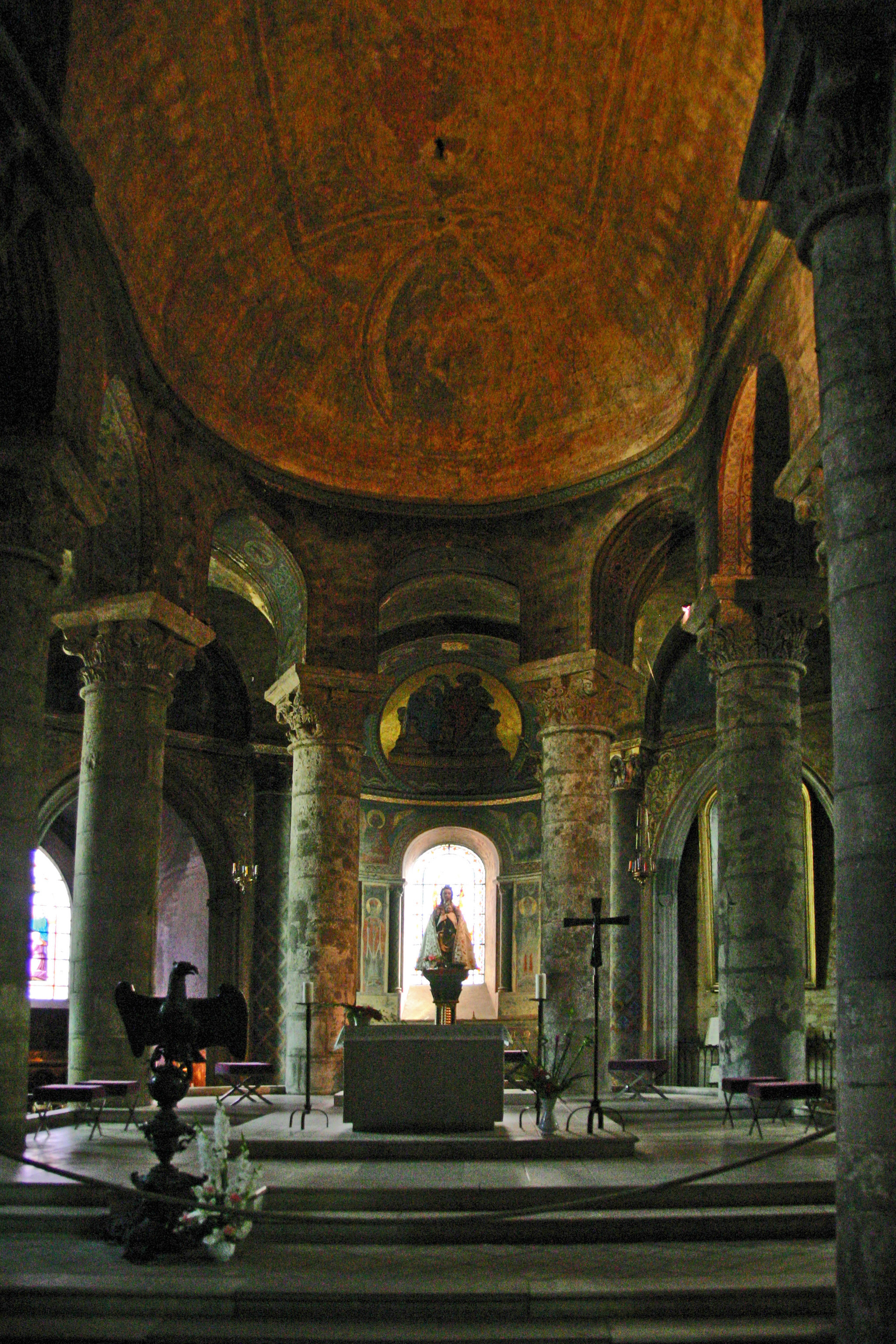
Chorhaupt: Tonnengewölbe geht in Halbkuppel über
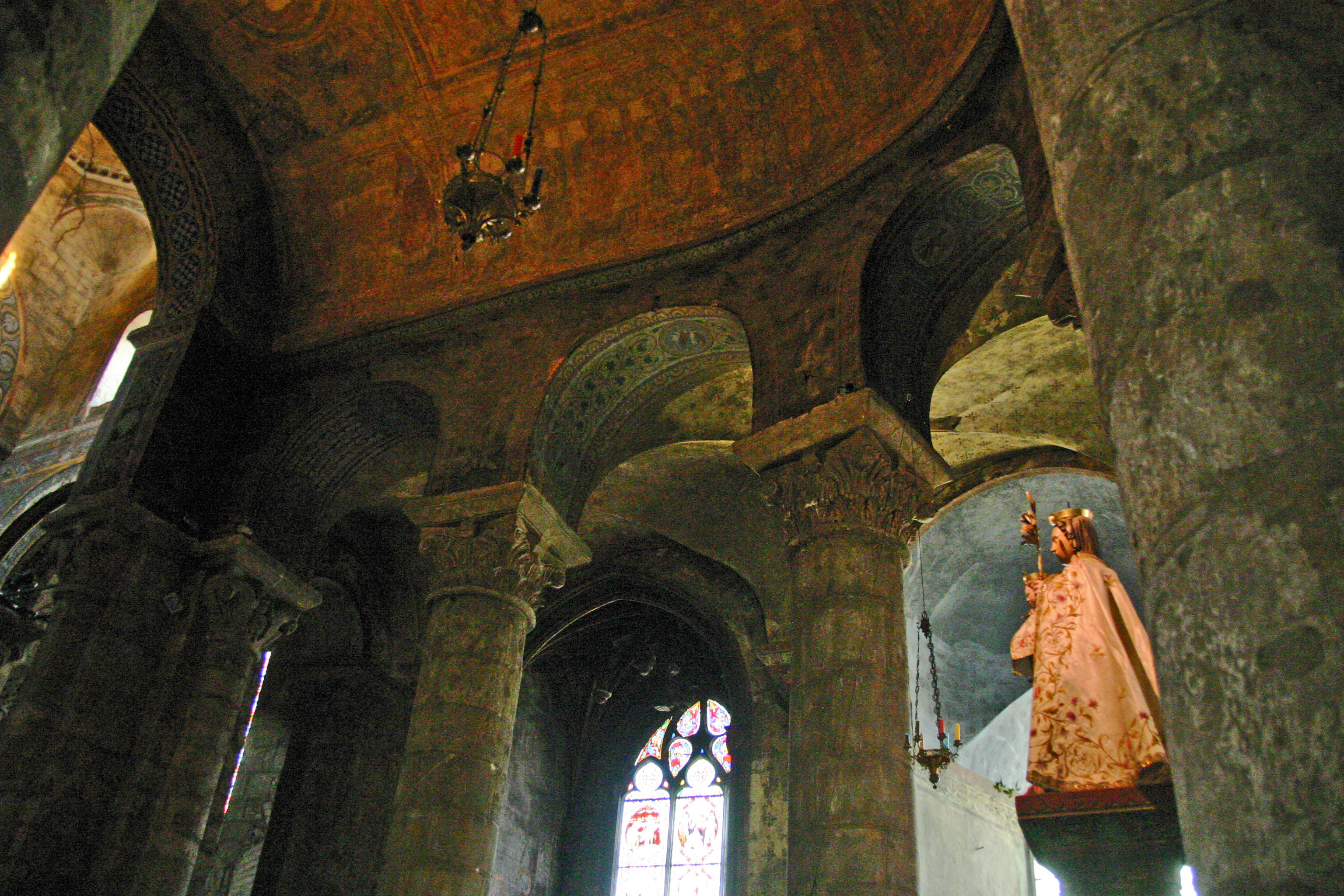
Binnenchor → romanischer Chorumgang → gotische Kapelle

Abteikirche Saint-Jean (CC) in Montierneuf, heute Stadtteil von Poitiers
- 1070–1096,
- Ergänzungen 13. Jh.
- Binnenchor im 14. Jh. ersetzt
- Chorumgang mit rundbogigen Kreuzgratgewölben und Gurtbögen
- POP

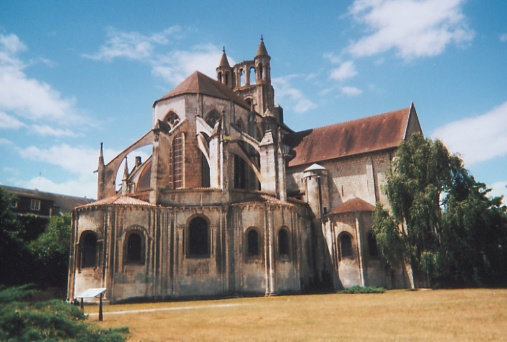
Südostansicht
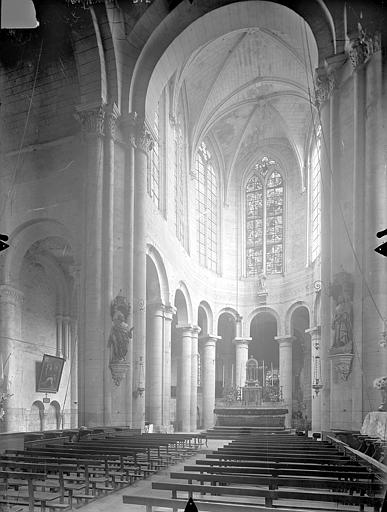
Umgangschor von innen
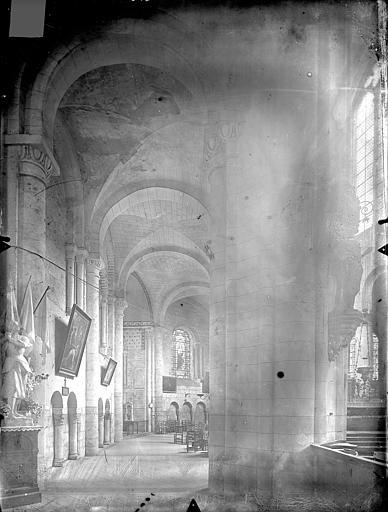
Chorumgang
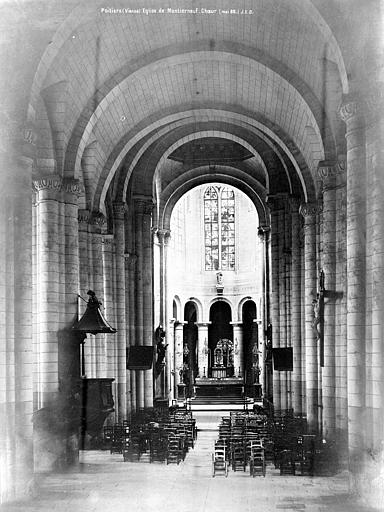
romanisches Tonnengewölbe des Langhauses

Stiftskirche Sainte-Radegonde (CC), Poitiers
- Bauzeiten:
  - Vorgänger seit etwa 300

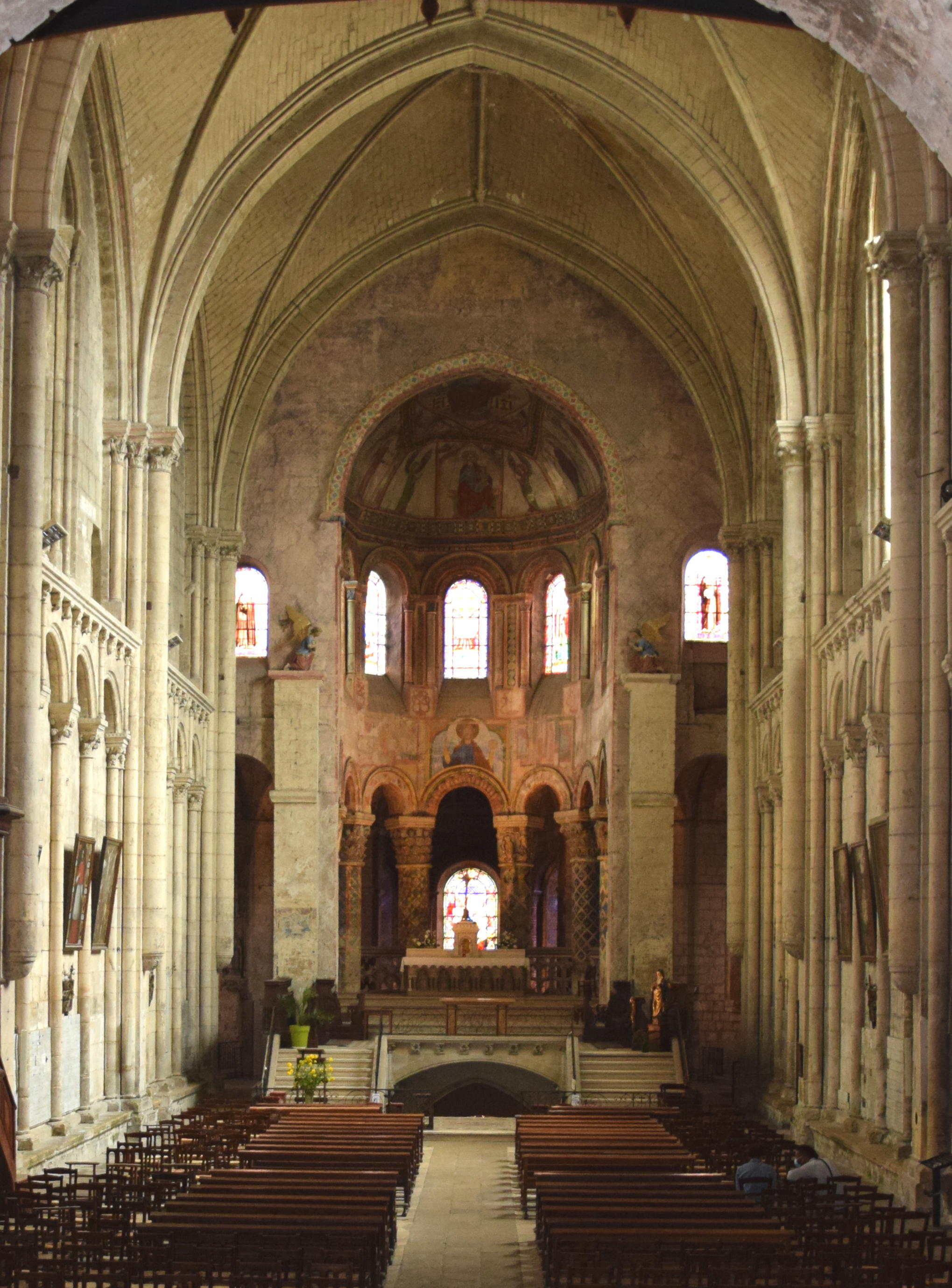
Langhaus zum Chor: Mitte Abgang zur unteren Krypta, beidseits Aufgänge zum Chor, ganz links Durchgang zum oberen Umgang

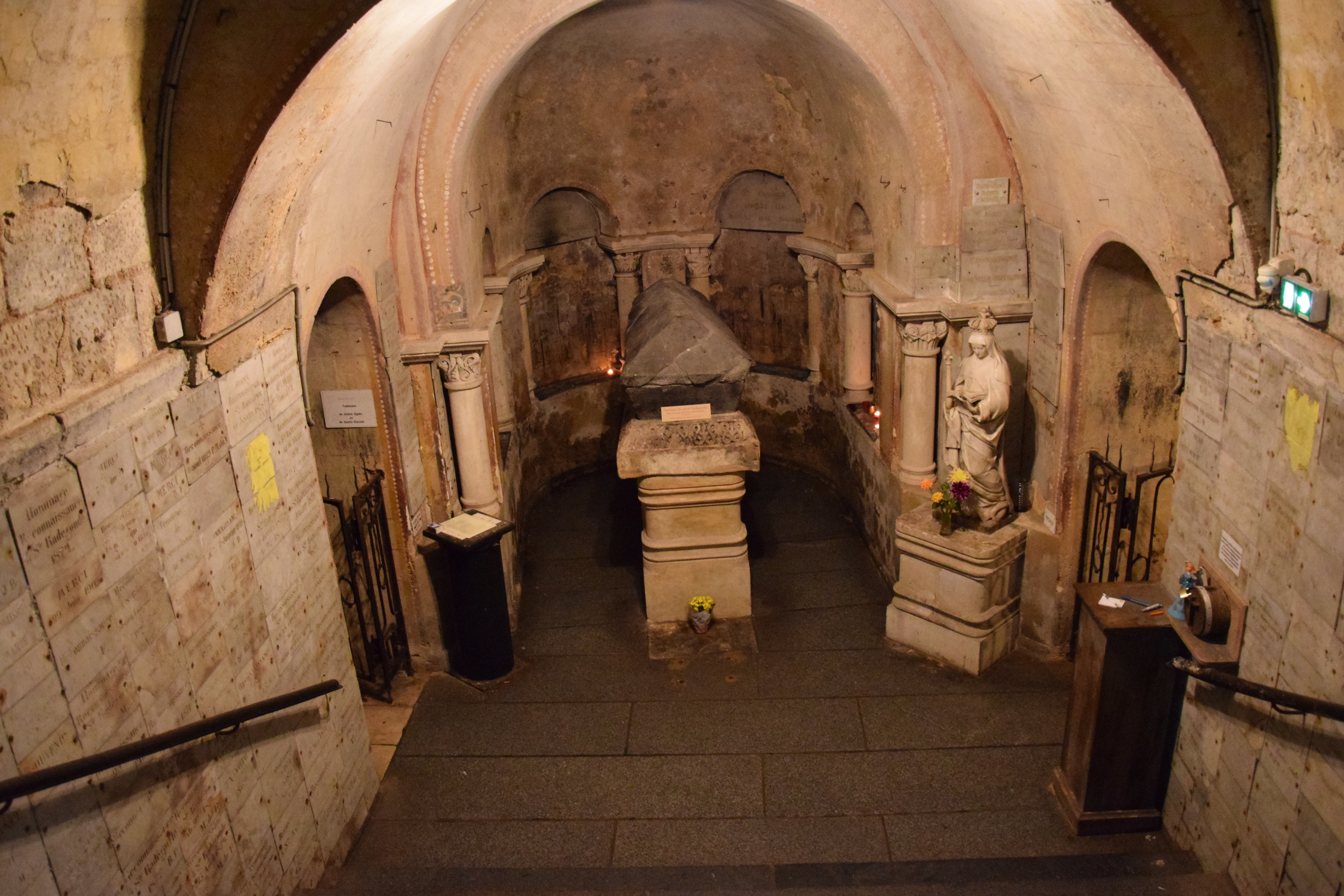
Untere Krypta mit Radegundegrab

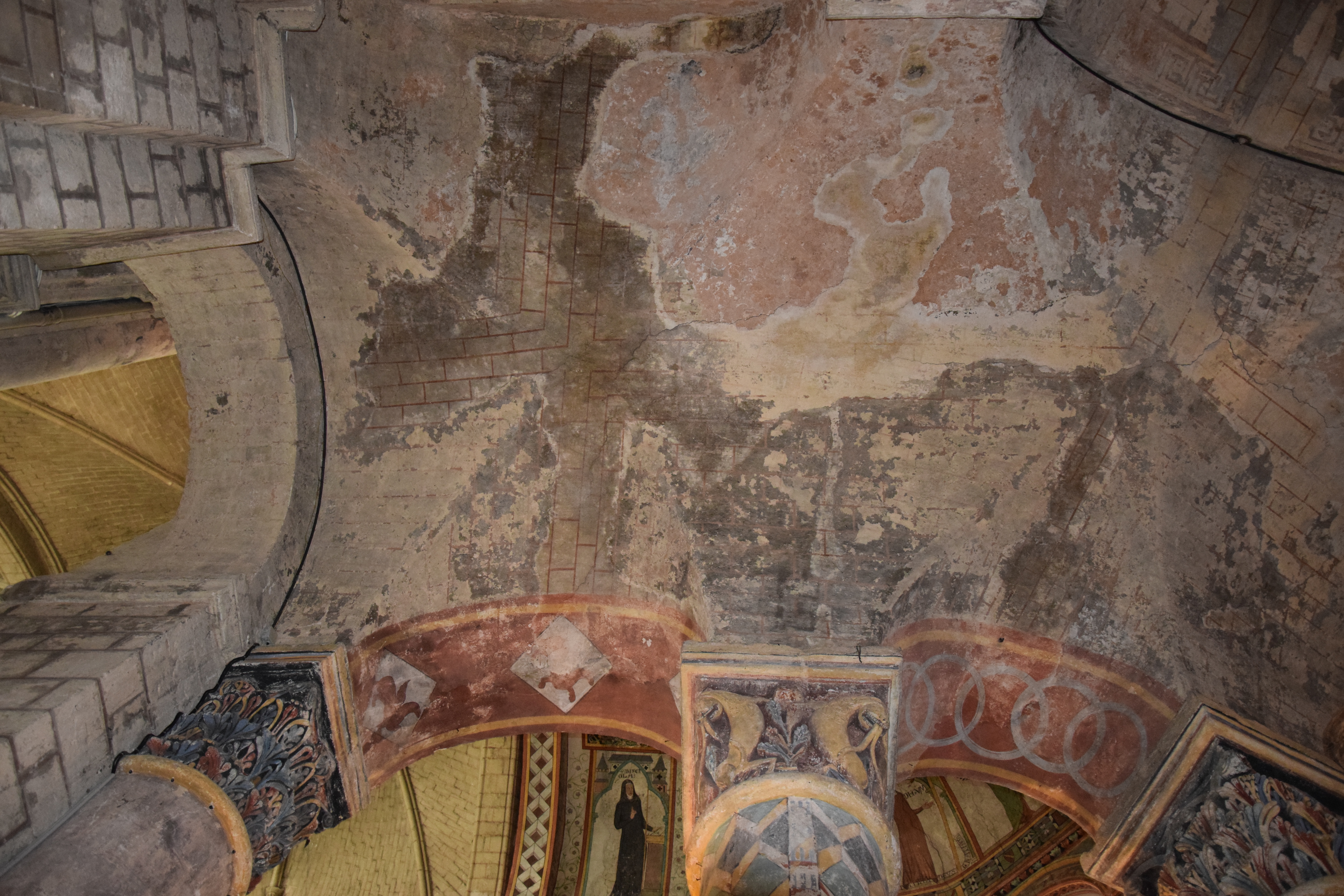
Kreuzgratgewölbe des oberen Umgangs

  - nach Brand von 1083 bis etwa 1099 Umgangskrypta, Binnenchor und Turmerdgeschoss
  - Langhaus einschiffig, 13. Jh., gewölbt 14. Jh.
- Mittelraum dreigeschossig, Umgang zweigeschossig:
  - Binnenchor, innen und außen polygonal, Arkadensicht zum oberen Umgang
  - obere Krypta, Zugang durch untere Arkade des oberen Umgangs
  - untere Krypta, rund schließend
    - Radegundegrab
    - Zugang über Mitteltreppe aus dem Schiff
    - seitliche Anschlüsse zum unteren Umgang
- Binnenchor und Außenwand des oberen Umgangs innen und außen polygonal
- Radialkapellen des oberen wie des unteren Umgangs innen rund, außen polygonal
- Gewölbe:
  - Binnenchor: Tonne mit Übergang in polygonal gebrochene rippenlose Halbkuppel
  - oberer Umgang: Kreuzgratgewölbe
  - Radialkapellen: ungegliederte Halbkuppeln, teil mit anschließender Tonne

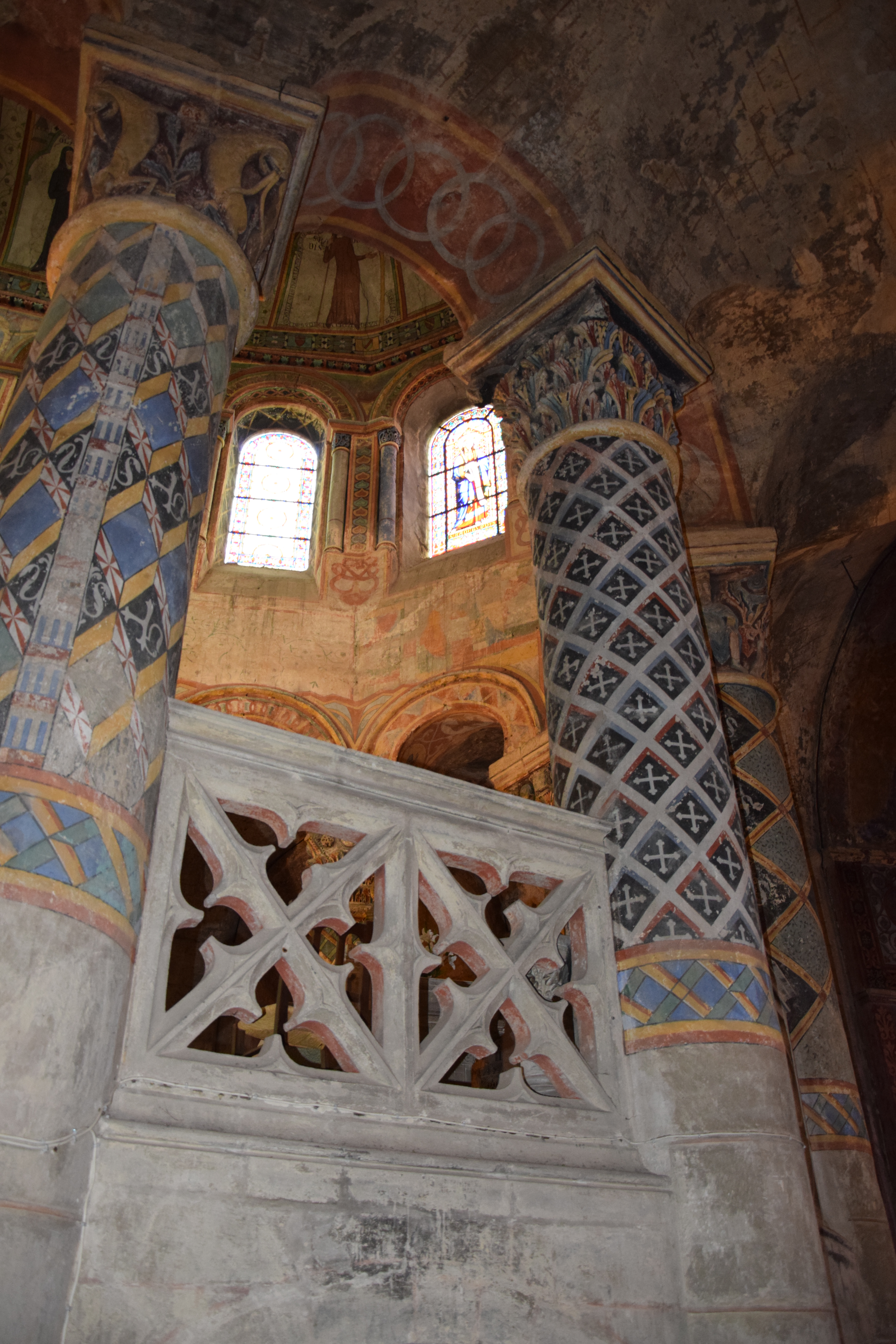
oberer Umgang mit Chor
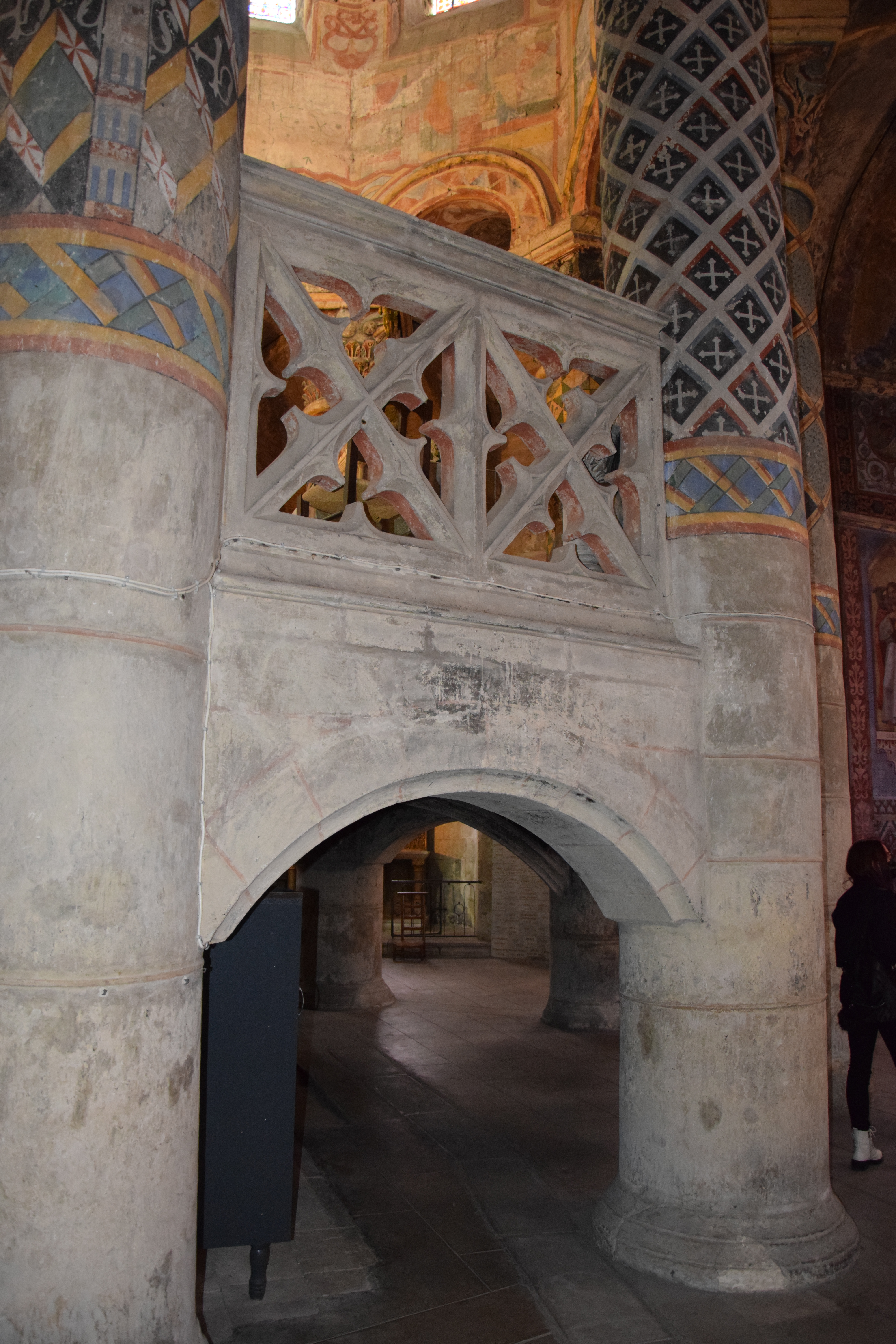
oberer Umgang mit Chor und oberer Krypta
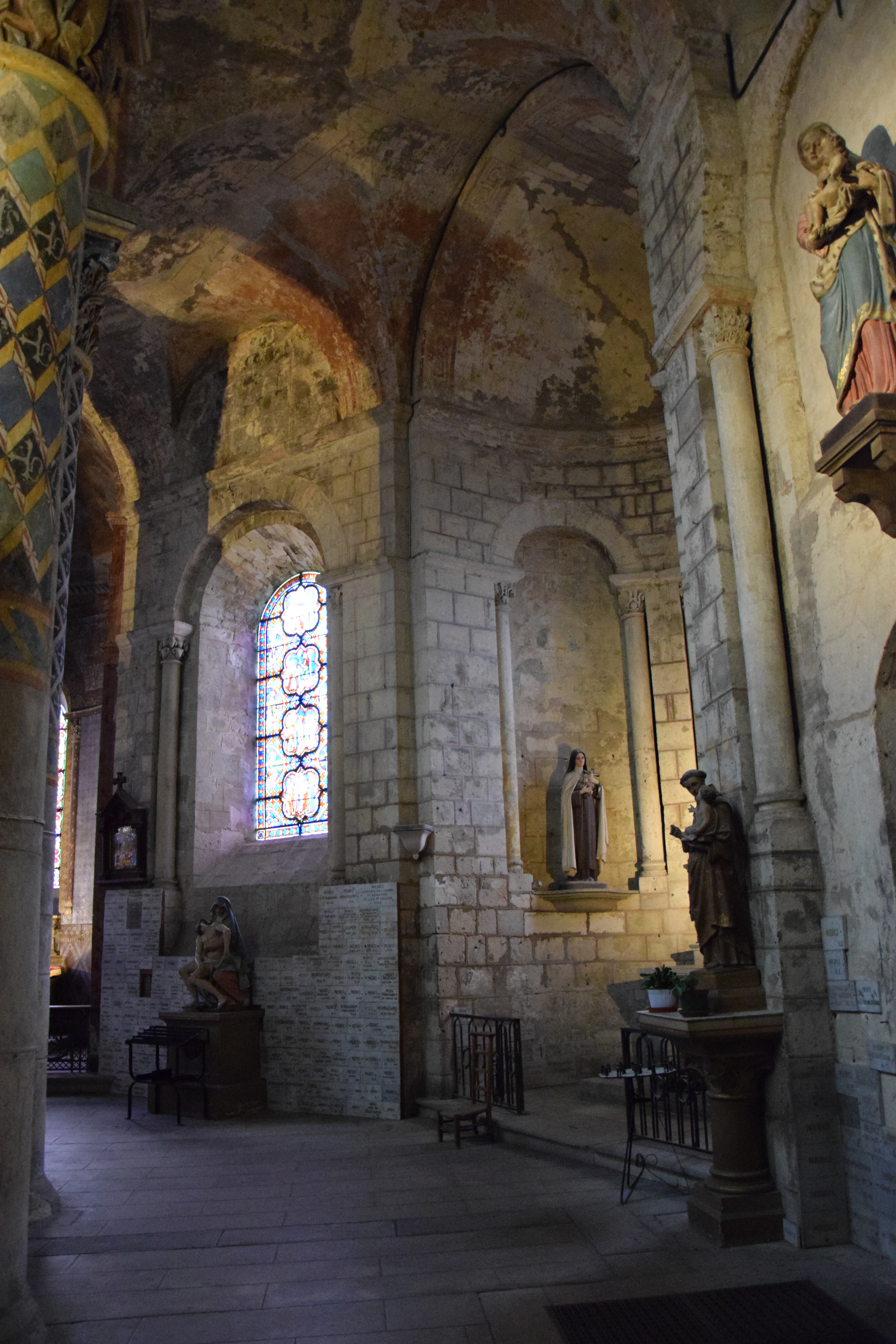
oberer Umgang mit einer der oberen Radialkapellen

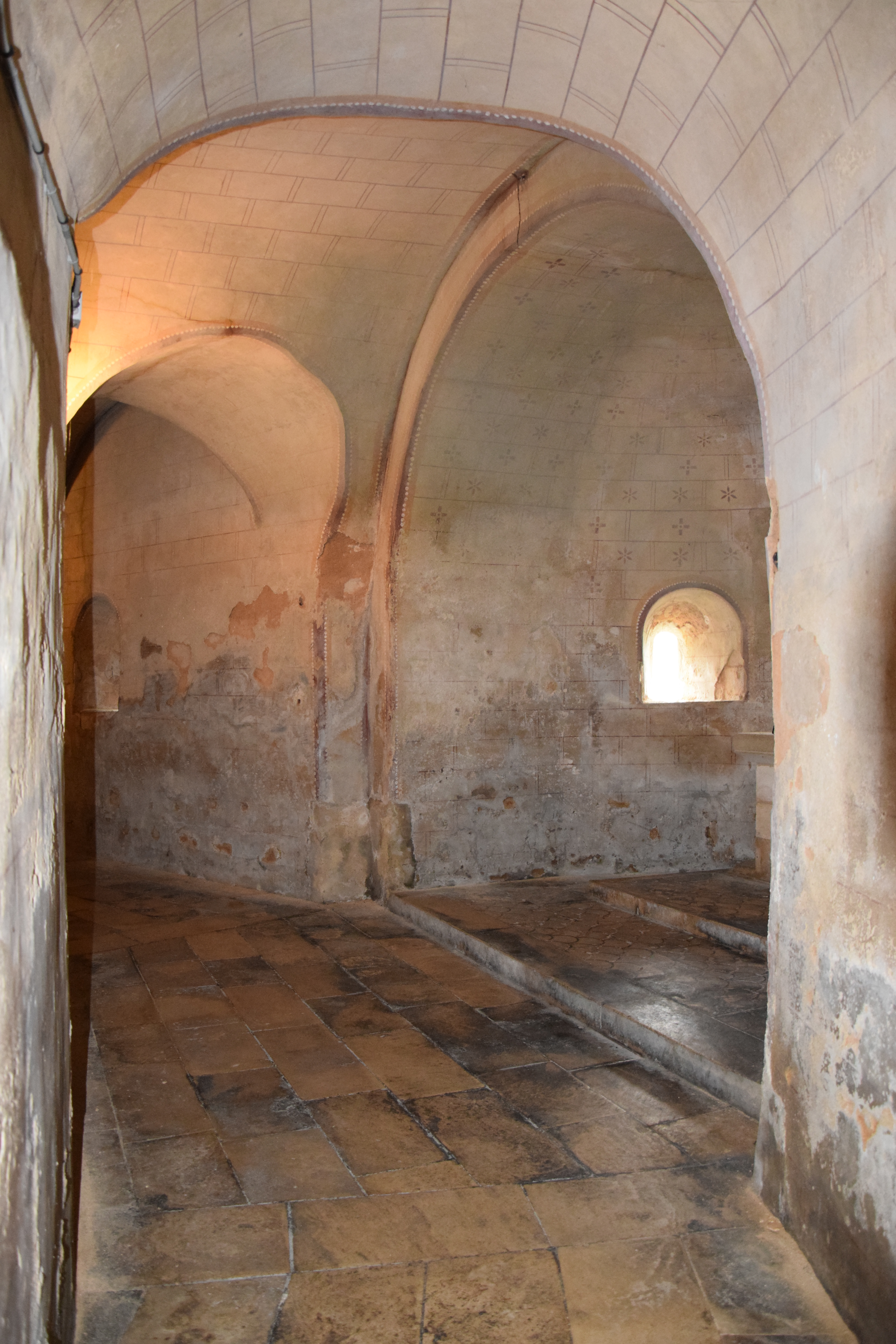
unterer Umgang
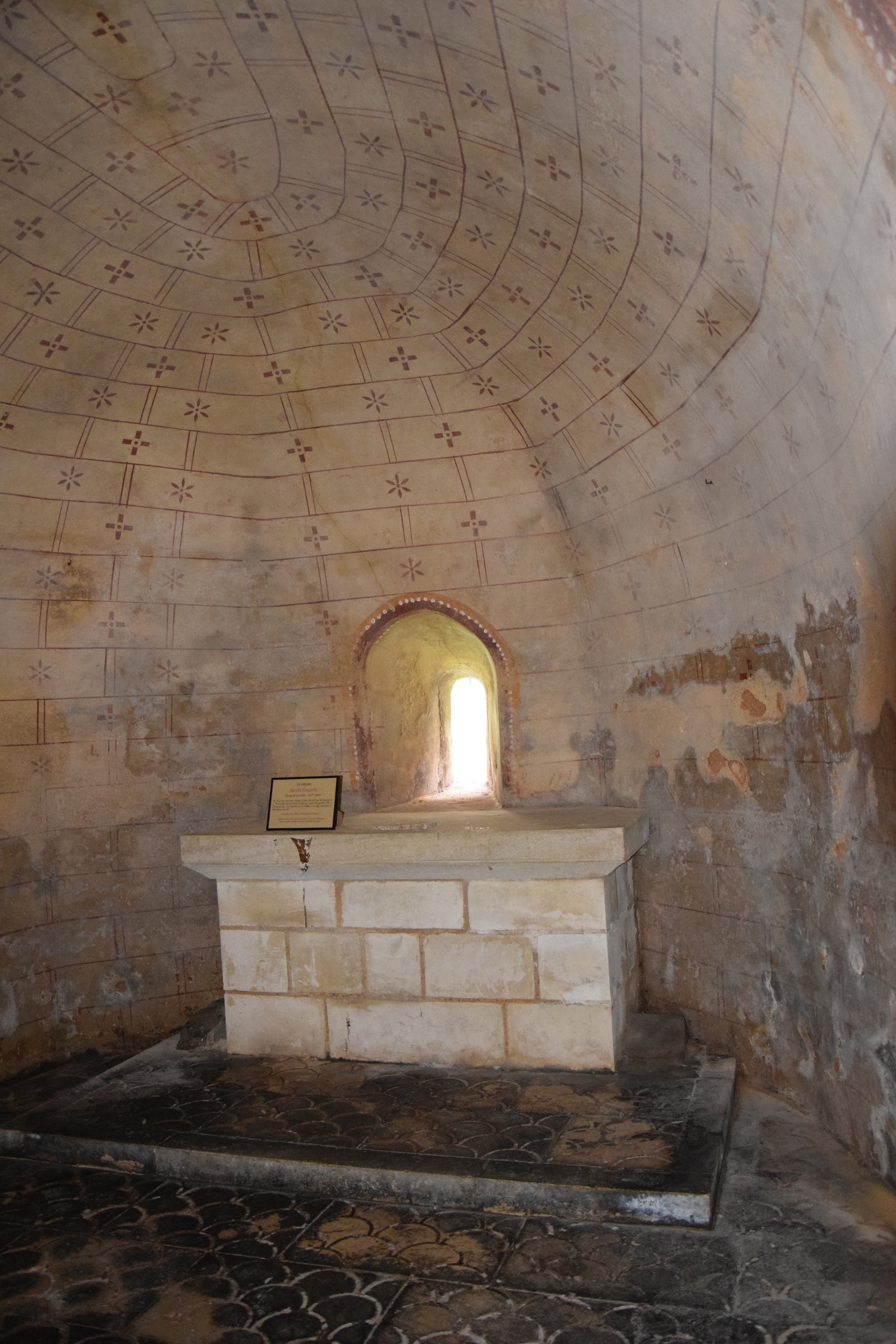
eine der unteren Radialkapellen
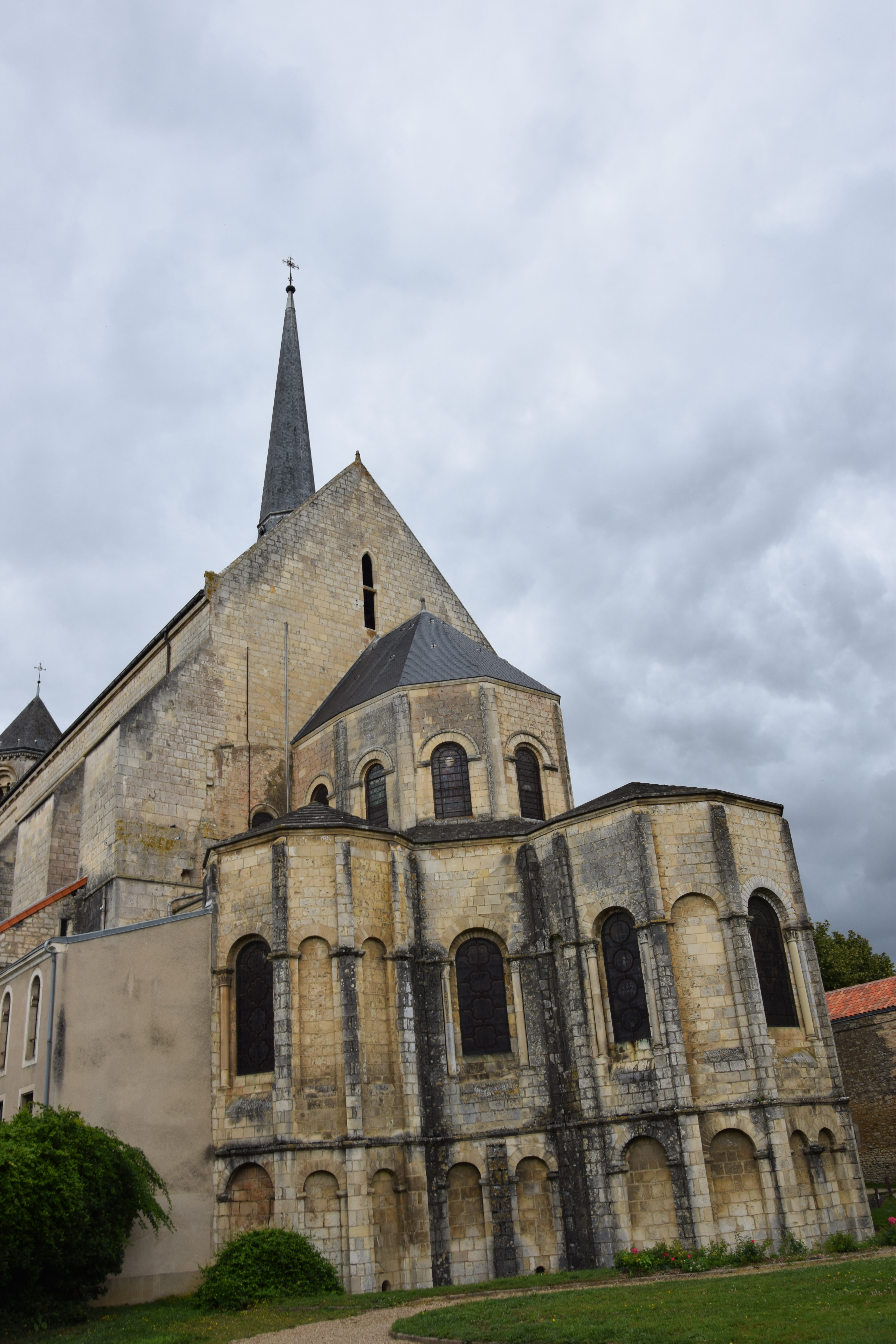
Chor, Umgänge und Radialkapellen nach außen polygonal
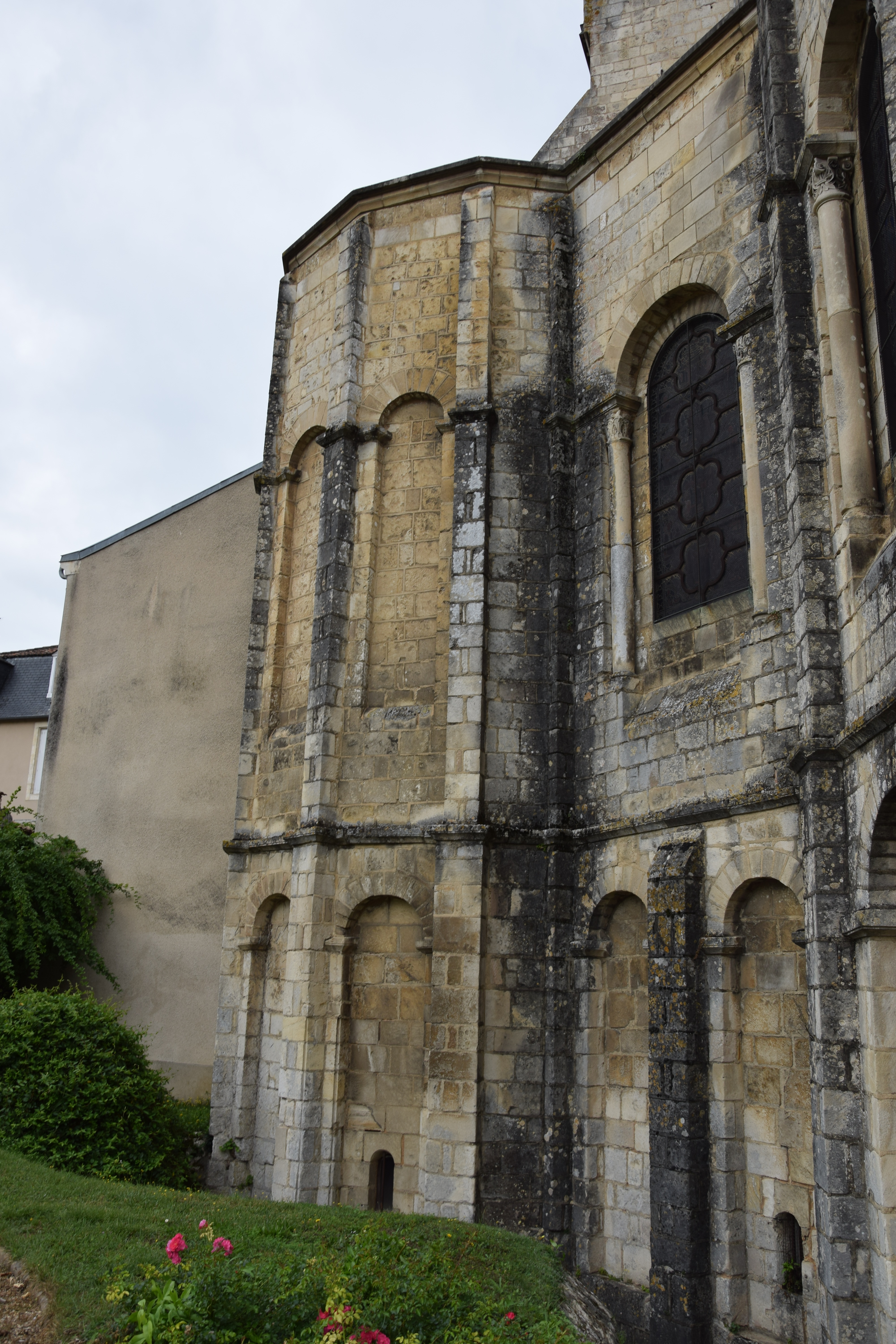
Fenster des oberen und des unteren Umgangs

St John’s Chapel (CC) im Tower of London
- 1078–(vor) 1100
- Emporenhalle mit Umgangschor
  - Binnenchor und Umgang rund schließend,
  - Mittelschiff und Binnenchor Tonne und ungegliederte Halbkuppel,
  - Seitenschiff und Chorumgang Kreuzgratgewölbe

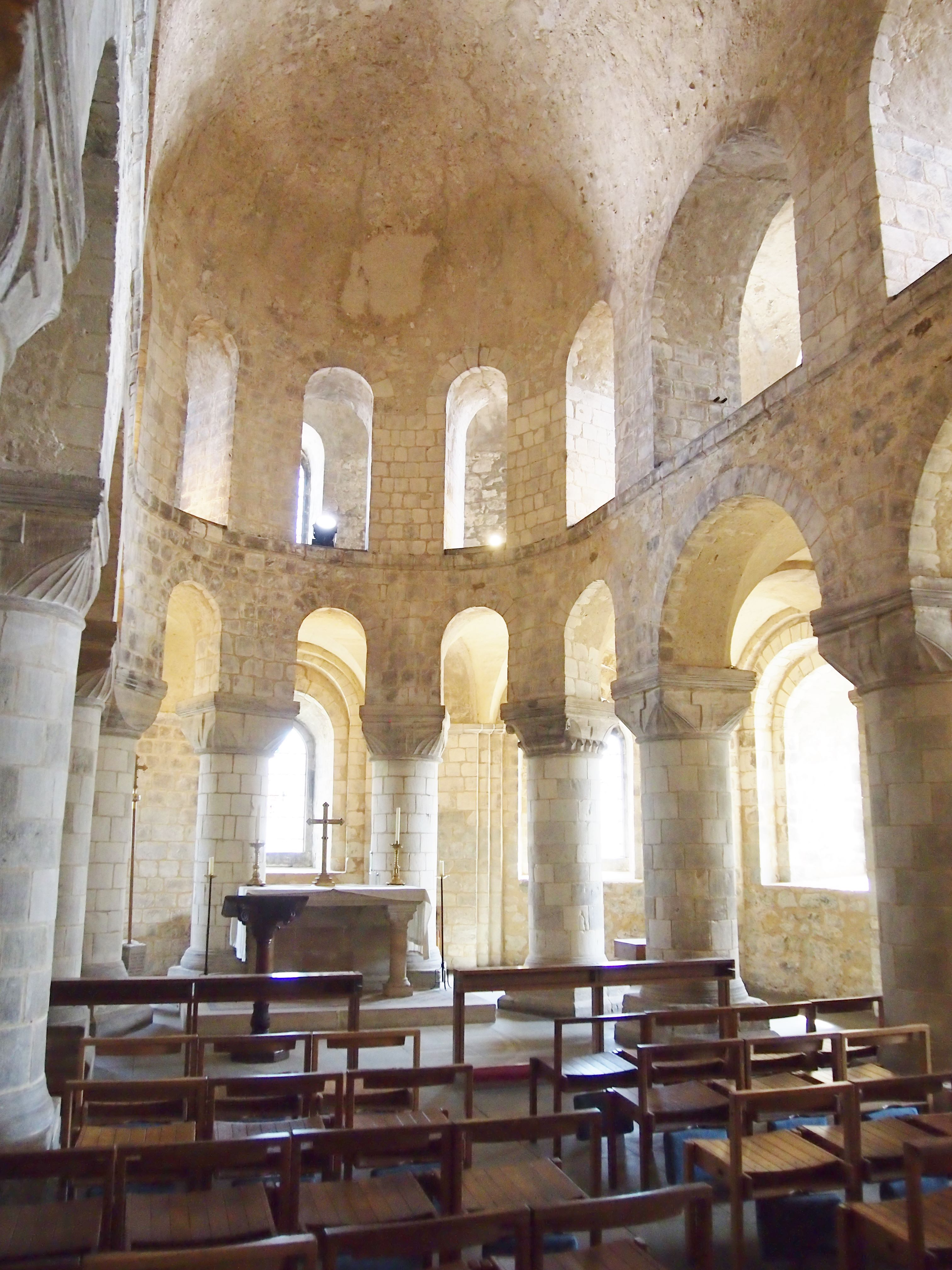
Chorhaupt, Umgang, Empore
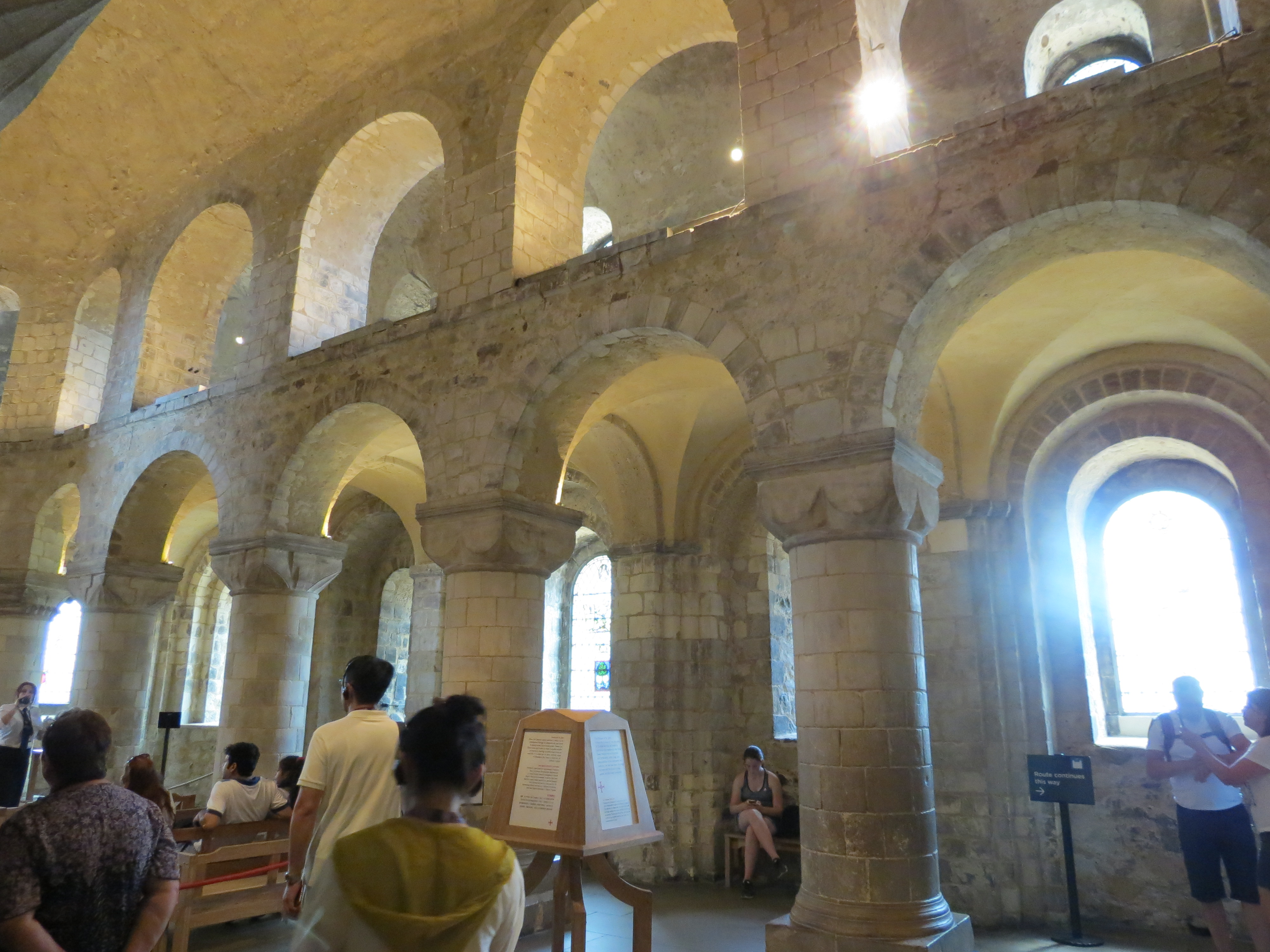
Gewölbe von Seitenschiff/Umgang und Empore
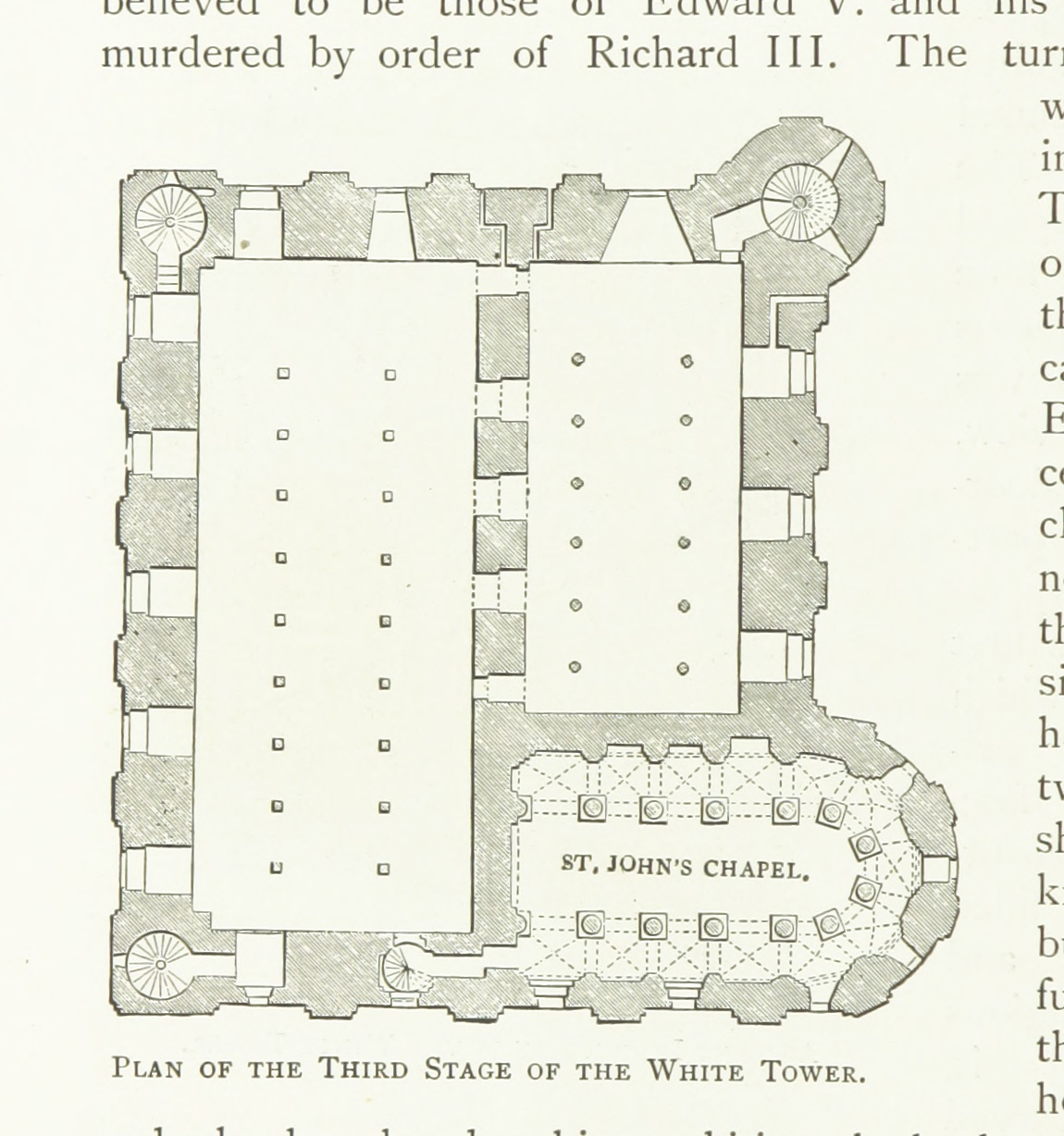
3. Etage des Towers mit Kapelle
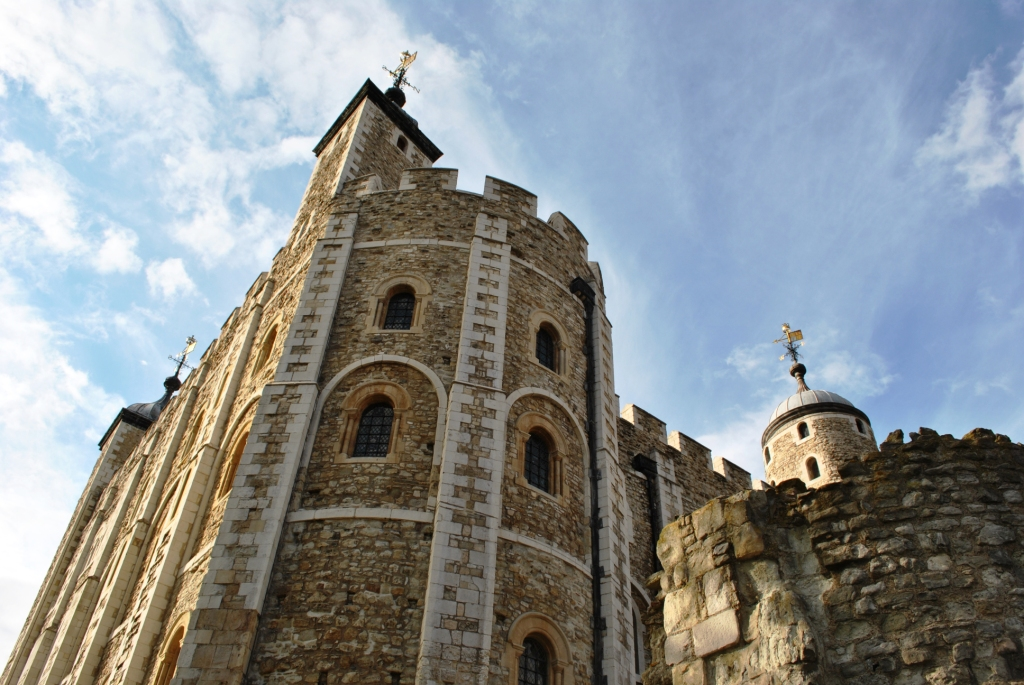
Kapellenschluss von Außen

Pilgerkirche St-Eutrope in Saintes
- Département Charente-Maritime, Südwestfrankreich
- sehr große Krypta mit Umgang 1081–1196, Kirchenbau bis ins frühe 12. Jh.
- darüber romanischer Langchor mit nach außen schon polygonalen Umgang mit drei rund schließenden Radialkapellen
- Hallenumgangschor, da Kämpfer der Halbtonnen auf gleicher Höhe wie Kämpfer des Mittelschiffs
- 14./15. Jh. Ersatz des Chorhauptes und Sprengung des Umgangs durch größere gotische Axialkapelle

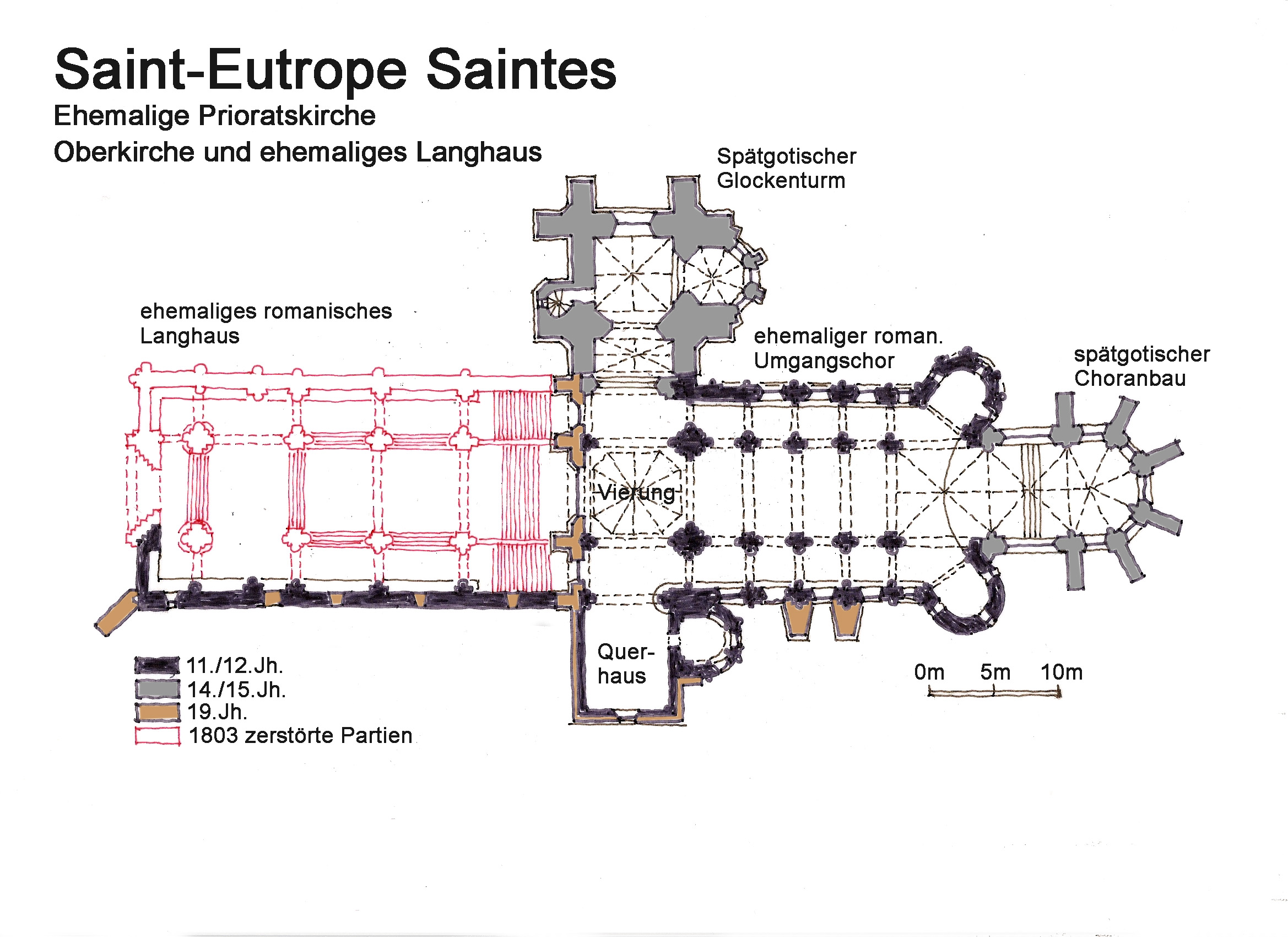
oberirdischer Grundriss
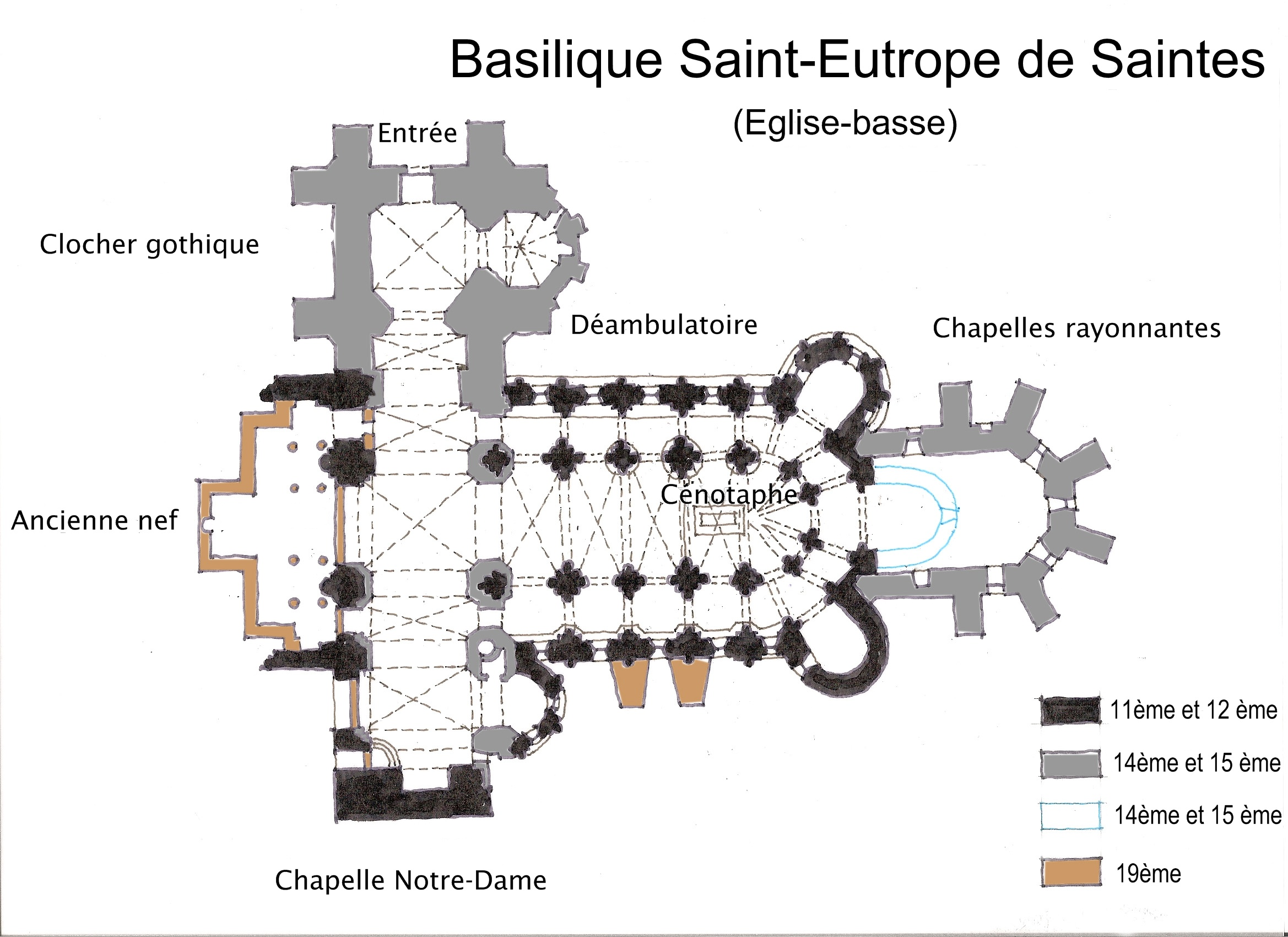
Plan der Krypta
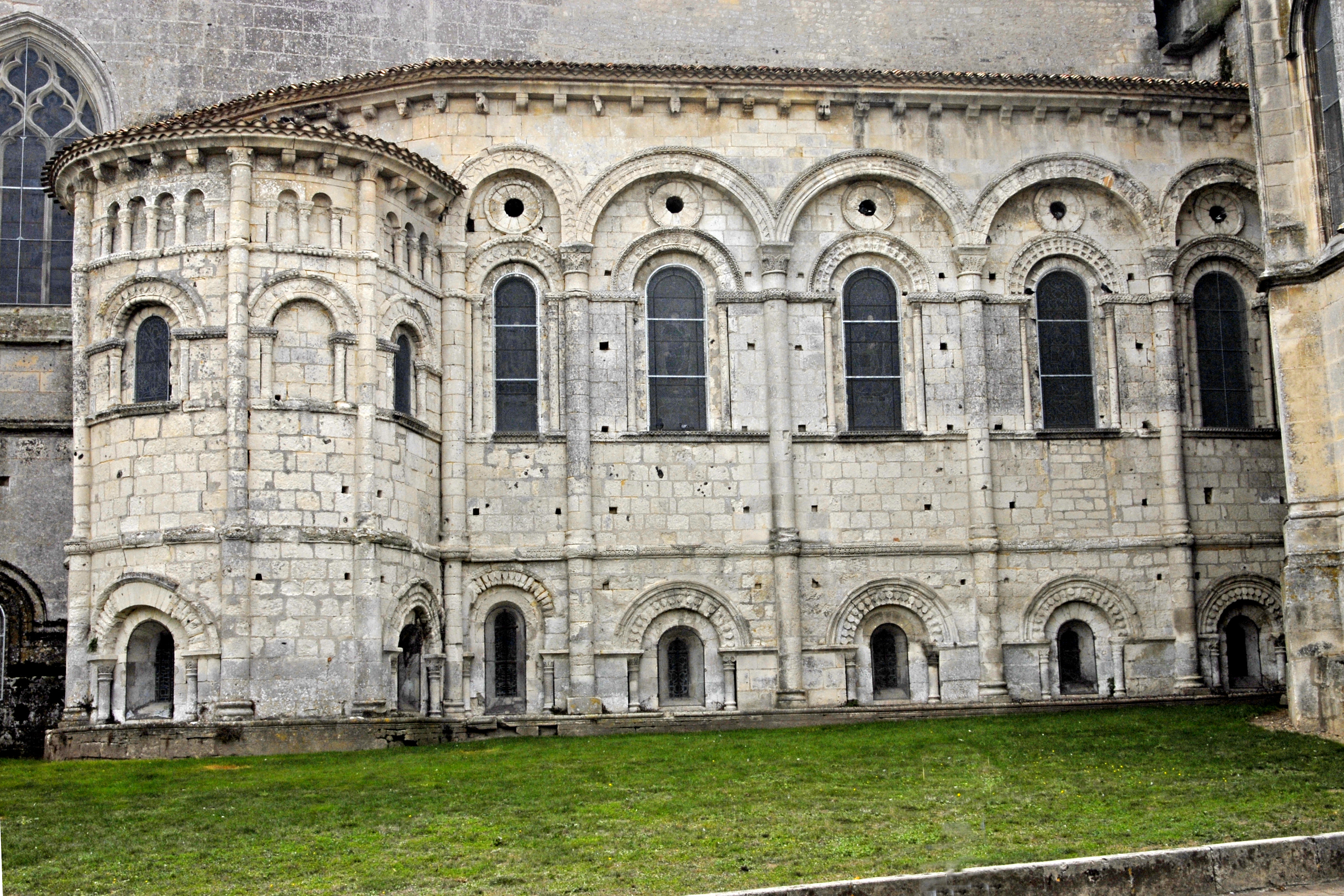
Nordseite der Umgänge von Chor und Krypta mit Kapelle(n)
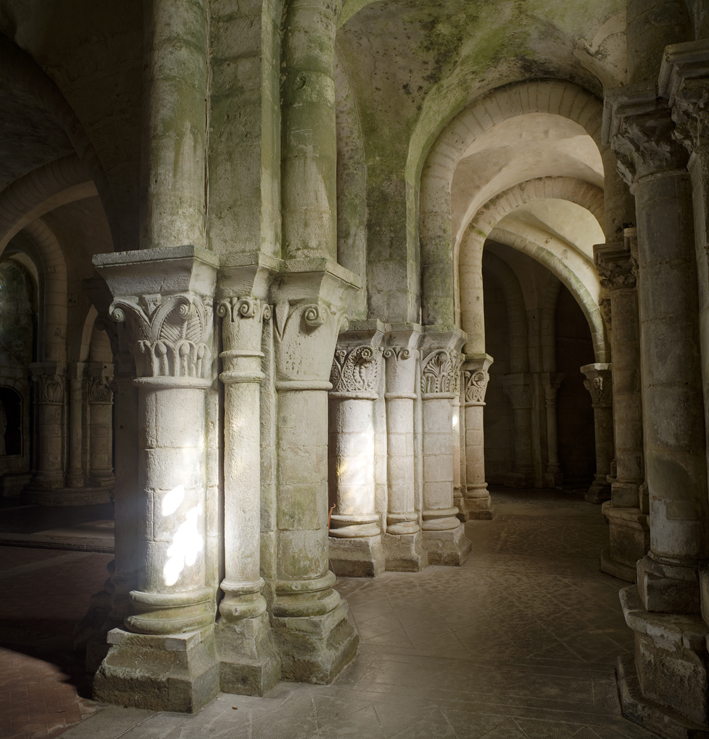
Kryptenumgang
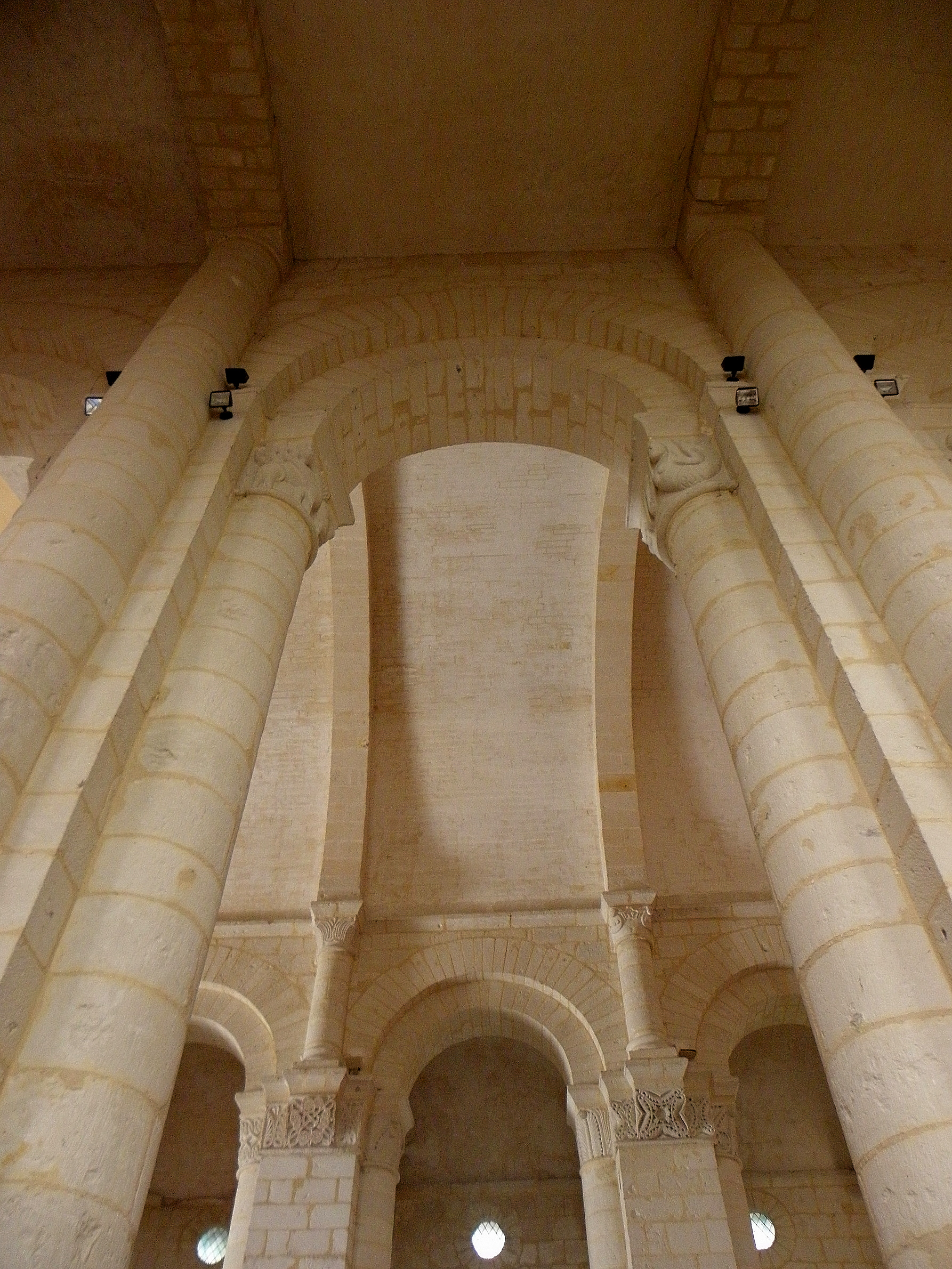
Quersicht des Langchors, Tonne über dem Binnenchor, Halbtonnen über den Seitenschiffen, also dem Umgang
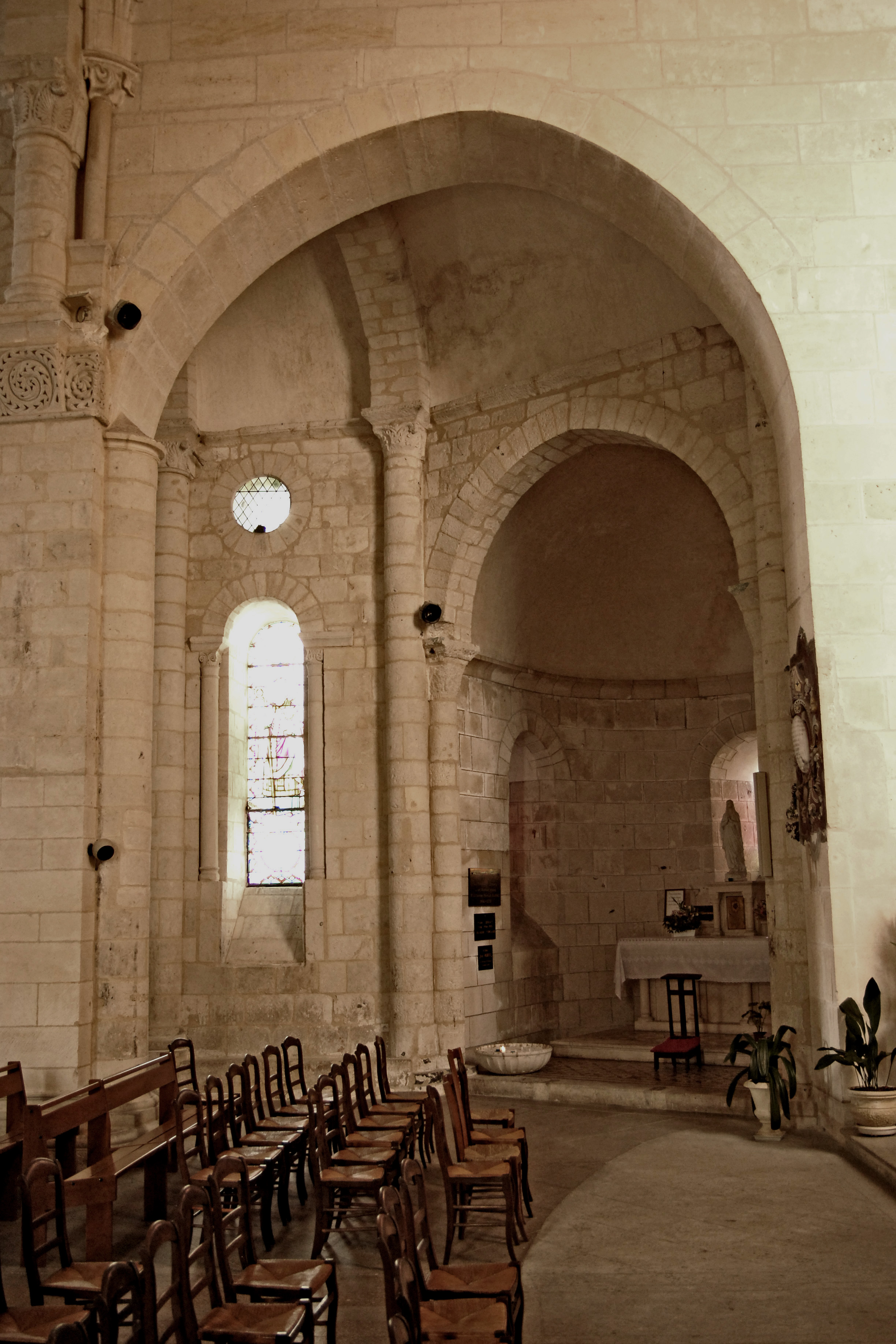
Rest des U-Bogens des Chorumgangs mit schräg gestellter Radialkapelle

Ste-Croix (Veauce)
- im Bourbonnais
- spätes 11. Jh.
  - Binnenchor und Umgang rund schließend,
  - Binnenchor Tonne/ungegliederte Halbkuppel, Umgang Mittelding aus umlaufender Tonne und Kreuzgratgewölben

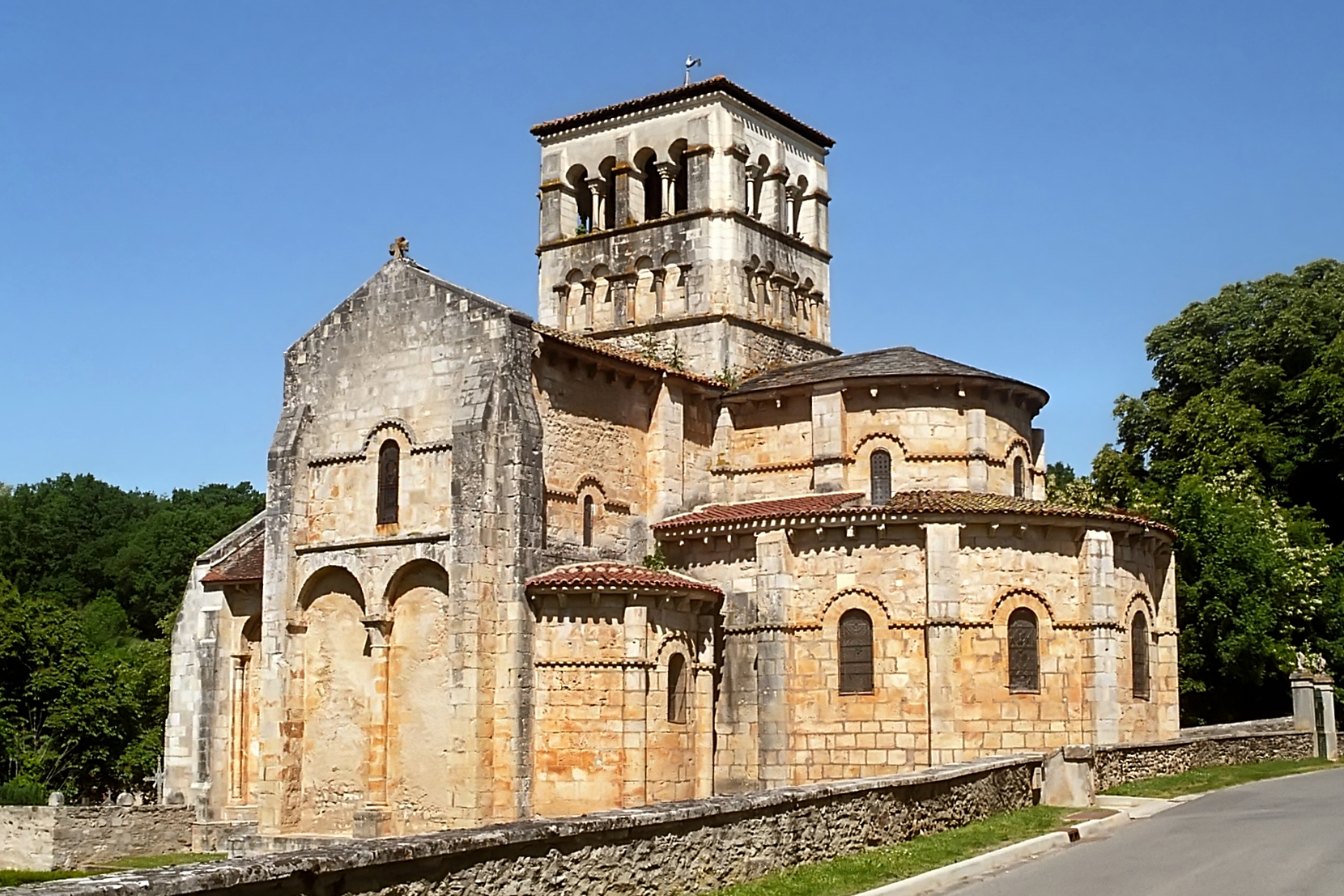
Südquerhaus und Chor
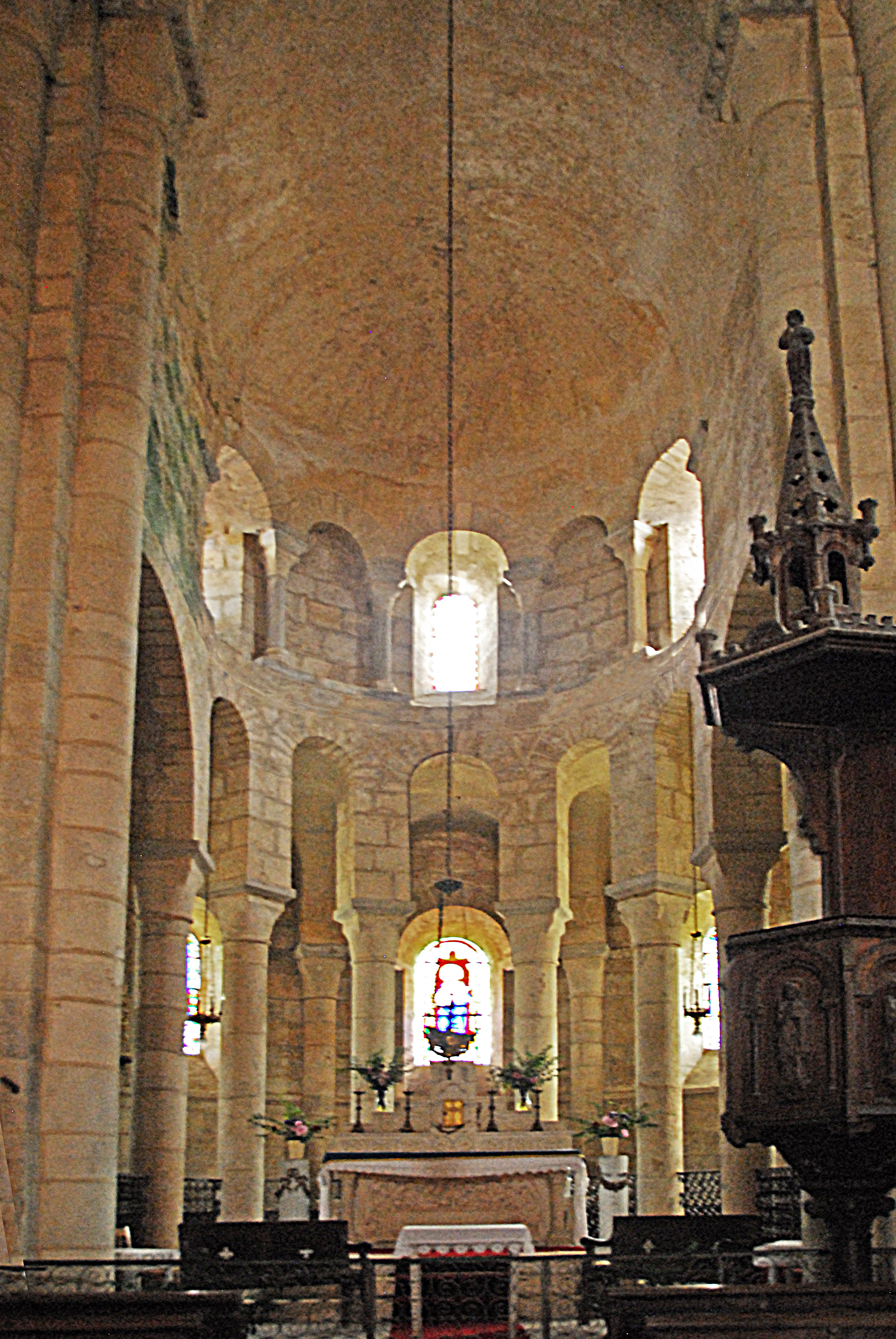
Chorhaupt
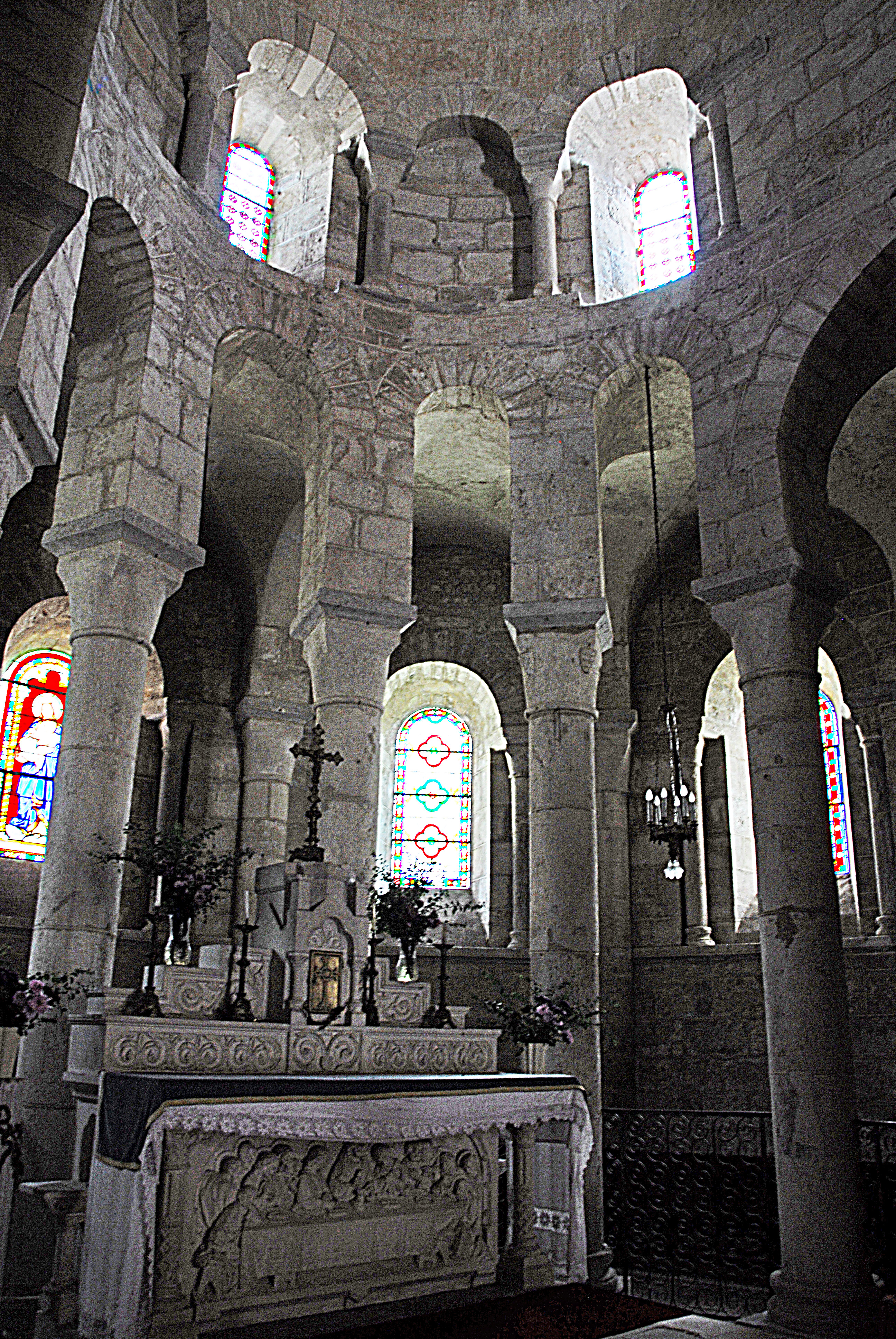
Hauptaltar und Chor
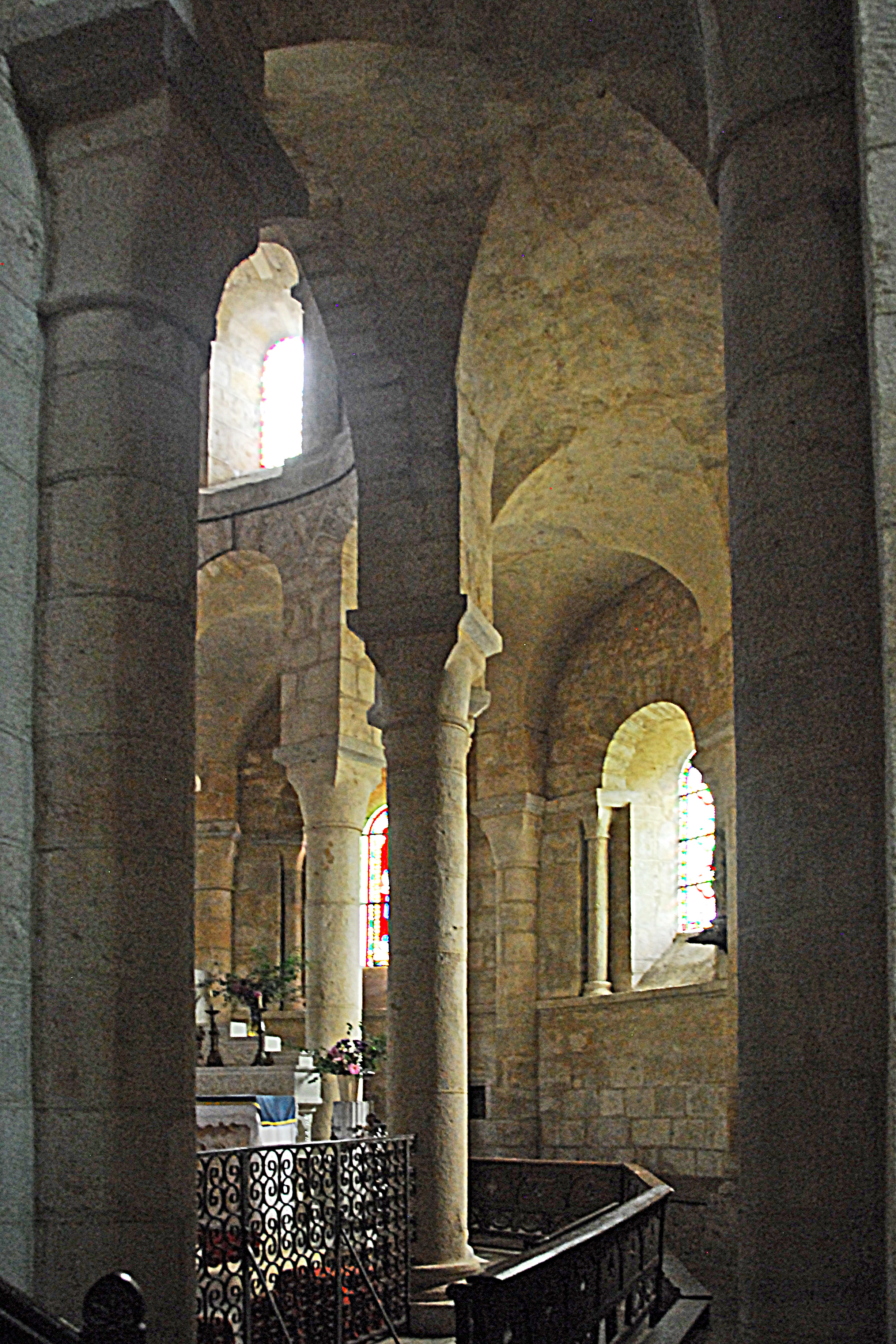
Chorumgang tangential

Abteikirche St-Pierre in Chauvigny
- Département Vienne
- Ende 11. bis Mitte 12. Jh.

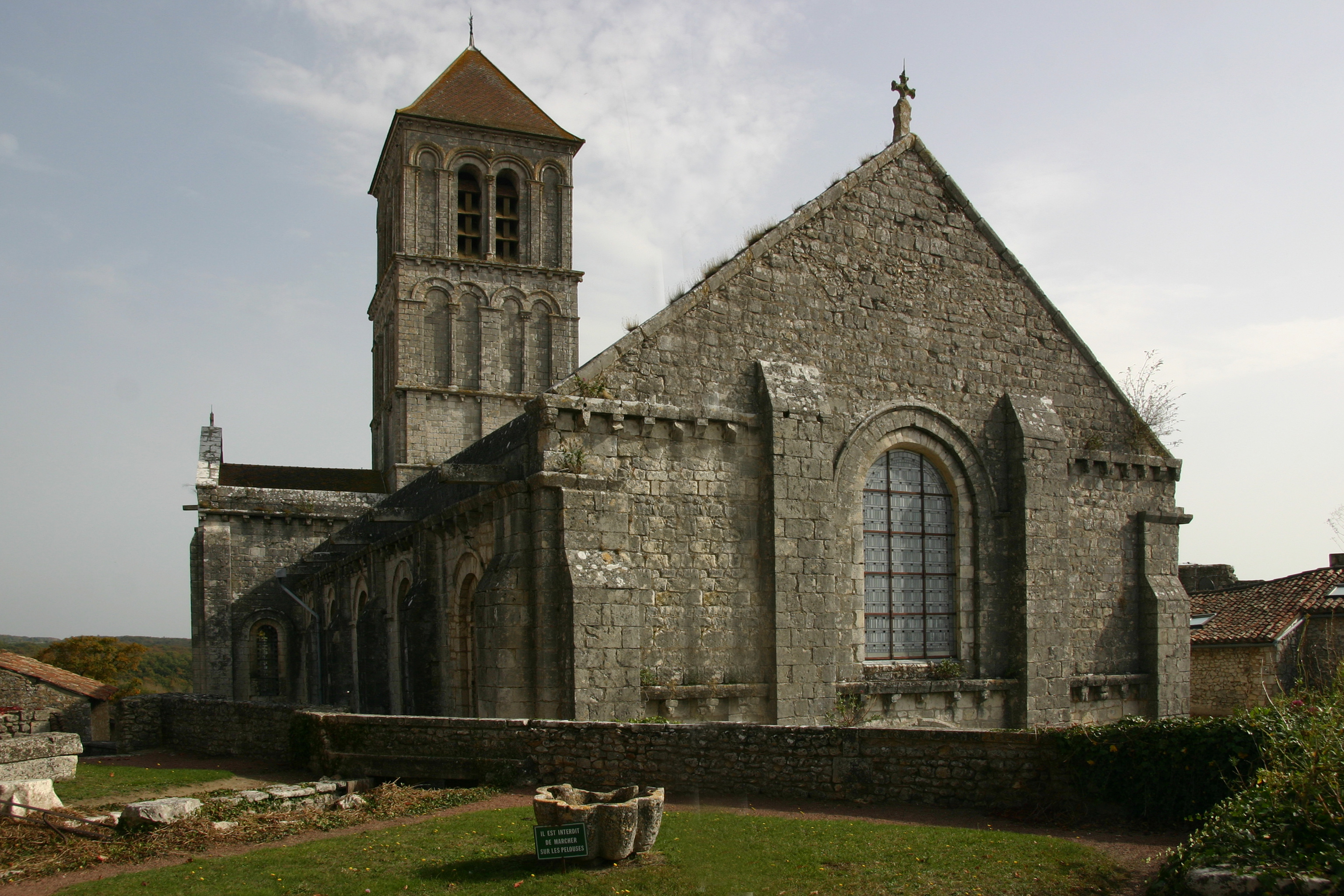
Nordwestansicht

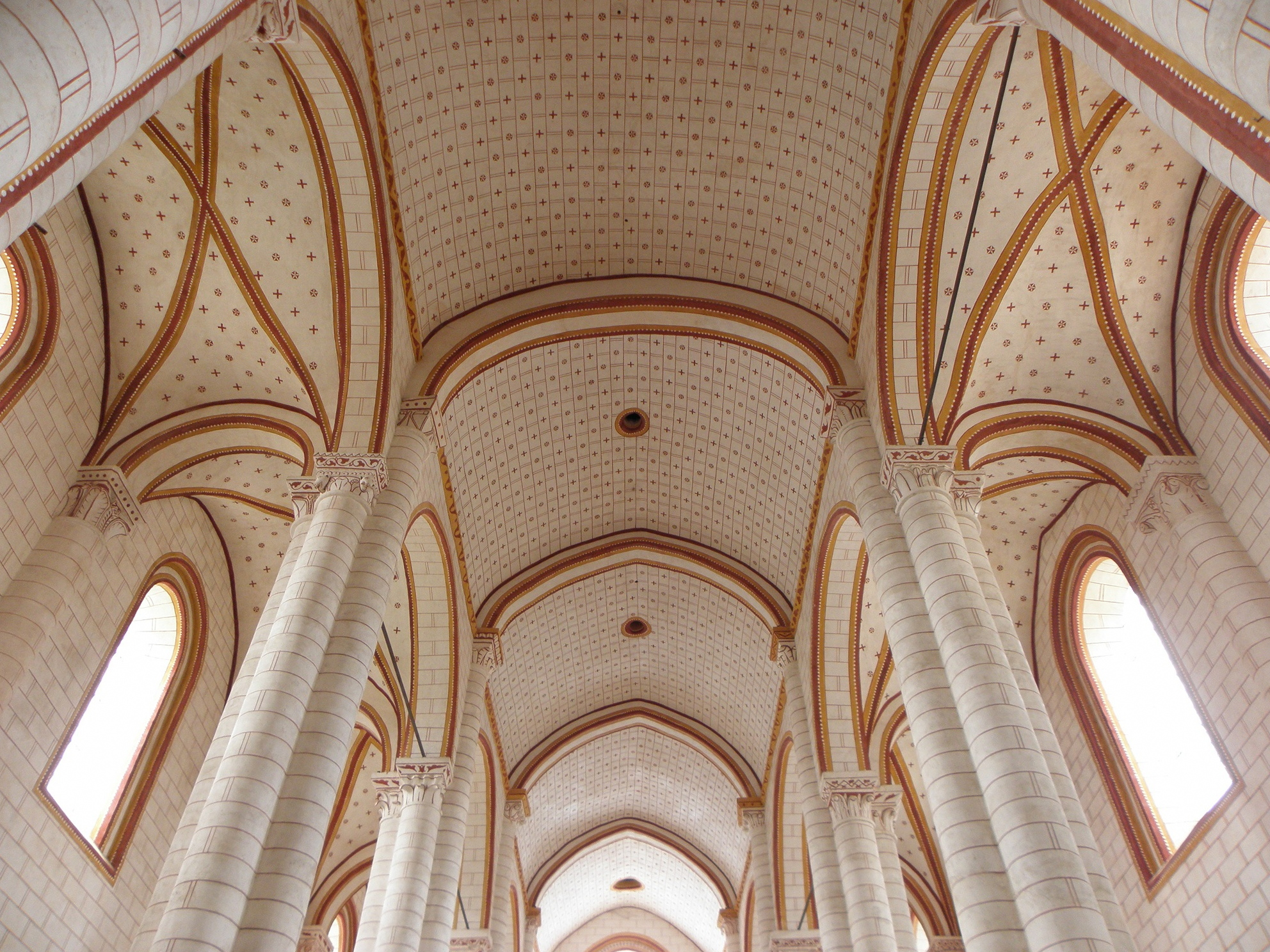
Langhaus

- kurzer Chor mit Halbkuppel, Umgang mit Tonnengewölbe, beides rundbogig
- Binnenchor und Umgang rund schließend
- Langhaus Pseudobasilika mit Tonnengewölbe im Mittelschiff und Kreuzgratgewölben über den Seitenschiffen, beides im östlichsten Joch rund-, westlich spitzbogig, ohne Stich
- POP

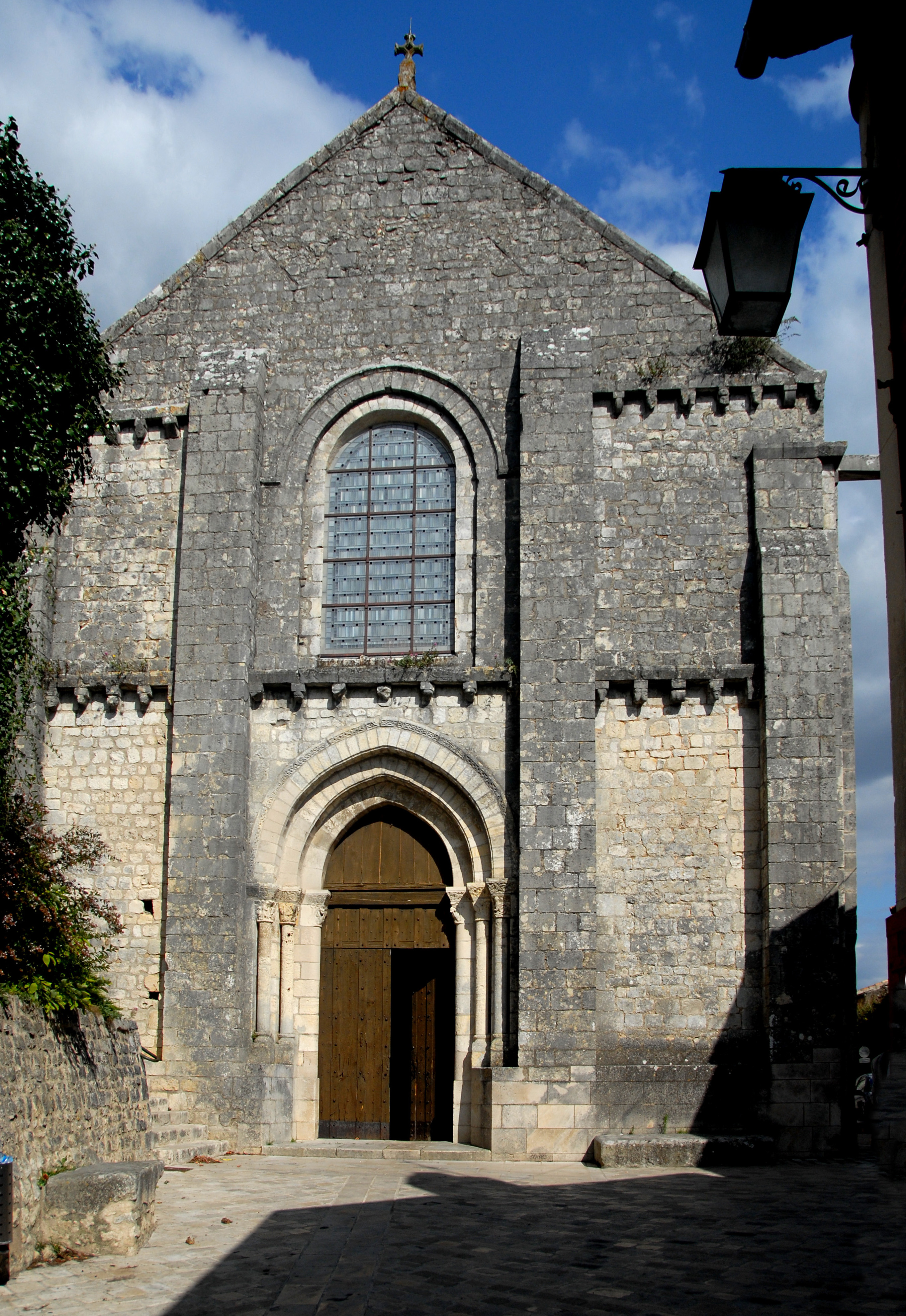
spitzbogiges Westportal
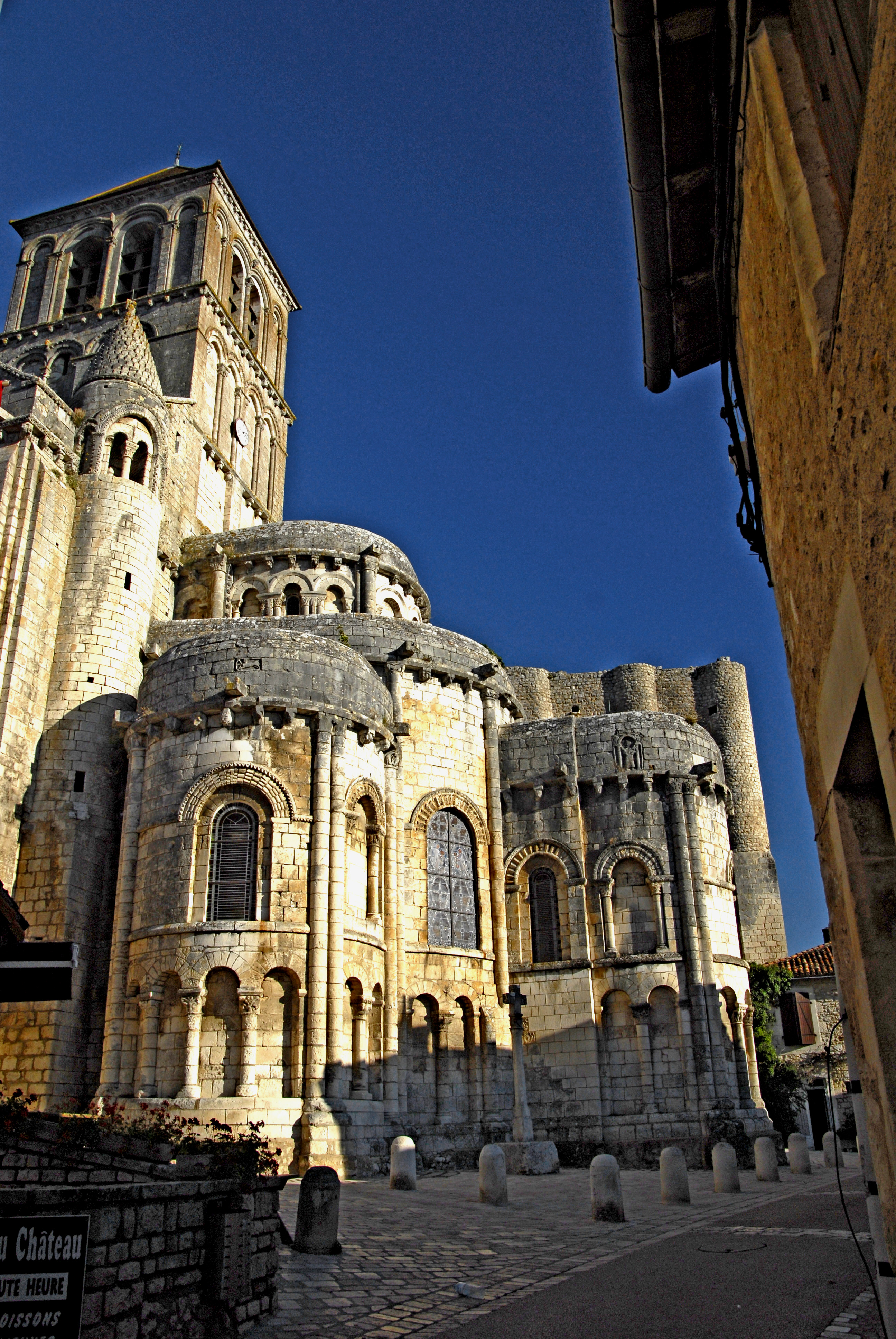
Chorhaupt
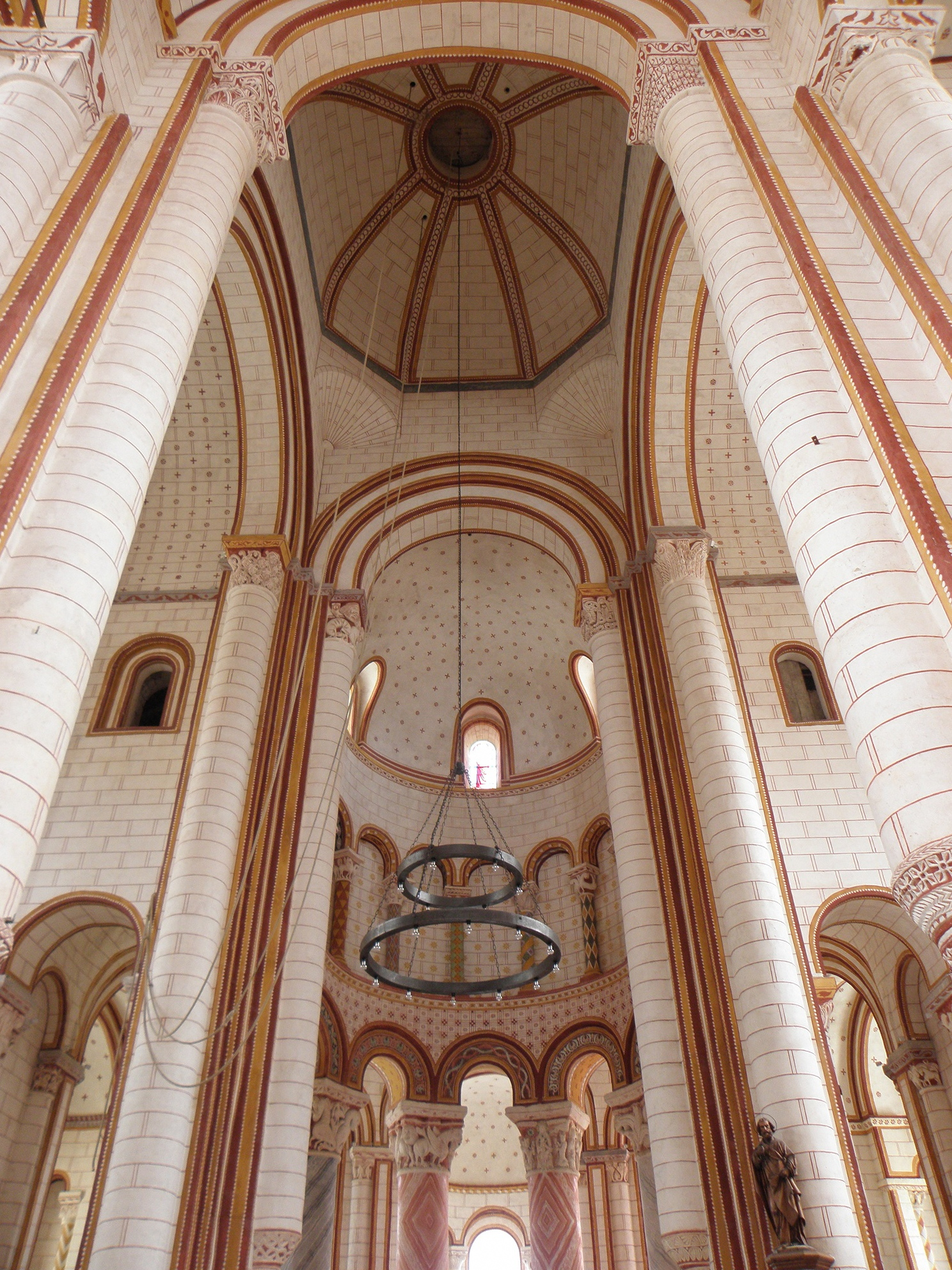
Vierung, Chor, Umgang
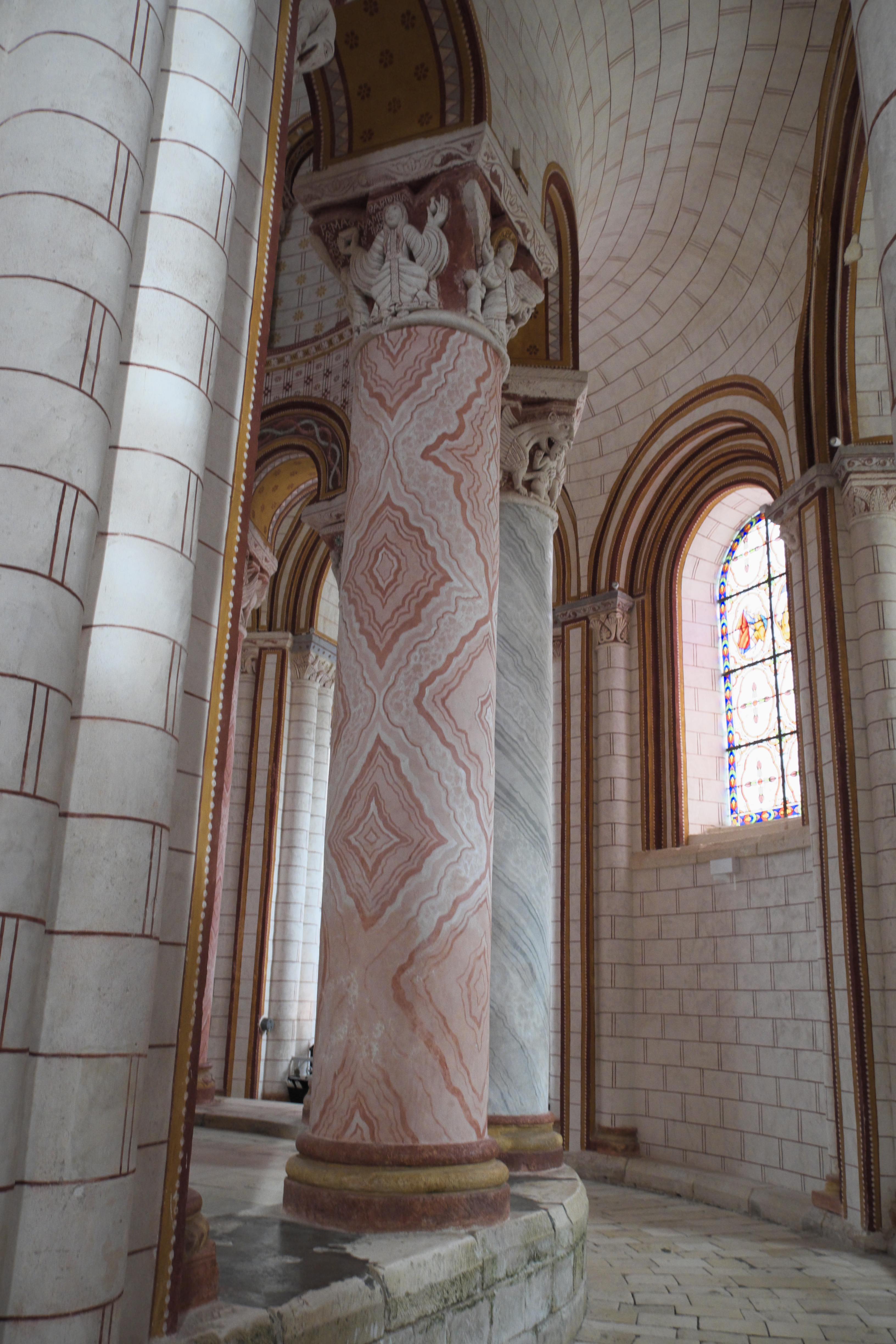
Umgang

Notre-Dame in Cunault
- Département Maine-et-Loire
- ab 1100
- romanische Hallenkirche mit Hallenchor
  - Umgang und Kapellen rund schließend
- später in Angevinischer Gotik Kirche um drei Joche nach Westen verlängert
- Scheitelkapelle im 15. Jh. verloren

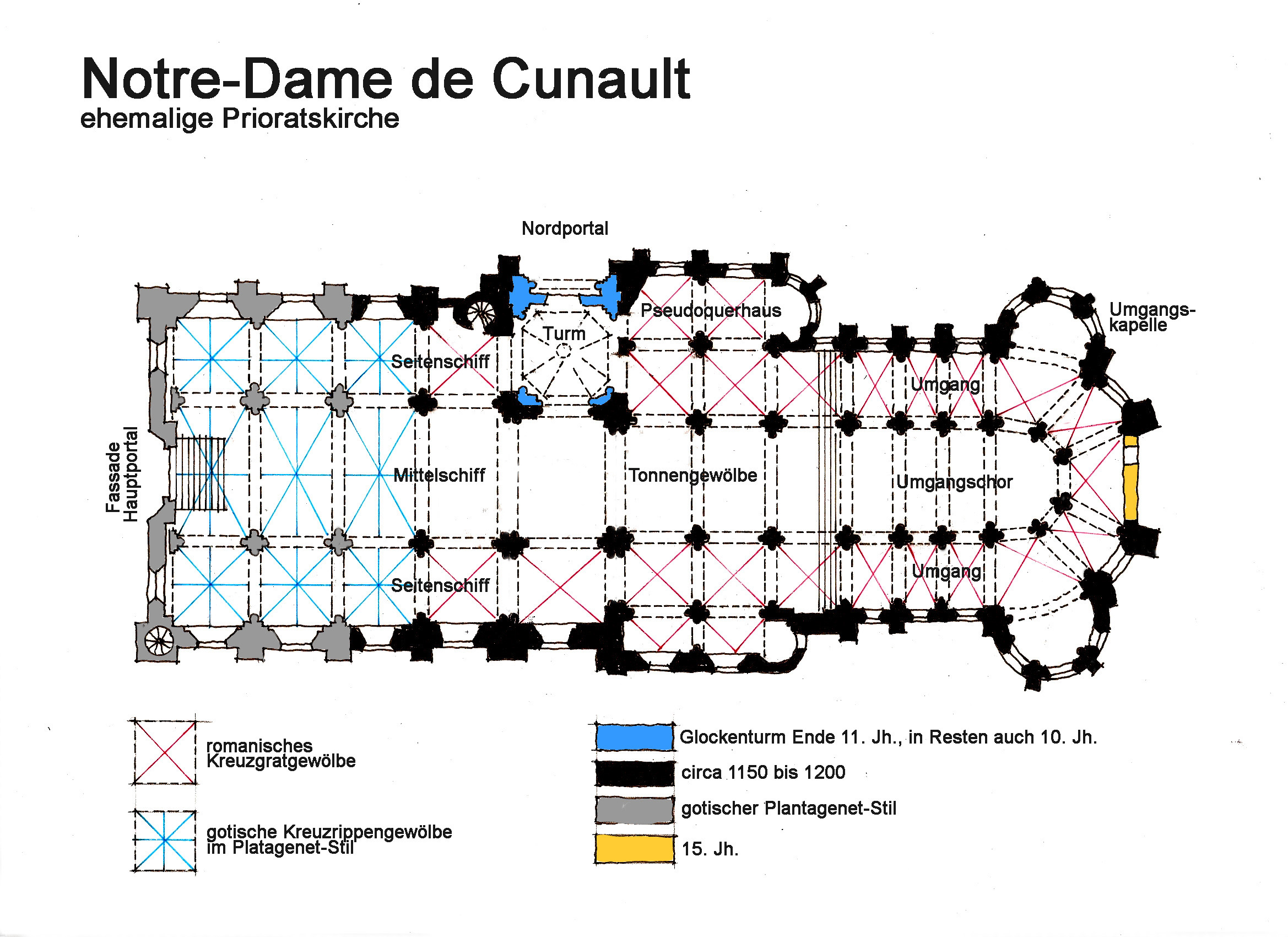
Grundriss
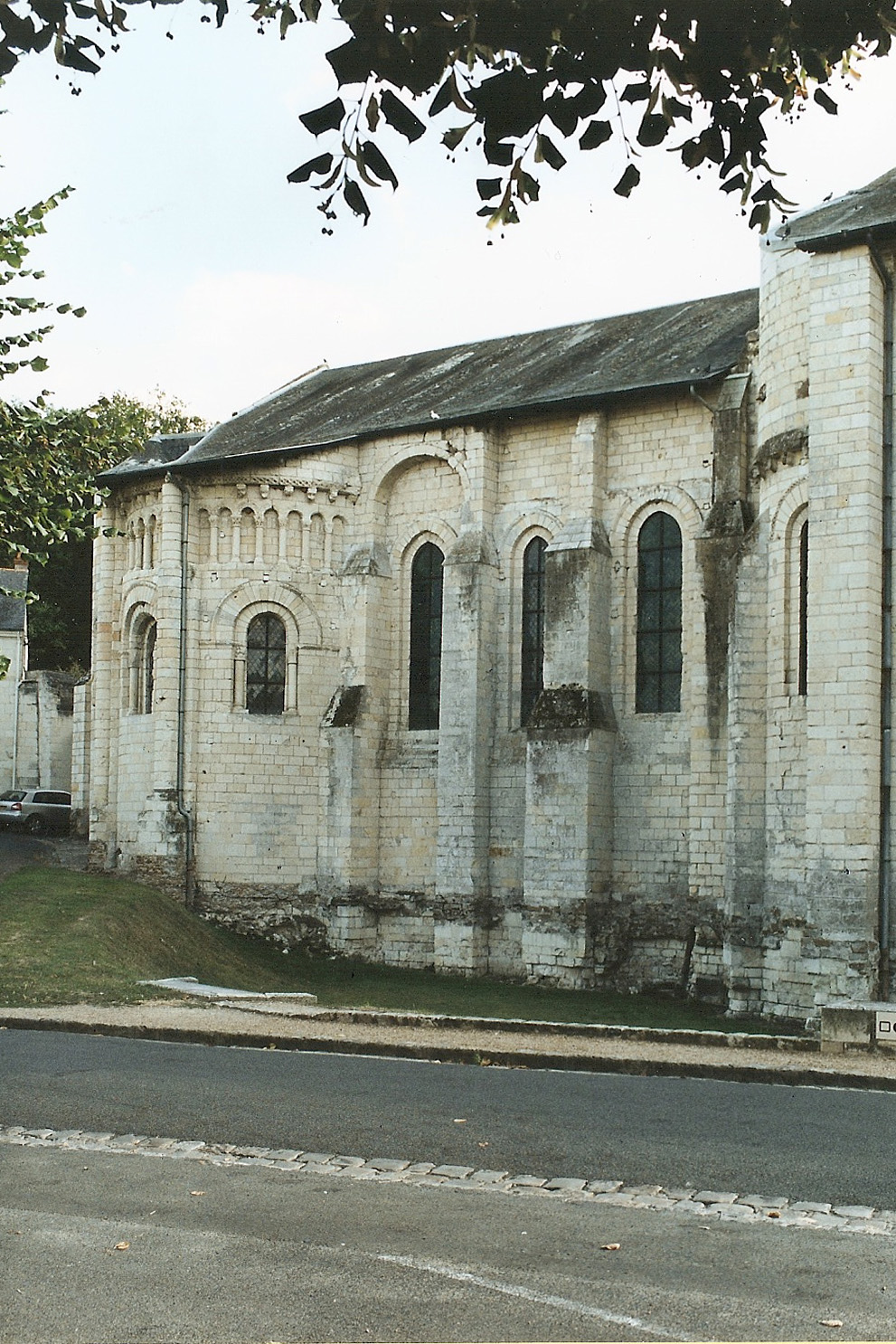
Chor mit sparsaniertem Dach
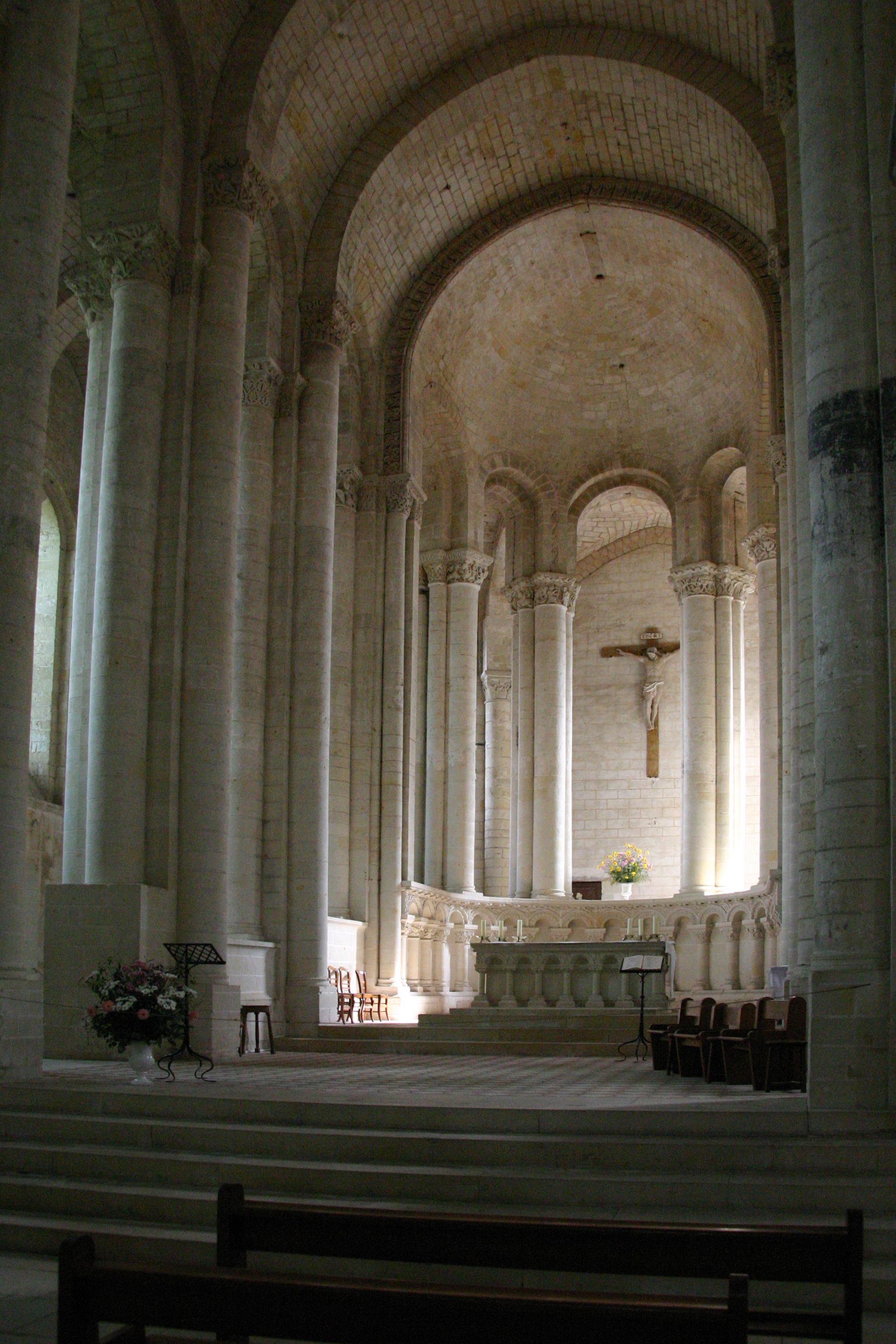
Chorhaupt
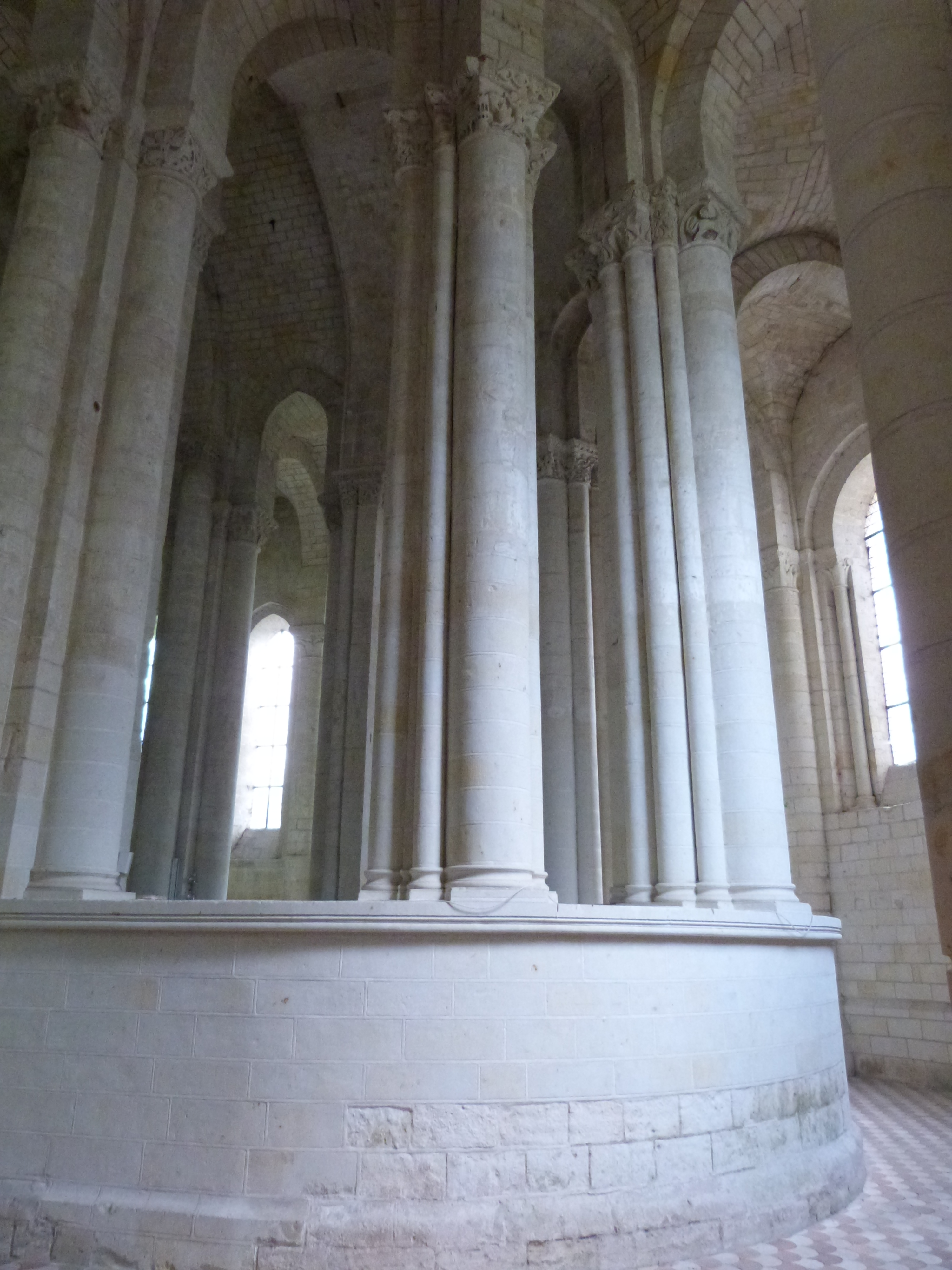
Arkade und Umgang

Saint-Martin-au-Val (CC) in Chartres:
- 11. oder 12. Jh.[2][3]
  - Binnenchor, Umgang und Kapellen rund schließend,
- Erneuerungen um 1500 und im 17. Jh.

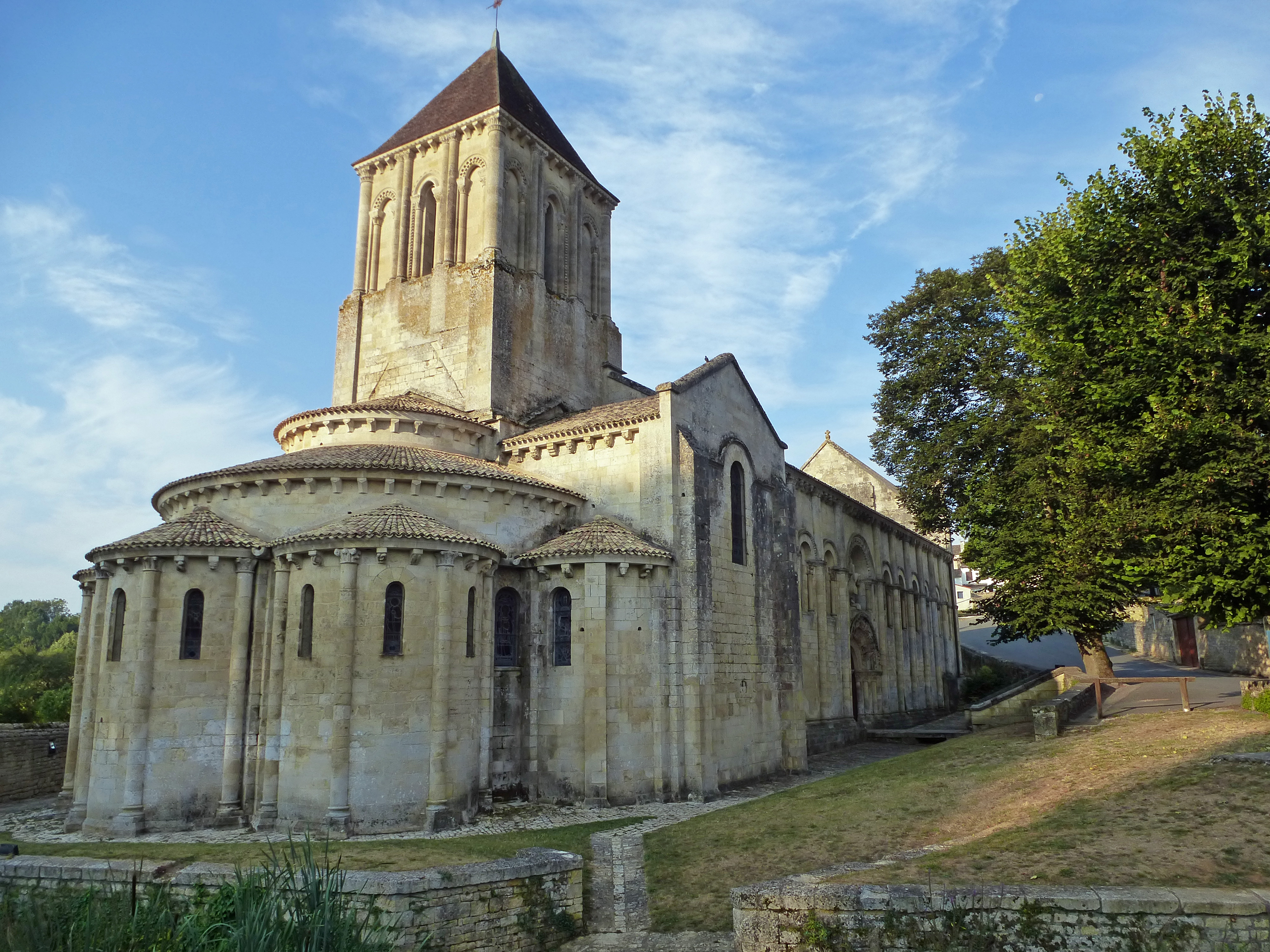
Außenansicht
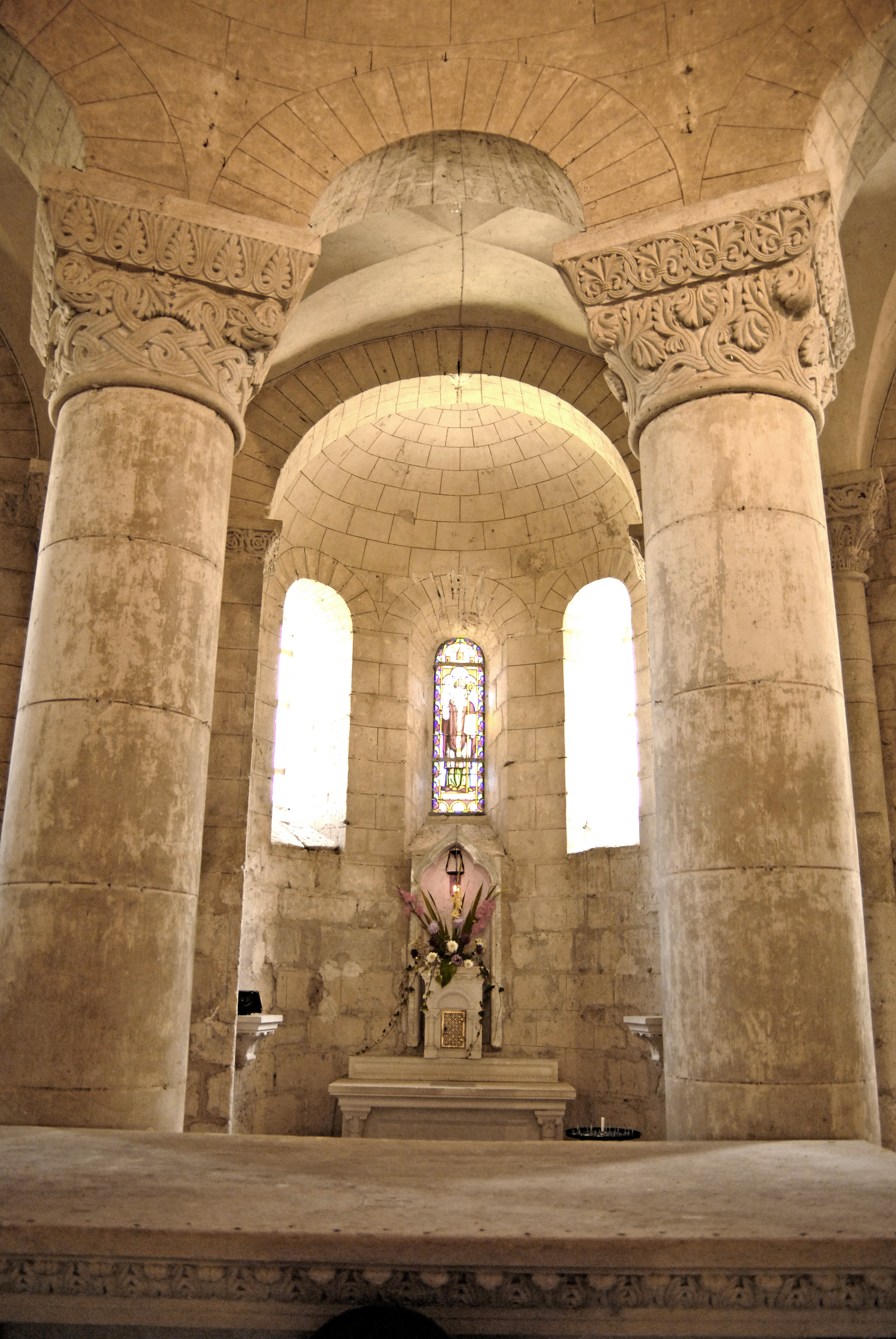
Radialsicht
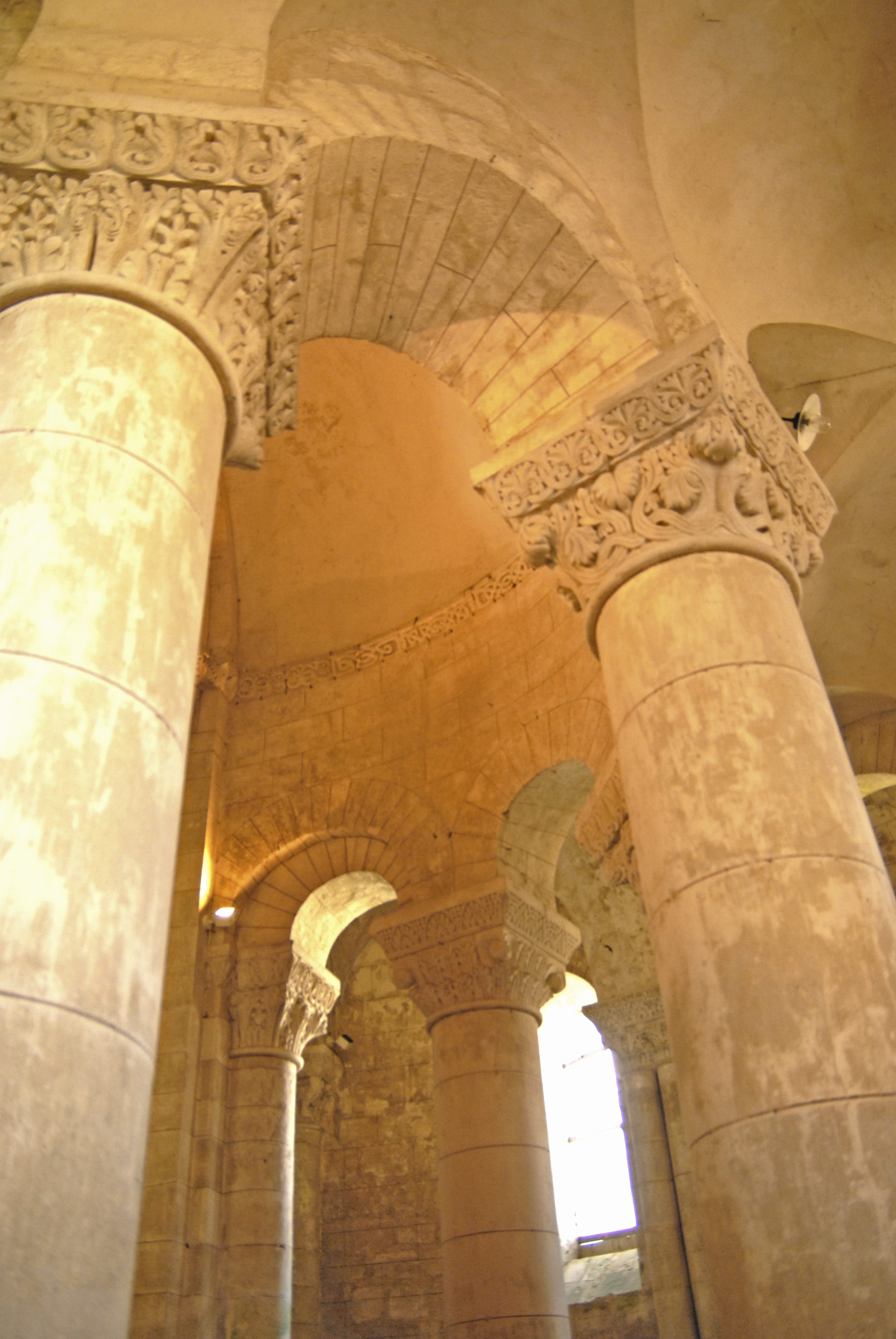
Quersicht: Umgang → Chor → Umgang
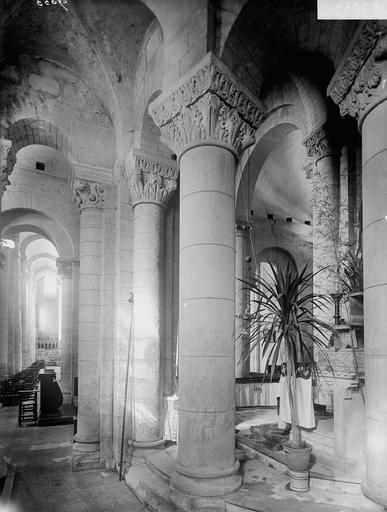
links: Umgang → Südquerhaus → Südseitenschiff; rechts: Binnenchor → Vierung und Nordquerhaus

- Innenansicht

St-Hilaire in Melle
- Département Deux-Sèvres im Poitou
- Hallenumgangschor und Querhaus 2. Viertel des 12. Jh.,
  - Das Tonnen- und Halbkuppelgewölbe des Binnenchors reicht wegen seines größeren Durchmessers höher als das kreuzgtratgewölbe des Chorumgangs, aber beider Höhenbereiche überlappen einander.
  - Binnenchor, Umgang und Kapellen schließen rund.

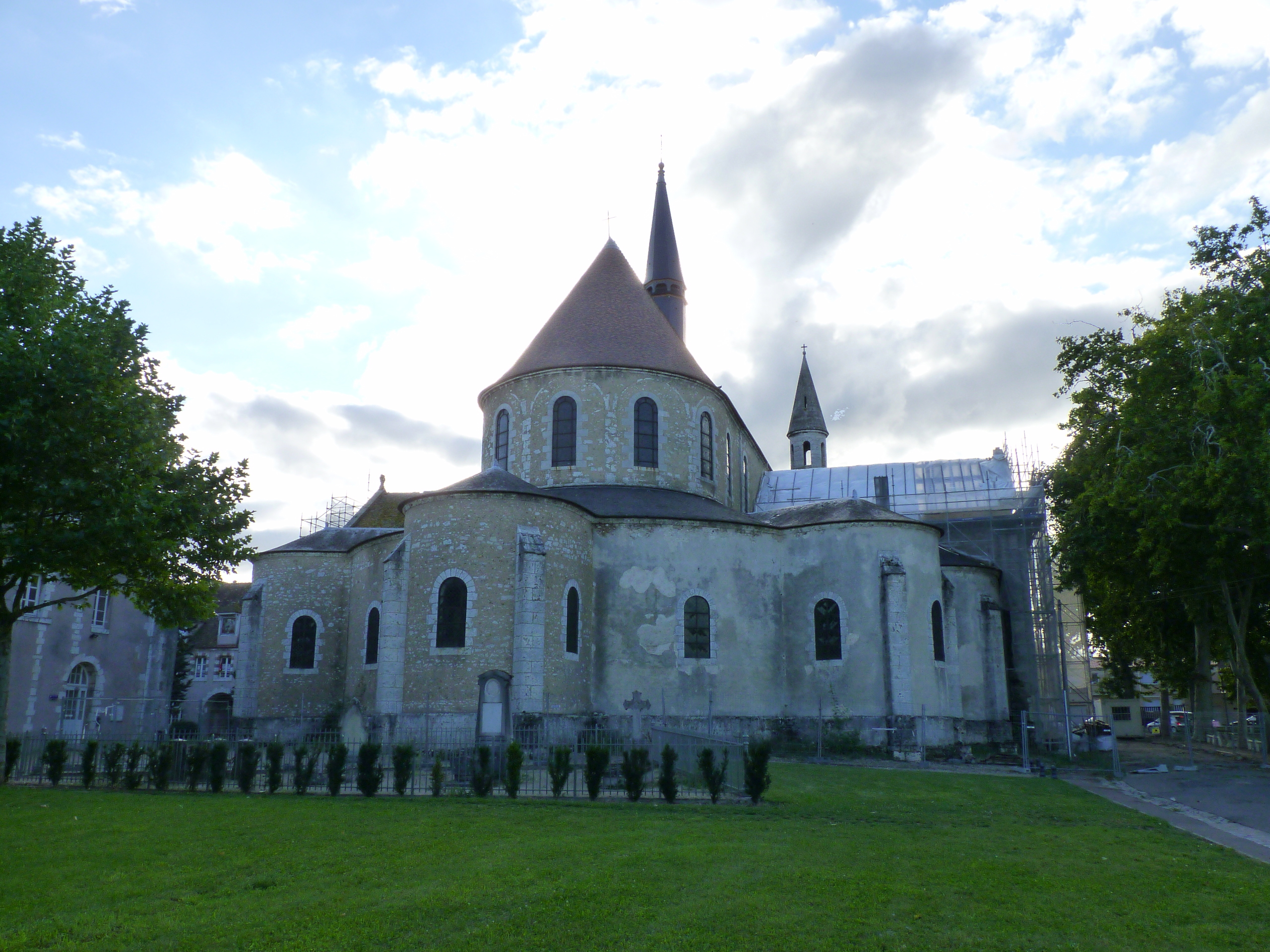
Außenansicht
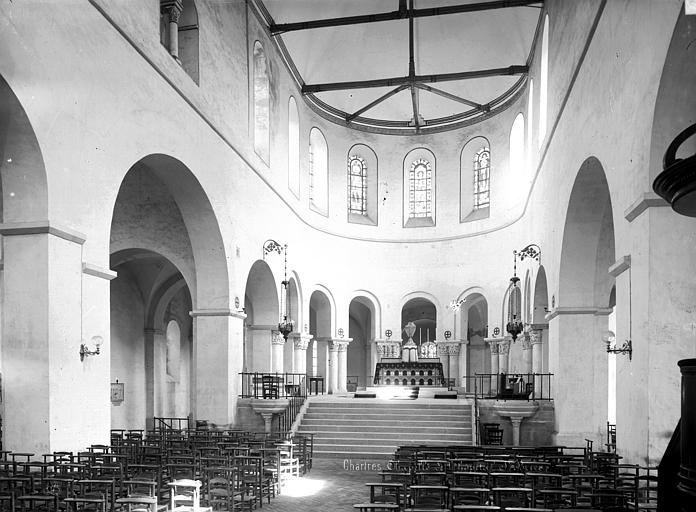
Innenansicht

- Radialsicht
- Quersicht: Umgang → Chor → Umgang
- links: Umgang → Südquerhaus → Südseitenschiff; rechts: Binnenchor → Vierung und Nordquerhaus

St-Saturnin in Saint-Saturnin
- Département Puy-de-Dôme
- 2. Viertel 12. Jh.
- Binnenchor, Umgang und Kapellen schließen rund.

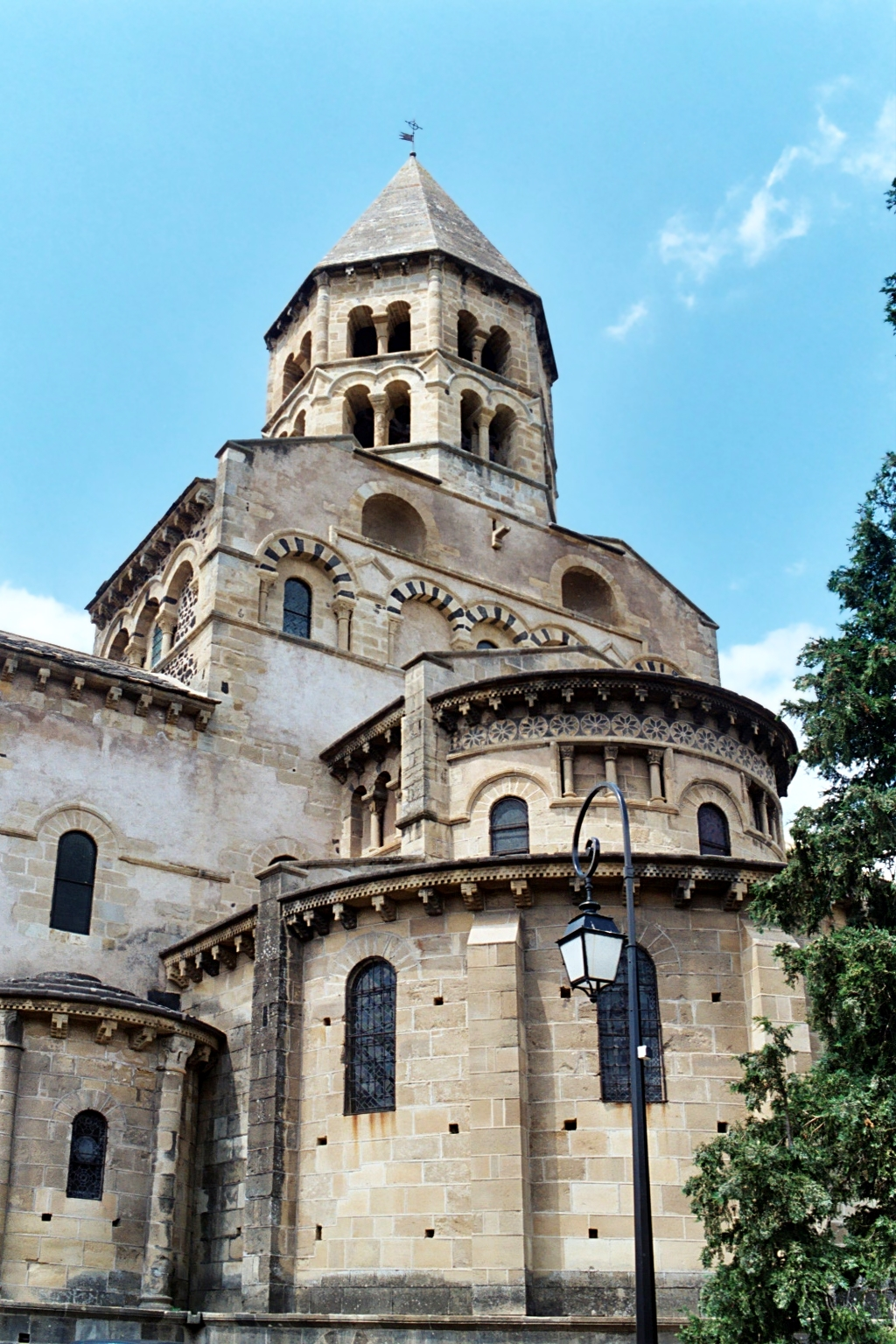
Außenansicht
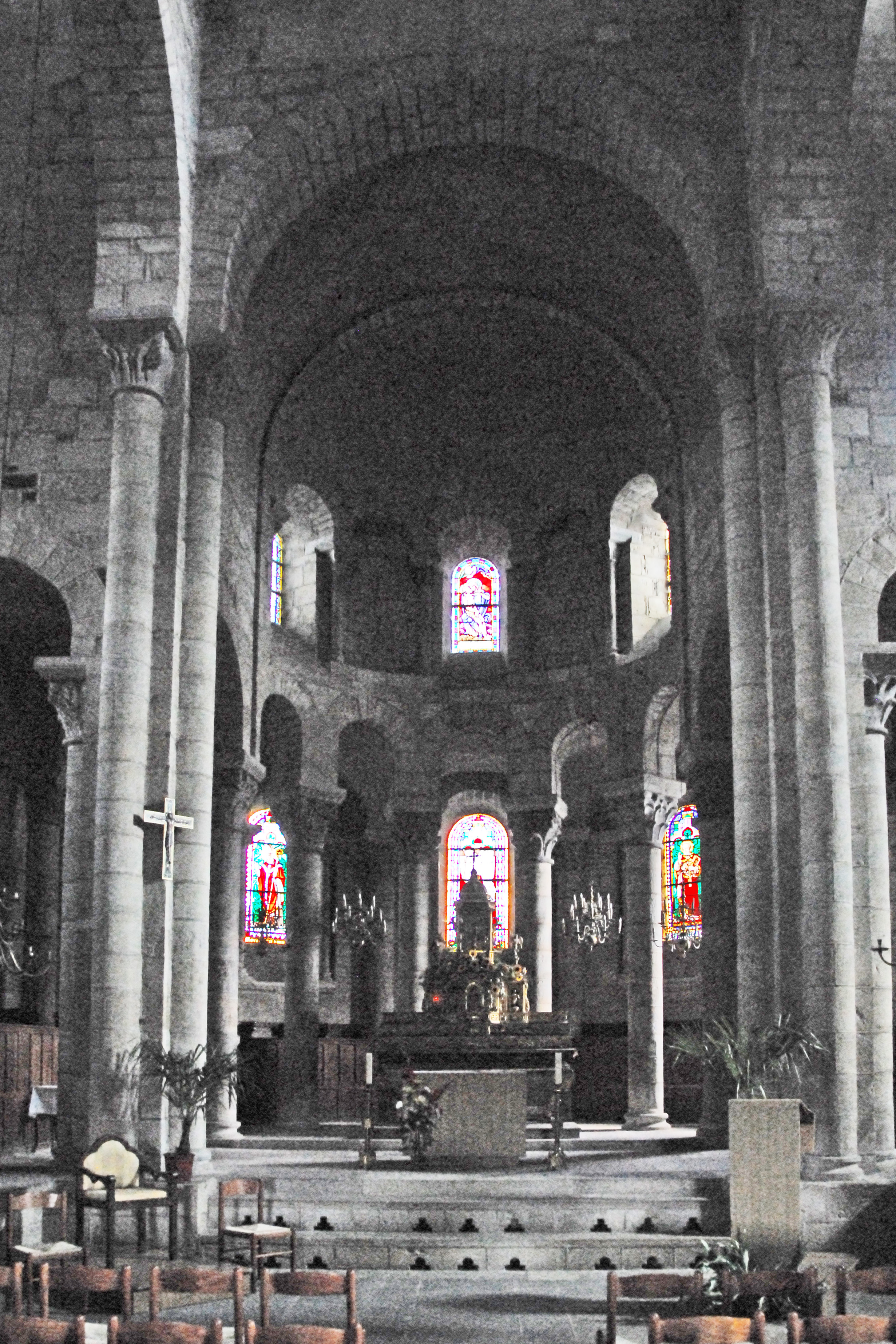
Chorhaupt
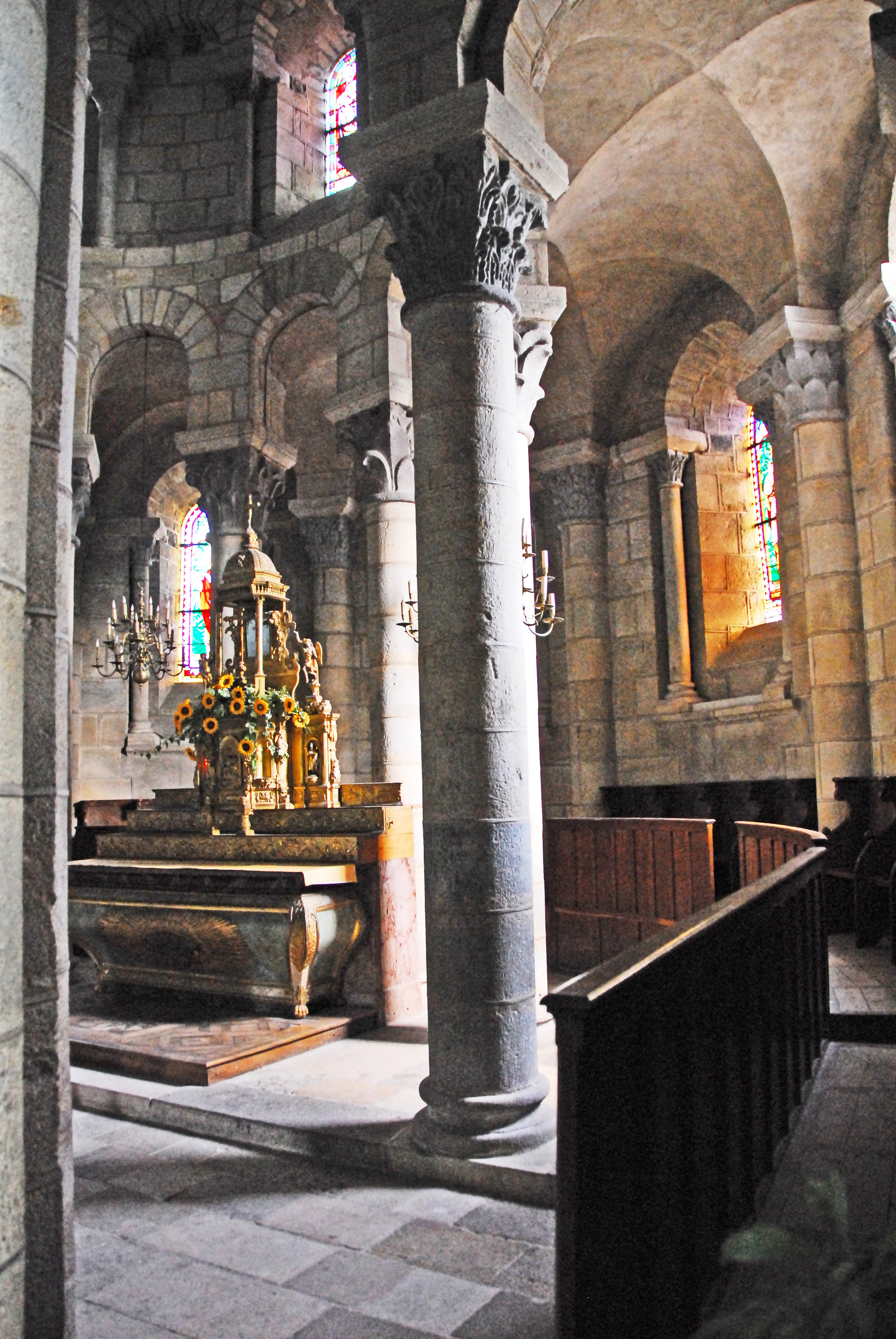
Chorumgang tangential

Basilique Saint-Sernin de Toulouse
- ab 1077, Altarweihe 1119.
- Binnenchor, Umgang und Kapellen schließen rund.

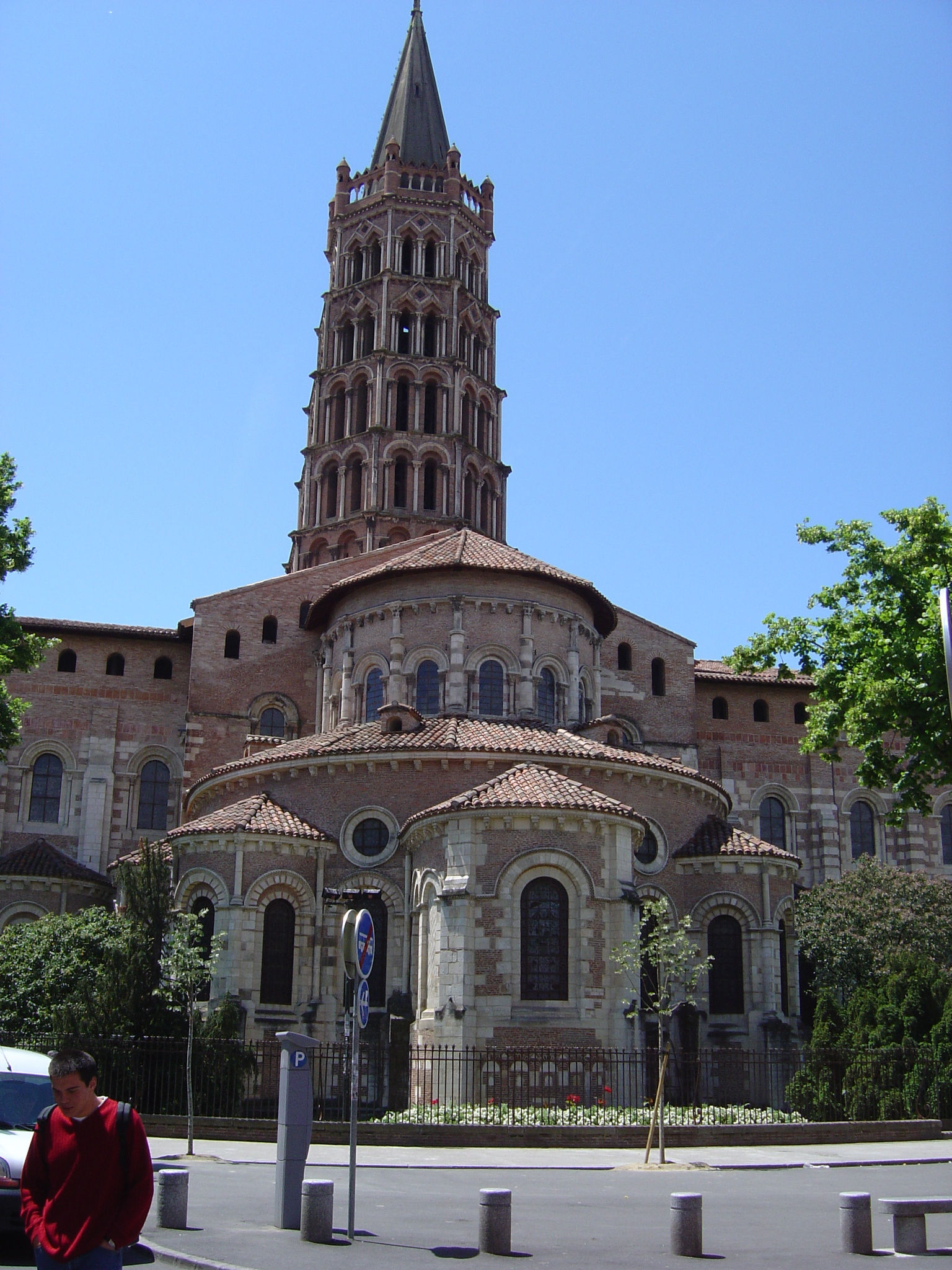
Außenansicht
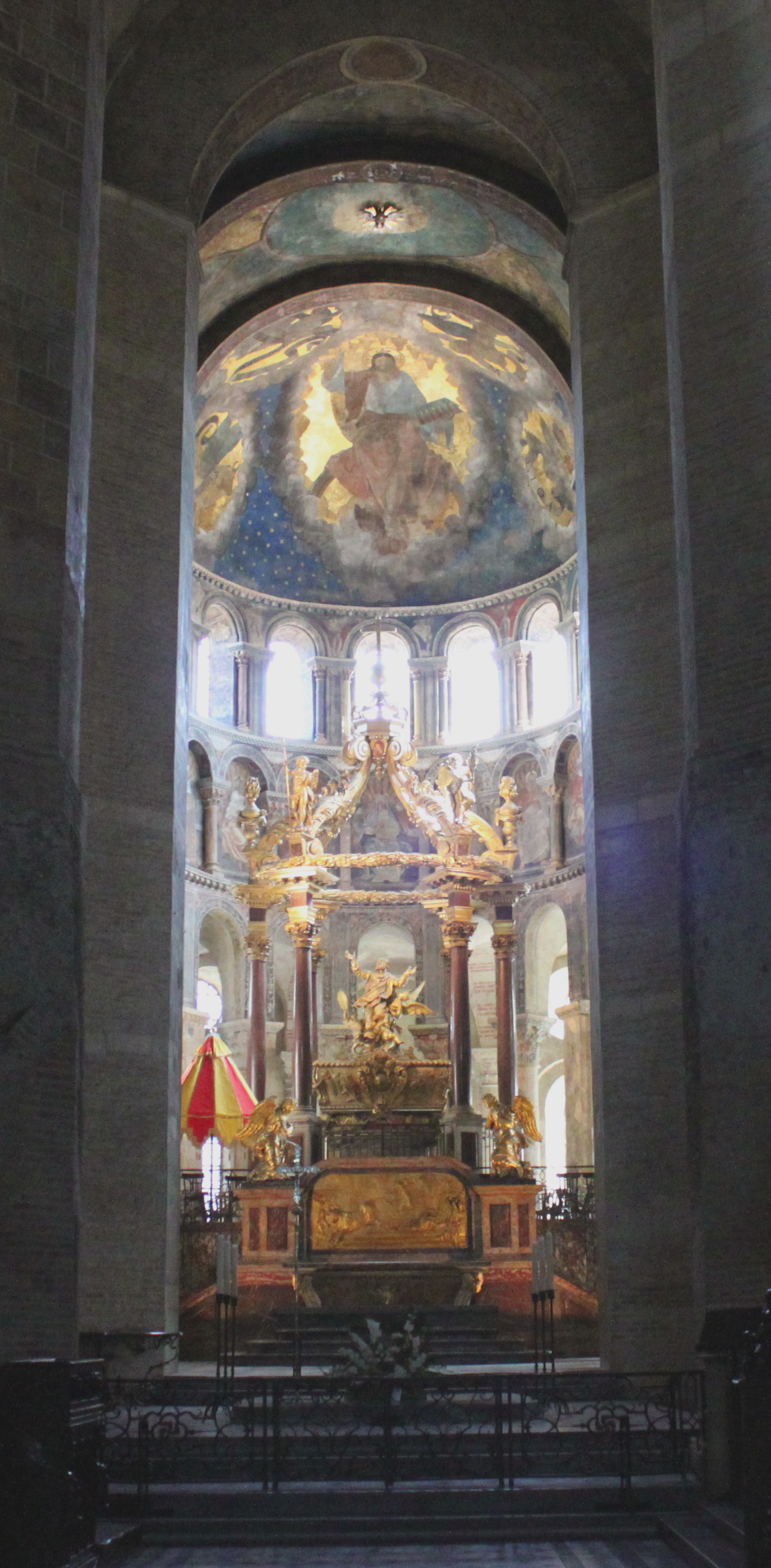
Chorhaupt: Obergaden, Triforium, obere Arkade, untere Arkade (halb durch Altarpodest verdeckt)
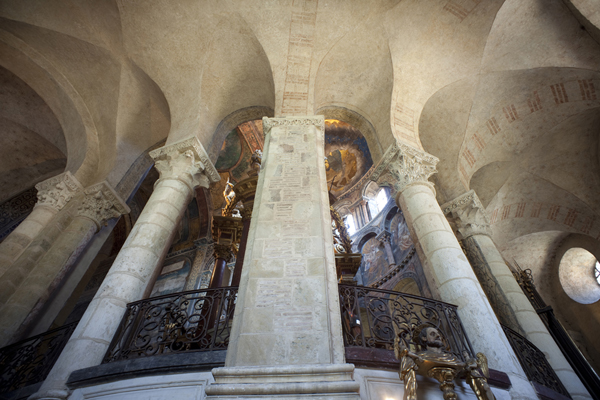
St-Sernin (Toulouse): obere Arkade des Chorumgangs
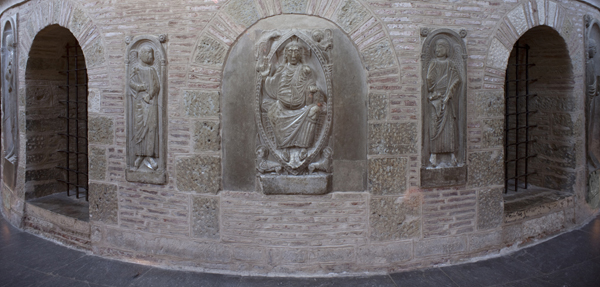
St-Sernin (Toulouse): untere Arkade des Chorumgangs

Saint-Gildas, Halbinsel Rhuys
- Südküste des Département Finistère, Bretagne
- Umgangschor pseudobasilikal
- Spätes 11.–frühes 12. Jh.
- Binnenchor, Umgang und Kapellen schließen rund.
- Gewölbe 16. Jh.
- Langhaus 18. Jh.
- Base Mérimée PA00091674 (lückenhaft)
- Info Bretagne: L'Eglise de Saint-Gildas de Rhuys

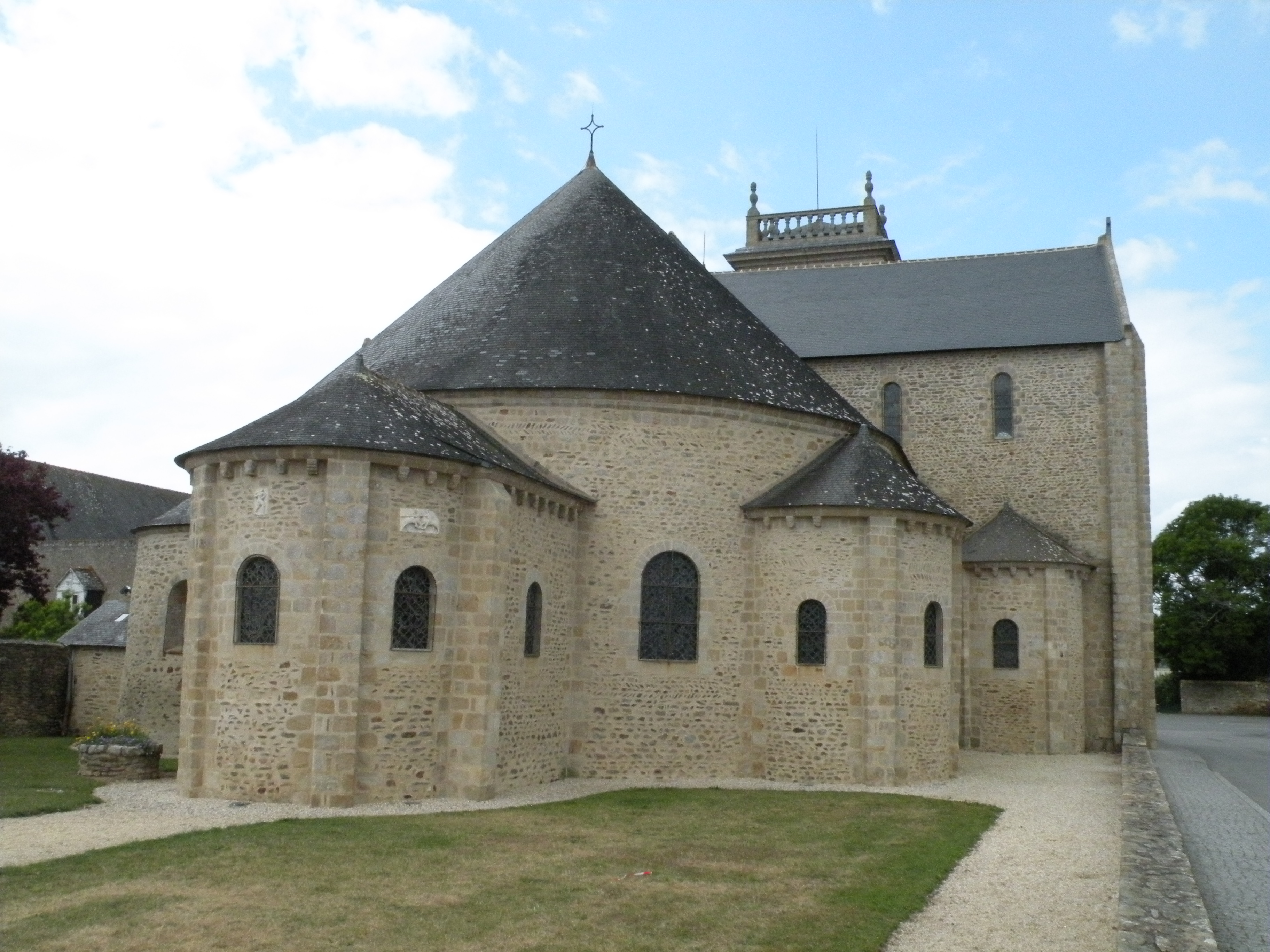
Außenansicht
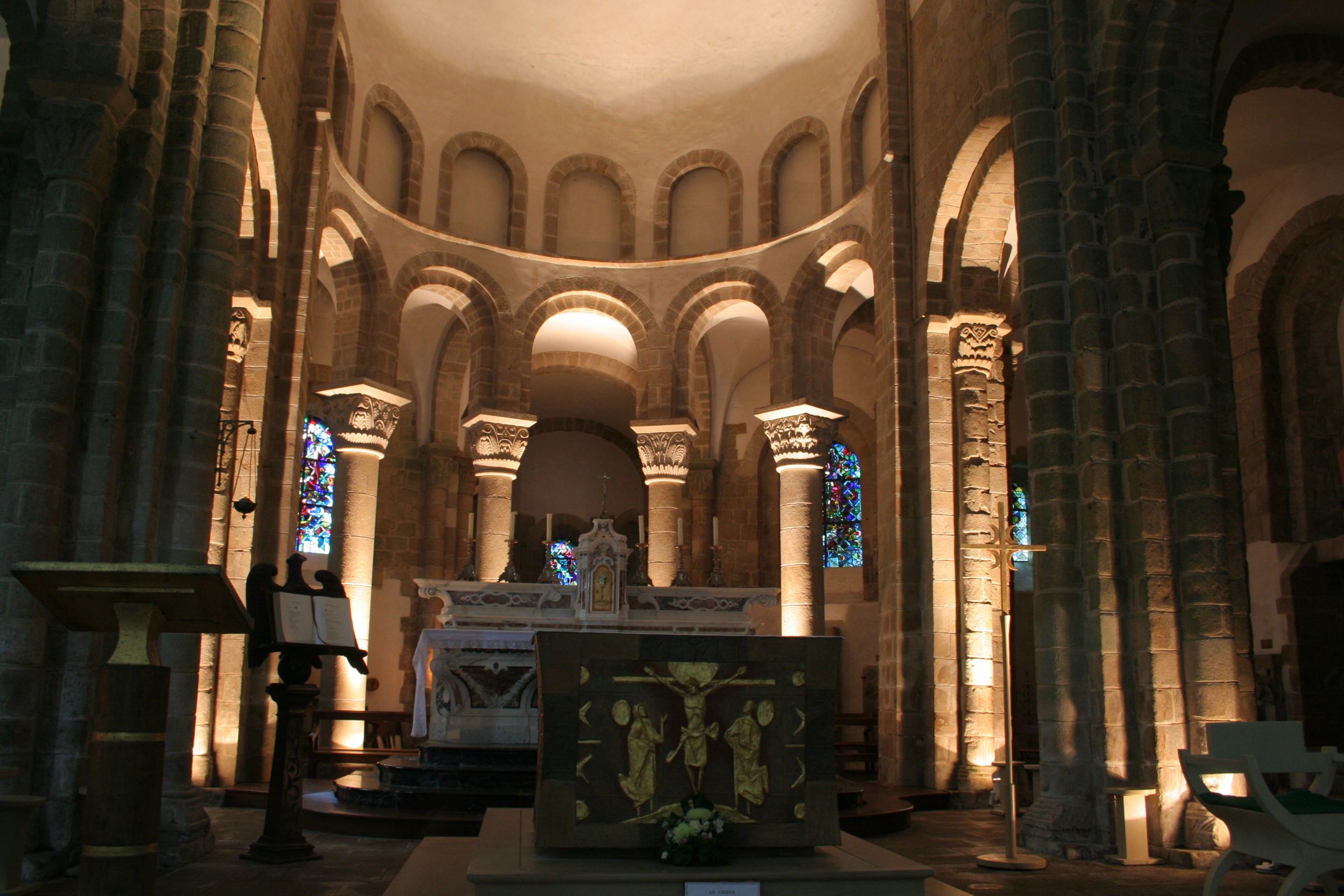
Binnenchor mit Umgang
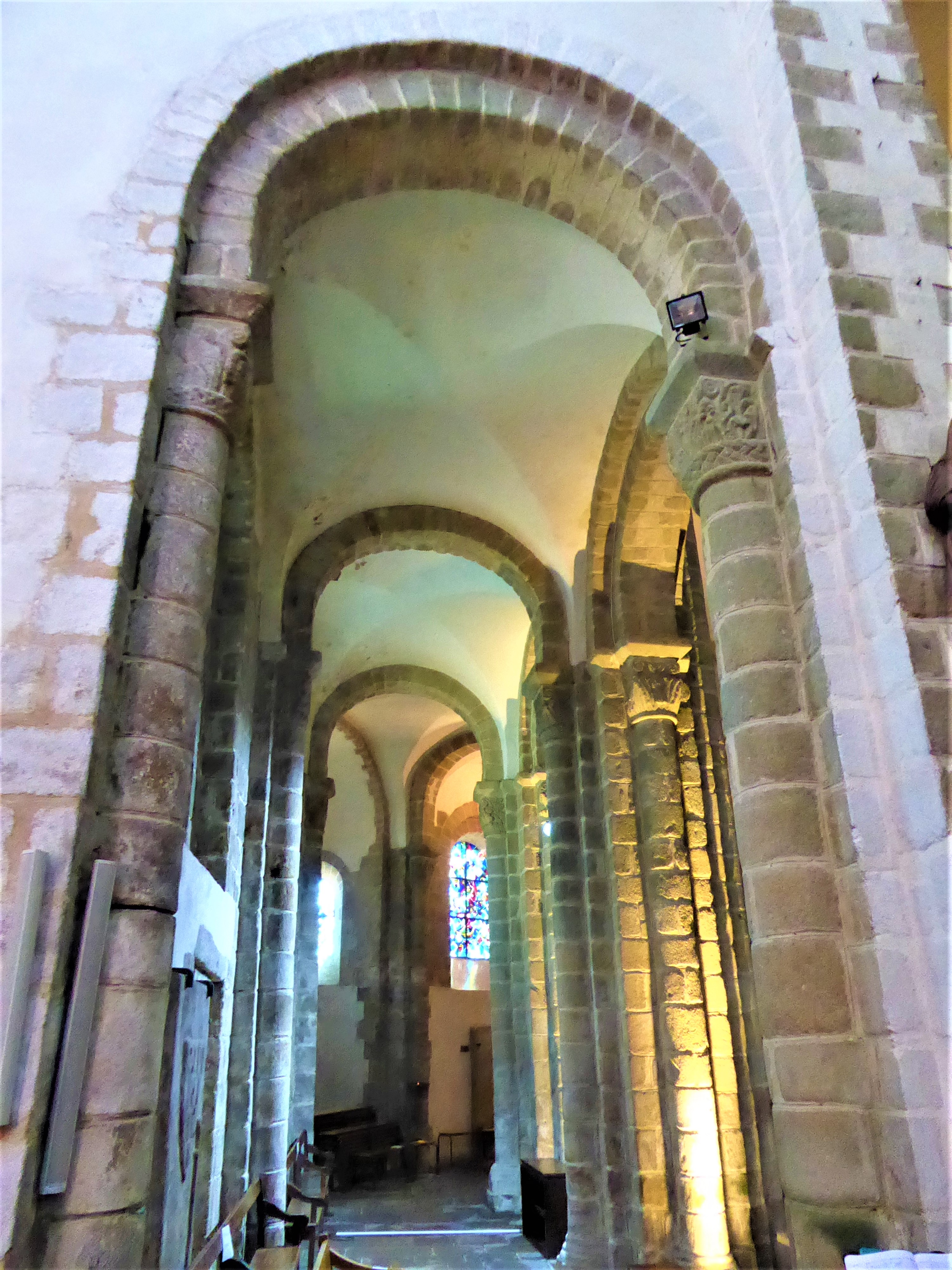
Umgang aus dem Querhaus

St-Tudy in Loctudy
- Südküste des Département Finistère, Bretagne
- 2. Hälfte 11. Jh.–12. Jh.
- Umgangschor pseudobasilikal
- Binnenchor, Umgang und Kapellen schließen rund.
- Base Mérimée PA00090098

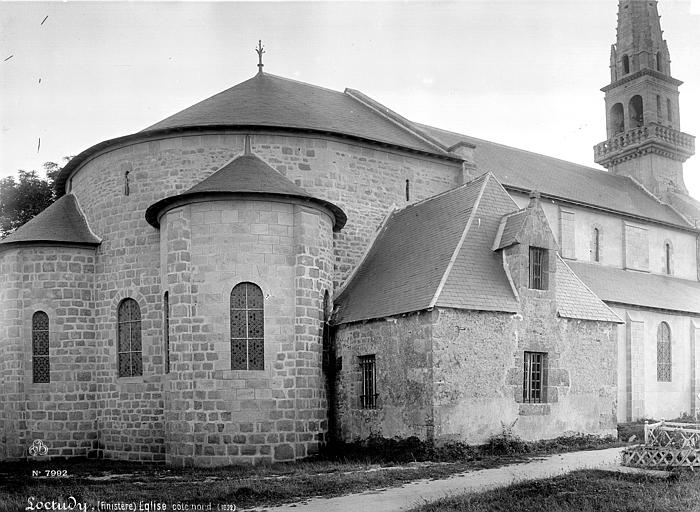
Ansicht von NO
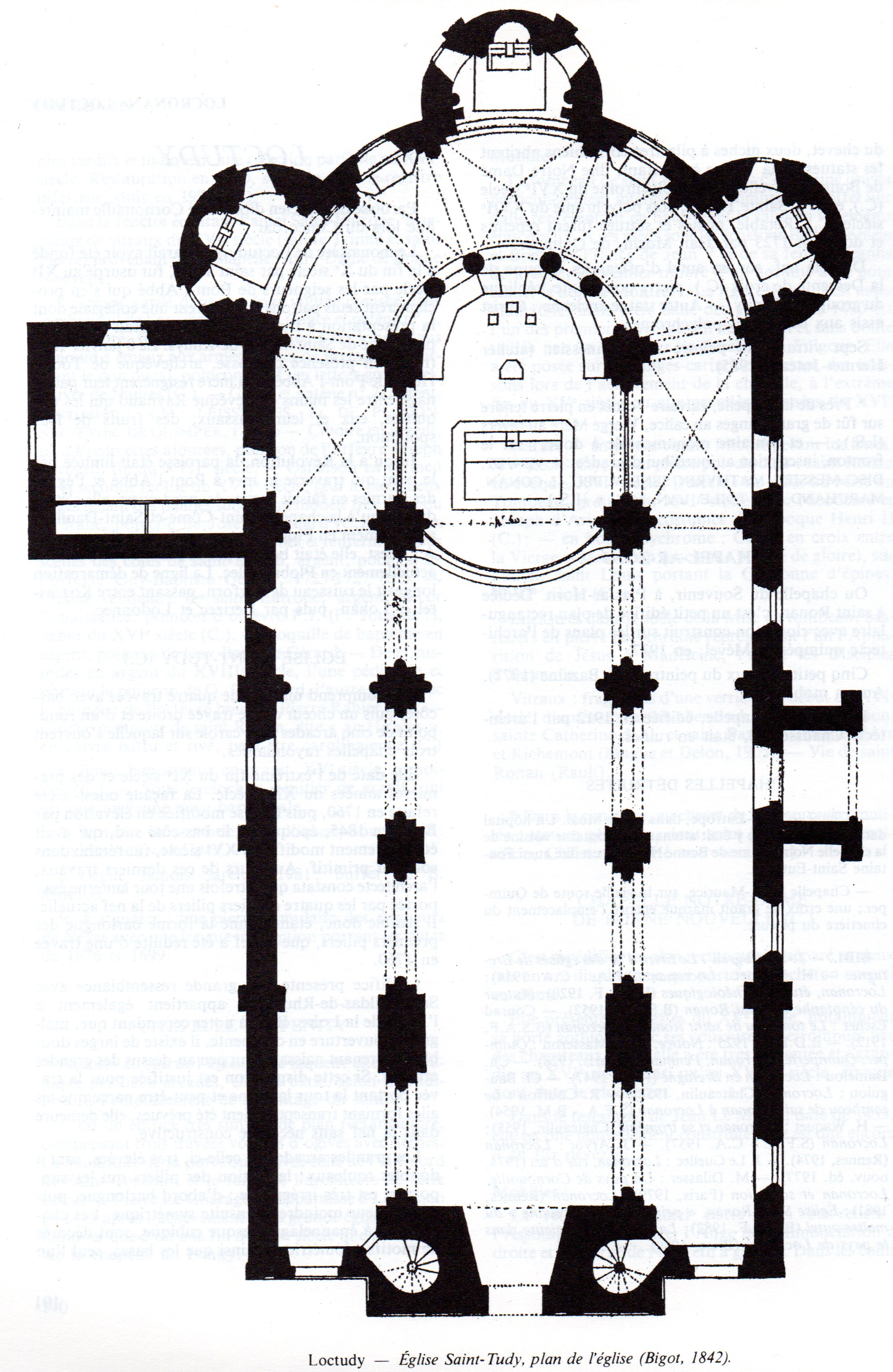
Grundriss
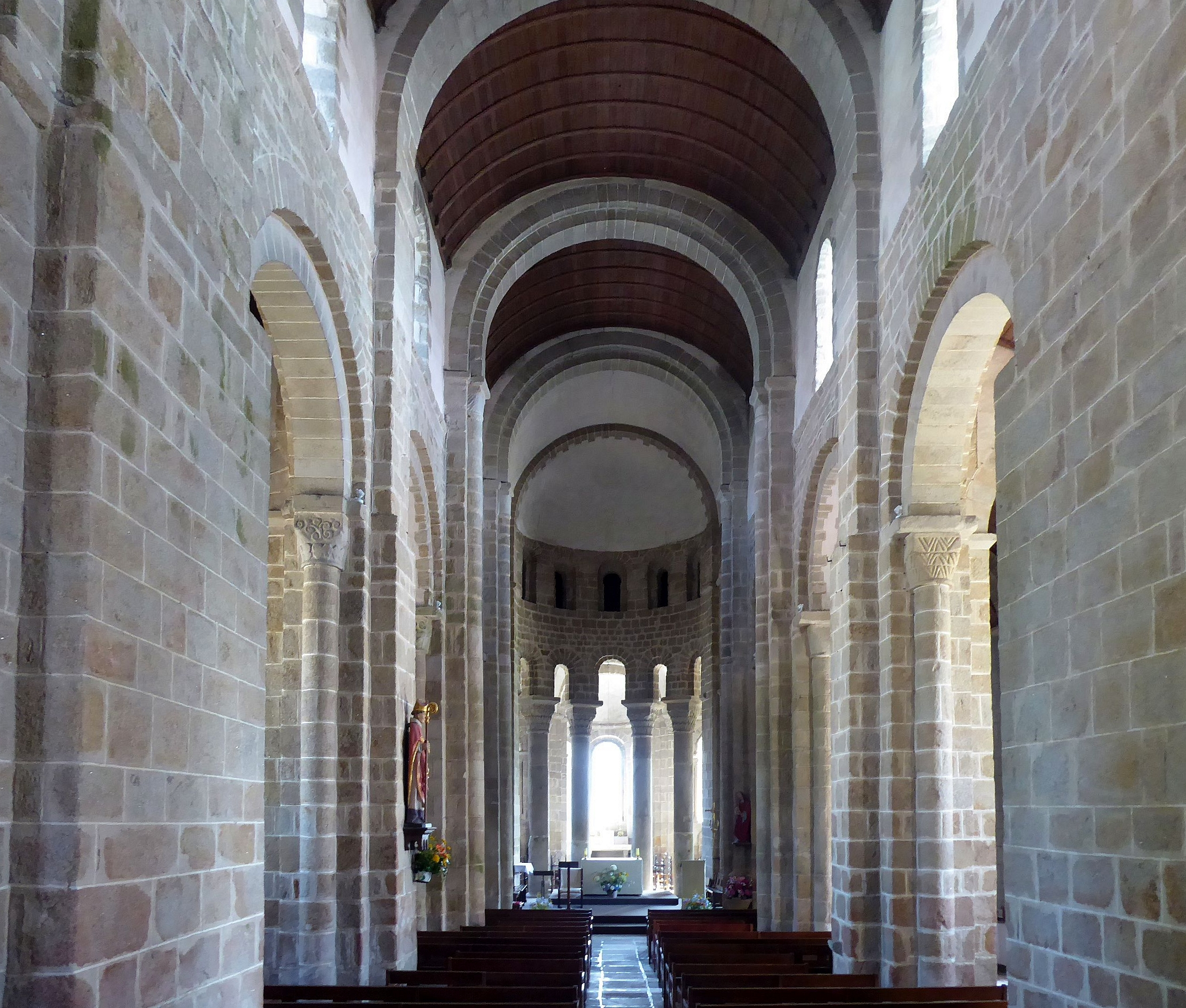
Langhaus zum Chor
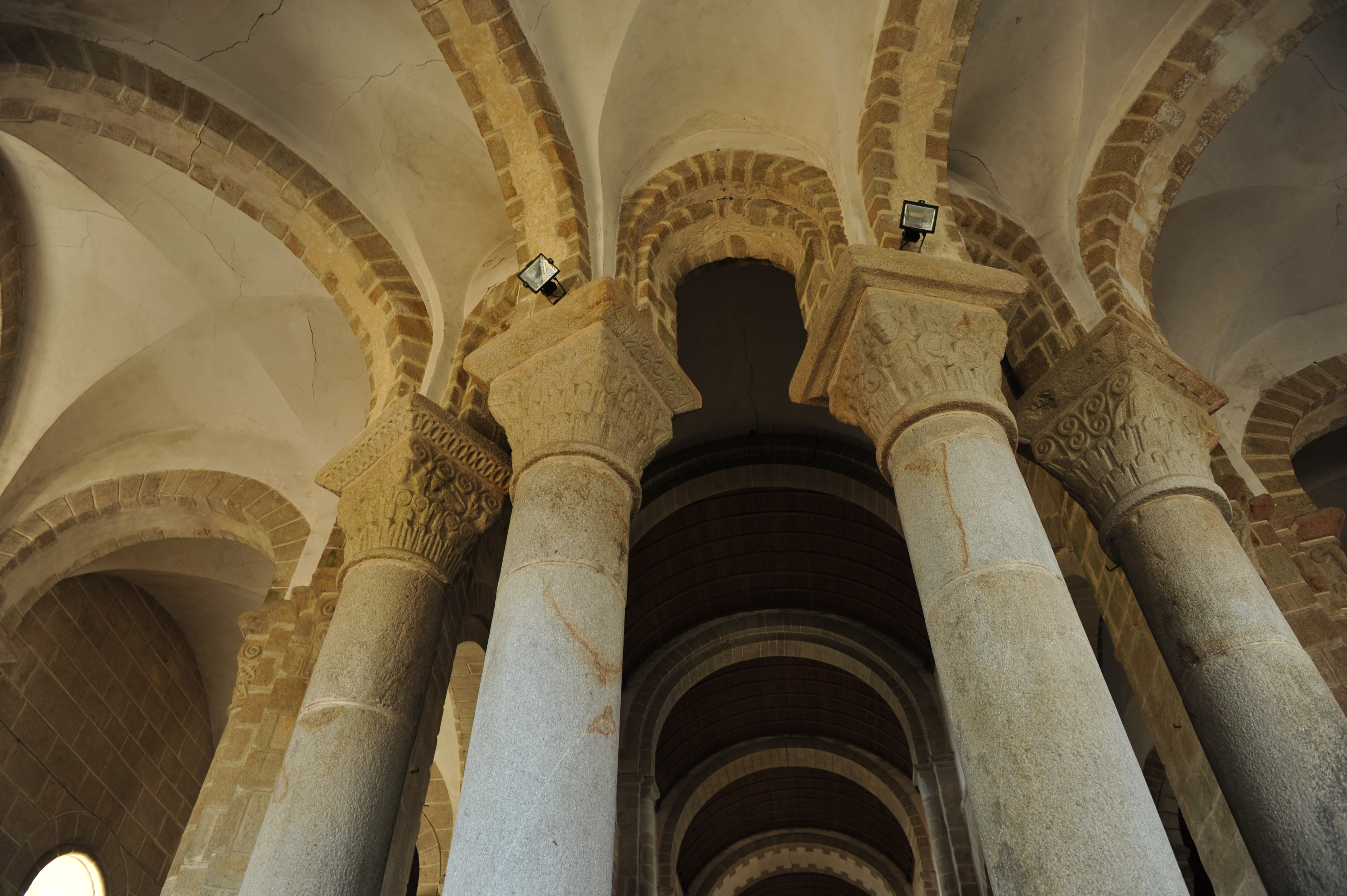
Gewölbe des Chorumgangs

Benediktinerkirche Cluny III
- Grundstein 1088
- Spitzhalbkuppeln, Spitztonnen, spitze Kreuzgratgewölbe
- runder Chorumgang mit 5 Radialkapellen
- östliches, kleines Querhaus mit zusätzlichen Nebenkapellen
- zweite, großes Querhaus mit Nebenvierungen und weiteren Nebenkapellen
- ICOMOS: Forschungsbericht von Kenneth John Conant[4]

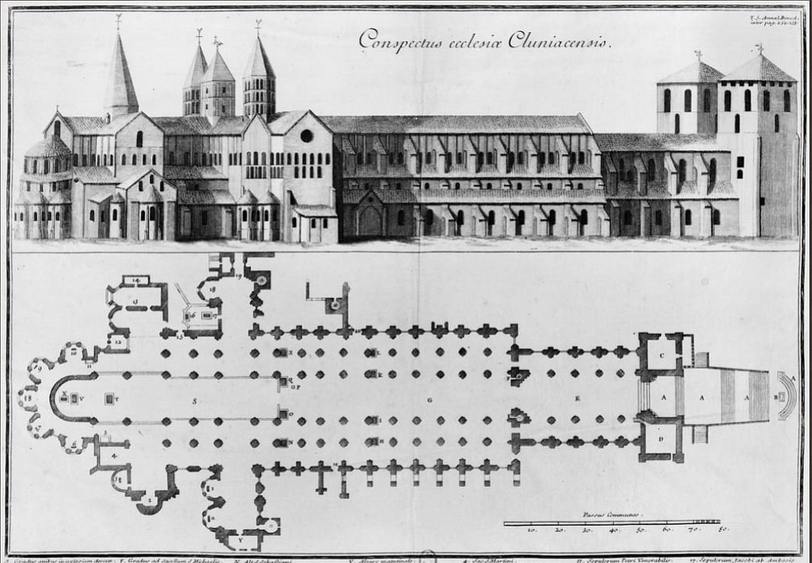
Nordostansicht und Grundriss, Perspektive etwas misslungen: der „erste“ Giebel des zweiten Querhauses zeigte nach Osten

Prioratskirche Notre-Dame/Sacré-Cœur in Paray-le-Monial
- Baubeginn im 11. Jh., zunächst noch ohne Umgang
- ab 1090 grundlegender Umbau nach dem Vorbild von Cluny III
- Querhaus und Chor um 1110 (?), Spitzhalbkuppeln, Spitztonnen, spitze Kreuzgratgewölbe
- Wandverlauf von Umgang und Chorempore schon polygonal (im Unterschied zu Cluny III), aber Binenenchor und Kapellenschlüsse rund und als niedrigere Apsiden von höheren Rechteckbauten abgesetzt.
- Bourgogne Romane: Paray-le-Monial[5] (statt hier informationsloser Base Mérimée)
- Gallica: Eugène Lefèvre-Pontalis: Étude historique et archéologique sur l'église de Paray-le-Monial[6]

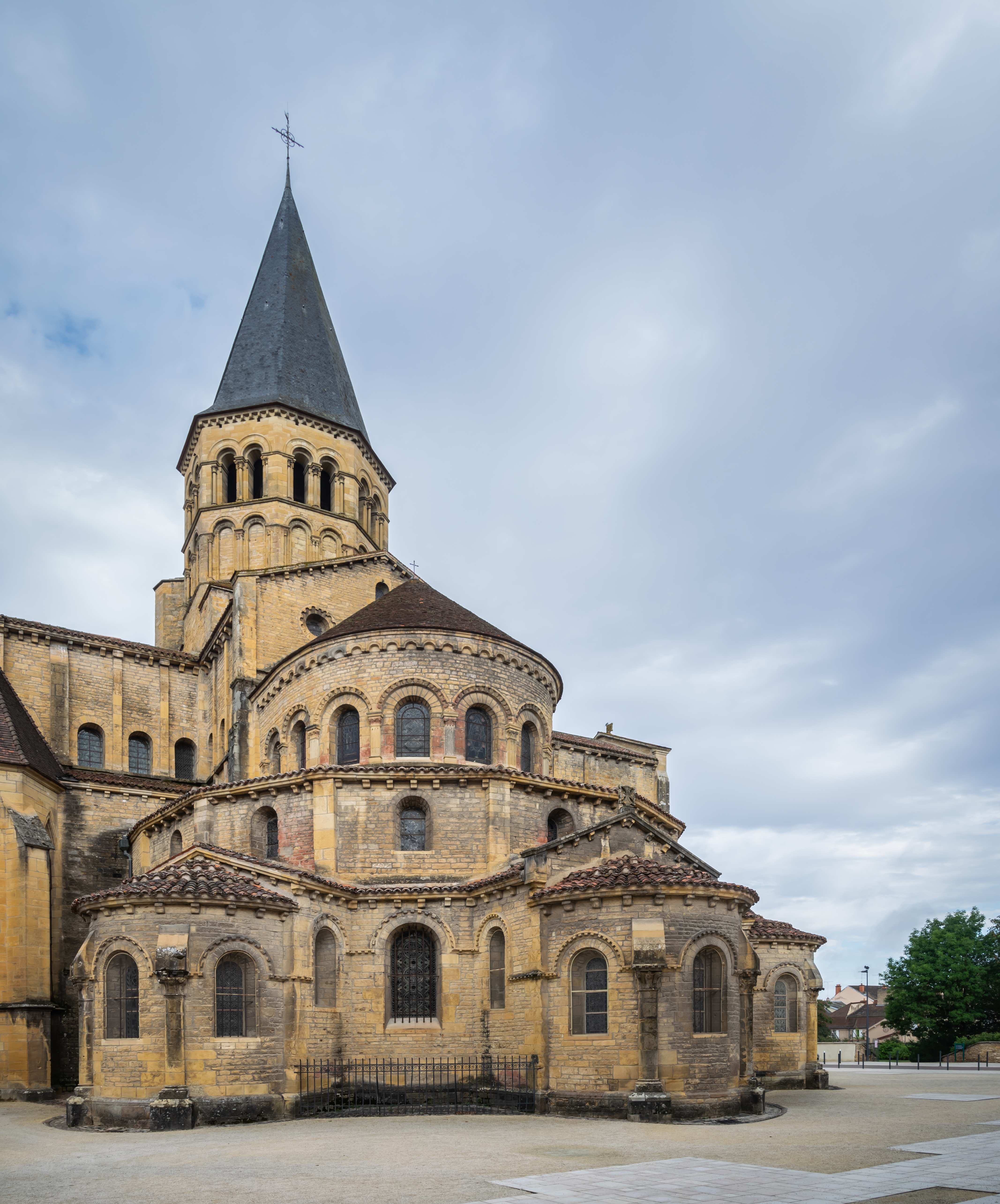
Außenansicht: runder Schluss des Hochchors, Kapellen aus Rechteckkernen und Rundapsiden
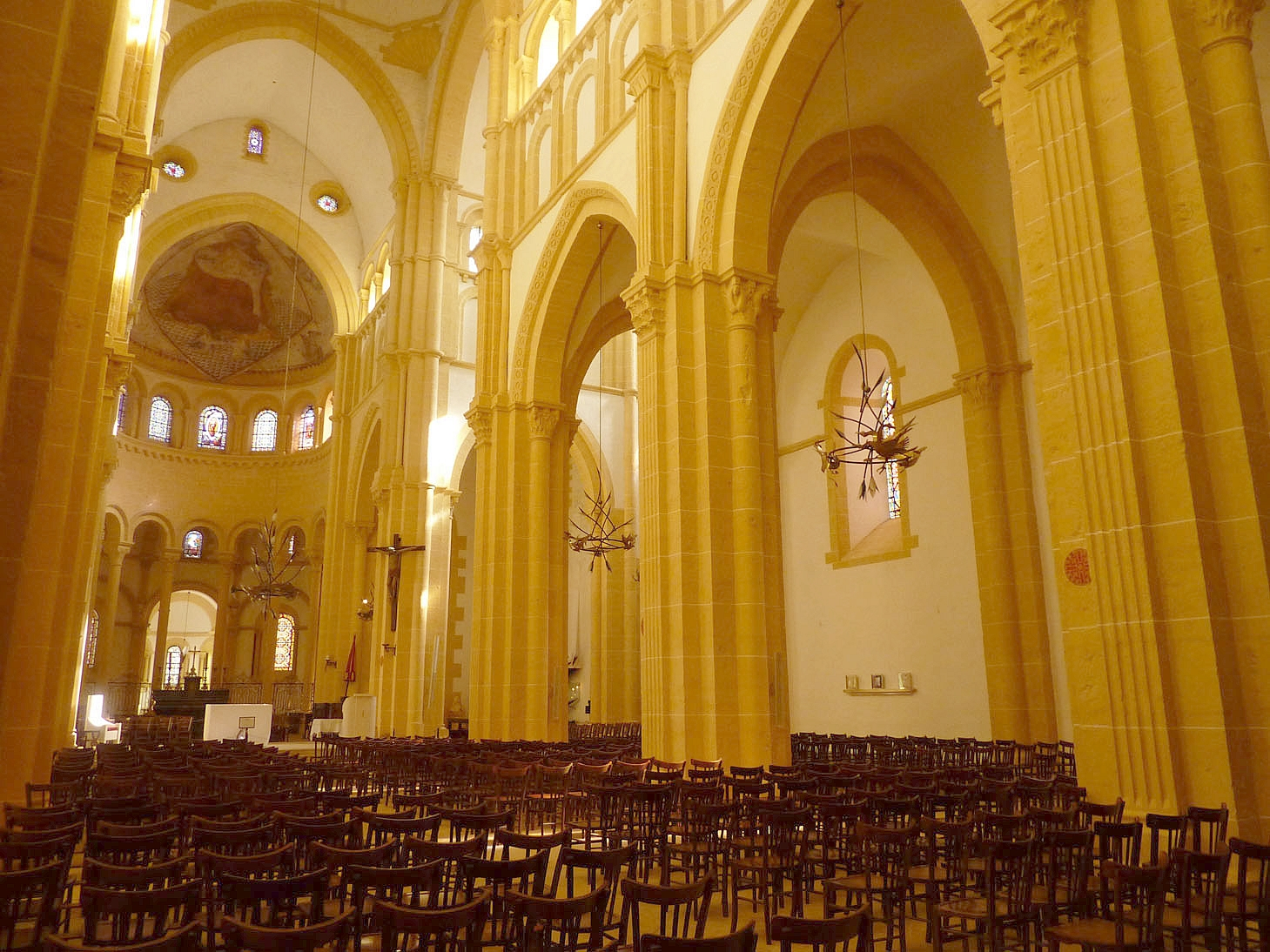
Schiff und Chor
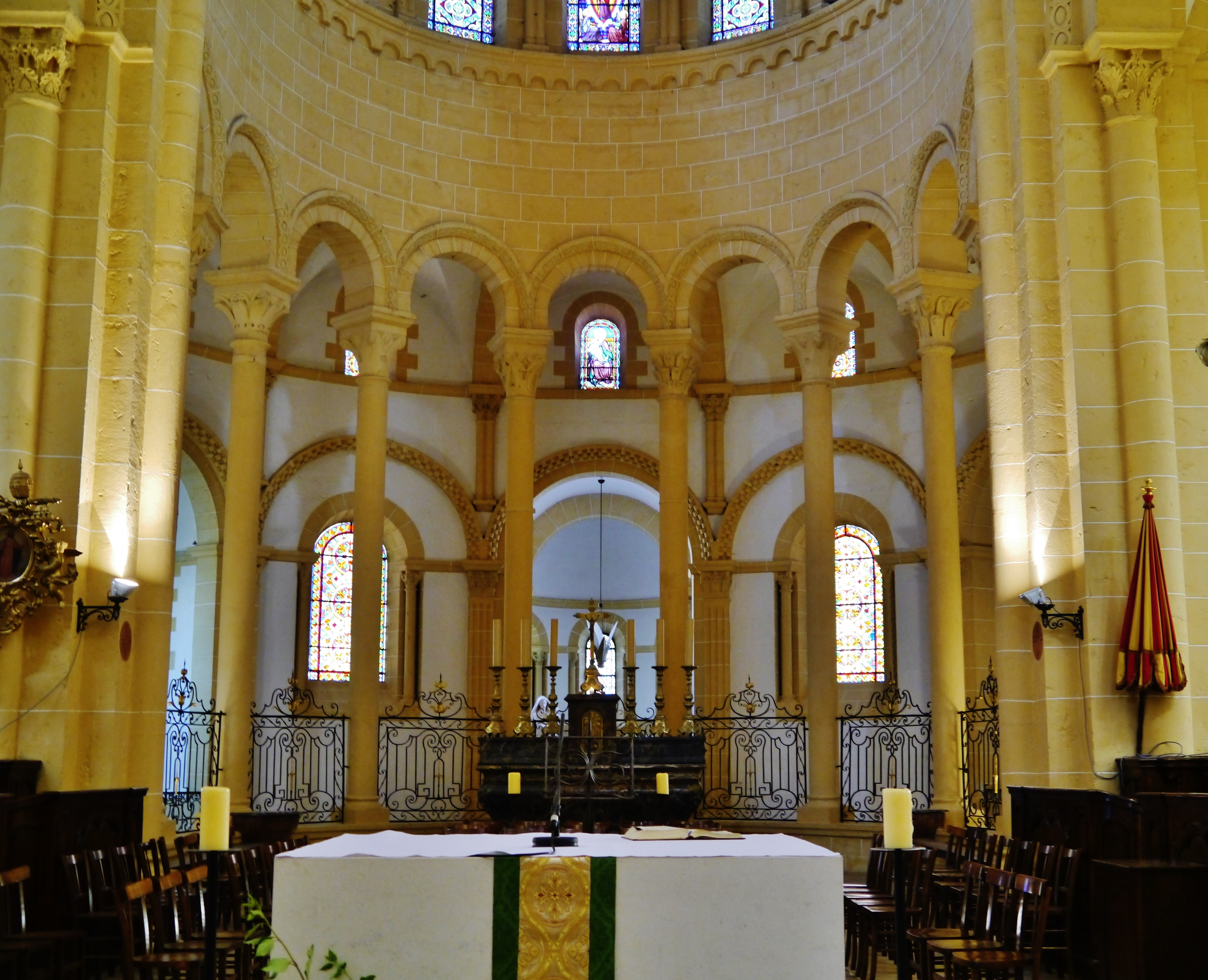
Radialsicht in den Chorumgang
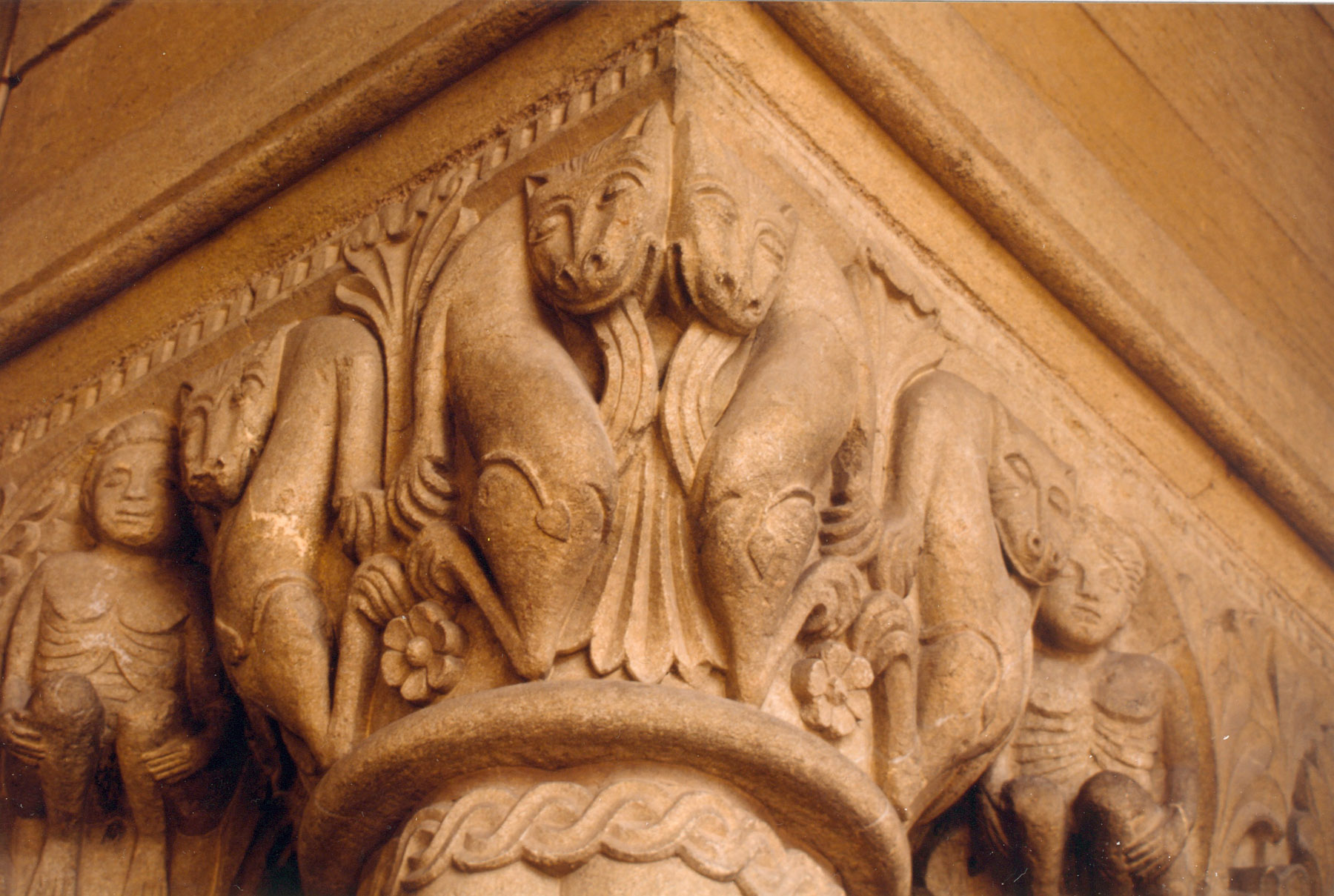
Tierkapitell

St-Pierre in Airvault
- Département Deux-Sèvres
- mehrere Bauphasen im 12. und 13. Jh.
- Seitenschiffe und Chorumgang mit romanischen Tonnengewölben
- Mittelschiff und Binnenchor mit frühen Netzgewölben
- Kapellen außen nachträglich durch Spitzbögen verbunden
- Binnenchor, Umgang und Kapellen schließen rund.
- Base Mérimée

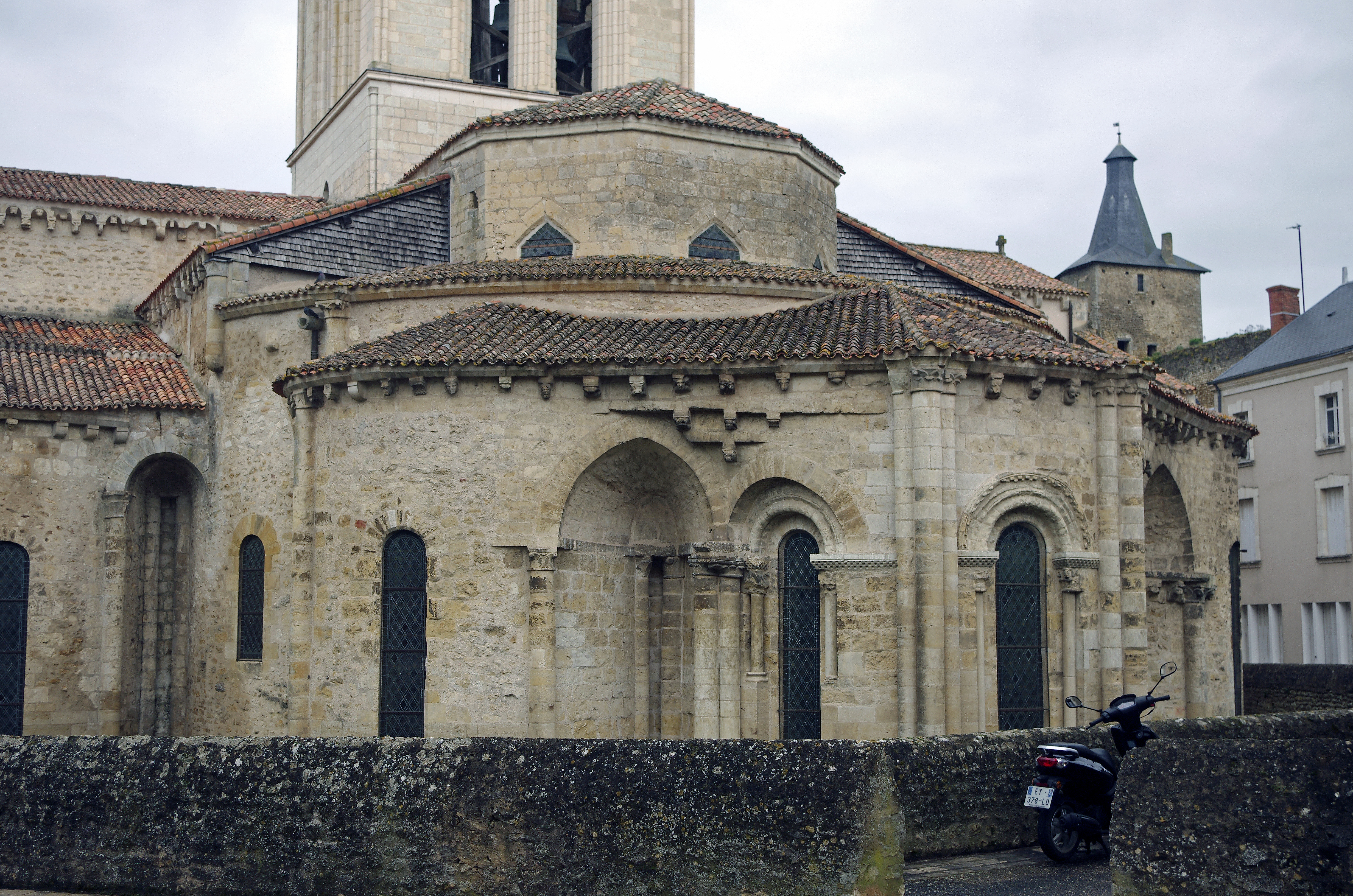
Chor von Osten
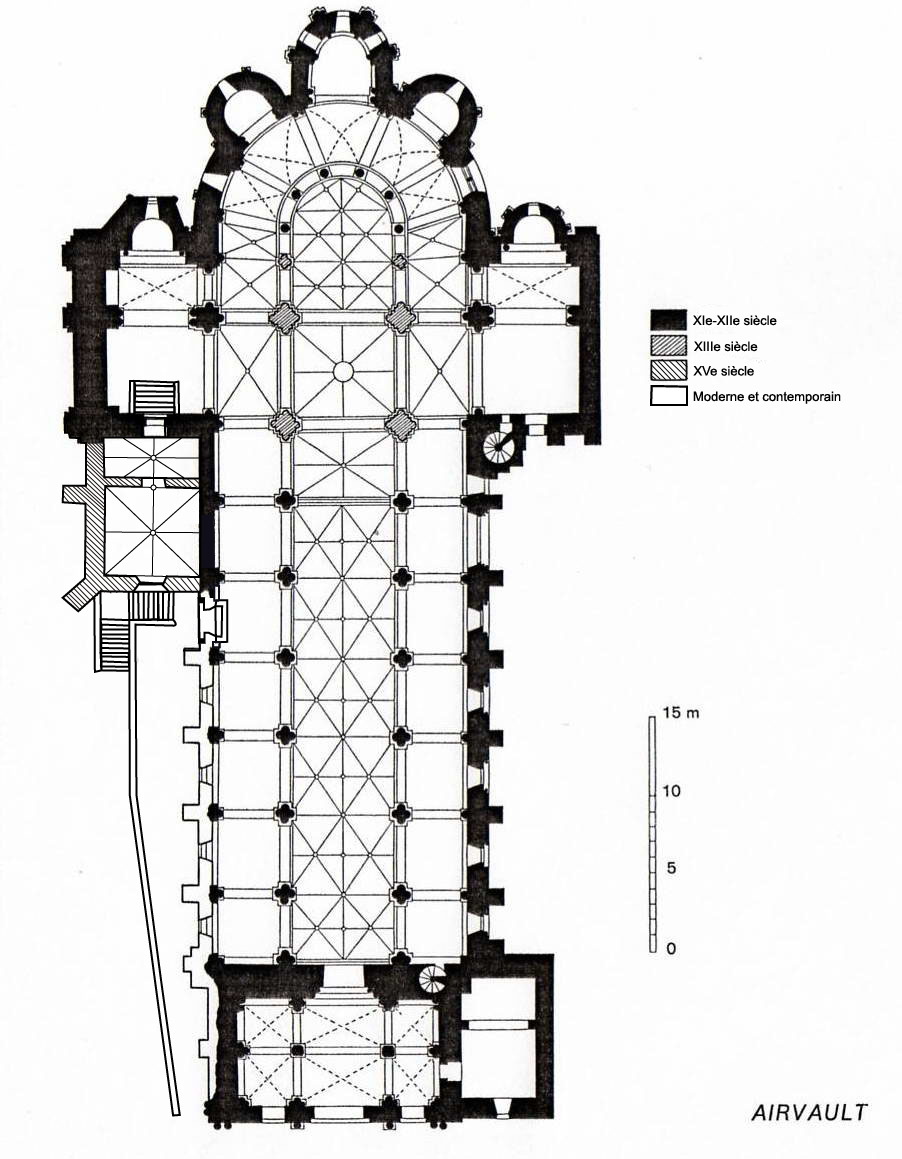
Grundriss
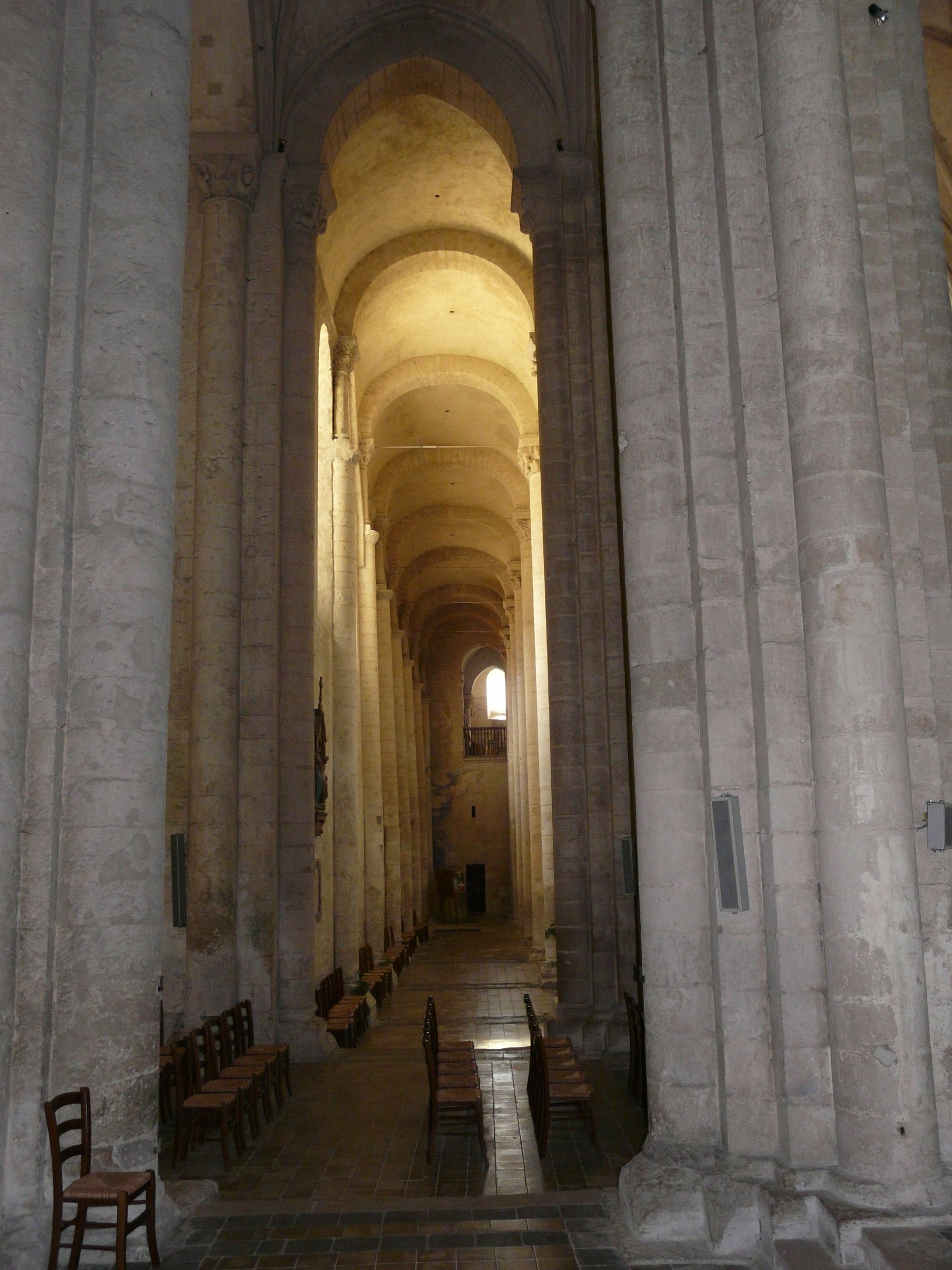
romanisches Seitenschiff
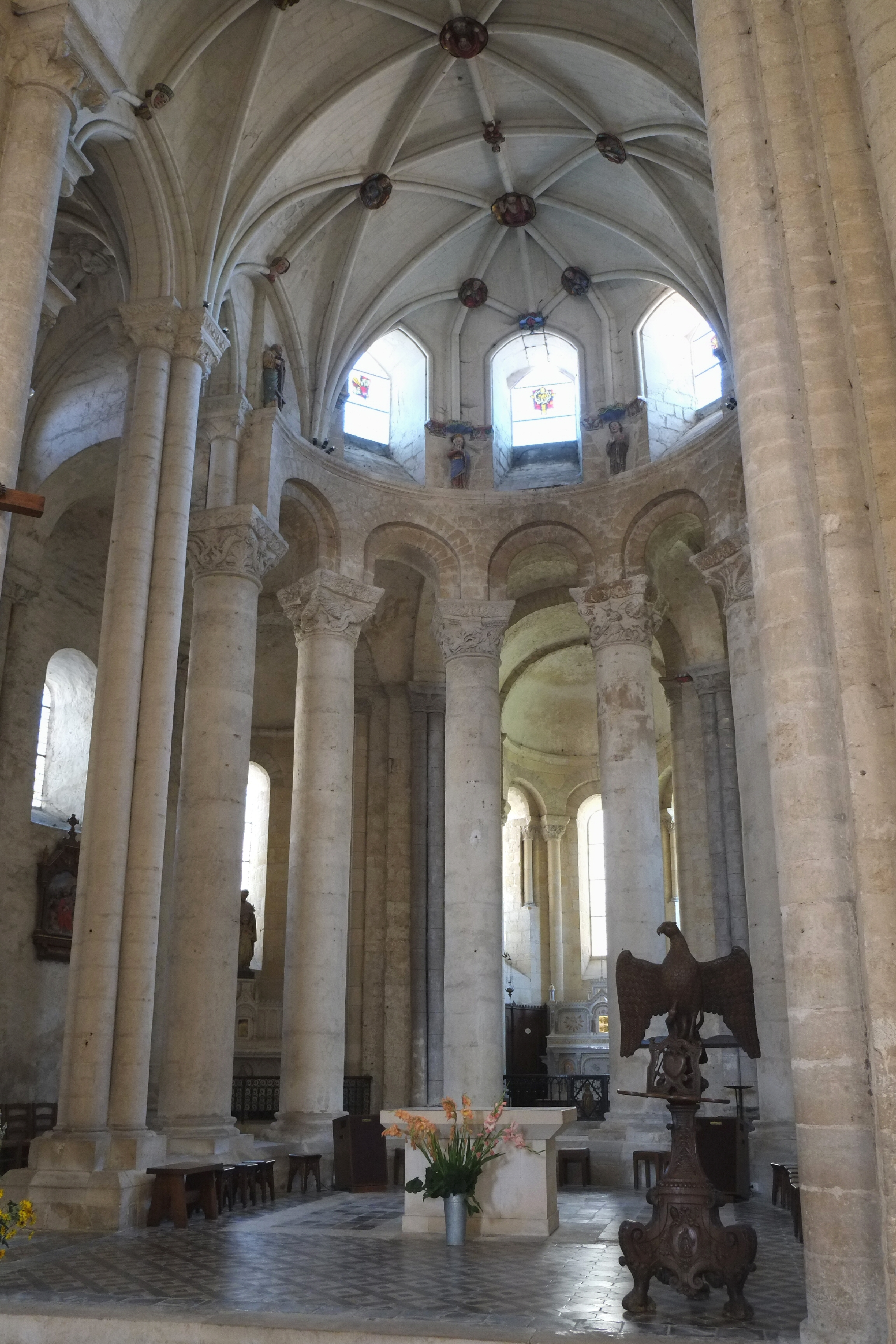
Umgangschor: tonnengewölbter Umgang, rippengewölbter Binnenchor

Kanonissenstiftskirche Notre-Dame in Poissy,
- Westen der Banlieue von Paris
- Glockenturm 11. Jh., Kernbau 1130–1160, Kapellenzeilen 14. Jh.
- Chorumgang romanisch, jüngere Teile bis 1160 Übergangsstil, Kapellenzeilen flamboyant

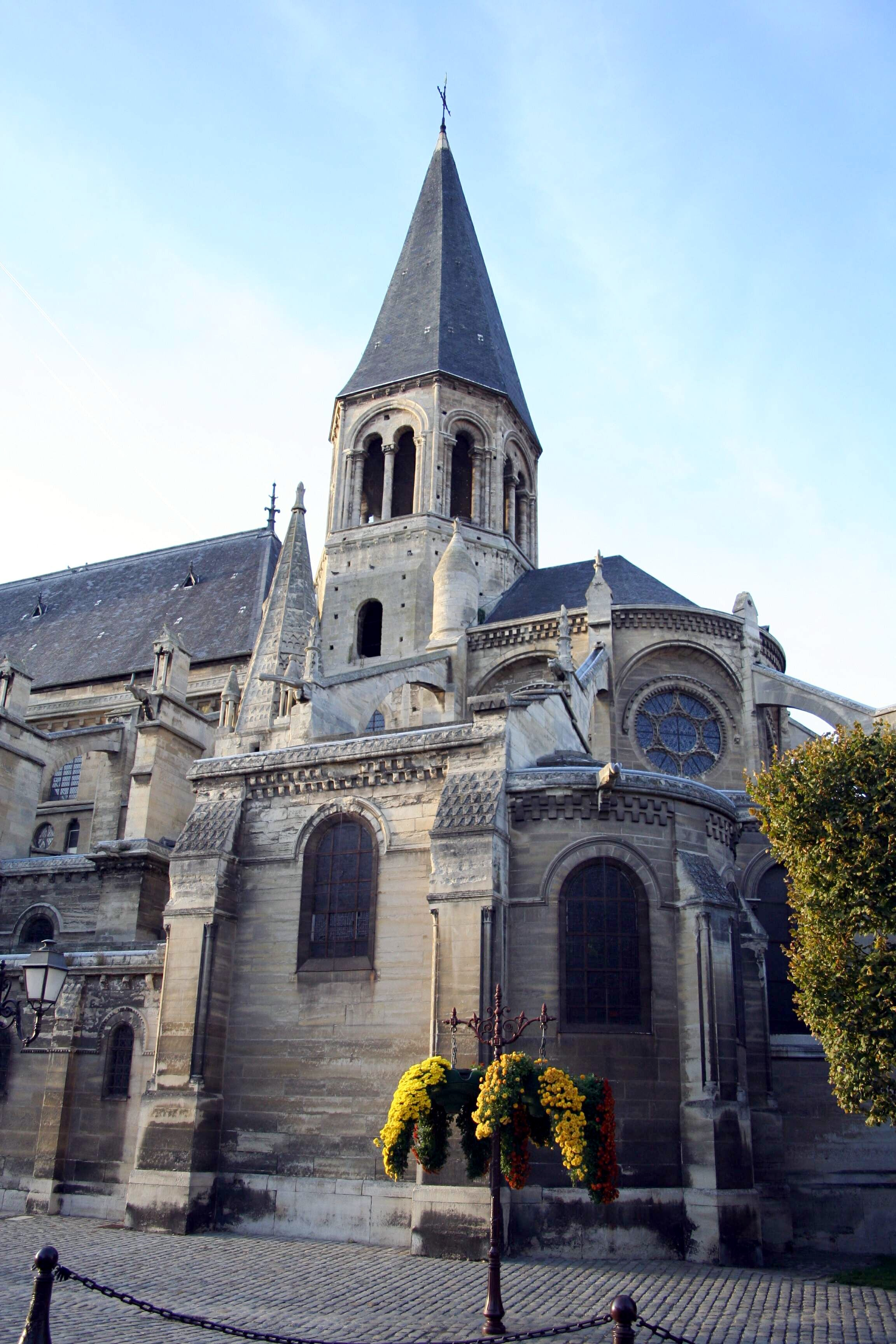
Umgangschor und Vierungsturm ohne Querhaus (!)
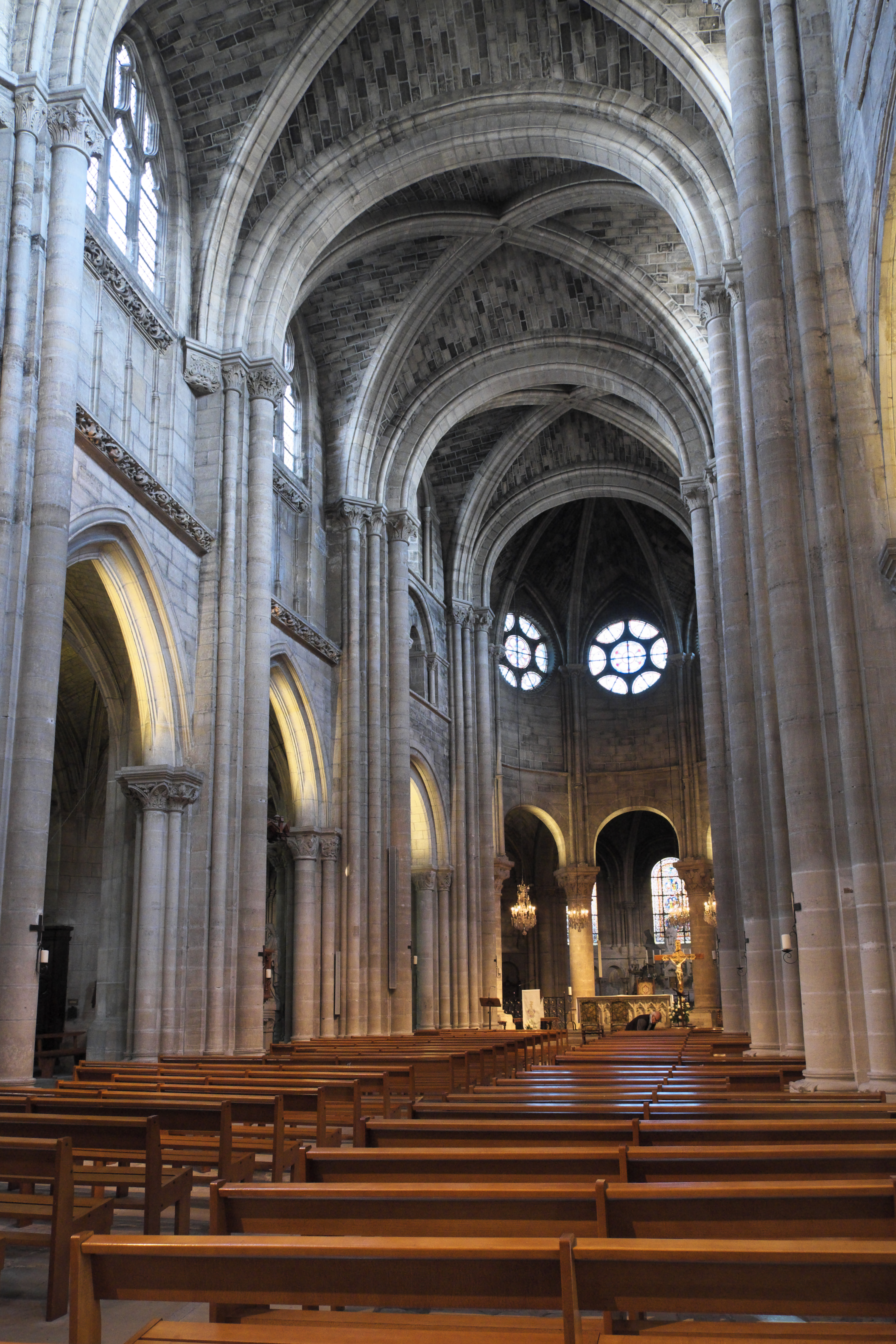
fast rundbogige Kreuzrippengewölbe, westliche Obergaden rundbogig mit Maßwerk
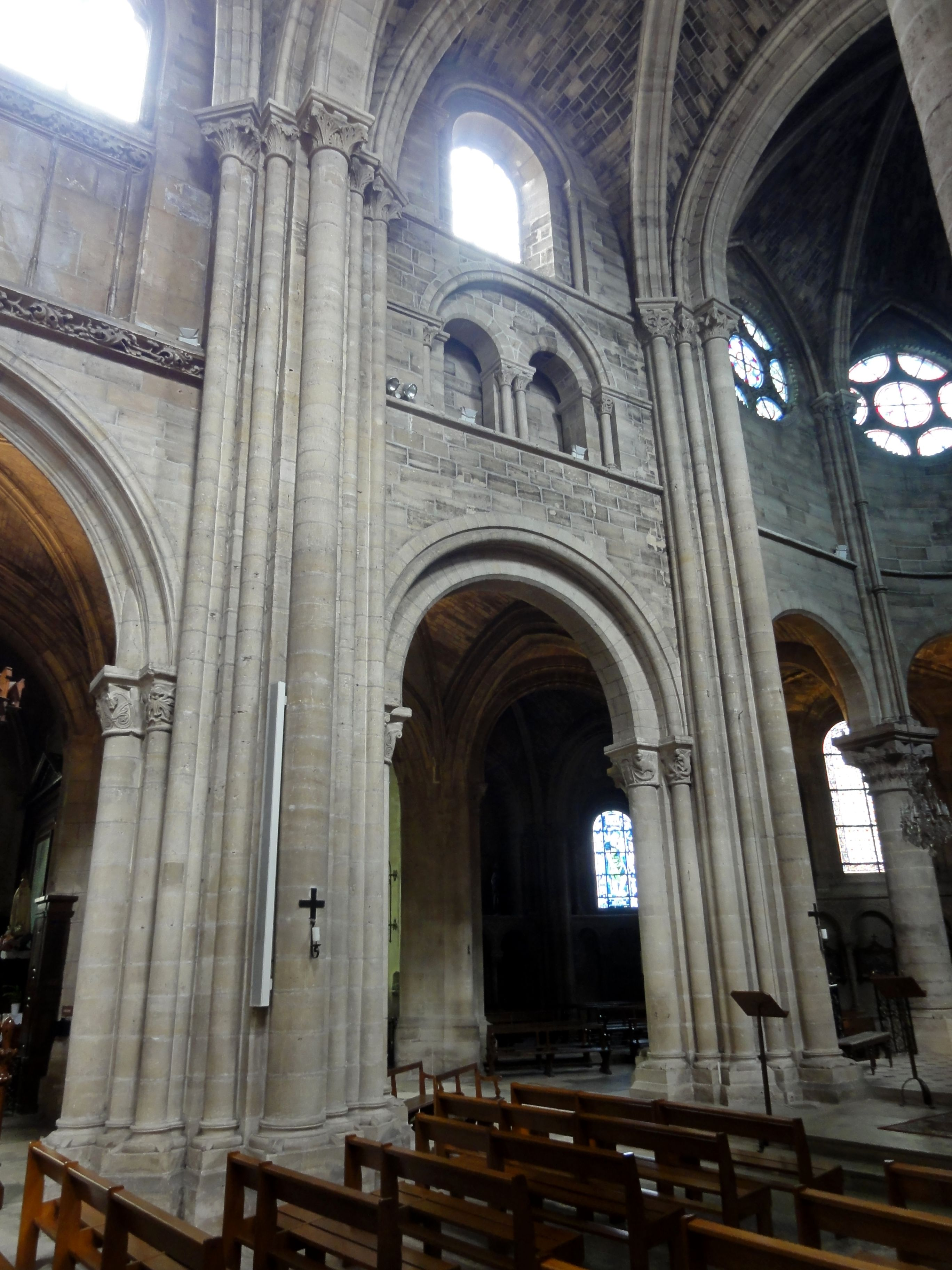
Vierungsjoch mit Biforium als Arkade des Triforiums
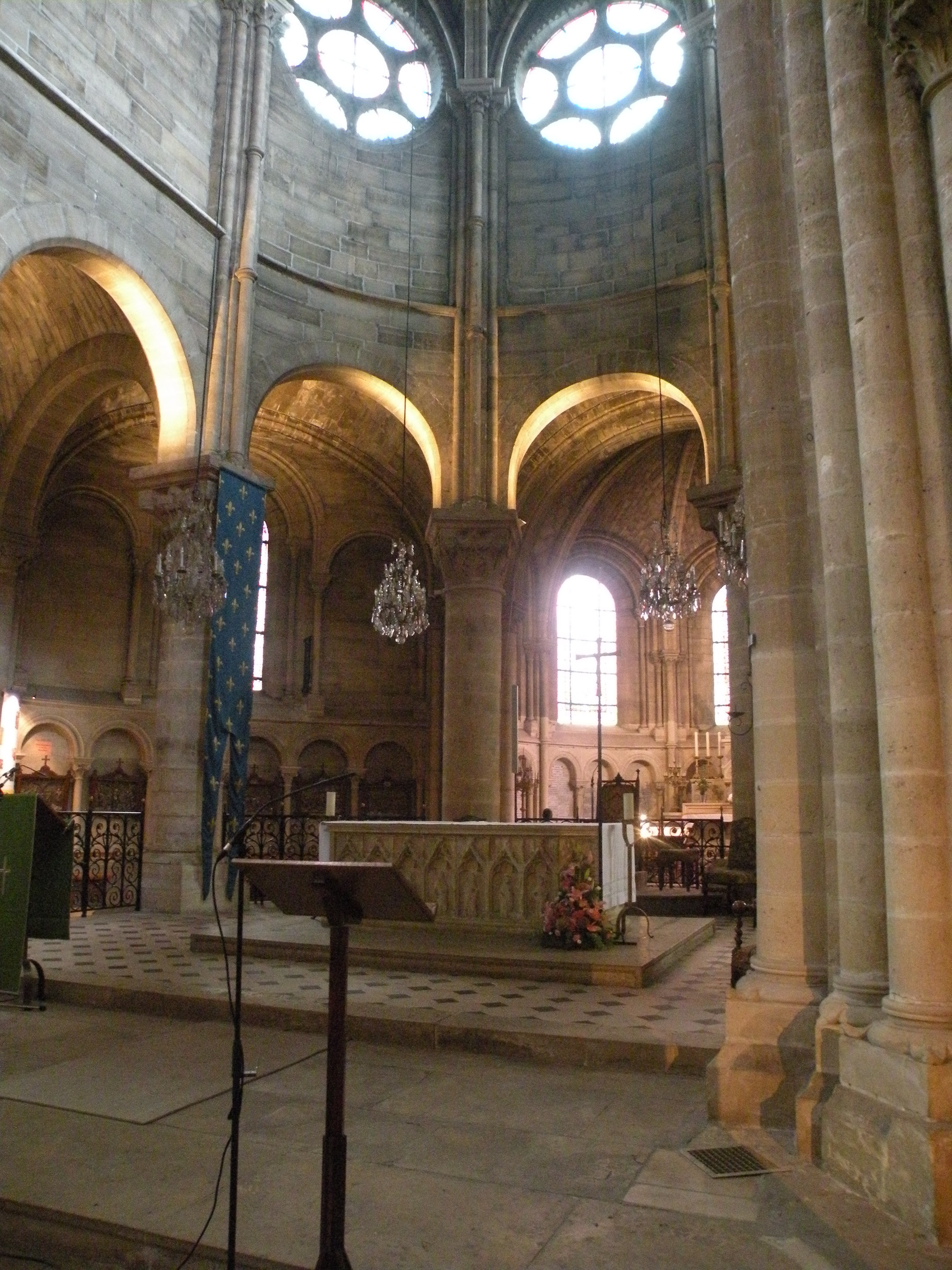
Chorhaupt und Umgang
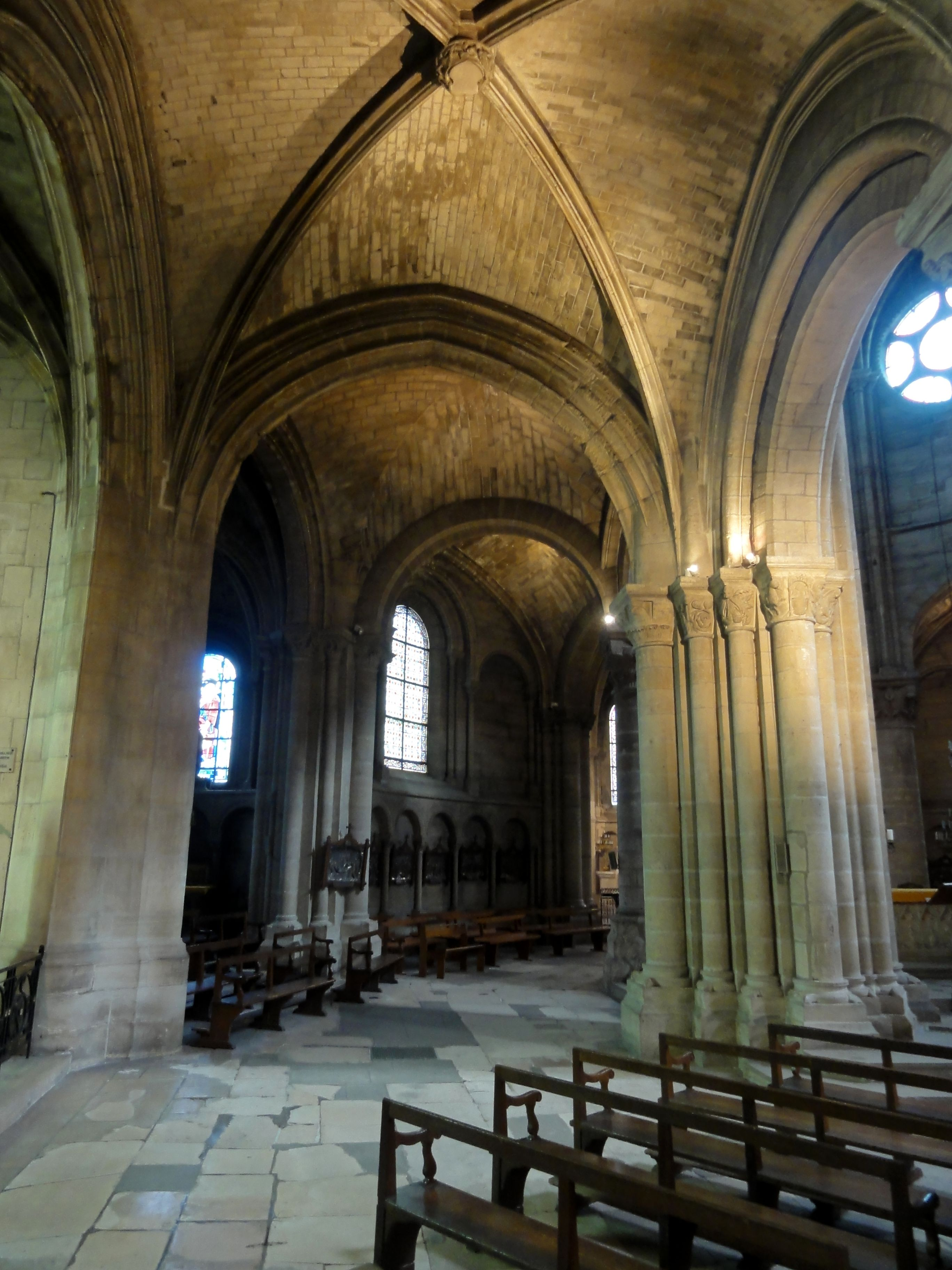
Seitenschiff spitzbogige Kreuzrippengewölbe, Chorumgang rundbogige Kreuzgratgewölbe

Abtei Fontevraud (CC):
- Maine-et-Loire
- gegründet 1011, genaue Baudaten fehlen
- 1152–1204 Nekropole des Hauses Plantagenet
- danach wirtschaftliche Schwierigkeiten
- romanisch mit wenigen gotischen Elementen (Querhausfenster)
- Binnenchor, Umgang und Kapellen schließen rund.
- Tonnengewölbe mit Gurten, ungegliederte Halbkuppel

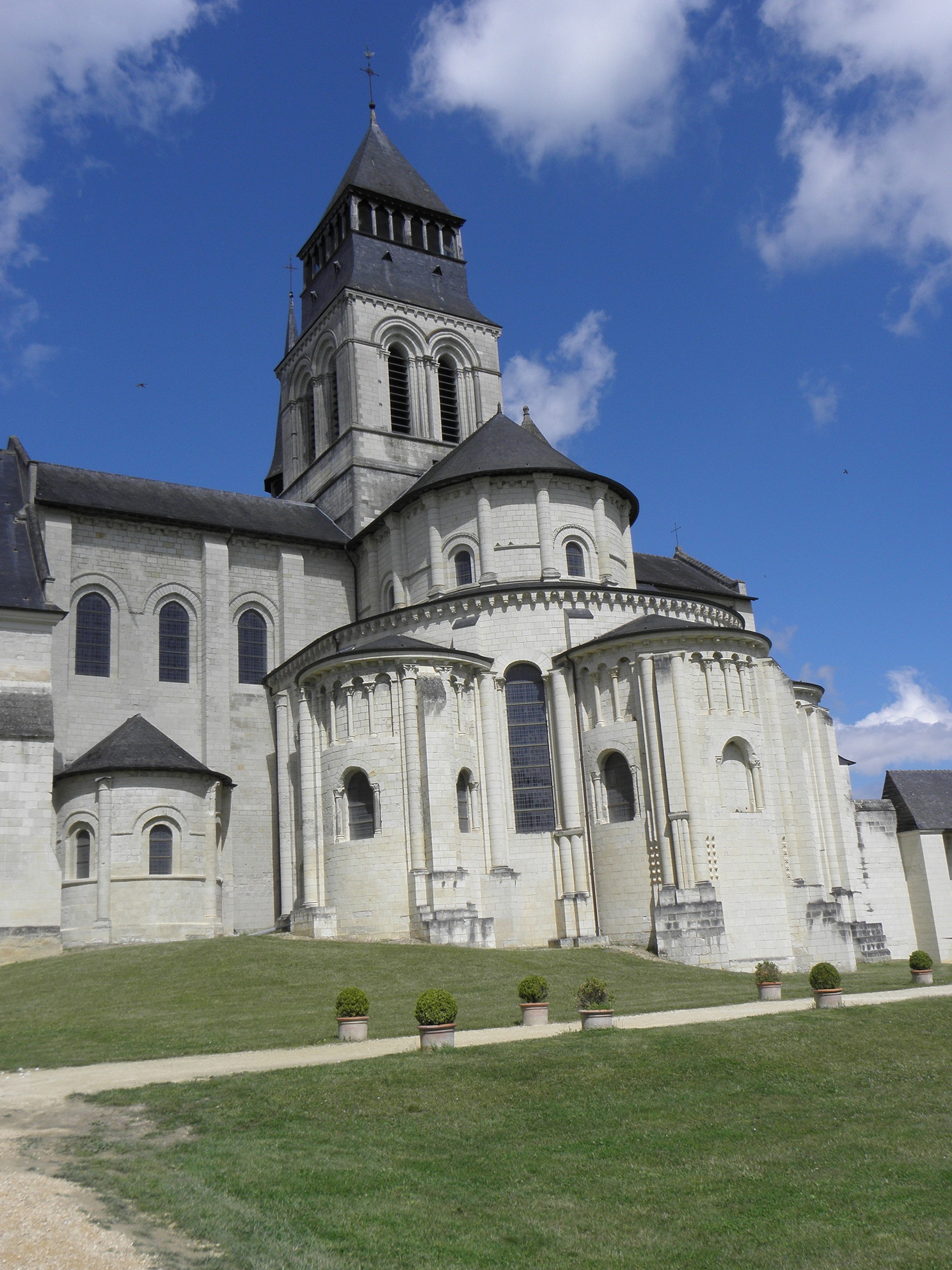
Chor und Querhaus
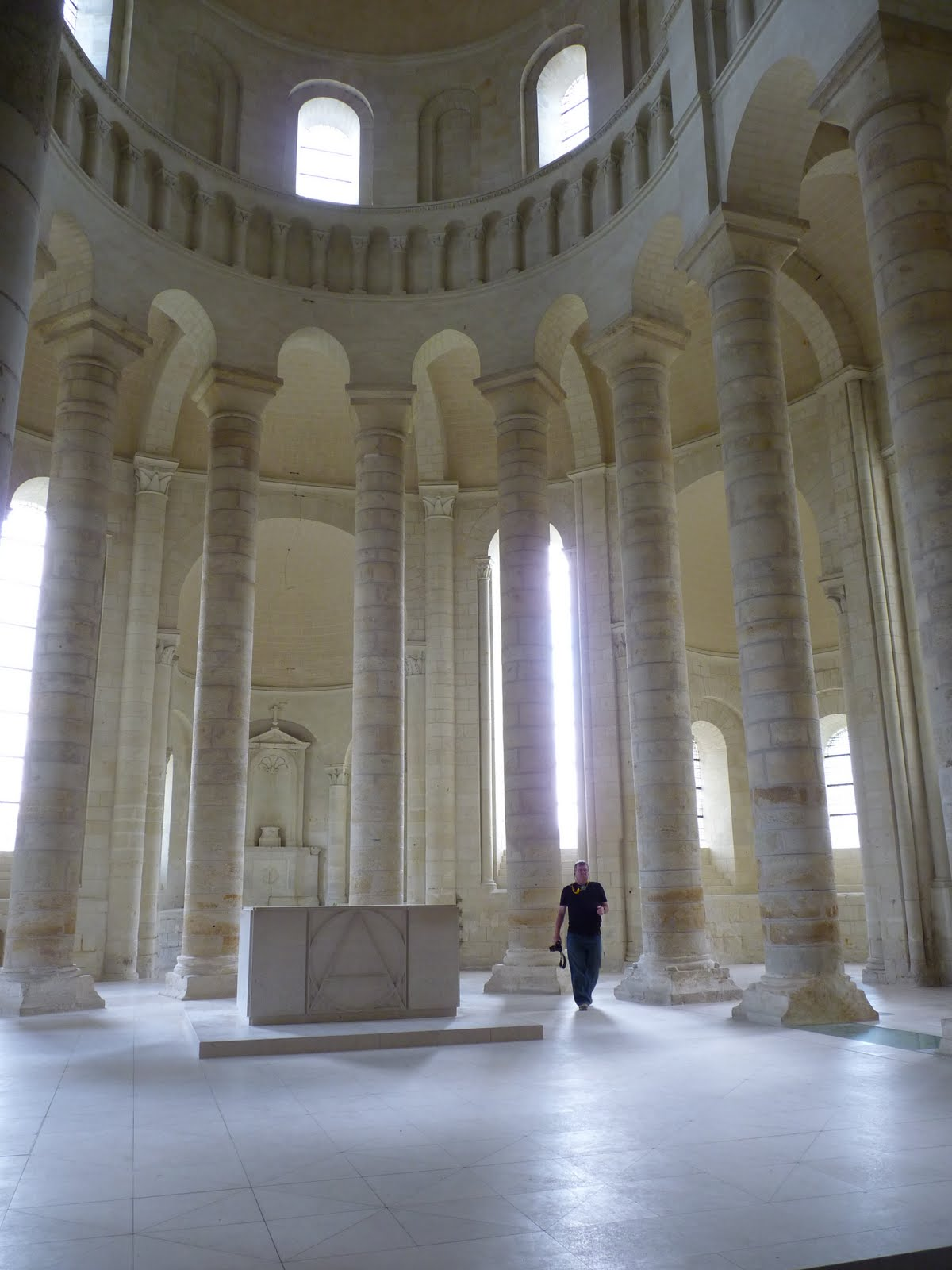
Binnenchor und Umgang
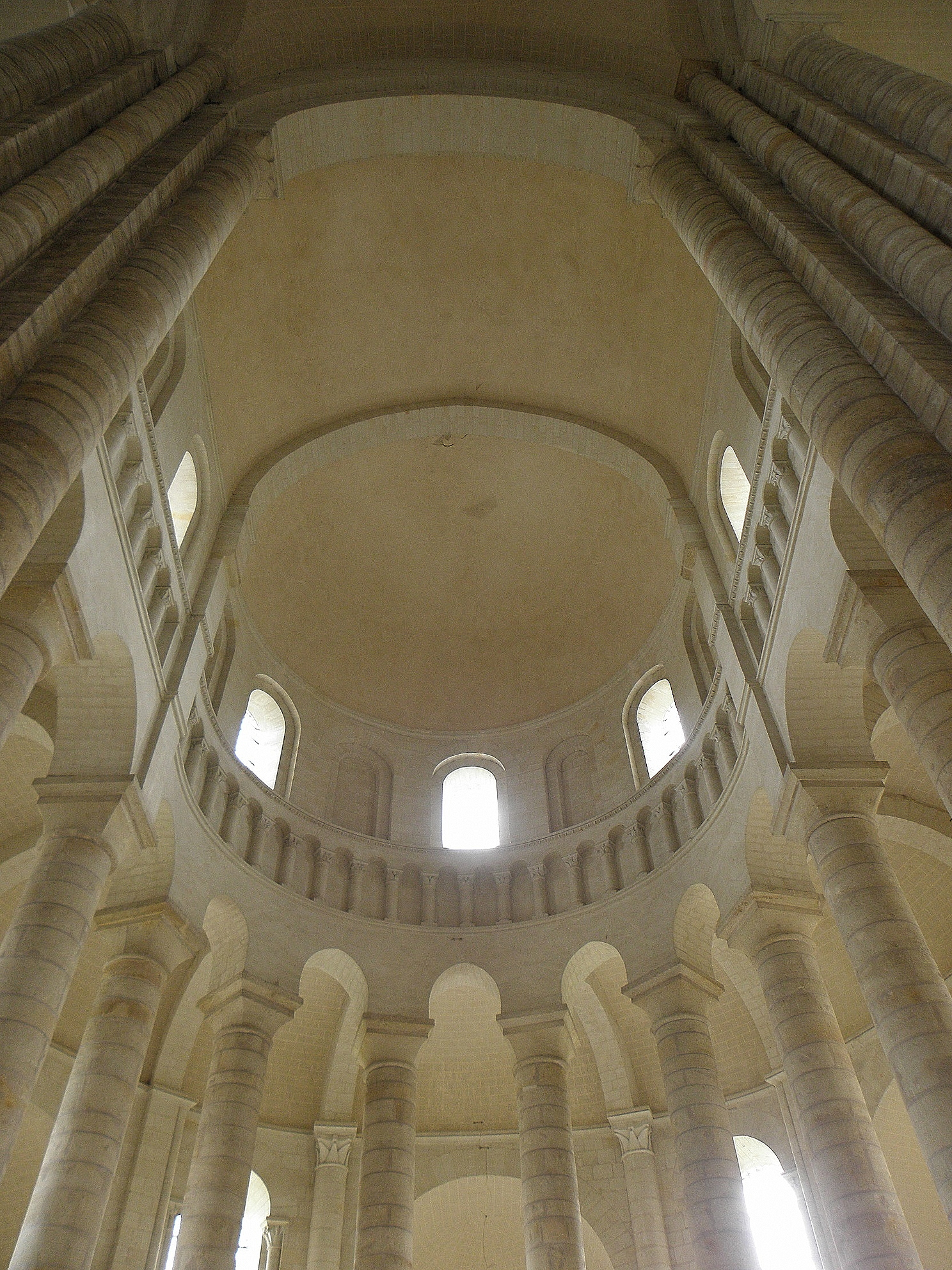
Gewölbe
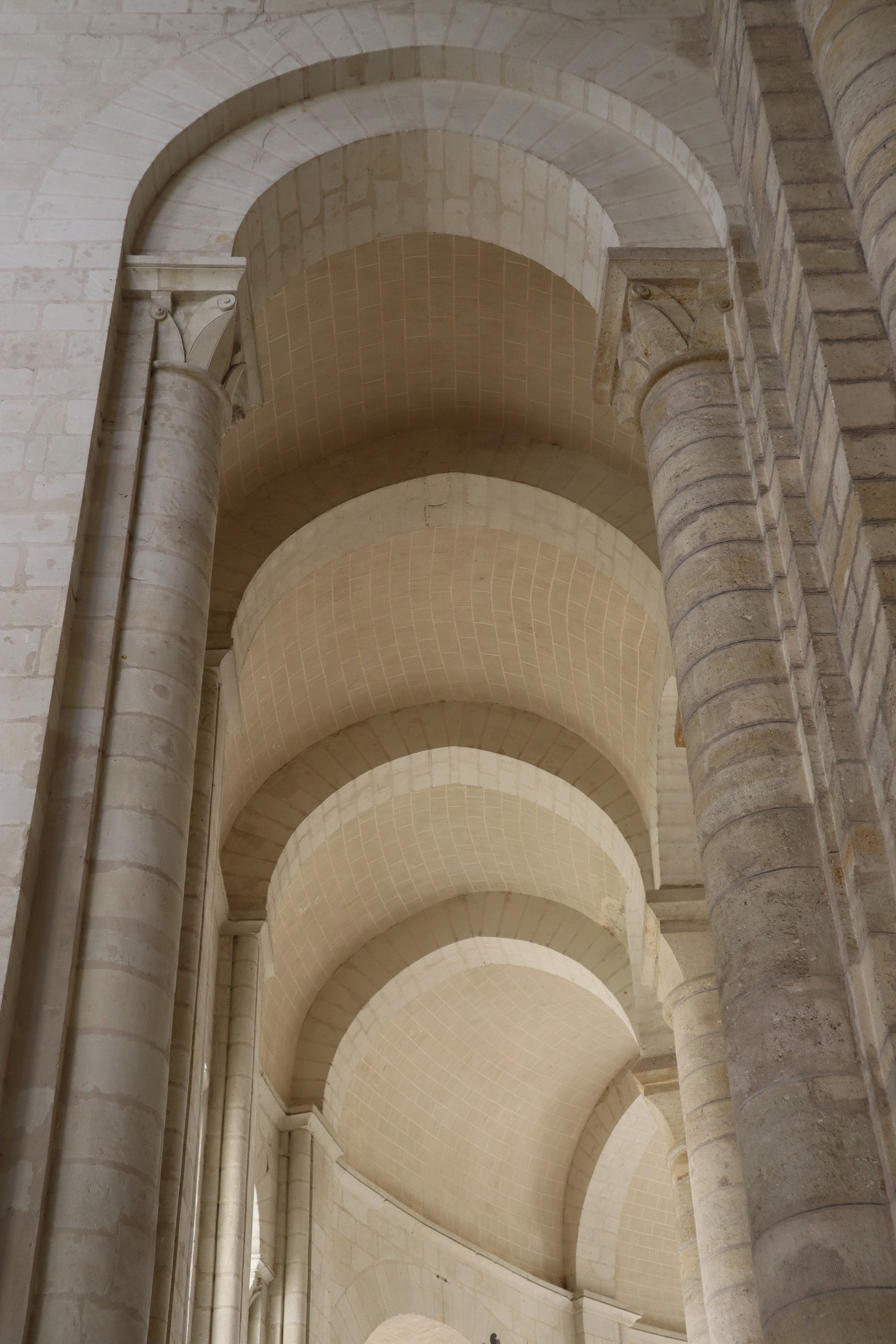
Umgang mit leicht gespitzten Gurtbögen

Wallfahrts- u. Prioratskirche St-Nectaire in Saint-Nectaire (Puy-de-Dôme)
- Mitte 12. Jh.
- Schluss des Hochchors und Umgangskapellen halbrund, Umngang polygonal
- POP.Culture : PA00092376, Église Saint-Nectaire

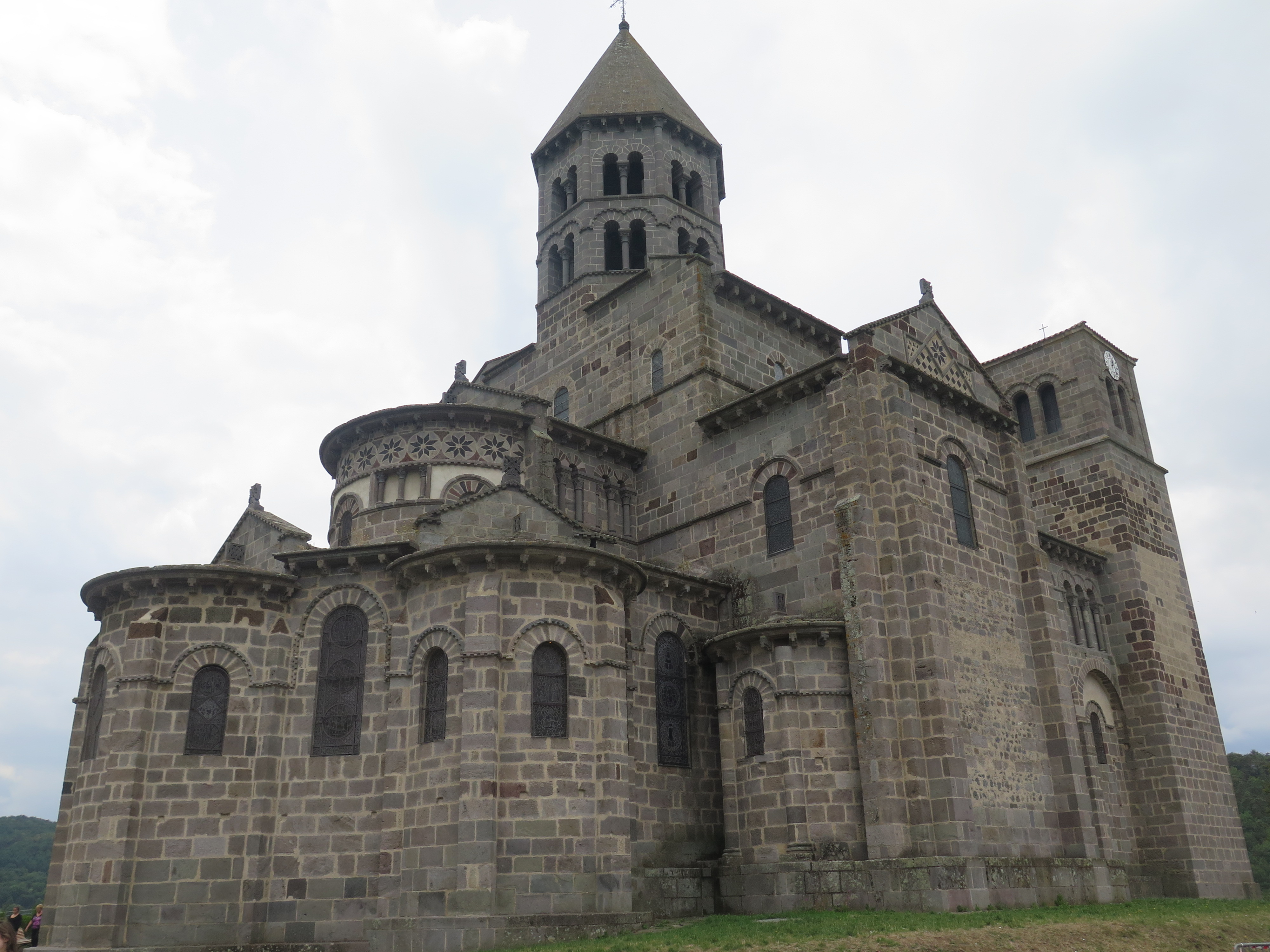
Außenansicht
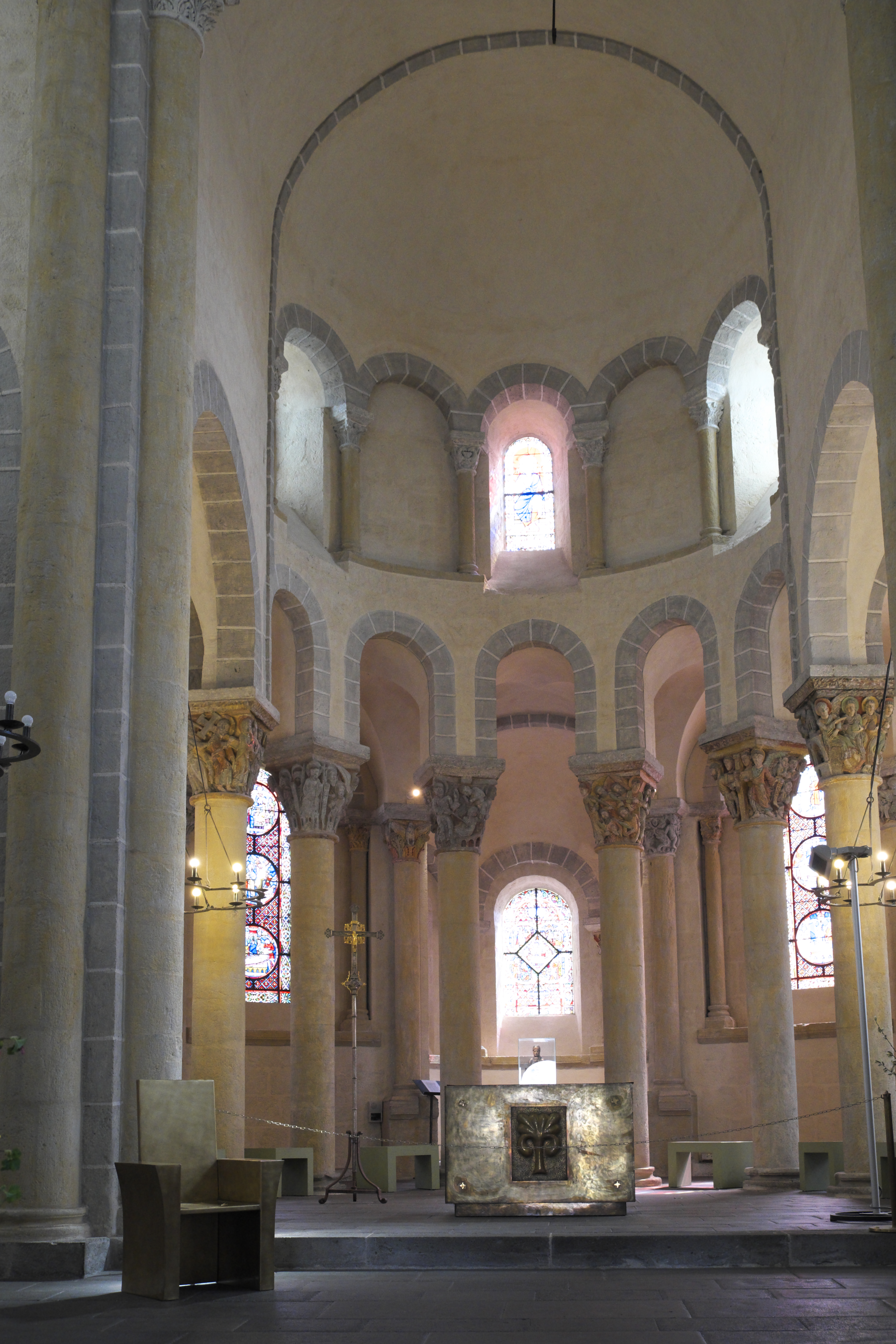
Chorhaupt
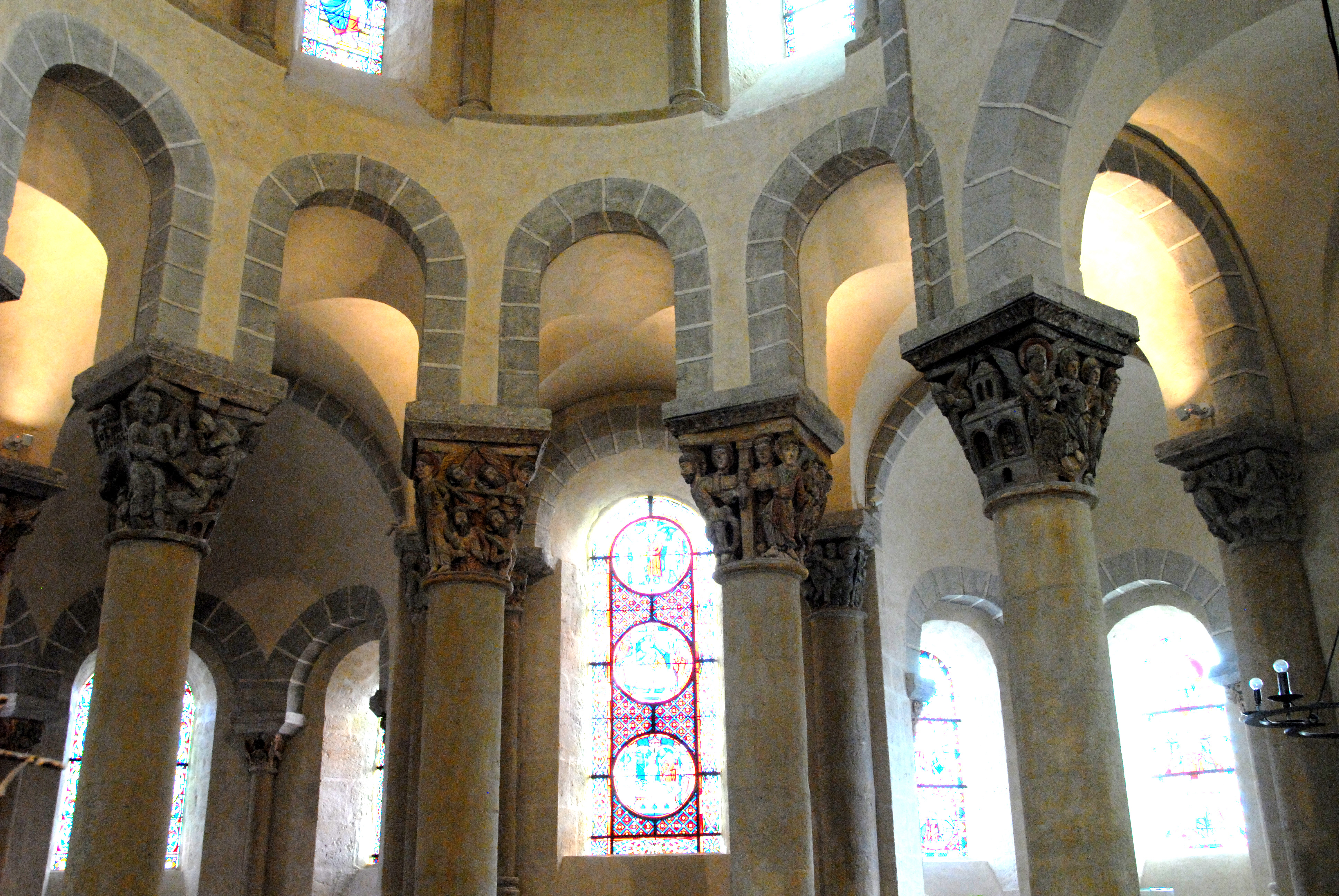
Blick aus dem Chor in den Umgang
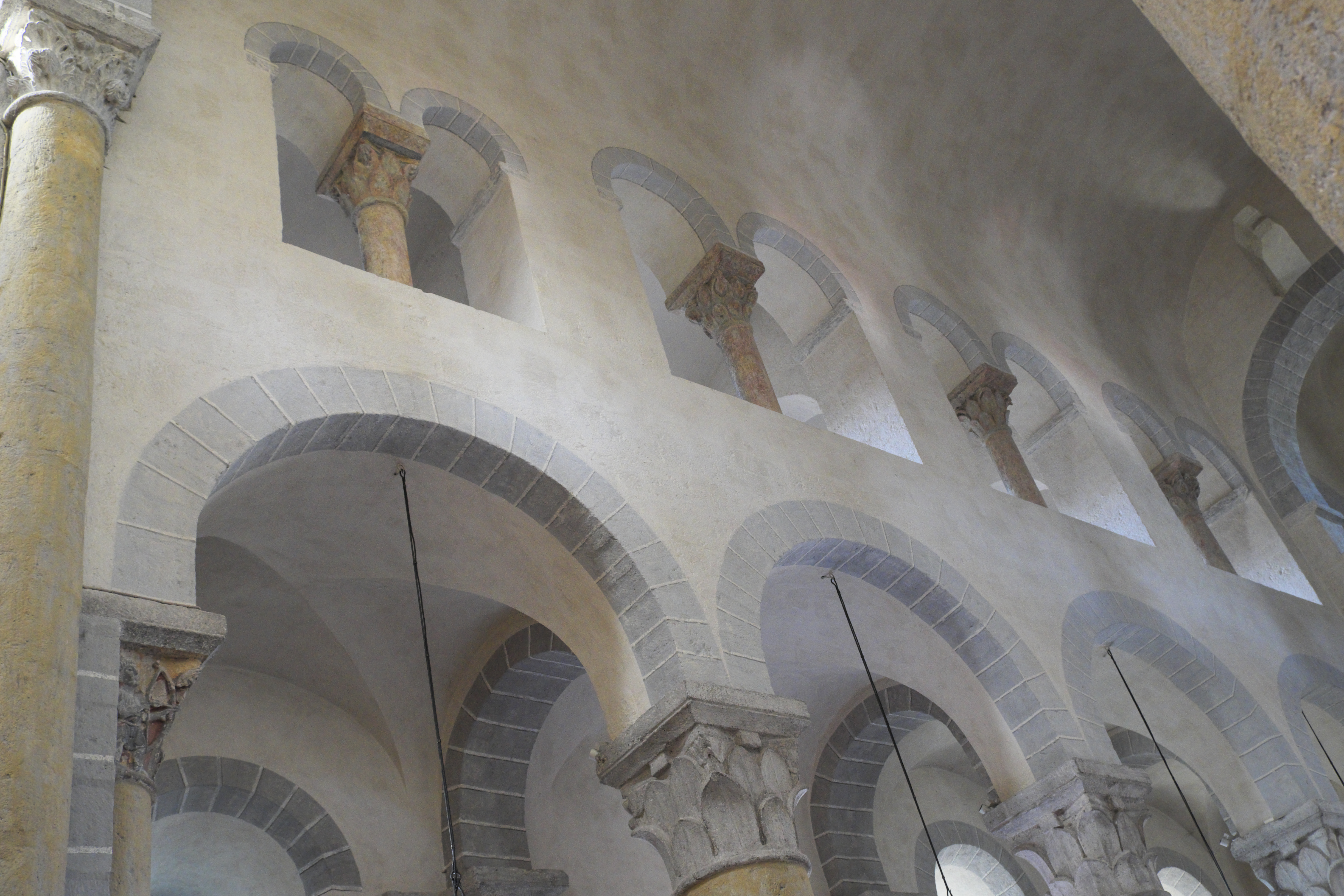
Empore und verschiedene Gewölbe des Langhauses

Notre-Dame-du-Port in Clermont-Ferrand
- 1. Hälfte 12. Jh. bis 1185
- Binnenchor, Umgang und Kapellen schließen rund.
- Chorhaupt mit ungegliederter halbkuppel, Umgang mit Kreuzgratgewölben
- zusätzliches Kapellenpaar am Querhaus

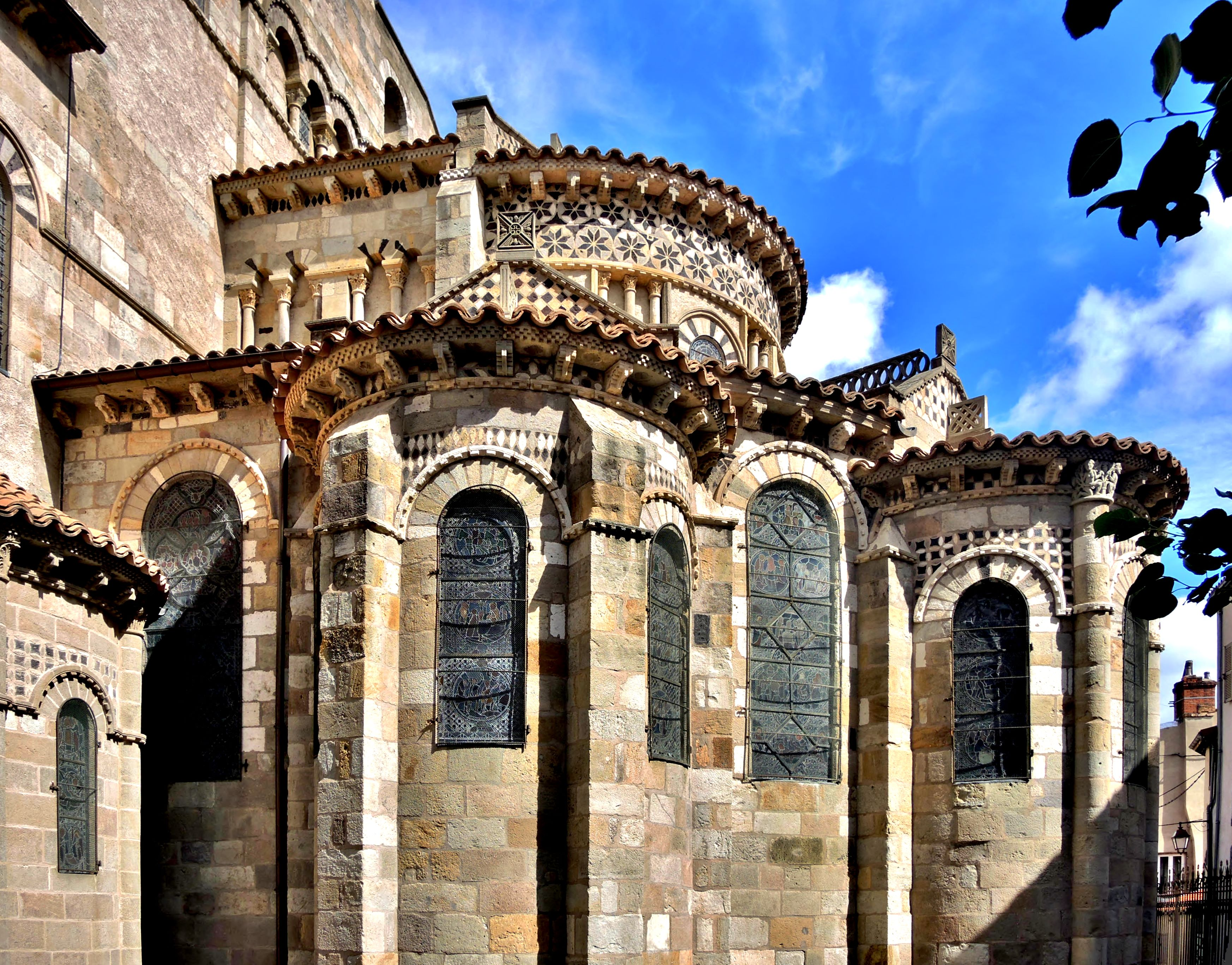
Außenansicht
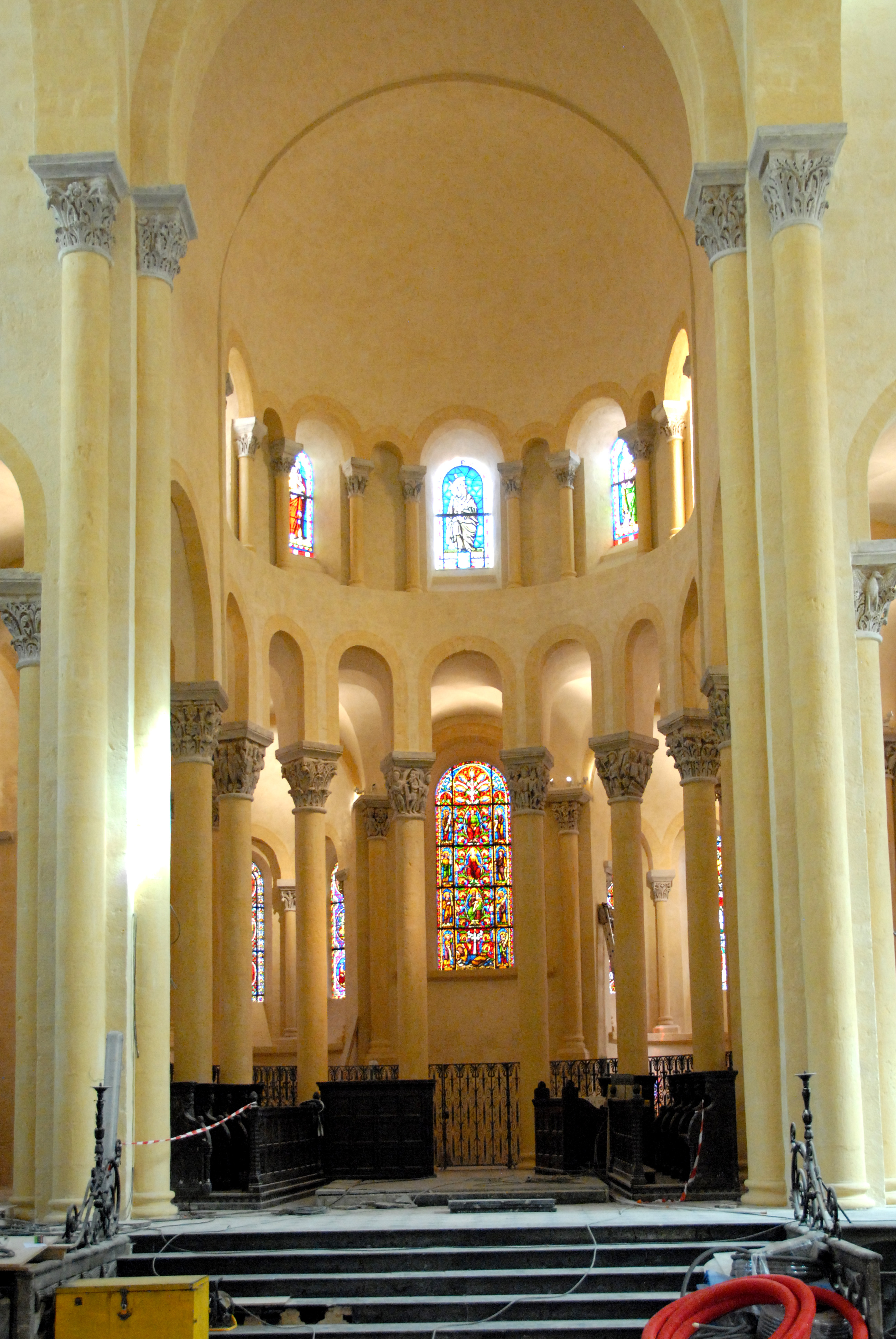
Binnenchor schließt mit rundbogiger Halbkuppel
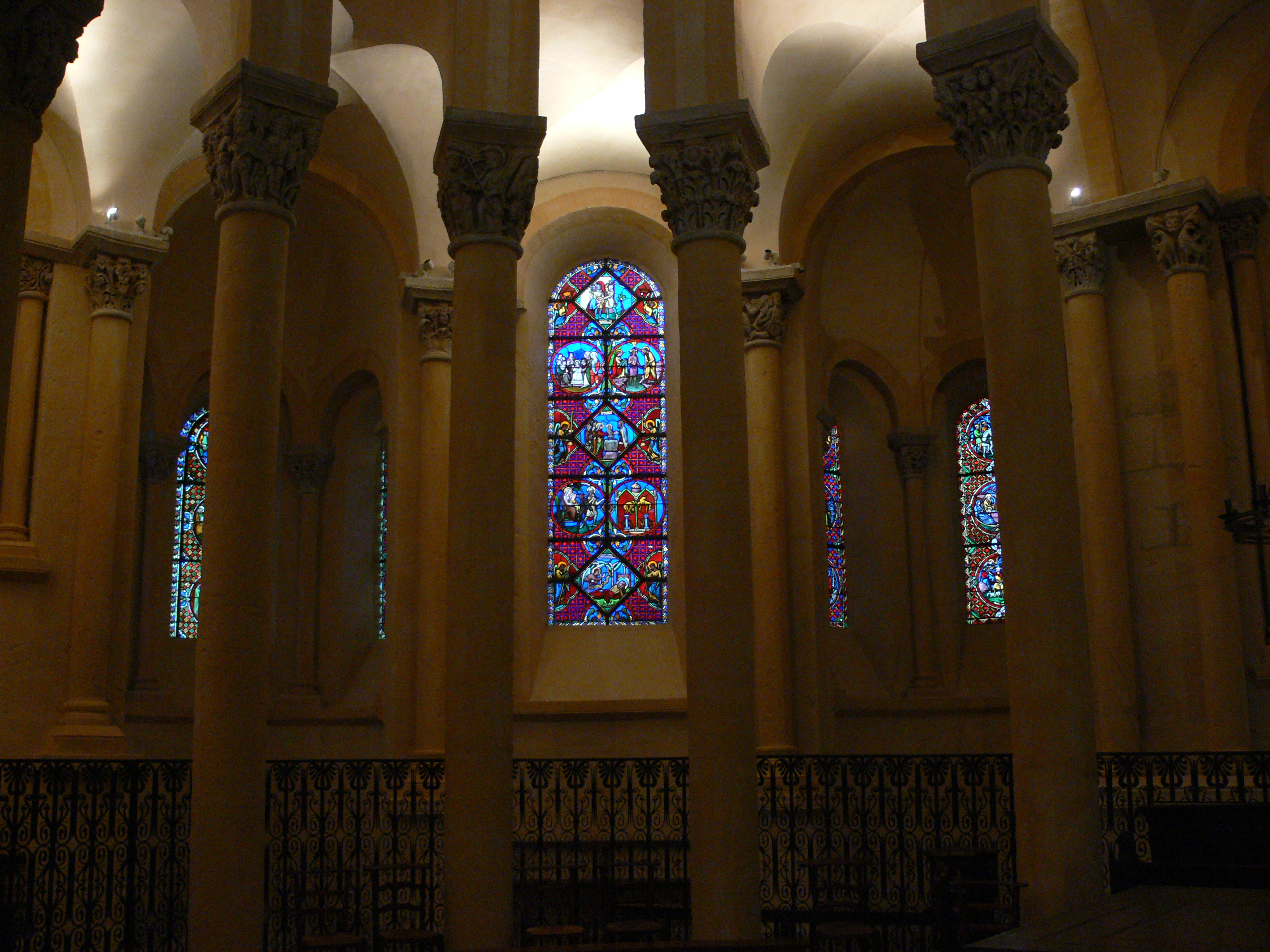
Chorumgang mit Kreuzgratgewölben, Kapellen mit Halbkuppeln

Basilika St. Godehard (Hildesheim)
- ab 1133, Ostapsis bis 1172
- Binnenchor, Umgang und Kapellen schließen rund.

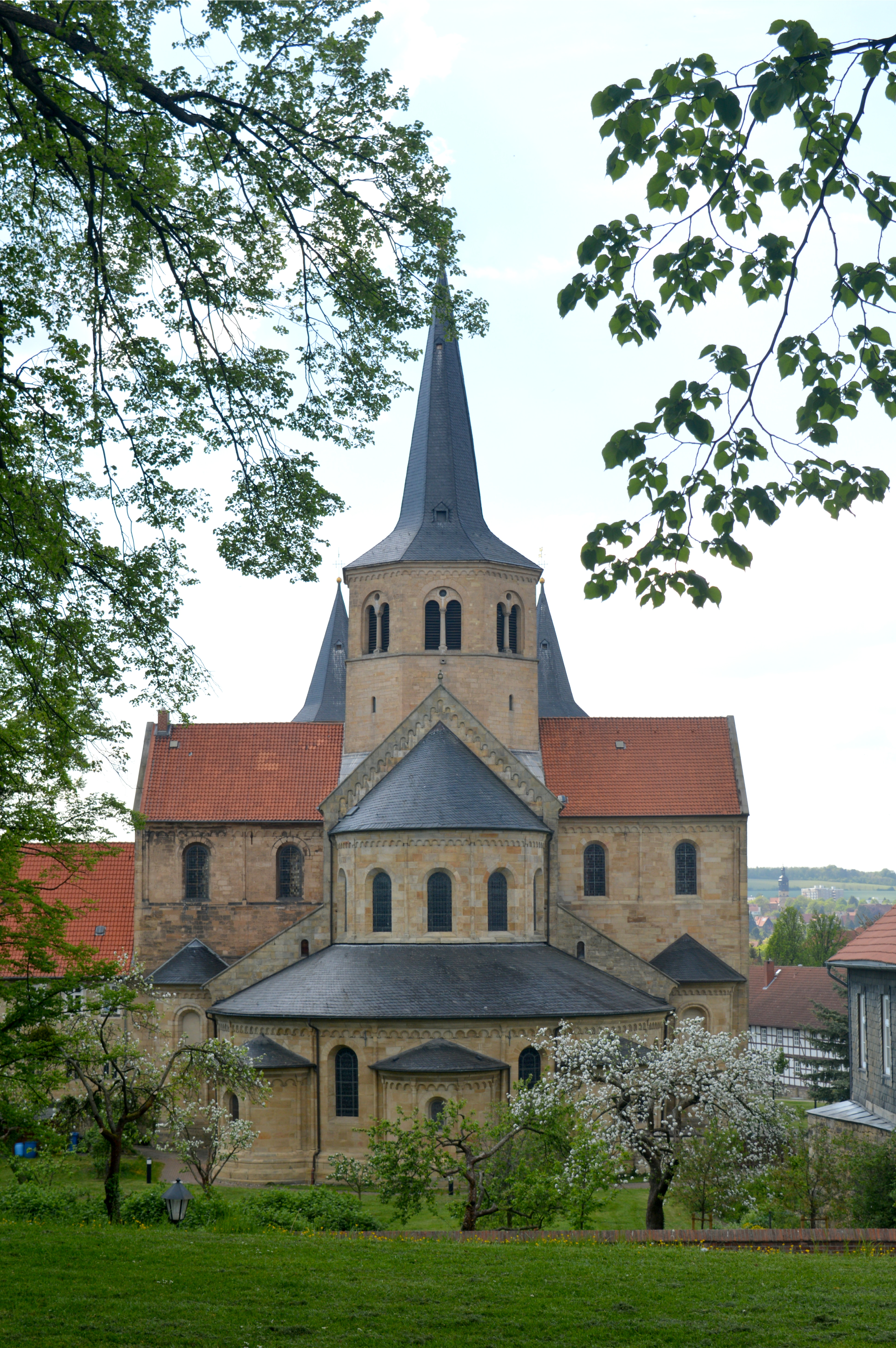
Ostchor von außen
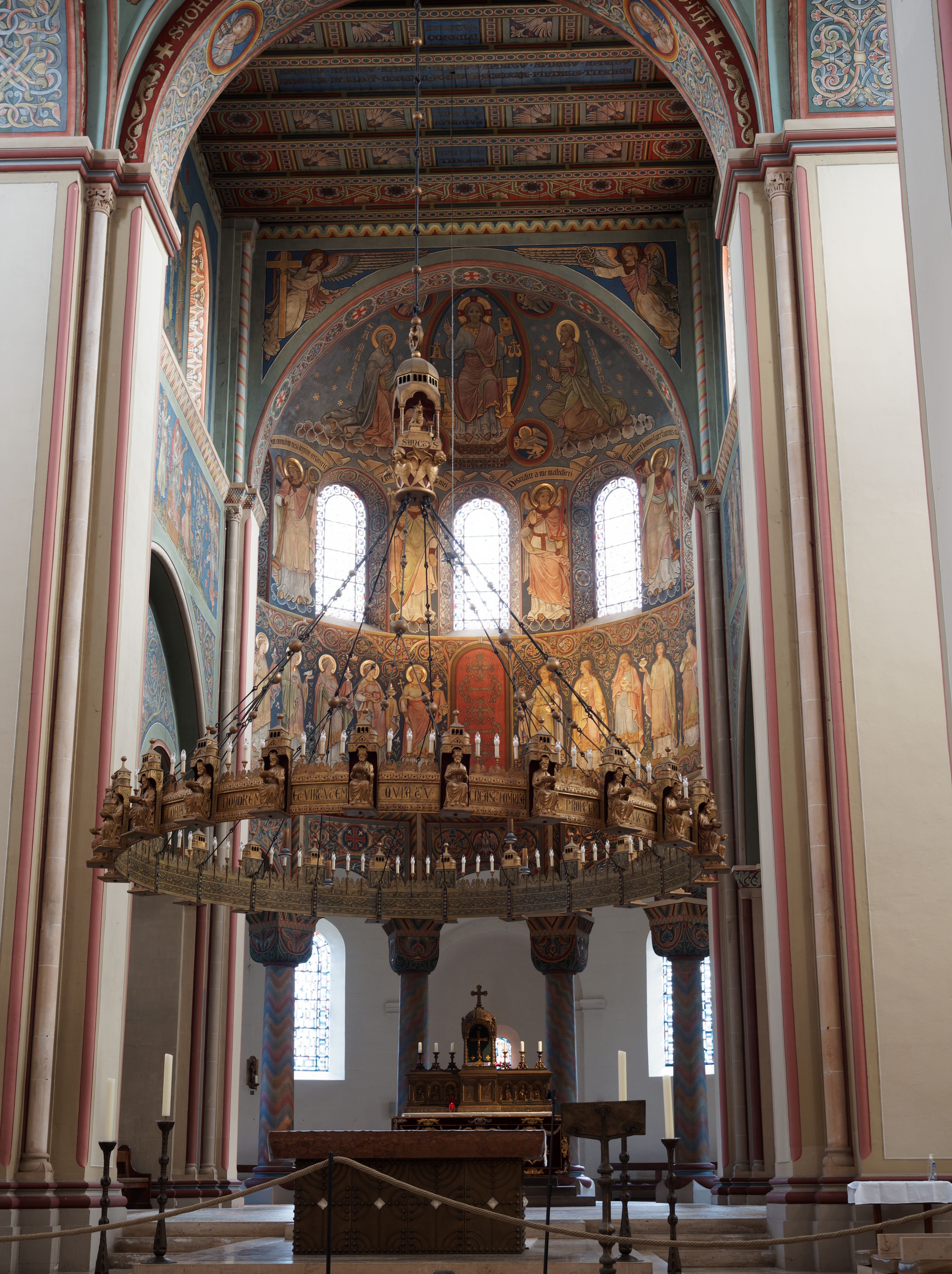
Chor
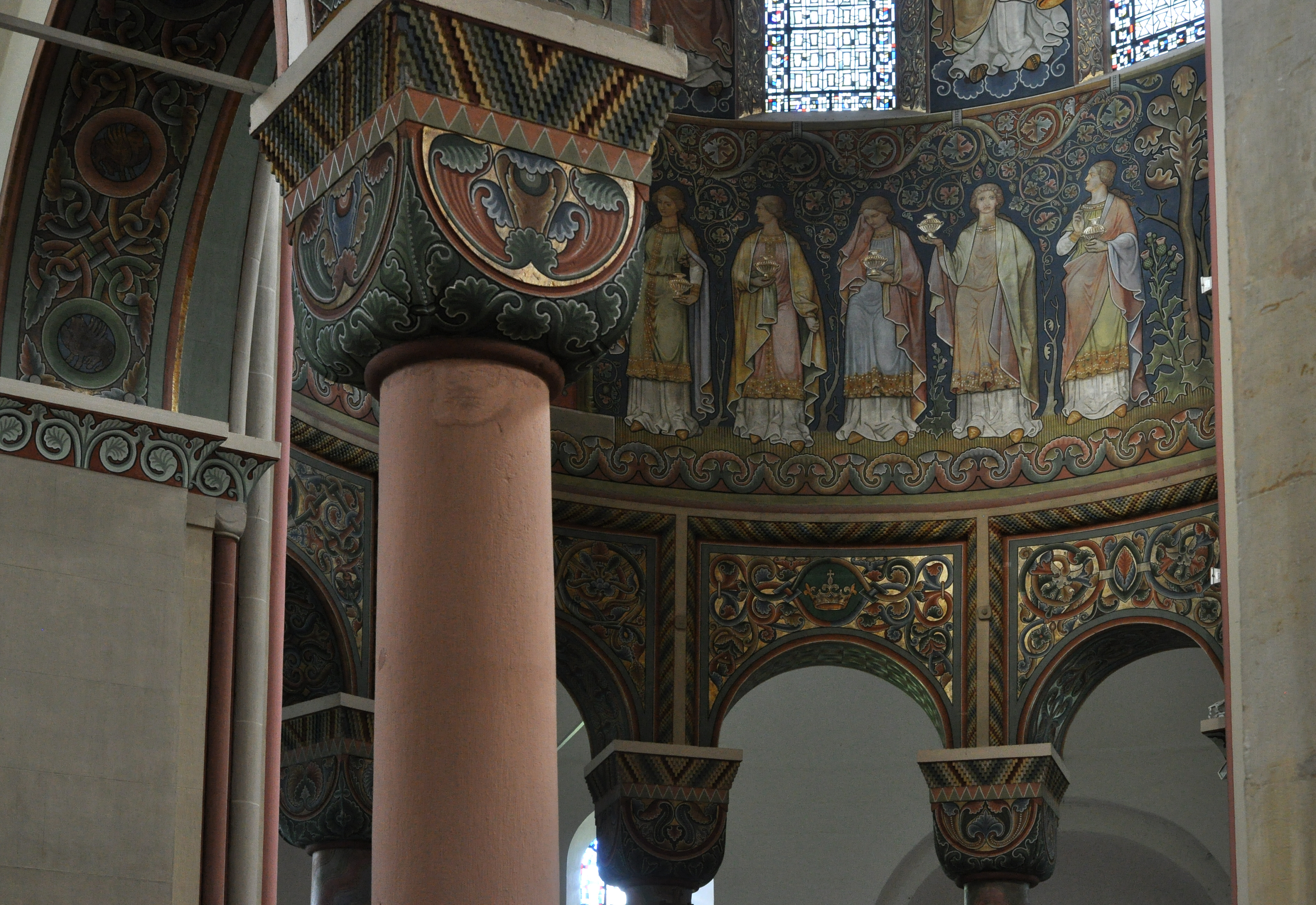
Arkadenbögen und Kapitelle
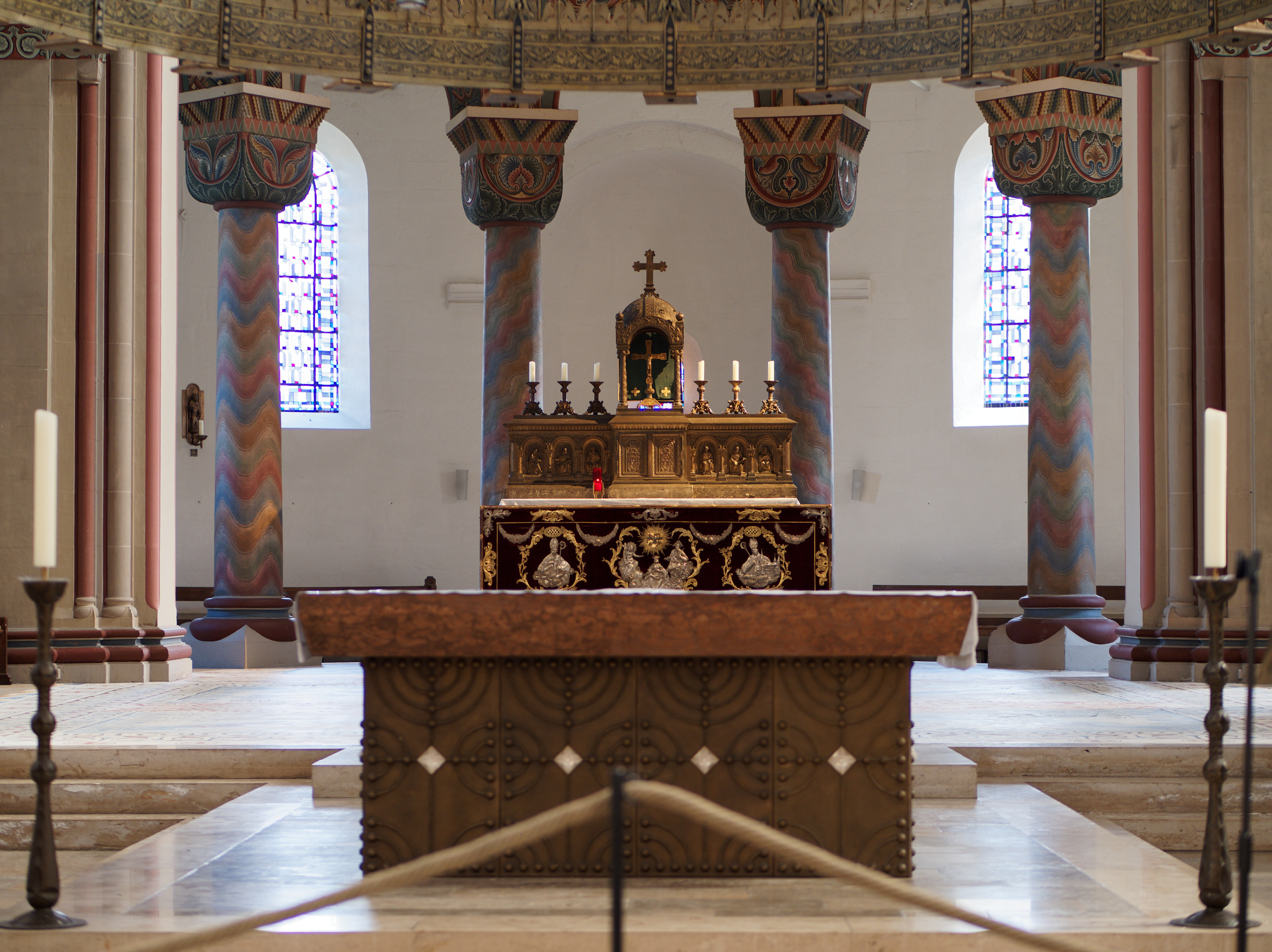
Hauptaltar und Chorumgang

Liebfrauenbasilika (Maastricht)
- Kapitelle 1150–1160
- Binnenchor und Umgang schließen rund.
- Chorhaupt ungegliederte Halbkuppel, Umgang und Empore Kreuzgratgewölbe mit Gurtbögen

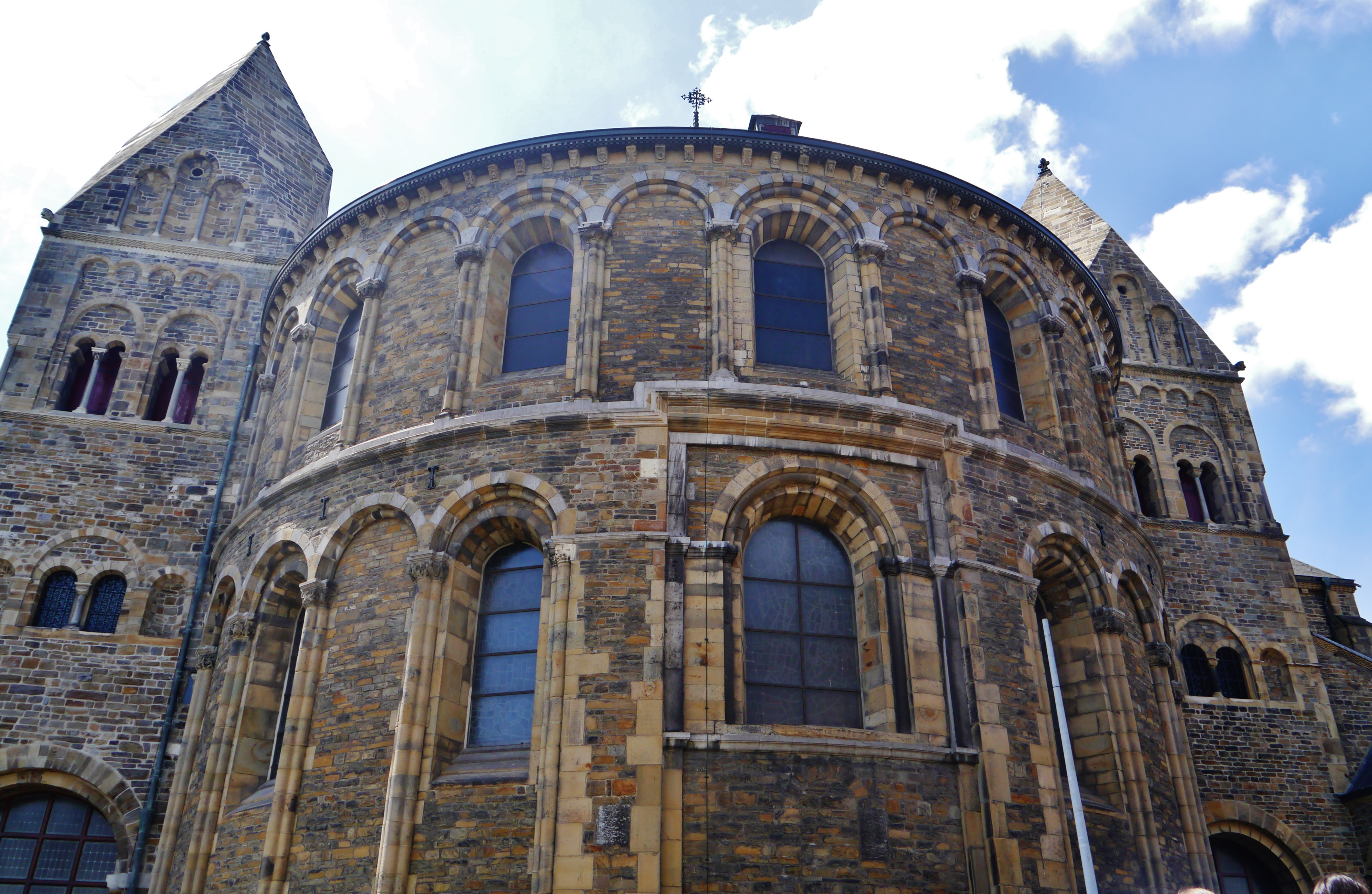
Außenansicht
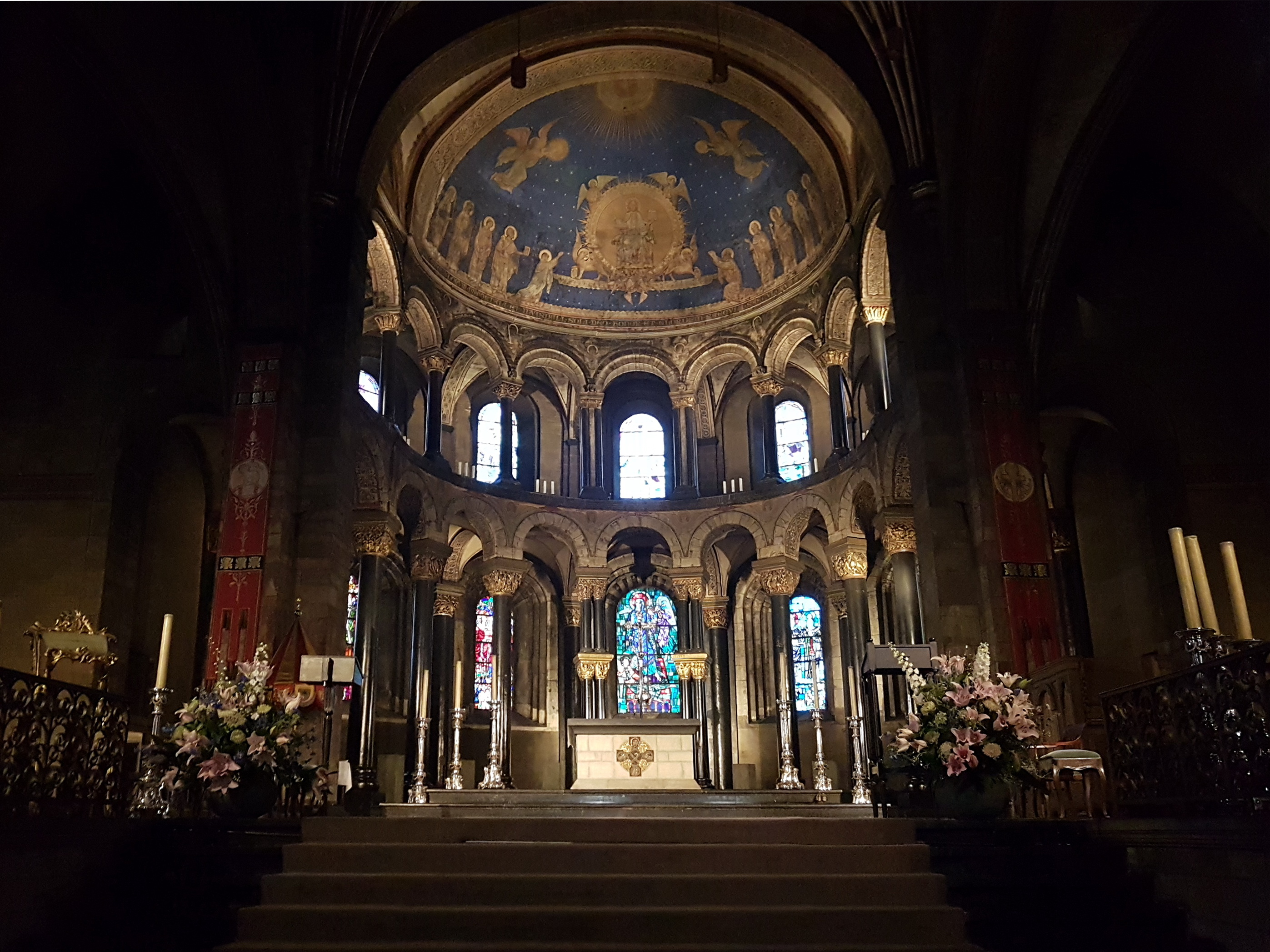
Chor
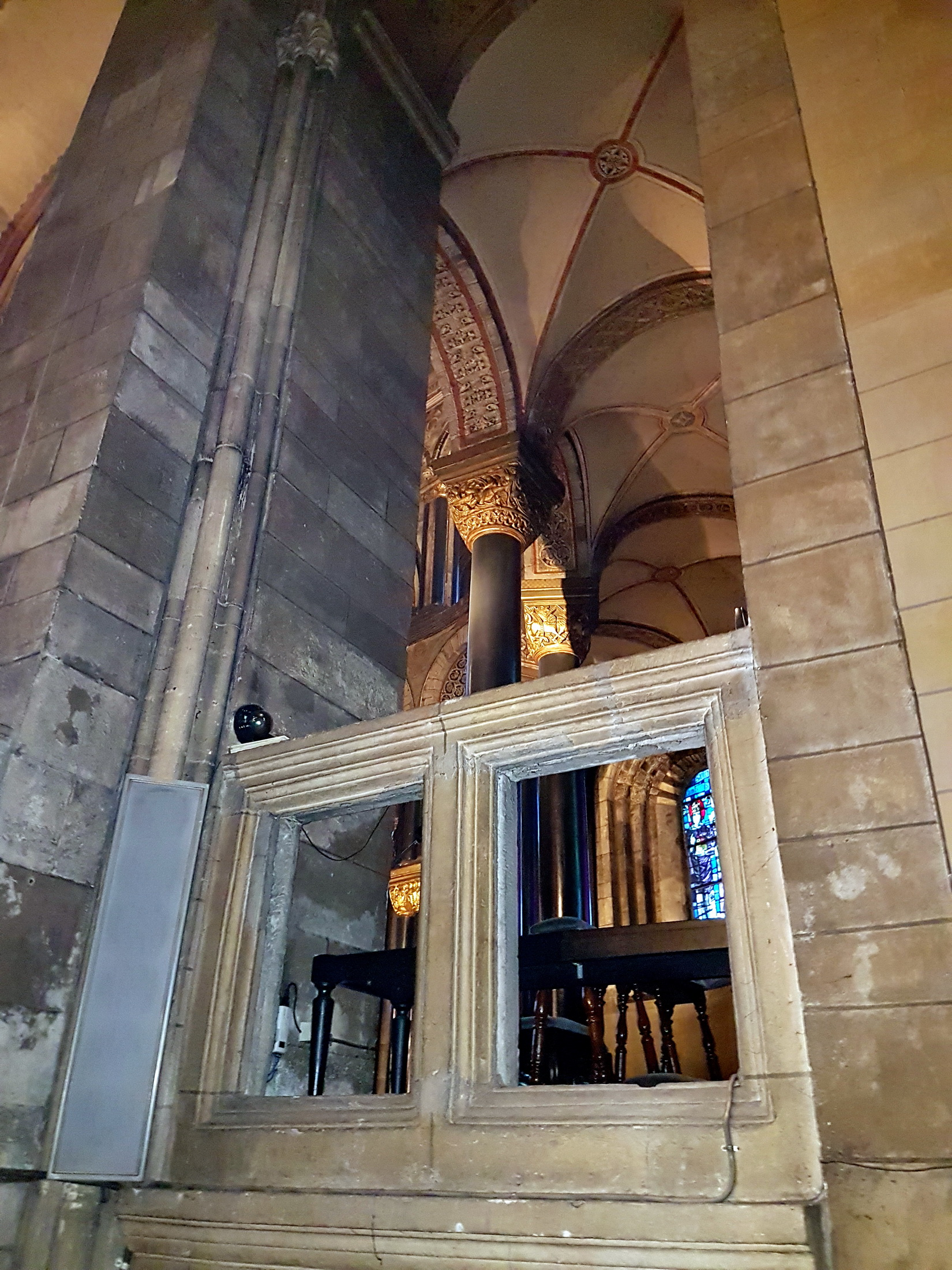
Chorumgang

Kathedrale von Lausanne (1. Chorumgang)
- ca. 1160 Chorumgang mit fünf rund schließenden Radialkapellen
- nur archäologische Funde, u. a. romanische Kapitelle
- dreißig Jahre später durch den heutigen ersetzt, s. u.

## Übergang von der Romanik zur Gotik
Benediktinerkirche Morienval
- Abtei Notre-Dame im 3. Viertel des 9. Jh. von Karl dem Kahlen gegründet
- Umgang und Chor der Abteikirche 1075–1103 und 1105–1130
- Département Oise,
- evtl. die ersten Kreuzrippengewölbe der Île-de-France, im Umgang leicht, im Chorquadrat deutlich spitzbogig
  - Binnenchor und Umgang schließen rund.
- 1240 gotischer Kapellenanbau am Querhaus
- Base Mérimée Église abbatiale de bénédictines Notre-Dame
- Eglises de l'Oise – Art roman et gothique: Morienval

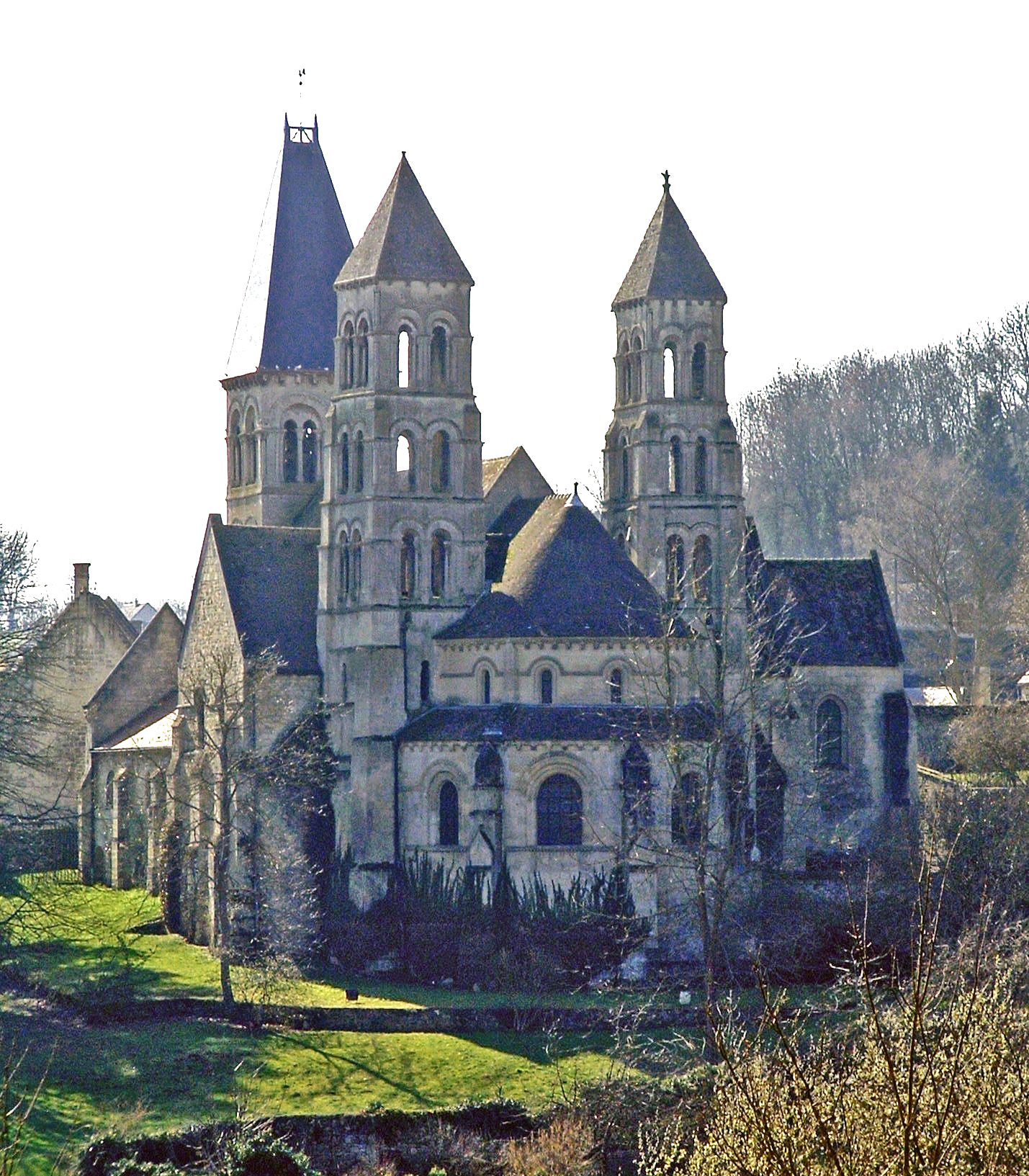
Außenansicht
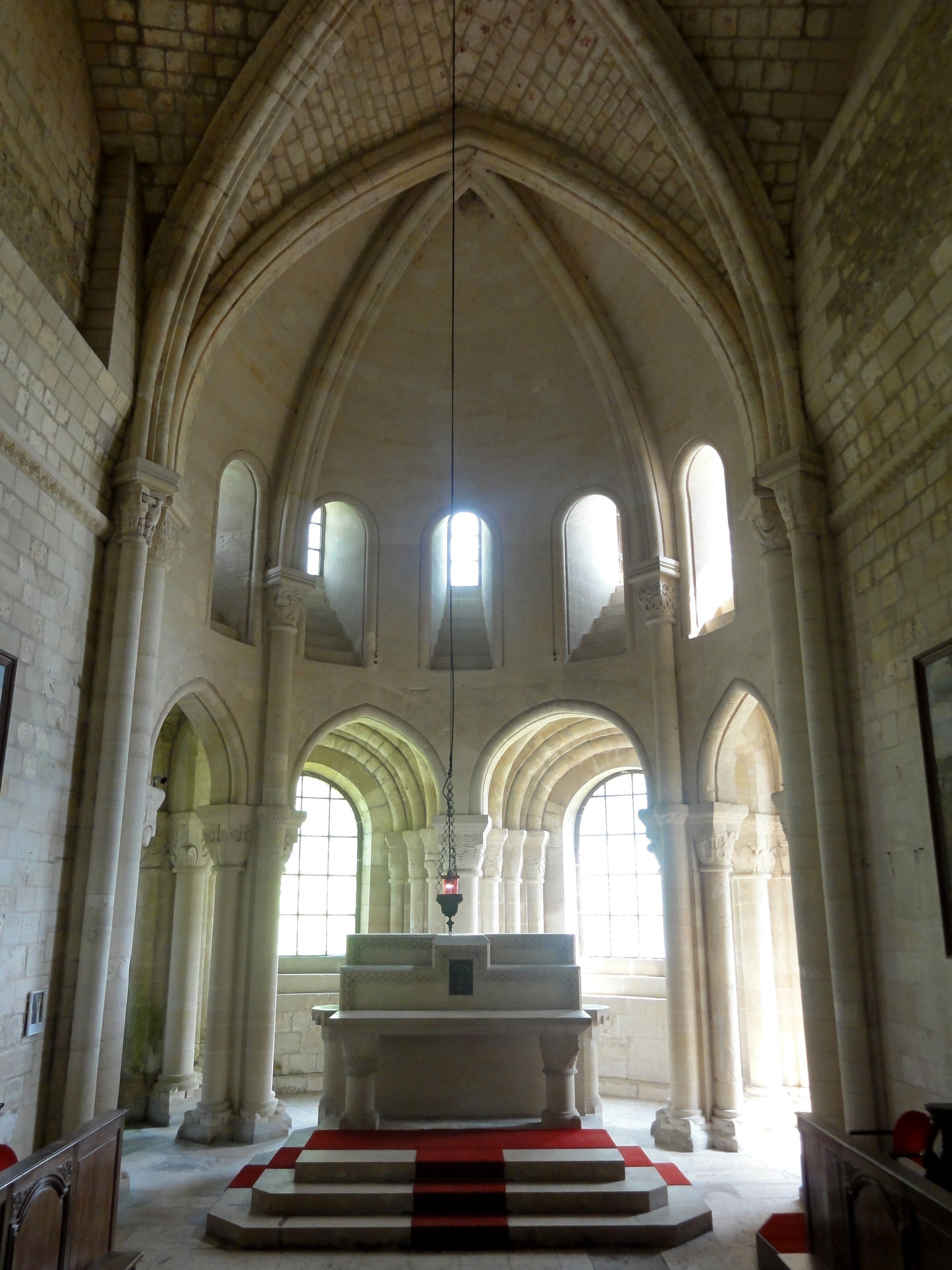
Chorhaupt
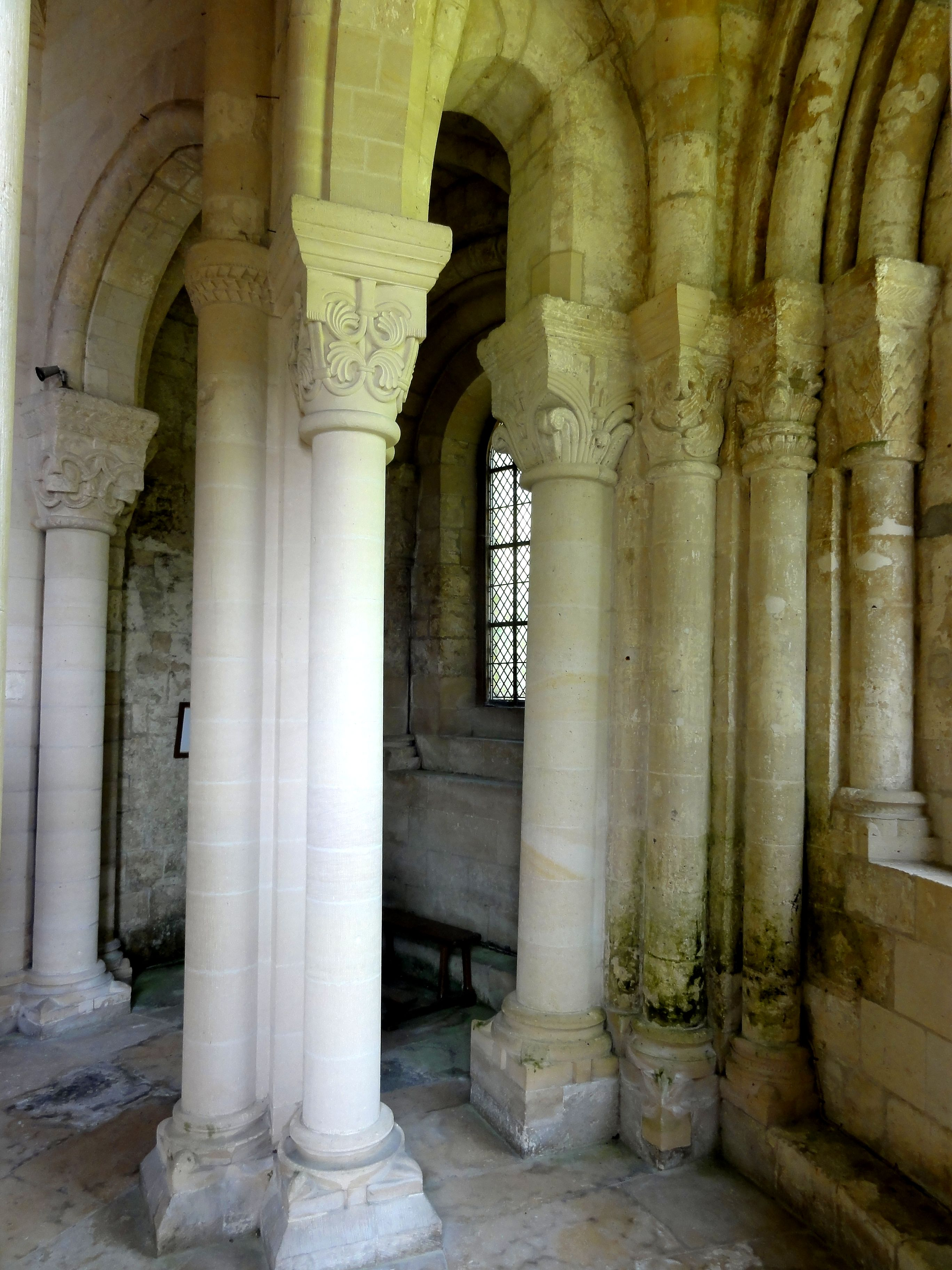
Chorumgang mit runden und spitzen Bögen
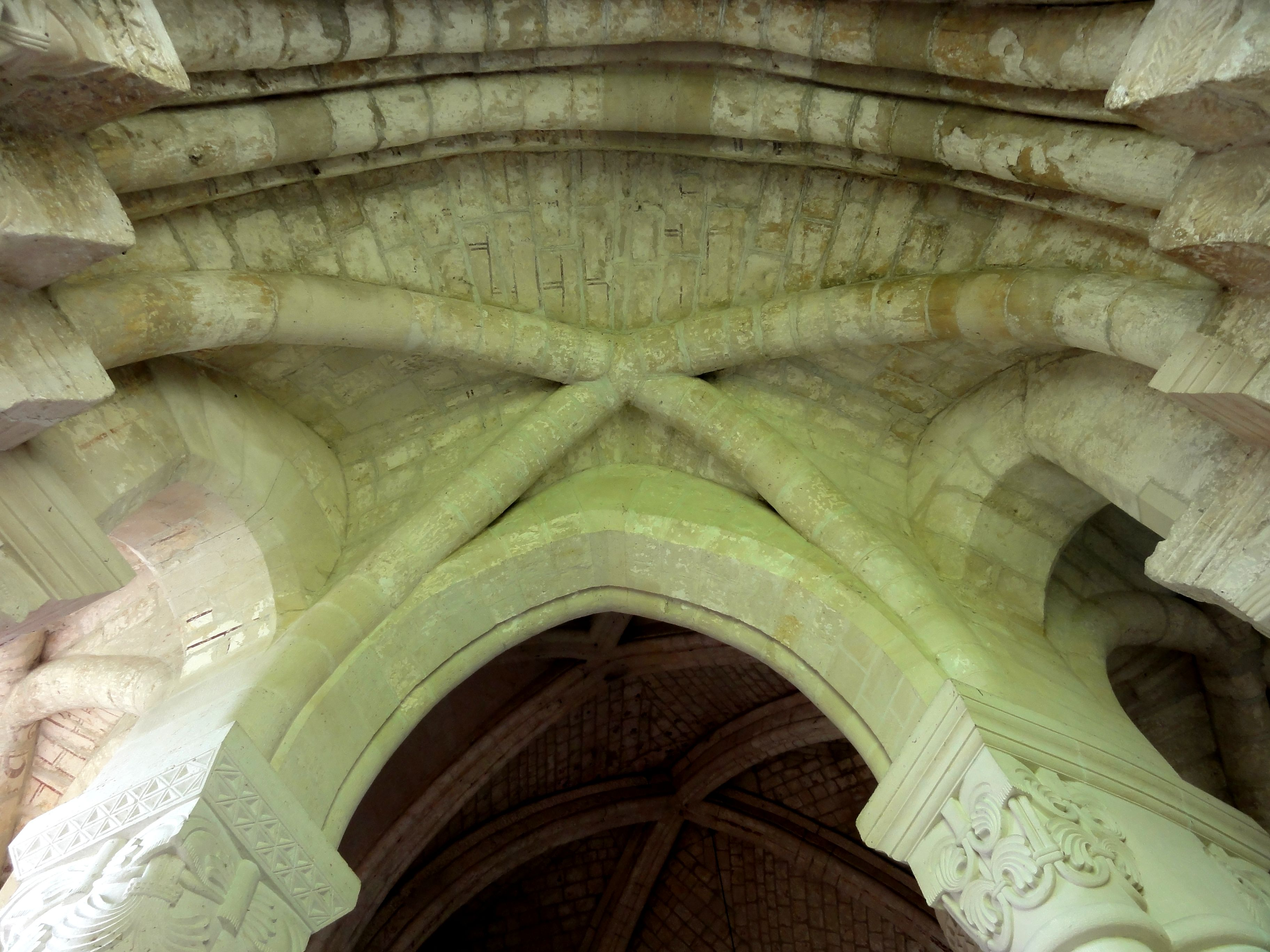
leicht spitzes Kreuzrippengewölbe von 1110 im Chorumgang

Abteikirche Saint-Jouin in Saint-Jouin-de-Marnes

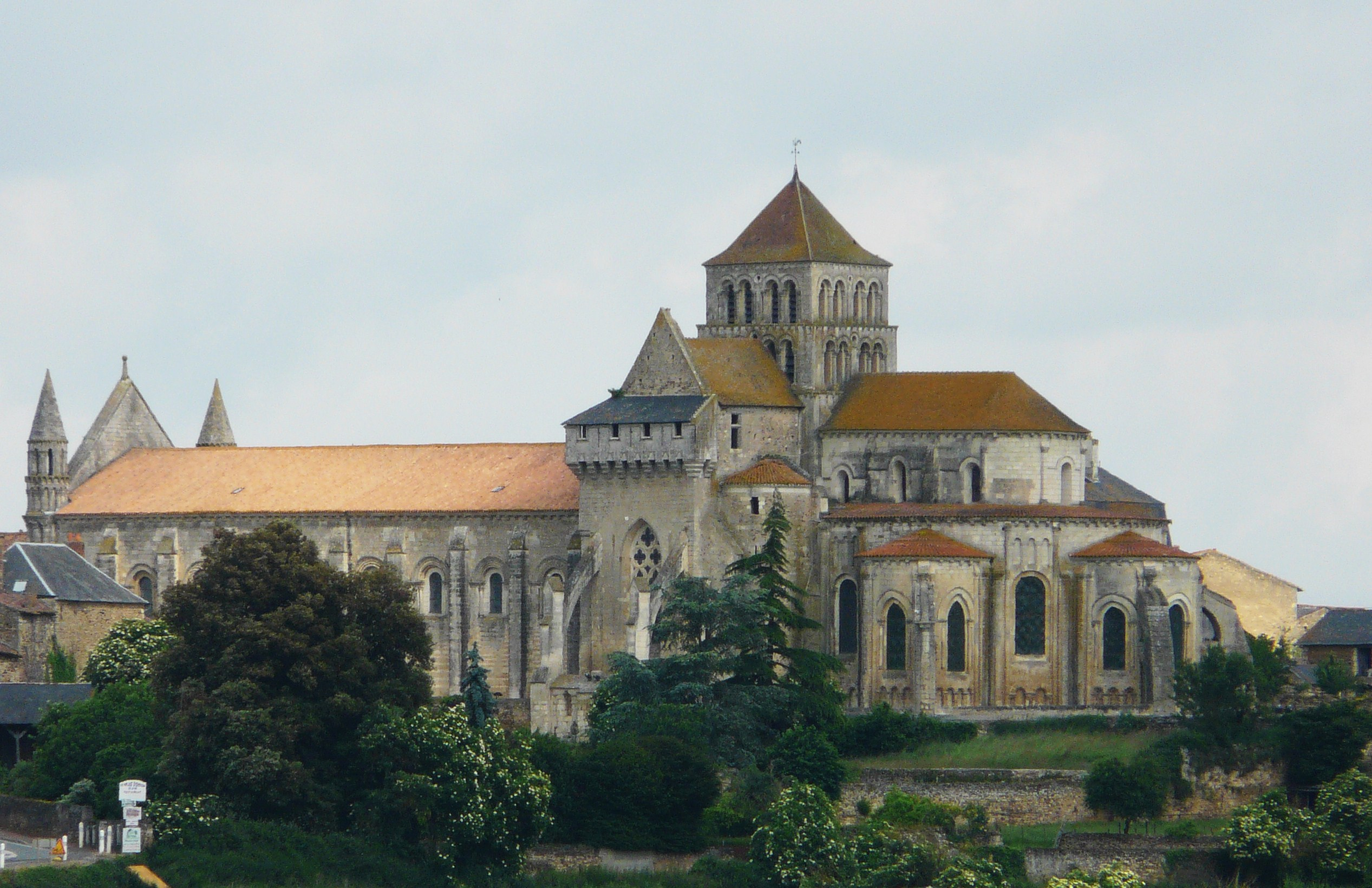
Seitenansicht

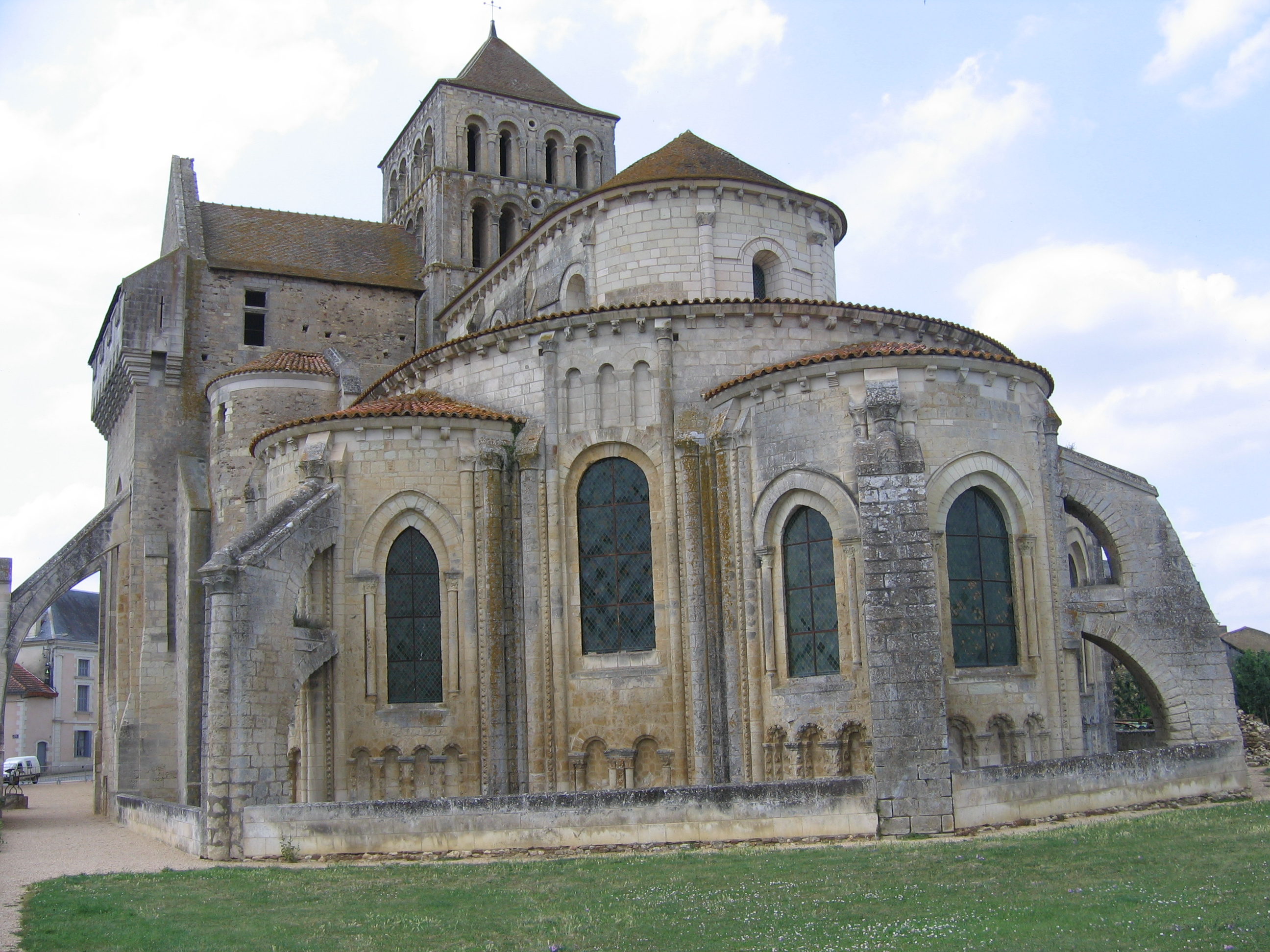
Umgang und Kapellen von Osten

- Département Deux-Sevres, Westfrankreich
- 1095 begonnen, Altarweihe 1130
- Radialkapellen und Rippengewölbe wohl nach Mitte 12. Jh.
- im frühen 13. Jh im Mittelschiff Tonnengewölbe durch frühes Netzgewölbe ersetzt
- Umgang ebenfalls mit Rippengewölben, jedoch überwiegend sechsrippige Einzeljoche
- im weiteren 13. Jh  Umgangskapellen abgestützt
- in den Seitenschiffen des Langhauses romanische Rundbogentonnen erhalten
- Fenster des Umgangs und Chorarkade rundbogig,
- Fenster der Radialkapellen und Rippengewölbe von Umgang und Kapellen spitzbogig
- außen: Sockelarkade des Umgangs rundbogig, Sockelarkade der Kapellen gelappt rundbogig
- Datenbankeintrag PA00101340 (nicht sehr genau)

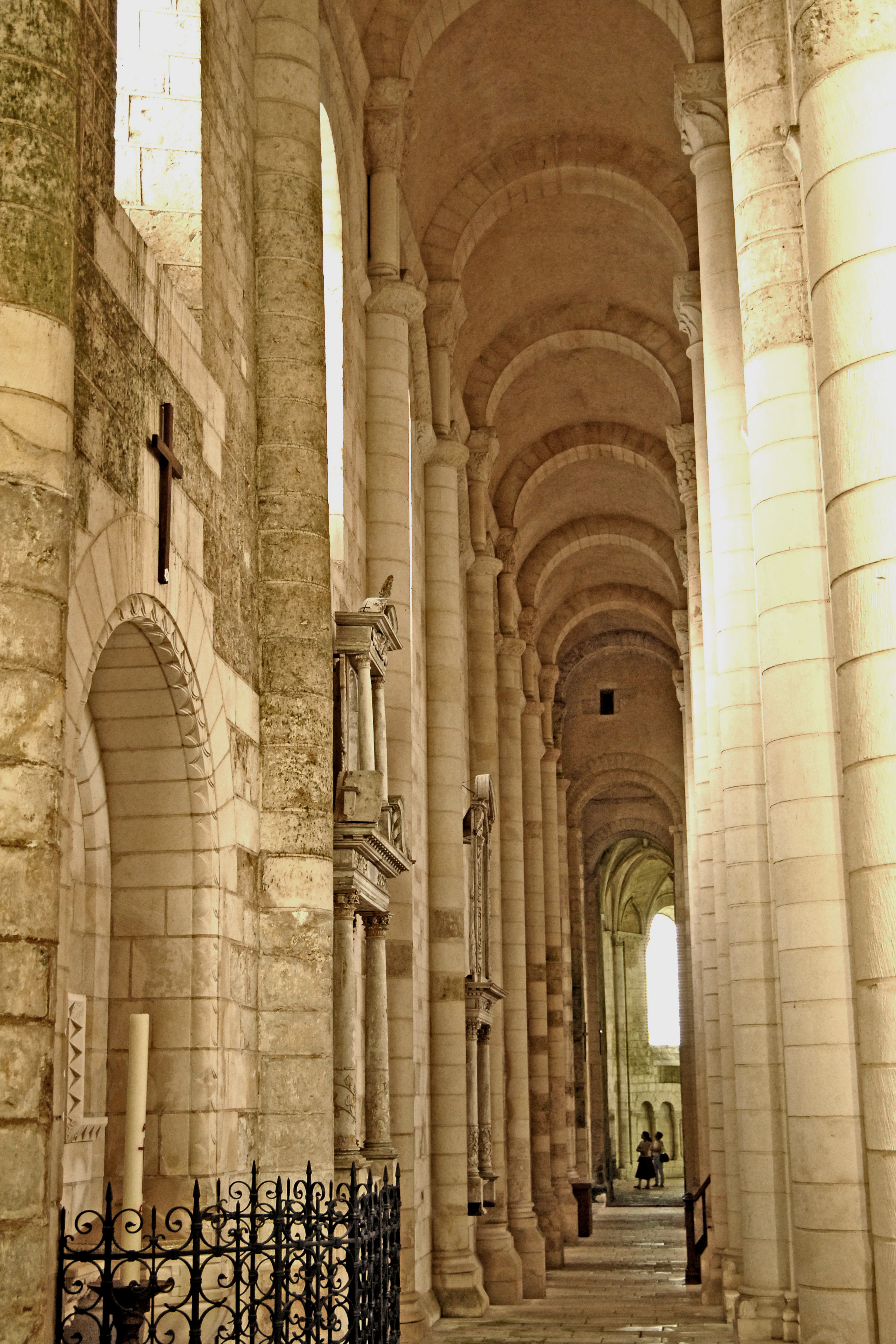
Seitenschiff des Langhauses
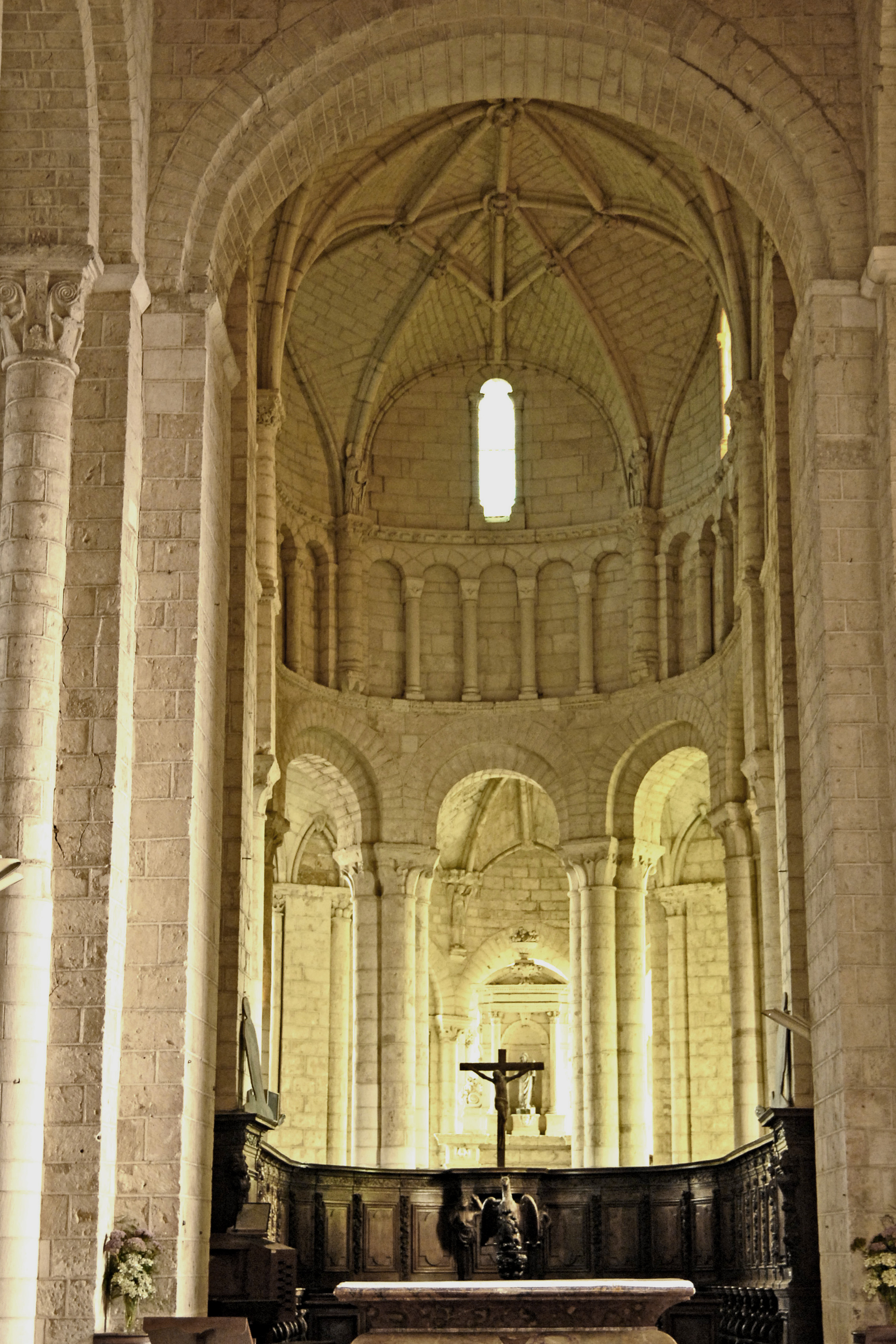
Chorhaupt mit frühem Netzgewölbe
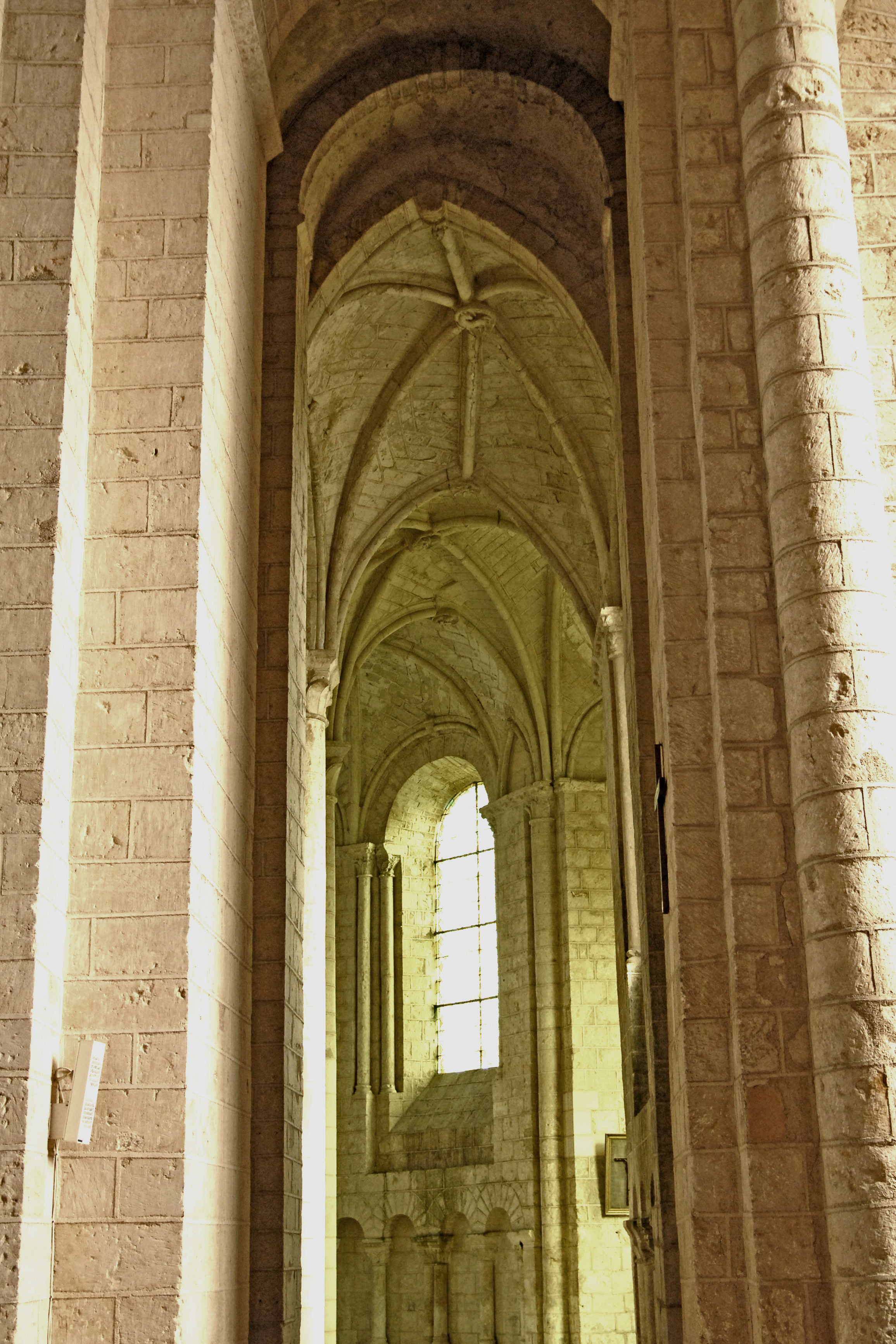
Umgang mit domikalen Kreuzrippengewölben
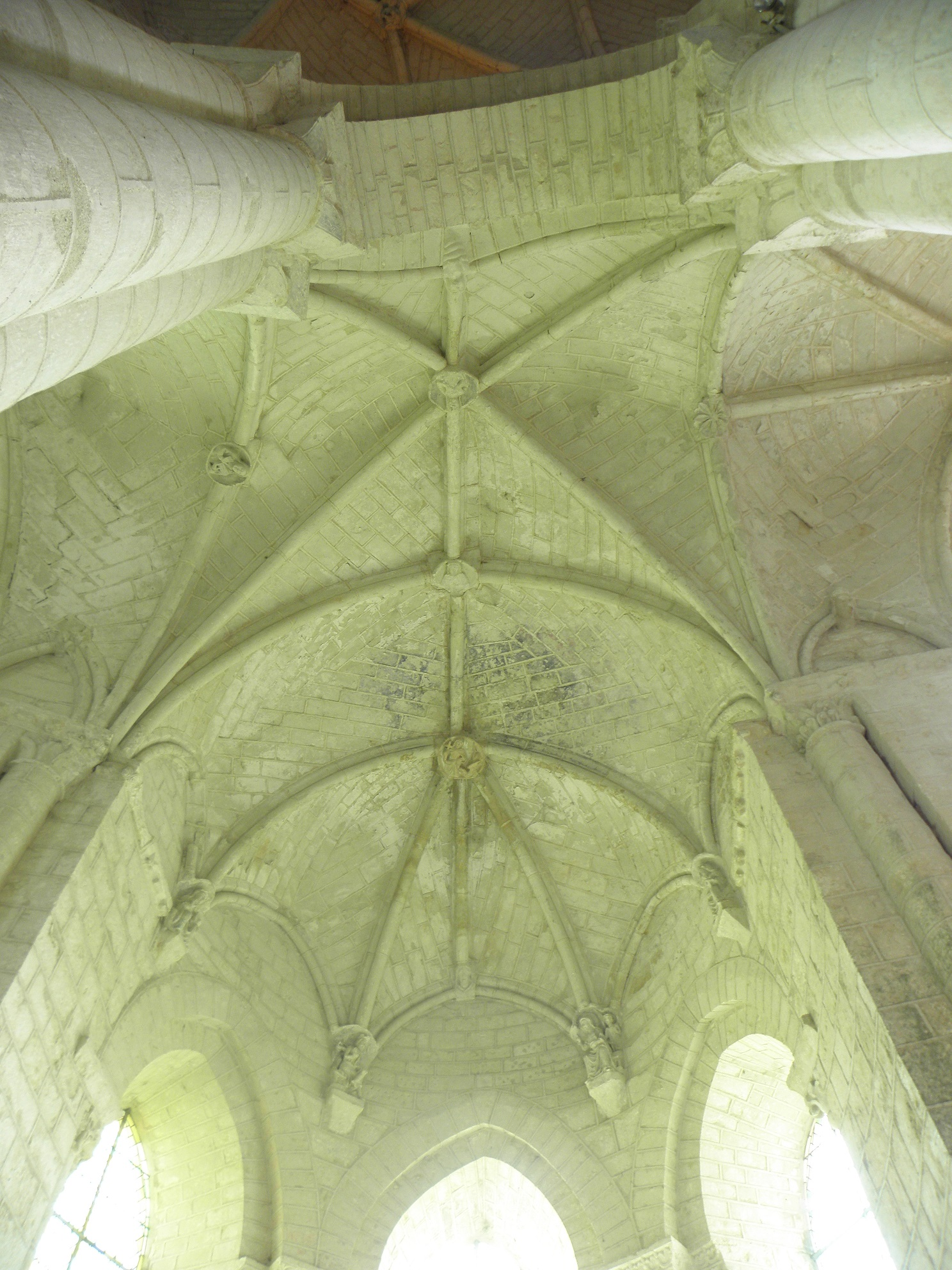
Chorarkade, Umgang, Radialkapelle

Kathedrale von Sens
- begonnen zw. 1130 u. 1135,
- zur Bauzeit Erzbischofssitz für die wichtigsten Teile des französischen Kronlandes einschließlich Paris,
- im 13. Jh. heutige Axialkapelle, außerdem Obergadenfenster vergrößert und mit Maßwerk versehen,
- schräg anschließende Radialkapellen 16. bzw.18. Jh.,
- Binnenchor, Umgang und eine der kapellen schließen rund,
- Seite der Stadt Sens siehe [7]

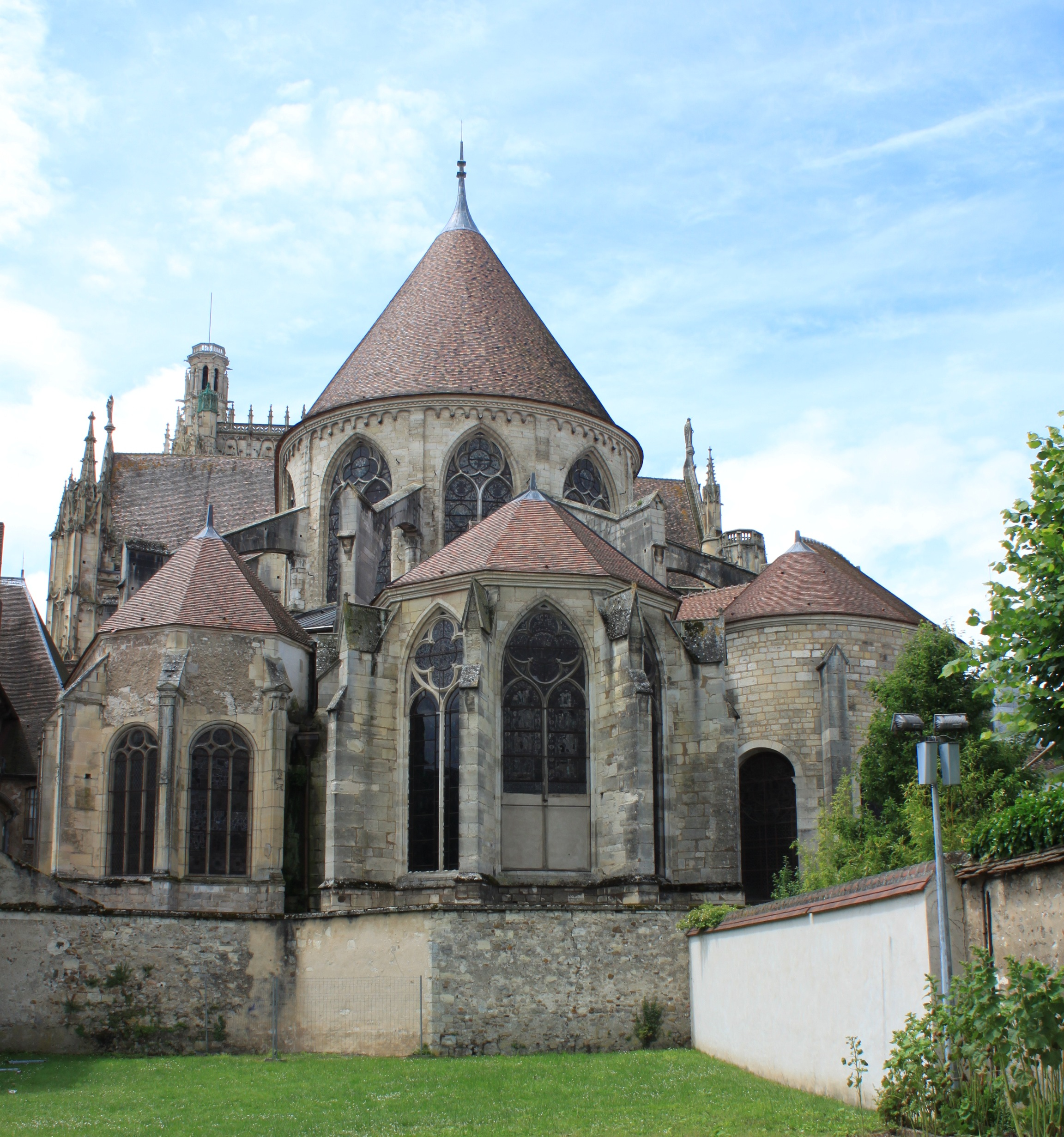
Mittlere Kapelle gotisch, linke 16. Jh, rechte 18. Jh.
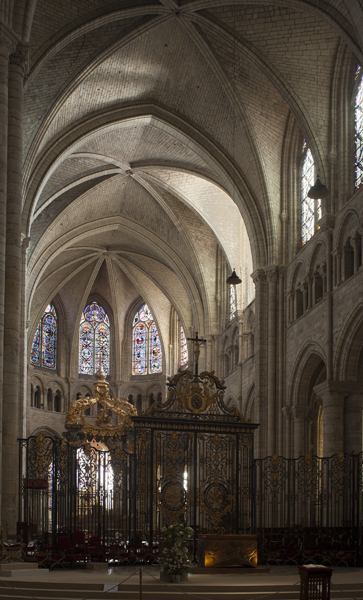
Chorhaupt
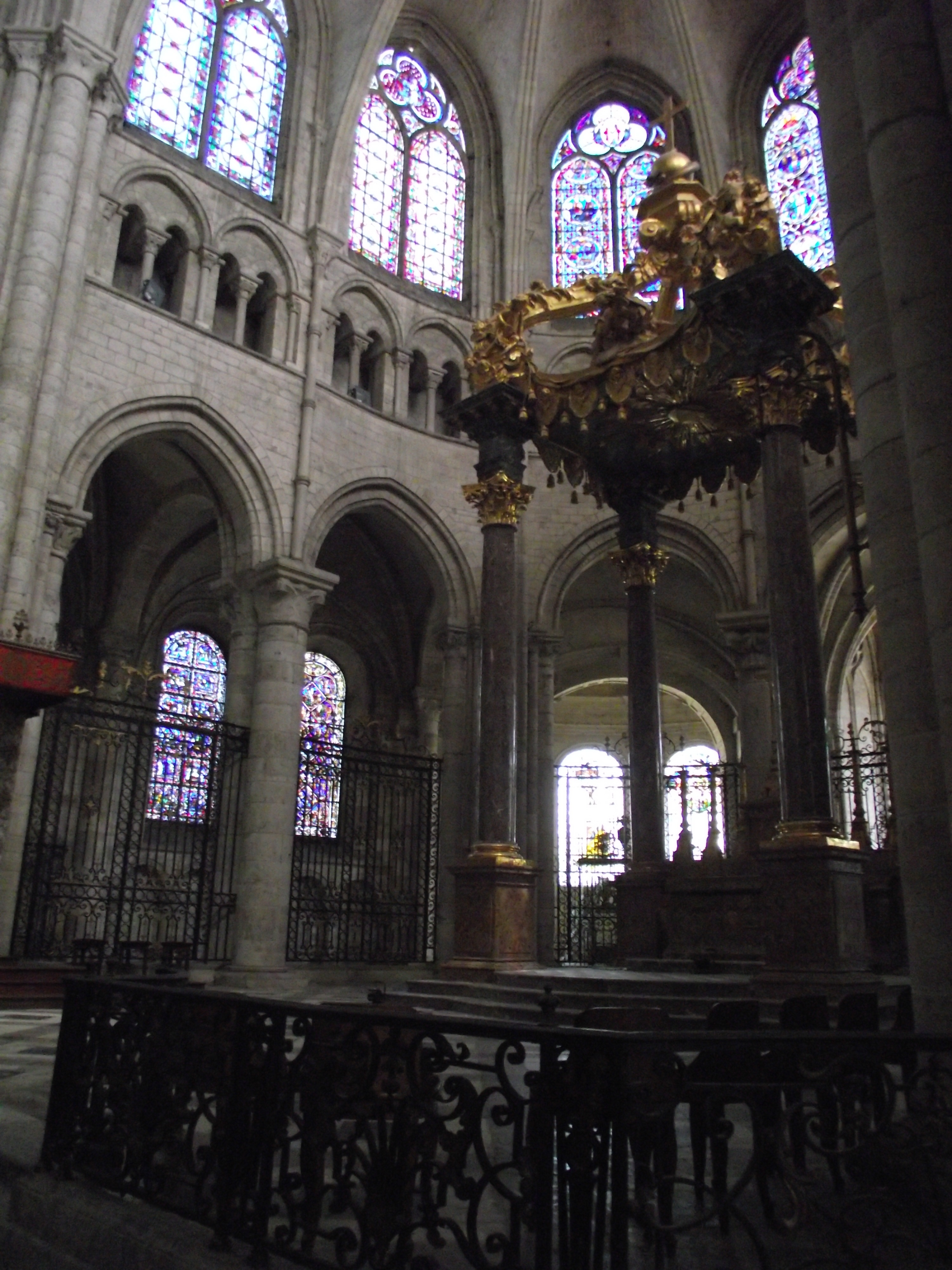
untere Außenwände noch romanisch, Chorarkade schon spitzbogig
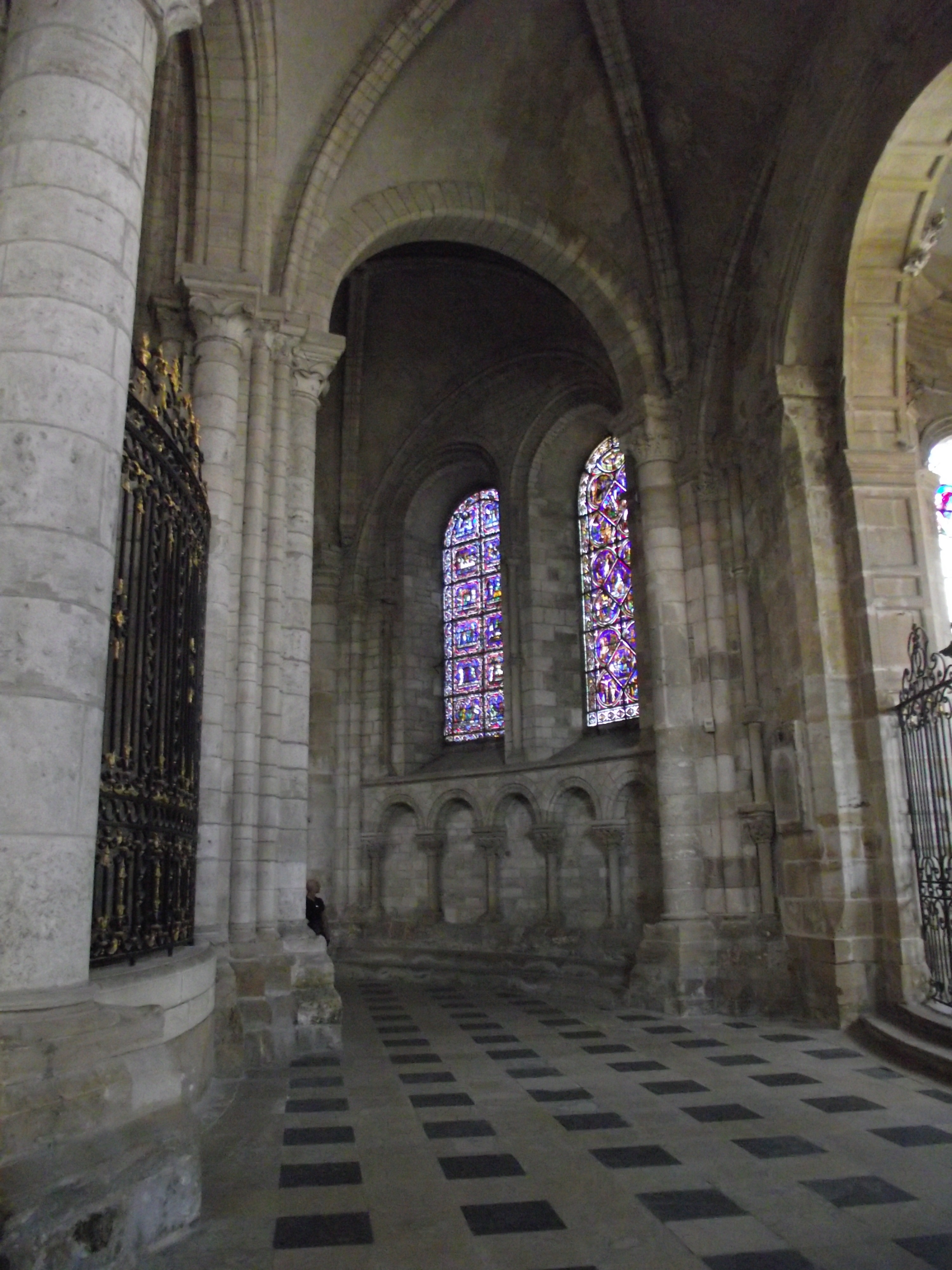
Gurtbögen des Umgangs noch rundbogig, Außenwand romanisch

Prioratskirche St-Martin-des-Champs in Paris
- ehemalige Klosterkirche eines Benediktinerpriorats nördlich von Paris; heute im Stadtgebiet gelegen
- 1059 gegründet, 1079 an cluniazensische Benediktiner
- frühes Beispiel eines gotischen Raumkonzeptes in Kombination mit Elementen der ausgehenden Romanik:
  - begonnen um 1130
  - heutiger Chor etwa 1035–1055[8]
  - Fenster ganz überwiegend romanisch,
  - Chorarkaden und Gewölbe spitzbogig, nicht aber die Schildbögen,
  - Joche der Mittelachse als Kreuzrippengewölbe und Schirmkuppel,[9] diverse Rippenprofile
- Binnenchor und Kapellen schließen rund.

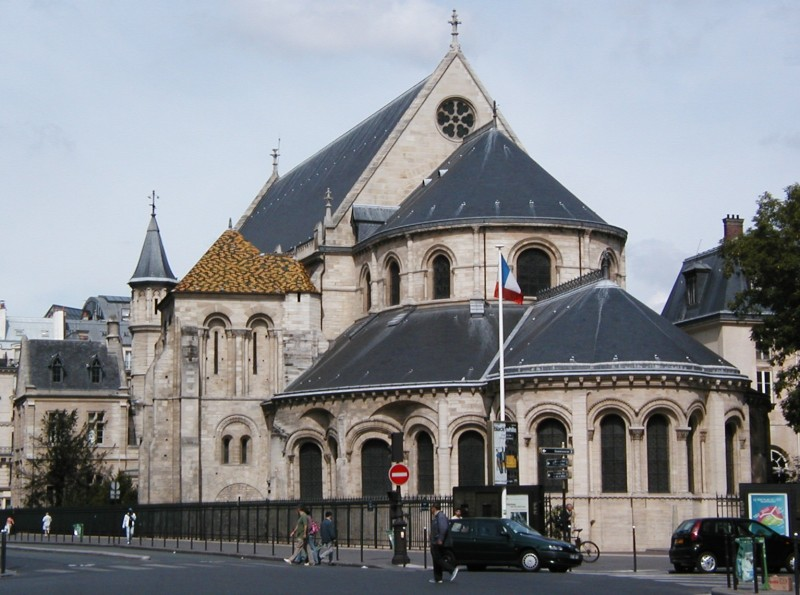
Chor von außen, nur seitliche Obergaden spitzbogig
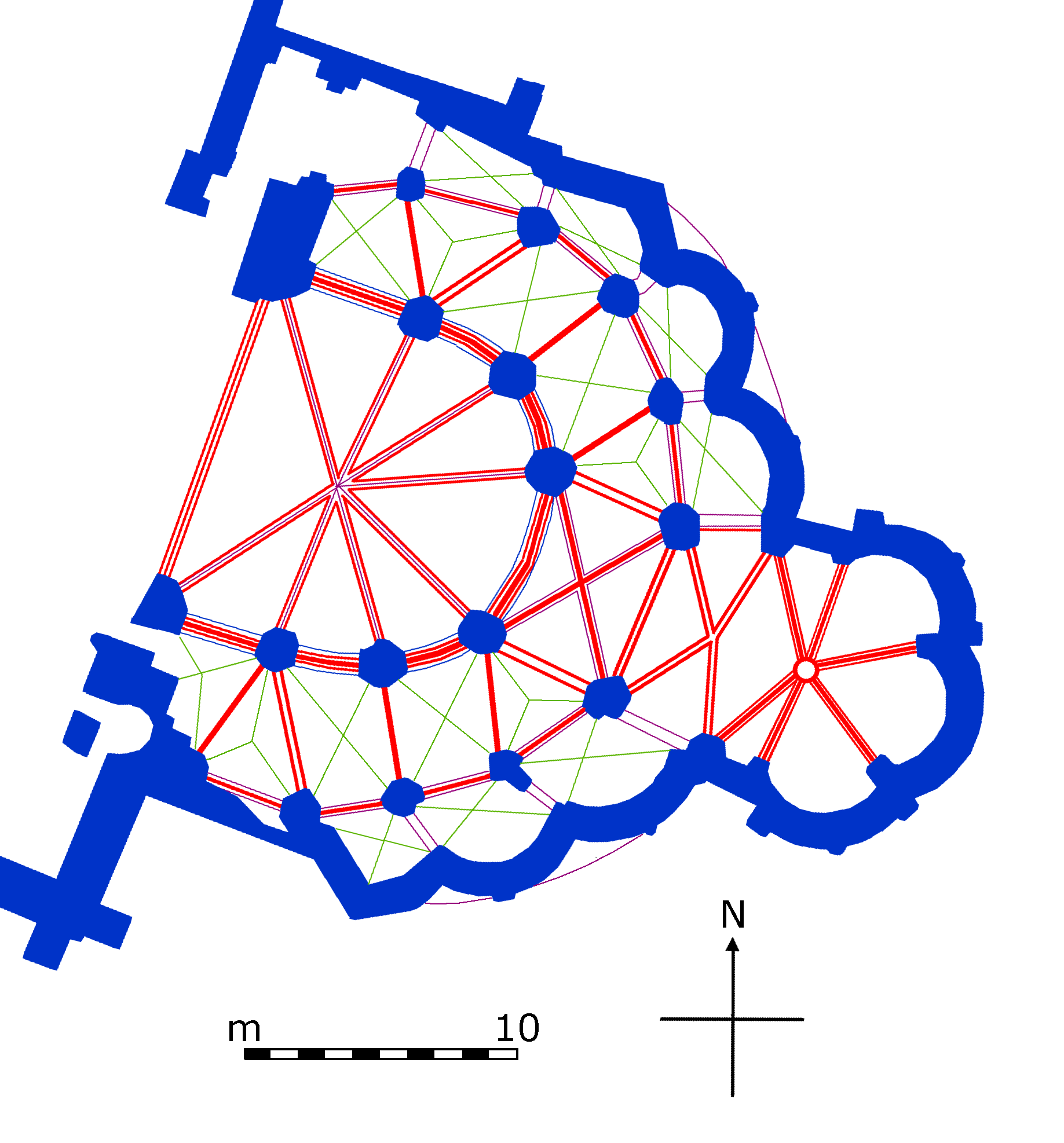
Gewölbeplan
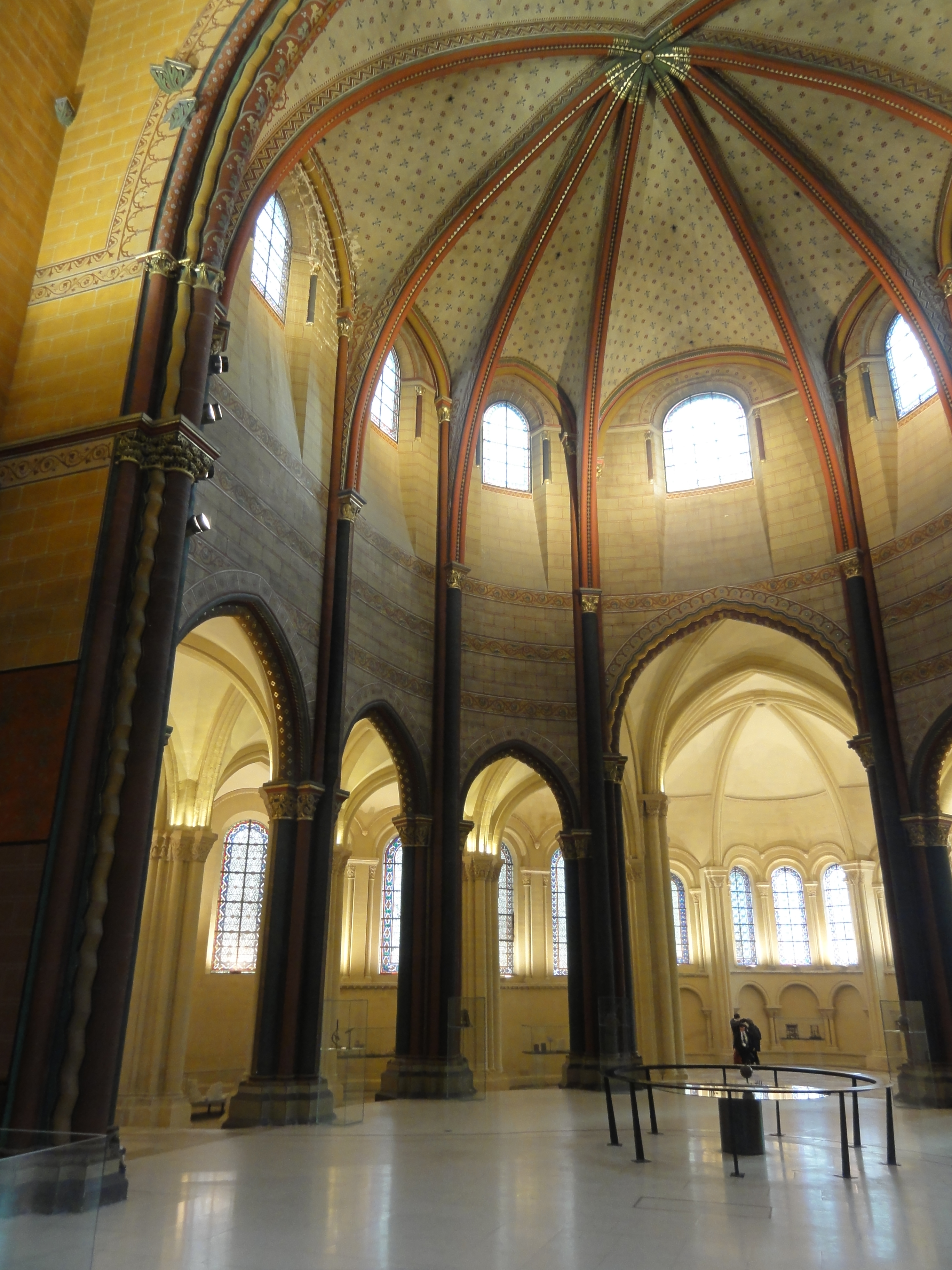
Chorhaupt und Scheitelkapelle mit Rippen
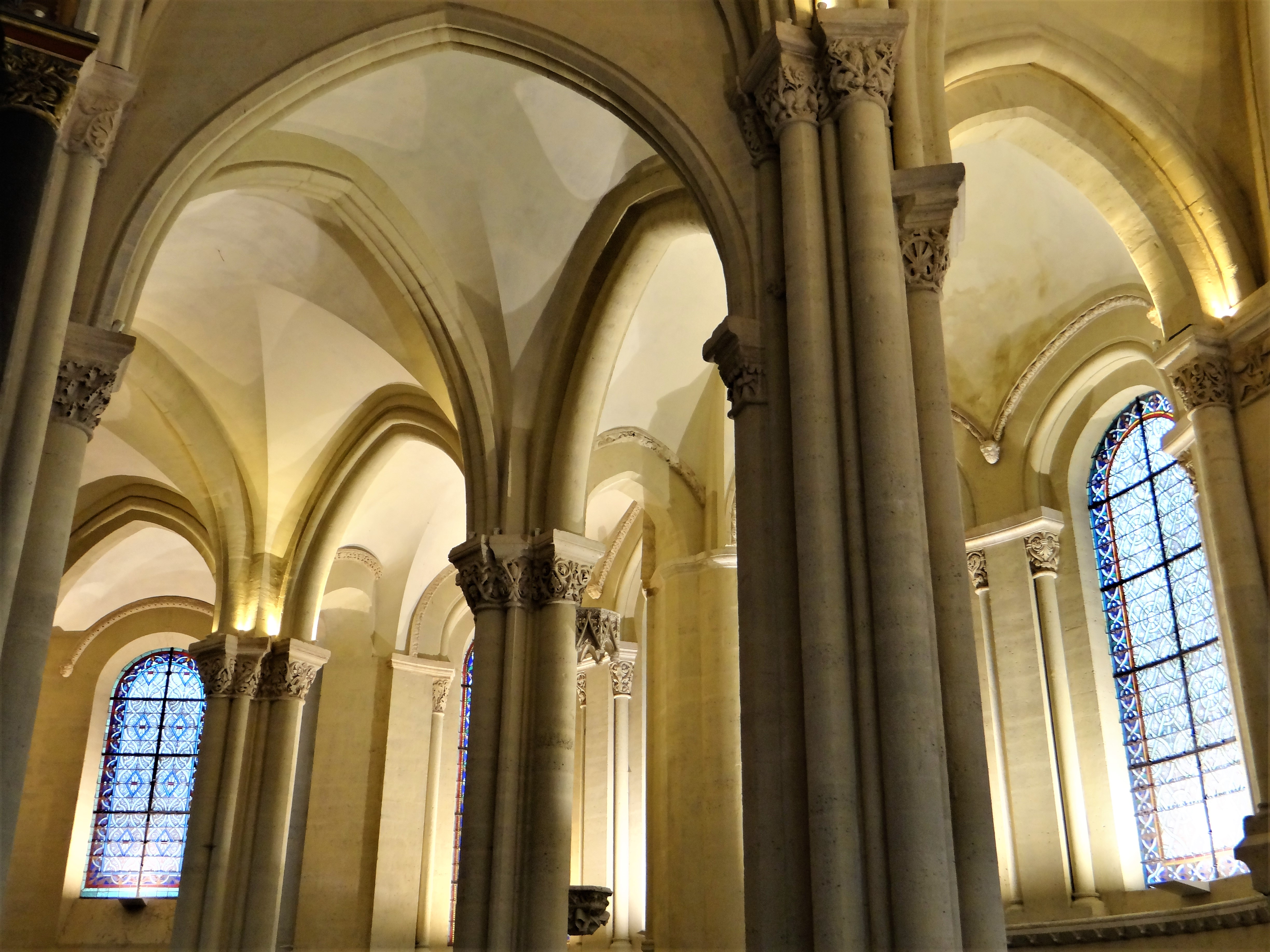
Umgang und Kapellen

Abteikirche Saint-Germain-des-Prés in Paris
- Hist. Benediktinerabtei außerhalb der Mauern von Paris
- Chor wohl Mitte 12. Jh., geweiht 1163
- Rippengewölbe von Chorarkade und Umgang erst teilweise spitzbogig
- Rippengewölbe des Binnenchors spitzbogig
- Binnenchor, Umgang und Kapellen schließen rund.

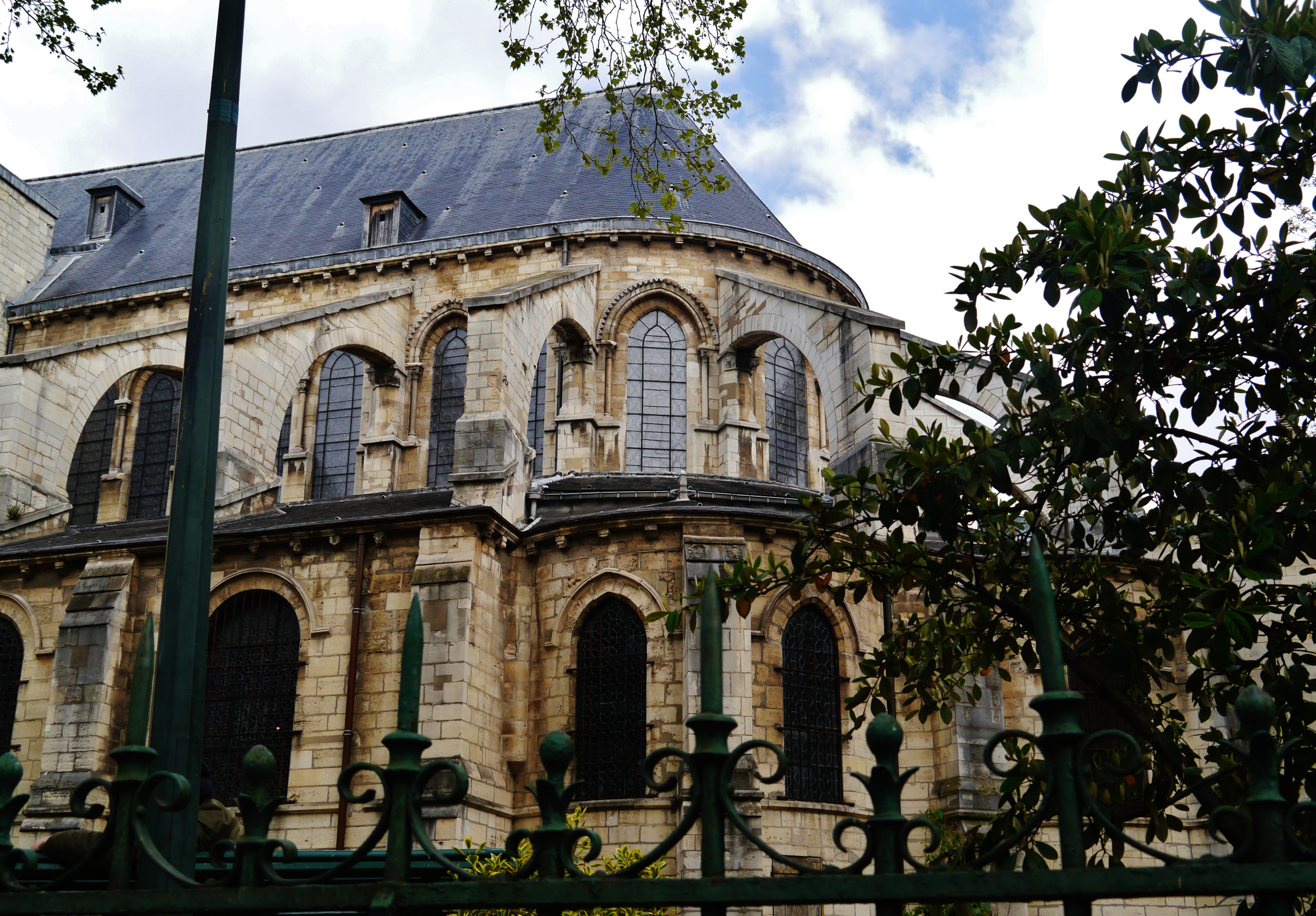
Chor von Südosten
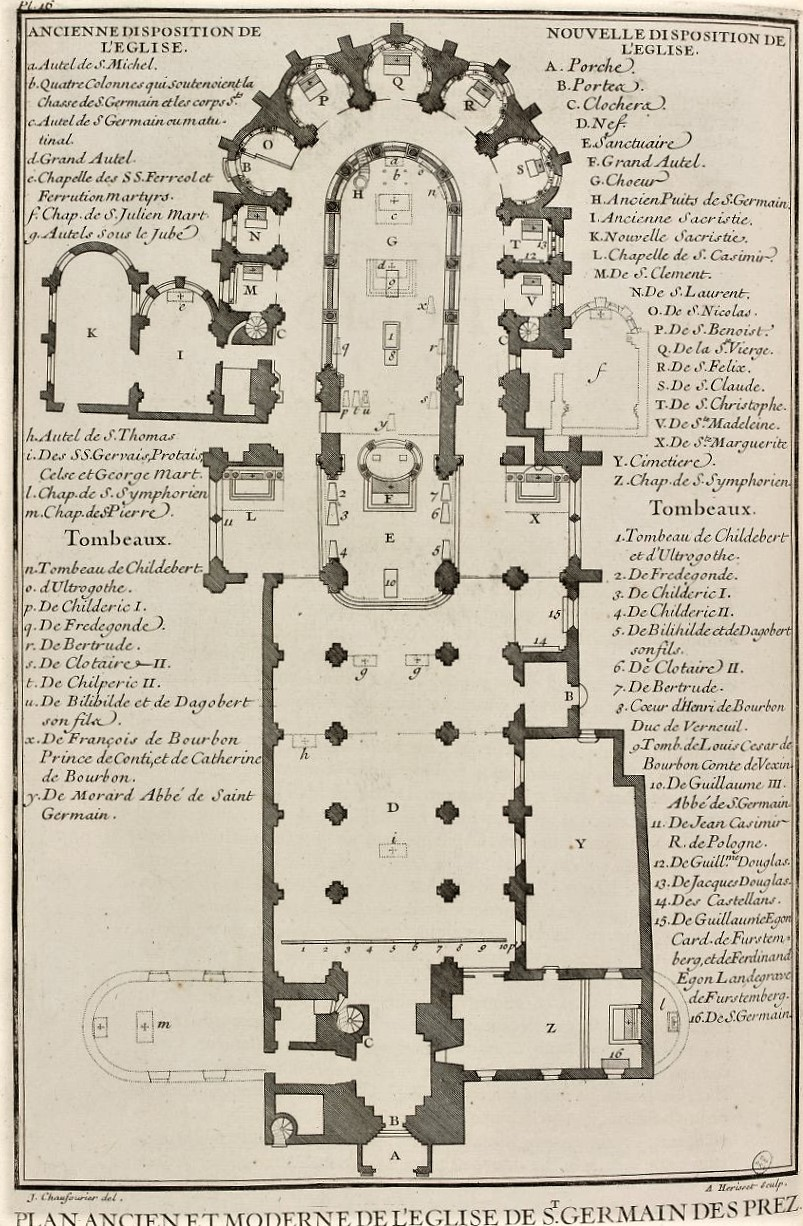
Grundriss
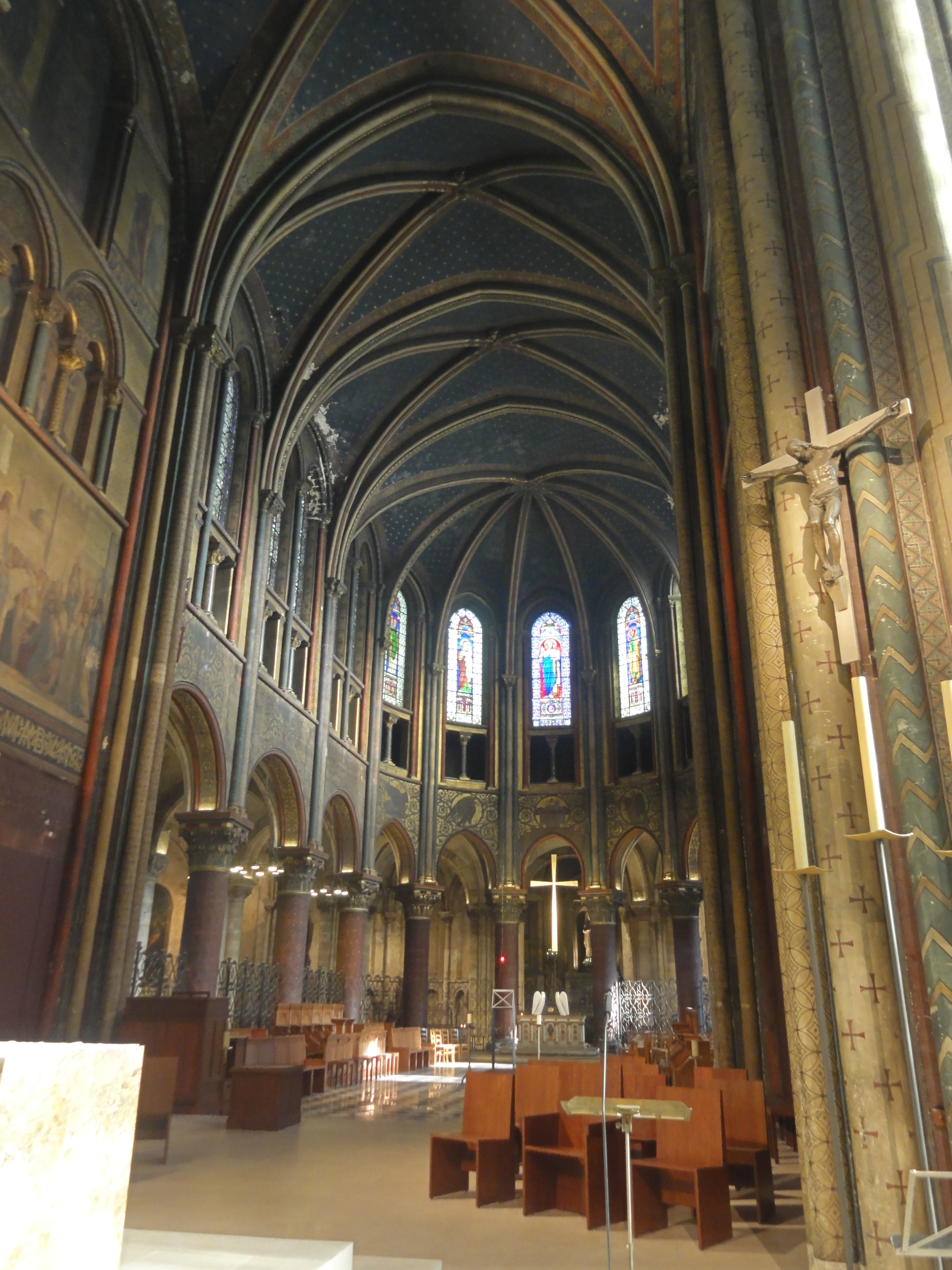
Binnenchor
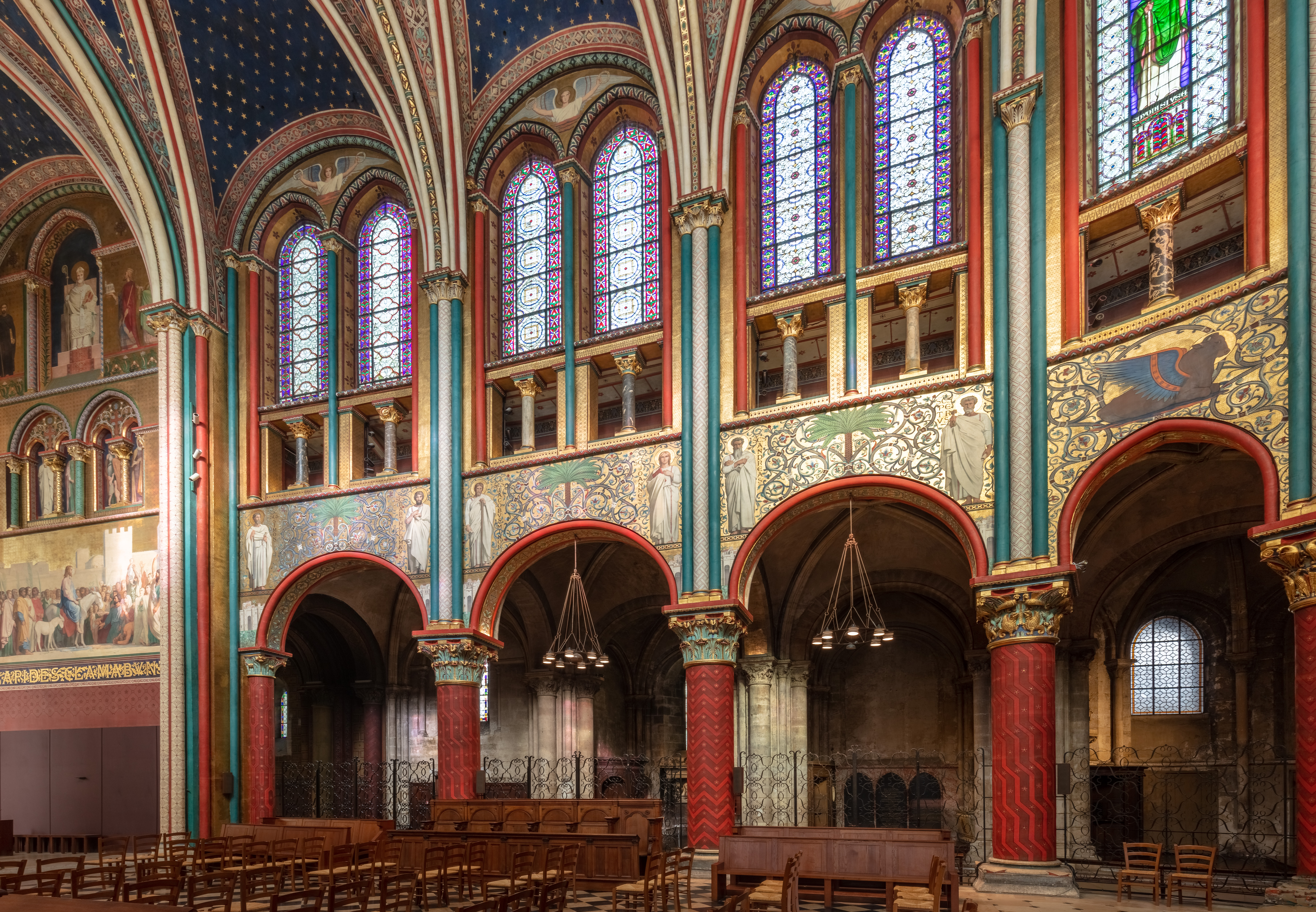
Chor mit Umgang

Abtei Saint-Germer-de-Fly
- nahe Beauvais, Picardie
- Chor, Querhaus und drei Langhausjoche 1135/1140–1167,
- 1172–1180 fünf Langhausjoche,
- 2. April 1206 geweiht,
- Umgangsarkade spitzbogig, Fenster und Emporenarkaden rundbogig,
- Binnenchor und Umgang spitze Kreuzrippengewölbe, Chorempore rundbogige Kreuzgratgewölbe,
  - bis dahin Binnenchor, Umgang und Kapellen rund schließend,
- 1259–1267 östlich Marienkapelle angeschlossen, in Größe eines Chors,
- Reparaturen 1380–1390, Westportal 1739,
- POP: Église abbatiale Saint-Germer, actu…

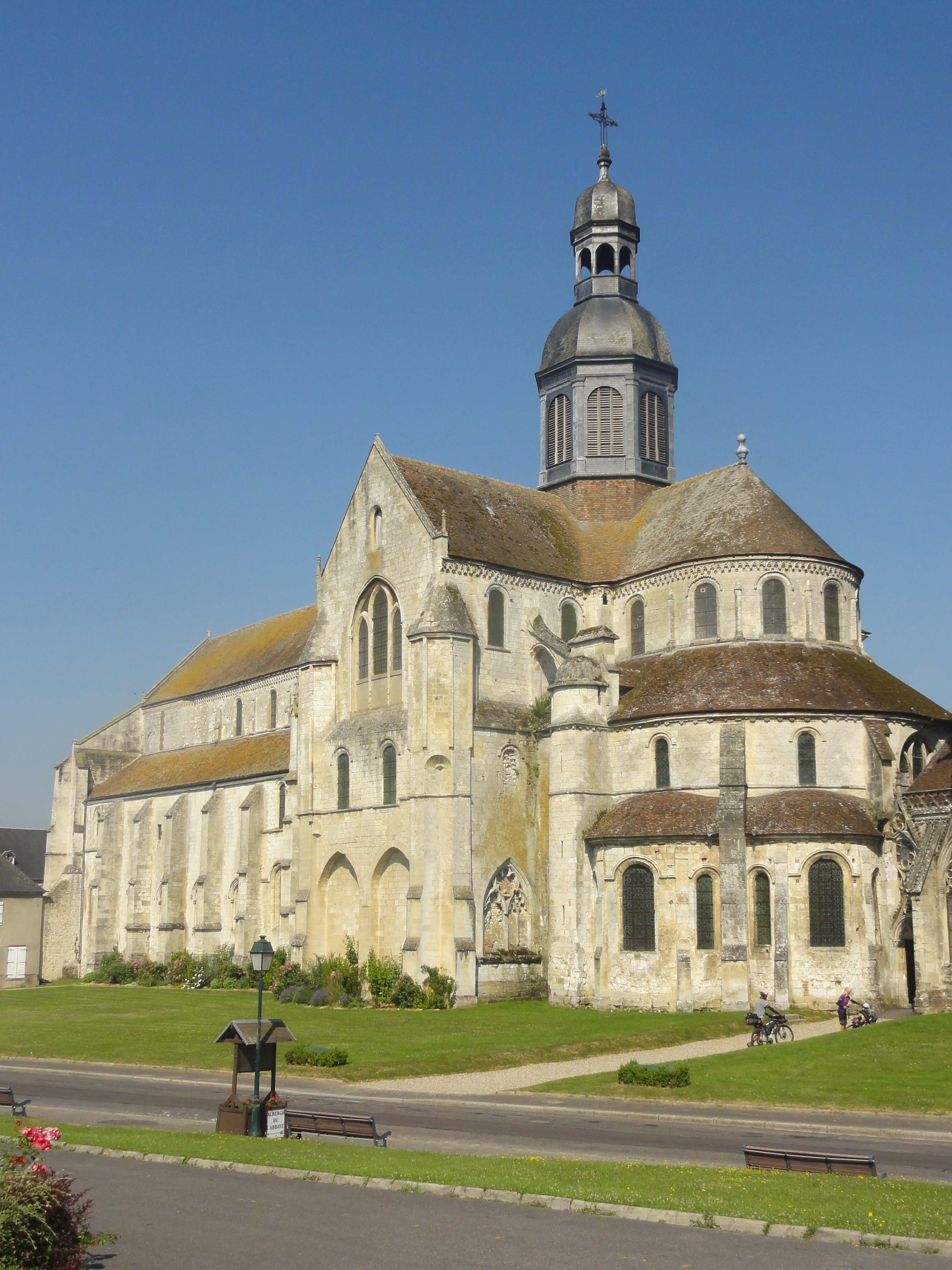
Südostansicht
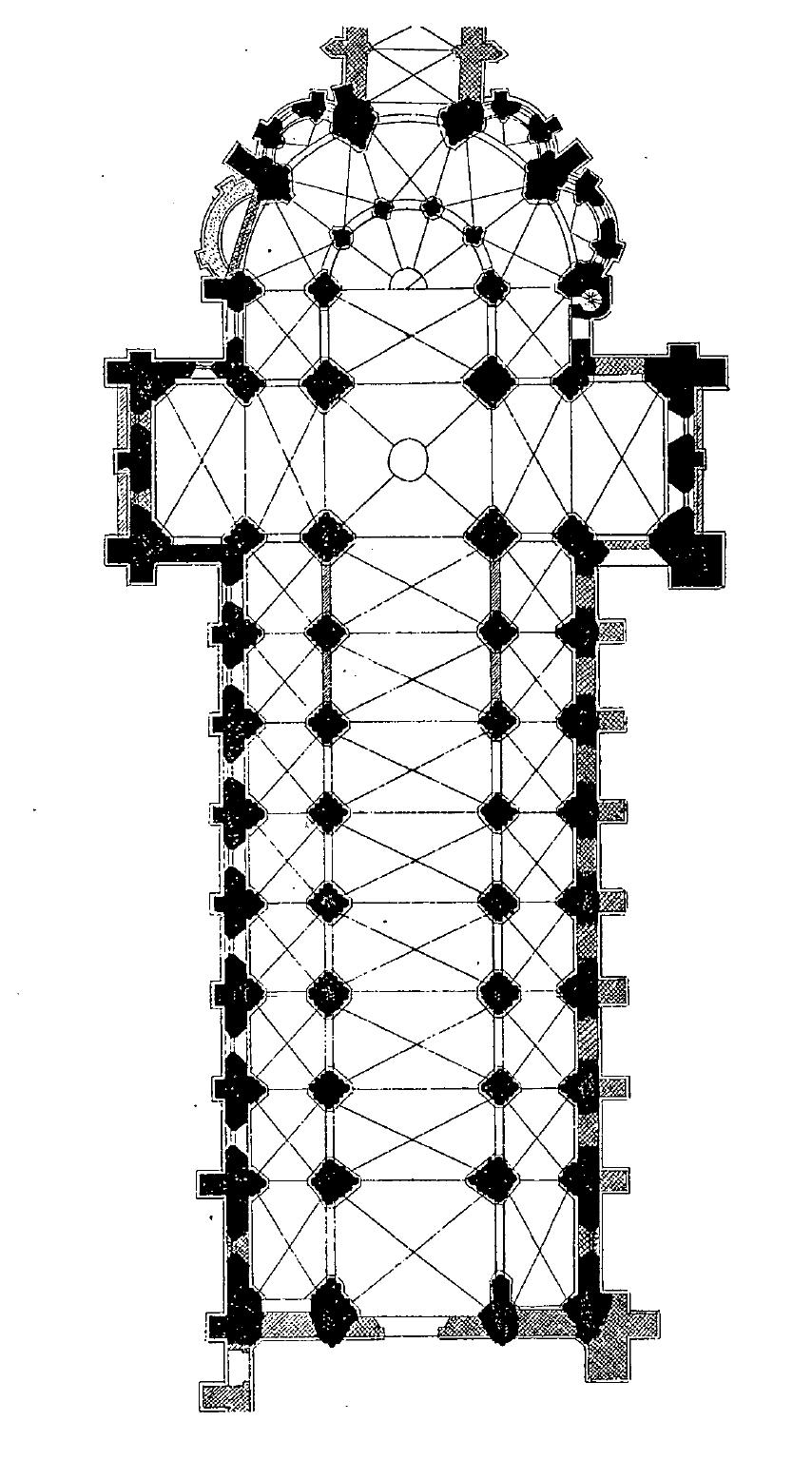
Grundriss
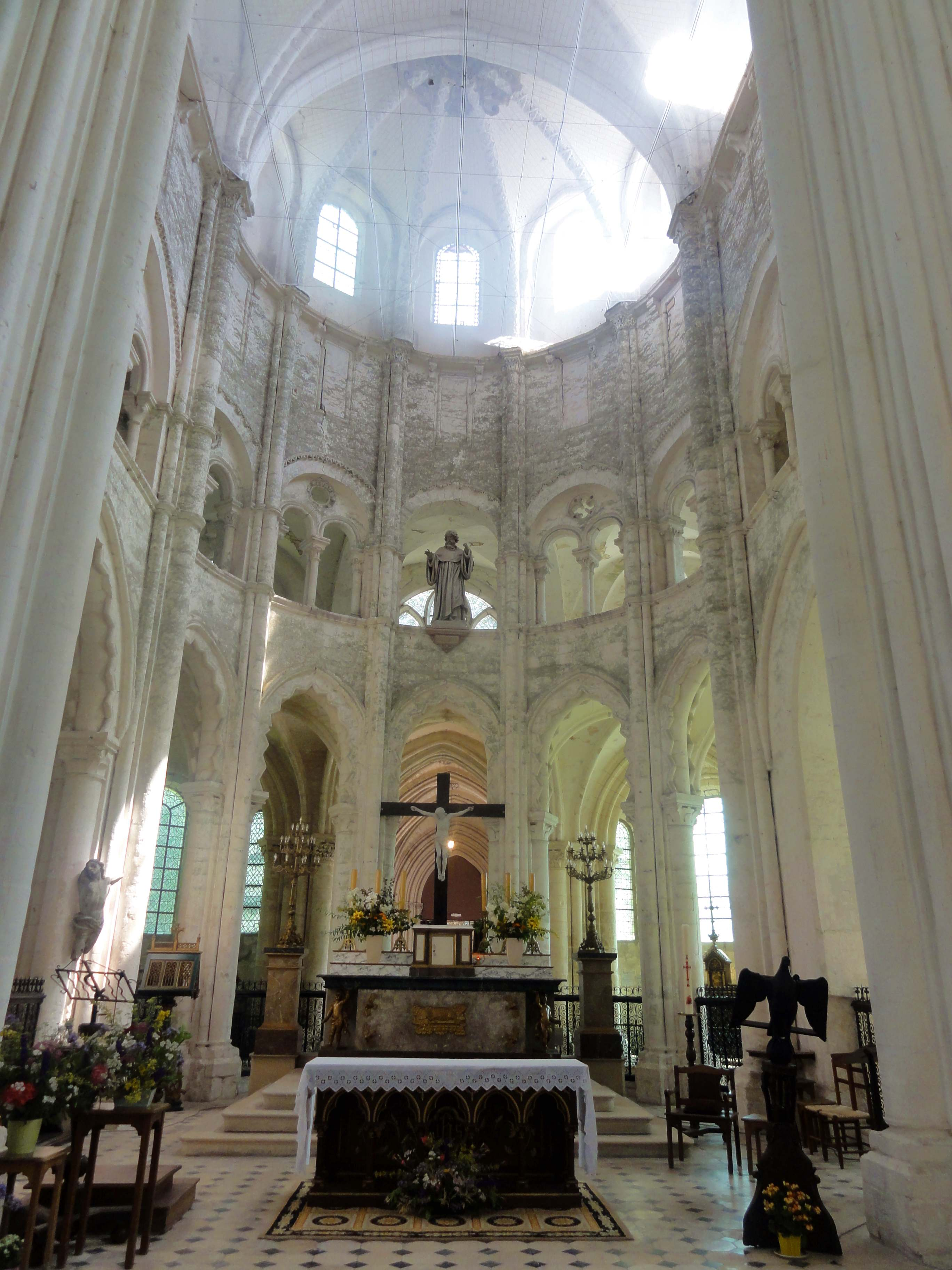
Chorhaupt
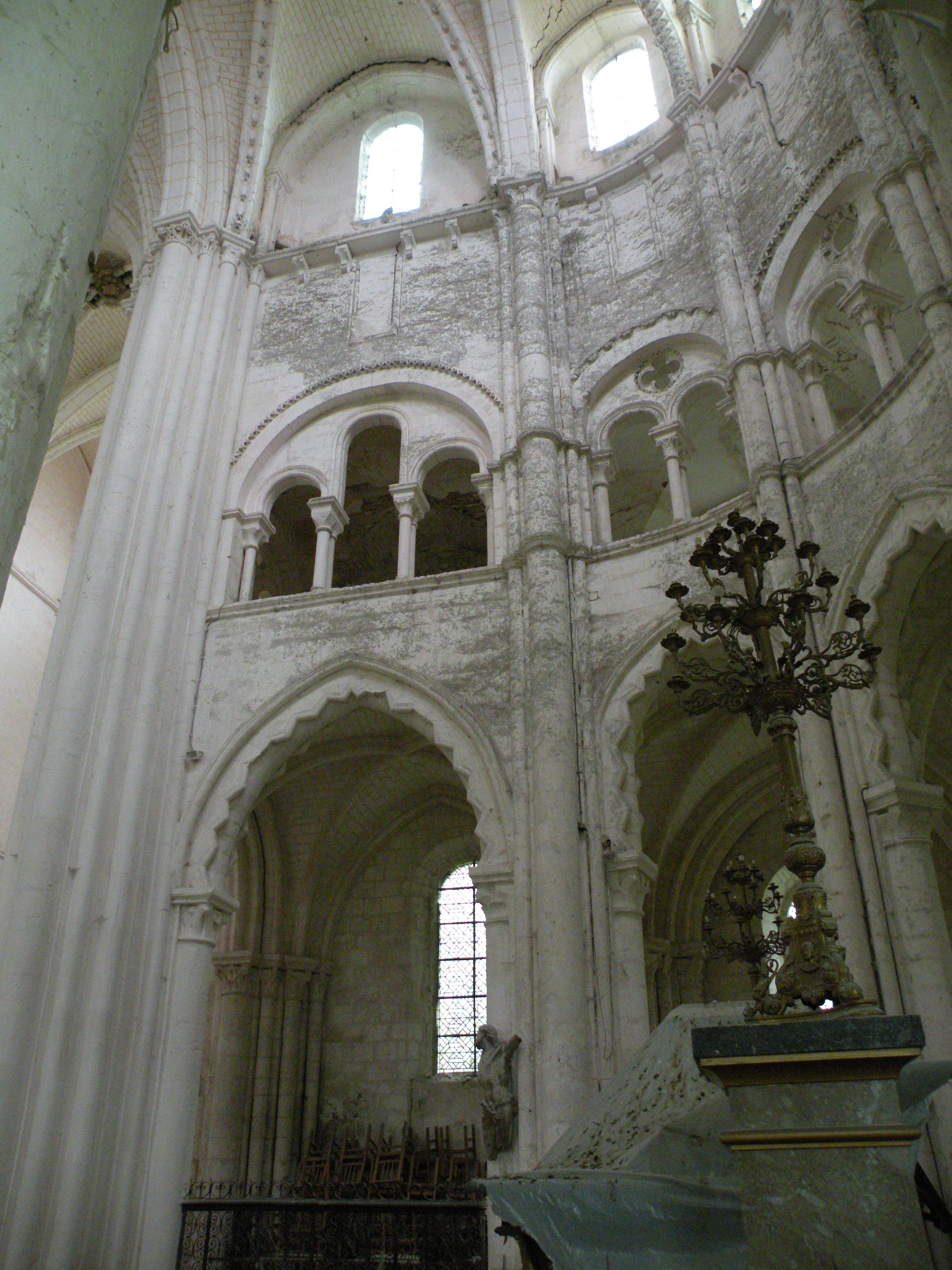
Chor, Umgang und Empore nach Norden

Benediktinerkirche Vézelay
- Département Yonne, nordwestliches Burgund
- heutiges Langhaus Mitte 12. Jh., romanisch mit rundbogigen Arkaden und Kreuzgratgewölbe
- heutiger Chor und Querhaus 1185–1215, spitzbogige Arkaden und Kreuzrippengewölbe, aber Kapellenfenster noch rundbogig. Eigentlich dominiert bei diesem Umgangschor schon die Frühgotik, aber die Kirche wird insgesamt als romanisch vermarktet, die Kathedrale von Sens mit teilweise ebenfalls rundbogigen Umgangsfenstern als gotisch.
  - Binnenchor und Umgang schließen polygonal, die Kapellen rund.
- Westfassade ab 1260

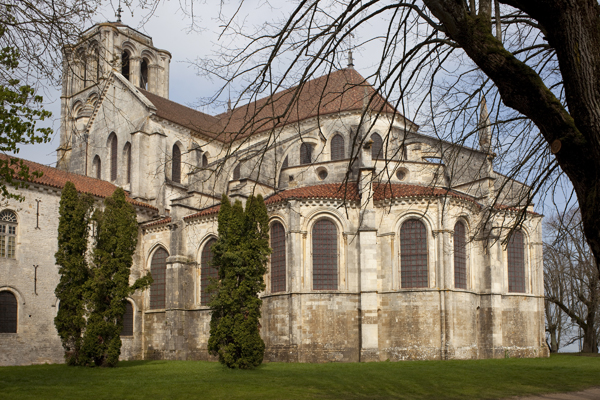
Chor und Vierung von Südosten
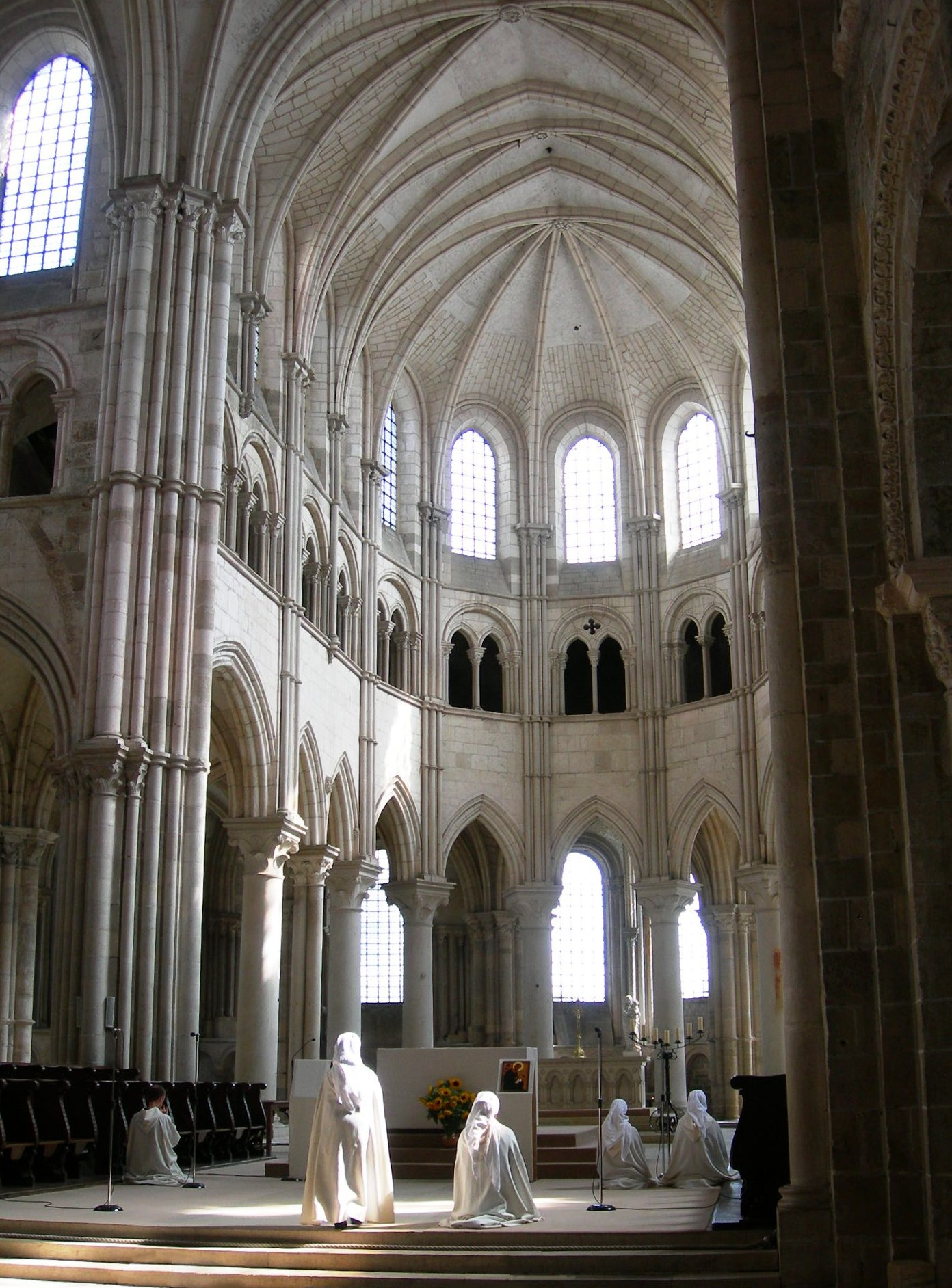
Chor
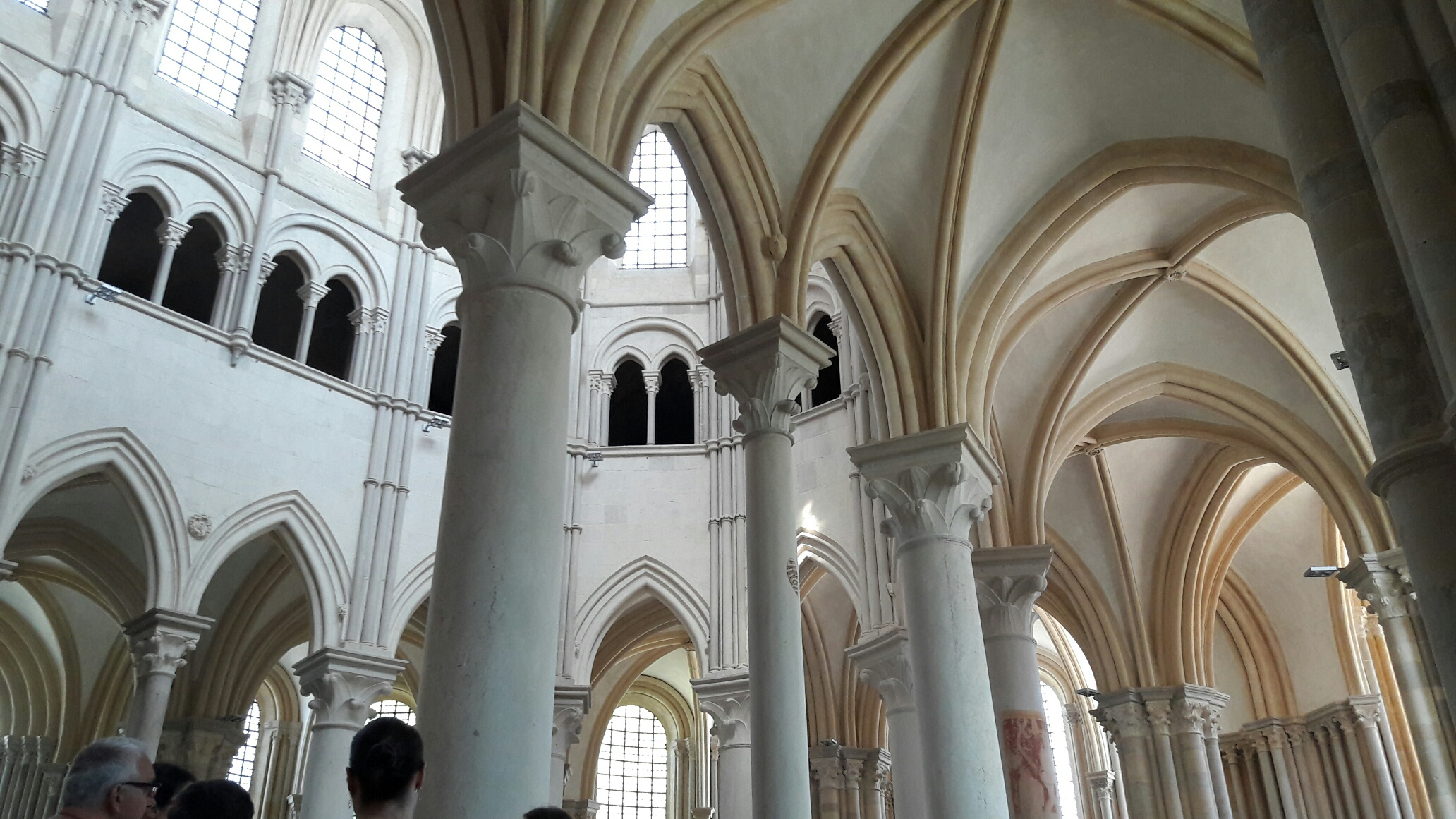
Umgang und Chor
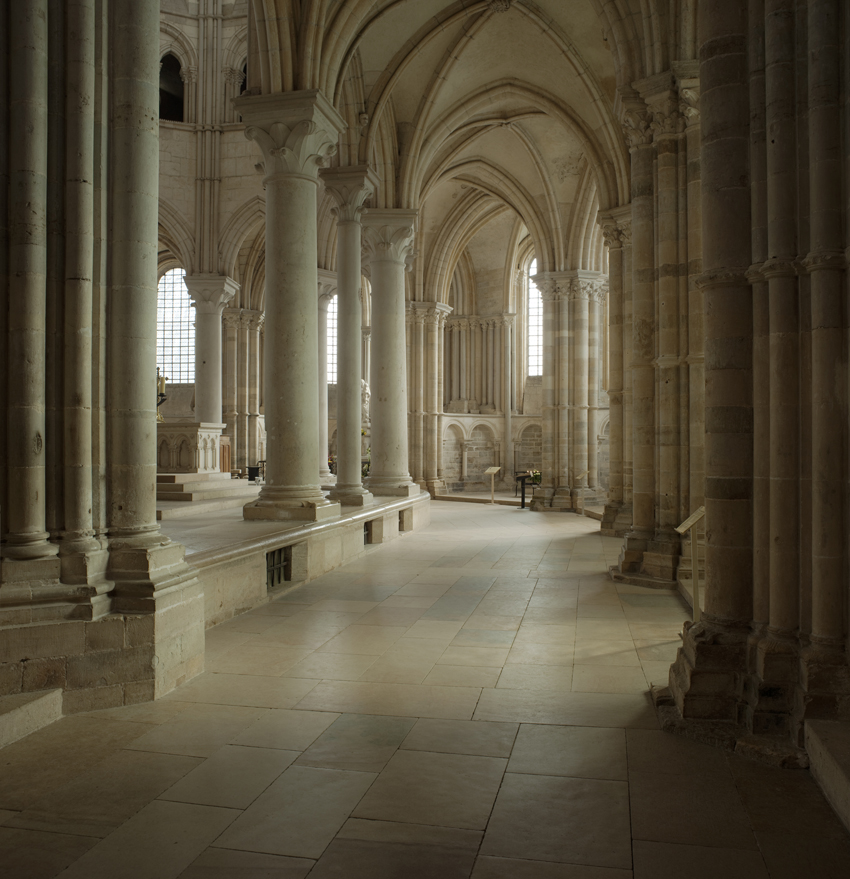
Umgang und Kapellen

Basler Münster
- Bauzeit 1186–ca. 1225[10]
- ursprünglich Kryptenumgang bis unter die Chorempore. Davon erhalten:
  - Außenwände
  - Arkaden zur Binnenkrypta und zum Hochchor
  - Gewölbe unter der Empore
- spätromanische Formenkombination:
  - Umgangsarkaden des Hochchors wie Seitenschiffsarkaden des Langhauses spitzbogig,
  - untere Chorarkade mit Gruppenpfeilern,
  - Emporenarkaden und ursprüngliche Obergaden rundbogig, ebenso die ursprüngliche Emporenfenster des Langhauses,
  - Chorumgang wie Seitenschiffe spitzbogige Kreuzrippengewölbe – frühgotisch,
  - Kreuzgang im ältesten Teil rundbogige Kreuzrippengewölbe – passt zu staufisch (Vgl. Kloster Maulbronn),
- Veränderungen nach Erdbeben von 1356:
  - Ersatz der Gewölbe der Binnenkrpyta (archaisierend)
  - Trennung von Kryptenumgang und Chorumgang durch Einzug einer neuen Gewölbedecke (archaisierend)
  - Ersatz von Außenwand (spätgotisch) und Gewölbedecke (archaisierend) der Empore
  - Ersatz des Polygons der Chorobergaden und der Emporenarkade – Rayonnant-Gotik und Harfenmaßwerk (Vgl. Straßburger Münster)
- Emporenräume des Langhauses erst im 19. Jh. eingewölbt

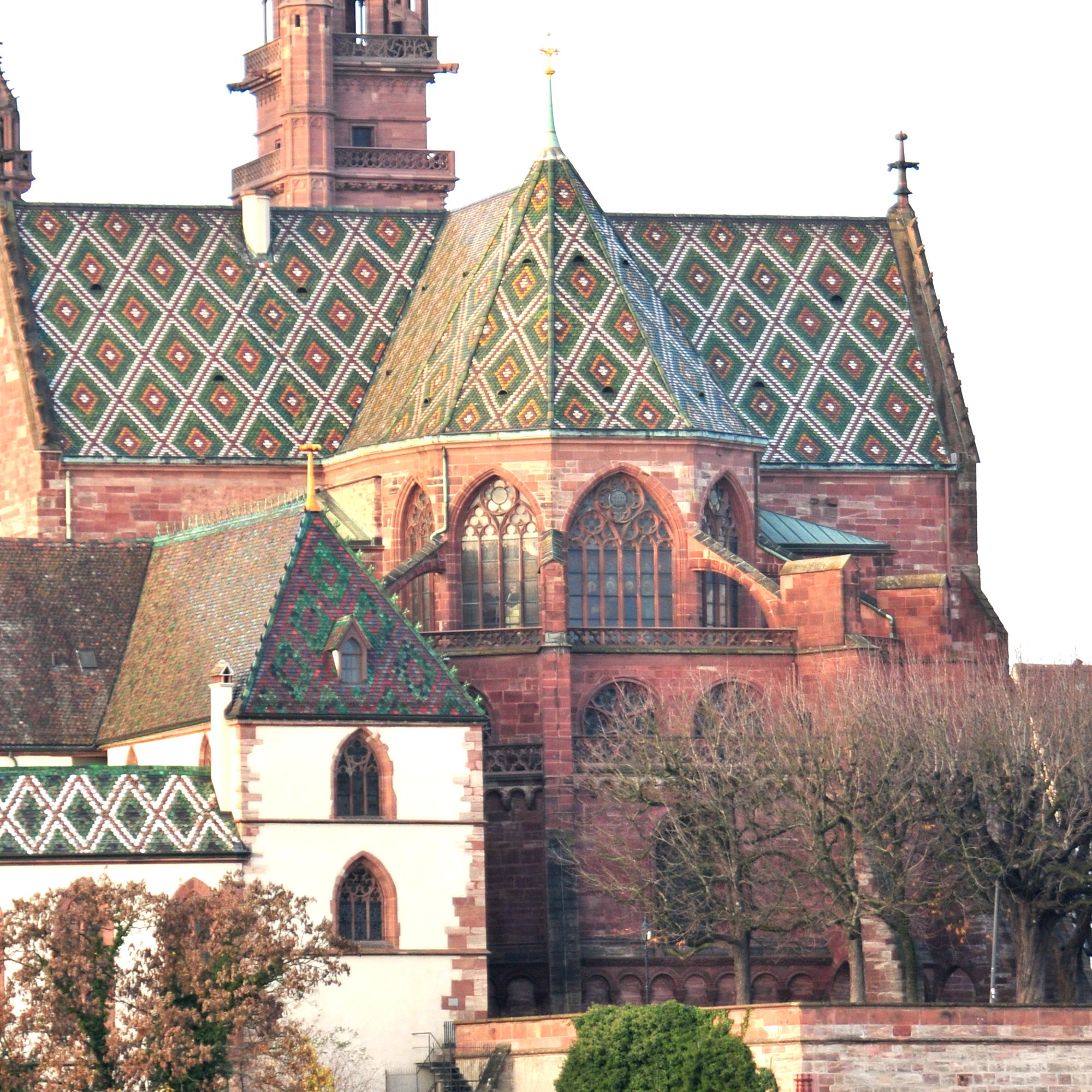
Chor und Querhaus von Osten
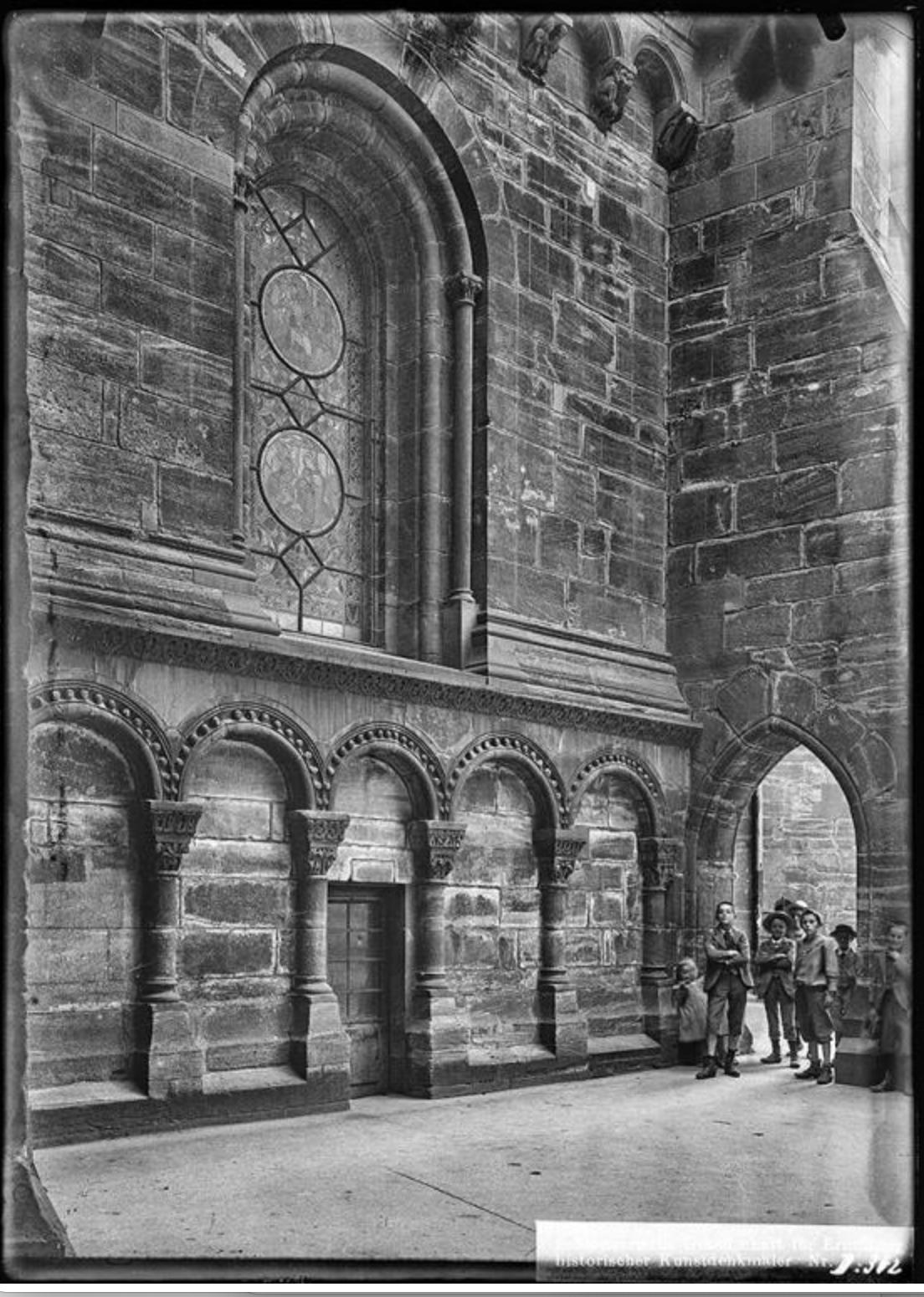
Außenwände von Krypten- und Chorumgang
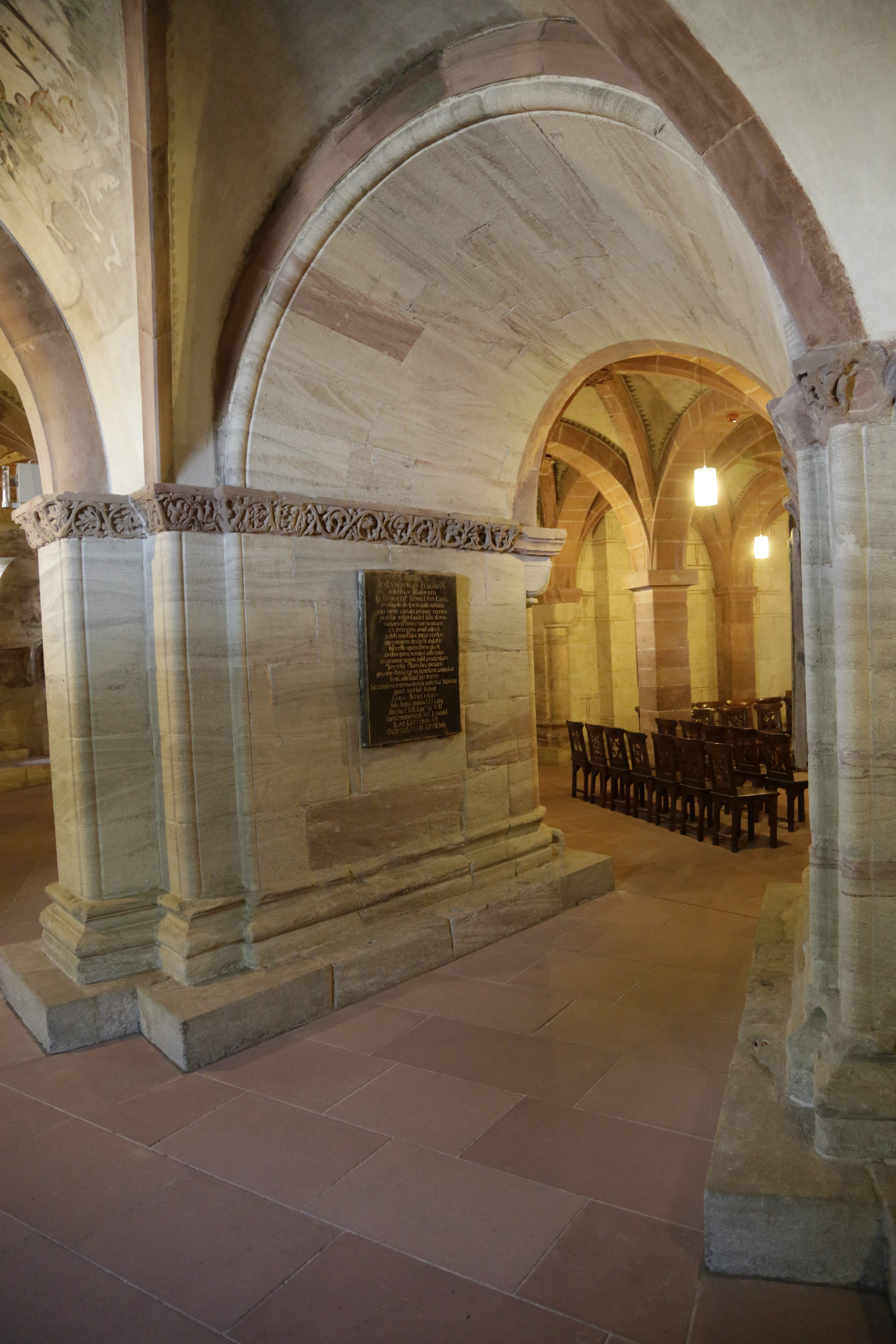
Kryptenarkade zur Binnenkrypta
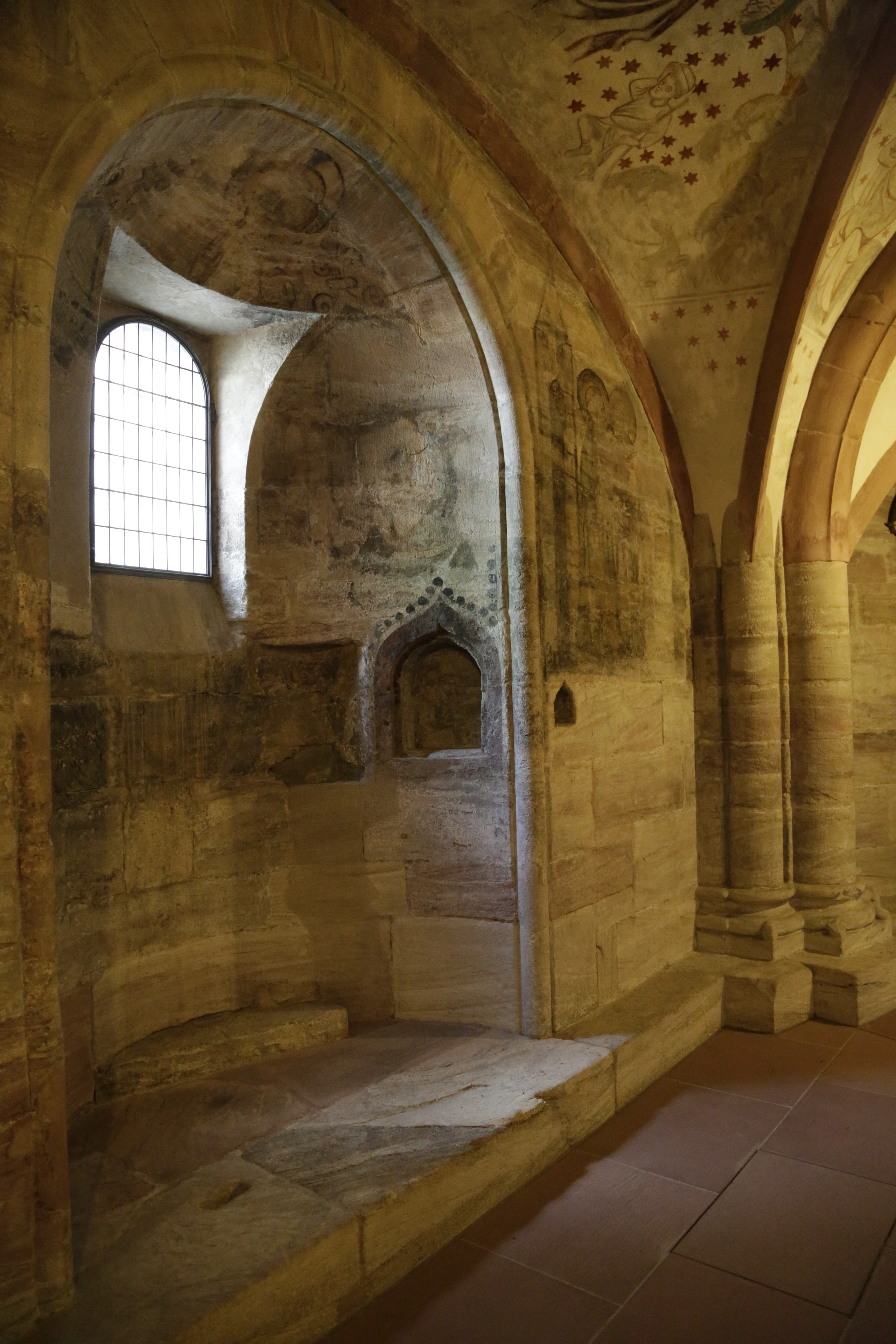
Außenwand des Kryptenumgangs
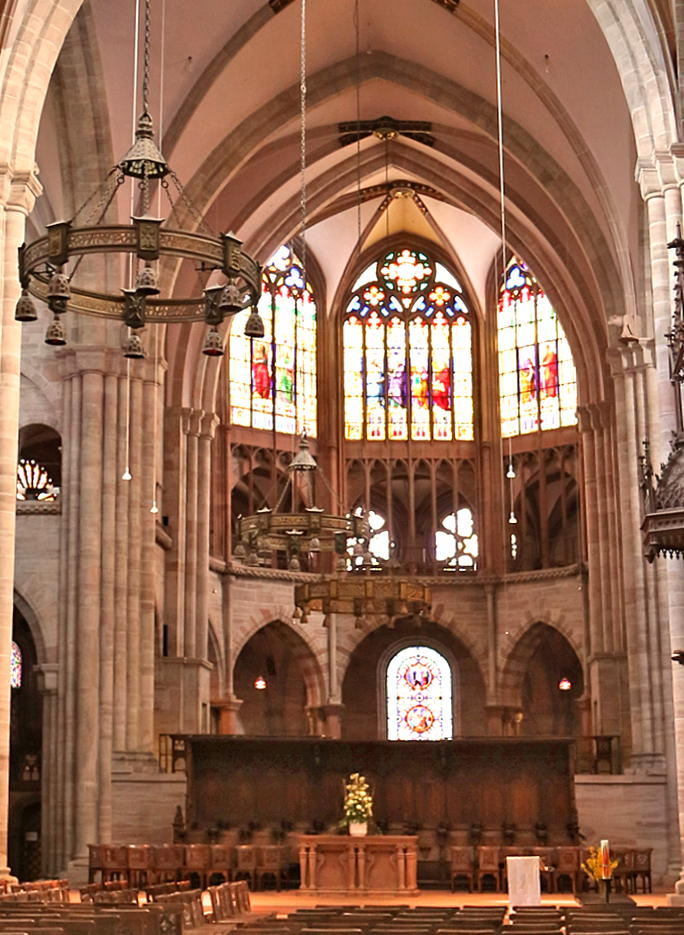
Chorhaupt

Zisterzienserkirche Heisterbach
- Kloster nach zwei Verlegungen ab 1202 am Ort der jetzigen Ruine
- 1237 Kirche geweiht, Grundfläche mit 88 m × 44 m wohl größer als Pontigny
- Strahlengewölbe des Chorumgangs mit zarten Wulstrippen, Fächergewölbe der Binnenchchorapsis mit abgeplatteten Graten
- Binnenchor endet im spitzer Schirm-Halbkuppel
- Querhaus und Westfassade hatte Spitzbogenöffnungen
- Die Rundbogenfenster der Seitenschiffe und Rosenfenster der Obergaden sind als stilistisch neutral zu bewerten.
- Binnenchor, Umgang und Kapellen schließen rund.

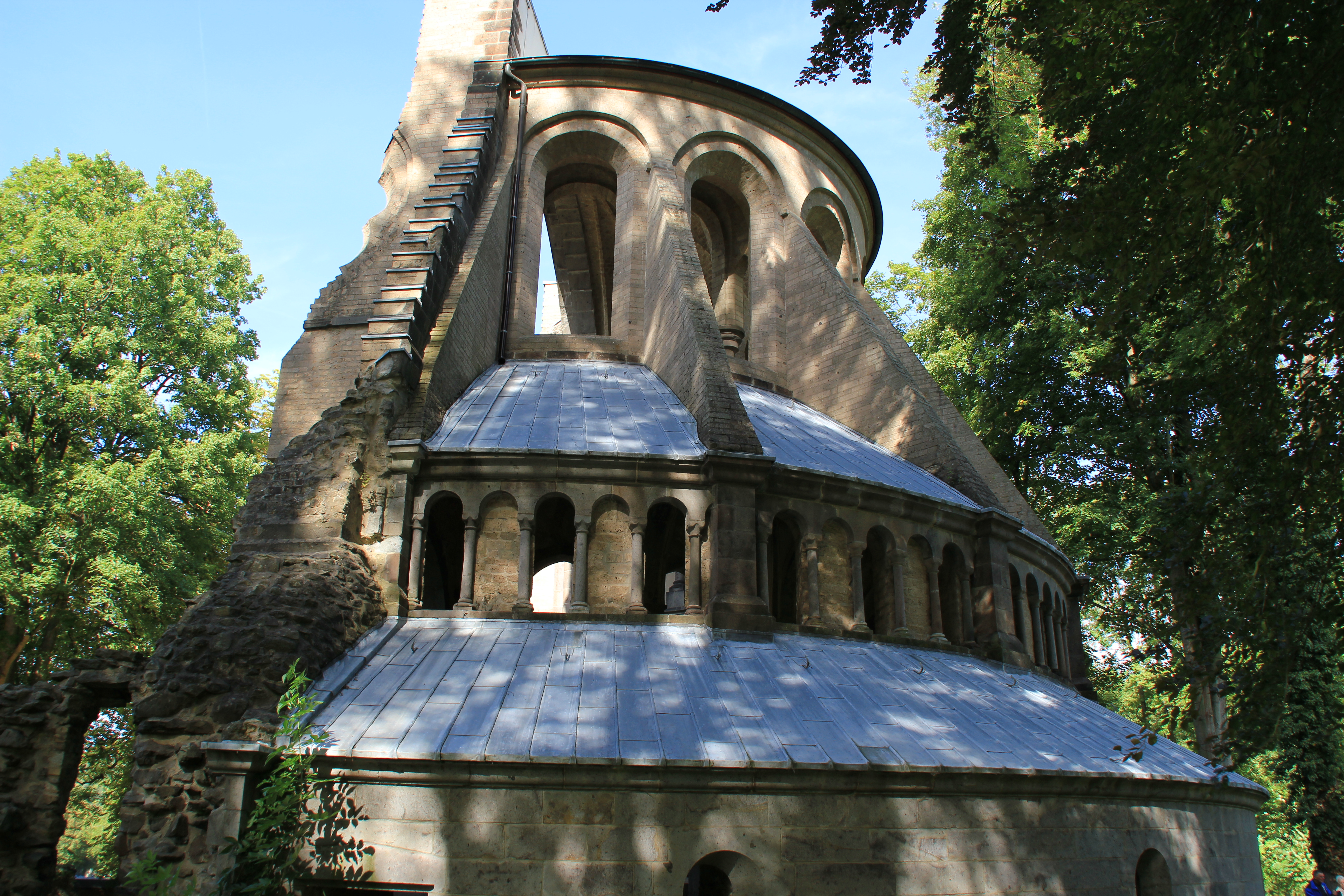
Außenseite, Rundbogenfenster
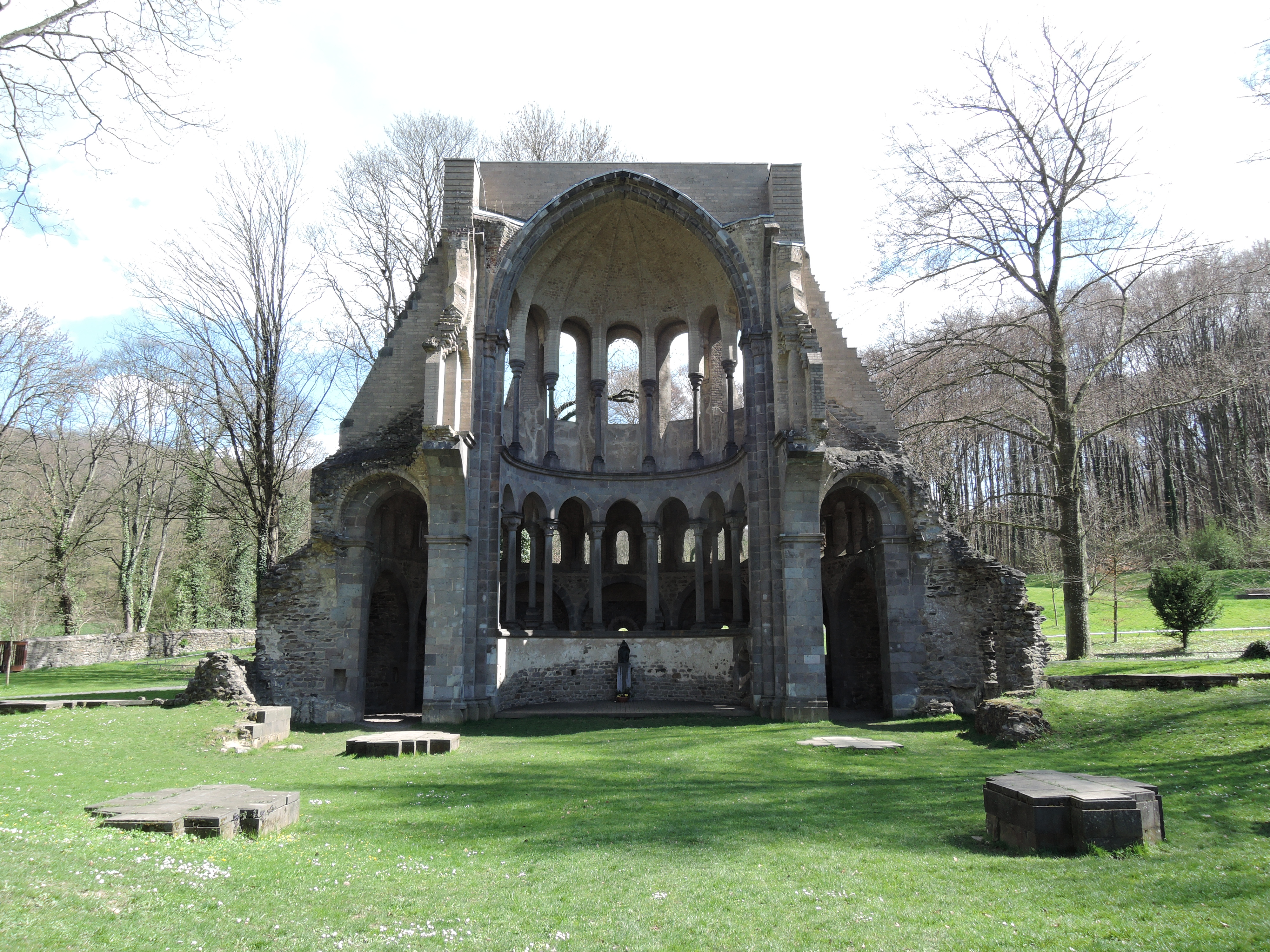
Innenseite
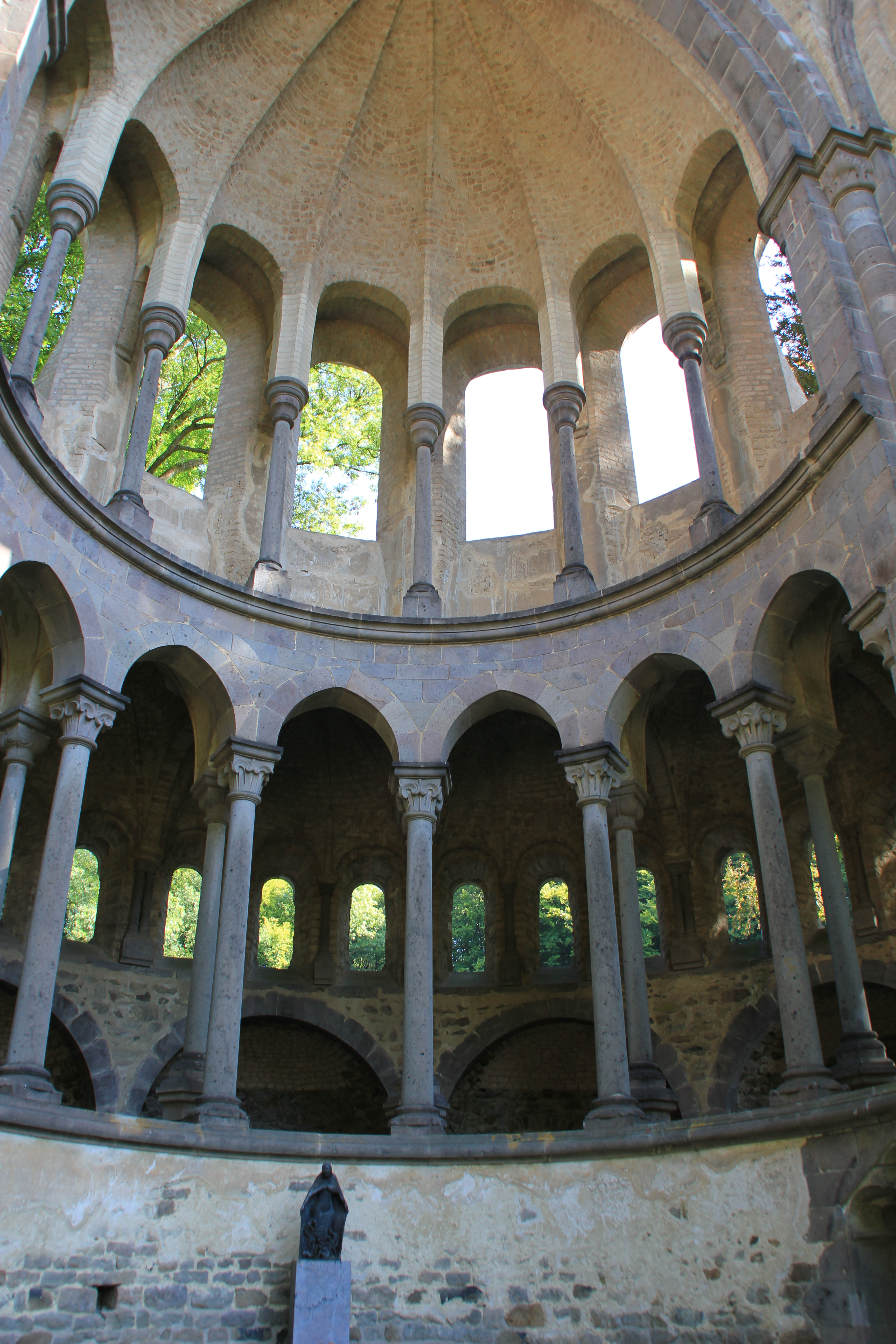
Gewölbe des Umgangs mit zarten Rippen, der Binnenchorapsis mit Graten
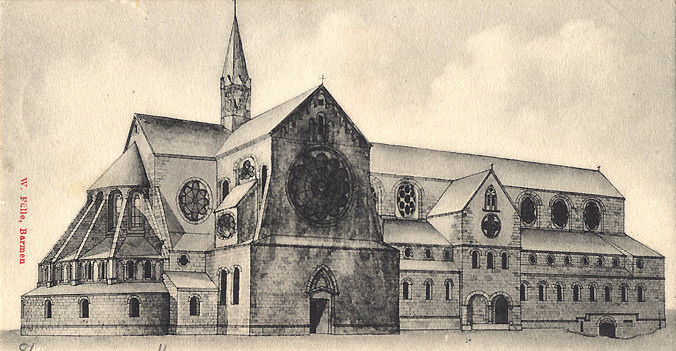
Zustand vor 1809 nach Sulpice Boiserée

Roskilde Domkirke
- heutige Kirche ab Anfang 13. Jh.
- Chor und Umgang äußerlich romanisch,
- innen Übergang von der Romanik zur Gotik,
- Chor und Umgang schließen innen und außen rund.
- keine Radialkapellen.
- Spitzbogenfenster erst als Obergaden des Langhauses und am nördlichen Kapellenanbau.
- Danmarks Kirker: Roskilde Domkirke → PDF

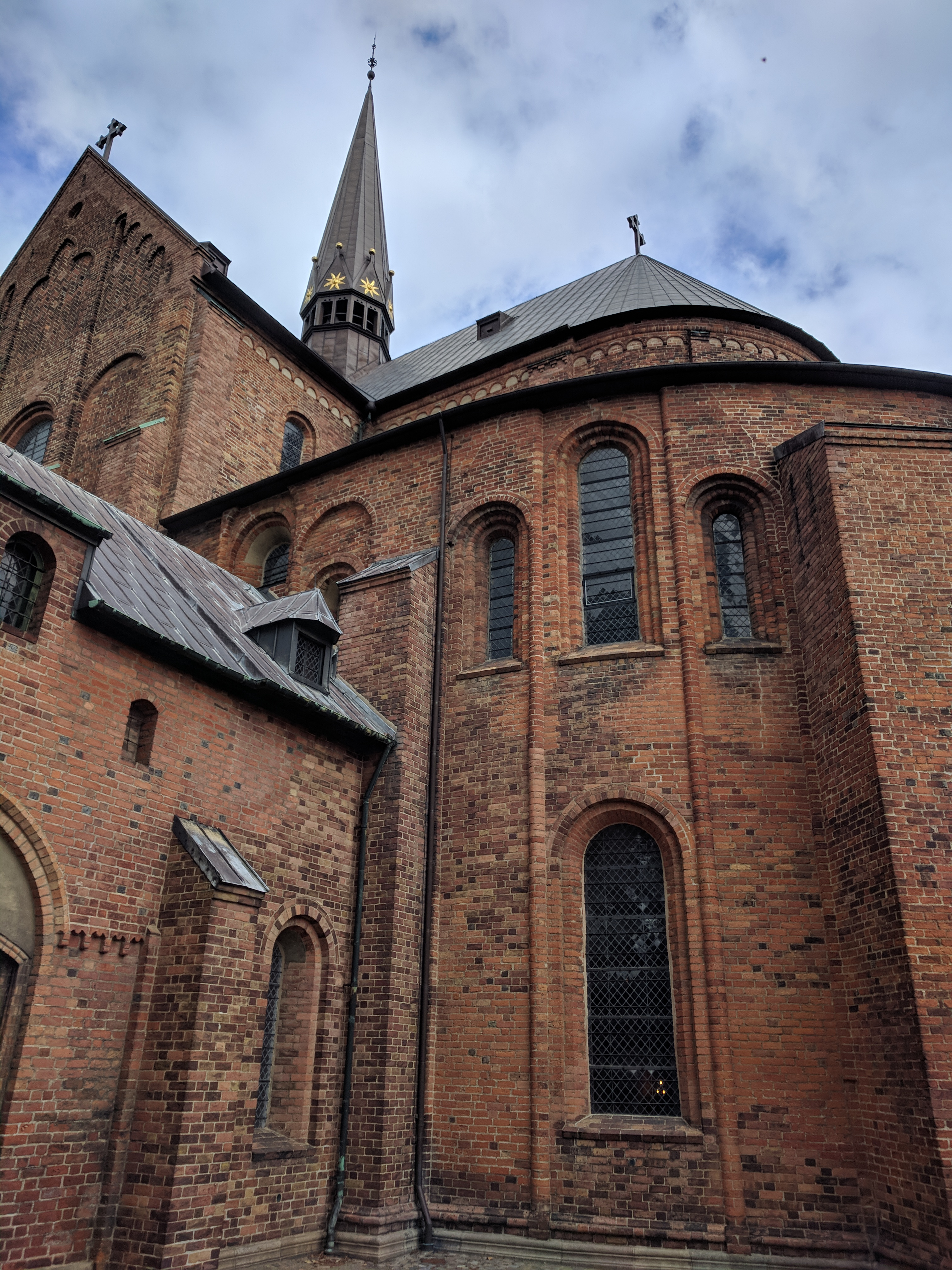
Chor von Südosten
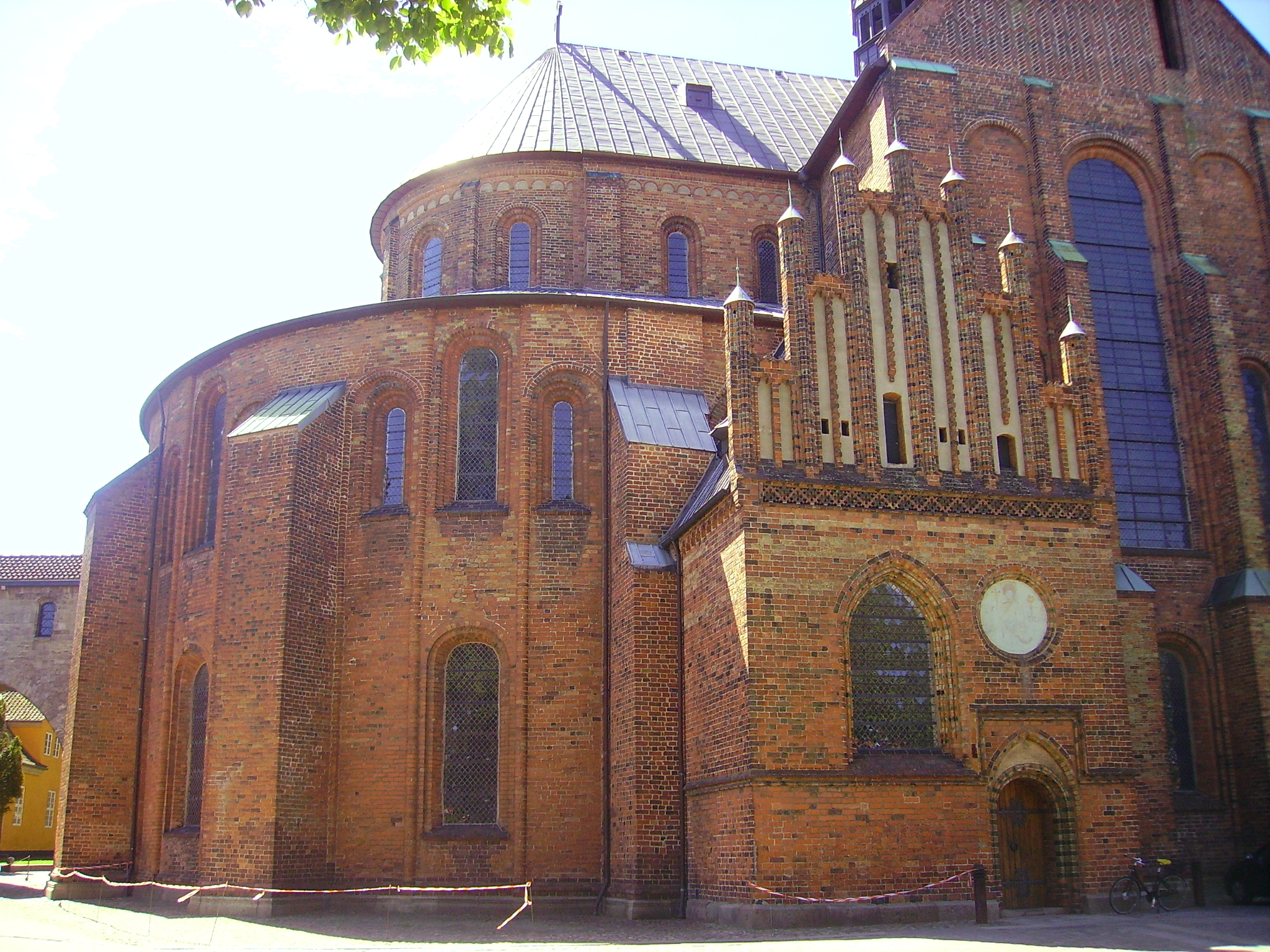
Chor von Norden
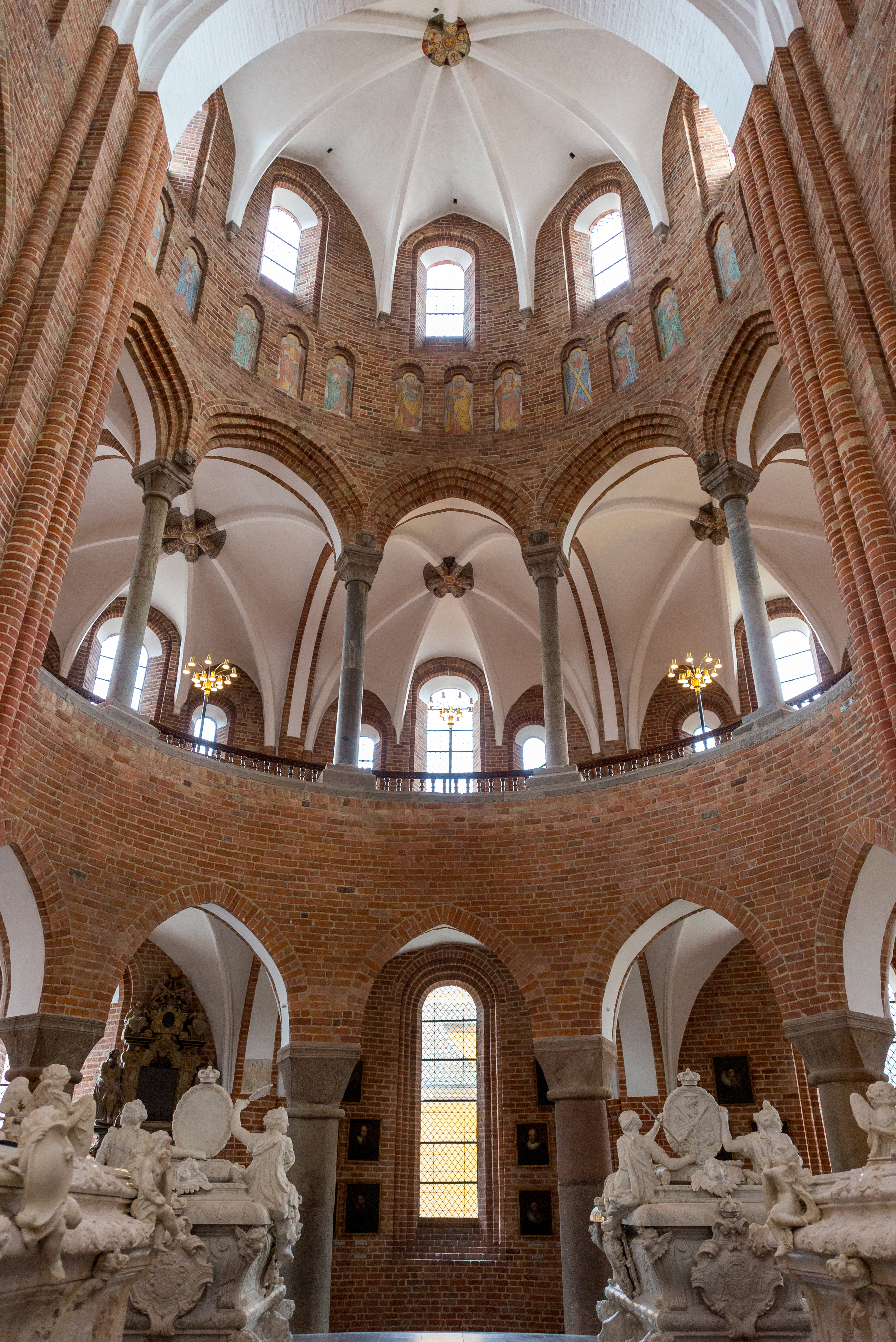
Chorhaupt mit Umgang und Empore

Zisterzienserkirche Ebrach
- Michaelskapelle  1200–1212, danach  Chor und übrige Kirche bis 1282/1285
- Chor und Chorumgang rechteckig
- Rundbogenfenster, spitzbogige Rippengewölbe, Innenraum stark barock überformt

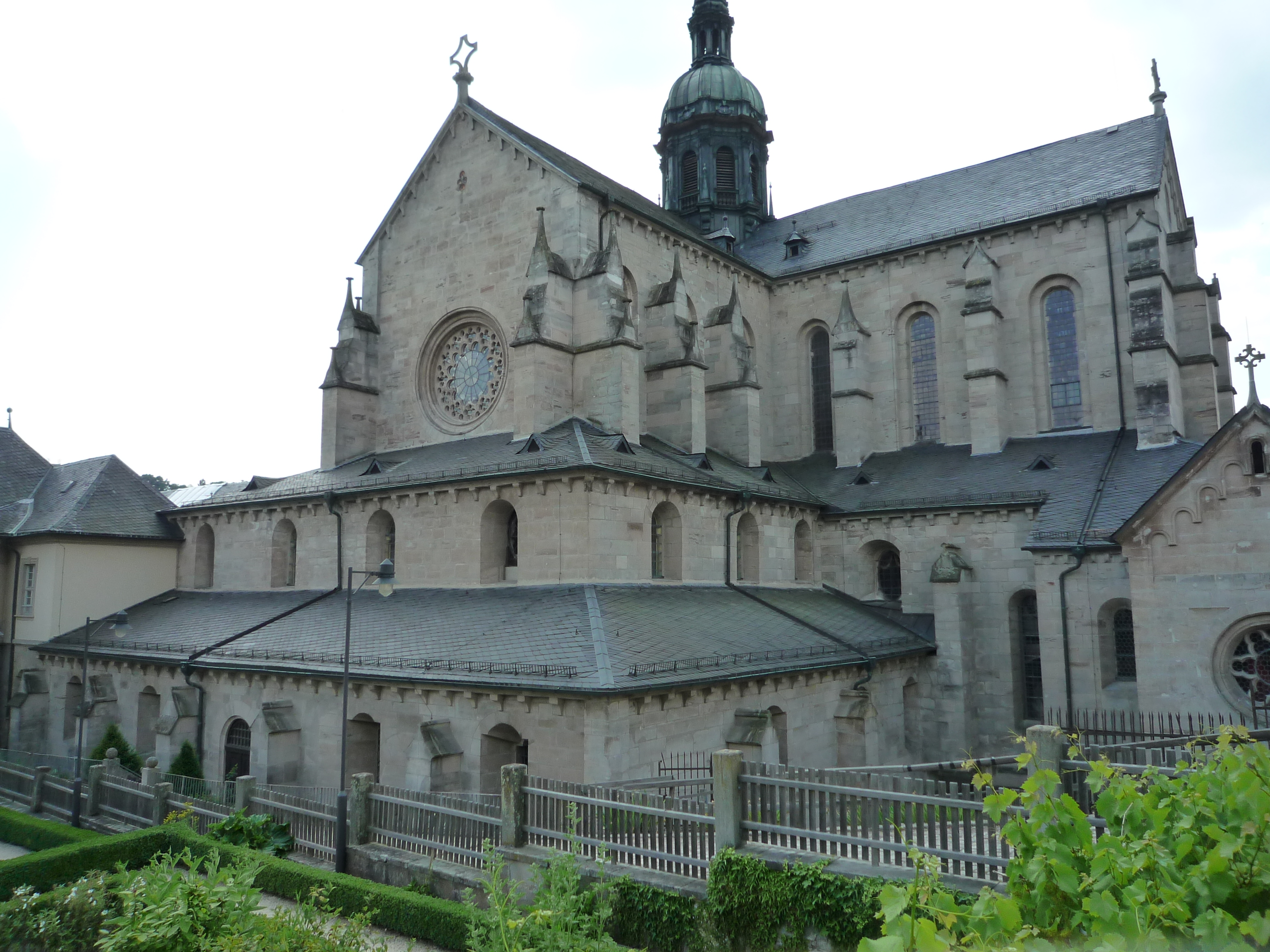
Grundriss rechteckig, Fenster rundbogig, stichbogig und ein Rosenfenster
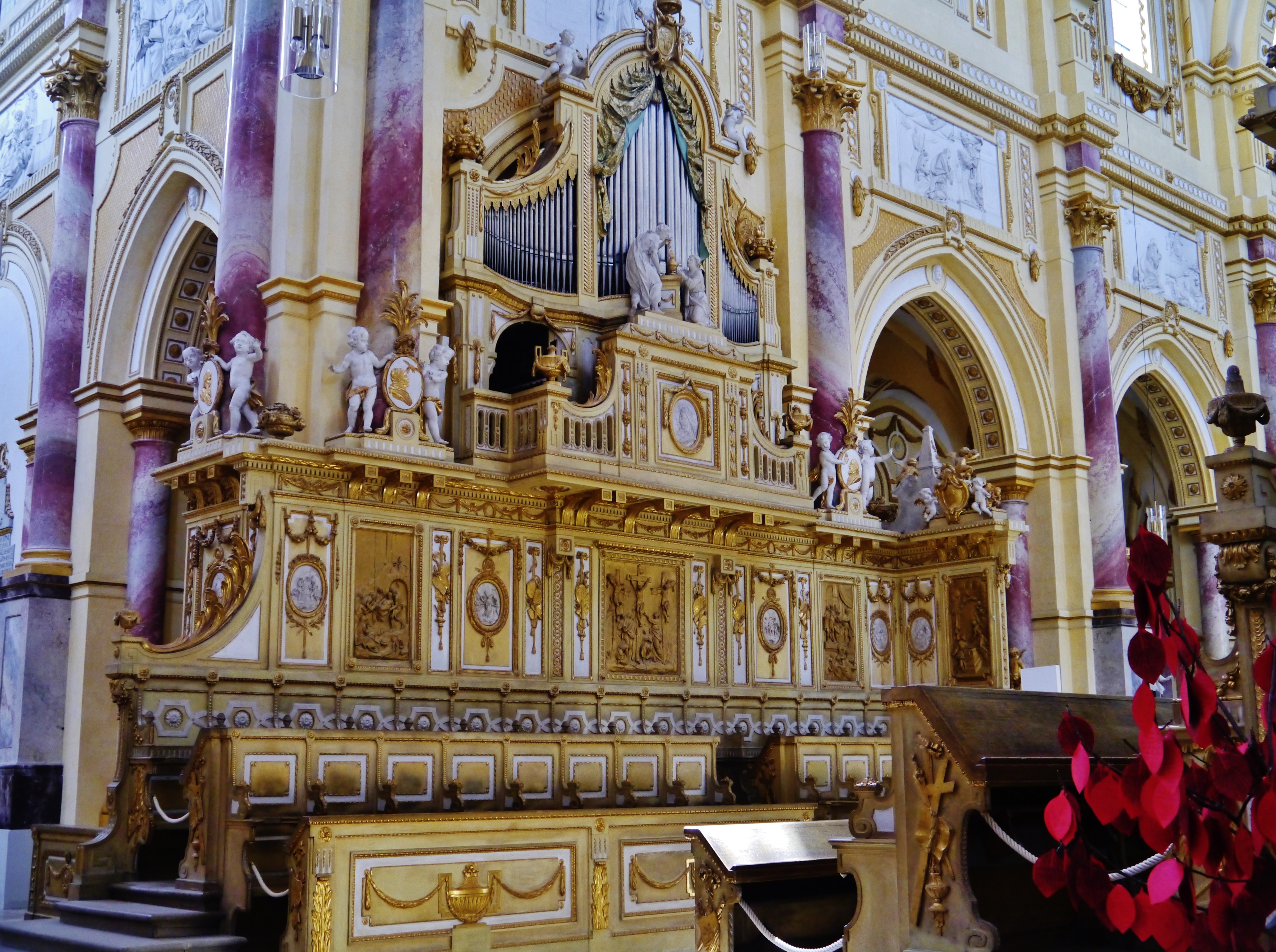
Chorgestühl, etwas Sicht in den Chorumgang
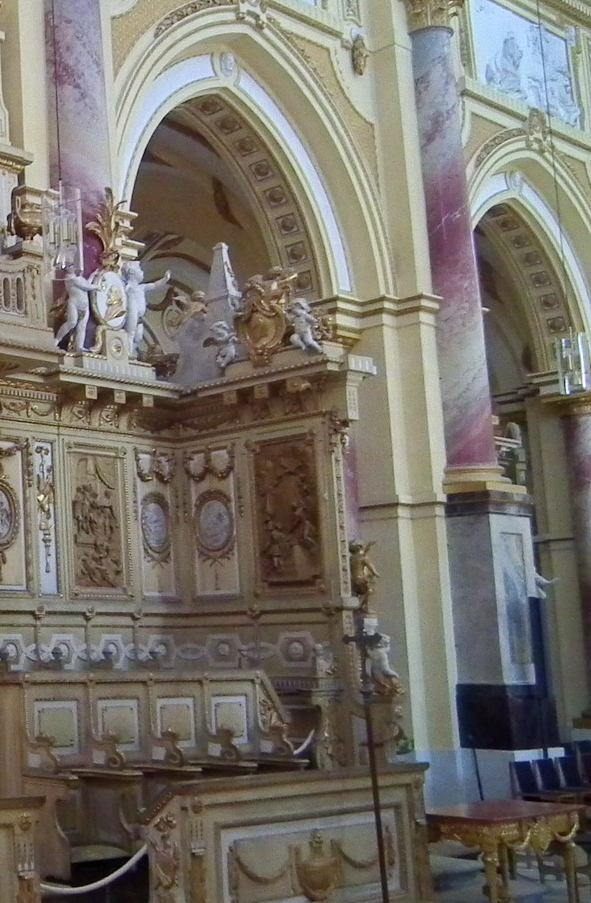
Chorumgang schräg aus dem Chor
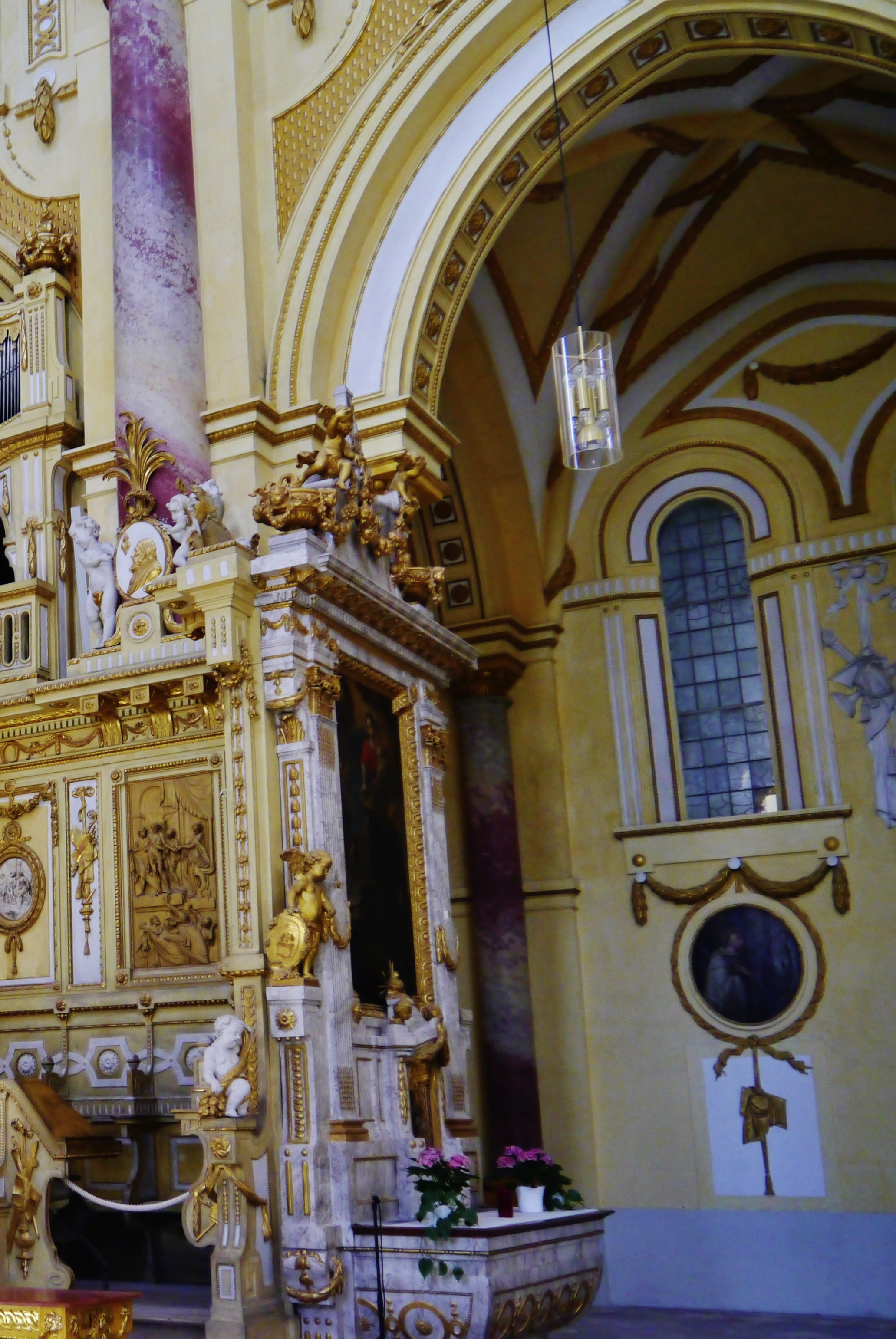
Chorumgang quer aus dem Chor

Zisterzienserkirche Riddagshausen
- Baubeginn 1216 oder etwas später
- Rechteckchor mit rechteckigem Chorumgang
- Die Formenkombination des Langhauses entspricht derjenigen in Pontigny.

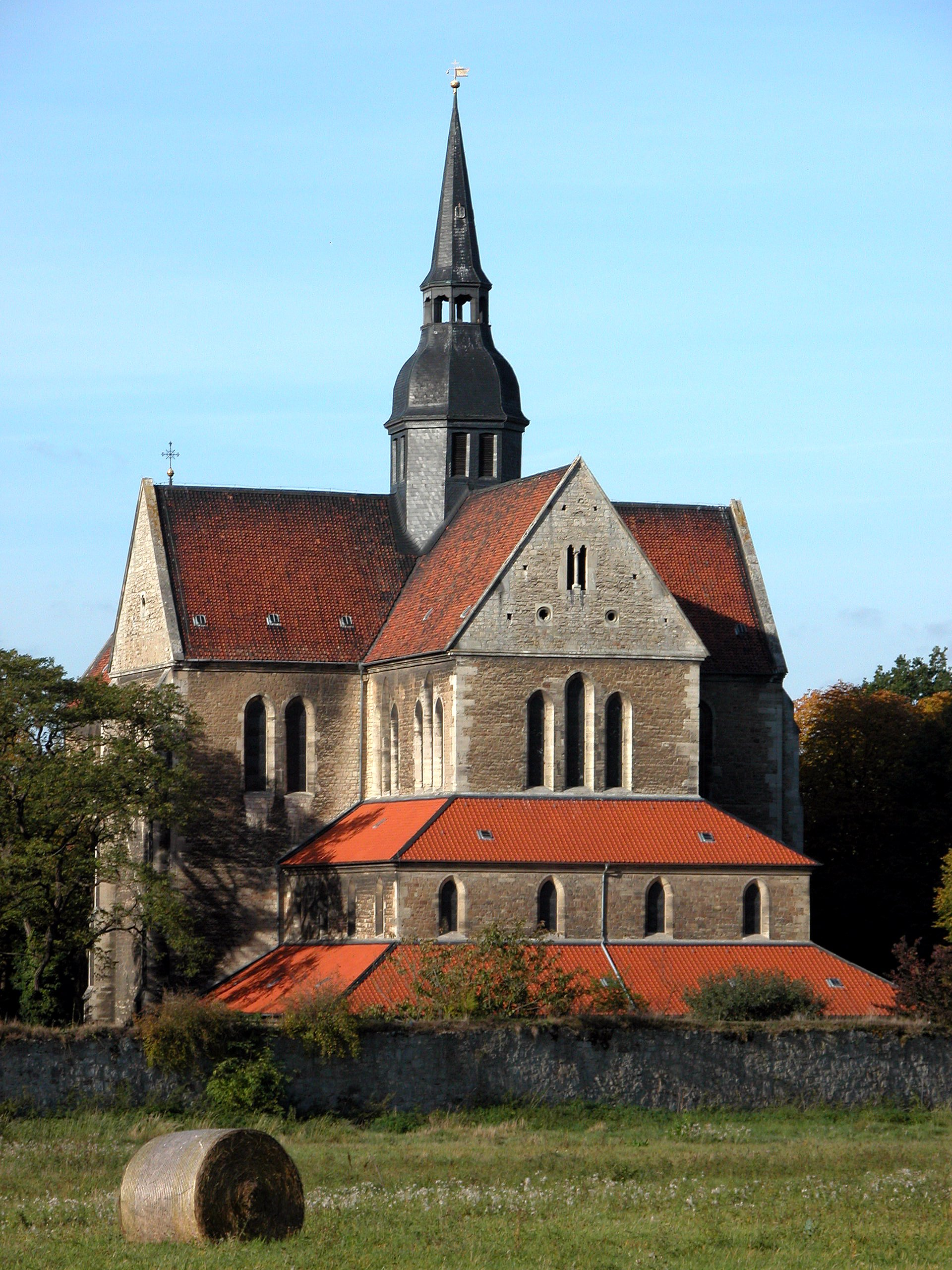
Außenansicht, frühgotische Spitzbogenfenster mit leicht gerundeten Spitzen
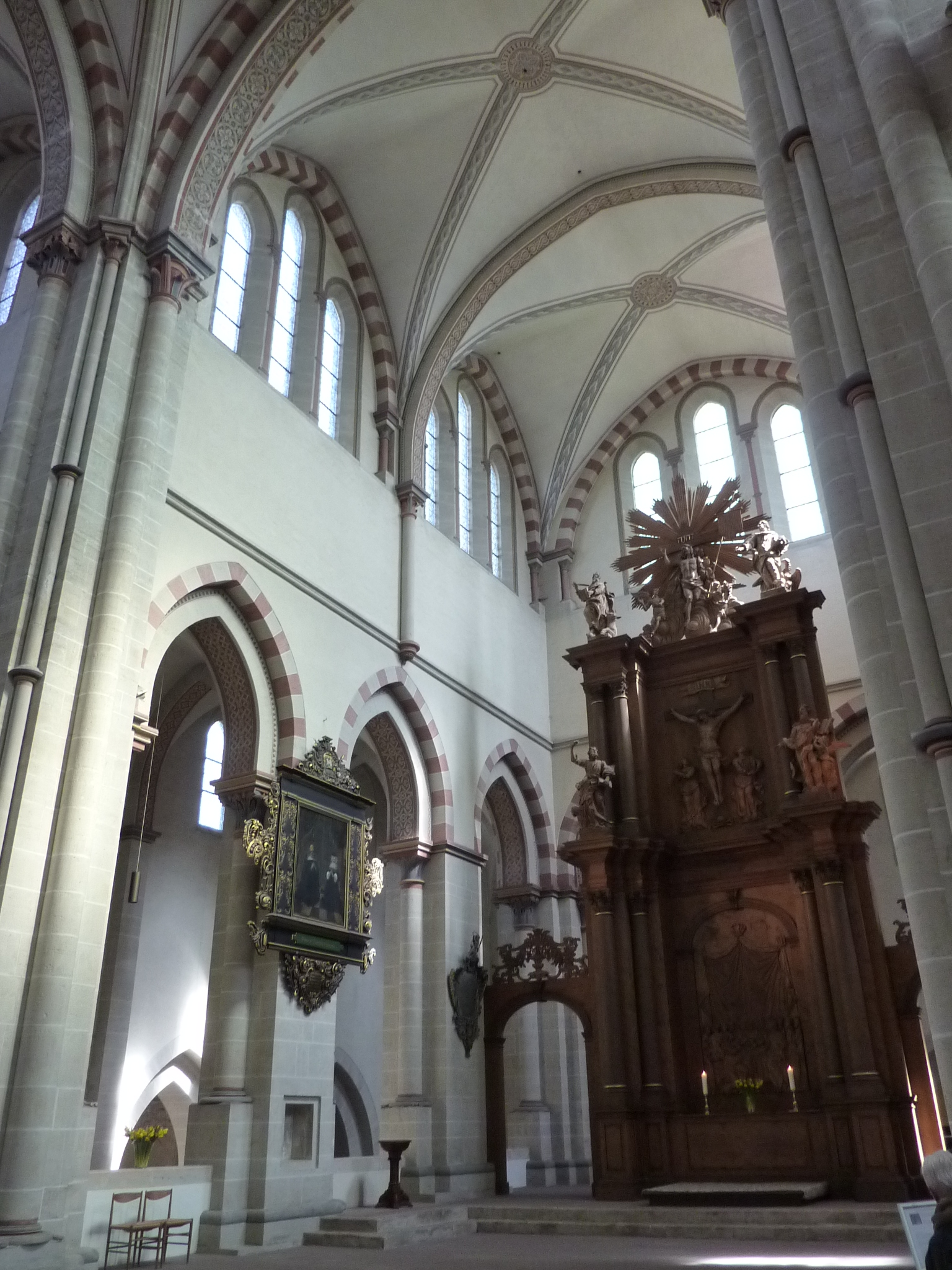
Hochchor: spitzbogige Kreuzgratgewölbe mit aufgemalten Rippen
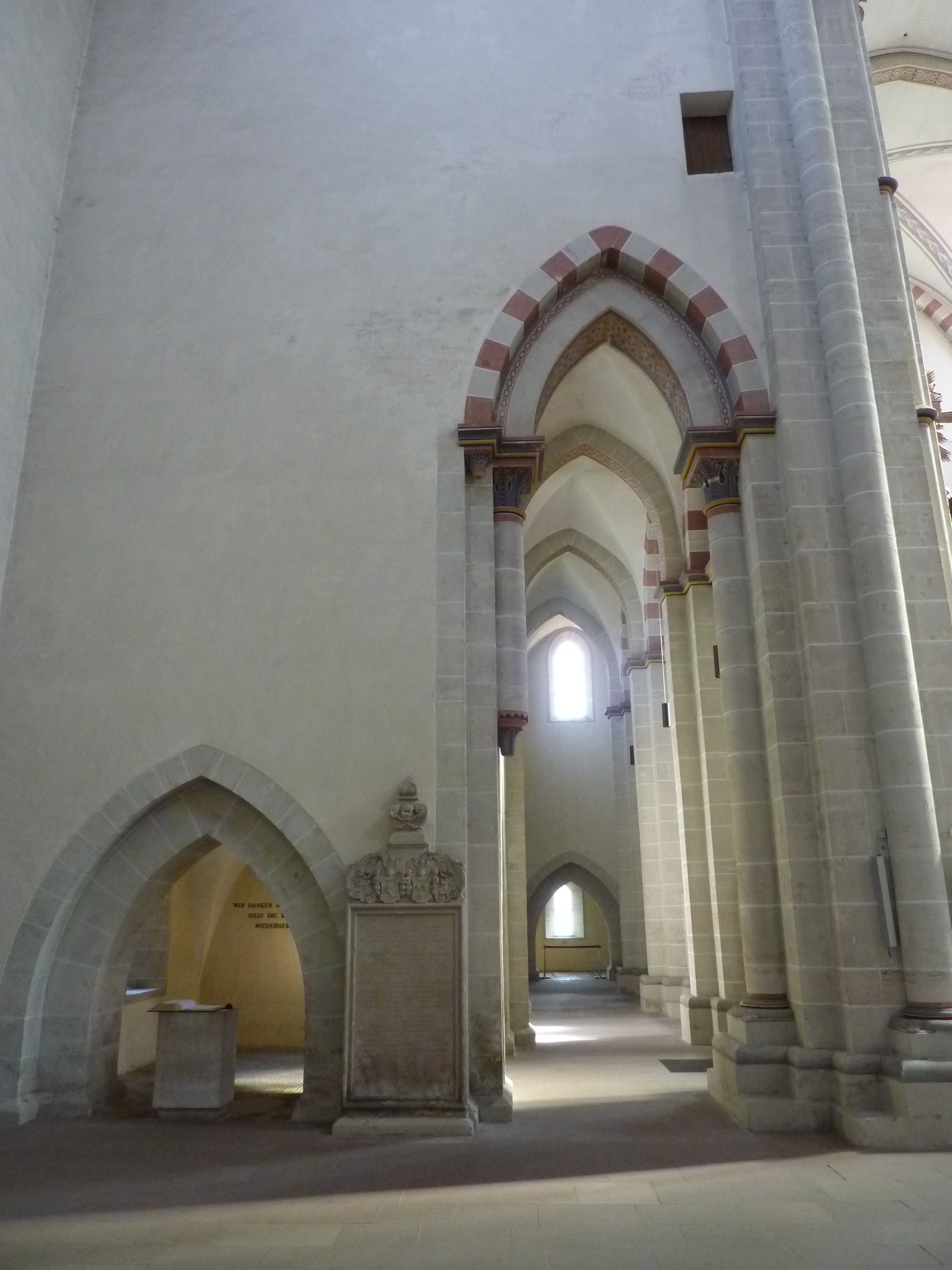
Chorumgang: spitzbogige Kreuzgratgewölbe
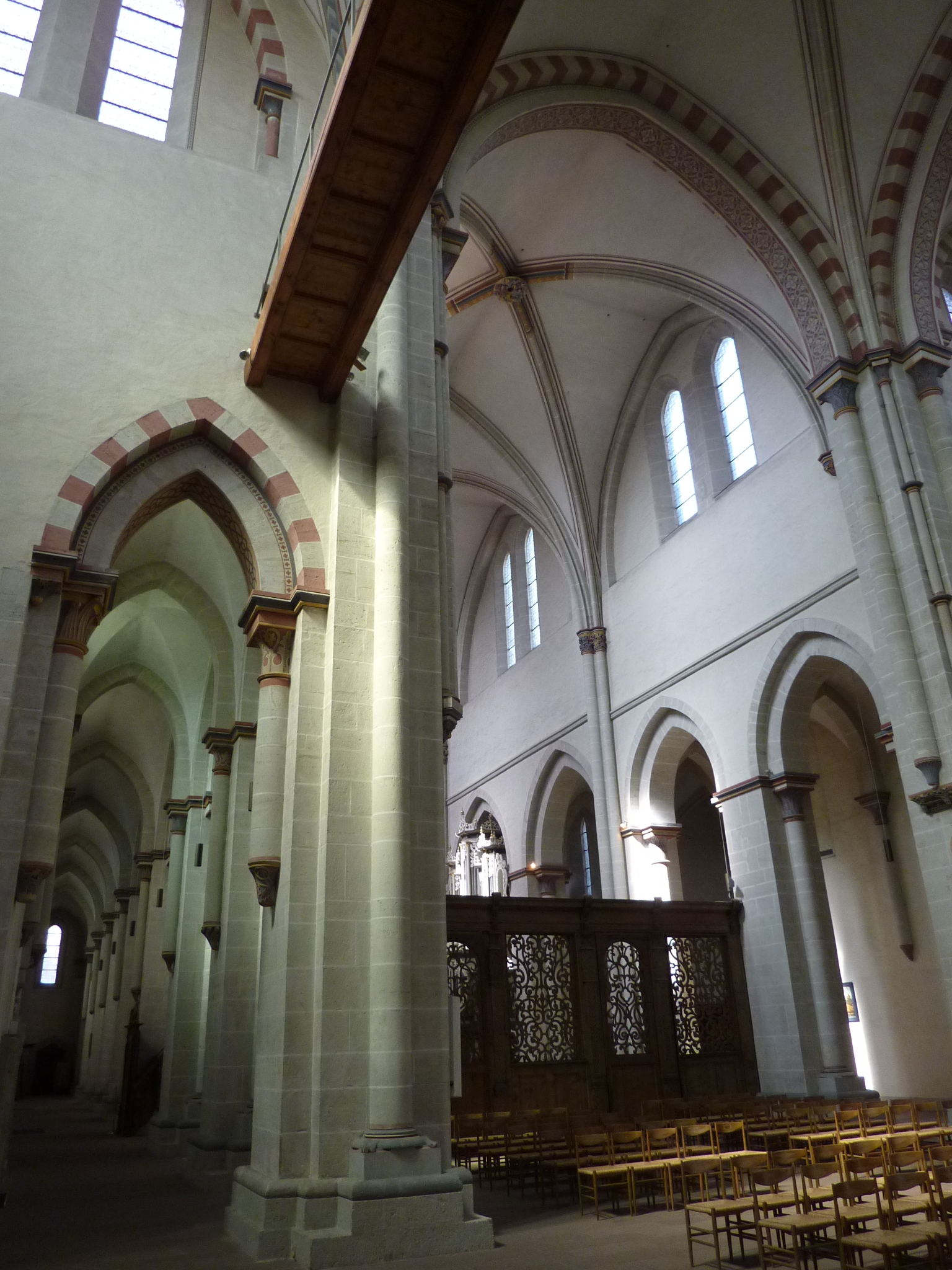
Langhaus: Mittelschiff frühgotisch mit Kreuzrippengewölben, Seitenschiffe wie Chorumgang

## Frühgotik

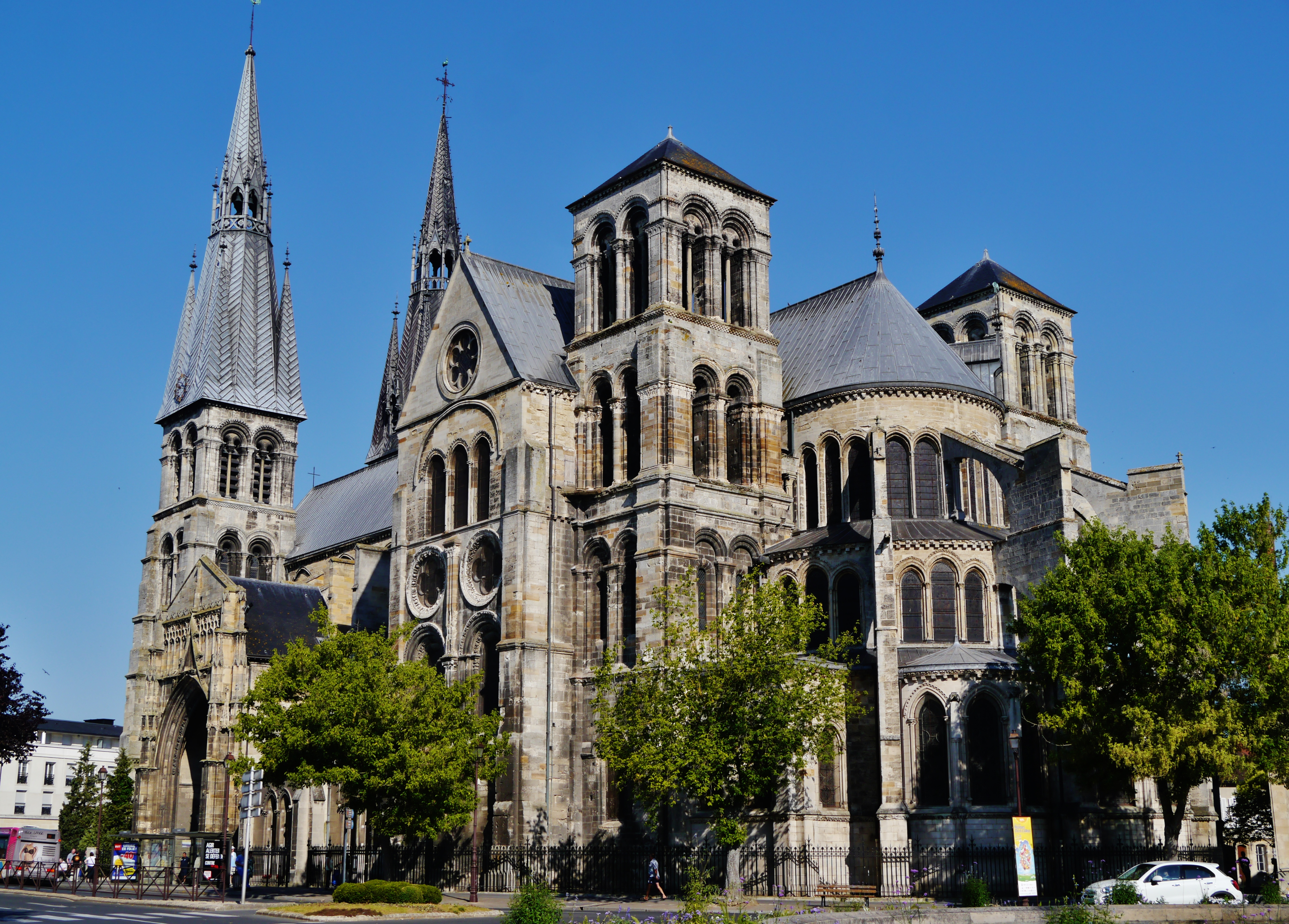
Südostansicht

Basilika von Saint-Denis
- Chorumgang ab 1140
  - Chorumgang und Kapellenzeile baulich zusammen zweischiffiger Umgang
  - Binnemchor und Kapellen schließen rund.
- Obere Chorgeschosse und Langhaus 1231–1281 ersetzt.

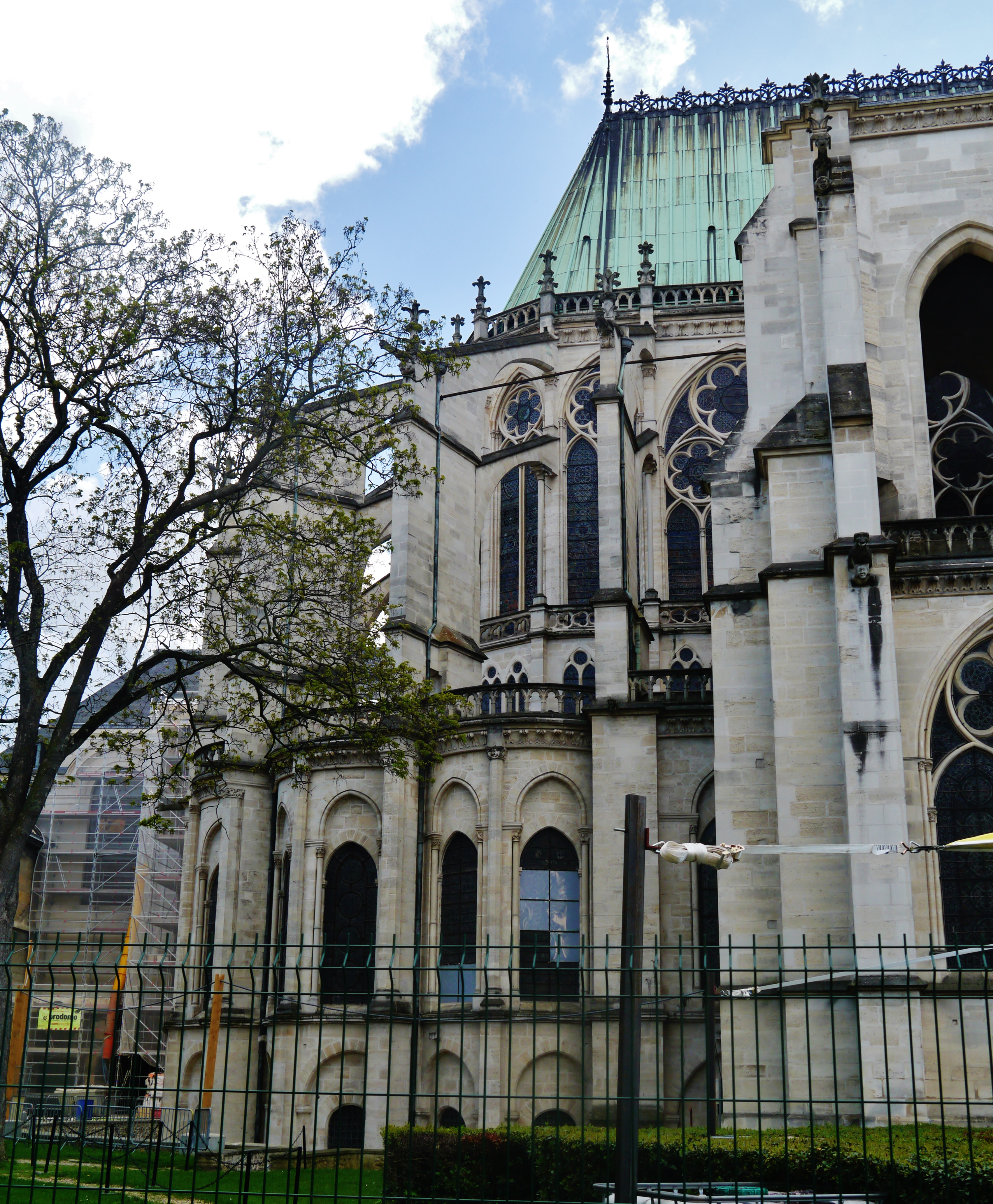
Chor von außen, runde Außenwände einzelnen Kranzkapellen
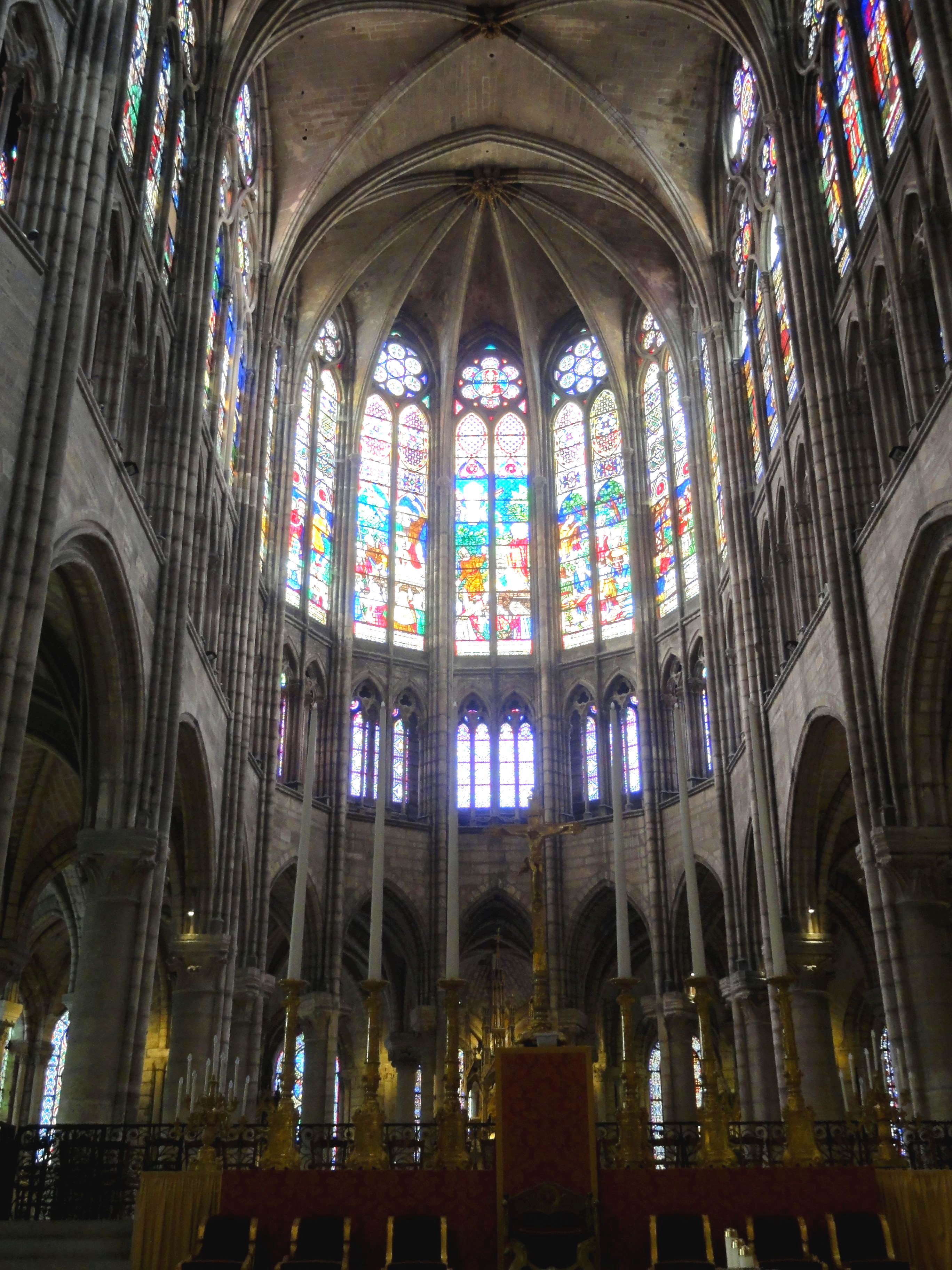
Hochchor im 13. Jh. modernisiert
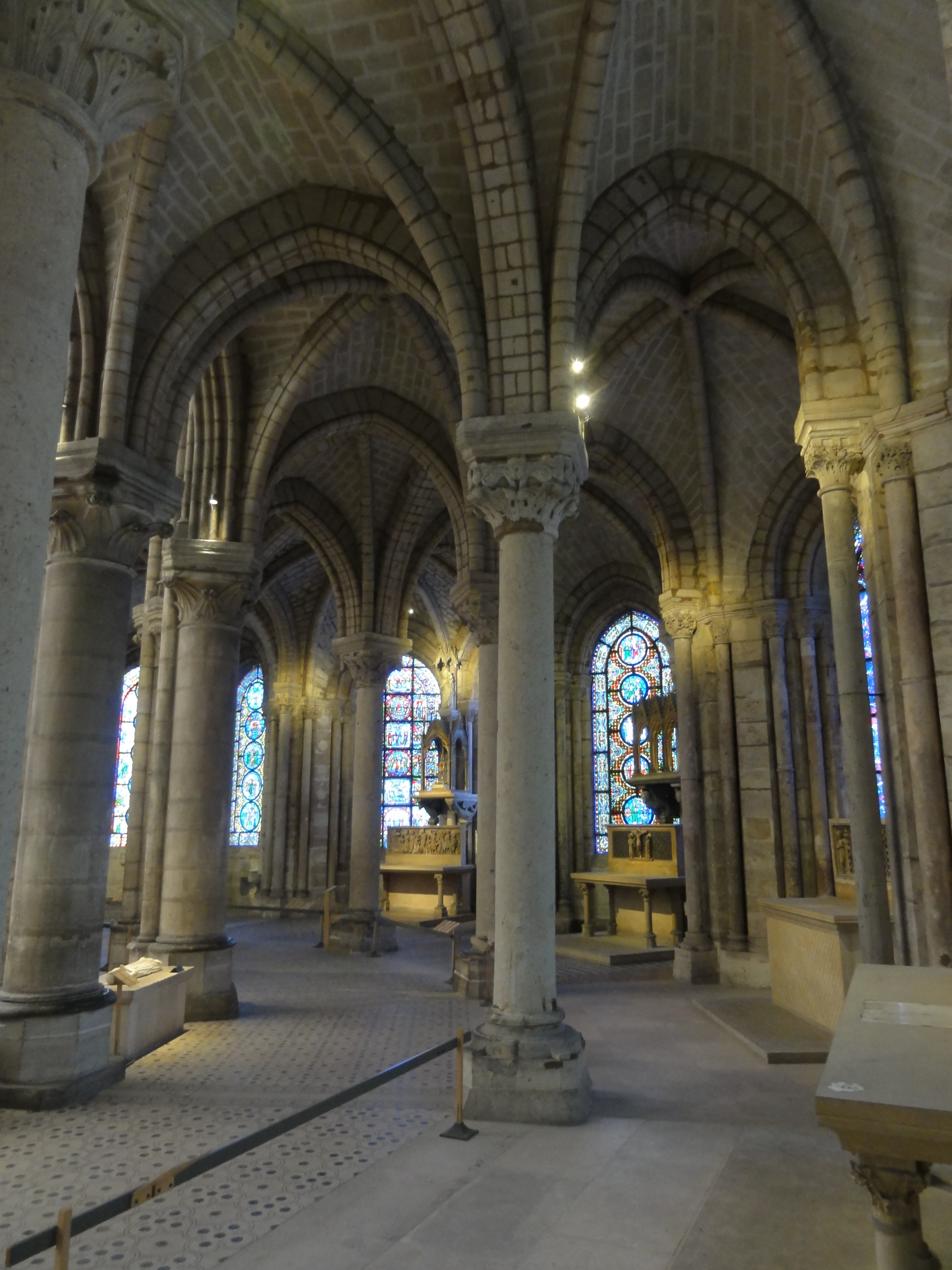
Chorumgang und durch offene Bögen verbundene Kapellen
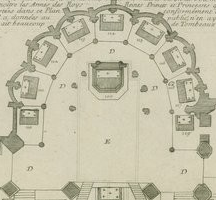
Umgangschor mit Kapellen und Altären

Stiftskirche Notre-Dame in Mantes-la-Jolie:
- an der unteren Seine
- 1150 – 4. Viertel des 12. Jh.
  - Binnenchor und Umgang schließen rund.
- Türme 1240 und 1260, Nordturm nach Einsturz 1492 bis 1508 wiederhergestellt.
- Kapellen am Umgangschor 13. u. 14. Jh.

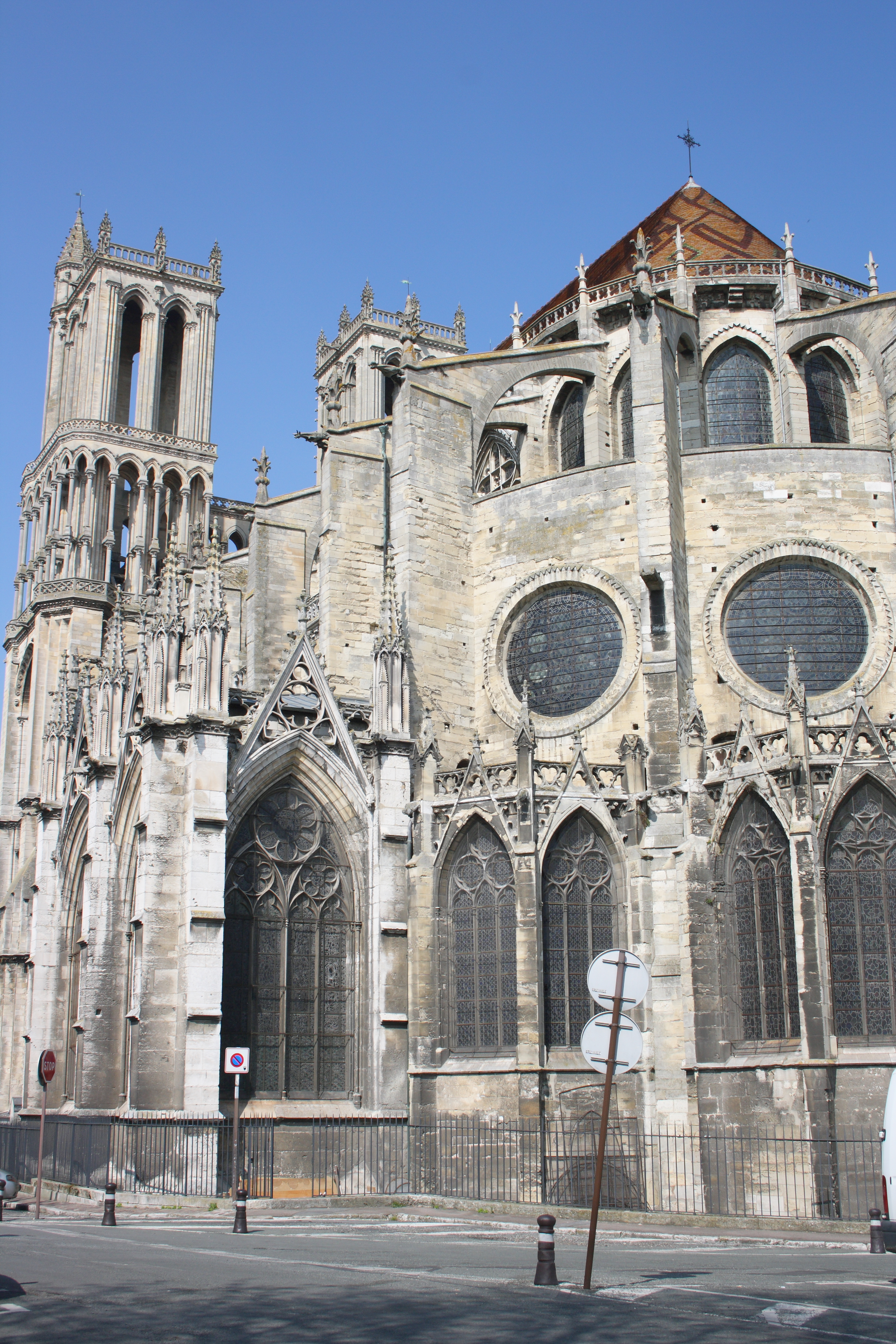
Runde Abschlüsse von Hochchor und Empore bzw. Umgang, Kapellen hochgotisch
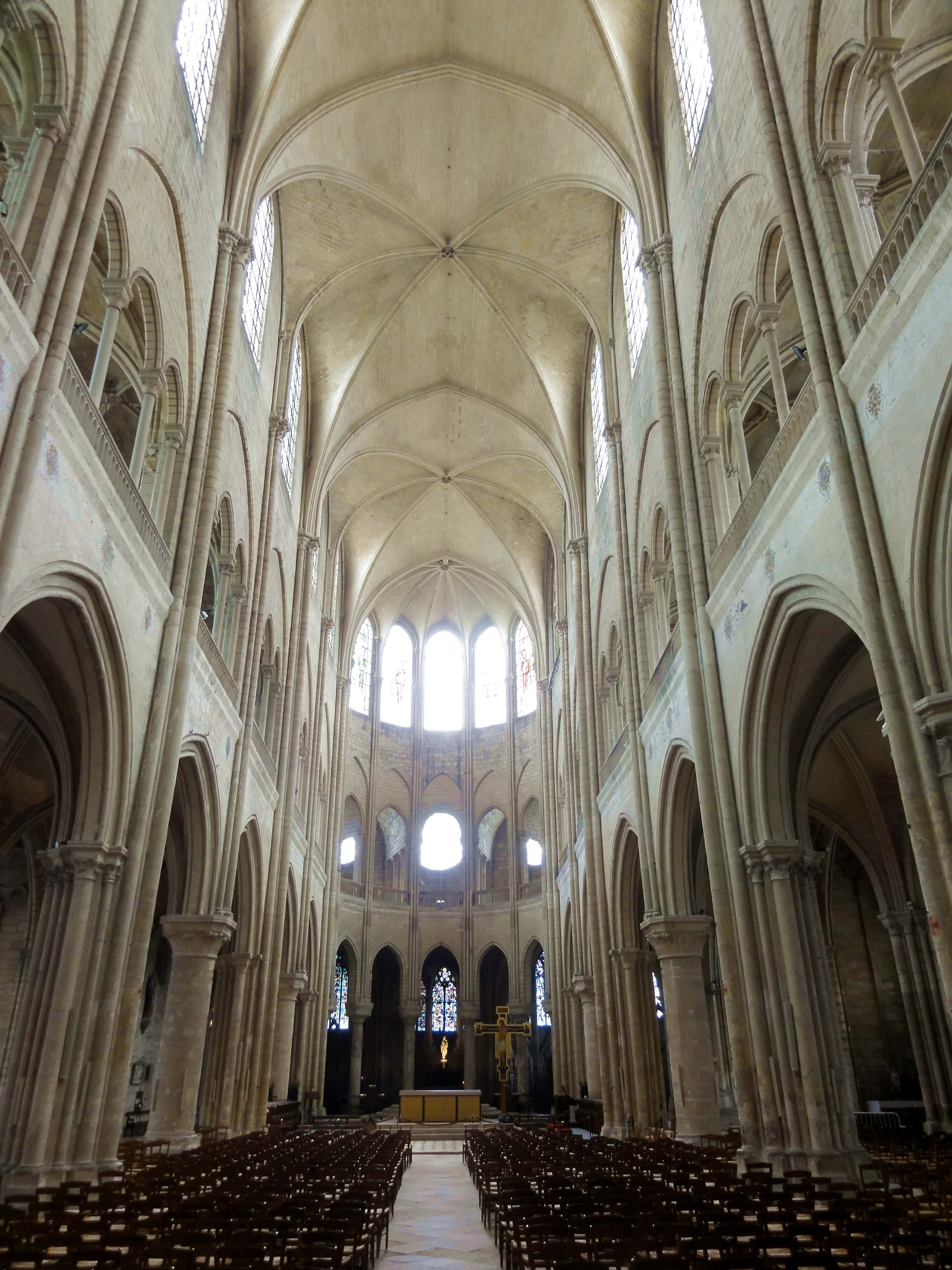
Mittelschiff zum Chor
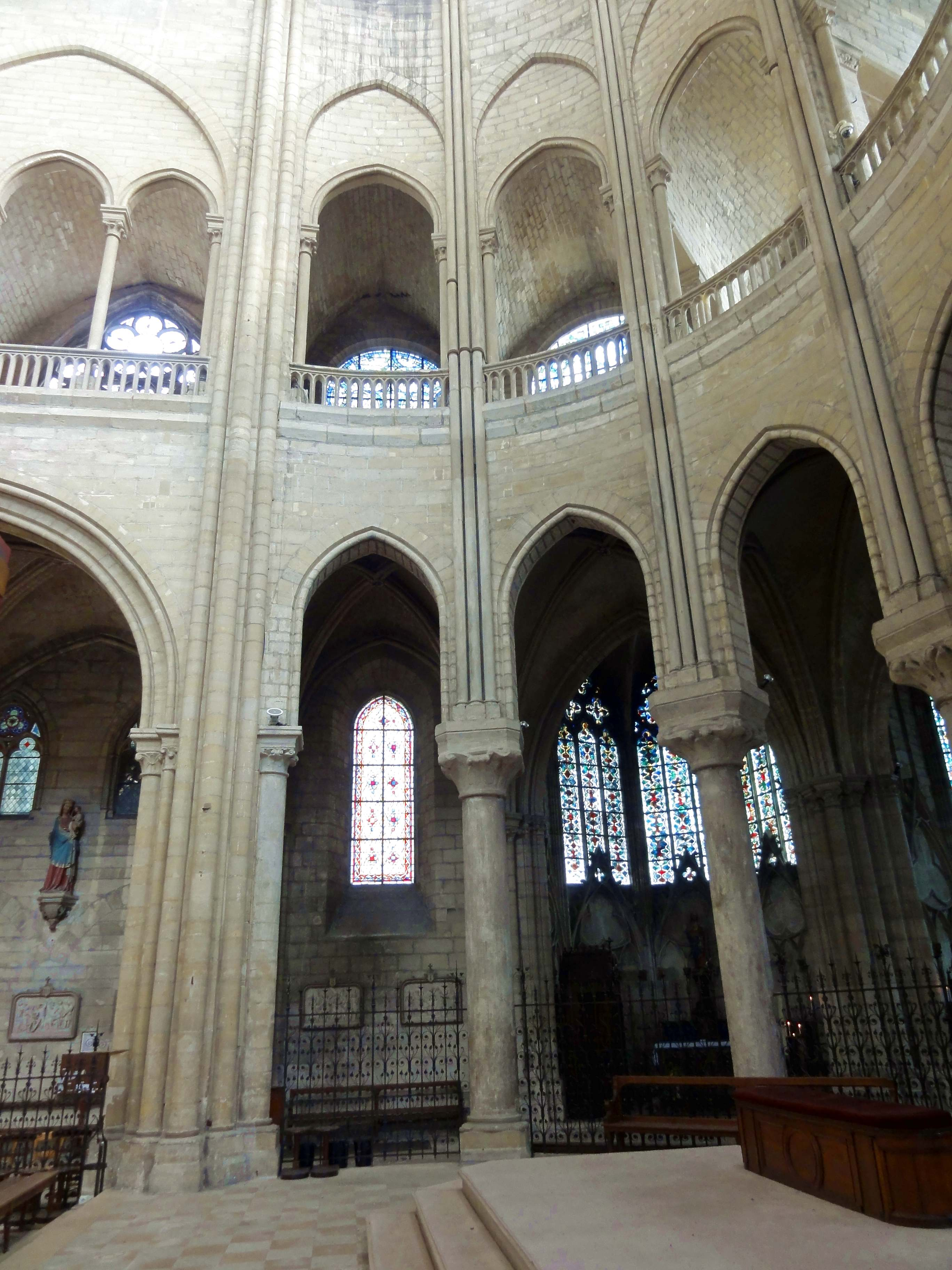
Chorempore mit Spitztonnen, Umgang mit Kreuzrippengewölben, Kapellen hochgotisch
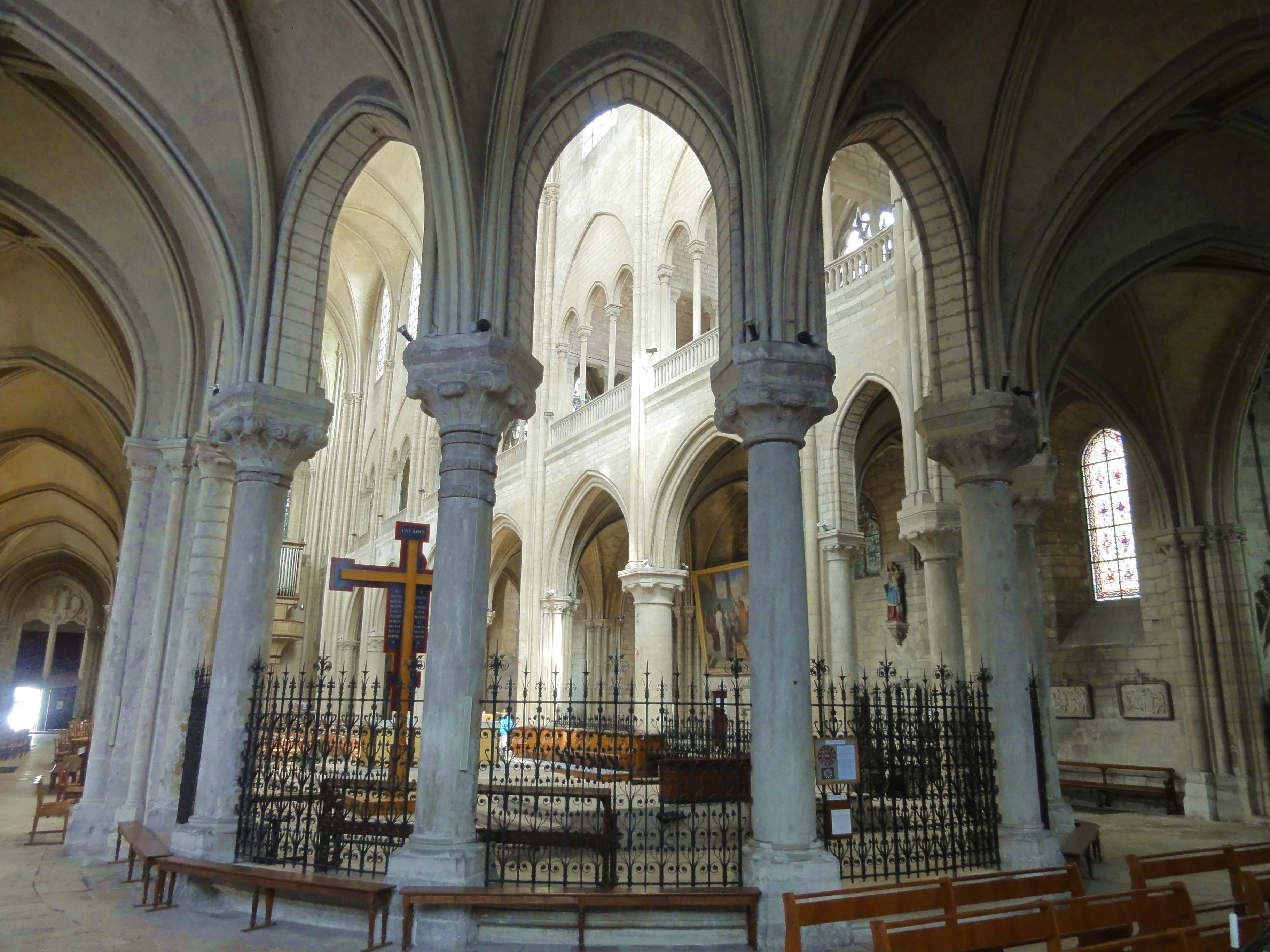
Umgang zum Binnenchor

Kathedrale von Senlis
- 40 km nördlich von Paris

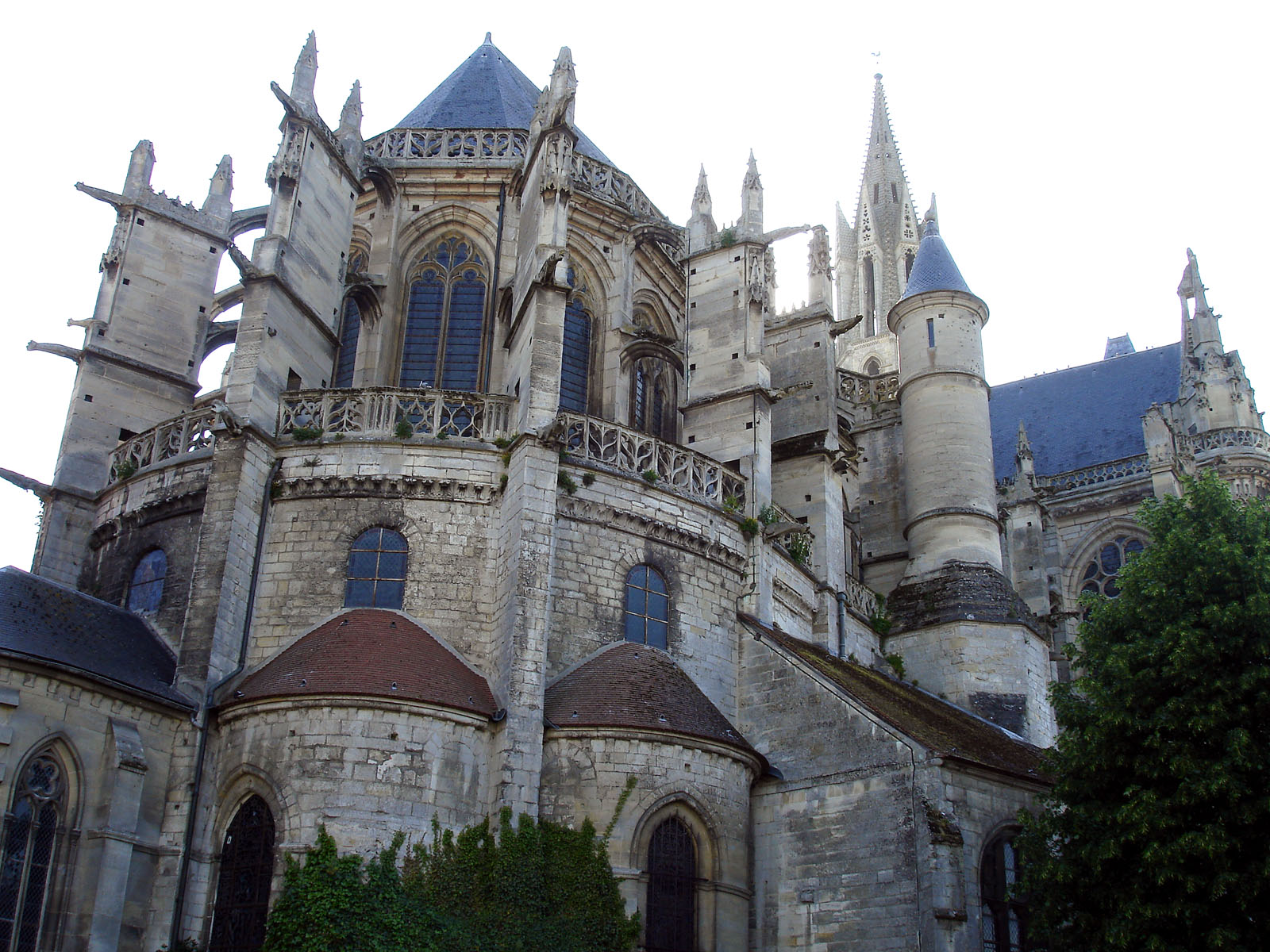
Chor mit runden Kapellenanbauten von Nordosten

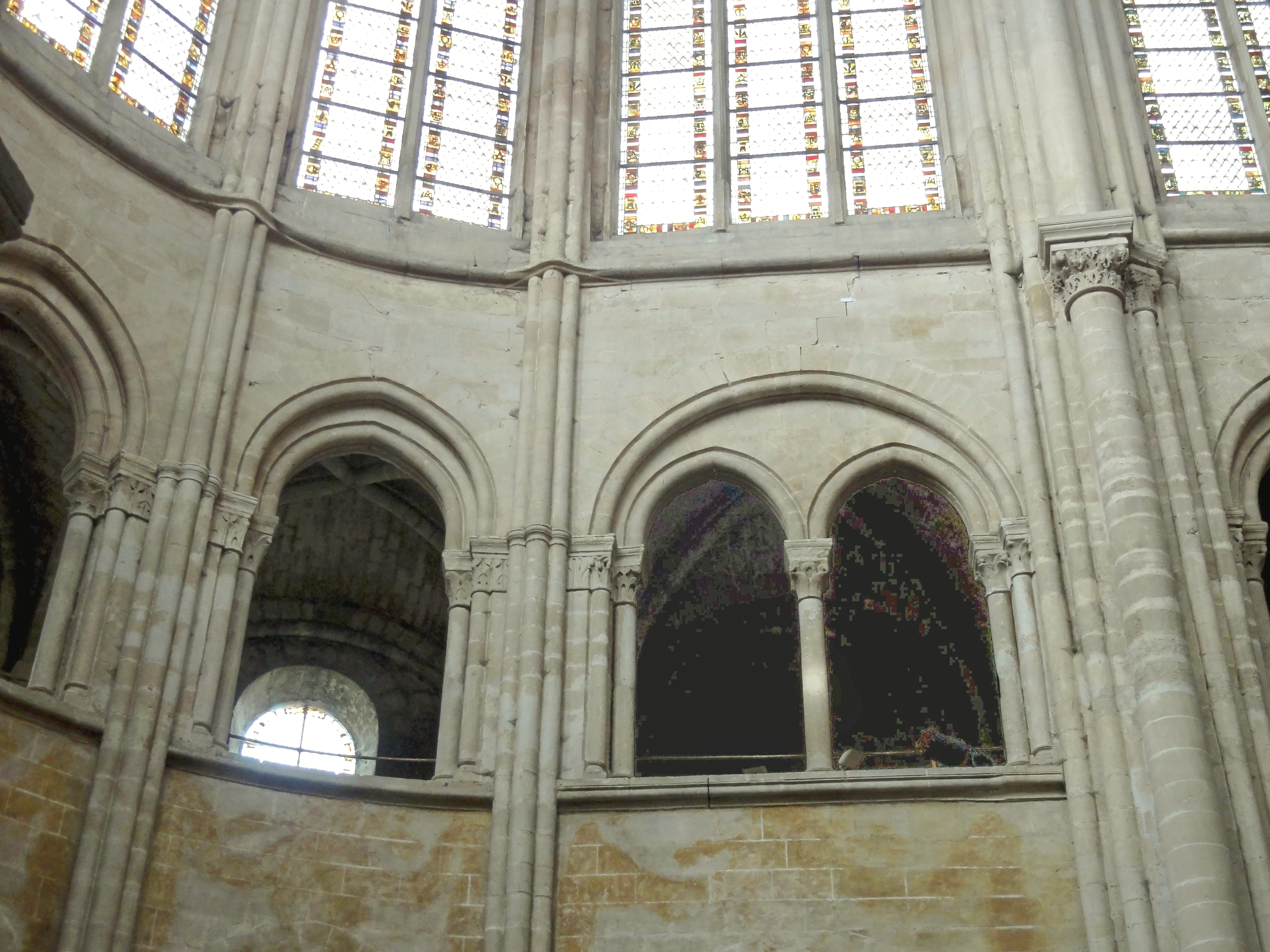
Galeriegeschoss

- 1152/1153 (Chor)–1162/1163 (Schiffsgewölbe)
  - Binnenchor (bis Oberkante der Emporen), Chorumgang und Kapellen rund schließend
- Querhaus Mitte 13. Jh. eingefügt
- Obergaden nach dem Brand von 1504 – bis 1534 im Flamboyantstil erneuert und seither polygonal, aber weiterhin sechsrippige Doppeljoche mit Strebebögen nur an deren Ecken
- Westfassade 1230–1240, Querhaus nach 1240 angefügt
- POP.Culture: IA60001567, Cathédrale Notre-Dame Saint-Gervais-Saint-Protais
- Églises de l'Oise: Senlis, Cathédrale Notre-Dame

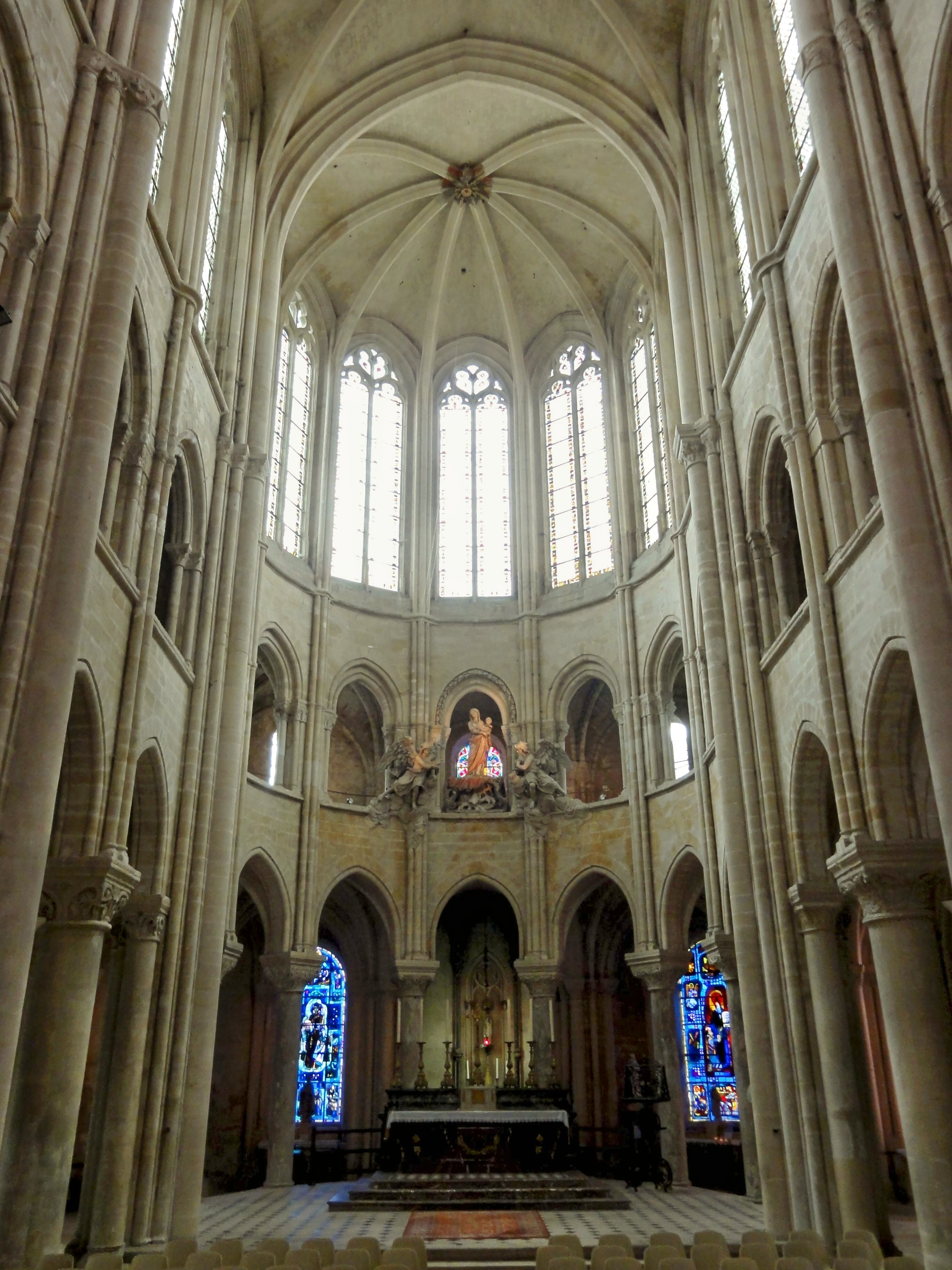
Chorhaupt
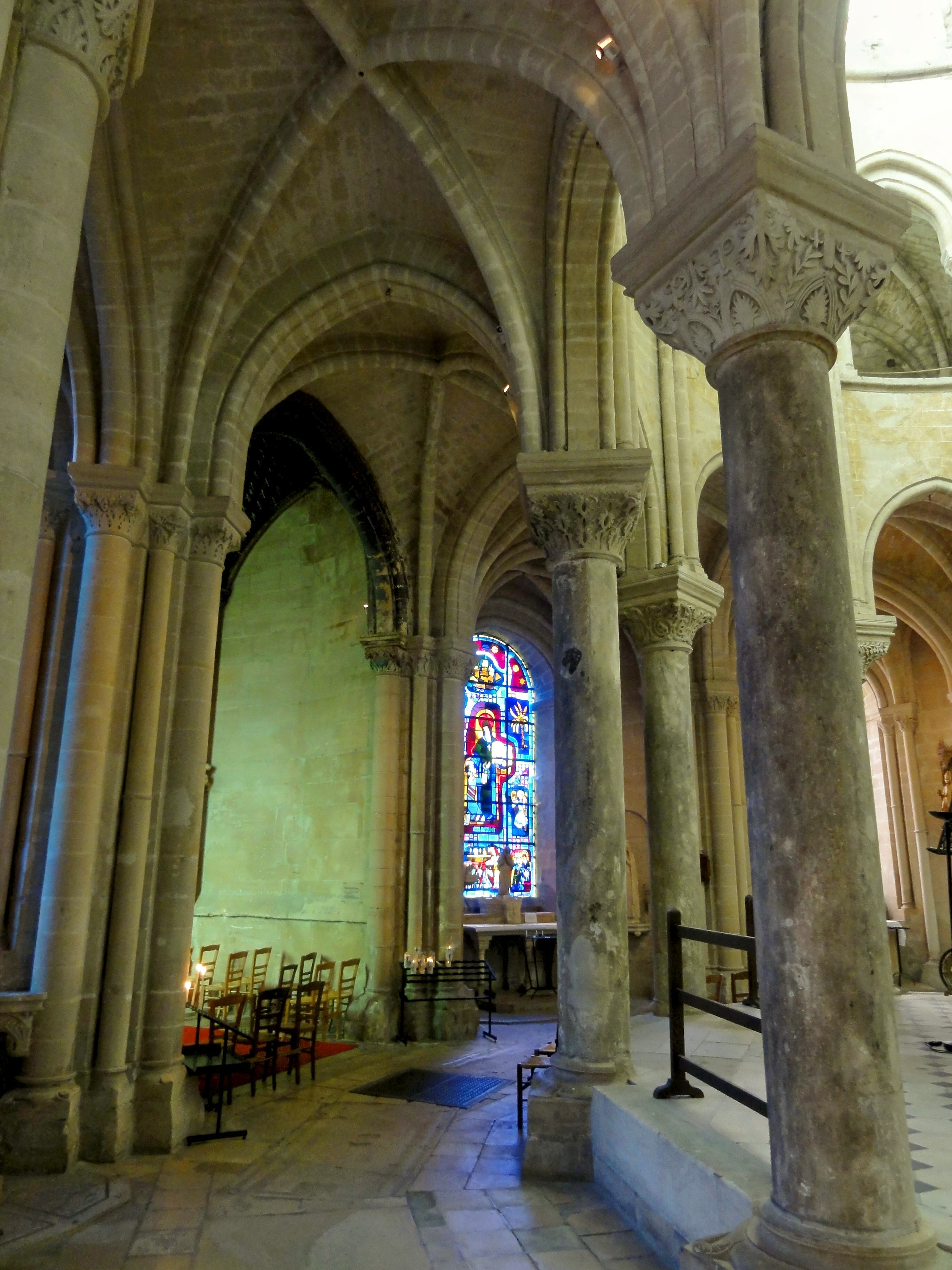
Chorumgang tangential
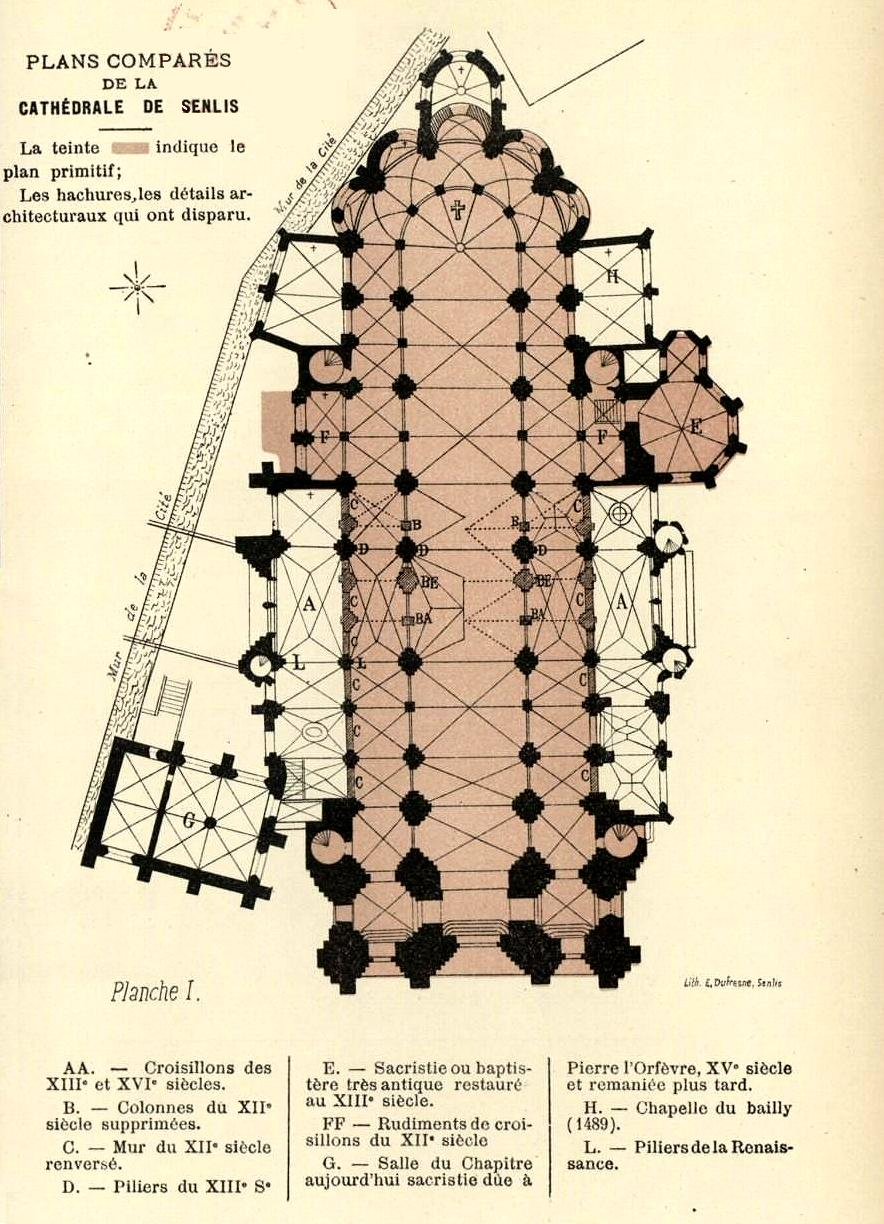
Grundriss

Kathedrale von Noyon
- 90 km nordnordöstlich von Paris, an der Oise
- 1157 – 1221
- Binnenchor, Umgang und Kapellen schließen rund.

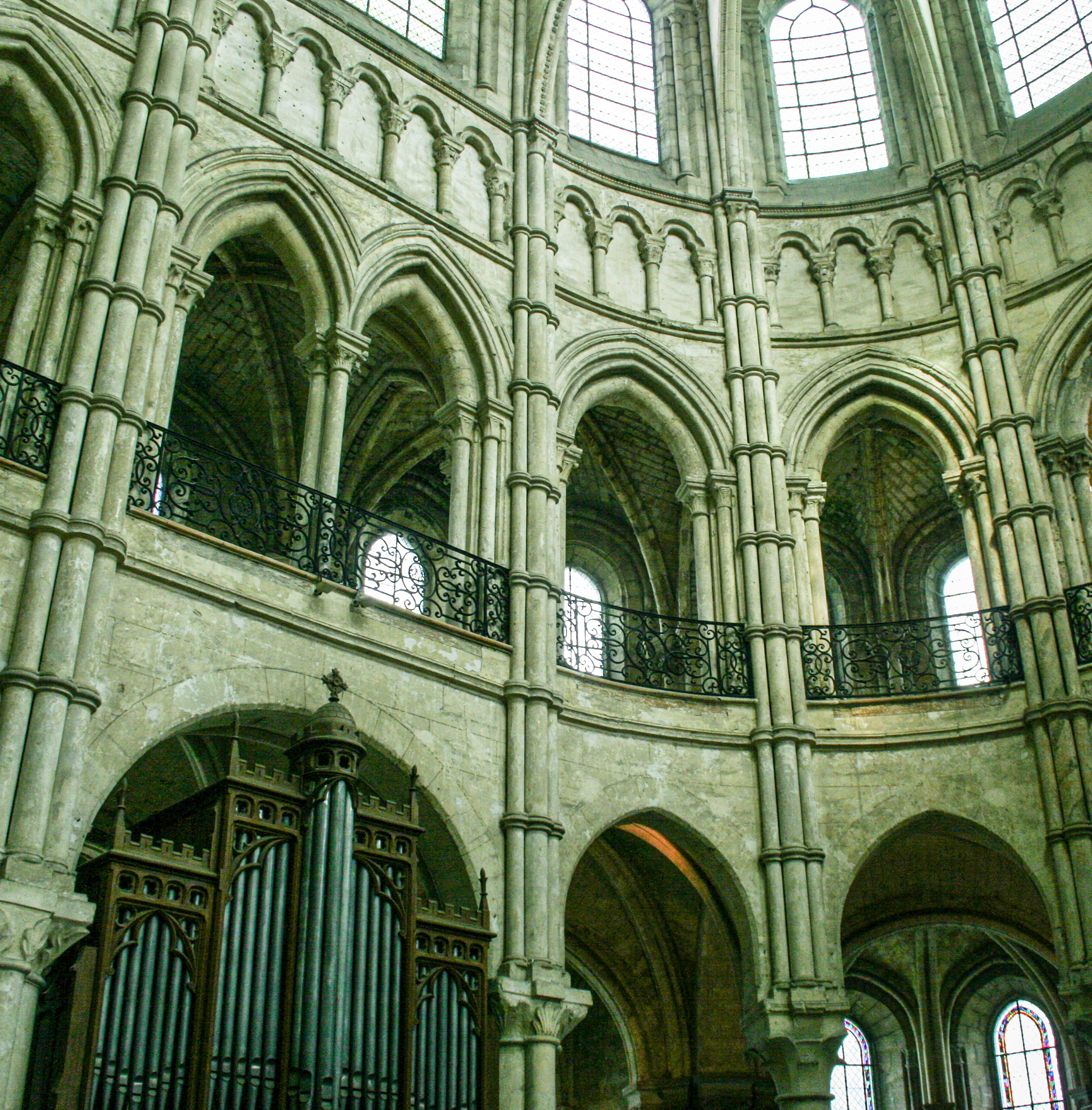
Chorumgang und Chorempore

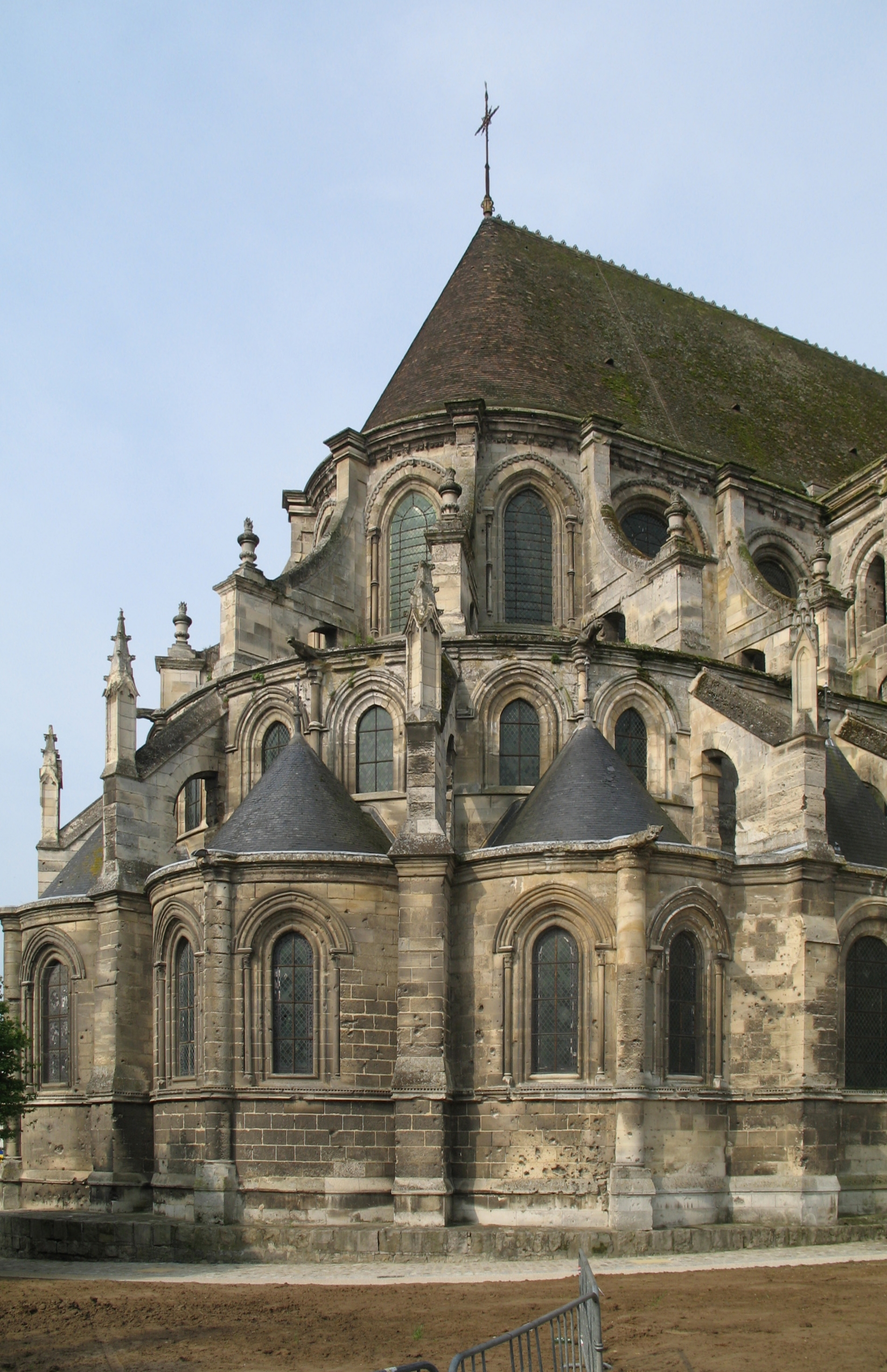
Chor von Außen
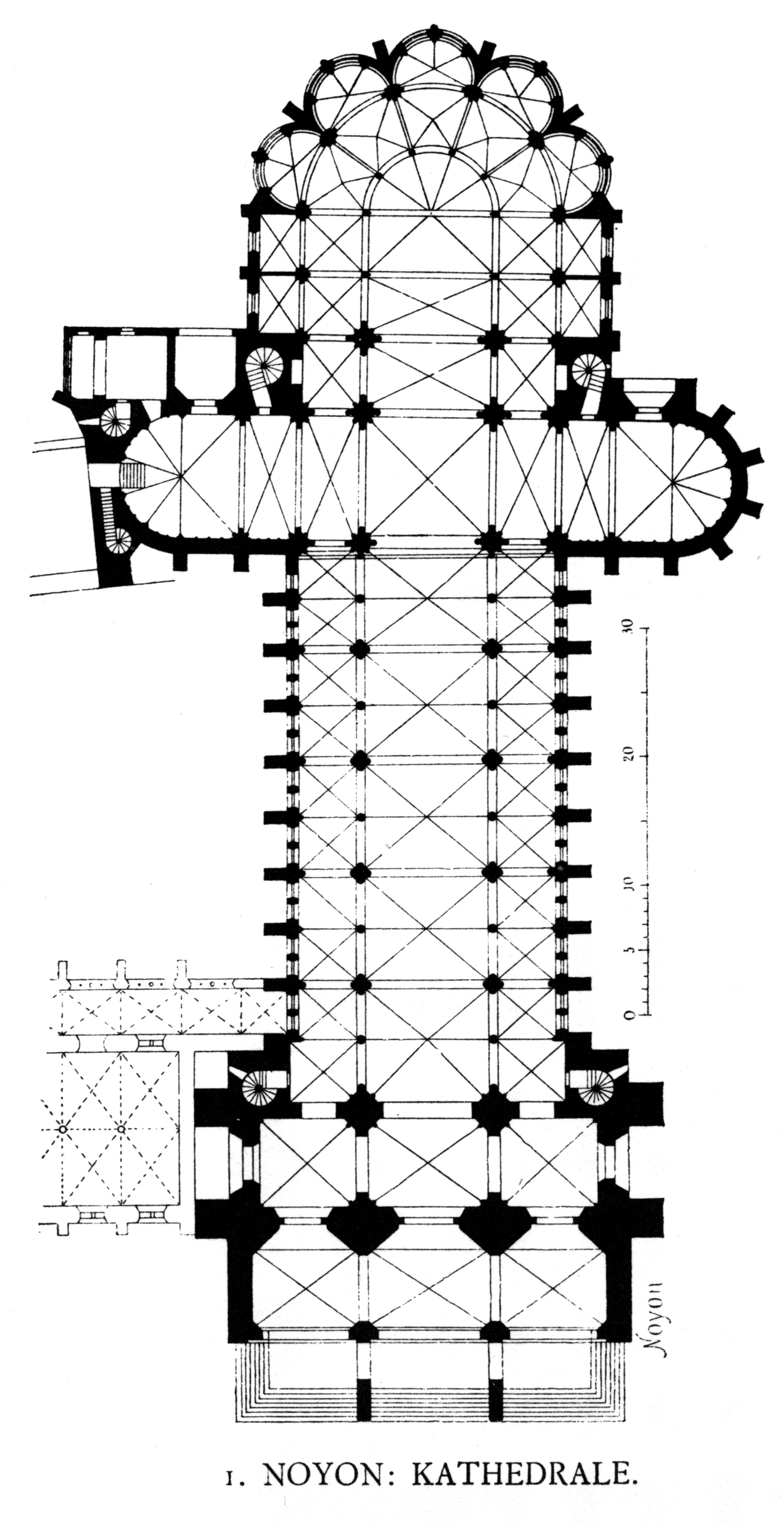
Grundriss
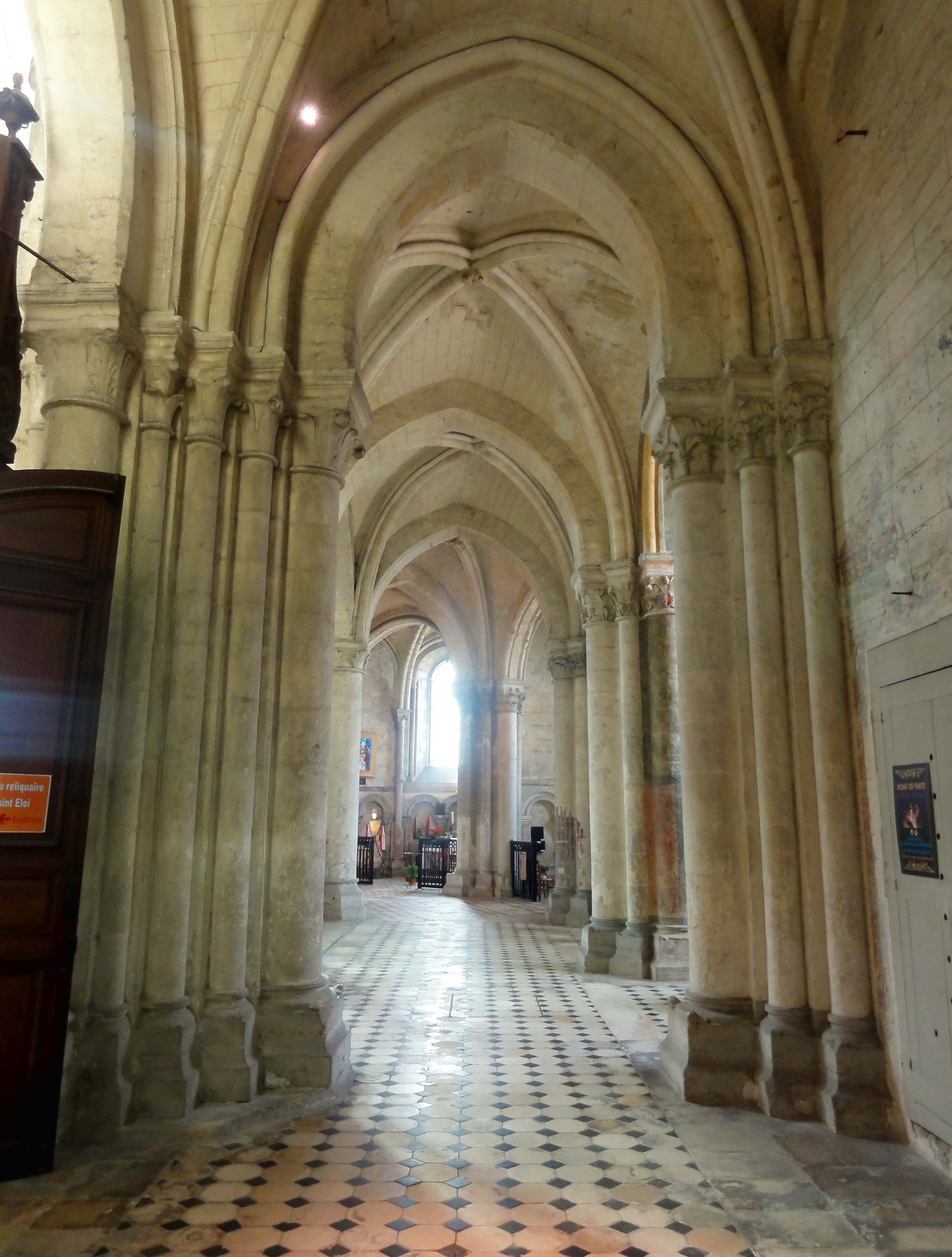
Noyon
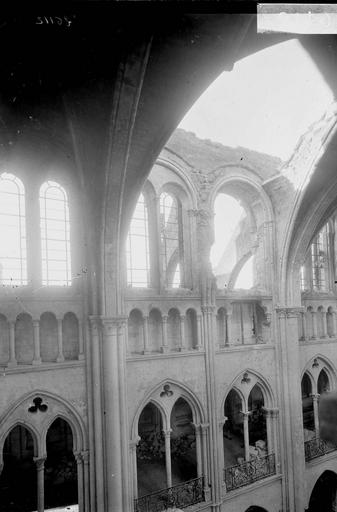
Noyon, Schiff mit Kriegsschaden

Prioratskirche (CC) in Saint-Leu-d'Esserent:
- Département Oise
- bis 1150 romanisch: wohl Hauptapsis mit zwei Nebenapsiden
- gotischer Umgangschor 1160–1180
- Schiff bis 1200 erneuert
- Galerie über dem Umgang von deutlich geringerer Tiefe/Breite, also eher ein befenstertes Triforium denn eine Empore
- Églises de l'Oise: Saint-Leu-d’Esserent, prieuré Saint-Leu

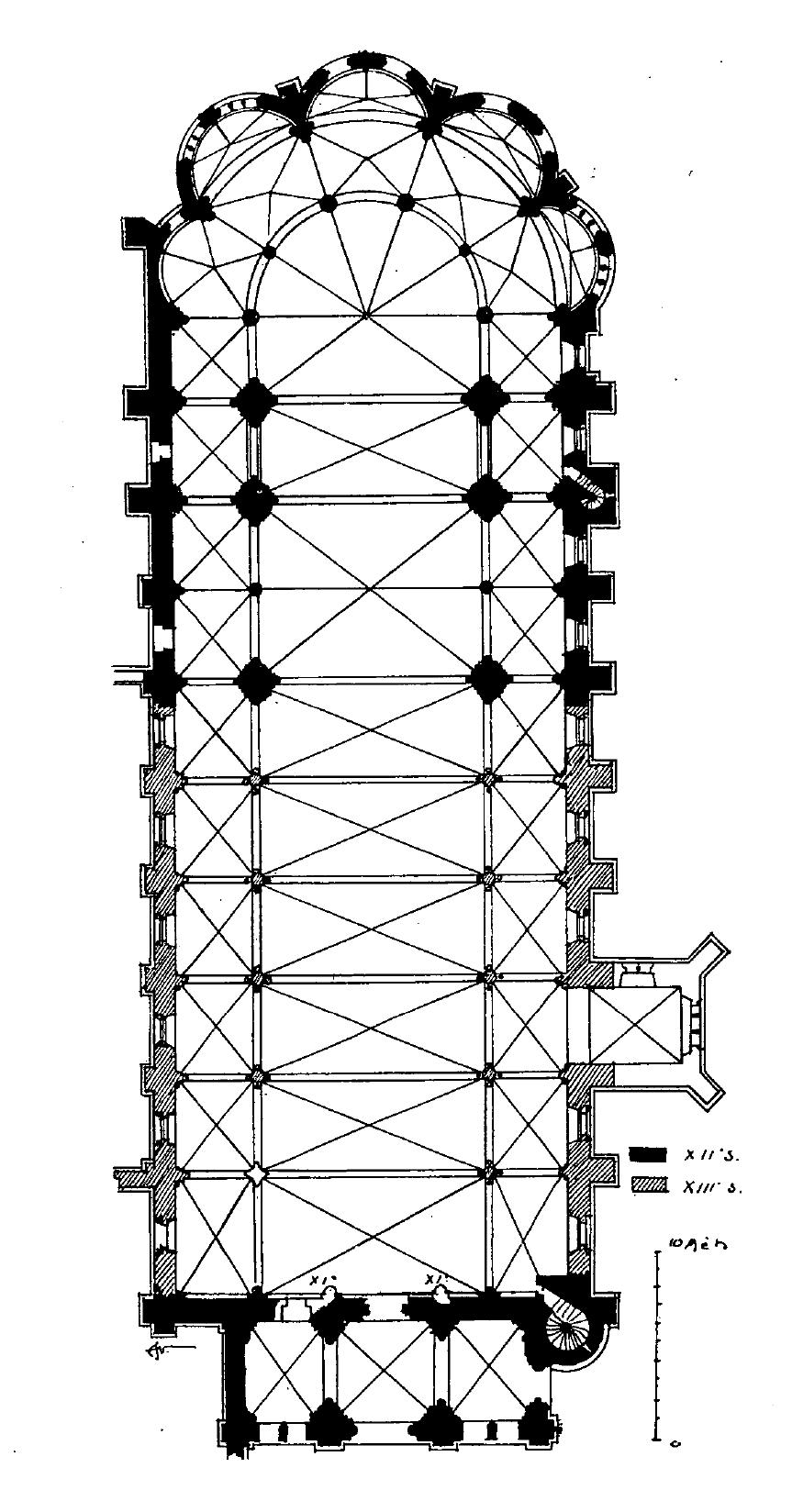
Grundriss (ohne Außenwand des Tiforiums)
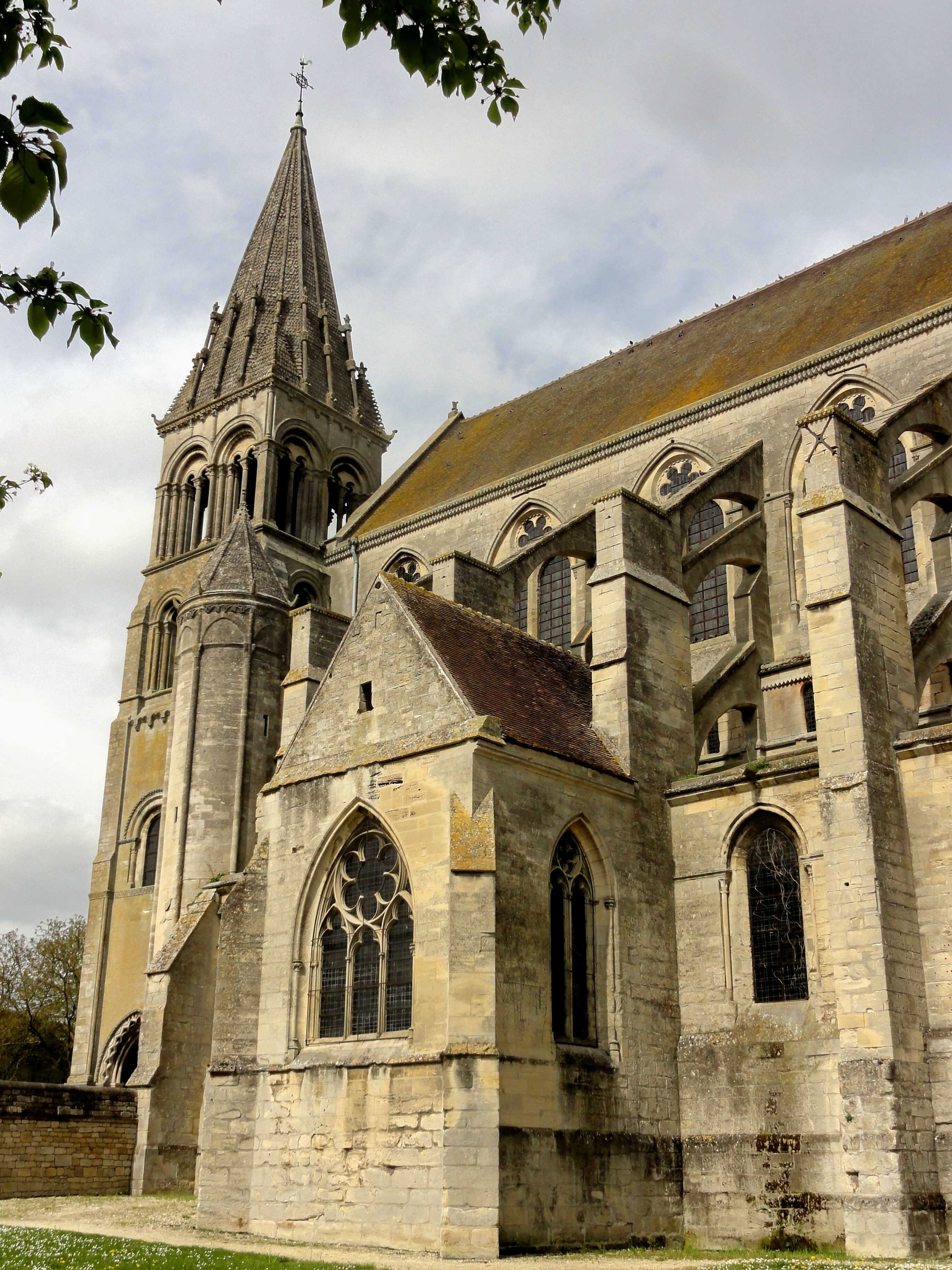
Westteile
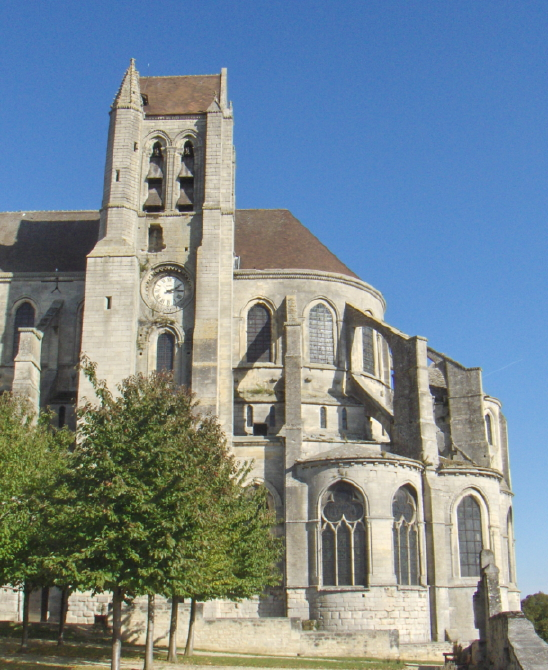
Chor von außen
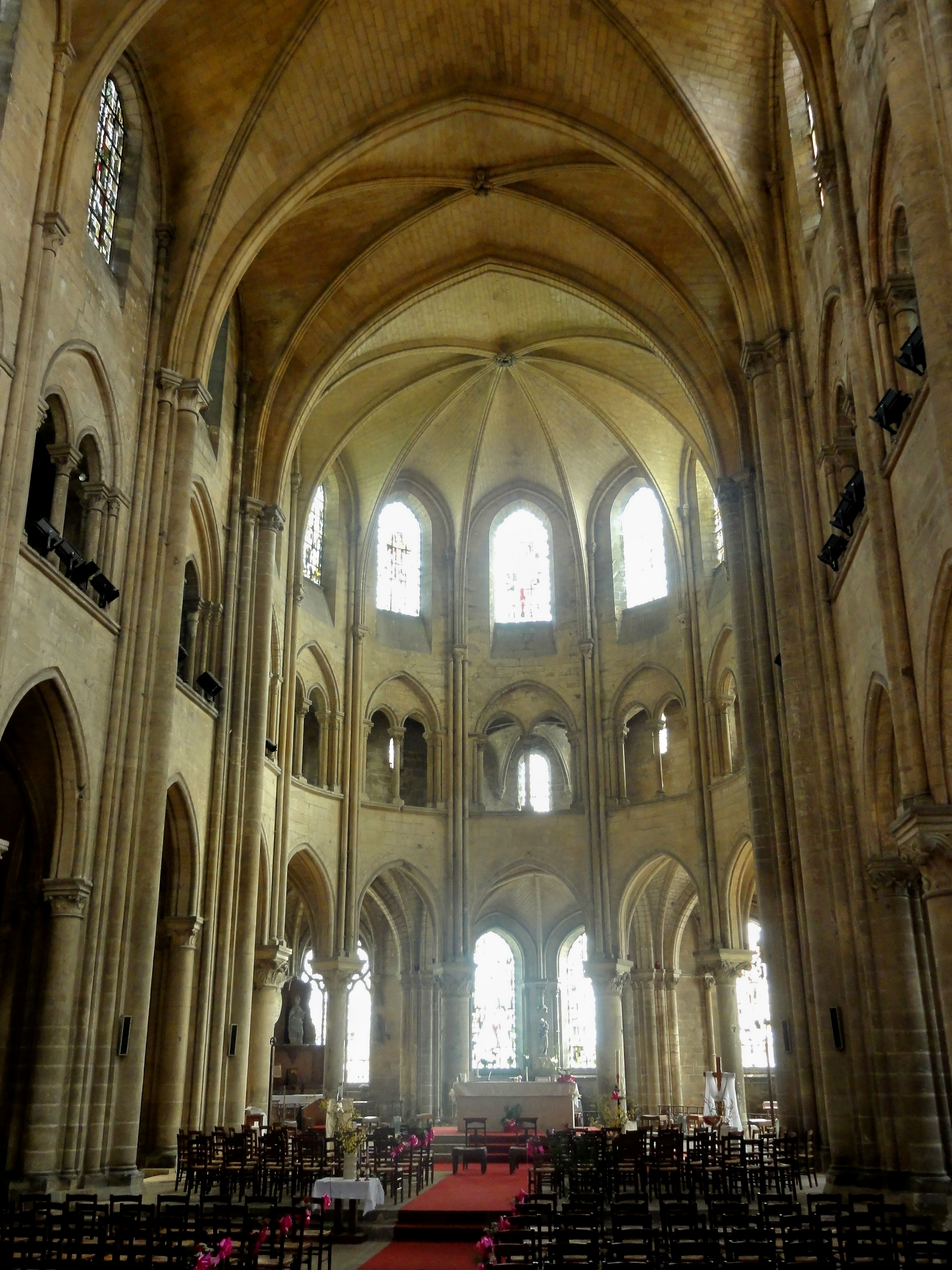
Chor innen
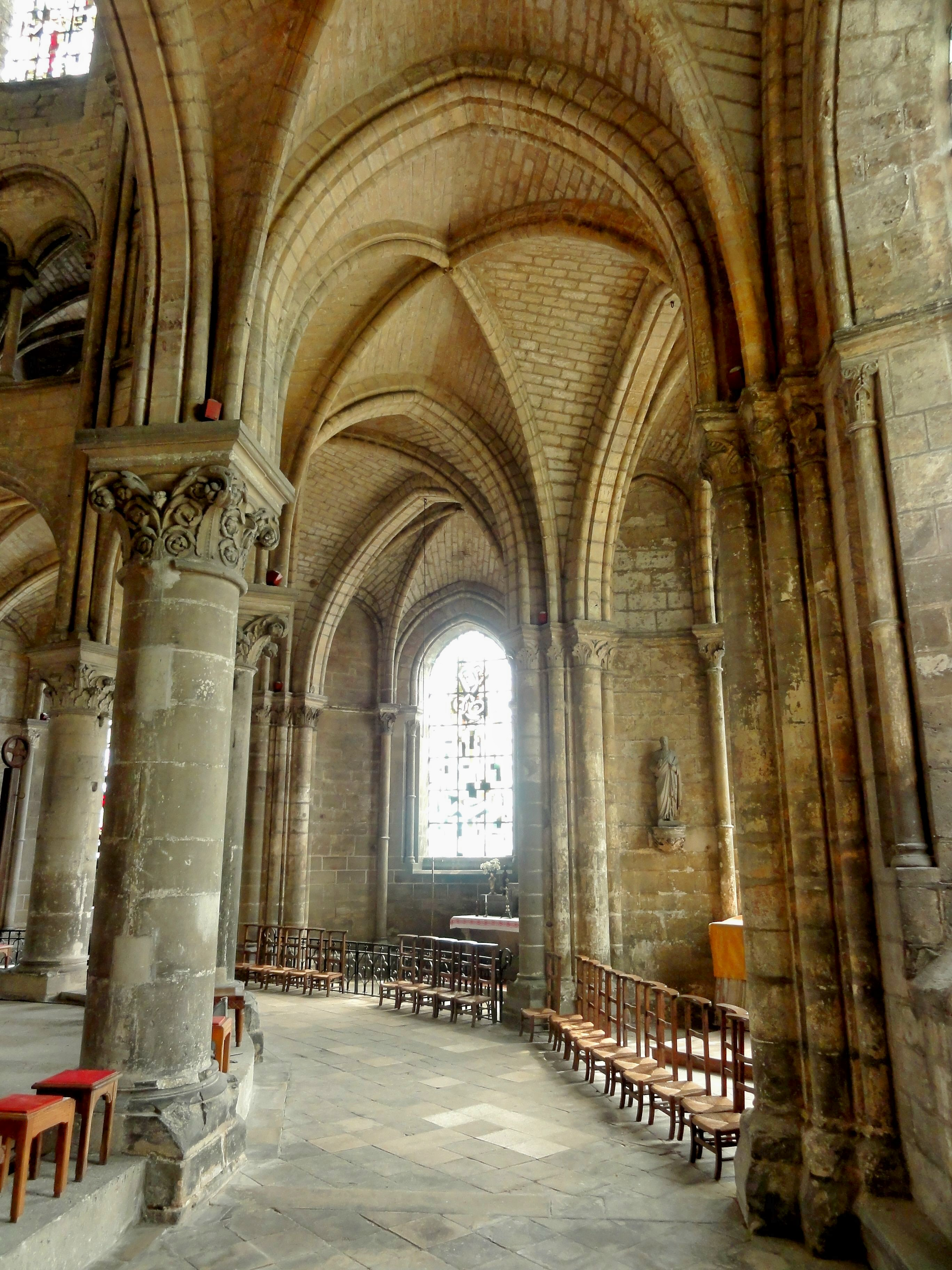
Umgang

Basilika Saint-Remi (Reims)
- Chor ab 1162
  - Binnenchor, Umgang und Kapellen schließen rund.
- ältere Teile der romanisch begonnenen Kirche überw. Übergangsstil

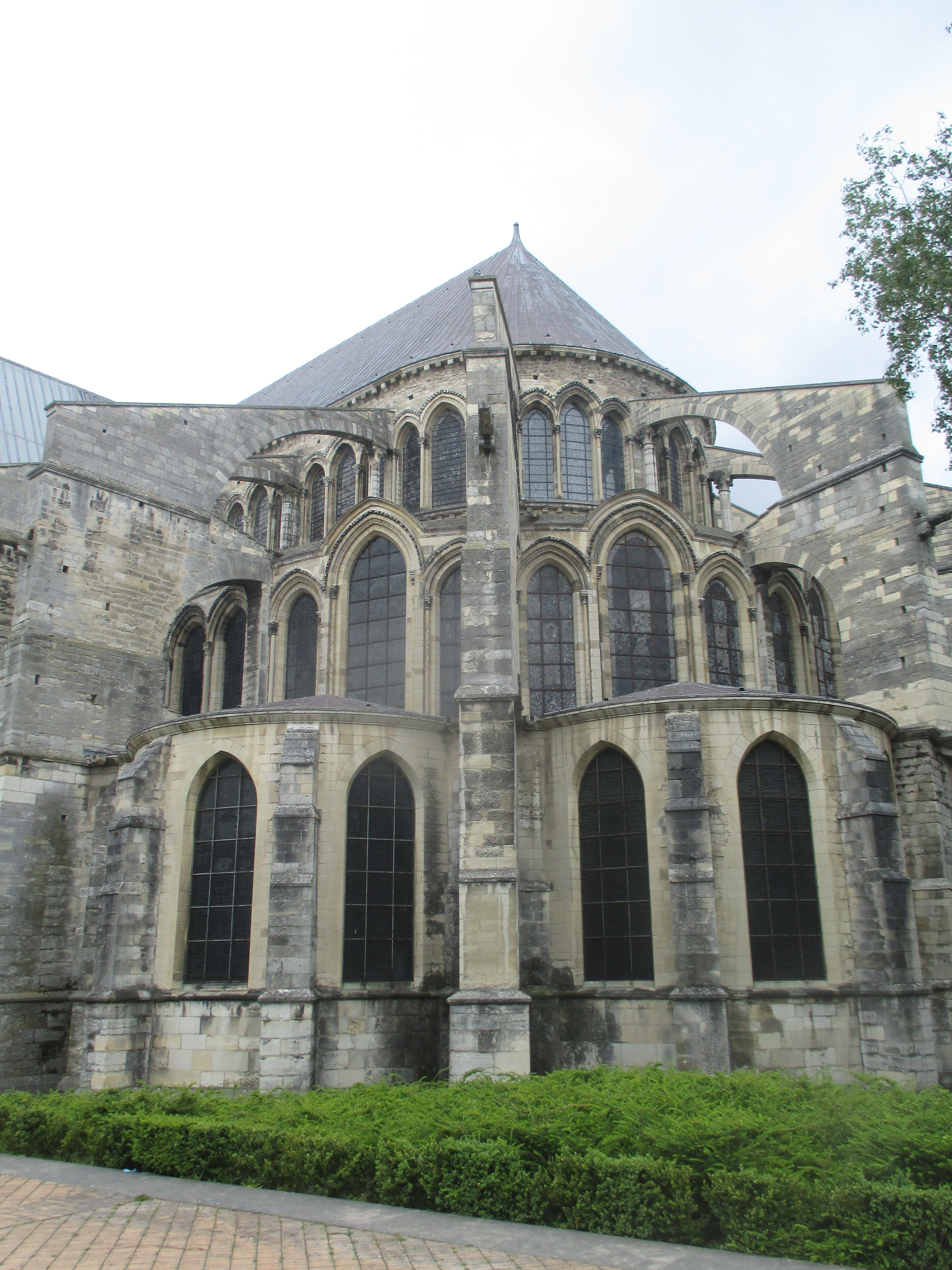
Außenansicht
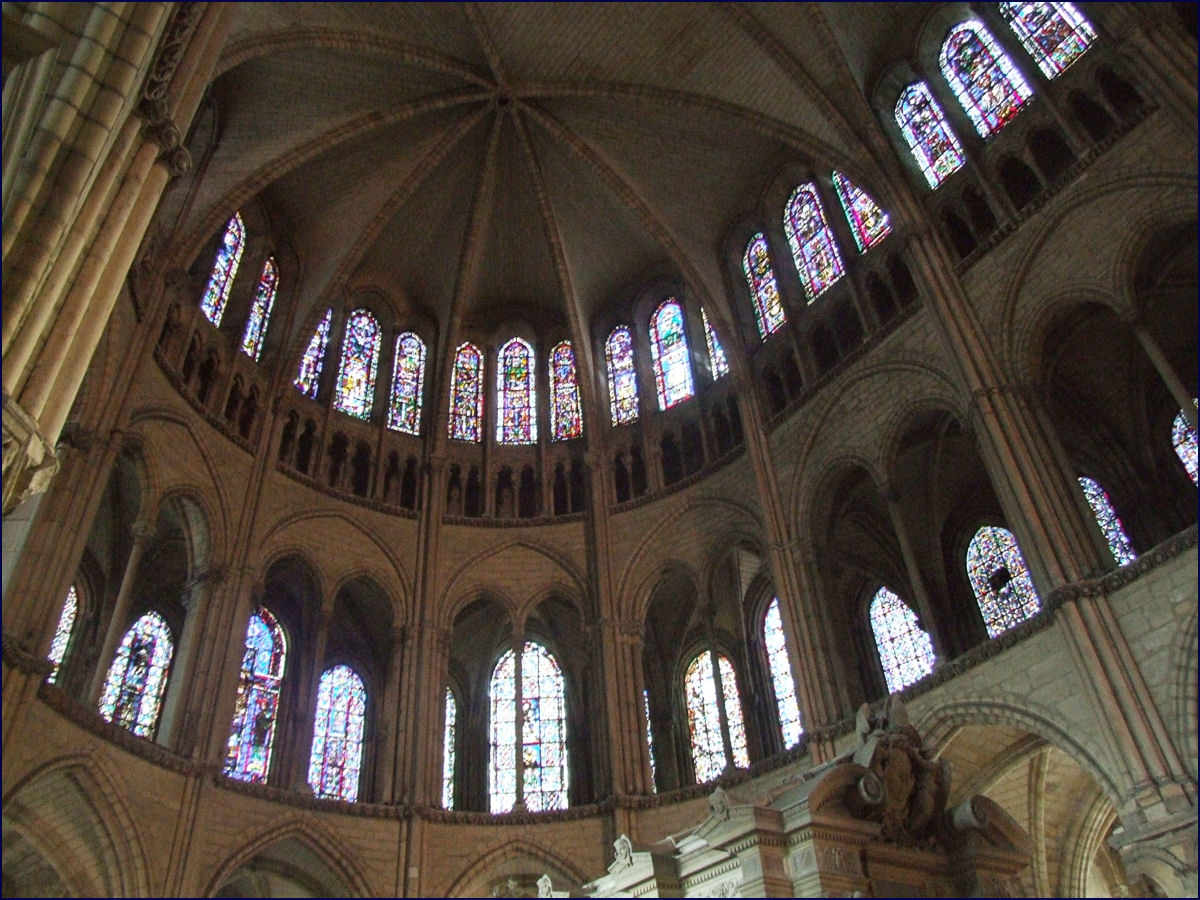
Chorhaupt, Emporen und Obergaden, nur noch frühgotisch
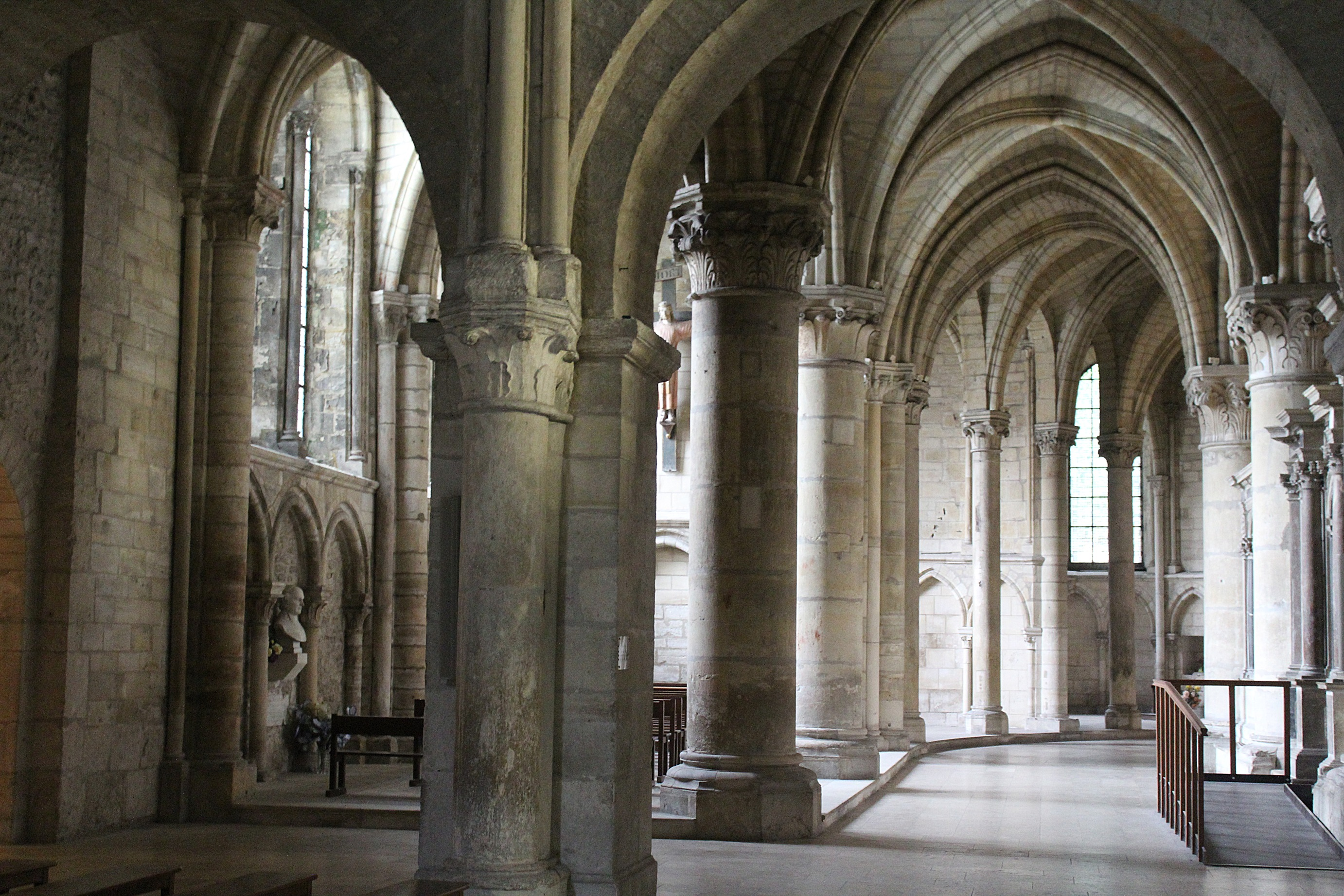
Chorumgang tangential
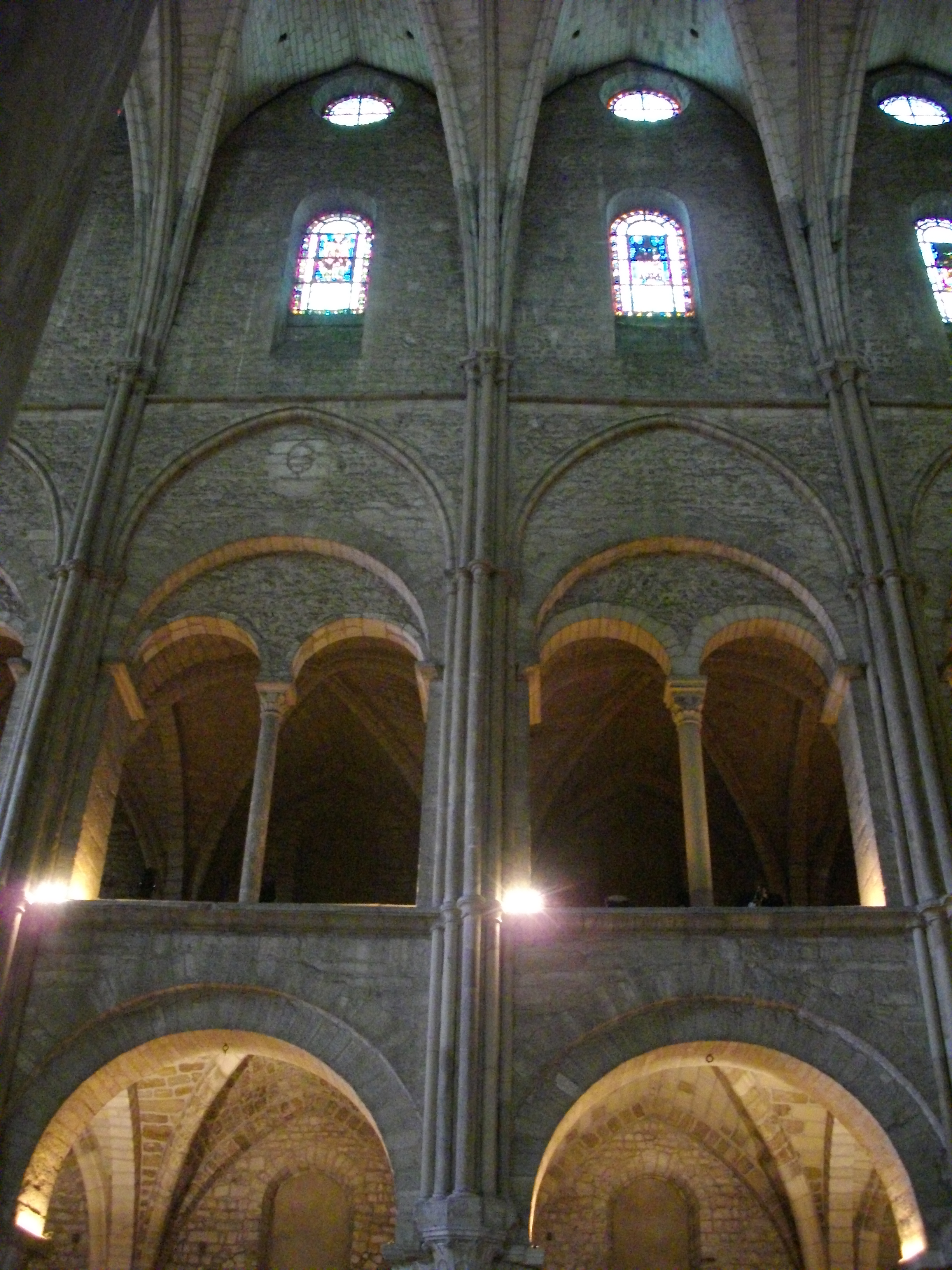
Langhaus mit romanischen und gotischen Elementen

Notre-Dame de Paris
- Chor 1163–1277, mit beiden Umgängen bis 1182,
  - Binnenchor und Empore schließen rund,
  - Beleuchtung der Chorempore zunächst mit Rad-bzw. Rosenfenstern
- 6-rippigen Doppeljoche sowohl im Hochchor als auch im anschließend 1190–1225 errichteten Langhausmittelschiff
- um 1220 Brand, danach
  - Erneuerung aller oberen Gebäudeteile, früh-hochgotische Maßwerkfenster,
  - Dächer der niedrigeren Gebäudeteile und äußeres Strebewerk modernisiert
  - sämtliche Kapellen erst im 13. Jh. angefügt (hochgotisch), d. h. zwischen die äußeren Strebepfeiler gesetzt.[11]

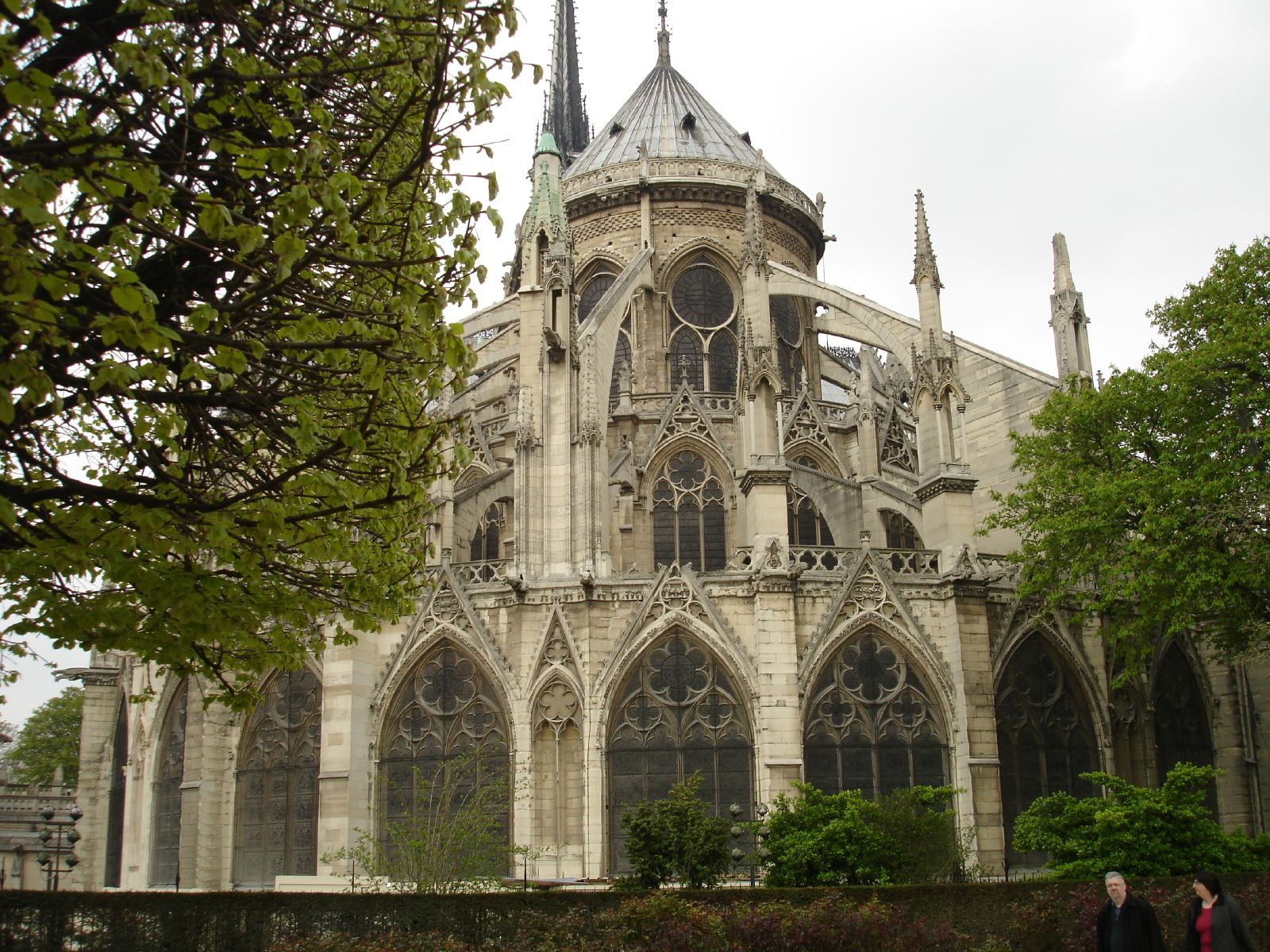
Chorabschluss und Außenwand der Chorempore noch halbrund, nur Kapellenkranz des 13. Jh. polygonal
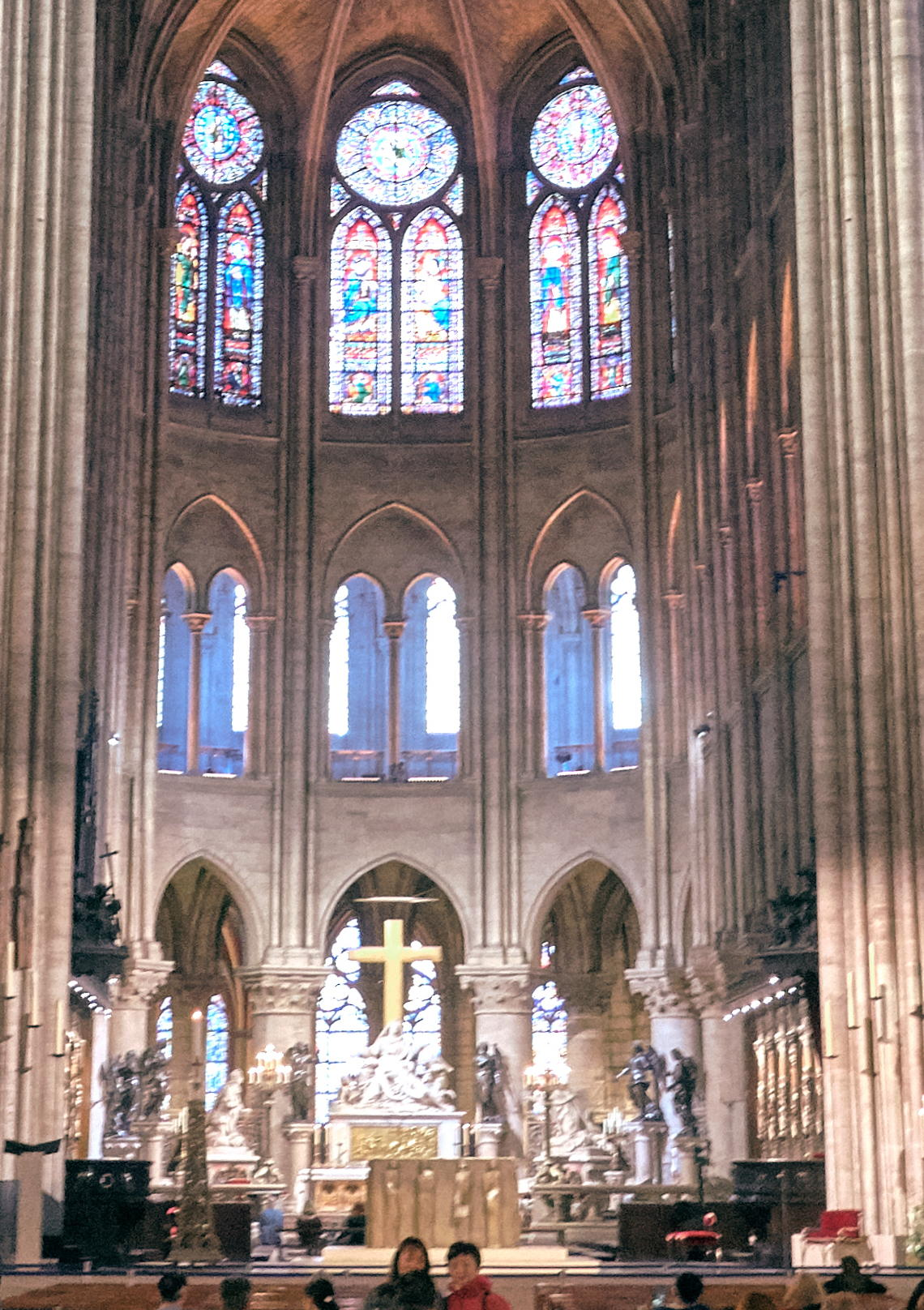
frühgotische Emporenarkade, hochgotisch veränderte Obergaden
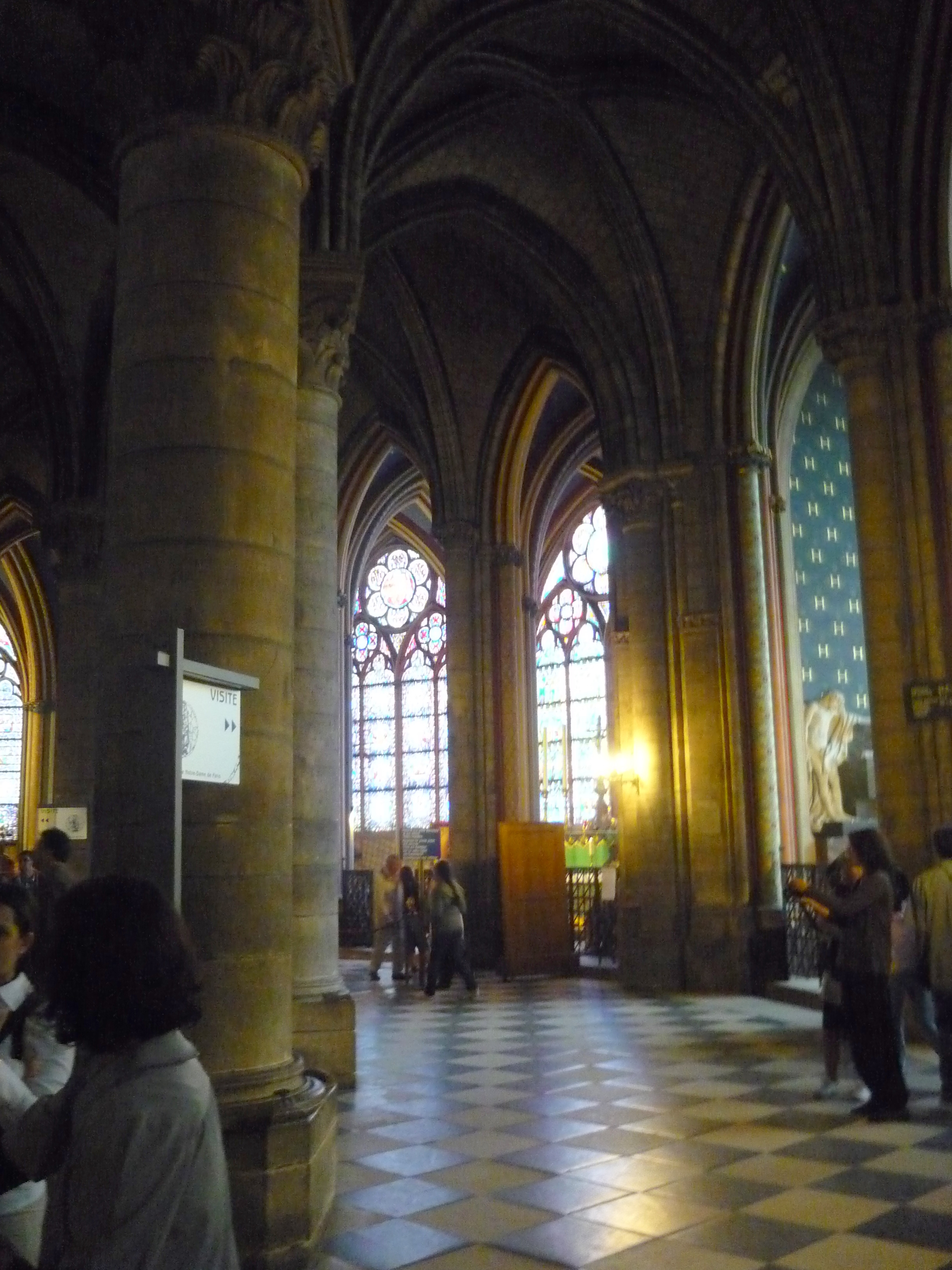
frühgotischer Umgang, hochgotische Kapellenfenster
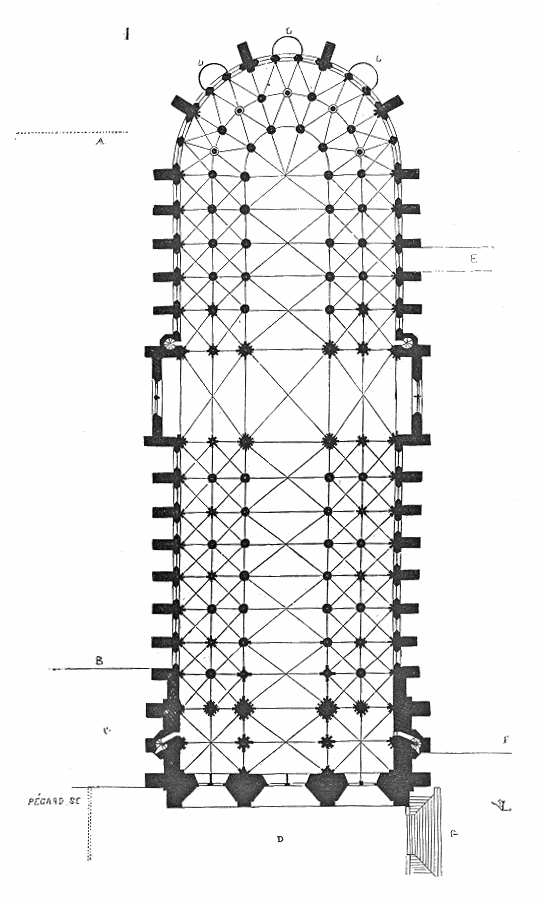
Umgangschor vor 1220 mit halbkreisförmiger Außenwand und nur drei kleinen Kapellen (Viollet-le-Duc, 1856)

Kathedrale von Lisieux
- Département Calvados, Normandie
- Chorquadrum 1172–1183, zusammen mit Vierungsturm u. a.
- nach Brand von 1223 Chorumgang und übrige Teile, trotz Annäherung an Formen der Île-de-France immer noch normannische Besonderheiten:
  - Binnenchor, Umgang und die beiden schräg seitlichen Radialkapellen rund schließend,
  - zweischalige Obergadenzone
- 1. Hälfte 15. Jh. Ergänzungen flamboyant, u. a. Ersatz/Vergrößerung der axialen = Chorscheitelkapelle
- Mérimée PA00111473 Eglise Saint-Pierre, ancienne cathédrale

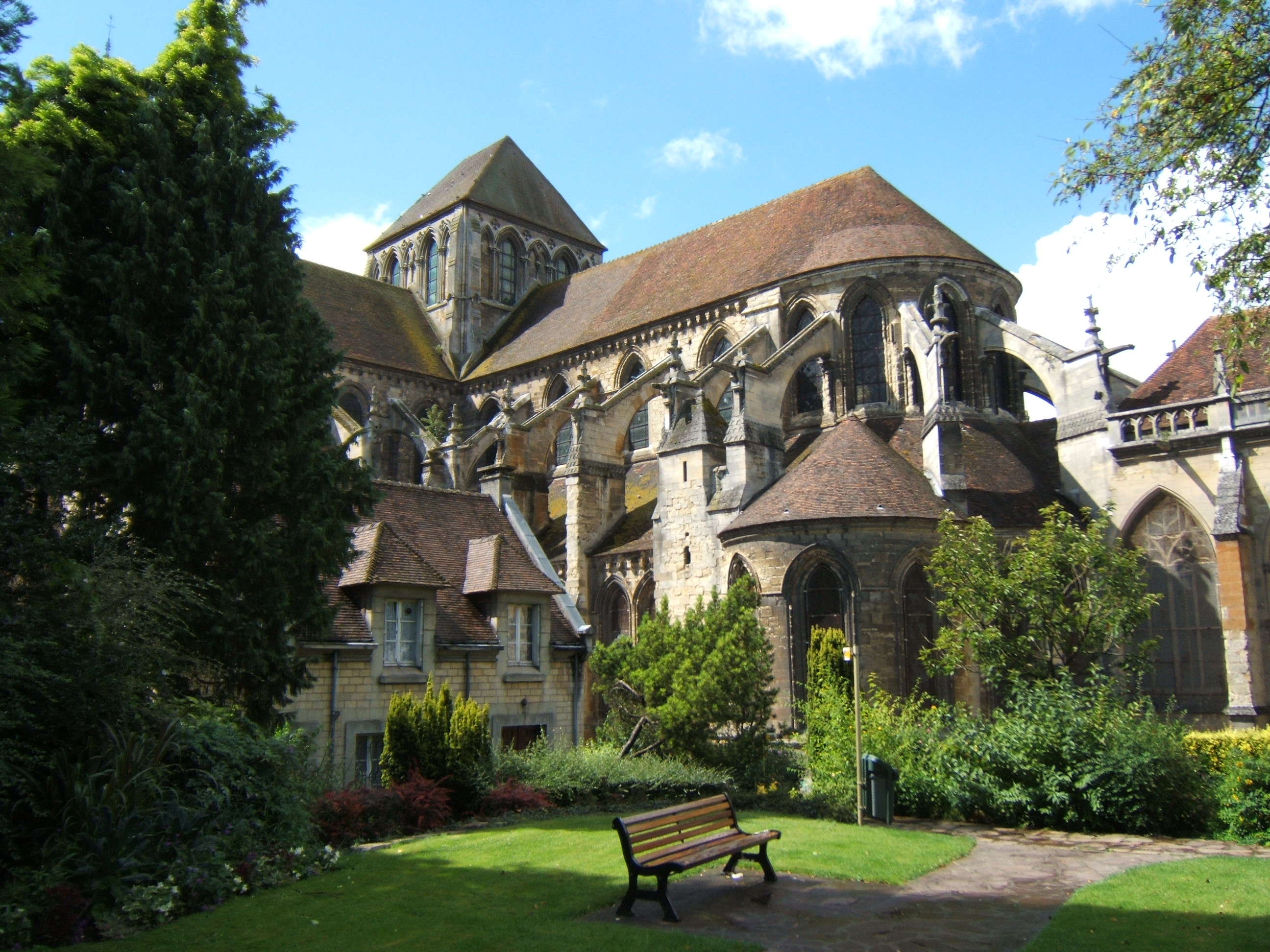
Chor und Vierung
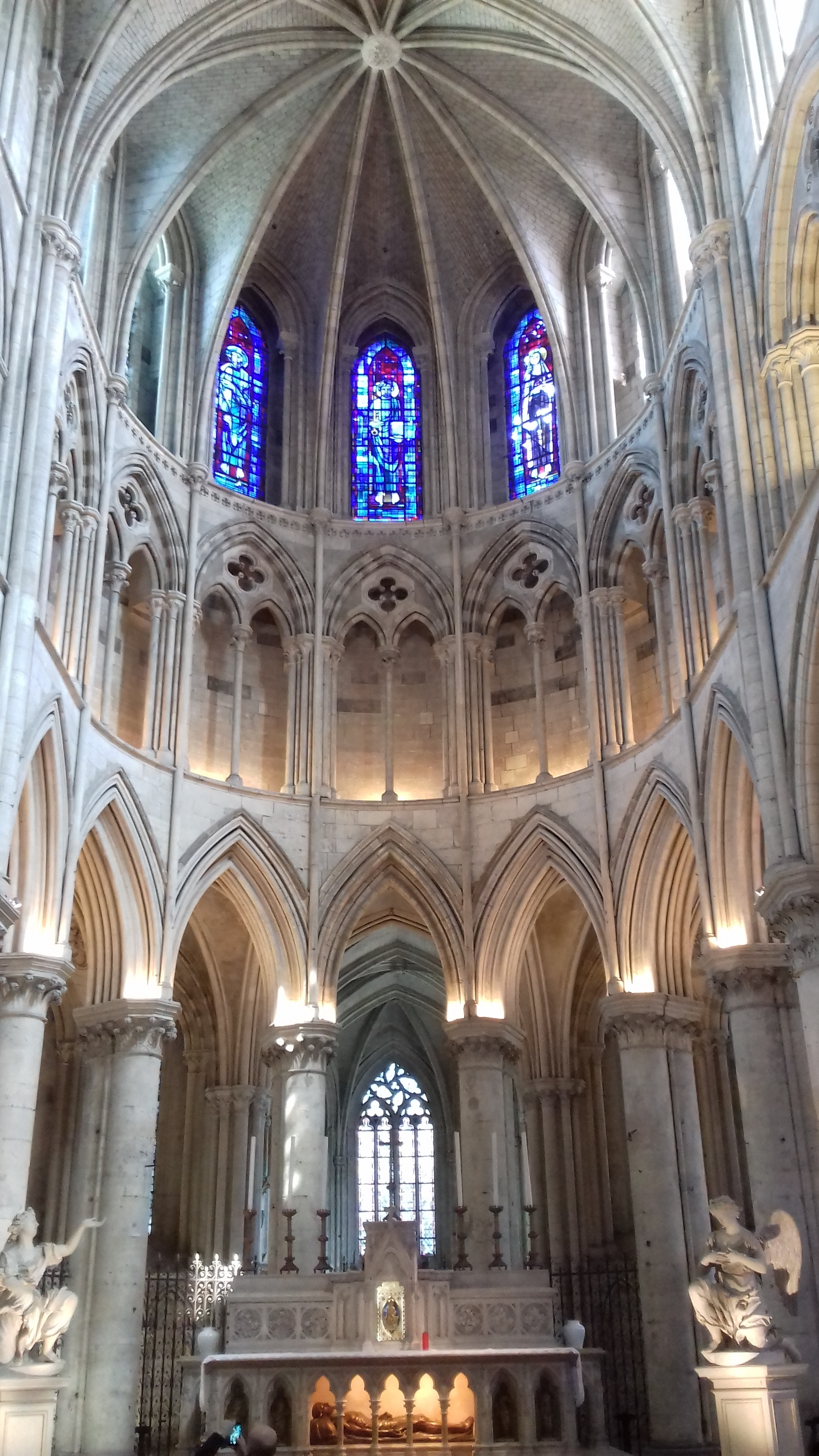
Chorhaupt innen
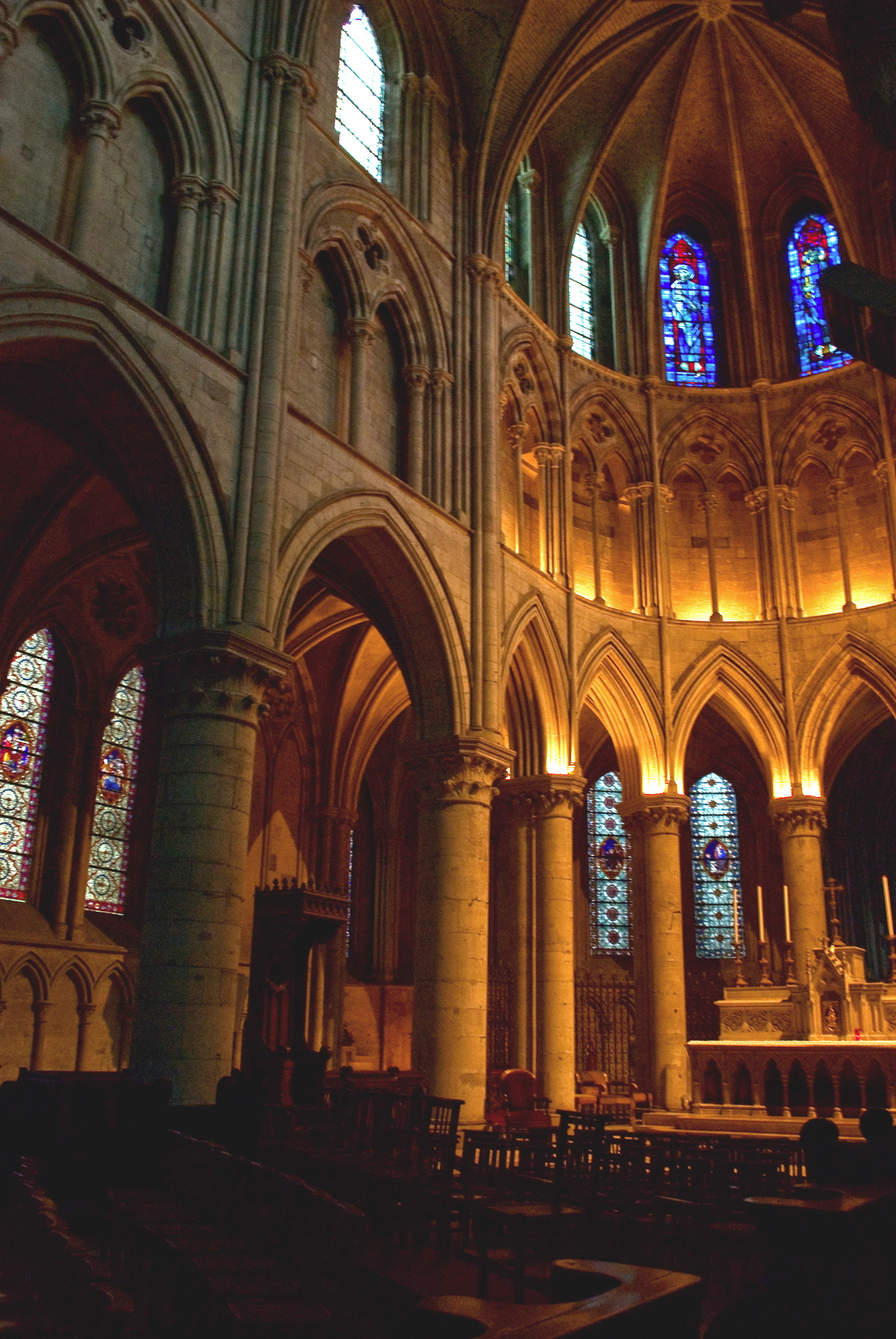
Chor mit Umgang nach Nordosten

Kathedrale von Canterbury
- Kathedrale ab 1090 im Norman Style
- deren langer Umgangschor ab 1175 gotisch umgestaltet und nach Osten geöffnet
- daran ab 1179 die Trinity Chapel (für das Grab Thomas Becketts) mit Chorumgang und anschließender Axialkapelle
- Binnenkapelle, Umgang und Axialkapelle schließen rund.

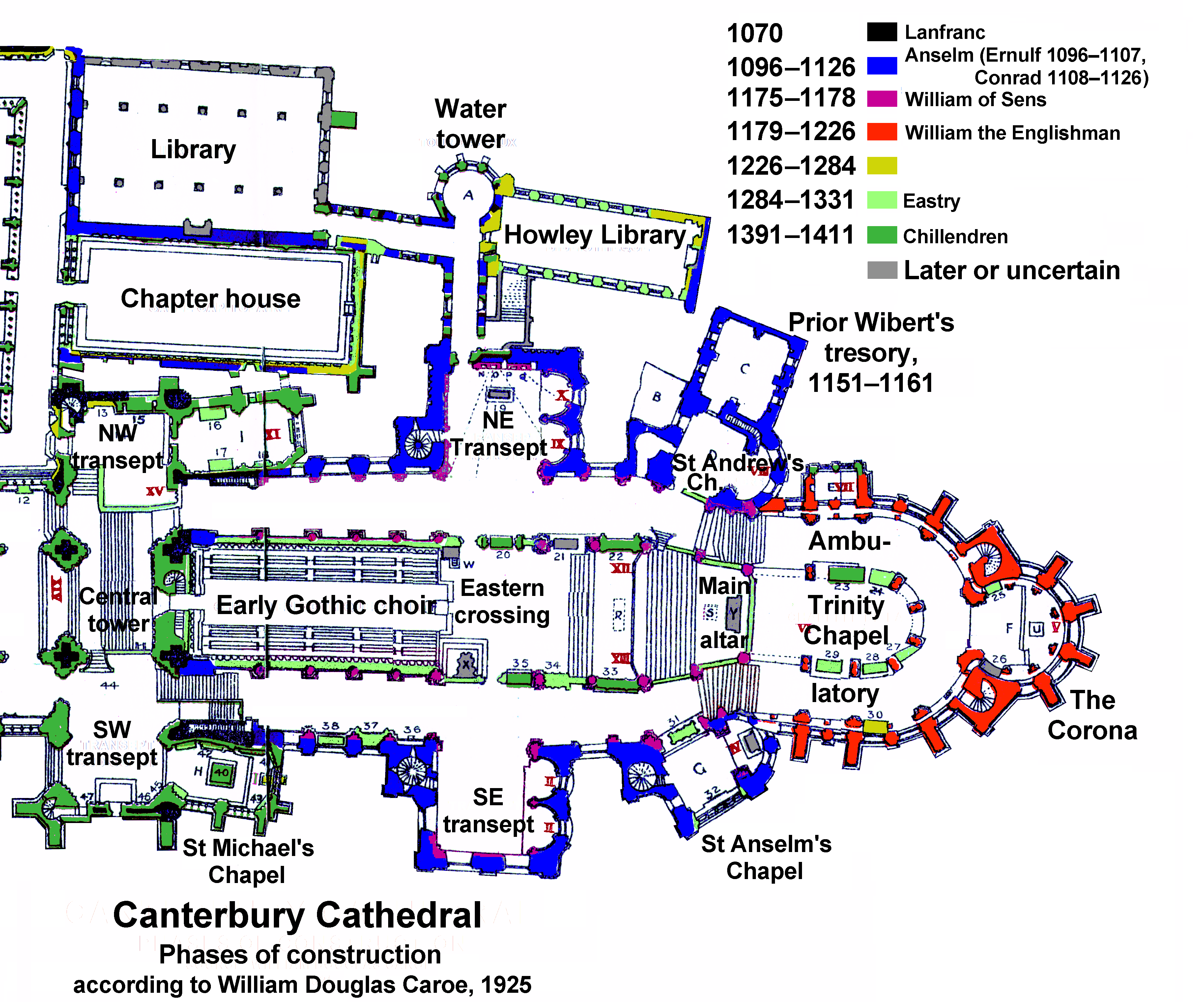
Bauphasen des Chors
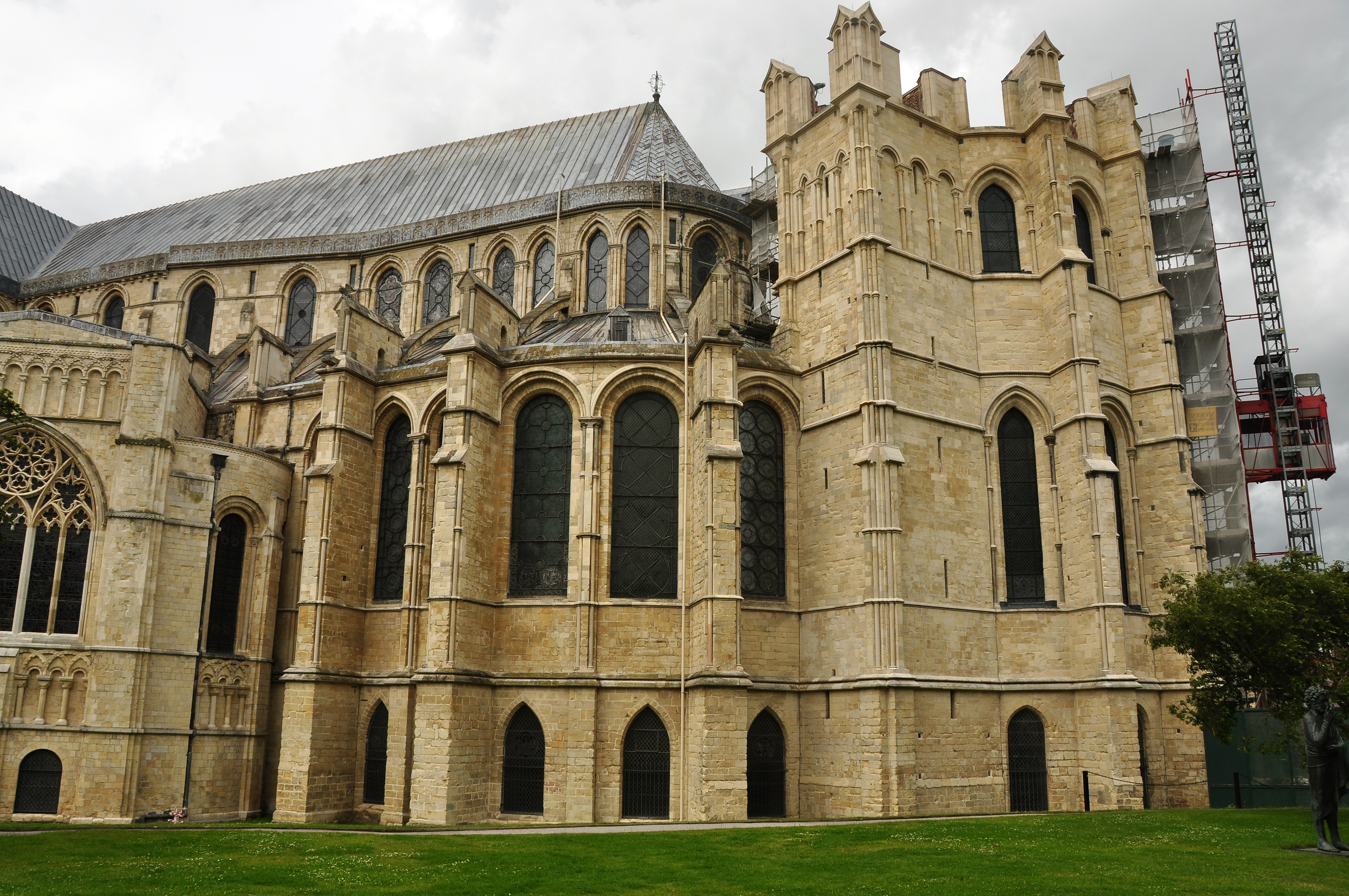
Trinity Chapel und Axialkapelle von Südosten
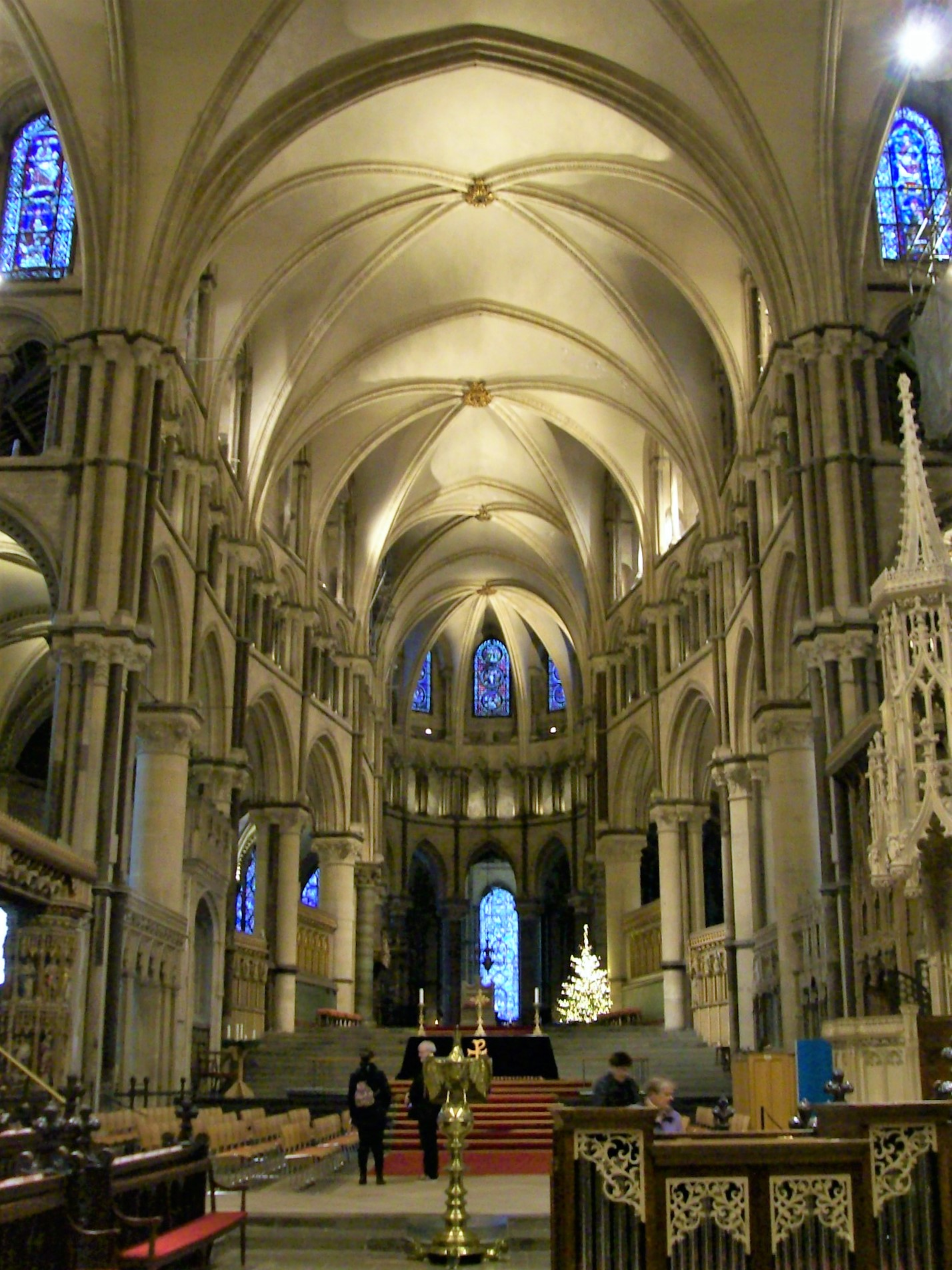
Chor ab der östlichen Vierung
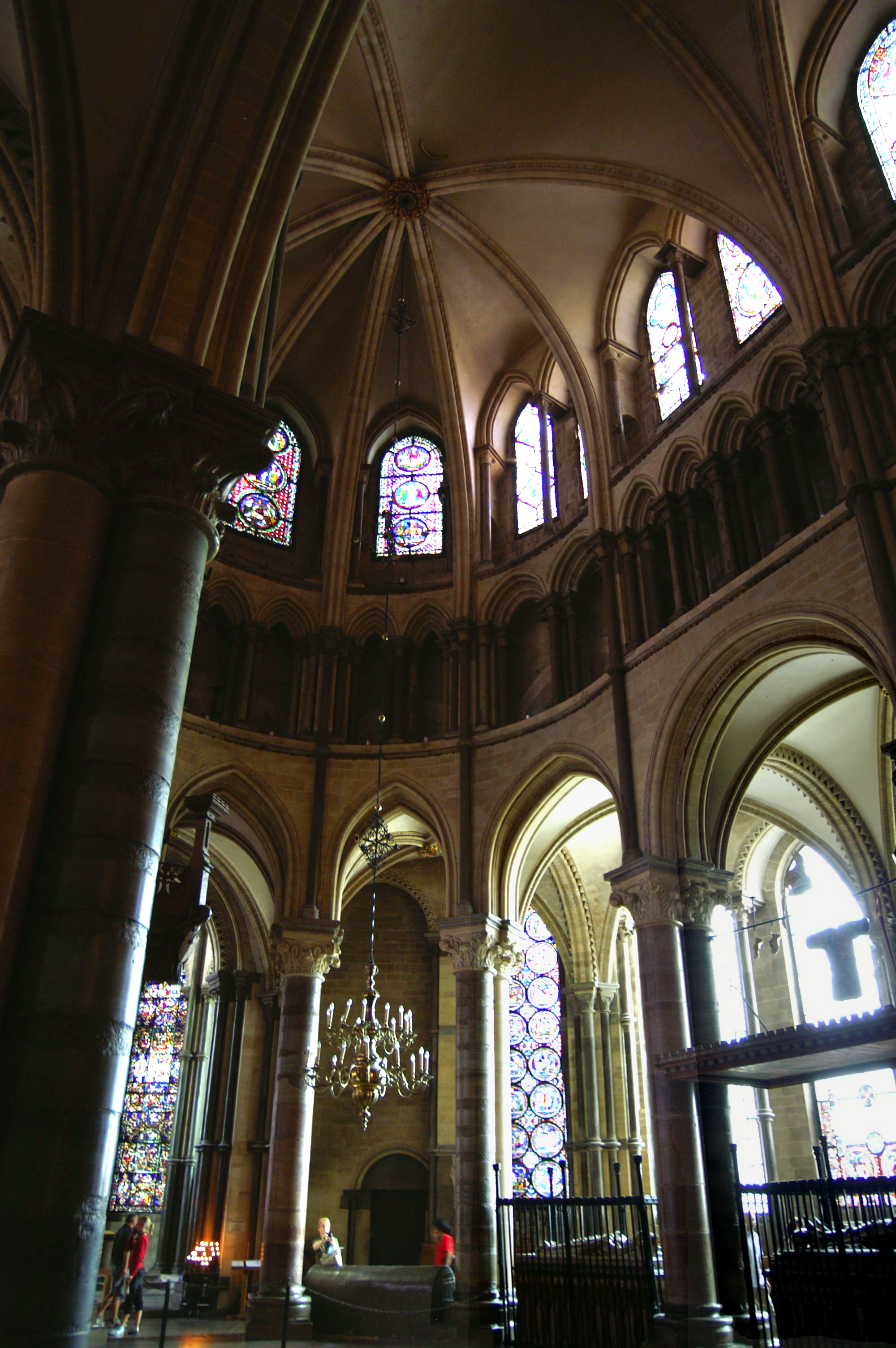
Chorumgang aus dem Binnenchor

Zisterzienserkirche Pontigny
- zur Bauzeit in der Grafschaft Auxerre gelegen, die gerade in der Zeit nicht dem Herzogtum Burgund angehörte, und (wenn auch exemt) im Bistum Auxerre, das dem Erzbistums Sens angehörte
- Kern 1137/38–1170, Seitenschiffe mit spitzbogigen Kreuzgratgewölben nach dem burgundischen Muster des ausgehenden 11. Jahrhunderts (Cluny III), aber Spitzbogenfenster und kreuzrippengewölbes Mittelschiff der seit 1135/1140 im französischen Kronland beginnenden Gotik
- erster Chor stilistisch unbekannt, war kürzer, aber wohl auch mit Umgang
- neuer Chor 1185
- Chorschluss und Umgang polygonal statt rund (nach polygonalem Westchor des 1181 geweihten Wormser Doms)

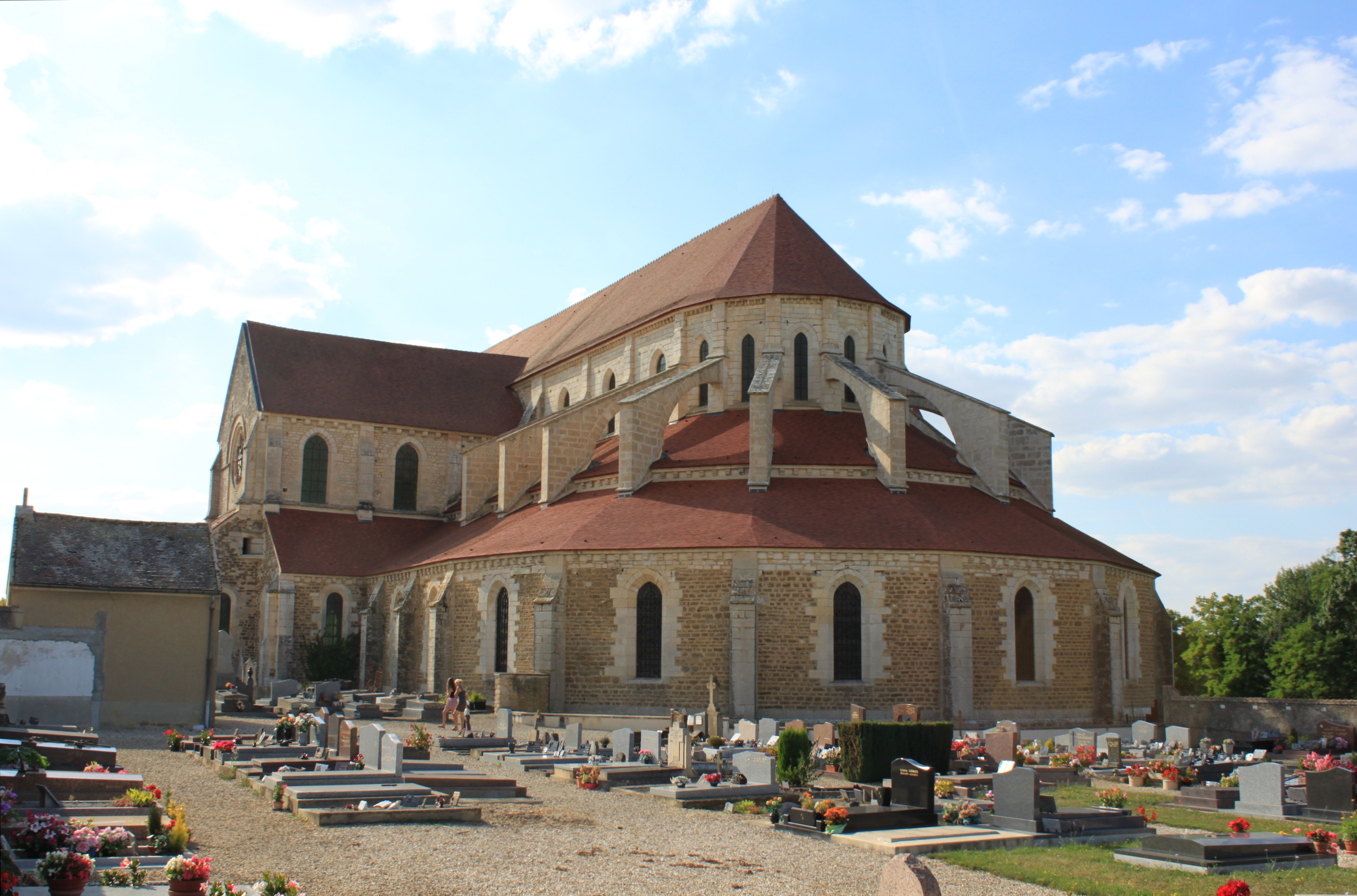
Querhaus vor 1170, heutiger Umgangschor 1185
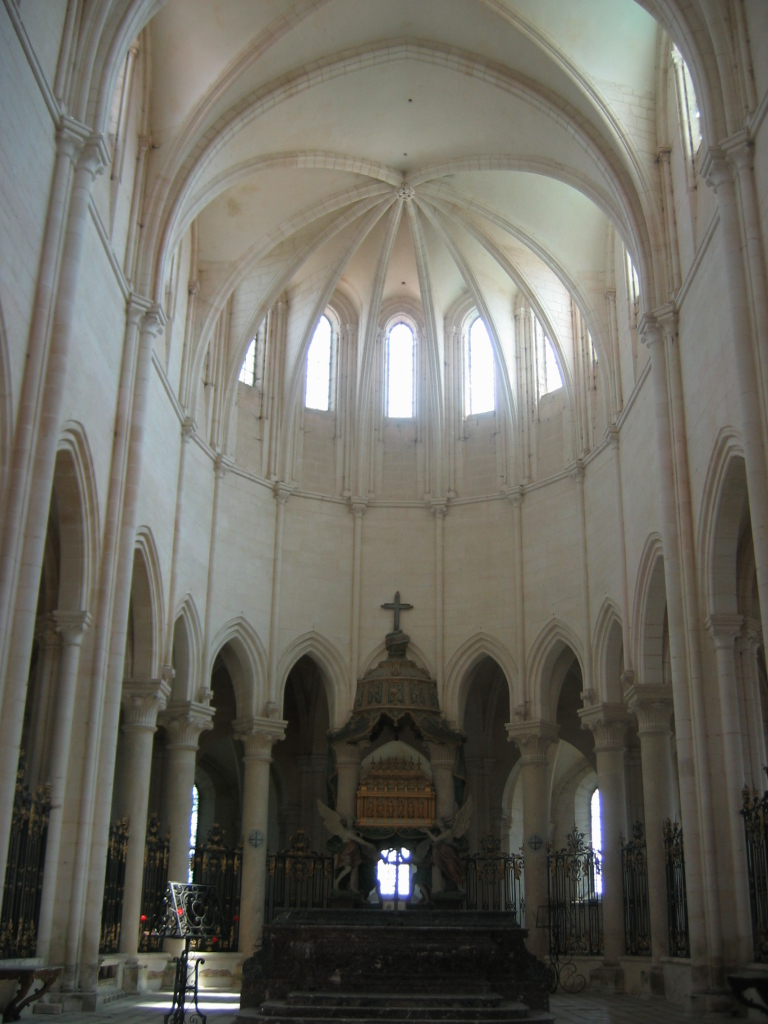
1185 ersetztes Chorhaupt
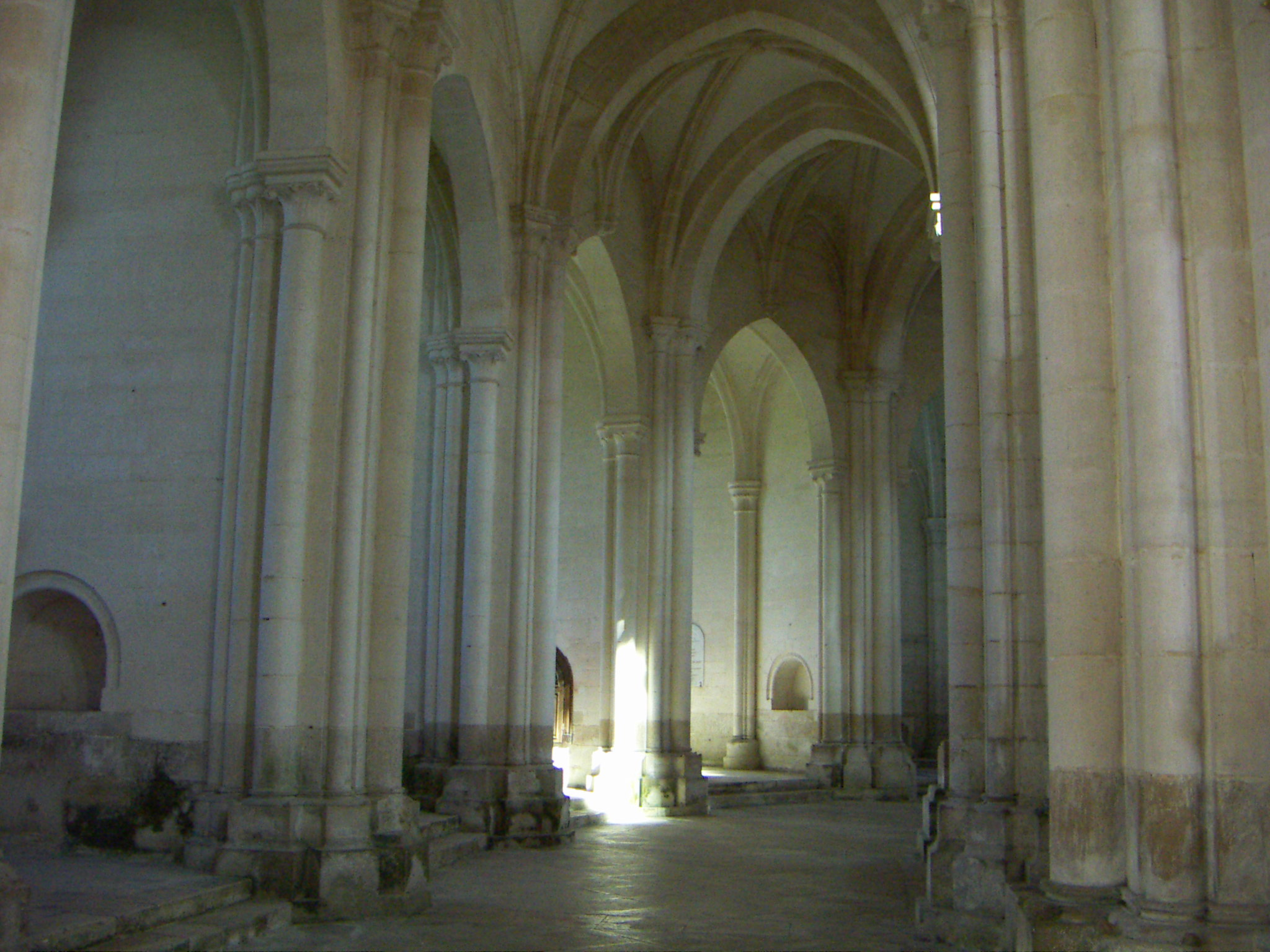
1185 ersetzter Chorumgang
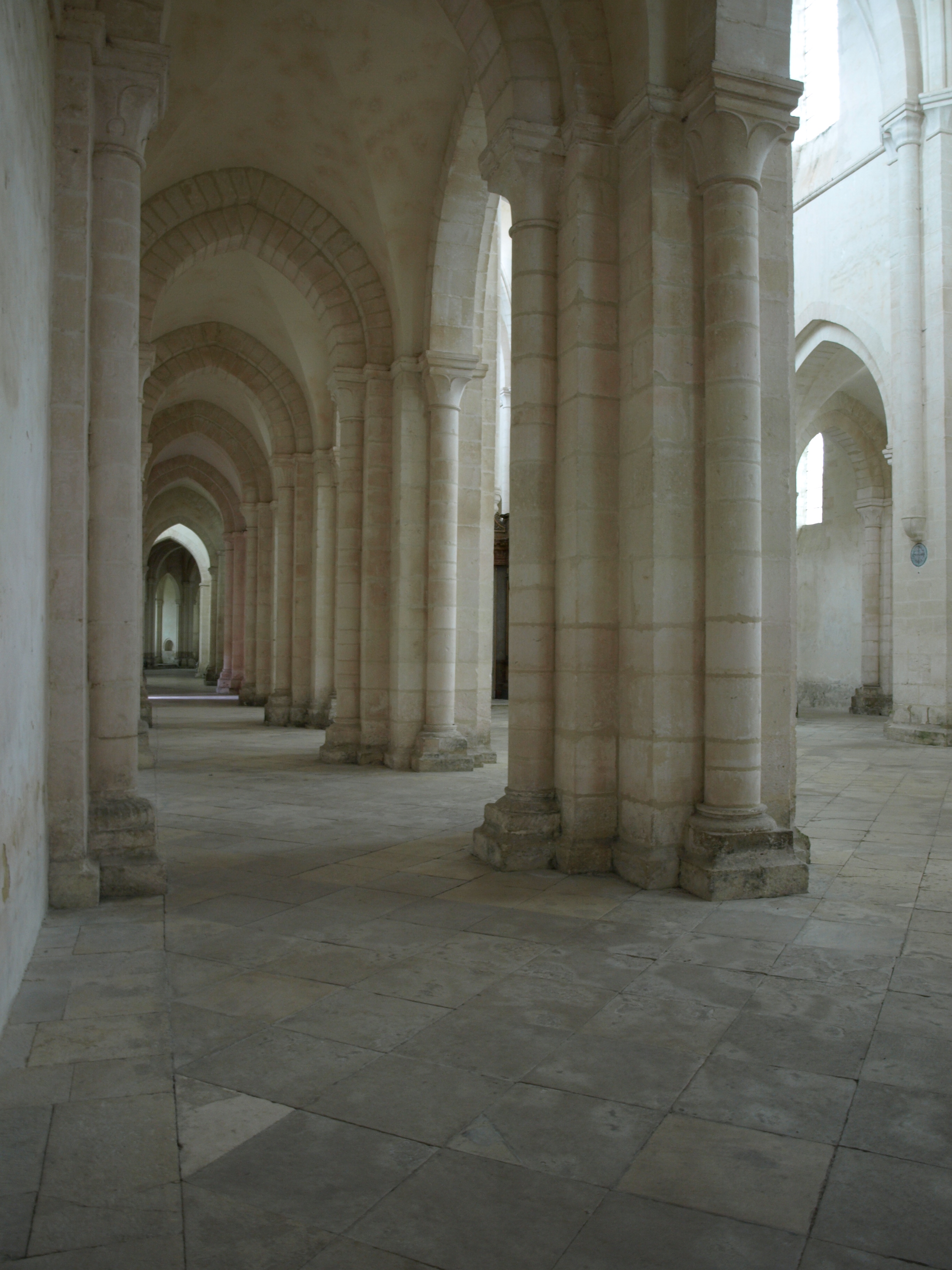
altes Seitenschiff, vor 1170

Notre-Dame-en-Vaux in Châlons-en-Champagne
- begonnen 1157 mit Querhaus und Osttürmen
- Umgangschor 1170–1210
  - innen obere Etagen polygonal, aber außen Binnenchor (einschl. Obergaden), Umgang und Kapellen rund
- Vierturmanlage
- Emporenbasilika mit fensterlosem Triforium
- POP.Culture: IA51000392

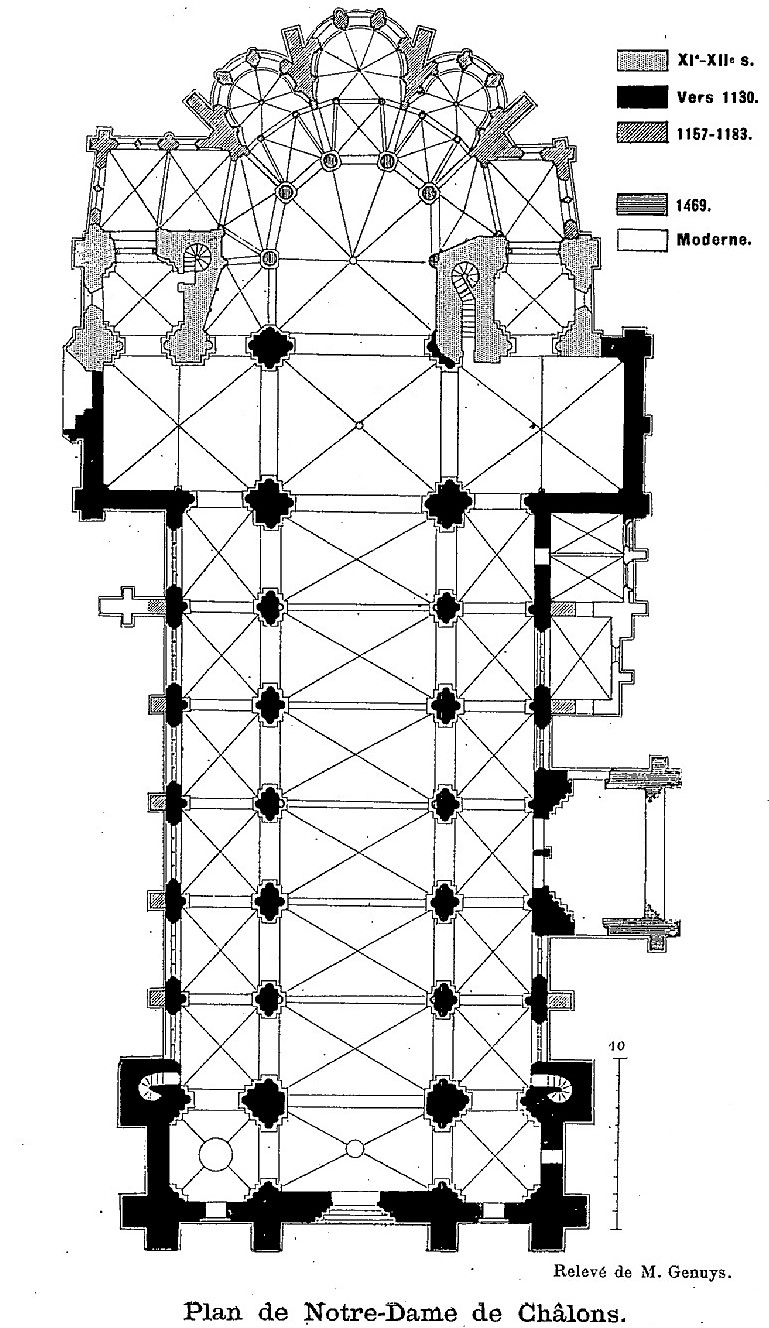
Grundriss
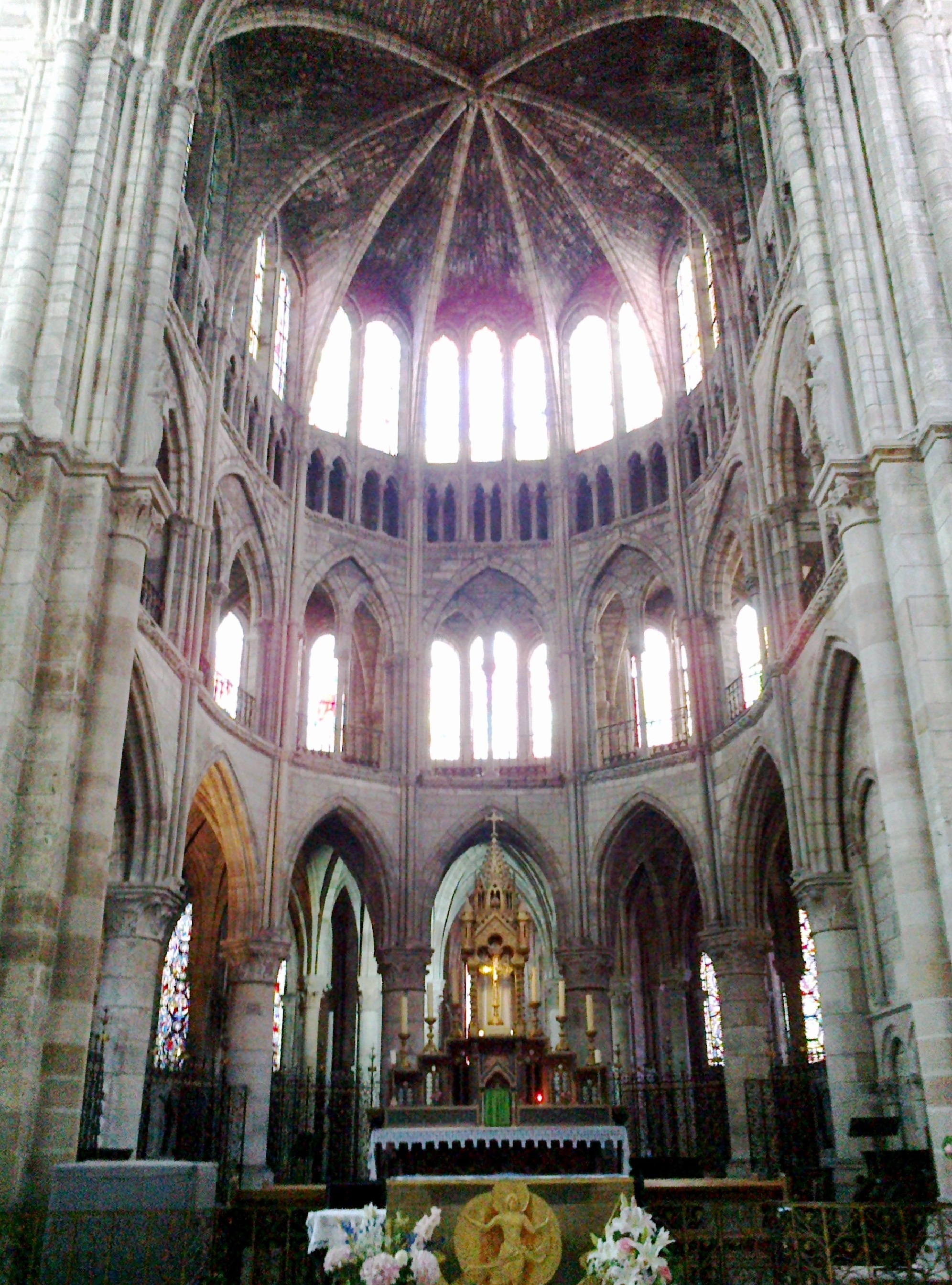
Chorhaupt
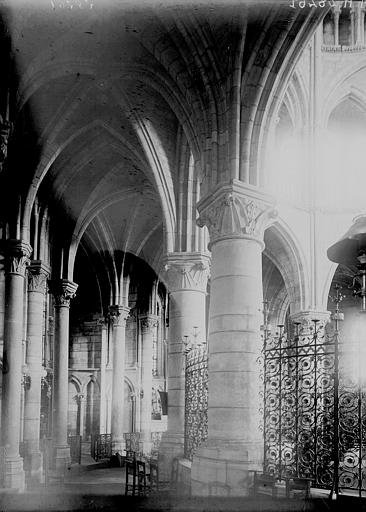
Umgang tangential
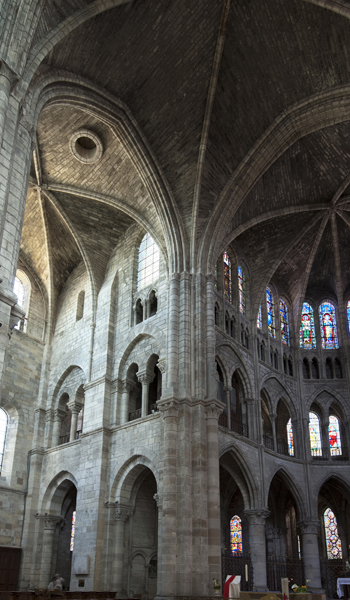
Chor, Umgang, Südquerhaus

Limburger Dom
- Der früh- bis hochromanische Kern hatte noch keinen Umgang.
- Nach gotischem Umbau (ab 1180er Jahren) abgesehen von den Glasebenen der Fenster des Ostbaus gotisch.
- Binnenchor und Umgang noch mit halbrunden Wandverläufen.

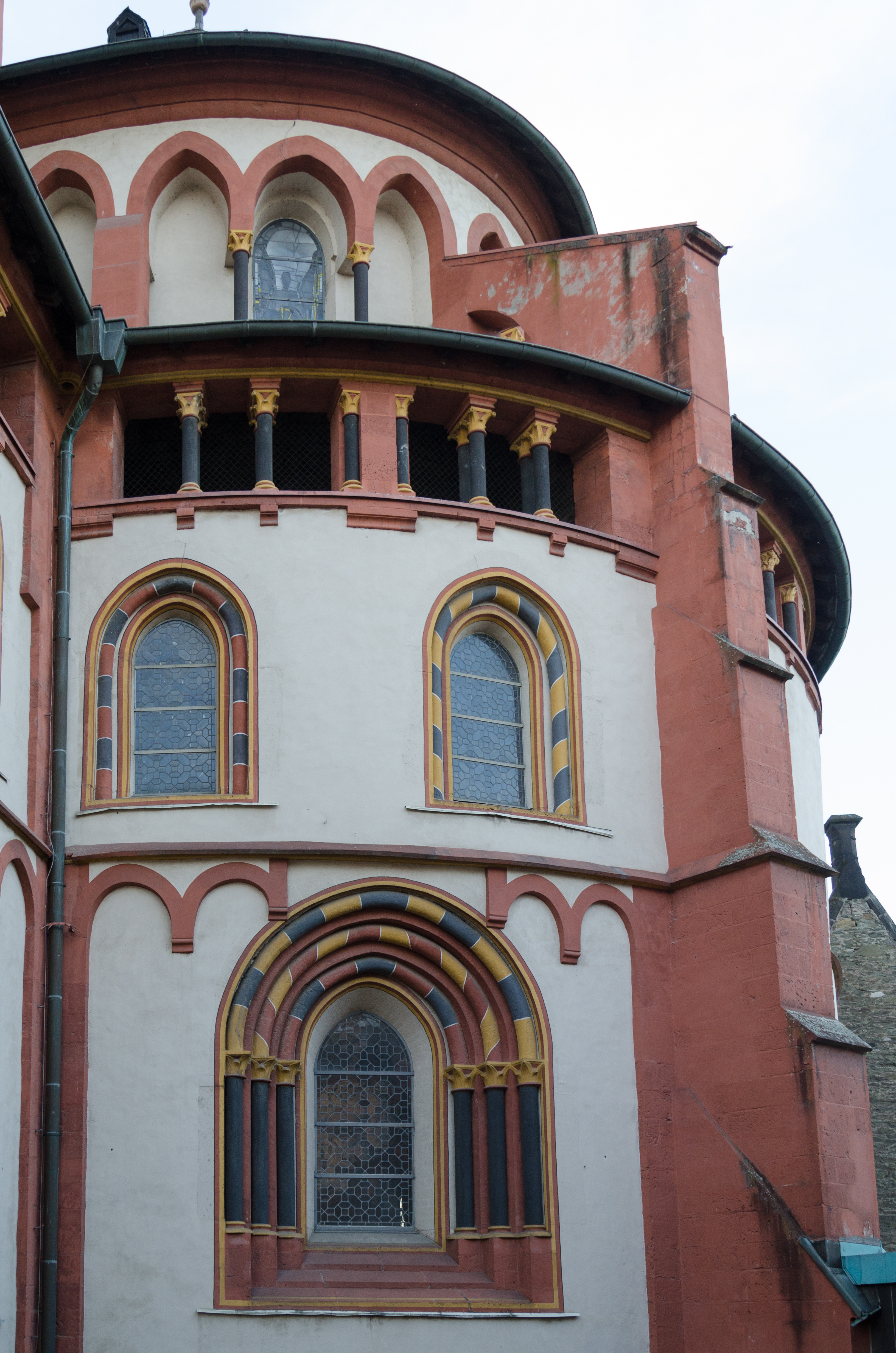
Chor und Nebenräume, Äußeres von Süden
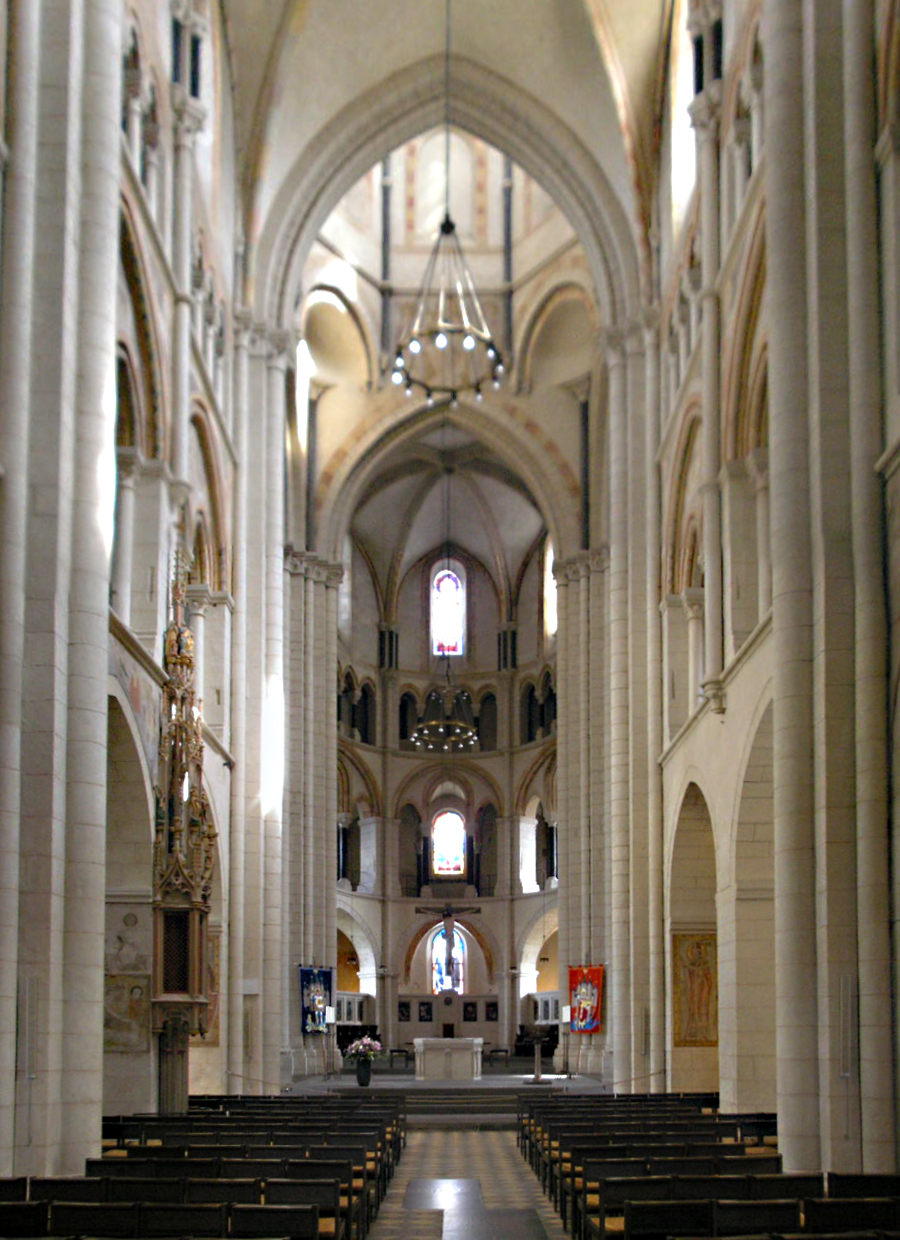
Vierung und Chor
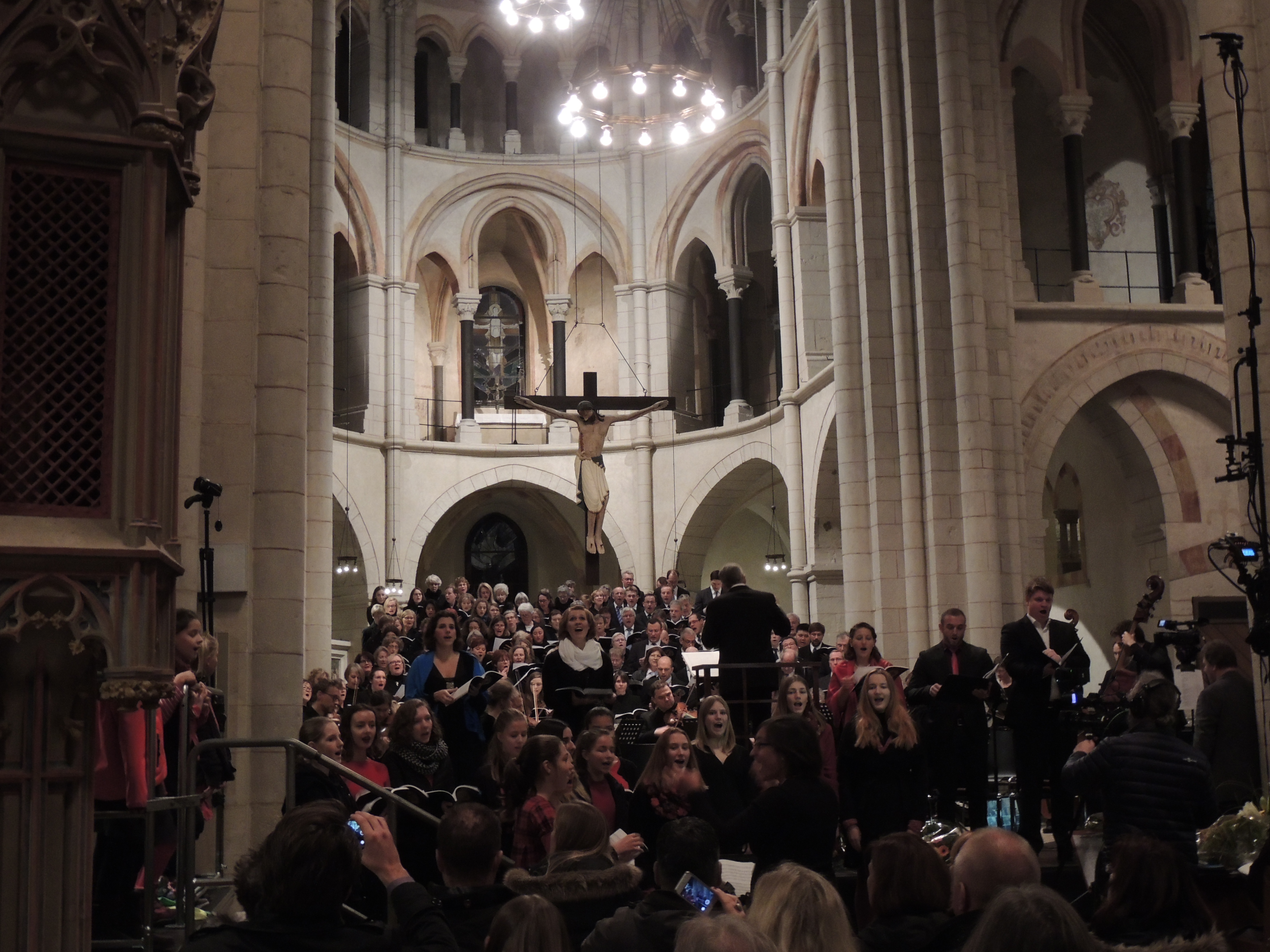
Chor mit Umgang und Emporen

Kathedrale von Lausanne (2. Chorumgang)
- Bischofssitz seit dem 6. Jh.,

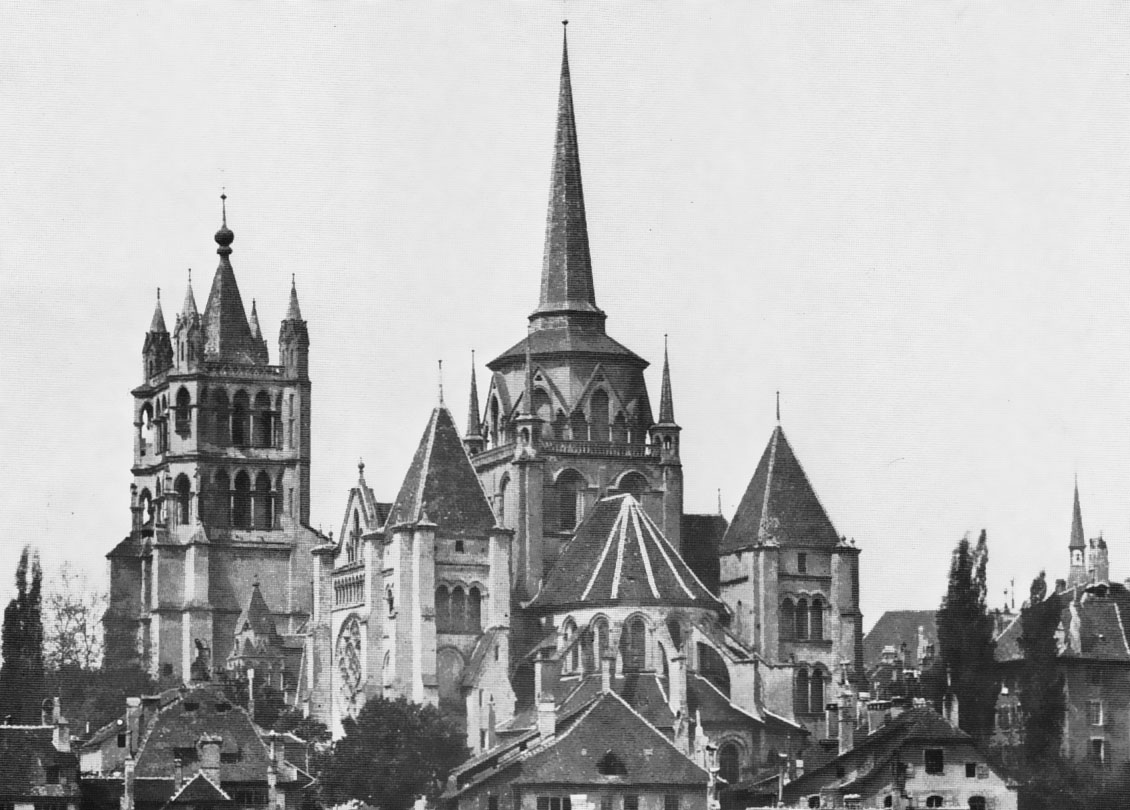
Ansicht von Osten 1873, noch mit Turm von 1825/27

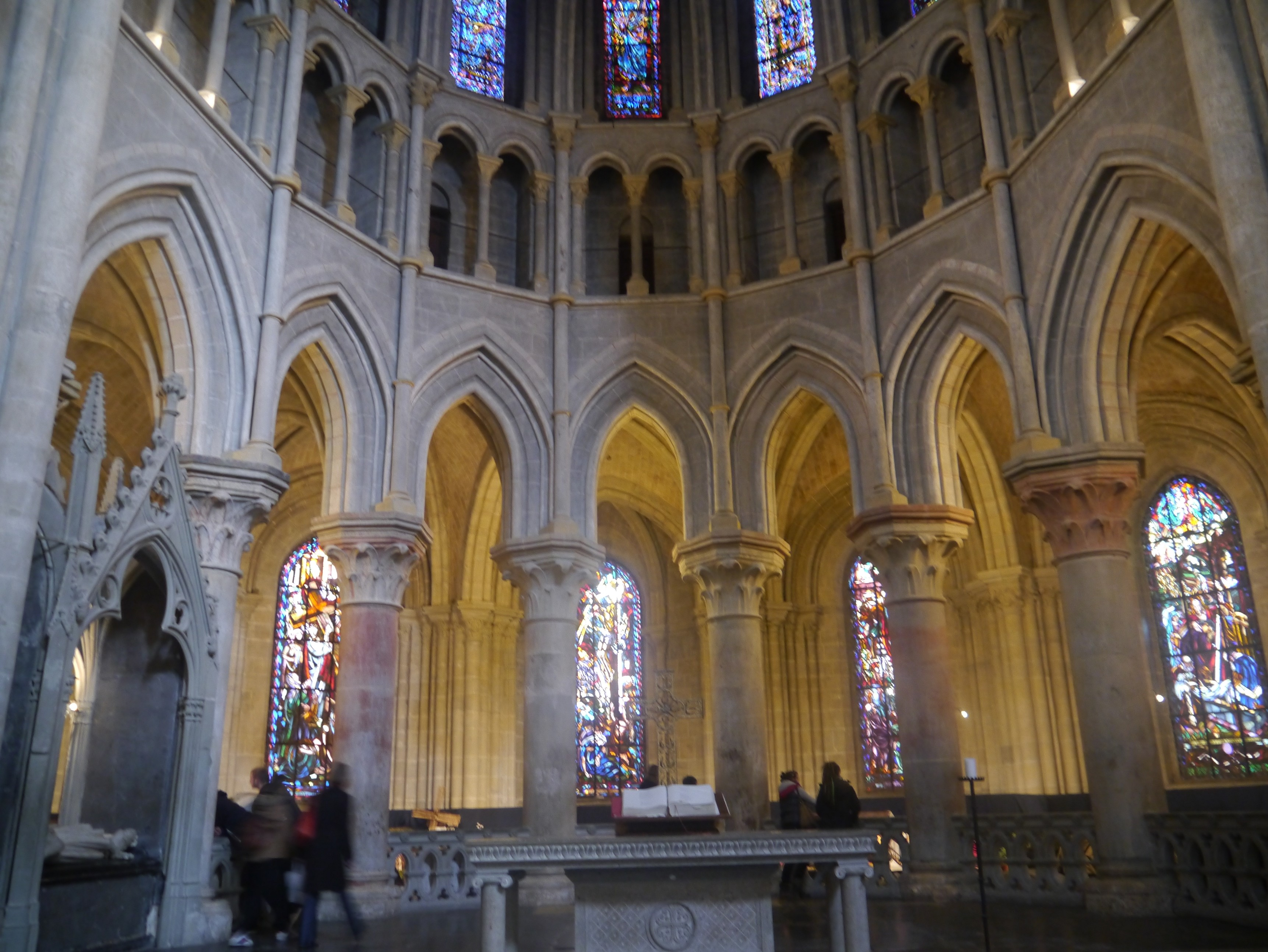
Chorumgang aus dem Binnenchor

  - karolingische Kathedrale mit rechteckigem Chor auf rechteckiger Krypta (Gangkrypta mit zwei Nebenräumen)[12]
  - Kathedrale von um 1000 erst seit 2020 näher erforscht (Audrey Bridy, Mathias Glaus), Spuren einer Apsis gefunden, nicht eines Chorumgangs
- heutige Kathedrale zunächst ab 1160 mit Umgangschor mit fünf Radialkapellen begonnen, s. o.
- erster Umgang schon 1190 durch die heutigen Umgangschor ersetzt, nun ohne Radialkapellen
  - Binnenchor, Umgang und Axialkapelle rund schlie0ßend
- Blendarkaden unterhalb der Sohlbänke der Erdgeschossfenster immer noch rundbogig

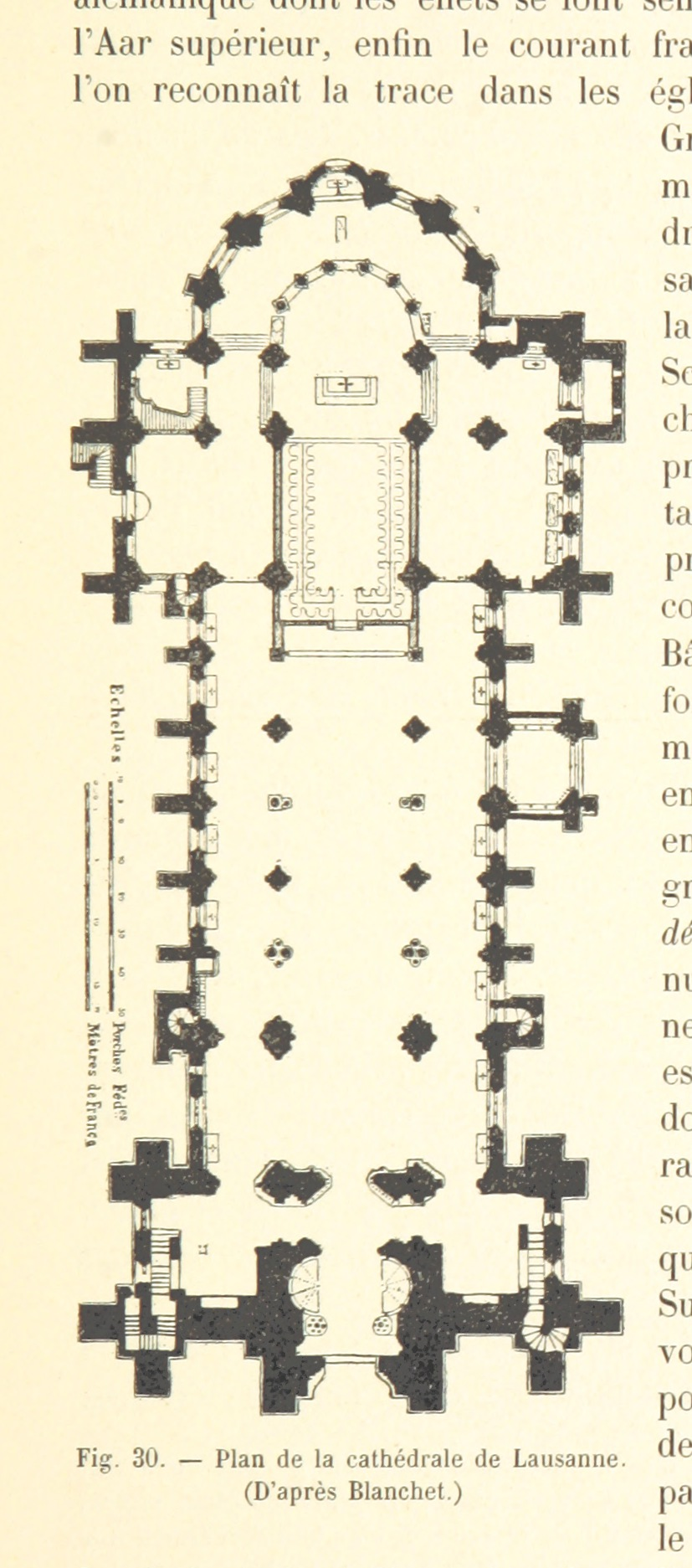
Grundriss mit Chor von 1190
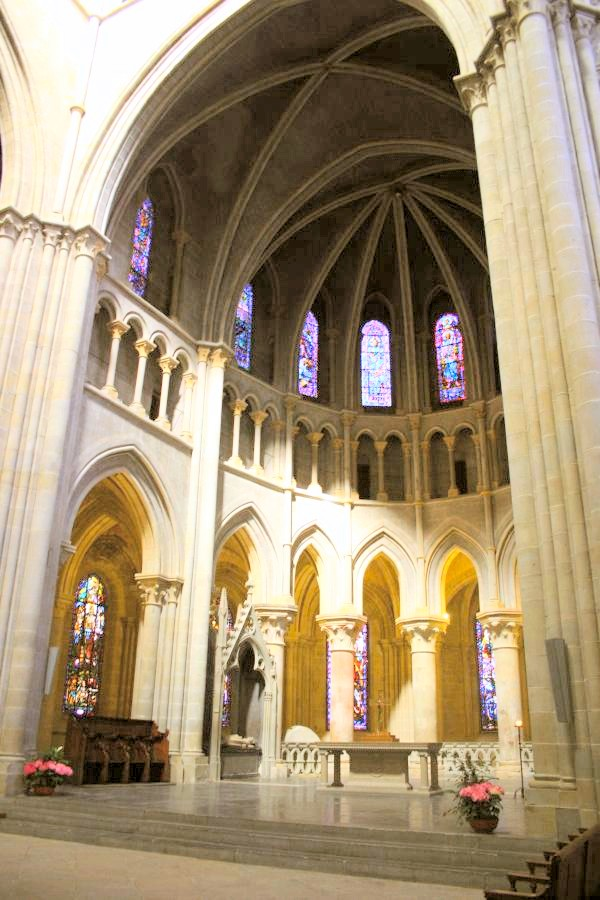
Chorhaupt
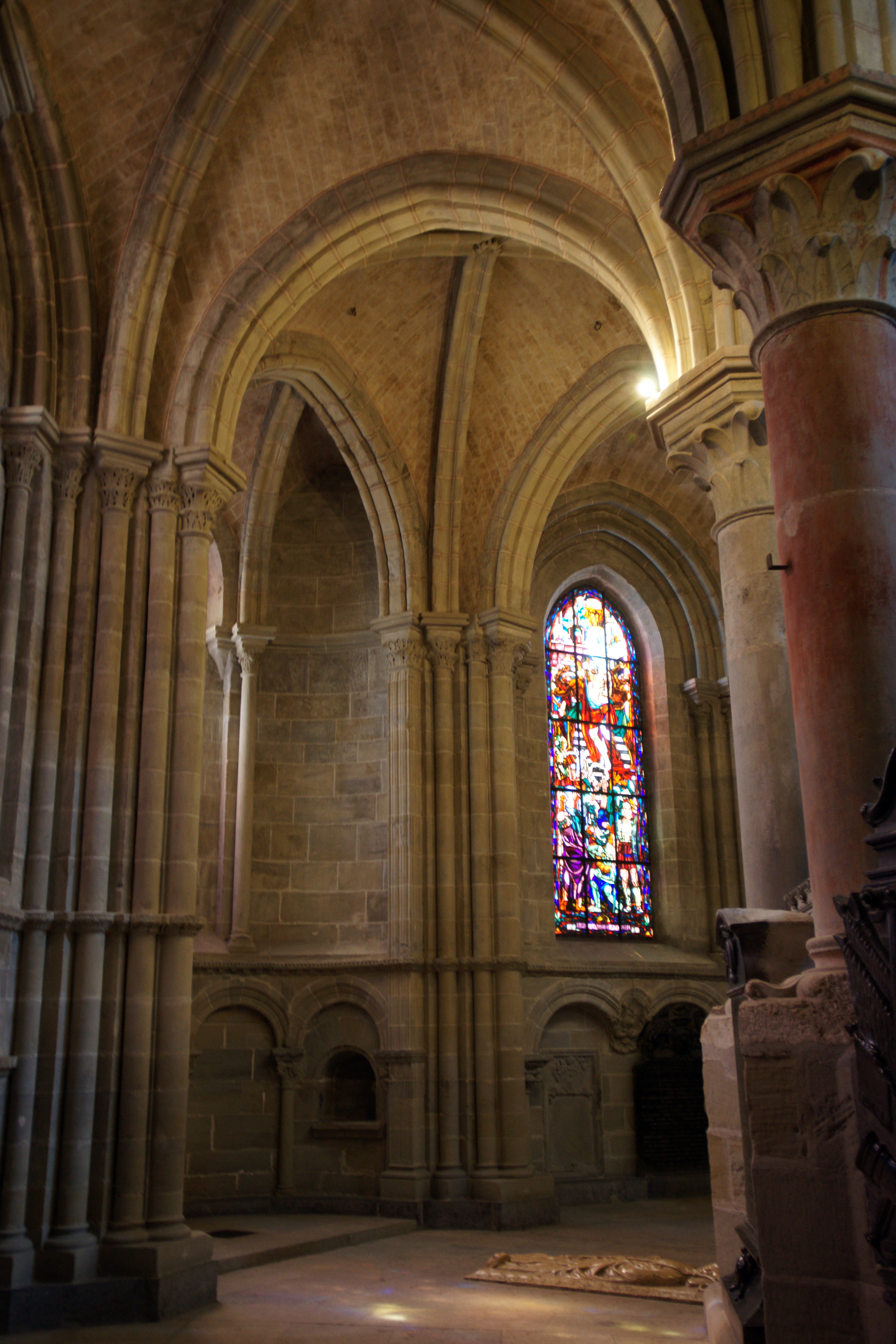
Chorumgang tangential

Kathedrale von Chartres
- Teile der Fassade (vom Vorgängerbau) um 1150
- Chor und Schiff ab 1195
- Initialbau des Gothque classique
- Binnenchor, Umgang und Kapellen (außer deren Krypten) polygonal
- Fenster dort ohne Maßwerk (seitliche Obergaden mit Vormaßwerk)

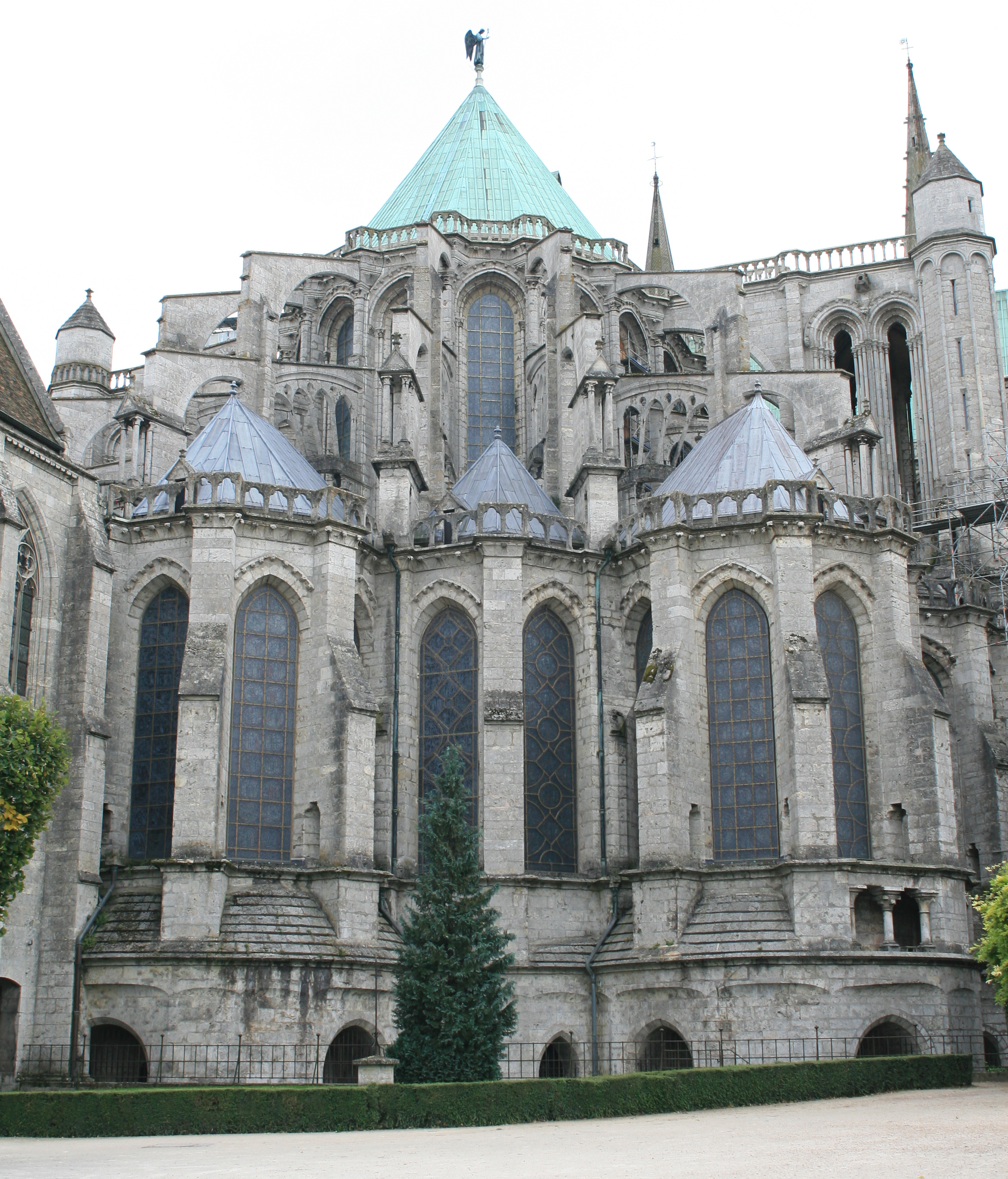
Chor, Umgang, Kapellen
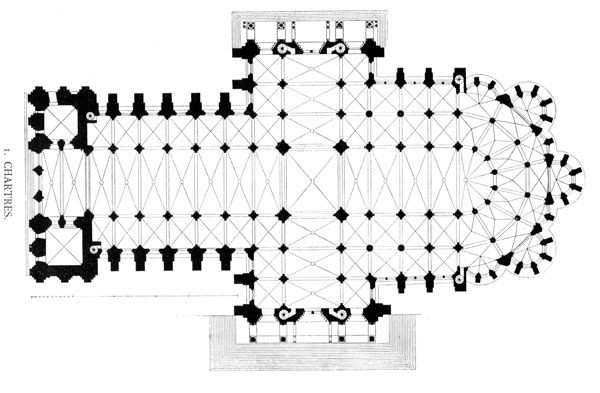
Grundriss
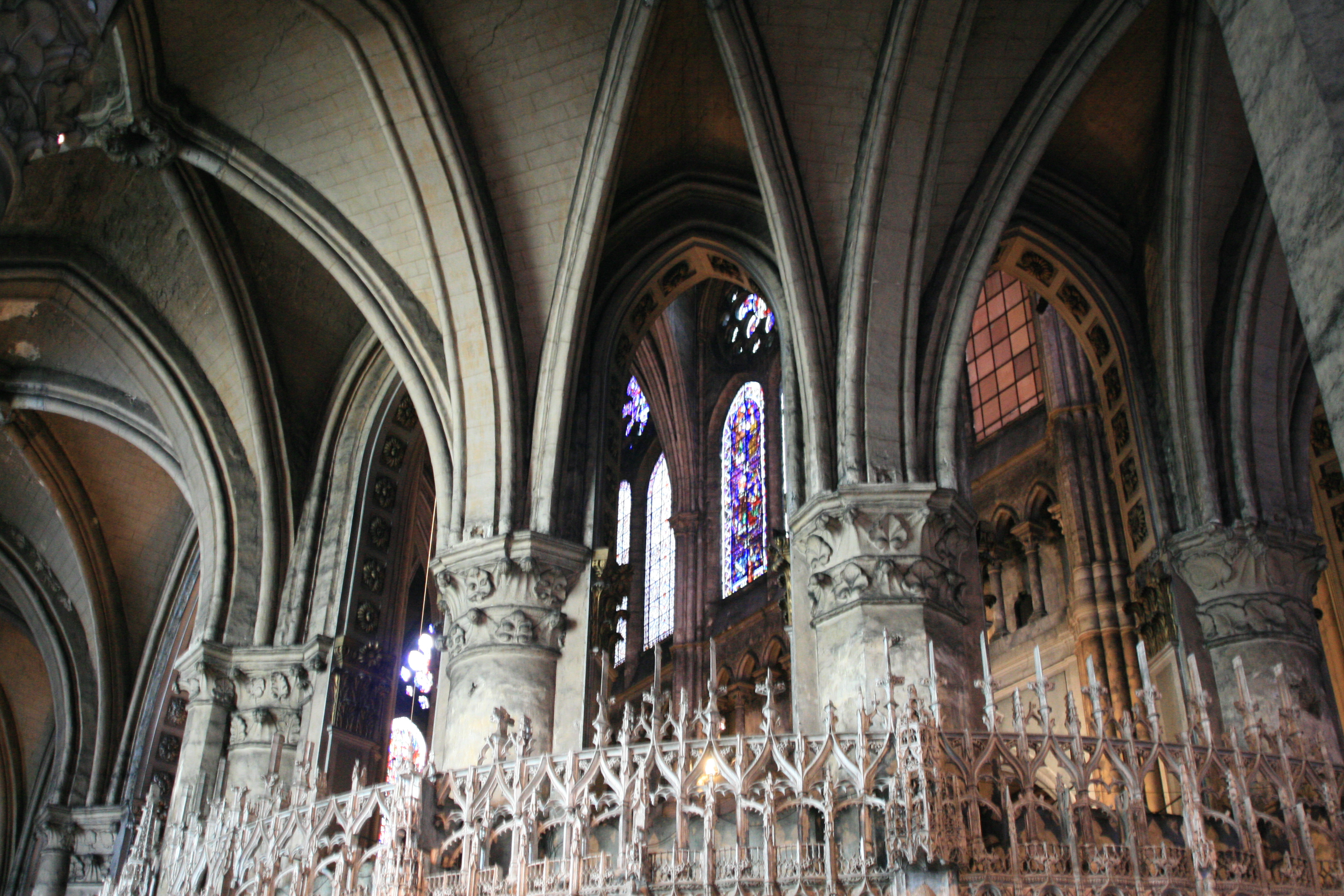
Chorumgang, Sicht zum Binnenchor
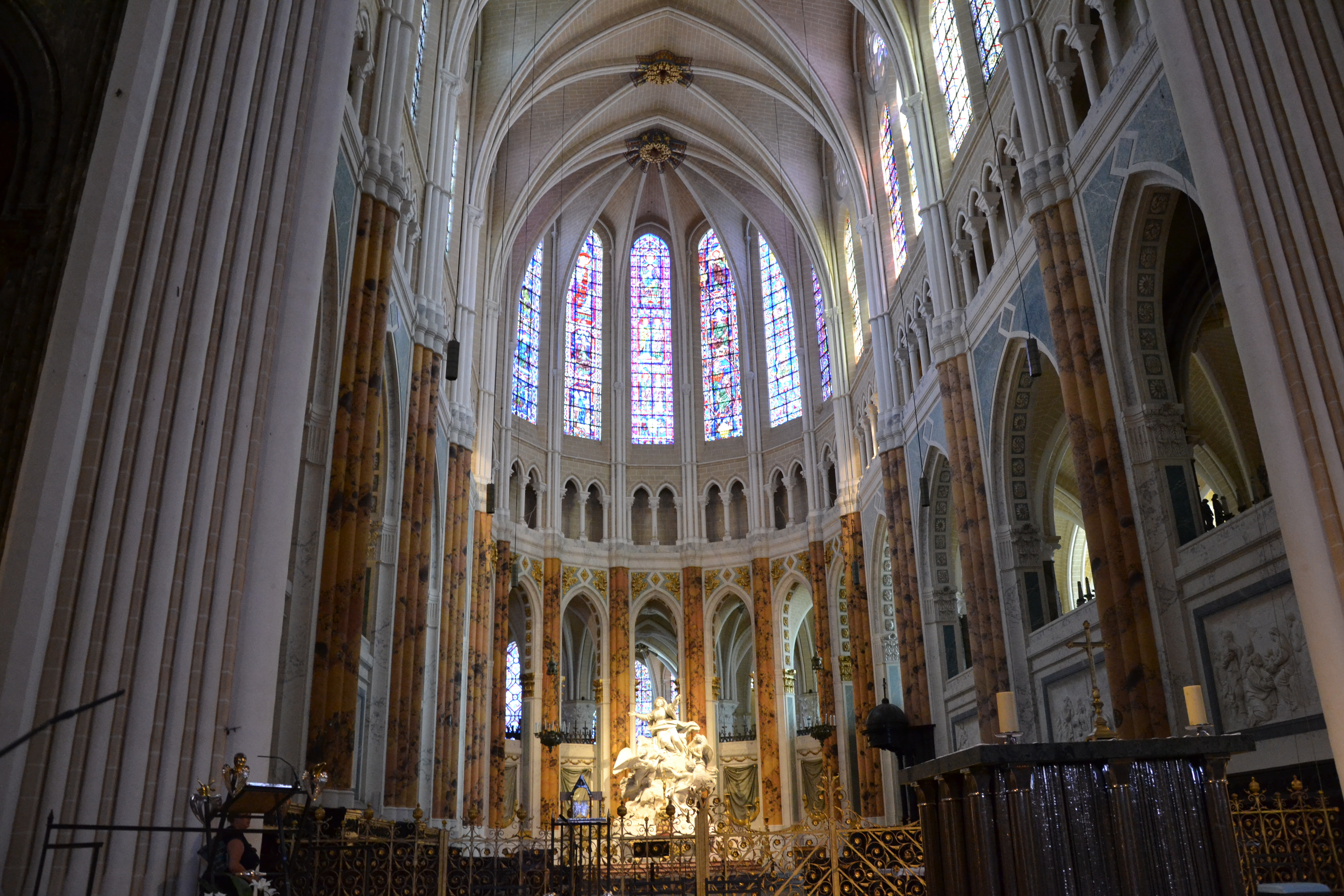
Binnenchor

Kathedrale von Soissons
- Département Aisne in der Picardie
- Bauabfolge:
  - 1. südlicher Querhausarm mit Rundabschluss und dessen Kapellenumgang spätes 12. Jh.,
  - 2. Hauptchor mit Verschmelzung von Chorumgang und Kapellenkranz 1197–1212
- Apsidialer Schluss des Südquerhauses in beiden Etagen halbrund.
- Ostabschluss: Binnenchor und Kapellen schließen polygonal.

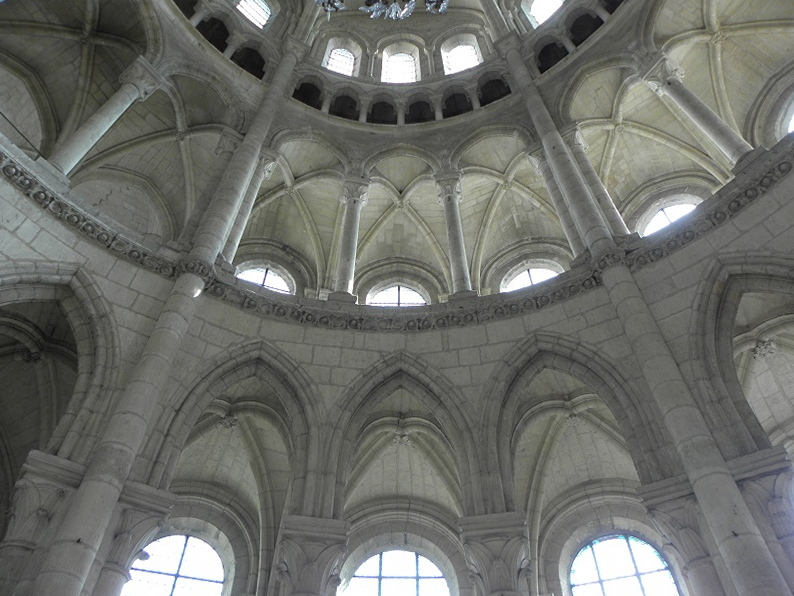
Abschluss des Südquerhauses mit Umgang, Empore und Galerietriforium; Fenster des Umgangs noch rundbogig

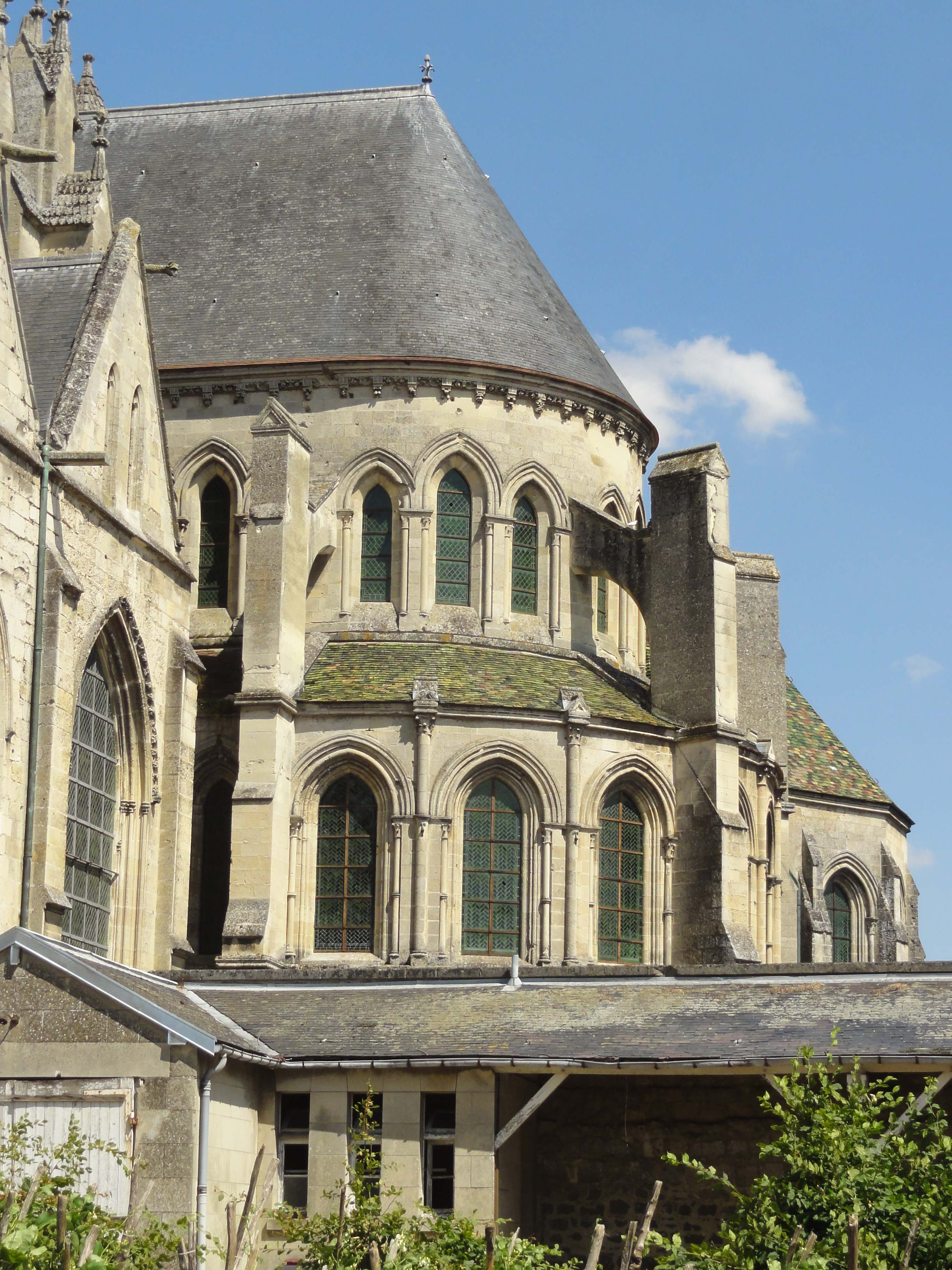
Südquerhaus von außen
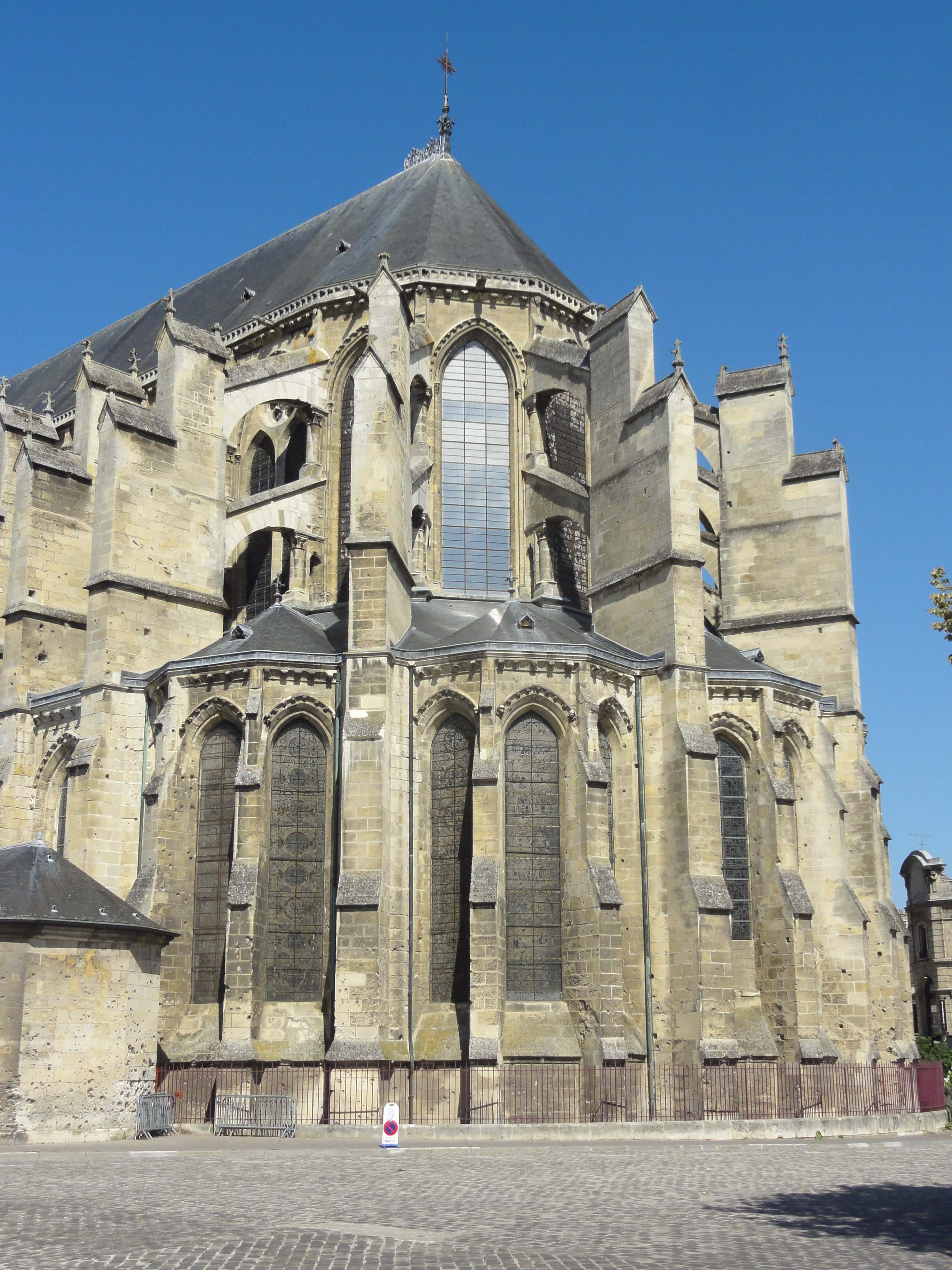
Chor von außen, maßwerklose Fenster teilweise sehr groß
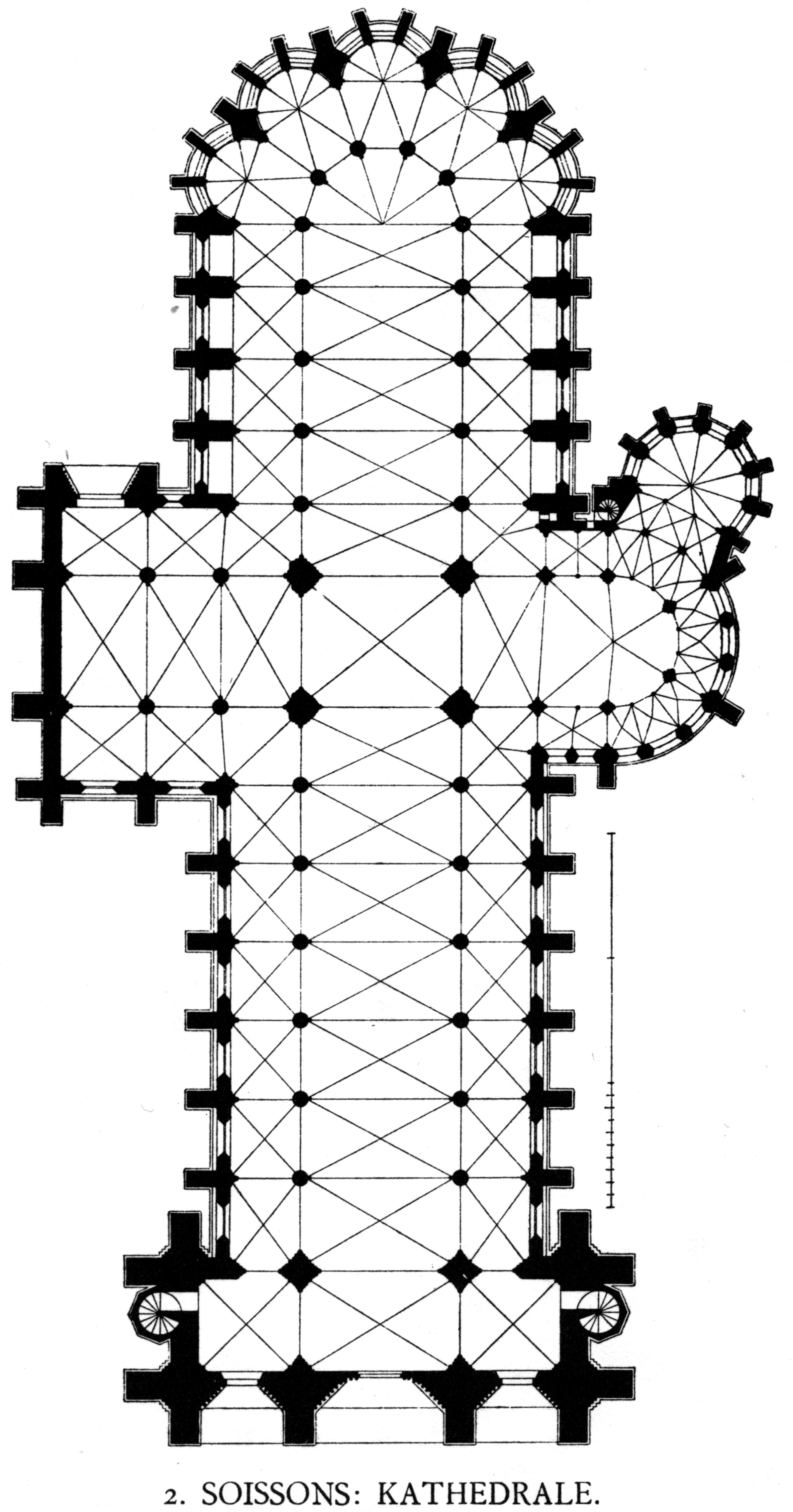
Grundriss
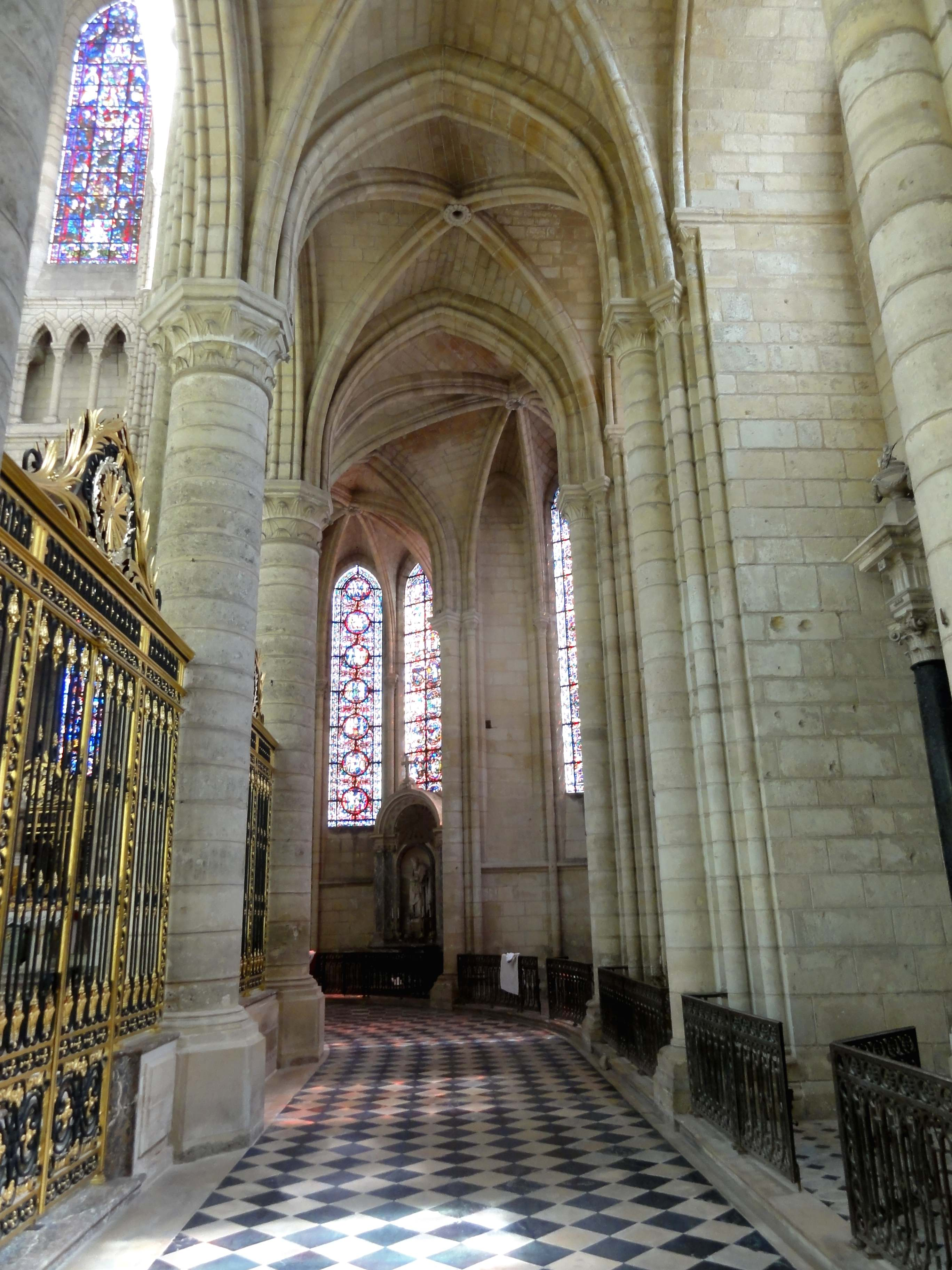
Chorumgang, sehr frühe Verschmelzung von Umgangsjochen und Kapellen

Kathedrale von Bourges
- 1195 bis Mitte 13. Jh.
- Ostabschluss in allen drei Etagen halbrund.
- Beschreibung in der Enzyklopädie Larousse siehe [13]

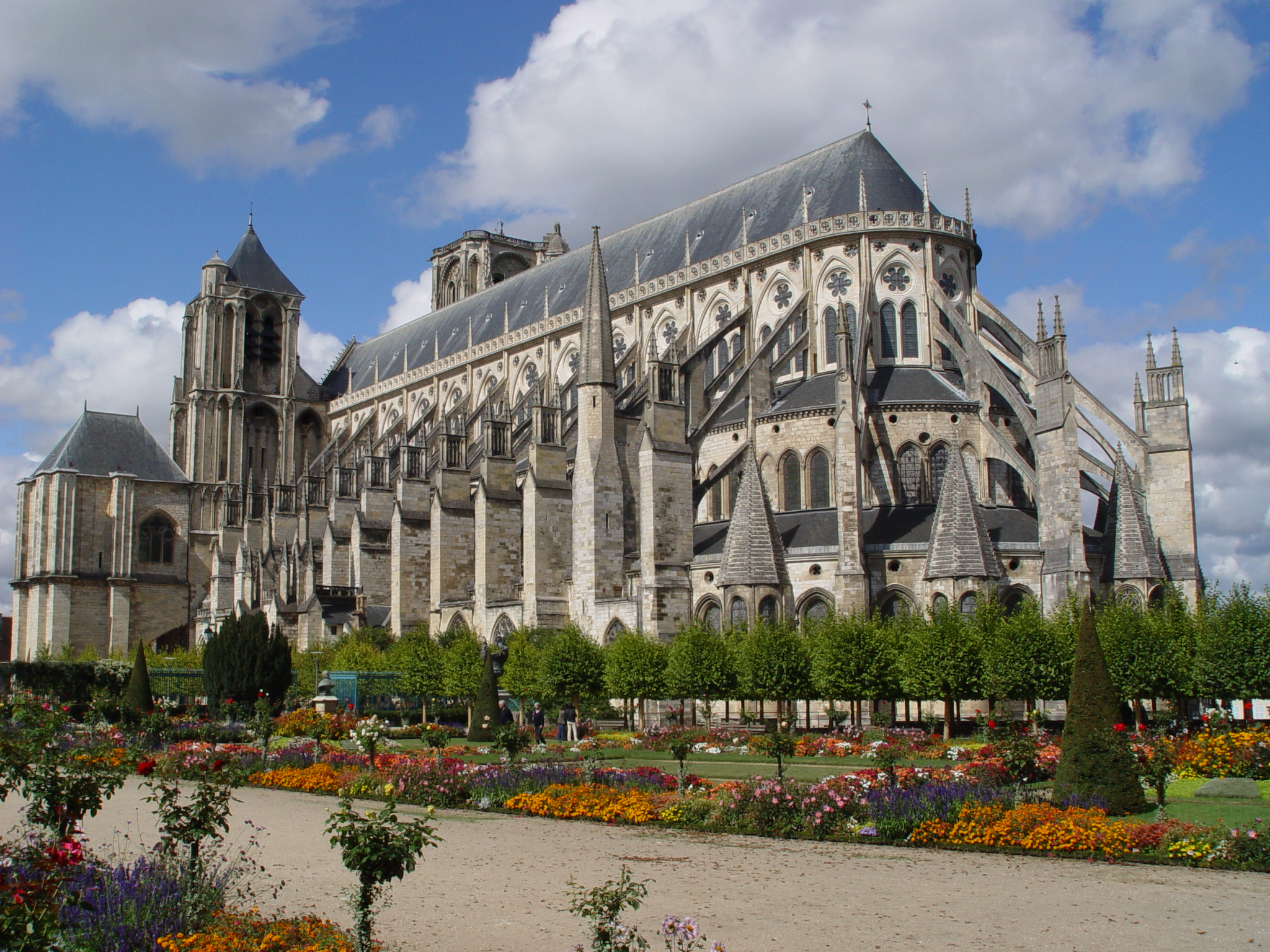
Cathedrale Saint-Etienne, Bourges, außen
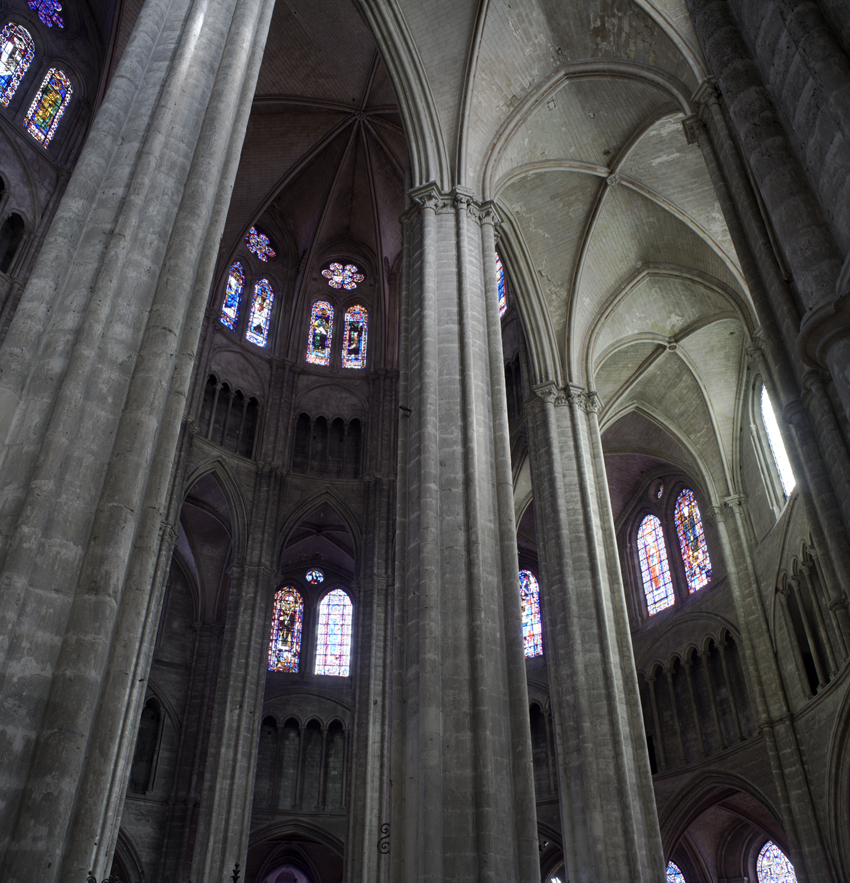
Bourges, Chor mit zwei, basilikal gestaffelten, Umgängen
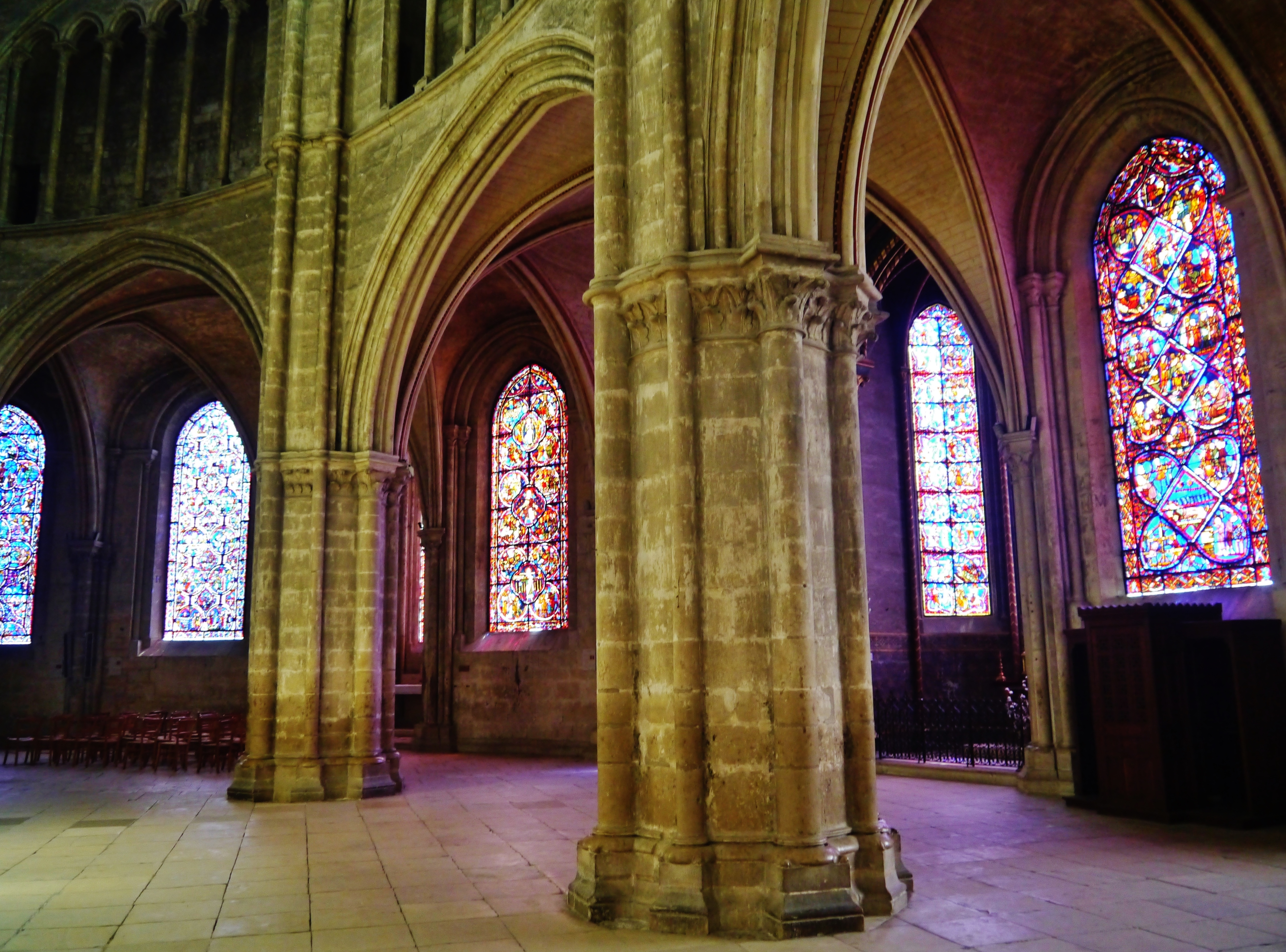
Bourges, Chorumgang tangential
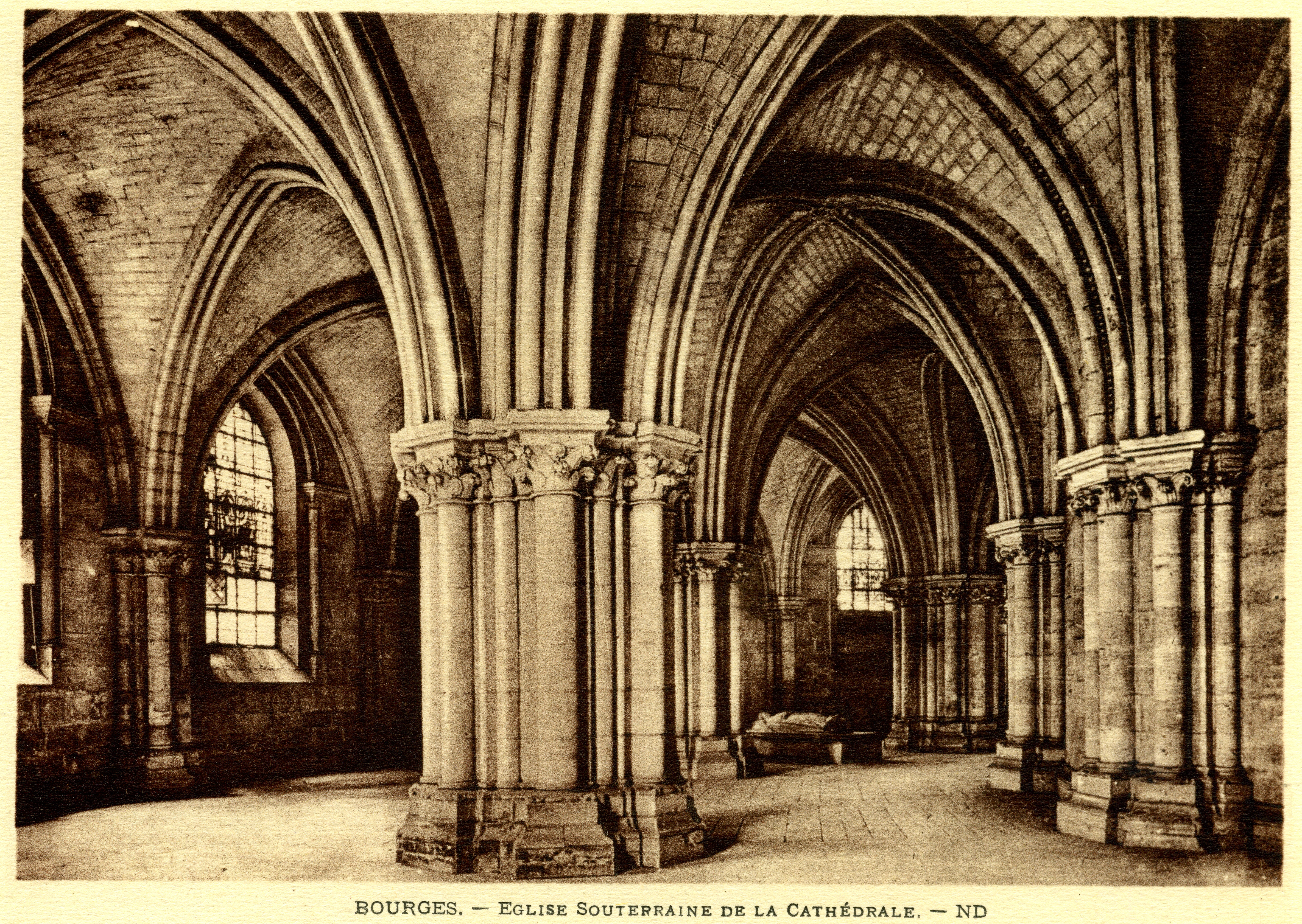
Bourges, Krytpenumgang

Magdeburger Dom
- Neubau ab 1209,
  - beginnend mit den Kapellen des Chorumgangs
  - einige Strebepfeiler des Umgangs stehen auf den Anschlussbögen der Kapellen
  - im Umgang alle Joche mit Vorlagen für Rippen, aber diese in den trapezförmigen Jochen nicht ausgeführt
  - Chorempore („Bischofsgang“) vollständig unter teils fünf-, teils sechsfeldrigen Kreuzrippengewölben
  - Hochchor (schon hochgotisch), Umgang und Empore schließen polygonal, die Kapellen innen erst ab kurz unterhalb der Sohlbänke, außen aber vollständig.
- Quer- = Radialdächer auf dem Chorumgang 1882 abgetragen

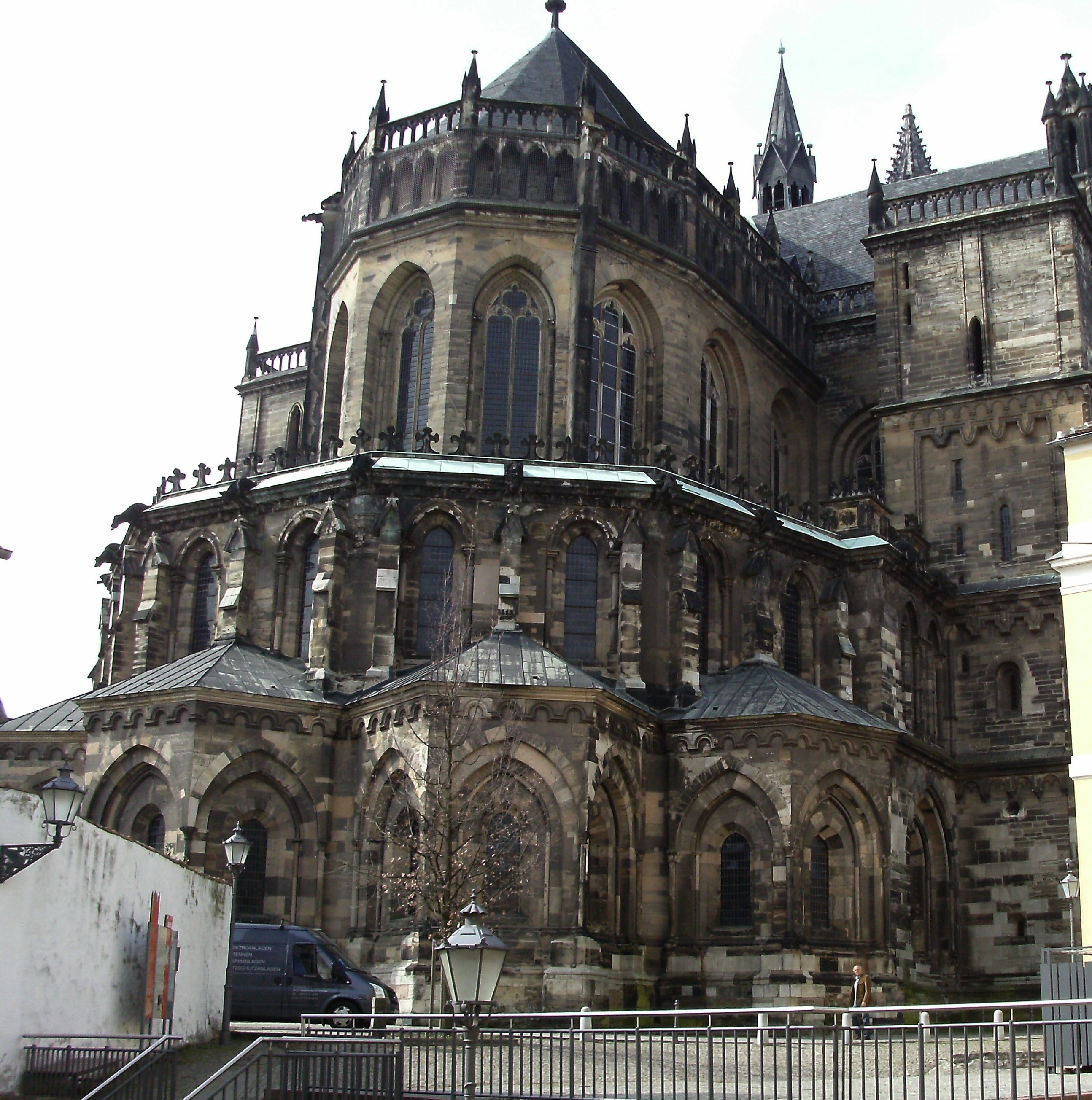
Außenansicht
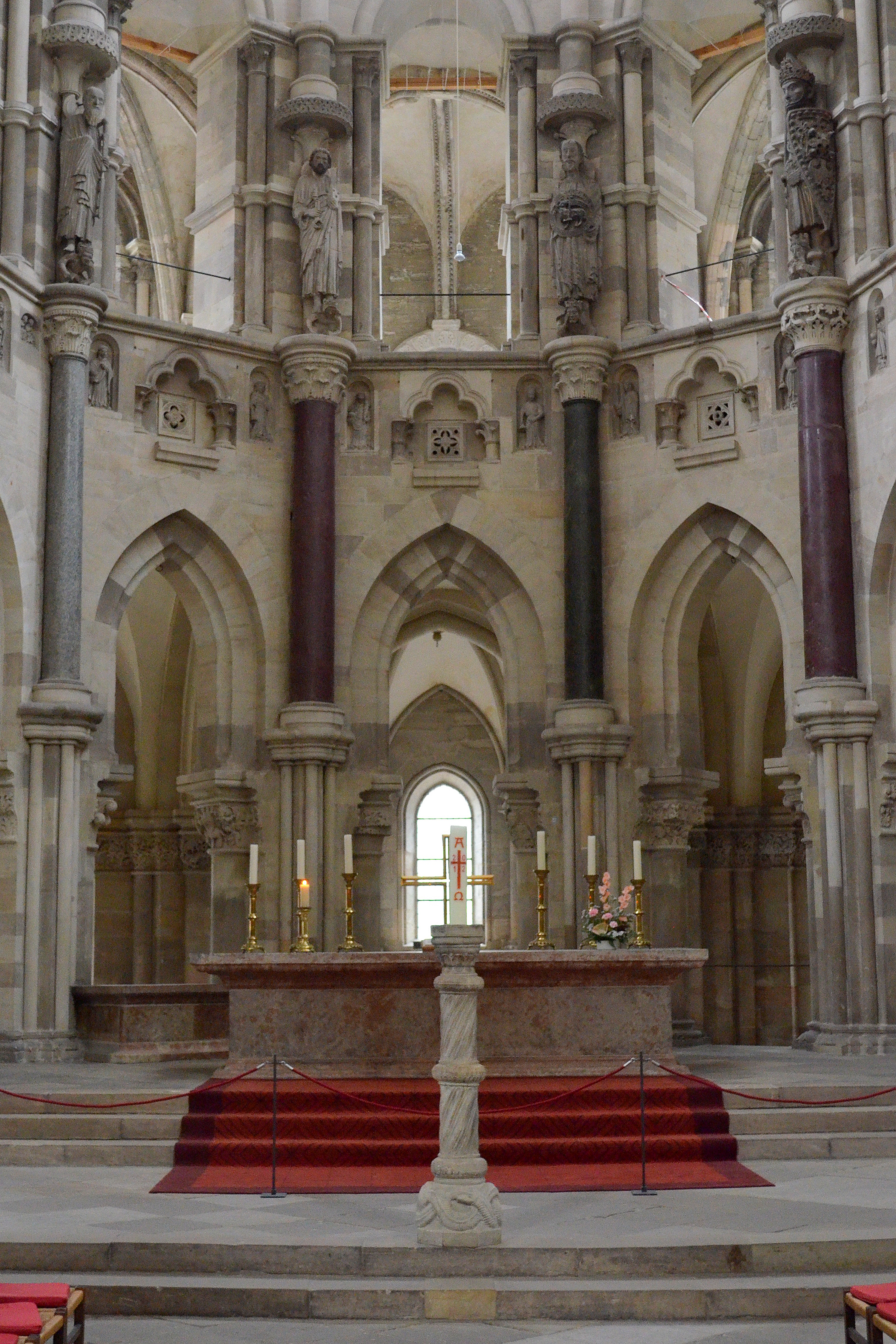
Chorhaupt mit Umgangs- und Emporenarkade, vorgesetzte Granitsäulen vom ottonischen Vorgängerbau
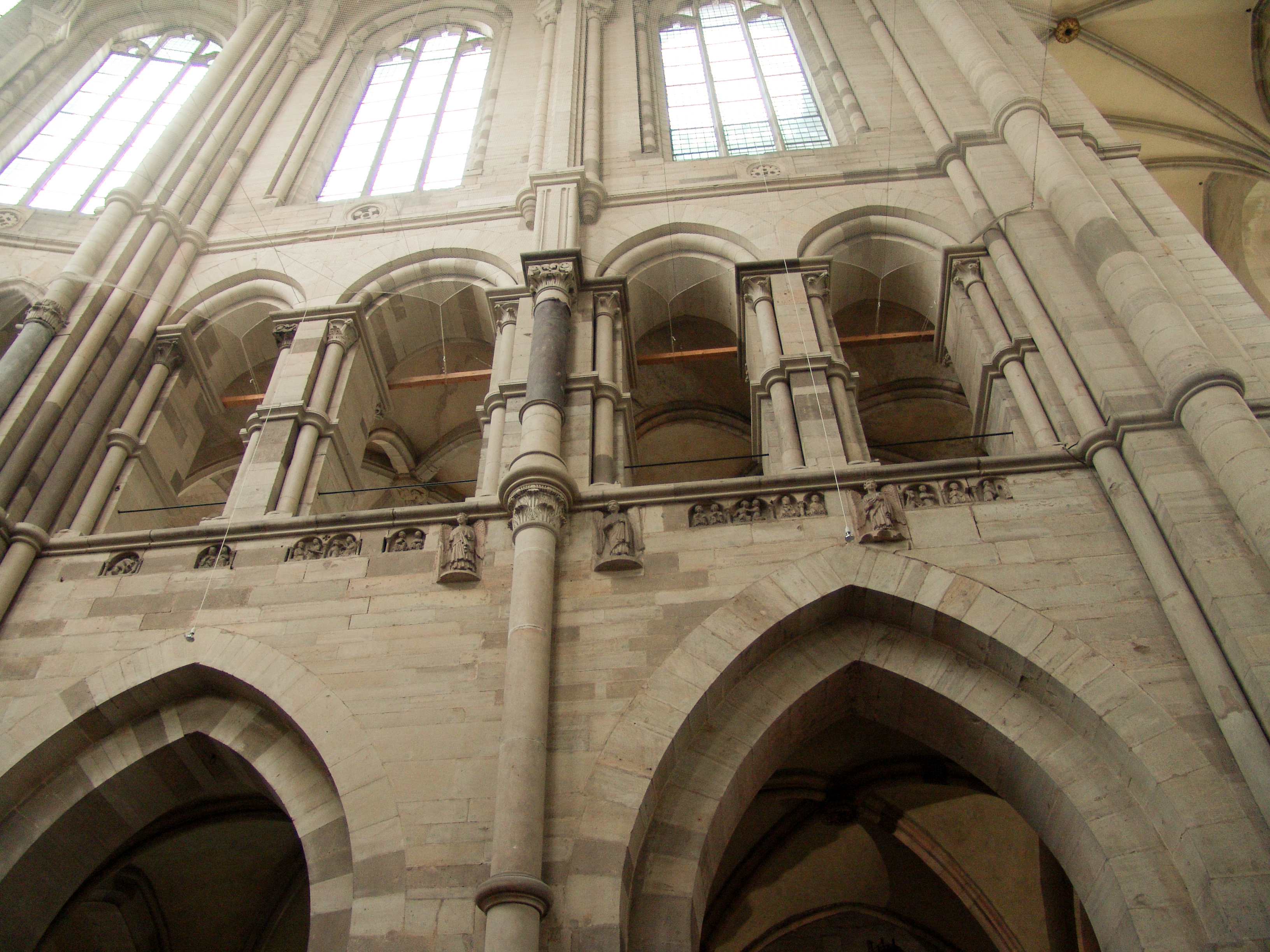
Chorempore und Hochchor-Obergaden
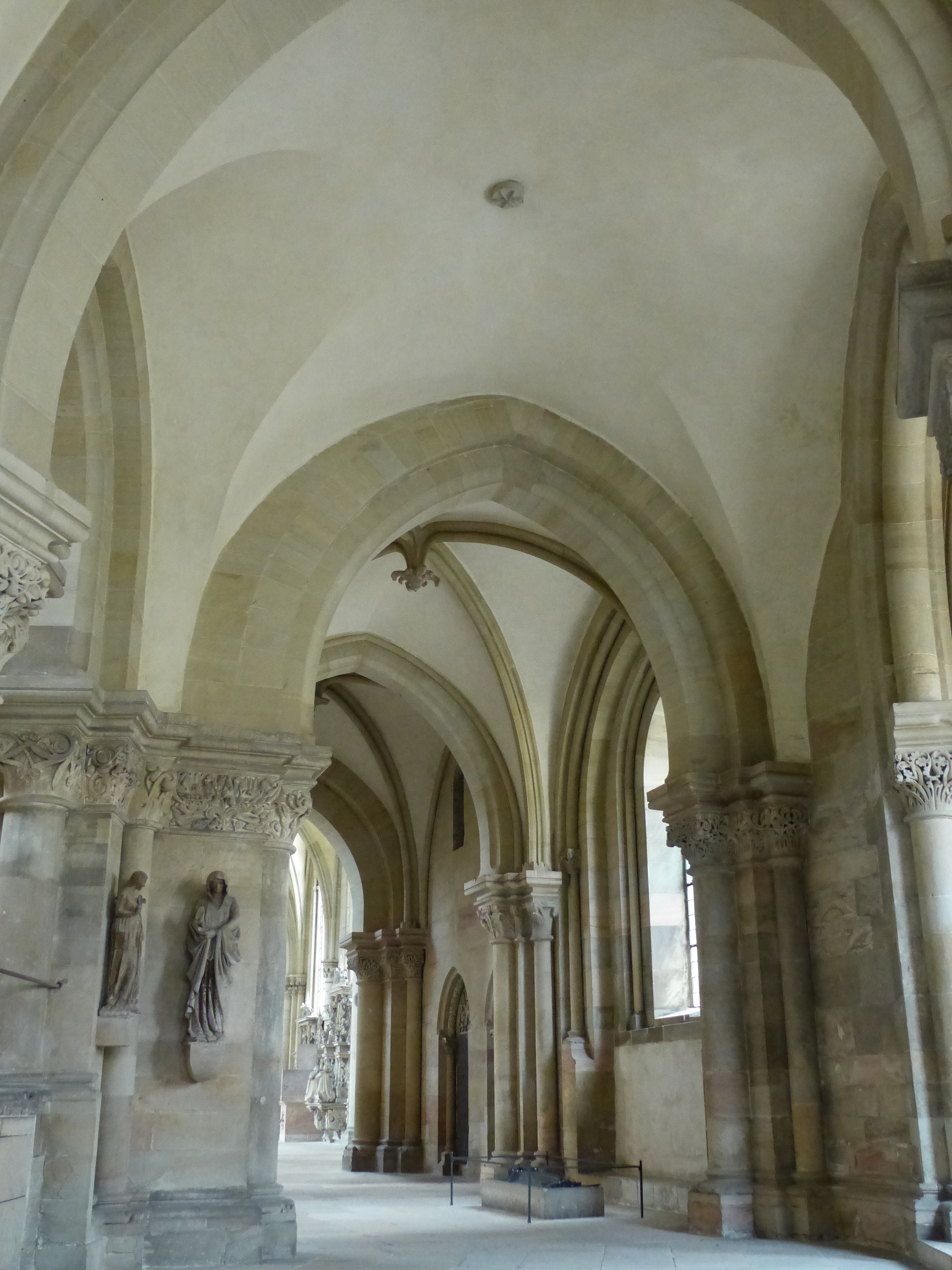
Chorumgang mit unausgeführten und ausgeführten Gewölberippen

Kathedrale von Bayeux
- Département Calvados, Normandie
- Langhausarkaden 1120–1139  vom romanischen Bau
- Chor 1220–1228 frühgotische umgebaut:
  - hohes Triforium anstelle vorheriger Empore
  - darüber Obergaden mit Laufgang, Grundriss rund
  - Umgang und Kapellen polygonal, Strebepfeiler teils integriert, teils verzichtet
- Nordquerhaus 1250, Rayonnantgotik

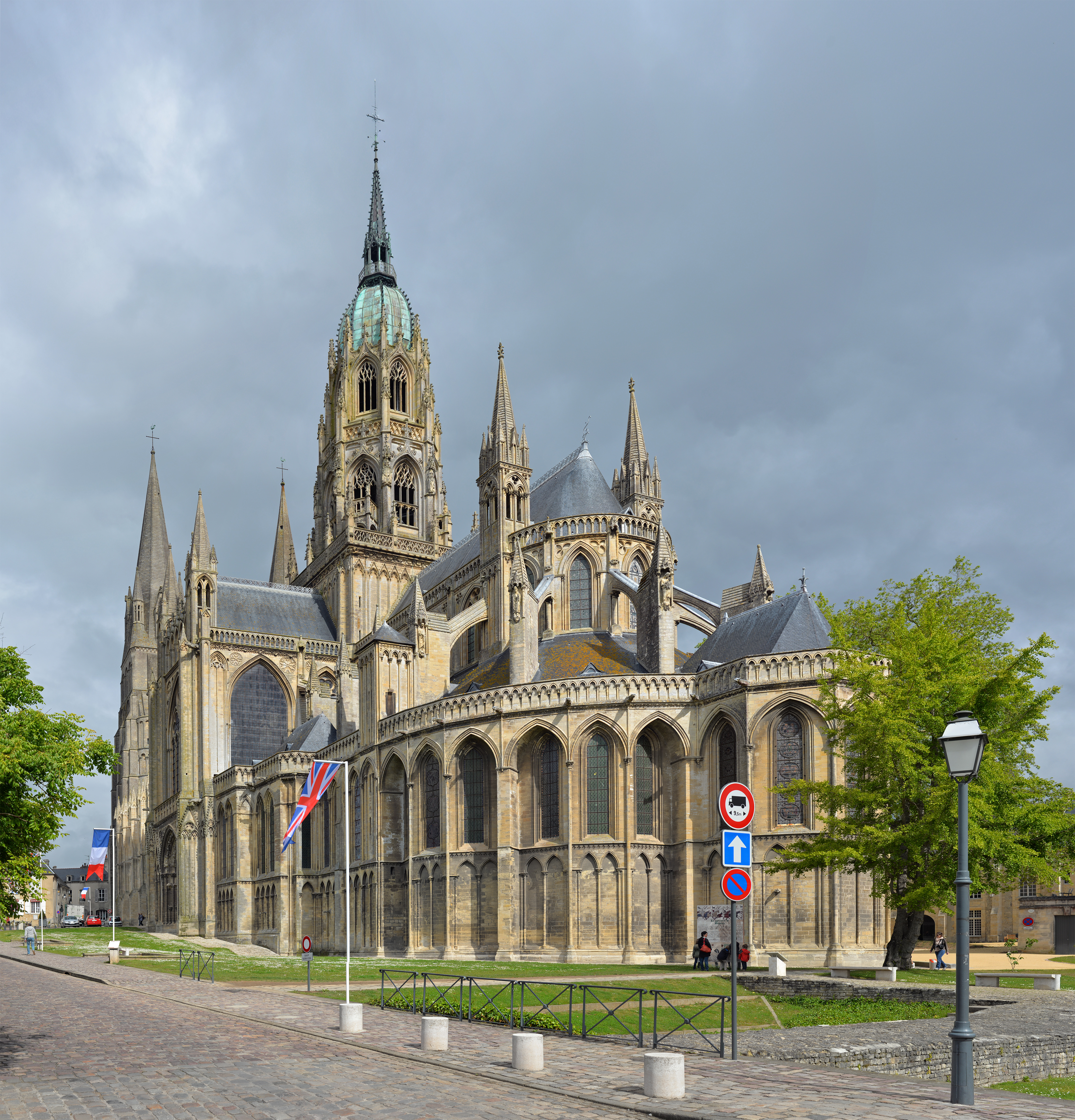
Ostansicht
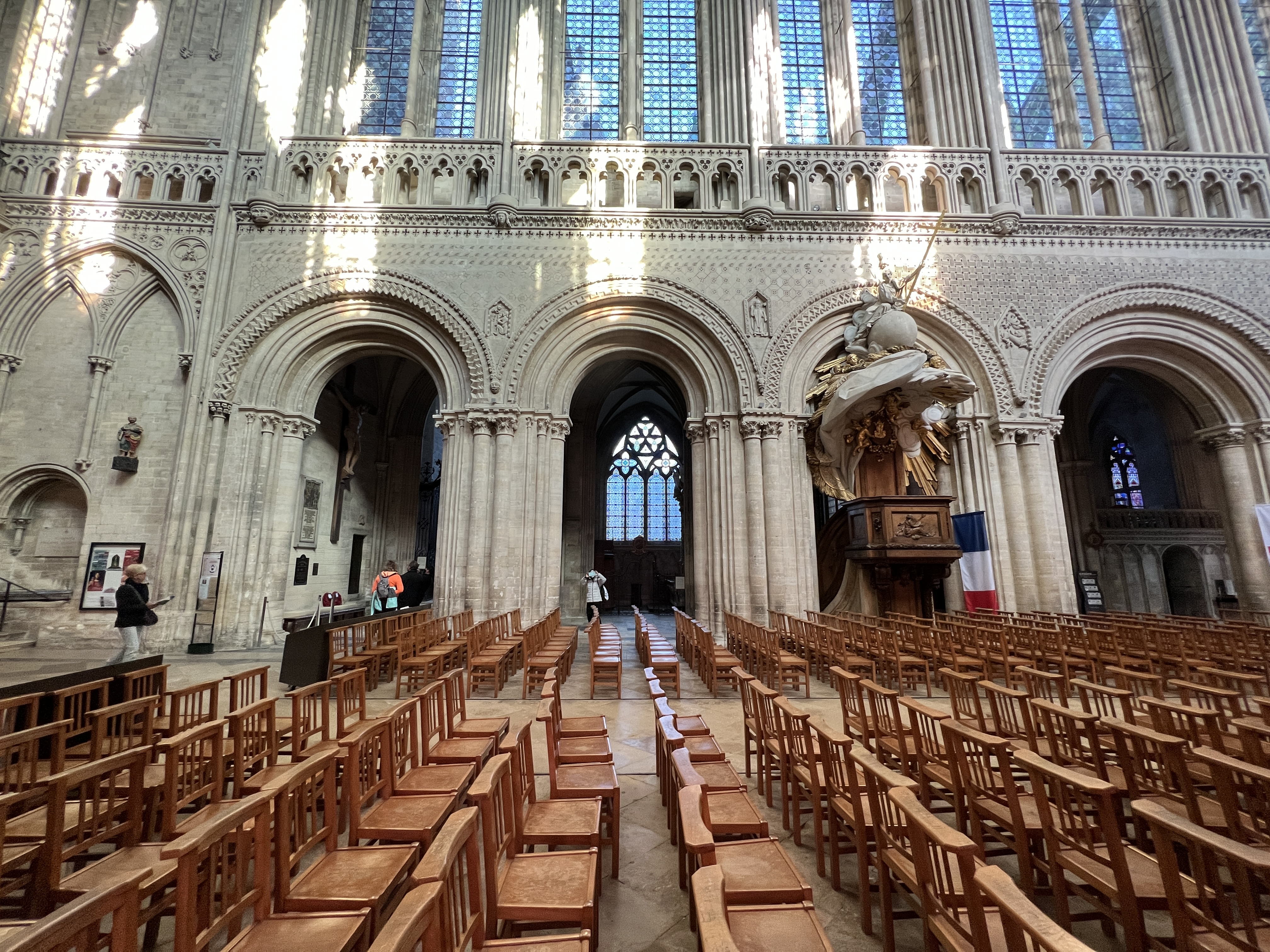
Langhausarkaden 1120–1139, Obergaden frühgotisch mit einzelnen späteren Veränderungen
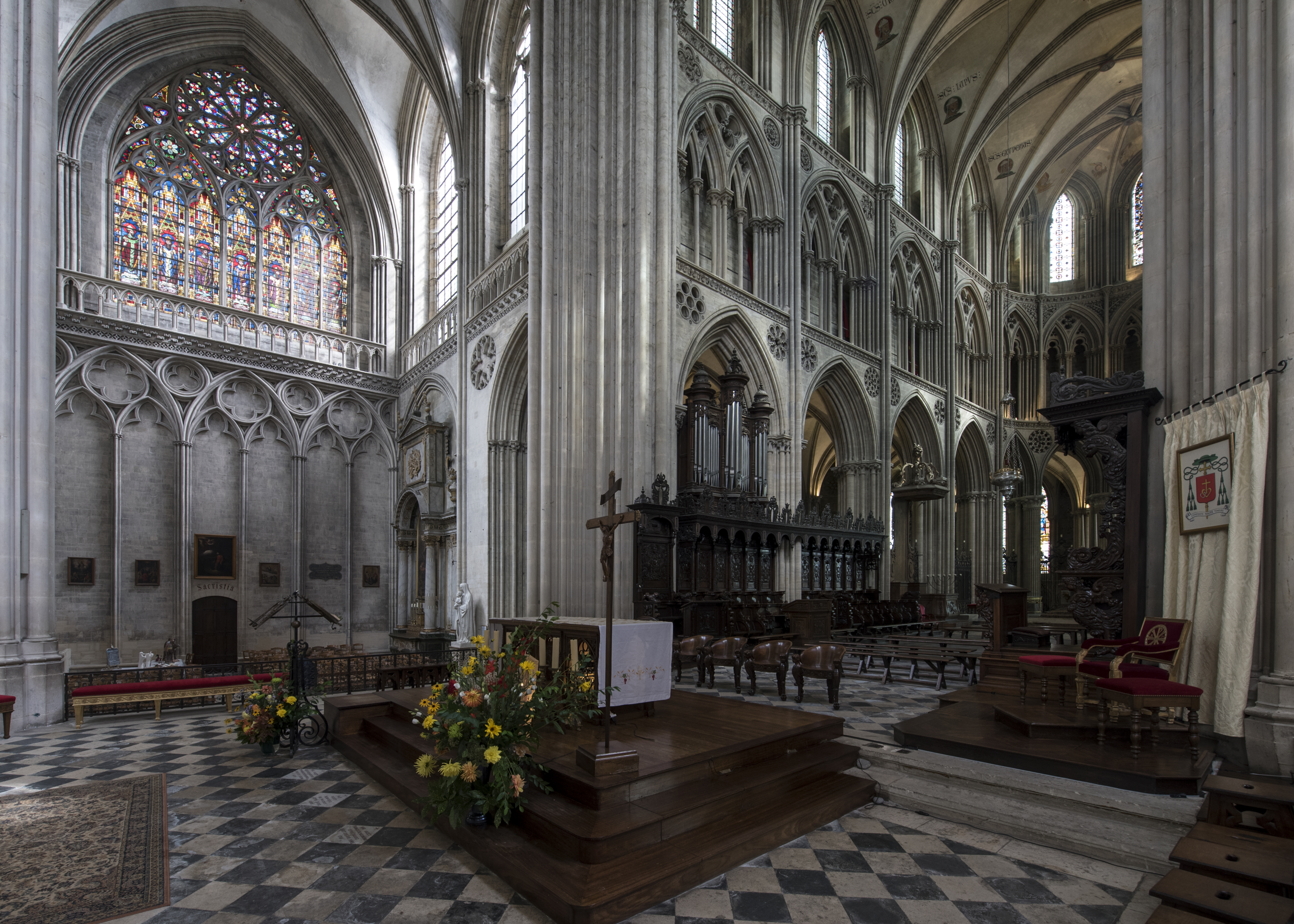
Frühgotischer Chor: Laufgänge an den Obergaden oberhalb des hohen Triforiums,
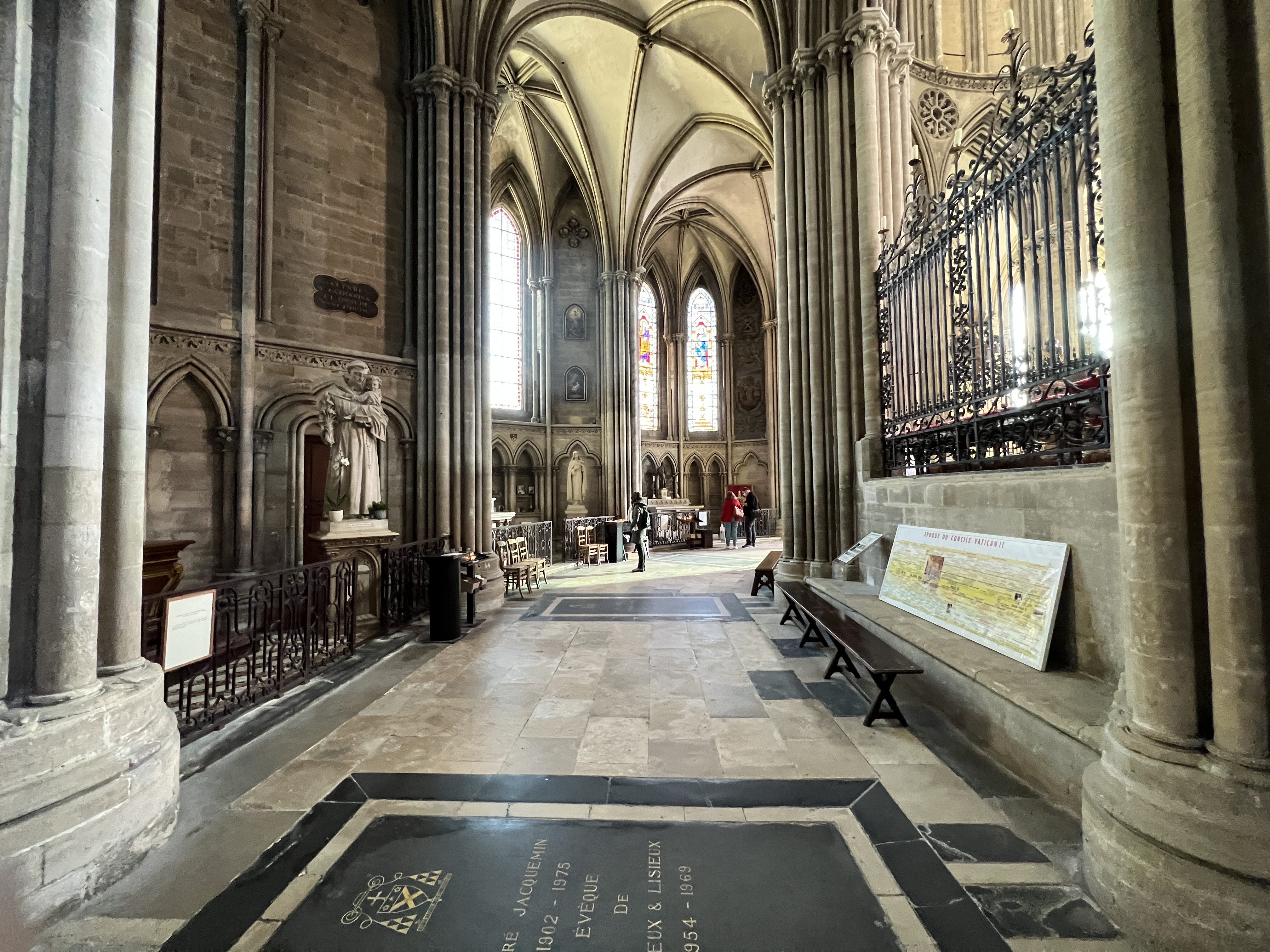
Chorumgang

Abteikirche Marienstatt
- bei Hachenburg im Westerwald
- Chor 1245–1280, Kirche bis 1347, einschl. Überarbeitung älterer Teile.
- Chor und Langhausseiten frühgotisch, Querhausgiebel und Westgiebel mit hochgotischen Maßwerkfenstern.
- Mehr Anleihen bei frühgotischen französischen Kathedralen als in anderen gotische Zisterzienserkirchen in Deutschland,
  - insbesondere: runde Kapellengrundrisse, Rundsäulen als Arkadenstützen, hier jedoch mit stark vereinfachten Kapitellen.
  - Binnenchor polygonal

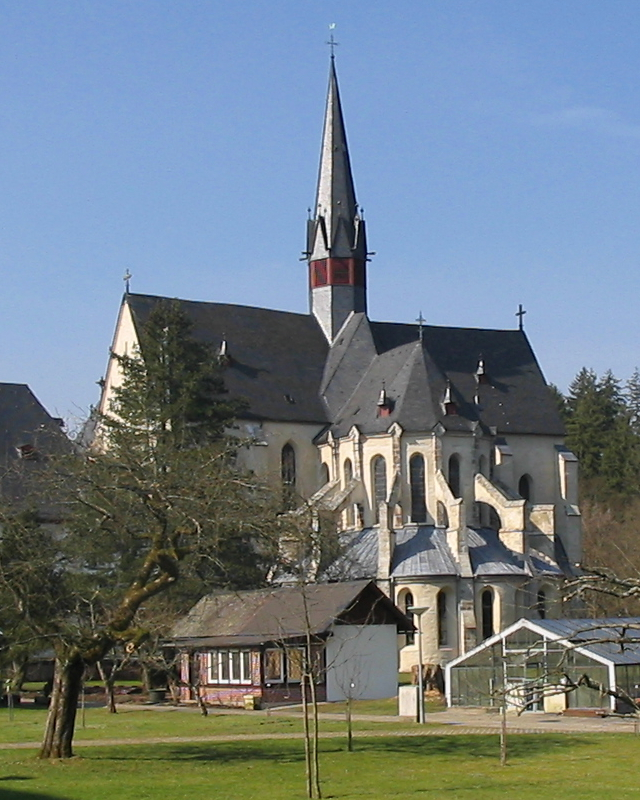
Chorumgang mit runden Kapellen, Fenster leicht gespitzt
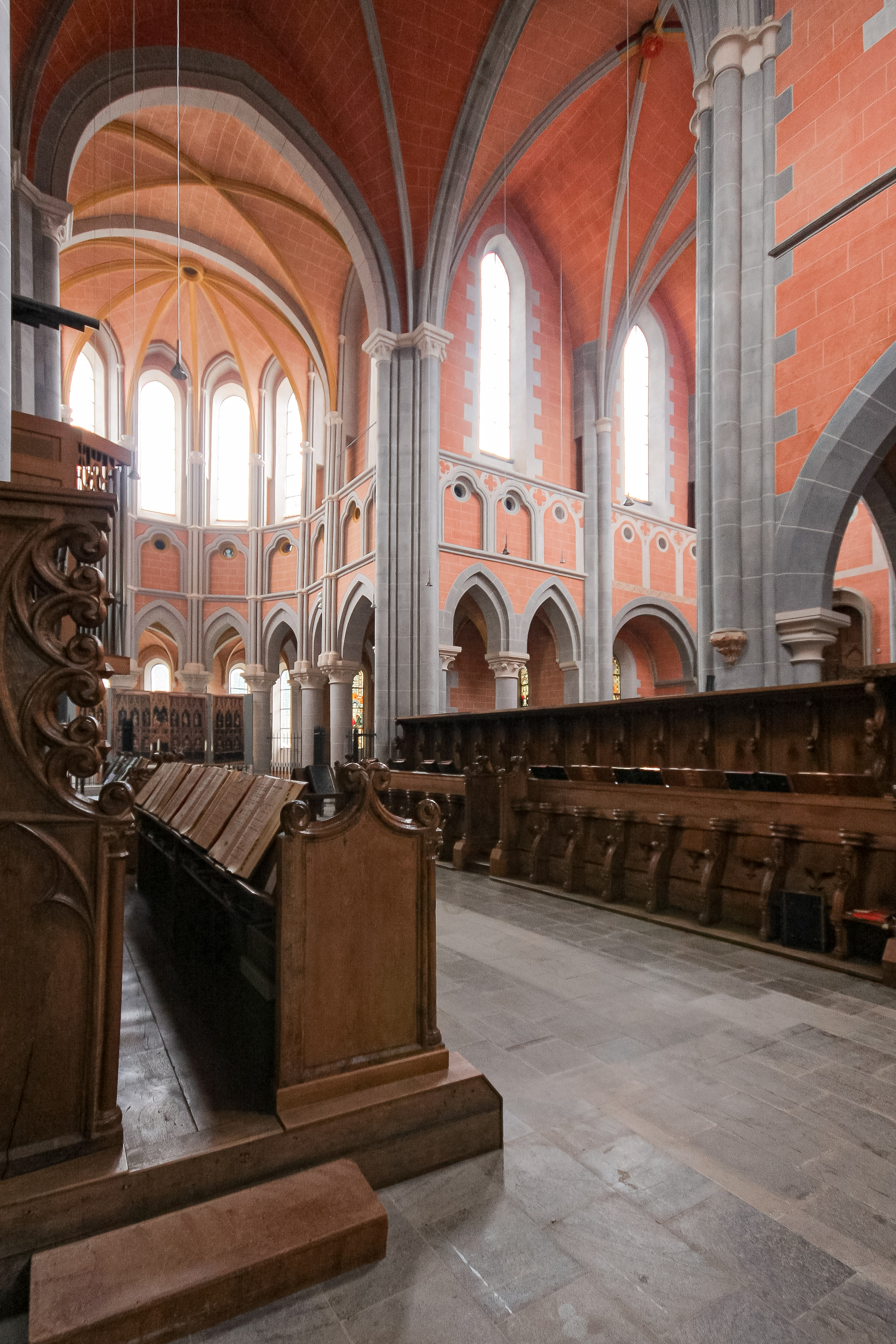
Chorpolygon mit Umgang und einfachen Säulen
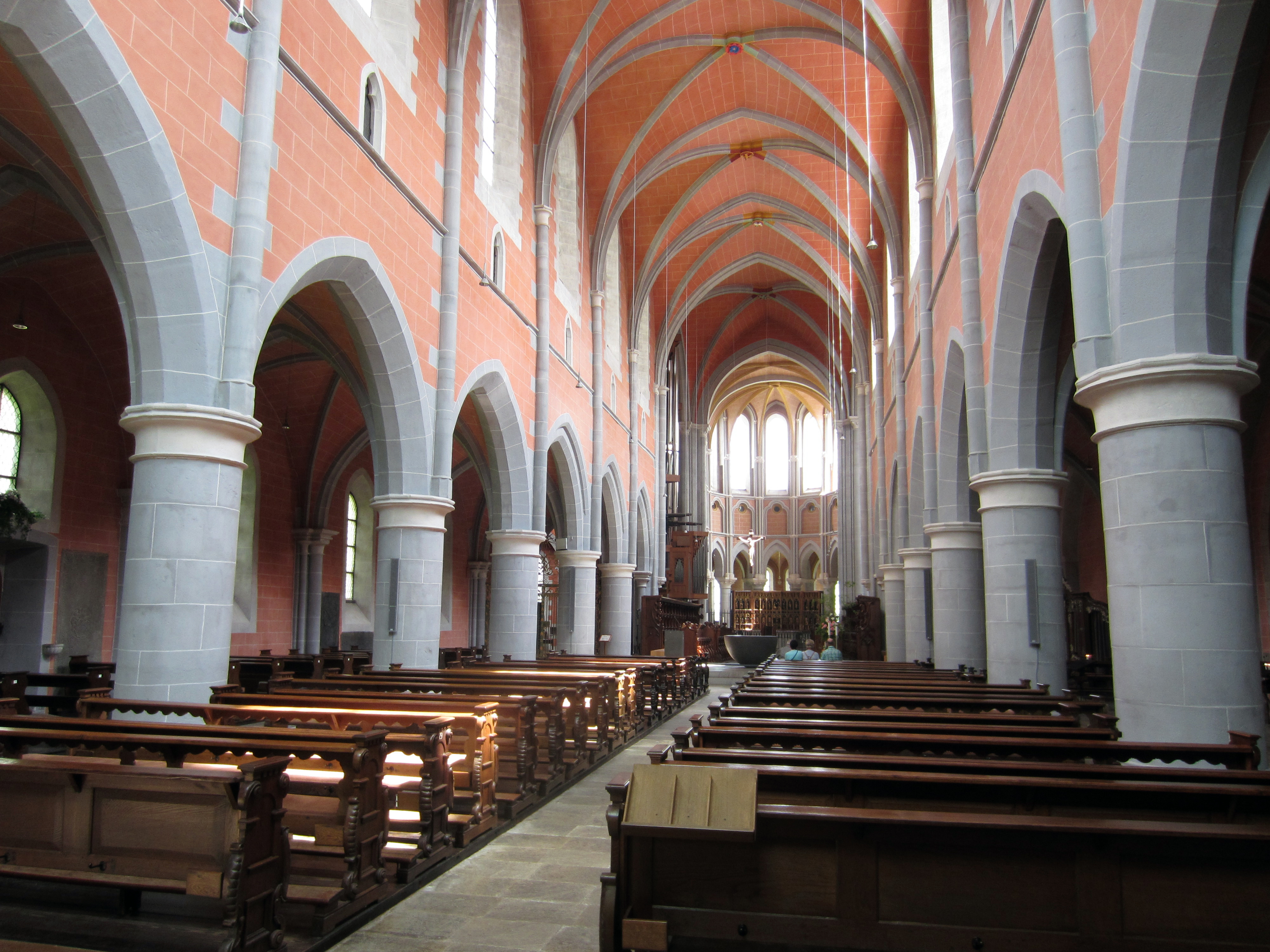
Langhausarkaden mit einfachen Säulen

Kathedrale von Tours
- ab 1220/1230, Chor bis 1280
- Hochchor (schon hochgotisch) und Kapellen schließen polygonal.

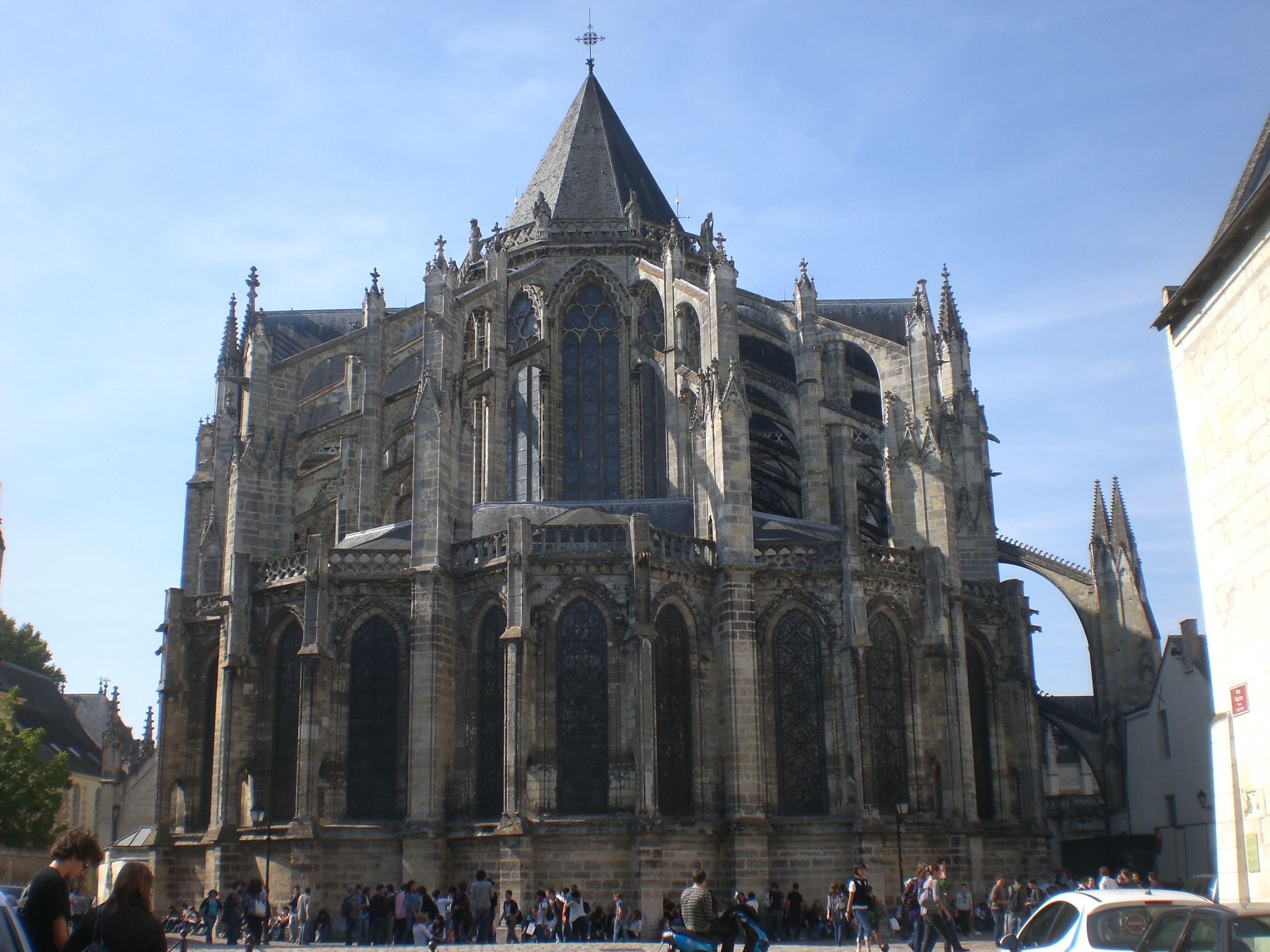
Chor von außen, Umgang mit frühgotischen, Obergaden mit hochgotischen Fenstern
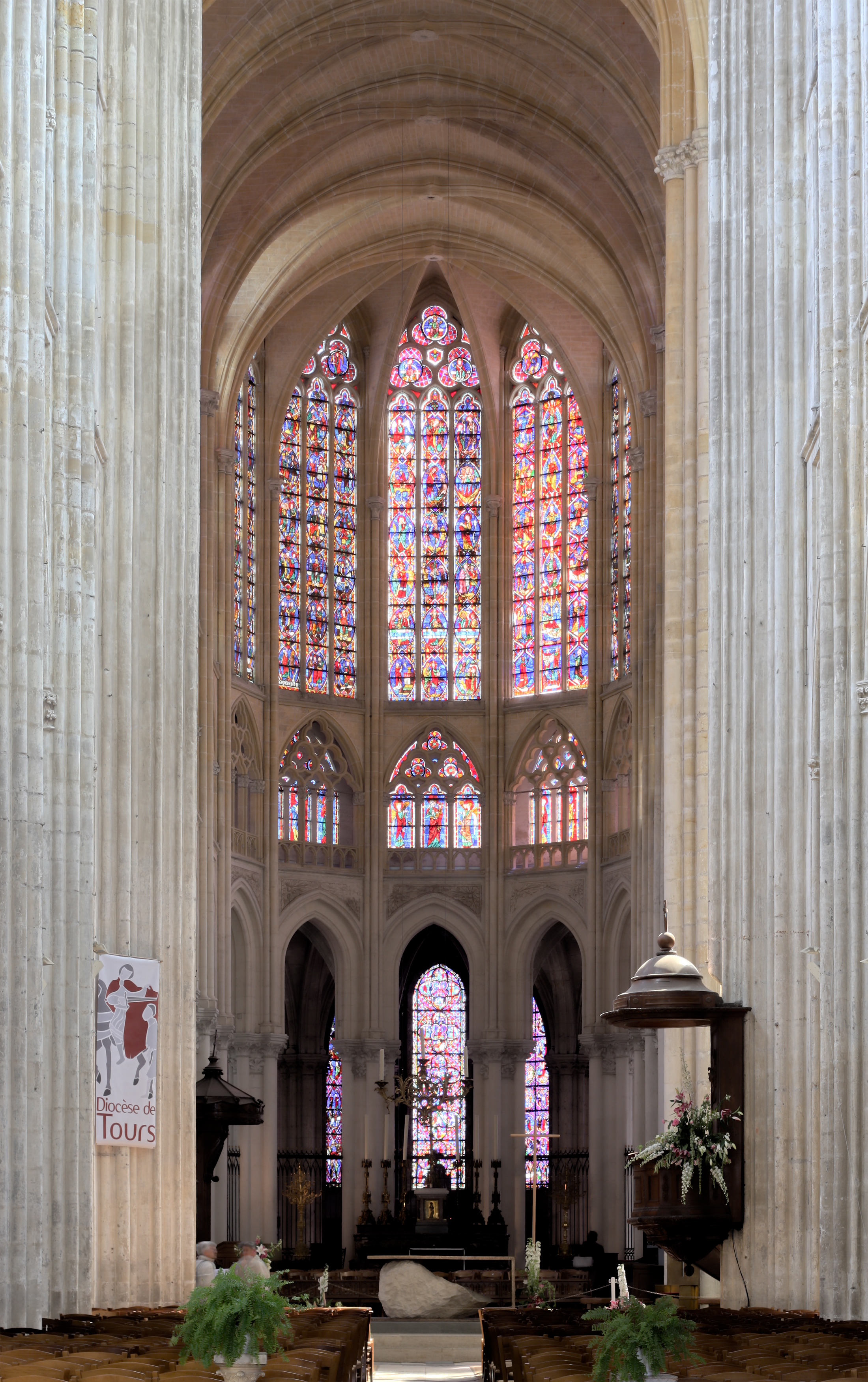
Arkade zum Umgang frühgotisch, verglastes Triforiumsgeschoss und Obergasen hochgotisch
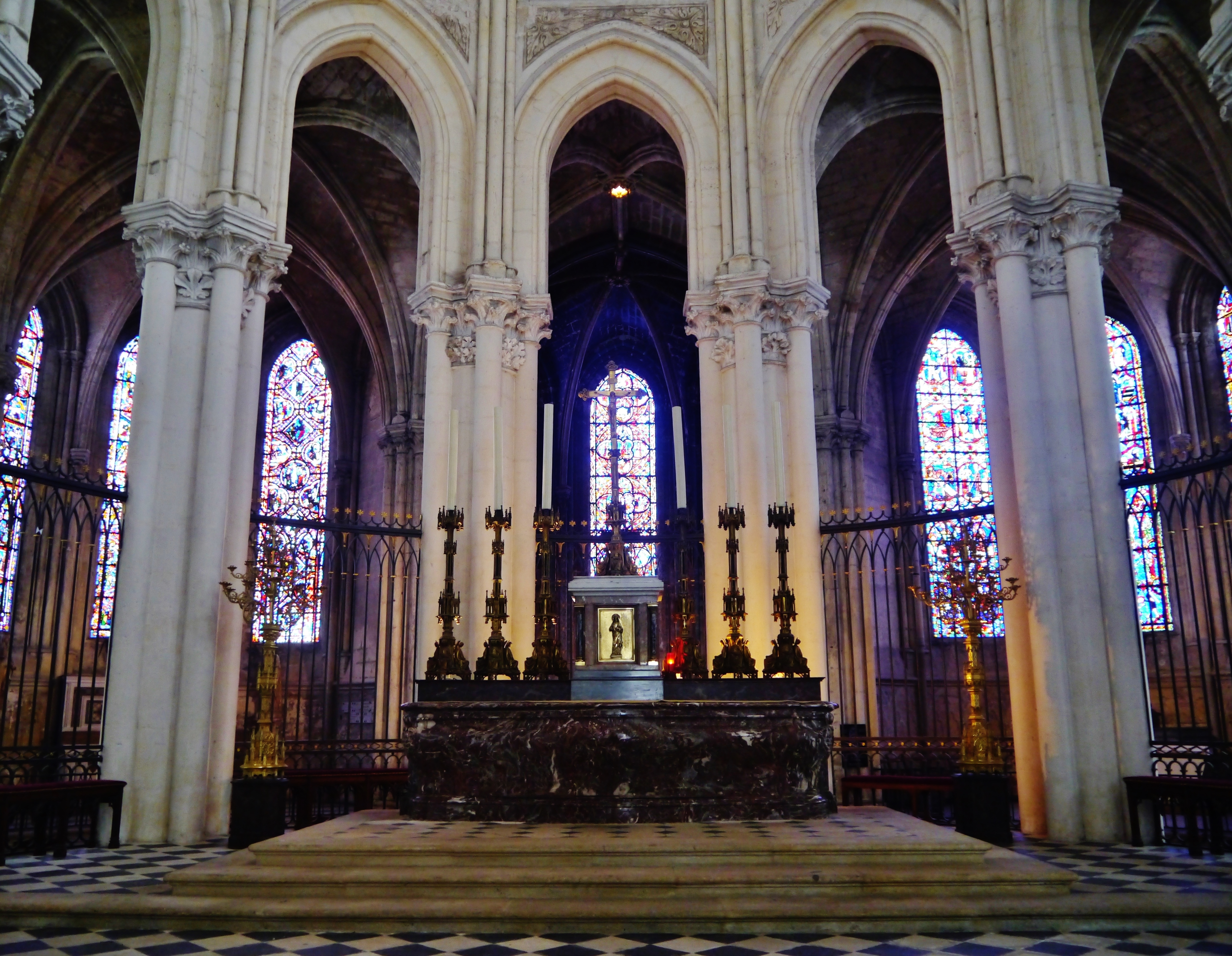
Hochaltar und Chorumgang